# Histoire de la Mésopotamie

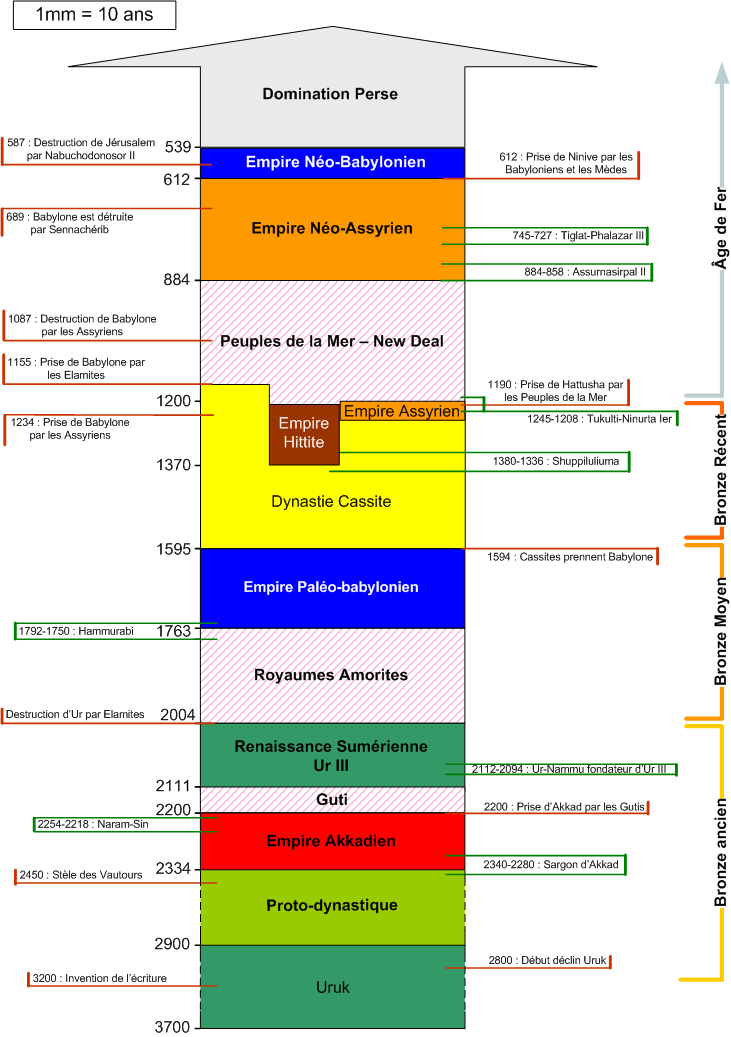
Chronologie de la Mésopotamie.

Pour un article plus général, voir Mésopotamie.
Cette page se comprend mieux après la lecture de Proche-Orient ancien.
Sauf précision contraire, les dates de cet article sont sous-entendues « avant l'ère commune », c'est-à-dire « avant Jésus-Christ ».
L'histoire de la Mésopotamie débute avec le développement des communautés sédentaires dans le nord de la Mésopotamie au début du Néolithique, et s'achève dans l'Antiquité tardive. Elle est reconstituée grâce aux fouilles archéologiques des sites de cette région, et à partir du IVe millénaire av. J.-C. par des textes écrits essentiellement sur des tablettes d'argile, la Mésopotamie étant l'une des premières civilisations à inventer l'écriture, avec l’Égypte antique.
Les premiers villages de Mésopotamie apparaissent dans le Nord au début du néolithique, même si la région est un espace de diffusion de la domestication des plantes et des animaux et non pas l'un de ses foyers, qui se situent alors surtout dans l'Anatolie du sud-est et au Levant. Cependant dès le VIIe millénaire av. J.-C. elle voit le développement de cultures dynamiques, voyant l'expansion progressive des villages agricoles dans toute la Mésopotamie : la culture de Hassuna (v. 6500-6000 av. J.-C.), la culture de Samarra (v. 6200-5700 av. J.-C.) et la culture de Halaf (v. 6100-5200 av. J.-C.) au Nord et au Centre, et la culture d'Obeïd (v. 6200-3900 av. J.-C.) qui voit l'essor du Sud, et exerce une influence importante sur le Nord.
La période d'Uruk (v. 3900-3000 av. J.-C.) voit l'évolution des sociétés mésopotamiennes se poursuivre vers des communautés plus intégrées politiquement et socialement. Elle culmine dans sa dernière phase, l'Uruk récent (v. 3400-3000), avec l'apparition de constructions politiques que l'on peut considérer comme des États, et d'agglomérations qui peuvent être qualifiées de villes, en premier lieu Uruk. Cette époque voit également l'apparition de l'écriture, sans doute sur ce dernier site. La Basse Mésopotamie, qui repose sur une agriculture irriguée très productive, joue un rôle moteur, influençant de façon marquée ses voisines, notamment la Haute Mésopotamie.
Durant le IIIe millénaire av. J.-C., la civilisation urbaine du Sud mésopotamien poursuit son essor. Cette région est alors occupée par deux groupes principaux : ceux qui parlent le sumérien, une langue sans parenté connue, et ceux qui parlent l'akkadien, une langue sémitique. Elle se divise en un ensemble de petites entités politiques que l'on appelle couramment des « cités-États » (Uruk, Ur, Lagash, Umma, Kish, etc.). Elles sont unifiées par deux fois à la fin du millénaire par deux « empires », l'empire d'Akkad (v. 2340-2190 av. J.-C.) et la troisième dynastie d'Ur (v. 2112-2004 av. J.-C.).
Le début du IIe millénaire av. J.-C. est marqué par la formation de dynasties dans toute la Mésopotamie (et la Syrie) par des rois amorrites (Isin, Larsa, Eshnunna, Mari, Yamkhad, etc.). Cette période de grande fragmentation politique prend fin avec la brève unification de la région par Babylone au milieu du XVIIIe siècle av. J.-C. Après une période obscure mal documentée au milieu du IIe millénaire av. J.-C., de nouveaux royaumes, plus vastes que les précédents, se partagent la Mésopotamie : au sud les Kassites régnant depuis Babylone, et au Nord le Mittani puis l'Assyrie.
La fin du IIe millénaire av. J.-C. est une nouvelle période de crise au Moyen-Orient, avec l'effondrement des grands royaumes et l'arrivée de nouvelles populations, en premier lieu les Araméens, qui investissent aussi bien la Haute que la Basse Mésopotamie au début du Ier millénaire av. J.-C. Les souverains d'Assyrie parviennent néanmoins à les soumettre et à étendre leur domination sur les régions voisines, y compris la Babylonie, constituant le premier empire couvrant une majeure partie du Moyen-Orient. Ils sont renversés à la fin du VIIe siècle av. J.-C. par les Mèdes et les Babyloniens, ces derniers constituant un nouvel empire. Celui-ci s'effondre rapidement, vaincu et remplacé par celui des Perses achéménides en 539 av. J.-C.
Durant l'Antiquité classique et tardive, la Mésopotamie est dominée par des empires fondés par des dynasties étrangères : les Perses achéménides d'abord (539-330 av. J.-C.), puis les Grecs séleucides qui succèdent aux conquêtes d'Alexandre le Grand (330-141 av. J.-C.), puis les Parthes arsacides (141 av. J.-C.-224 apr. J.-C.) et les Perses sassanides (224-646 apr. J.-C.). Si la Basse Mésopotamie reste une région riche dans ces empires, en revanche la fin des royaumes proprement mésopotamiens signe la fin de l'antique culture mésopotamienne qui disparaît durant ces siècles, avec son écriture cunéiforme caractéristique. Elle est largement effacée dans les mémoires jusqu'à sa redécouverte au XIXe siècle.

## La reconstitution de l'histoire mésopotamienne

### Sources utilisées

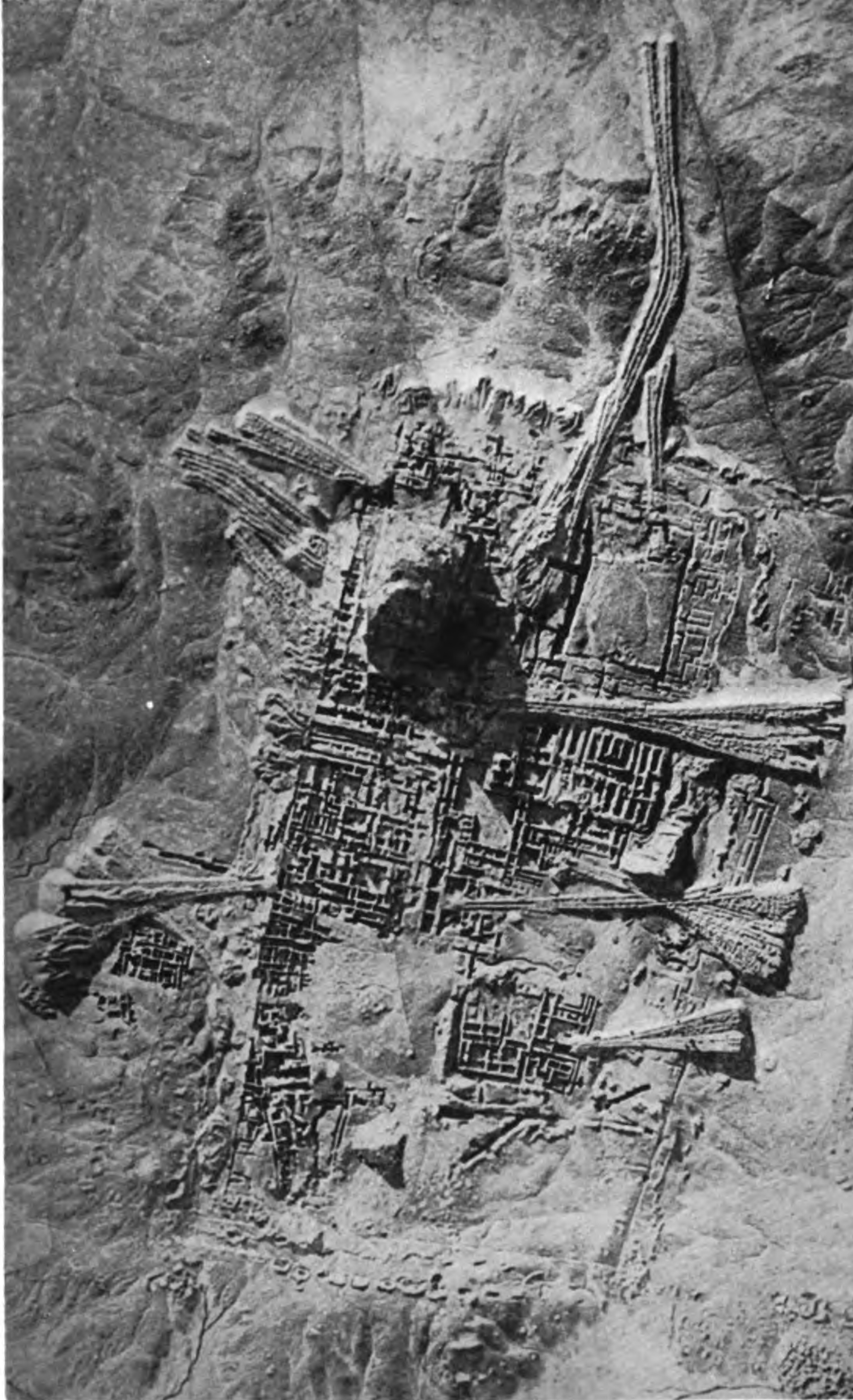
Photographie aérienne du quartier sacré d'Ur (site de Tell al-Muqayyar) à la période des fouilles britanniques, 1927.

Les sources qui permettent de reconstruire l'histoire de la Mésopotamie proviennent essentiellement des fouilles pratiquées dans cette région. Elles ont débuté au milieu du XIXe siècle et se sont prolongées depuis. Elles l'ont fait très difficilement dans les décennies récentes, en raison des troubles politiques affectant l'Irak depuis 1991, et la Syrie (dont la partie orientale correspond à la moitié ouest de la Haute Mésopotamie) depuis 2011. Les fouilles des sites mésopotamiens se sont avant tout concentrées sur les phases historiques antiques (du IIIe millénaire av. J.-C. au Ier millénaire av. J.-C.), secondairement sur les périodes protohistoriques, et beaucoup moins sur les phases de l'Antiquité récente et tardive. Elles ont avant tout porté sur les secteurs monumentaux des grandes cités antiques (temples et palais) et également à plusieurs reprises sur des espaces résidentiels, tandis que plusieurs prospections archéologiques ont étudié les phases d'occupation antiques de différentes régions de l'ancienne Mésopotamie. En revanche l'étude des secteurs résidentiels et des modes de vie des gens du commun n'a surtout été conduite à partir des années 1970-1980. Il en résulte que, en plus d'être essentielles dans la reconstitution de la chronologie de la Mésopotamie antique, les données archéologiques sont en particulier mobilisées pour analyser les expressions architecturales et artistiques des différentes organisations politiques de cette civilisation, mais aussi dans plusieurs cas la vie quotidienne des anciens Mésopotamiens, surtout dans le milieu des élites urbaines.

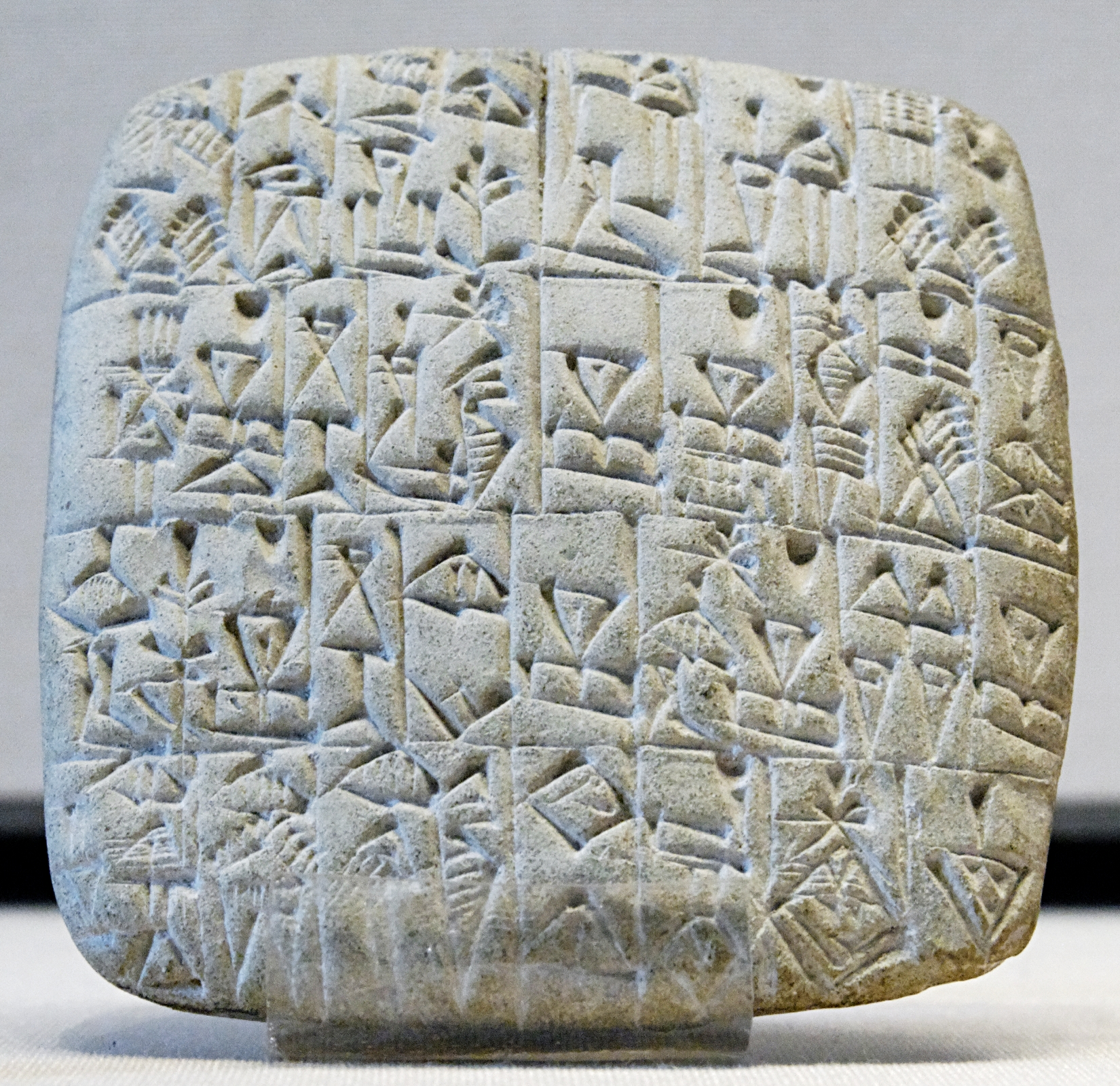
Tablette cunéiforme : acte de vente d'un esclave et d'une maison à Shuruppak, v. 2600 av. J.-C. musée du Louvre.

Les dizaines de milliers de documents cunéiformes exhumés par les archéologues (et les fouilleurs clandestins) et le déchiffrement de l'écriture cunéiforme ont permis de reconstituer plus précisément l'histoire de cette région. Ils ont fourni une matière considérable à étudier pour les assyriologues, qui sont les historiens spécialistes de la Mésopotamie antique. Les textes cunéiformes se regroupent en diverses catégories, très inégalement réparties en nombre, dont la composition varie également selon les époques. Les plus nombreux, et de loin, sont les documents issus des bureaux des institutions (palais ou temples) ou des familles, qui sont le plus souvent des textes administratifs (enregistrement de la circulation de produits, affectation de travailleurs, etc.), et aussi des textes juridiques (contrats de vente, location, prêt, mariage, etc.), et parfois des textes de correspondance privée ou officielle, diplomatique. Les textes de nature « littéraire », « religieuse » ou « scientifique » sont souvent rédigés ou employés par des apprentis scribes dans un contexte scolaire. Néanmoins, certains fonds de tablettes des périodes récentes, trouvés au sein d'institutions religieuses ou de maisons de prêtres, peuvent être considérés comme des bibliothèques. Enfin, des textes commémoratifs servent à glorifier les hauts faits du roi, comme les inscriptions rapportant la construction ou la restauration d'un édifice, des batailles victorieuses, ou bien des hymnes à la gloire du roi, ainsi que des chroniques historiques et listes dynastiques, qui s'avèrent très utiles pour reconstituer la chronologie événementielle.
La répartition des textes connus dans l'espace et dans le temps est très irrégulière, certaines régions et périodes étant très bien documentées tandis que d'autres le sont peu. On dispose par exemple de près de 100 000 tablettes administratives datant de la troisième dynastie d'Ur (2100-2000), mais elles ne proviennent que de sept sites archéologiques différents. Elles datent essentiellement de la fin du règne de Shulgi et des règnes d'Amar-Sîn et de Shu-Sîn, c'est-à-dire réparties sur une quarantaine d'années, alors que la dynastie a été au pouvoir pendant un siècle. De même, aucun des textes décrivant l'époque du règne de Hammurabi ne proviennent de Babylone, qui était pourtant sa capitale ; en effet, le niveau archéologique de Babylone remontant à cette époque est aujourd'hui situé sous une nappe phréatique. Les origines du royaume Mittani sont également obscures à cause de l'absence de documentation écrite. Les tablettes d'argile se conservent bien mieux que tout autre support dans le climat de la région, ce qui biaise par exemple la compréhension que l'on a de l'époque hellénistique, durant laquelle les documents administratifs étaient rédigés sur parchemin et en grec, alors que seuls certains d'entre eux étaient traduits en akkadien sur des tablettes cunéiformes à des fins d'archivage. De plus, de nombreuses tablettes sont issues de fouilles clandestines, ce qui rend leur traçabilité difficile et empêche de connaître le contexte archéologique dans lequel elles se trouvaient.
La reconstitution de l'histoire de la Mésopotamie ancienne s'est donc dès le début répartie entre d'un côté les archéologues et historiens de l'art, et de l'autre les philologues, les épigraphistes et les historiens spécialisés dans l'étude des textes. Peu nombreux sont les chercheurs qui ont des formations dans les deux domaines, ou ceux qui combinent les deux approches de façon poussée. Néanmoins ce type de démarche s'est développé récemment, notamment parce que les progrès des analyses anthropologiques, sociologiques et environnementales les rendent indispensables pour analyser l'histoire de la région. Ce type d'approche a permis de donner des synthèses de qualité sur la société et l'économie de la Mésopotamie antique. De plus, l'analyse du contexte archéologique de la découverte des lots de tablettes (qui sont une forme de matériel archéologique) est de plus en plus prise en compte par les assyriologues (quand cela est possible). Selon D. Charpin, « en réalité, il n'y a qu'un domaine, celui de l'histoire, abordé par des documents écrits, ou par des vestiges matériels. »

### Périodisations
Le découpage de l'histoire mésopotamienne en périodes de plusieurs siècles reprend des classifications propres à cette région, mais aussi à d'autres partagées avec le reste du Proche-Orient ancien. La situation est complexifiée par les débats sur la chronologie relative (voir plus bas), l'existence de périodisations concurrentes et divergentes chronologiquement, et le fait que le Nord et le Sud de la Mésopotamie partagent rarement les mêmes destinées et n'ont donc pas une périodisation identique.
Le découpage reposant sur les données archéologiques, qui découle de la vieille théorie des « âges » de pierre et de métal est le plus englobant. Il est courant et partagé avec les régions voisines : au Paléolithique succède le Néolithique (v. 10000-5000), puis à l'âge du cuivre (ou Chalcolithique) succèdent l'âge du bronze (v. 3400-1200) et l'âge du fer (v. 1200-500). Ce découpage, repris de l'étude de la préhistoire européenne (où l'écriture apparaît durant l'âge du fer), vaut surtout en Mésopotamie pour les phases de la Haute Antiquité. Car l'écriture y apparaît au début de l'âge du bronze et permet donc l'établissement de périodisations « historiques ». La notion d'âge du bronze, avec ses subdivisions en Bronze Ancien (v. 3400-2000), Bronze Moyen (v. 2000-1500) et Bronze Récent (v. 1500-1200), est néanmoins très courante dans l'étude du Proche-Orient ancien. En revanche, leurs subdivisions (ex. Bronze ancien I, II, III et IV) le sont moins, en particulier pour la Mésopotamie où la chronologie est affinée en fonction des données écrites. Les découpages archéologiques en fonction des cultures régionales sont employés pour les périodes protohistoriques de l'histoire mésopotamienne ; ils reposent sur un site témoin qui donne son nom à la période ou culture (Hassuna, Halaf, Samarra, Obeïd, Uruk). Le découpage proprement « historique » est employé à partir de la seconde moitié du IIIe millénaire av. J.-C. Celle-ci voit le développement des sources textuelles permettant de connaître l'histoire événementielle, autour d'entités politiques dont la terminologie est reprise de l'Antiquité (Akkad, Ur III, Isin-Larsa, Babylone I, etc.), la période des dynasties archaïques (v. 3000-2300) restant définie par des critères archéologiques. Ces dernières périodes sont déterminées à partir de la situation en Basse Mésopotamie, qui est traditionnellement au centre des études sur la Mésopotamie antique, mais elle n'est pas vraiment applicable aux régions du Nord, qui suivent souvent des trajectoires propres. À partir du IIe millénaire av. J.-C. se trouve en revanche une périodisation autour de la division de la Mésopotamie entre Babylone et l'Assyrie (ou plus exactement le Sud et le Nord), reprenant une terminologie linguistique : période paléo-babylonienne (v. 2000-1500), période médio-babylonienne (v. 1500-1000), période néo-babylonienne (v. 1000-539) ; période paléo-assyrienne (rarement étendue au reste du Nord), période médio-assyrienne (v. 1400-911), période néo-assyrienne (911-609). Les phases tardives sont définies en fonction des empires dominants (Perses achéménides, Séleucides, Parthes), ou bien de la notion de « période hellénistique » pour la période de domination grecque.
Pour ce qui est du cadre chronologique, l'étude de l'art et de l'archéologie du Proche-Orient ancien débute avec la période dite épipaléolithique (v. 12000-10000), qui marque la transition du Paléolithique final vers le Néolithique. L'étude « historique » reposant sur les textes débute avec l'apparition de l'écriture aux alentours de 3400-3200. La « fin » du Proche-Orient ancien et de la Mésopotamie antique ne fait en revanche pas l'objet d'un consensus : l'approche la plus courante est de s'arrêter à la fin de l'empire achéménide en 330, en considérant que la conquête d'Alexandre le Grand et le début de la période hellénistique est un tournant à partir duquel les civilisations du Moyen-Orient sont à étudier dans un autre cadre, suivant l'approche traditionnelle qui laissait l'étude de la période hellénistique aux seuls spécialistes d'histoire grecque, approche désormais contestée ; de ce fait des historiens prolongent l'analyse de la civilisation mésopotamienne jusqu'à la fin de la documentation cunéiforme sous les Parthes et des spécialistes de l'art et de l'archéologie du Proche-Orient ancien poussent jusqu'à la même période, voire jusqu'à l'Antiquité tardive (donc jusqu'à la conquête islamique).
Le tableau suivant présente les grandes phases historiques de la Mésopotamie antique (les dates des « âges » sont approximatives, et la chronologie moyenne est retenue pour les phases historiques anciennes) :
| Age du Bronze (3400 - 1200 av. J.-C.)             | Age du Bronze ancien (3400 - 2000 av. J.-C.) | 3400 - 3000 av. J.-C.         | Période d'Uruk récent (v. 3400 - 3200 av. J.-C.) et Période de Djemdet-Nasr (v. 3200-3000 av. J.-C.)                                         |
| Age du Bronze (3400 - 1200 av. J.-C.)             | Age du Bronze ancien (3400 - 2000 av. J.-C.) | 3000 - 2700 av. J.-C.         | Période des dynasties archaïques I (v. 3000 - 2700 av. J.-C.) (Sud et Diyala) / Ninivite 5 et Early Jezireh I (Nord)                         |
| Age du Bronze (3400 - 1200 av. J.-C.)             | Age du Bronze ancien (3400 - 2000 av. J.-C.) | 2700 - 2300 av. J.-C.         | Période des dynasties archaïques II et III (v. 2700 - 2600 et 2600 - 2300 av. J.-C.) (Sud) / Early Jezireh II et III (Nord)                  |
| Age du Bronze (3400 - 1200 av. J.-C.)             | Age du Bronze ancien (3400 - 2000 av. J.-C.) | 2300 - 2000 av. J.-C.         | Empire d'Akkad (v. 2300 - 2190 av. J.-C.), Troisième dynastie d'Ur (v. 2100 - 2000 av. J.-C.) (Sud) / Early Jezireh IV (et parfois V) (Nord) |
| Age du Bronze (3400 - 1200 av. J.-C.)             | Age du Bronze moyen (2000 - 1600 av. J.-C.)  | 2000 - 1800 av. J.-C.         | Période d'Isin-Larsa (Sud) / Période paléo-assyrienne (Nord)                                                                                 |
| Age du Bronze (3400 - 1200 av. J.-C.)             | Age du Bronze moyen (2000 - 1600 av. J.-C.)  | 1800 - 1700 av. J.-C.         | Première dynastie de Babylone / Période paléo-assyrienne (Nord)                                                                              |
| Age du Bronze (3400 - 1200 av. J.-C.)             | Age du Bronze moyen (2000 - 1600 av. J.-C.)  | 1700 - 1600 av. J.-C.         | Première dynastie de Babylone, Première dynastie du Pays de la Mer (Sud)                                                                     |
| Age du Bronze (3400 - 1200 av. J.-C.)             | Age du Bronze récent (1600 - 1200 av. J.-C.) | 1600 - 1500 av. J.-C.         | Dynastie kassite de Babylone, Première dynastie du Pays de la Mer (Sud)                                                                      |
| Age du Bronze (3400 - 1200 av. J.-C.)             | Age du Bronze récent (1600 - 1200 av. J.-C.) | 1500 - 1350 av. J.-C.         | Dynastie kassite de Babylone (Sud) / Mittani (Nord)                                                                                          |
| Age du Bronze (3400 - 1200 av. J.-C.)             | Age du Bronze récent (1600 - 1200 av. J.-C.) | 1350 - 1200 av. J.-C.         | Dynastie kassite de Babylone (Sud) / Royaume médio-assyrien (Nord)                                                                           |
| Age du Fer (1200 - 500 av. J.-C.)                 | Age du Fer I (1200 - 900 av. J.-C.)          | 1200 - 1150 av. J.-C.         | Dynastie kassite de Babylone (Sud) / Royaume médio-assyrien (Nord)                                                                           |
| Age du Fer (1200 - 500 av. J.-C.)                 | Age du Fer I (1200 - 900 av. J.-C.)          | 1150 - 900 av. J.-C.          | Dynasties post-kassites (Sud) / Royaume médio-assyrien (Nord) / « invasions » araméennes (Nord et Sud)                                       |
| Age du Fer (1200 - 500 av. J.-C.)                 | Age du Fer II (900 - 700 av. J.-C.)          | 900 - 700 av. J.-C.           | Empire néo-assyrien (911 - 609 av. J.-C.) |
| Age du Fer (1200 - 500 av. J.-C.)                 | Age du Fer III (700 - 500 av. J.-C.)         | 700 - 500 av. J.-C.           | Empire néo-babylonien (626 - 539 av. J.-C.)                                                                                                  |
| Périodes tardives (500 av. J.-C. - 224 ap. J.-C.) | Empire achéménide                            | 539 – 330 av. J.-C.           | |
| Périodes tardives (500 av. J.-C. - 224 ap. J.-C.) | Période hellénistique                        | 330 - 141 av. J.-C.           | Alexandre le Grand, Séleucides (311-141) |
| Périodes tardives (500 av. J.-C. - 224 ap. J.-C.) | Empire parthe                                | 141 av. J.-C. - 224 ap. J.-C. | Osroène, Adiabène, Characène, Hatra |

### Datations
L'histoire de la Mésopotamie s'étendant sur plus de trois millénaires, la précision des datations des différents événements de son histoire est variable et sujette, pour certaines périodes, à un manque de documentation. Pour dater un fait historique, deux approches sont possibles : la datation absolue, qui donne l'année de l'événement par rapport aux calendriers actuels, et la datation relative, qui ordonne chronologiquement les événements les uns par rapport aux autres sans pouvoir donner la date d'un seul d'entre eux, par exemple via des listes de successions des différents règnes des rois d'une région donnée.
Les historiens disposent d'une chronologie absolue pour les événements postérieurs à l'année 911, grâce à deux corpus de sources qui se chevauchent : la Liste royale assyrienne, qui donne une chronologie assurée allant de 911 à 610, et le Canon de Ptolémée, qui couvre la période allant de 626 à 126, date à laquelle l'abondance de sources permet une bonne synchronisation avec toutes les civilisations voisines, avant tout la Grèce. En revanche, la chronologie des périodes antérieures est plus problématique, car elles sont marquées par deux phases importantes durant lesquelles il n'y a pas de continuité documentaire, et du reste très peu de documentations, considérées comme des « âges obscurs ». La première phase obscure est la période de « crise » qui affecte le Moyen-Orient entre la fin du IIe millénaire av. J.-C. et le début du Ier millénaire av. J.-C., la transition entre le Bronze récent et les premières phases de l'âge du fer. De ce fait, les événements situés entre 1500 et 1000 av. J.-C. sont datés approximativement, mais néanmoins la datation absolue de cette période ne provoque pas de grand débat et est considérée comme relativement assurée. En revanche, la période obscure qui couvre en gros le milieu du IIe millénaire av. J.-C. est bien plus problématique. Pour les phases antérieures, les incertitudes de la chronologie sont plus importantes, même si la durée des événements allant de la fin du dynastique archaïque jusqu'à la fin de la première dynastie de Babylone prête moins à débat, quoi qu'il y ait des discussions sur la durée de la période séparant la chute de l'empire d'Akkad et le début de la troisième dynastie d'Ur. Le principal débat est donc de dater les événements accompagnant la chute de la première dynastie Babylone qui ouvre cette période obscure en déterminant l'écart les séparant de la mise en place des dynasties du Bronze récent (Kassites et Mittani). Un point d'ancrage utilisé consiste en des observations astronomiques effectuées durant le règne d'Ammi-ṣaduqa, une quarantaine d'années avant la chute de Babylone, notamment des occultations de Vénus. Ces observations sont parvenues jusqu'à nous grâce à une copie faite au VIIe siècle av. J.-C., cependant leur interprétation n'est pas univoque et plusieurs chronologies ont été inférées à partir de celles-ci :
| Chronologie | Troisième dynastie d'Ur | Règne de Hammurabi  | Année 8 d'Ammi-ṣaduqa | Chute de Babylone |
| ----------- | ----------------------- | ------------------- | --------------------- | ----------------- |
| Ultra-Basse | 2018–1911 av. J.-C.     | 1696–1654 av. J.-C. | 1542 av. J.-C.        | 1499 av. J.-C.    |
| Basse       | 2048–1940 av. J.-C.     | 1728–1686 av. J.-C. | 1574 av. J.-C.        | 1531 av. J.-C.    |
| Moyenne     | 2112–2004 av. J.-C.     | 1792–1750 av. J.-C. | 1638 av. J.-C.        | 1595 av. J.-C.    |
| Haute       | 2161–2054 av. J.-C.     | 1848–1806 av. J.-C. | 1694 av. J.-C.        | 1651 av. J.-C.    |

La chronologie moyenne est la plus couramment utilisée depuis les années 1950 (et elle est suivie ici). Sa formulation « classique » a été donnée par J. A. Brinkman en 1977. Des études reposant sur la datation absolue au carbone 14 ou la dendrochronologie tendent à favoriser la chronologie moyenne, mais celle-ci ne fait pas consensus. La chronologie basse a longtemps été la principale alternative, et la chronologie ultra-basse a connu une mise en avant à la fin des années 1990, surtout à partir d'analyses archéologiques.
Pour les périodes antérieures au milieu du IIIe millénaire av. J.-C., pour lesquelles il n'y a pas de textes permettant de proposer une datation précise, les datations sont encore plus approximatives. Certains événements peuvent également être synchronisés à l'histoire d'autres régions du monde. C'est notamment le cas de la destruction d'Ebla, dont on sait qu'elle a lieu durant le règne de Pépi Ier, pharaon de la VIe dynastie.
Les datations pour les phases protohistoriques reposent sur la datation absolue au carbone 14, calibrée secondairement sur la dendrochronologie.

### Tendances longues et discontinuités

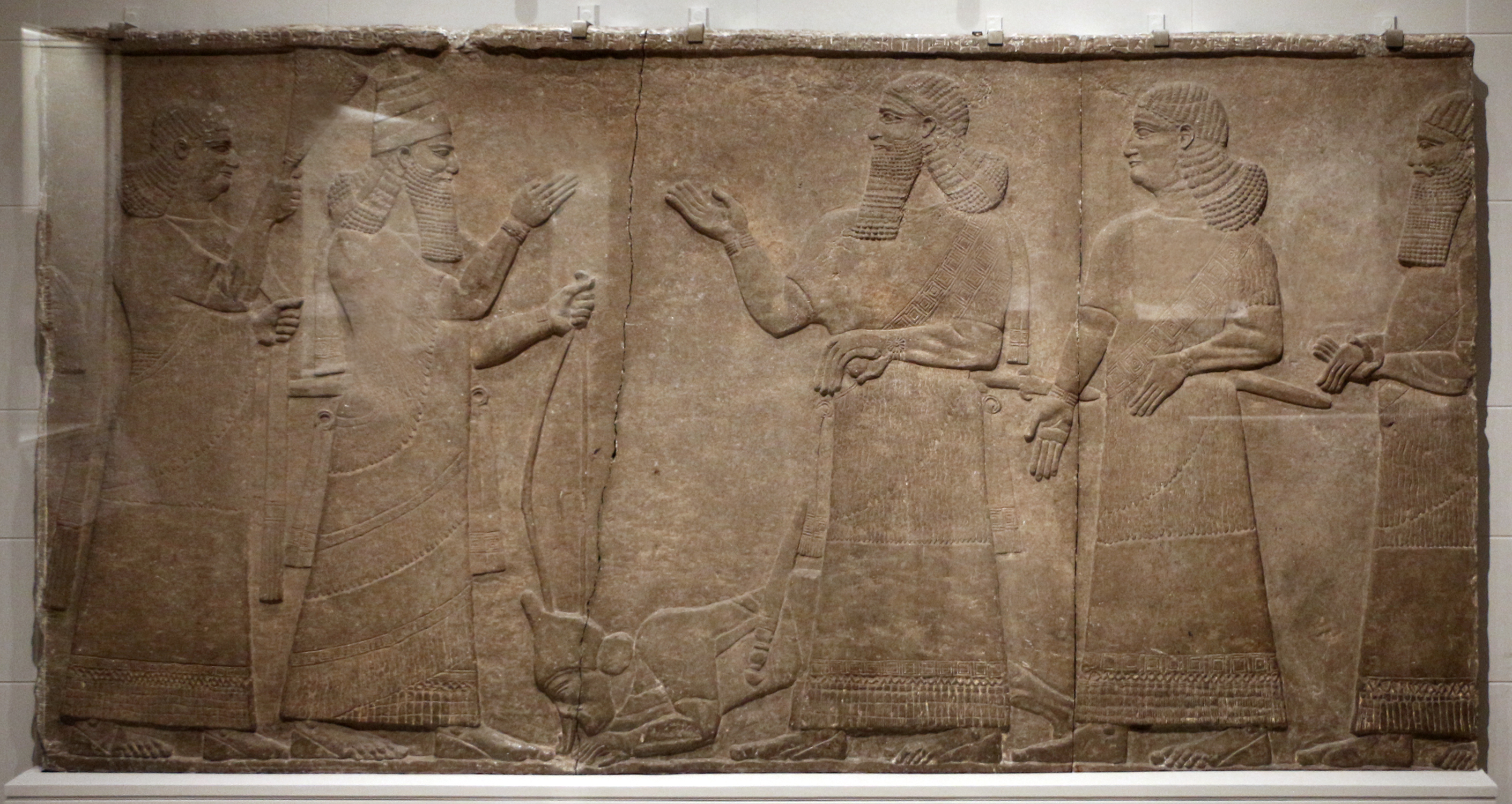
Le roi assyrien Teglath-Phalasar III (745-727 av. J.-C.) recevant l'hommage de ses sujets. Bas-relief de Nimroud. Detroit Institute of Arts.

L'approche évolutive (diachronique) de l'histoire de la Mésopotamie antique révèle en particulier les évolutions sur le très long terme des formes d'organisation politique et sociale, de plus en plus intégrantes, depuis les sociétés sans État jusqu'aux empires. C'est cette approche qui domine les synthèses sur l'histoire de la Mésopotamie, et plus largement du Proche-Orient ancien, perçues comme des civilisations des « origines » de l’État, de la ville, de l'administration, de l'impérialisme, de l'écriture. Si la protohistoire voit la mise en place d'entités politiques caractérisées comme des « chefferies », la période d'Uruk voit l'apparition des premiers États, puis la fin du IIIe millénaire av. J.-C. des premiers États territoriaux unifiant la quasi-totalité de la Mésopotamie (les « premiers empires ») et enfin le Ier millénaire av. J.-C. est marqué par les grands empires étendant progressivement leur domination à tout le Moyen-Orient. Quoi qu'il en soit de la recherche des causes de ces différentes évolutions, très discutées, l'étude de l'histoire mésopotamienne est donc largement marquée par l'analyse de ces premières formes d’États et d'empires, les questionnements sur leur nature, leur idéologie et pratiques politiques, notamment leurs entreprises guerrières et pratiques diplomatiques, les rapports entre le centre et les périphéries de ces entités politiques, et plus largement leurs aspects sociaux et économiques.

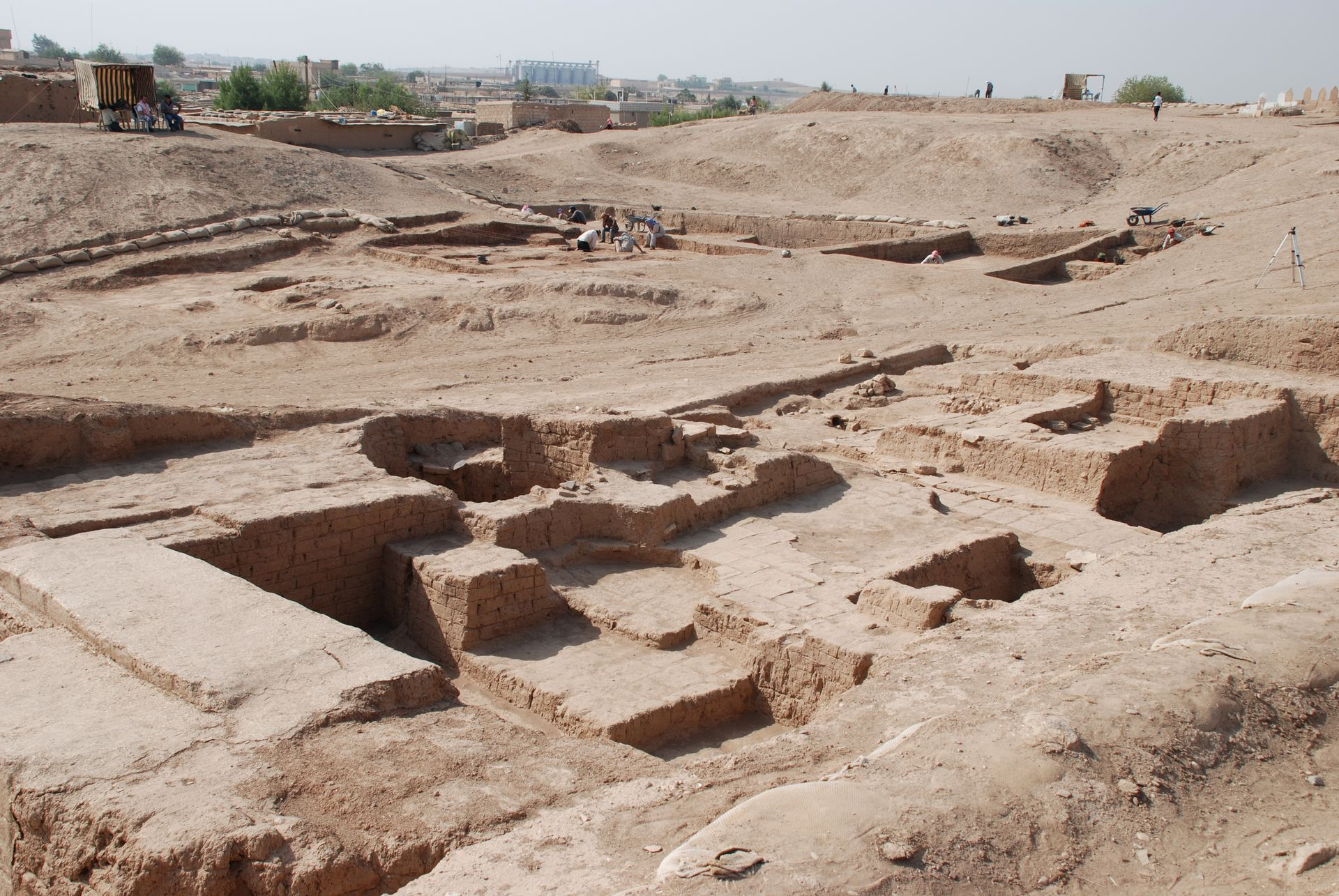
Ruines du site de Tell Halaf, qui a connu plusieurs phases d'occupation et d'abandon entre le néolithique et l'âge du Fer.

En contrepartie, l'histoire du Proche-Orient ancien est aussi caractérisée par la récurrence de discontinuités, des phases de crises profondes et de déclin (voire des « effondrements ») qui affectent plus largement toutes les activités des sociétés. Celles-ci surviennent après l'effondrement d'entités politiques nombreuses et/ou puissantes, notamment à la fin de la période d'Uruk final (v. 3000-2900) et à la fin du Bronze récent (v. 1200-900) pour des phénomènes généralisés à toute la Mésopotamie et au Proche-Orient, ou bien plus spécifiquement en Basse Mésopotamie lors du déclin et après la chute de la première dynastie de Babylone (v. 1700-1500) et en Haute Mésopotamie après la chute de l'empire assyrien (v. 600-400). Ces périodes sont caractérisées par un reflux de l'habitat urbain et l'abandon de nombreux sites, parfois des réorganisations de la distribution de l'habitat, un déclin des institutions et élites urbaines qui se traduit par une très forte diminution ou la disparition de la documentation écrite, et sont de ce fait les périodes les moins documentées de l'histoire mésopotamienne, caractérisées comme des « âges obscurs » (similaires aux « périodes intermédiaires » égyptiennes), temps troublés politiquement, sans doute aussi marqués par des crises économiques. En revanche elles affectent sans doute moins la vie des communautés rurales, sauf s'il s'agit de temps de forte insécurité. Le recul de l'espace habité en permanence pourrait par ailleurs refléter une plus grande importance des populations nomades ou semi-nomades à ces époques, mais celles-ci étant difficilement traçables par l'archéologie ce phénomène est difficile à appréhender, quoique les textes décrivent à plusieurs reprises l'importance de groupes nomades durant ces périodes (Amorrites à la fin du Bronze ancien et Araméens à la fin du Bronze récent). Il peut en résulter, notamment pour l'âge du Bronze ancien, une approche cyclique des organisations politiques, connaissant un apogée suivi d'un déclin imputé à des contradictions internes ou des facteurs externes. Les causes invoquées sont là encore diverses et débattues, et on met en avant tantôt un facteur unique ou du moins majeur, tantôt un faisceau de causes : fragilités et blocages de l'organisation institutionnelle et sociale, défaites militaires et destructions, paradigme de l'invasion de peuples barbares venus de l'extérieur, de plus en plus des épisodes climatiques, etc. Si dans le détail chaque effondrement peut avoir ses propres explications, ceux qui prennent en compte l'aspect cyclique de ces dynamiques mettent en avant des traits récurrents, comme le fait que les arrière-pays ruraux ne seraient pas en mesure de supporter le fardeau que représente l'alimentation de grandes agglomérations plus d'un certain laps de temps, à moins d'une intensification agricole permettant d'éloigner le risque de surexploitation. Ces effondrements peuvent alors être vus comme des phénomènes inhérents aux constructions étatiques antiques. Ce sont des contreparties à leurs phases d'expansion qui sont souvent rapides, même s'il ne faut pas pour autant les prendre pour des fatalités inexorables. Ils mettent en évidence leurs fragilités internes, en particulier leurs inégalités sociales, et aussi selon N. Yoffee le fait que ceux qui les administraient le faisaient en ne les comprenant au mieux qu'à moitié, avec une forme de maladresse. D'un autre point de vue, pour les périodes historiques archaïques ce serait donc plutôt la présence d'États et de grandes villes qui serait une anomalie, que leur absence. Et les effondrements sont aussi des temps de réorganisation sociale, avant tout de modification de la structure des élites, et de compétition accrue portant en germe l'apparition de nouvelles opportunités politiques et d'un nouvel ordre socio-économique. Il s'agit en tout cas de périodes cruciales pour comprendre la nature des sociétés de la Mésopotamie antique.

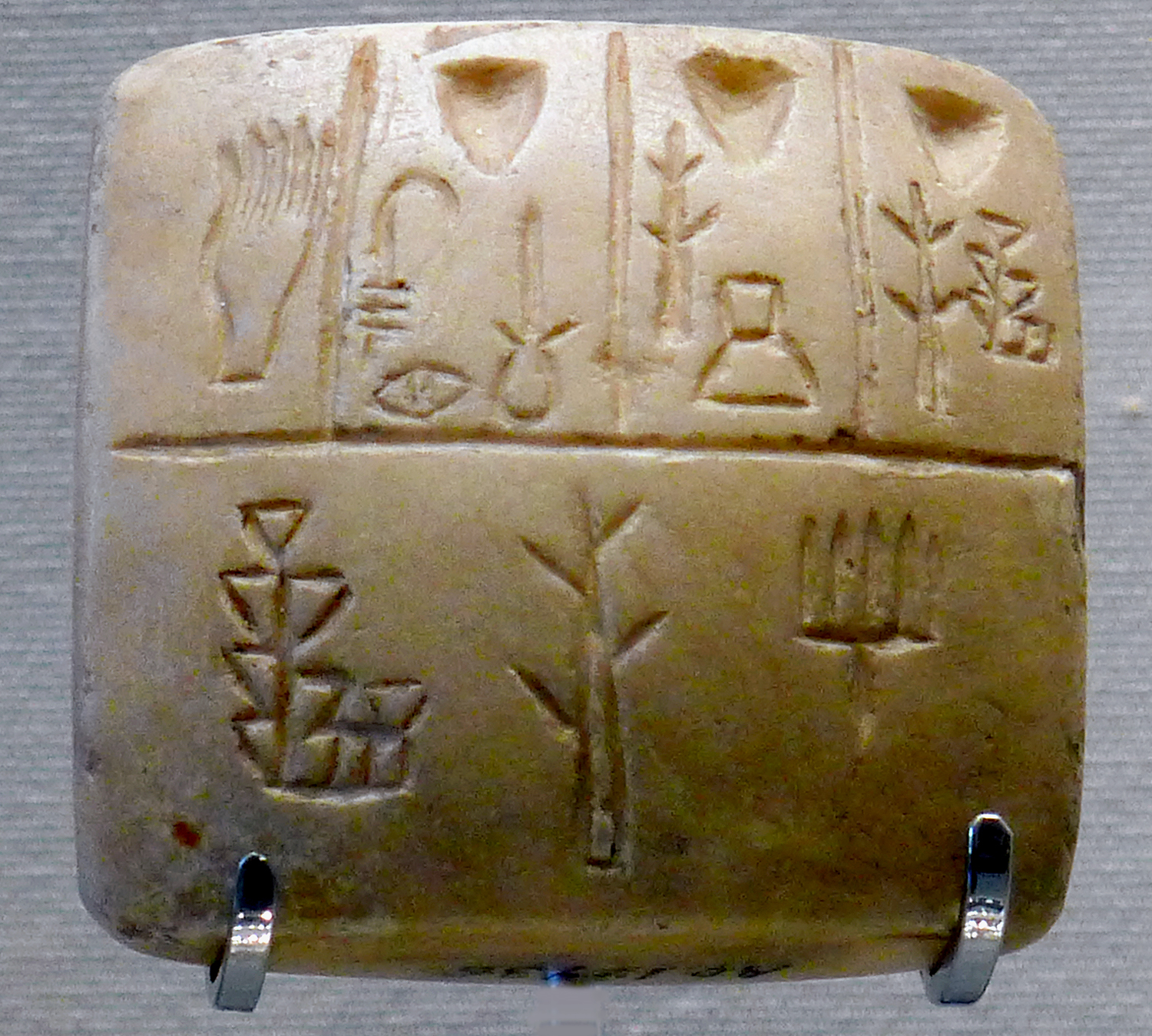
Tablette en écriture pictographique linéaire (« précunéiforme »), datée des débuts de l'écriture, époque d'Uruk III, fin du Musée du Louvre.

Les évolutions sur le long terme sont également visibles dans le domaine des techniques et savoirs, comme cela a depuis longtemps été mis en évidence par les considérations sur les « âges » des techniques, renvoyant à l'idée de « progrès ». La séquence âge du Bronze-âge du Fer reste structurante pour la périodisation du Proche-Orient ancien, même si dans les faits le travail de ces métaux ne devient que tardivement répandu durant l'âge auquel ils ont donné leur nom. Ces évolutions se déroulent sur une très longue durée mais voient des périodes de changements plus marqués. La « révolution néolithique » qui voit la domestication des plantes et des animaux, donc le début de l'agriculture et de l'élevage, et la sédentarisation avec la construction des premiers villages ; puis dans la phase suivante la céramique apparaît, puis l'irrigation et les premières expériences de métallurgie du cuivre (chalcolithique). La « révolution urbaine » du début de l'âge du Bronze est notamment marquée par l'apparition de la poterie au tour, des alliages métalliques (notamment le bronze), de la roue, de l'araire, de l'écriture, dans un contexte d'intensification du travail (développement de la standardisation dans la production artisanale, exploitation de la force animale). L'époque de la fin de l'âge du Bronze et du début de l'âge du Fer (tournant des IIe millénaire av. J.-C. et Ier millénaire av. J.-C.) voit la diffusion de la métallurgie du fer, de l'artisanat des matières vitreuses (céramiques à glaçure et verre) et de l'alphabet.
Les analyses diachroniques sur le long terme sont en revanche moins évidentes dans les domaines de l'histoire démographique, économique, religieuse ou intellectuelle, et l'impression de stagnation peut ressortir des études sur l'histoire mésopotamienne. Cela est largement dû au fait que ces phénomènes sont plus difficiles à étudier sous cet angle. La documentation cunéiforme est très irrégulièrement distribuée dans l'espace et le temps, documentant bien certains lieux et périodes, et uniquement certains aspects de la vie des gens de ceux-ci, tandis que beaucoup d'autres sont laissés dans l'obscurité documentaire, en raison des aléas des trouvailles lors des fouilles, laissant beaucoup de questions sans réponse en raison des possibilités de phénomènes non documentés. Mais dans une certaine mesure les trouvailles de tablettes sont aussi révélatrices d'évolutions historiques : par exemple la masse documentaire considérable datée de la période d'Ur III est due à ses tendances bureaucratiques, et l'essor de la documentation privée à partir du IIe millénaire av. J.-C. est sans doute lié à un phénomène d'affirmation des acteurs privés de l'économie. Du reste beaucoup d'évolutions semblent liées à des facteurs politiques, et sont affectées par les phases de déclin qui induisent un reflux suivi d'une reprise sans empêcher des continuités. Les recherches sur la nature de l'économie mésopotamienne concernent ainsi avant tout des questionnements structurels comme le rôle des institutions et des différents acteurs économiques ou l'importance ou non des mécanismes de marché (débat entre modernistes et substantivistes), plutôt qu'une éventuelle croissance économique, approchée par un nombre limité de chercheurs (surtout des modernistes plaidant en faveur d'une économie plus monétisée et en croissance pour le Ier millénaire av. J.-C.) et jugée peu probable par d'autres. Les prospections archéologiques régionales, en particulier dans le Sud mésopotamien, ont néanmoins donné lieu à des tentatives intéressantes d'analyse diachronique dans le domaine démographique et économique (quoique limitées par les difficultés de ce type d'exercice), mettant en évidence des tendances de long terme, notamment les diverses discontinuités que sont les périodes de reflux d'occupation correspondant sans doute à des crises démographiques, aussi une tendance à la ruralisation de l'habitat au cours du IIe millénaire av. J.-C., et un essor considérable de l'espace occupé durant l'Antiquité récente et tardive. Tracer une histoire religieuse et intellectuelle peut se faire en prenant notamment en compte la distribution de la documentation savante, et il a été tenté de mettre en évidence des évolutions marquantes dans le panthéon et certaines croyances religieuses ou encore la rédaction et l'étude des textes littéraires.
Il est donc possible de reconnaître dans l'histoire du Proche-Orient ancien comme le fait M. Liverani des tendances de long terme vers un « élargissement de l'échelle des unités politiques, l'amélioration des technologies de production (et aussi de destruction), l'élargissement des horizons géographiques, et aussi le rôle croissant des individualités » tout en identifiant « une séquence cyclique de croissance et d'effondrement » qui crée des discontinuités.

## Les premiers villages mésopotamiens
Les premières communautés villageoises apparaissent au Proche-Orient ancien au Néolithique, à partir de la fin de la dernière période glaciaire et au début de l'Holocène. Cette longue phase de transition entre des sociétés de chasseurs-cueilleurs vivant par la « prédation » et des sociétés d'agriculteurs-éleveurs subsistant essentiellement par leur production se déroule en plusieurs phases :
- la période dite de l'Épipaléolithique final, vers 15000-10000 av. J.-C., voit le début de la sédentarisation au Levant (le Natoufien), avec l'apparition des premiers villages permanents, mais la plupart des habitats du Moyen-Orient restent saisonniers ; il n'y a pas de domestication des plantes et des animaux ;
- les périodes du Néolithique dites pré-céramiques ou acéramiques, vers 10000-7000 av. J.-C., voient le début de l'agriculture et de l'élevage, l'expansion de l'habitat sédentaire et l'apparition d'une architecture communautaire, mais la poterie n'y apparaît pas ;
- les phases du Néolithique céramique et les premières phases de l'« âge du cuivre » ou Chalcolithique (v. 7000-4500 av. J.-C.) voient une expansion de l'habitat villageois, l'apparition de l'artisanat de la poterie, le développement de l'agriculture avec la mise au point de l'irrigation, puis les premiers développements de la métallurgie, et les sociétés sont peu inégalitaires.

En Mésopotamie, ces périodes sont surtout attestées au Nord et au Centre, car les sites protohistoriques de la Basse Mésopotamie à l'époque sont difficiles à appréhender en raison des évolutions physiques de la région, sous l'effet du dépôt d'alluvions par les fleuves (à son extrême-Sud, il s'agit d'un delta) qui ont pu entraîner une forte sédimentation, tandis que le littoral a également été modifié par la remontée des eaux lors de la transgression postglaciaire qui se produit à cette période. Les sites anciens de la région sont donc enfouis sous le limon ou les eaux maritimes.

### Les prémices du Néolithique

Carte de localisation des principaux sites du Néolithique acéramique de Mésopotamie et du Zagros.

L'Épipaléolithique final (v. 15000-10000) de l'Irak correspond à la culture de Zarzi qui couvre le Kurdistan irakien avec les grottes de Zarzi, Palegawra, Shanidar B2 puis B1 et Zawi Chemi, et aussi le Zagros occidental. Ces sites sont des campements saisonniers généralement sous abri et sans construction pérenne (sauf une énigmatique construction circulaire à Zawi Chemi à la toute fin de la période), occupés par des groupes pratiquant la chasse et la cueillette à large spectre et utilisant un outillage varié, notamment des microlithes de formes géométriques et des haches polies.
Le Néolithique débute au Nord du Levant et dans le sud-est de l'Anatolie autour de 10000-9000 av. J.-C. (néolithique précéramique A) ; à l'est, la région du Zagros semble également connaître des évolutions similaires à la même période. En l'état actuel des connaissances, limitées au regard du peu de fouilles archéologiques, en particulier dans la plaine alluviale mésopotamienne où elles sont de toute manière rendues difficiles par les conditions écologiques, les expérimentations du début du Néolithique ne semblent pas concerner l'espace mésopotamien à proprement parler, qui ne serait alors pas un des foyers de néolithisation mais un espace de diffusion de ce processus. Nombre de sites représentatifs des débuts du Néolithique sont situés sur ses franges dans la région du Moyen Euphrate (en particulier Mureybet, Abu Hureyra, Jerf el Ahmar, Dja'de el Mughara (en)), qui présentent des habitats sédentaires permanents avec des bâtiments communautaires. Ces groupes humains entament sans doute les expérimentations décisives devant conduire à la domestication des plantes et des animaux, évolutions qui sont attestées avec certitude pour la période en Syrie du Nord et sur les piémonts du Taurus, autour de 9000/8500-7000 av. J.-C. (néolithique précéramique B : Çayönü, Cafer Höyük, Mureybet, Abu Hureyra), également dans le Zagros occidental (Ganj Dareh, Chogha Golan, Sheikh-e Abad, Jani).
C'est durant le Xe millénaire av. J.-C. que se produit la transition entre l'Épipaléolithique et le Néolithique, et que datent les premiers villages connus de l'Irak du Nord, situés à la jonction des contreforts du Zagros et de la steppe nord-mésopotamienne : M'lefaat, Qermez Dere, Nemrik, puis Magzalia. Il s'agit de petits établissements dont les habitants s'adonnent à la chasse et à la cueillette, puis adoptent progressivement l'agriculture et l'élevage, présentant des affinités avec les cultures contemporaines du Nord-Levant et du Zagros.

### L'essor des communautés agricoles

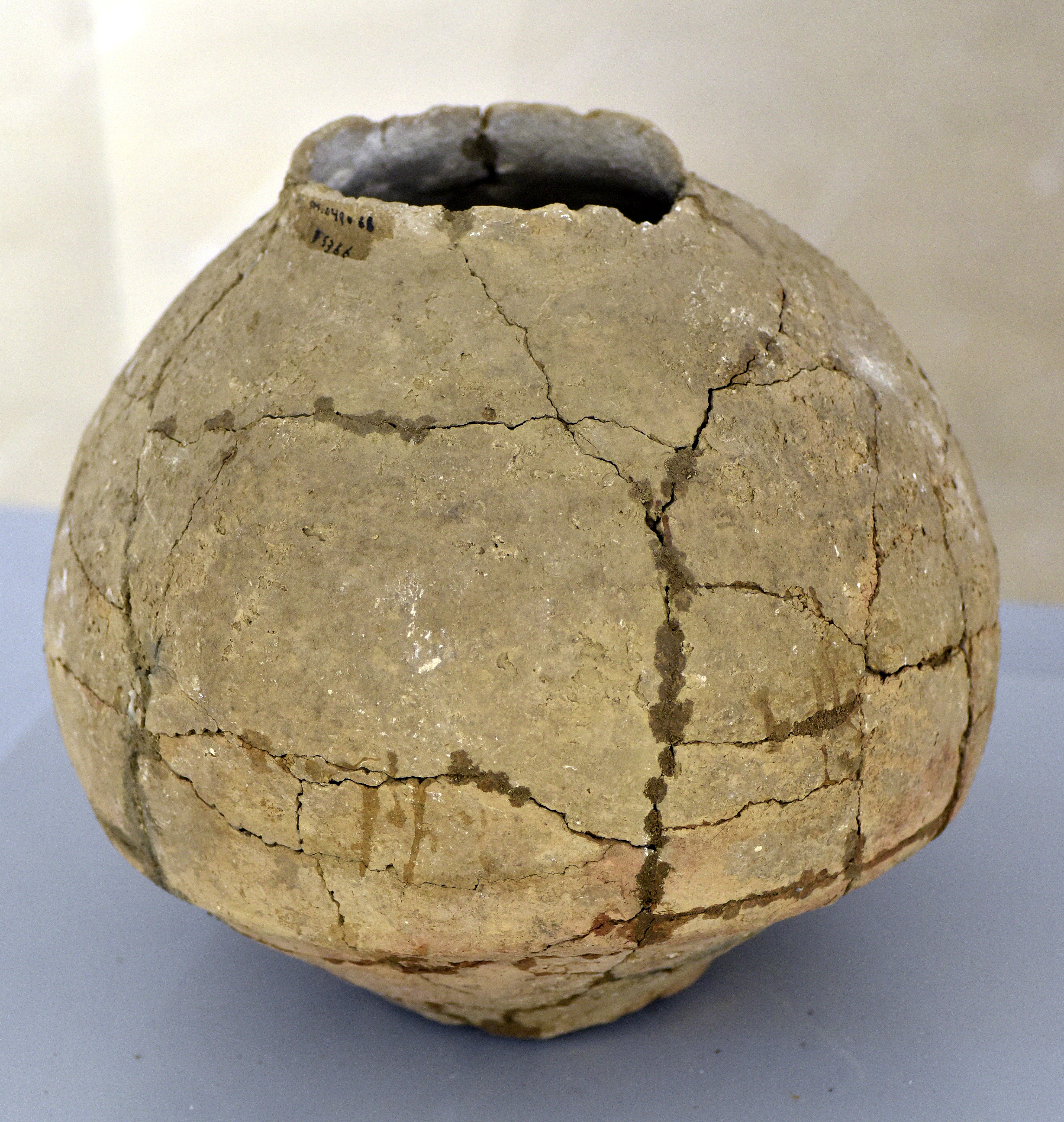
Jarre sans décor provenant de Jarmo, v. 5800 av. J.-C.Musée de Souleimaniye.

Les périodes du Néolithique céramique (v. 7000-5000 av. J.-C.) voient les communautés agricoles occuper de plus en plus l'espace mésopotamien. Les premiers sites néolithiques disposant de matériel céramique datent des alentours de 7000-6500 av. J.-C., la phase « proto-Hassuna » (Sekar el-Aheimar, Yarim Tepe, Tell Hassuna). Jarmo, situé dans les hauteurs du Kurdistan irakien, présente aussi un témoignage de l'apparition de la poterie. Son usage se répand très rapidement. Le principal site des débuts du VIIe millénaire av. J.-C. dans les régions basses de la Haute Mésopotamie est Umm Dabaghiyah, village constitué de plusieurs maisons rectangulaires situé dans un espace de steppe, ayant des similitudes avec les sites contemporains de l'Euphrate syrien, notamment Bouqras.
La période de Hassuna (v. 6500-6000 av. J.-C.), qui tire son nom d'un site voisin de Mossoul, couvre le Nord mésopotamien depuis le Kurdistan jusqu'à l'Euphrate. Les sites de la période (Hassuna, Yarim Tepe) comprennent les premières constructions en briques, ainsi que des fours de potiers plus importants qu'auparavant, des greniers collectifs. Ils présentent dans leurs phases récentes l'évolution vers la culture de Samarra (v. 6200-5700 av. J.-C.), connue grâce aux sites de Tell es-Sawwan et Choga Mami en Mésopotamie centrale. Elle voit le développement d'une céramique peinte de grande qualité, de la brique moulée, d'une architecture de plan tripartite, et les premières attestations de la pratique de l'irrigation.

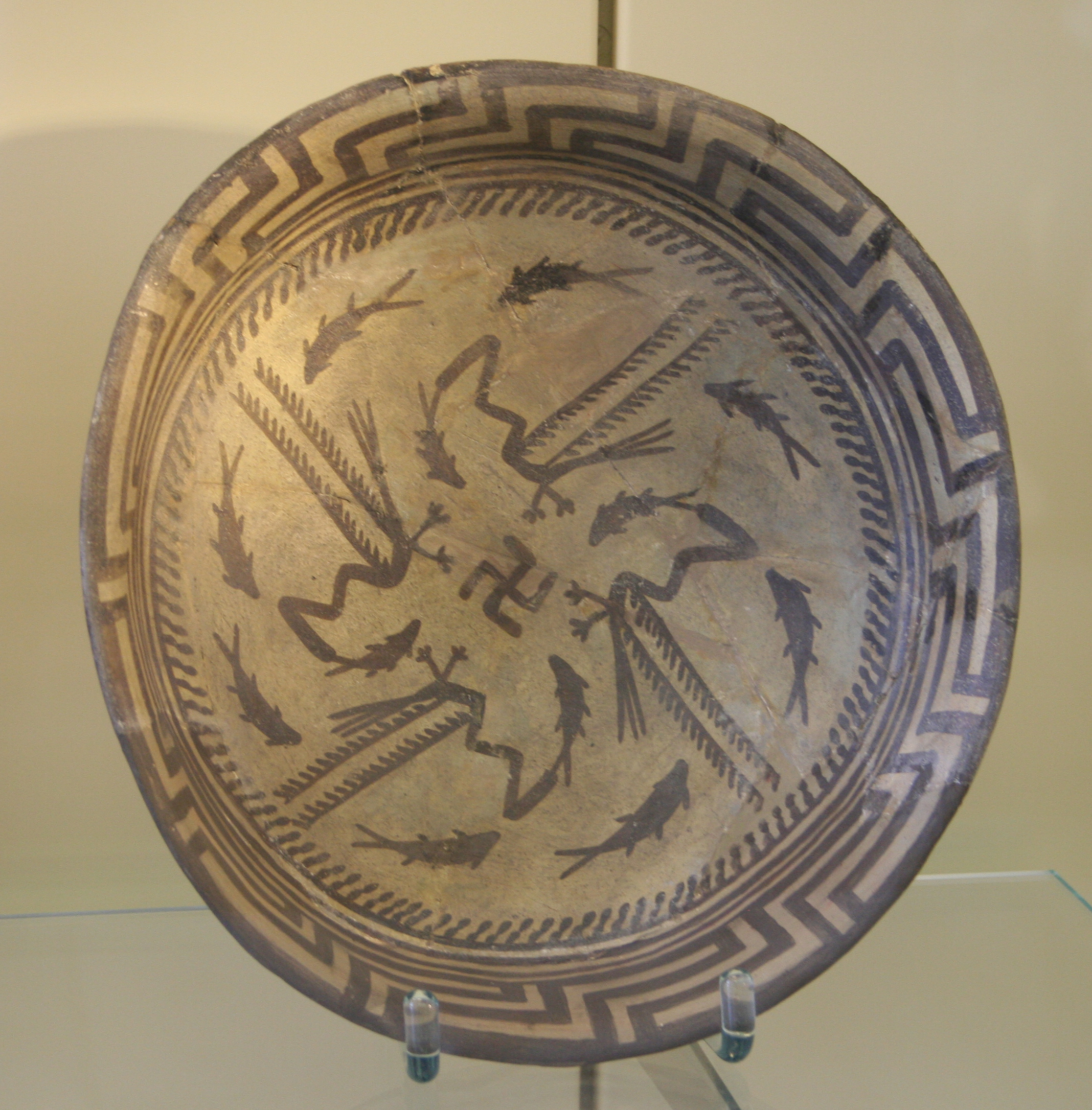
Plat peint de la période de Samarra. Pergamon Museum de Berlin.
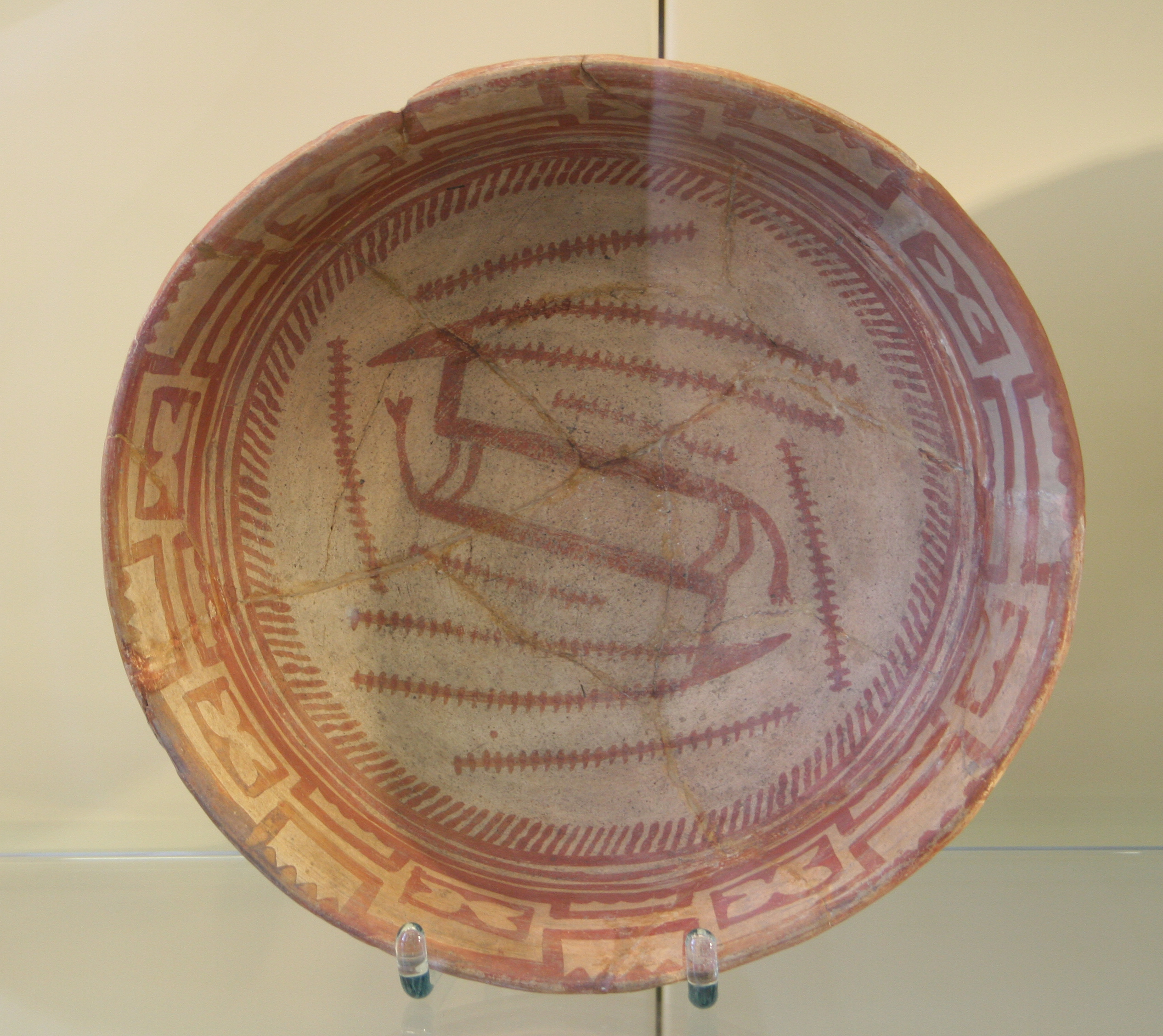
Plat peint de la période de Samarra. Pergamon Museum de Berlin.
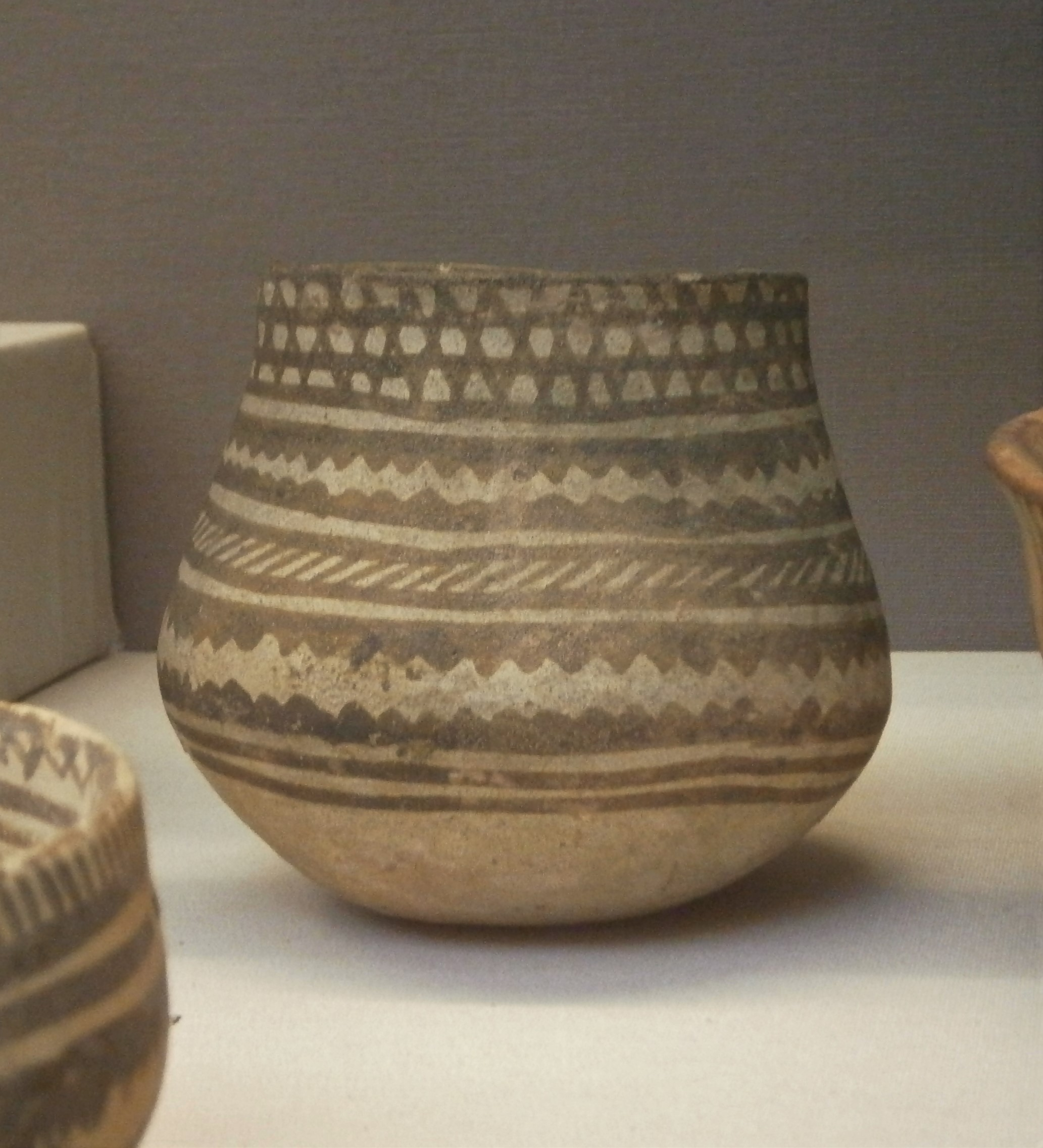
Jarre à décor peint, culture de Samarra, Samarra. British Museum.
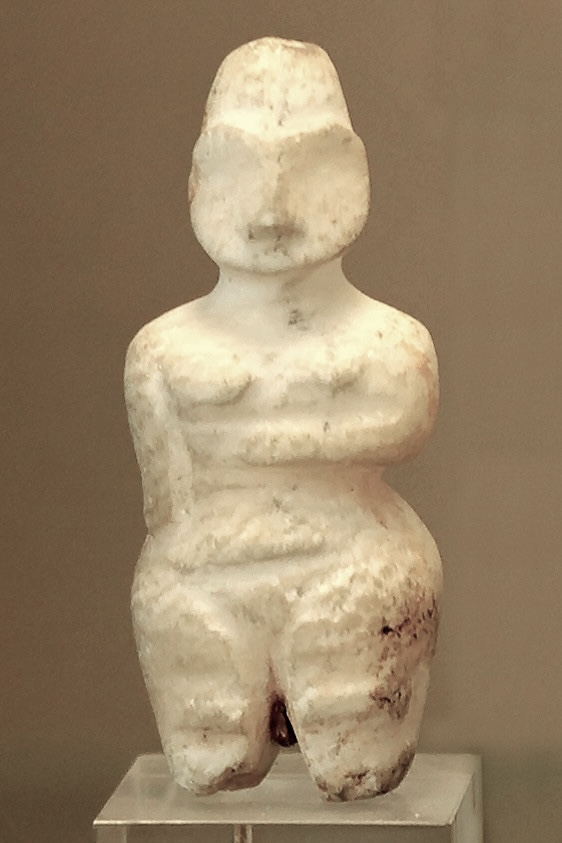
Figurine féminine en albâtre, Tell es-Sawwan, période de Samarra. Musée du Louvre.

Le nord mésopotamien est quant à lui dans la mouvance de la culture de Halaf (v. 6100-5200 av. J.-C.), dont le cœur se situe dans la Haute Djézireh (sites de Tell Halaf, Tell Sabi Abyad, Chagar Bazar) et qui s'étend dans l'actuel Irak du Nord (sites de Ninive, Tepe Gawra, Arpachiyah, Yarim Tepe) et également en Syrie du Nord (Yunus Höyük) et dans le sud-est anatolien (Domuztepe). Elle est notamment caractérisée par sa céramique peinte à motifs géométriques qui se retrouve sur un vaste espace allant du Zagros jusqu'à la Méditerranée, ses constructions circulaires en pisé (caractérisées comme des « tholoi » par M. Mallowan), son utilisation de l'obsidienne (importée d'Anatolie orientale), ses figurines féminines en argile, et l'usage courant de sceaux,.

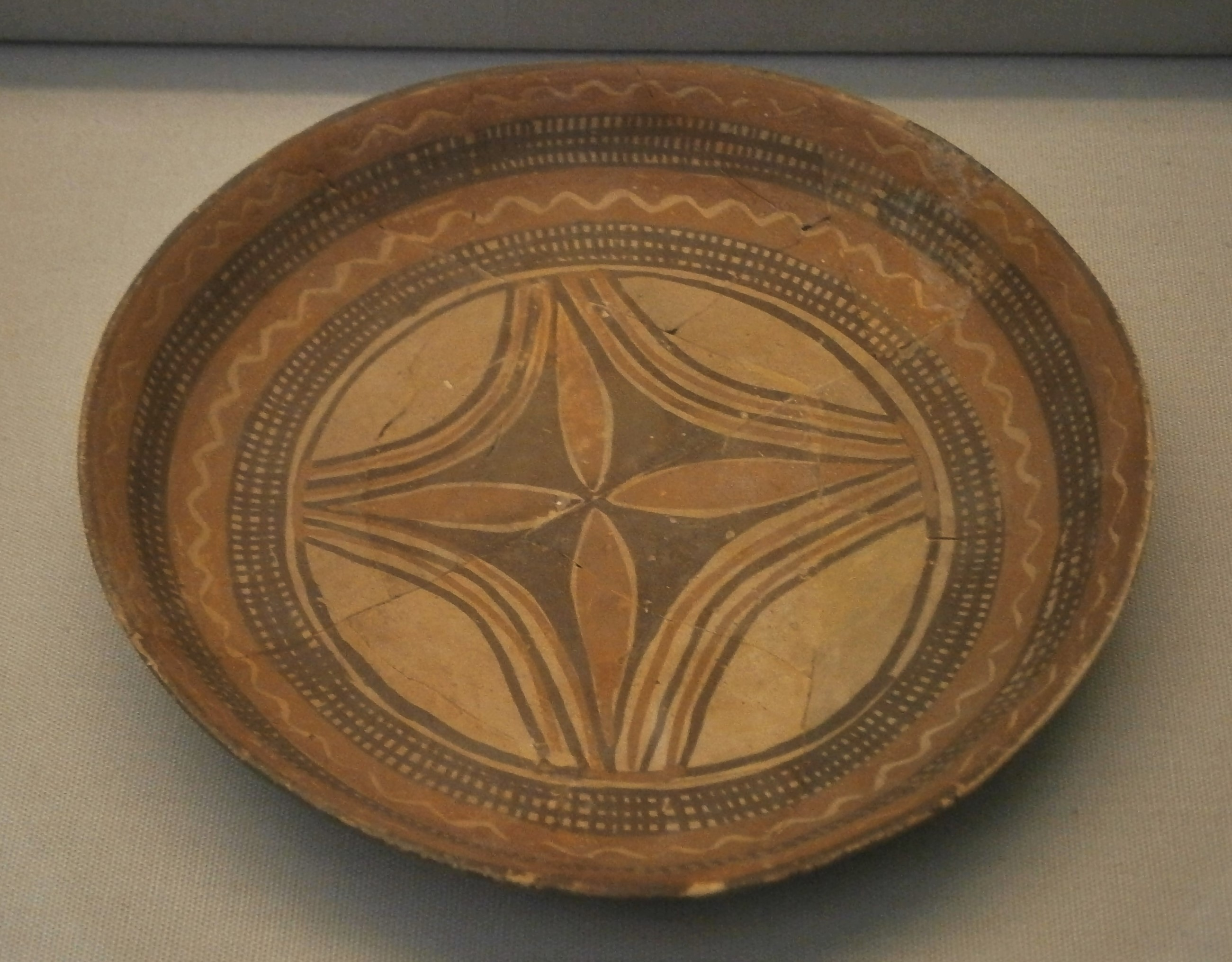
Plat à décor peint, Halaf récent (v. 5600-5200 av. J.-C.), Tell Arpachiyah. British Museum.
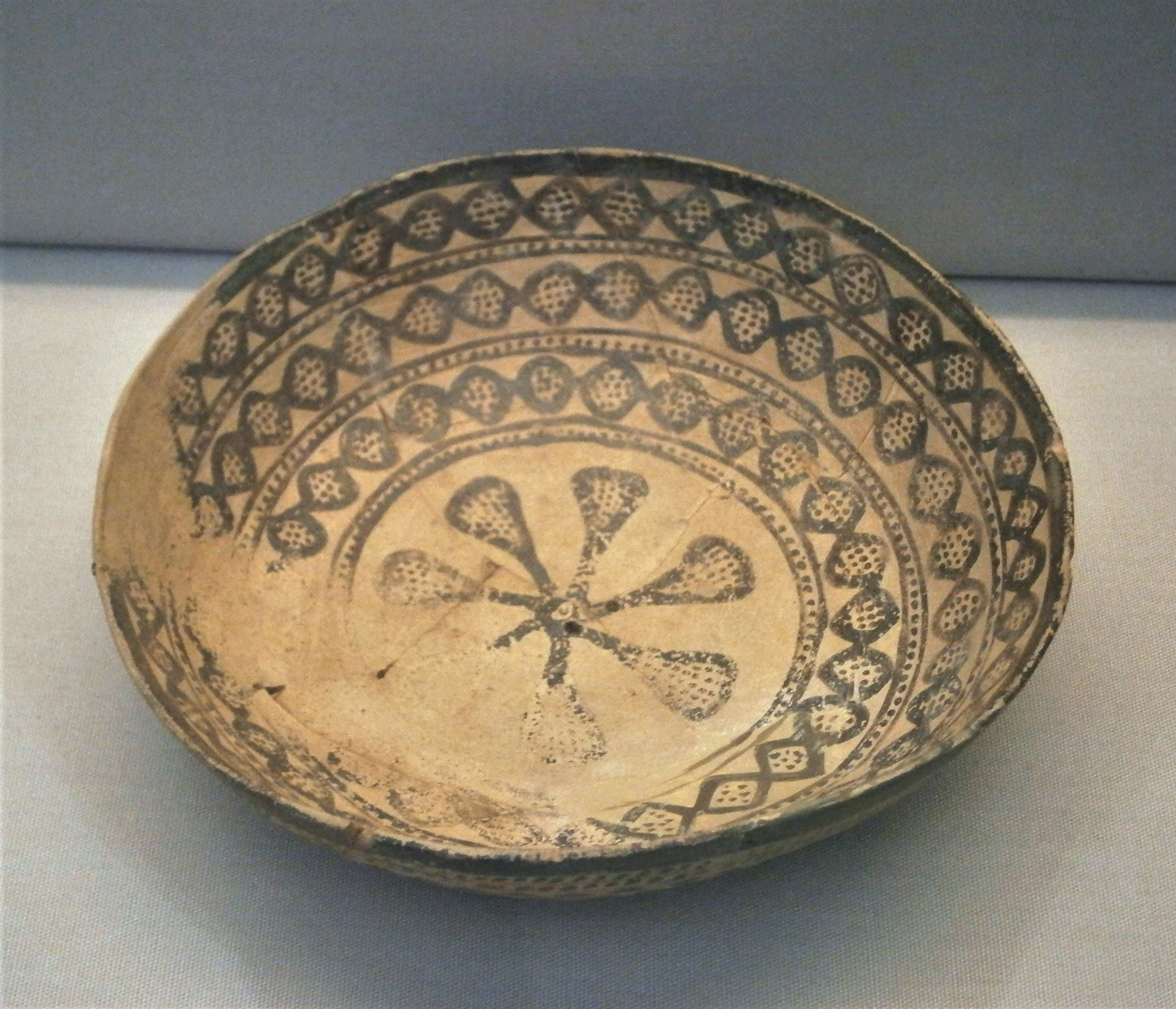
Bol à décor peint, Halaf récent (v. 5600-5200 av. J.-C.), Tell Arpachiyah. British Museum.
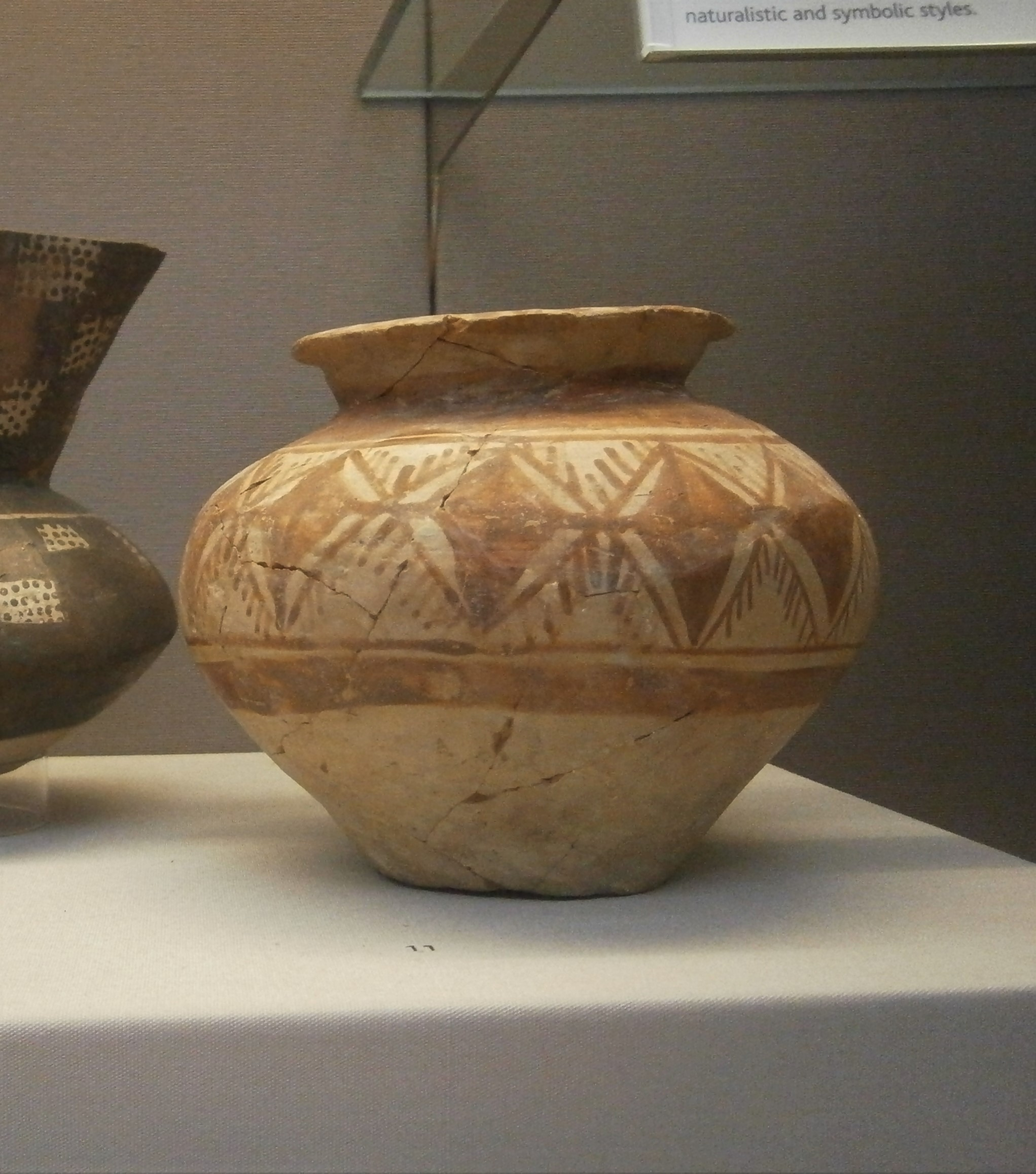
Jarre à décor peint, Halaf récent (v. 5600-5200 av. J.-C.), Chagar Bazar. British Museum.
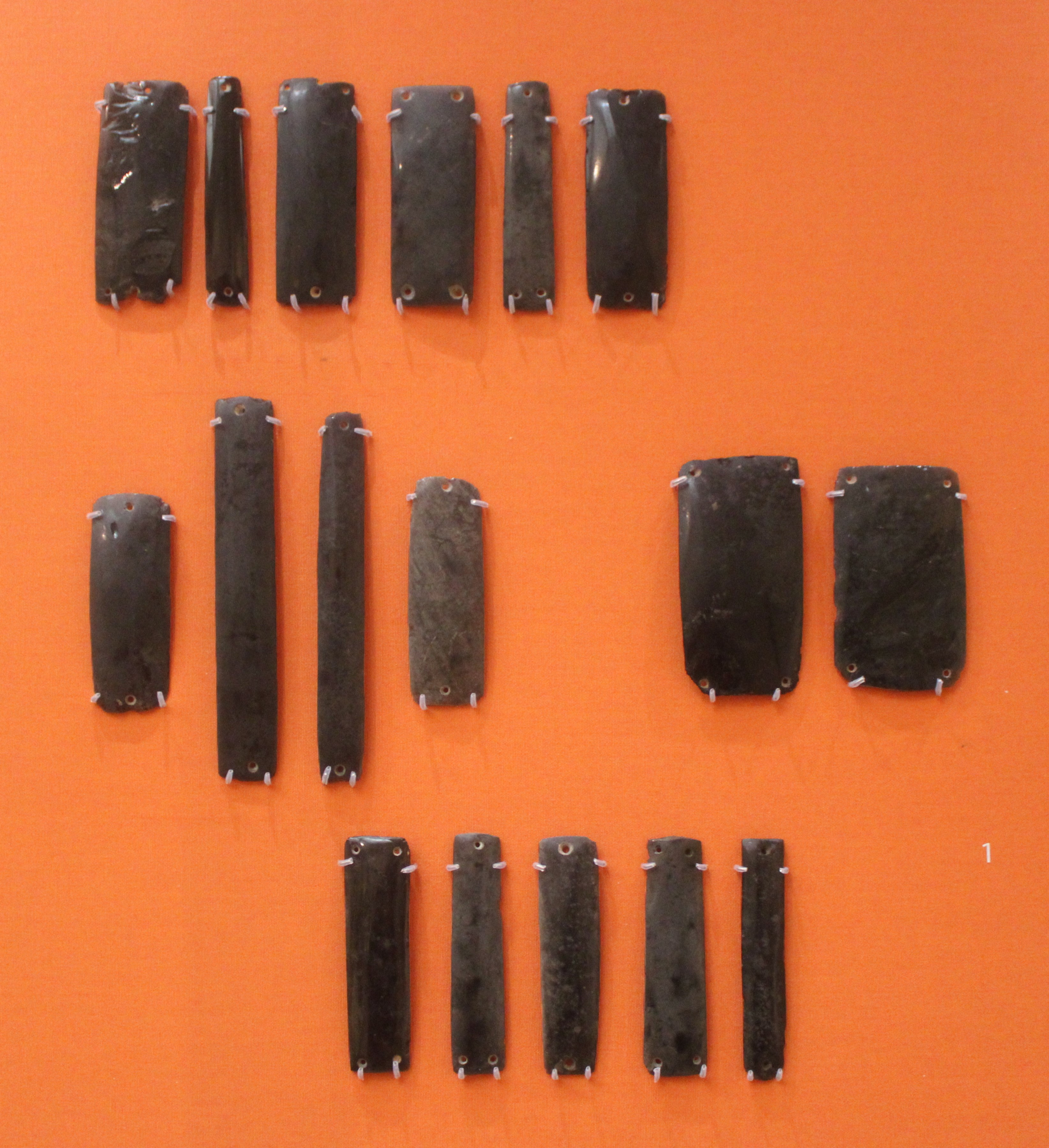
Ornements en obsidienne provenant de Tell Arpachiyah, v. 6000-5000 av. J.-C. British Museum.
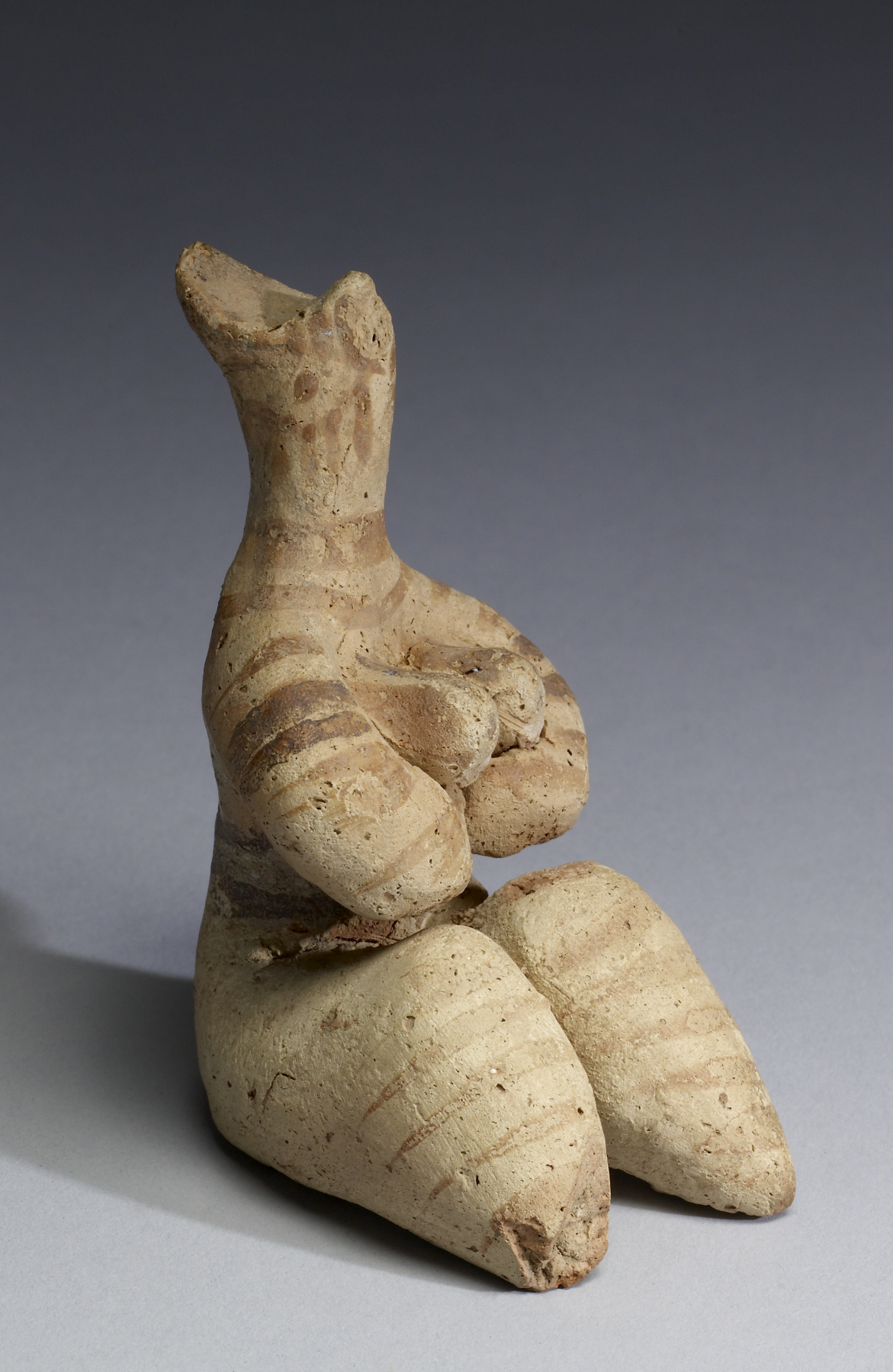
Figurine en terre-cuite provenant de Tell Halaf. Walters Art Museum.

En Basse Mésopotamie contemporaine, le plus ancien village connu est Tell el-Oueili, documentant les prémices de la culture d'Obeïd (phase Obeïd 0, v. 6200-5900 av. J.-C.). Il dispose de grandes habitations et greniers, ses habitants pratiquaient l'agriculture irriguée ainsi que la pêche.

### Le développement et la diffusion de la culture d'Obeïd
La longue culture d'Obeïd (v. 6500-4000/3900), originaire du Sud mésopotamien, est le premier complexe culturel à englober à peu près toute la Mésopotamie. C'est une période d'abord caractérisée sur son site éponyme, situé à proximité d'Ur, et dont la périodisation repose avant tout sur les fouilles du secteur sacré d'Eridu (Tell Abu Sharein), ainsi que sur les découvertes d'Oueili pour ses débuts. Elle reste une société relativement égalitaire jusqu'aux alentours du début du Ve millénaire av. J.-C., quand commence sa période récente, qui voit une accélération de la complexification politique et sociale, sa période finale (v. 4500-4000) présentant même des traits « proto-urbains » (voir plus bas).
Les phases parfois désignées du nom des sites de Oueili, Eridu et Hajji Muhammad, vers 6500-5300 (ou phases d'Obeïd 0, 1 et 2), sont les plus anciennes pour laquelle une occupation soit connue en Basse Mésopotamie, témoins de la culture présentant des affinités avec celle de Samarra. La plupart des sites de cette période sont vraisemblablement enfouis sous les sédiments charriés par les cours d'eau ayant constitué le delta mésopotamien, et ne sont donc pas visibles en surface, ce qui explique pourquoi ils n'ont en général pas pu être repérés, à quelques exceptions près : Obeïd, Eridu et Oueili, également Hajji Muhammad et Ras al Amiya qui ont été découverts accidentellement lors de chantiers. La documentation sur cette période est donc très limitée. Le climat était alors apparemment plus humide que par la suite, l'extrême-sud étant sans doute une zone marécageuse avec des habitats situés de préférence sur buttes à l'écart des crues et des marées. L'agriculture irriguée est apparemment pratiquée dans cette région, même si elle ne nécessite sans doute pas des aménagements hydrauliques complexes. L'exploitation des ressources des marais et autres zones humides (poissons, roseaux) est un autre facteur majeur du développement des communautés humaines du Sud mésopotamien, qui les singularise par rapport au reste du Moyen-Orient. Sont également posées les bases de l'architecture mésopotamienne future avec l'essor des bâtisses de plan tripartite, organisées autour d'un espace central bordé sur deux côtés par des pièces secondaires. Si l'on trouve des structures collectives déjà présentes précédemment (greniers, sortes de maisons communautaires), une architecture monumentale (sacrée ou profane ?) semble émerger, en particulier durant la période Obeid 3 (v. 5300-4500), avec la séquence de temples mise au jour à Eridu ou encore le Bâtiment A de Tell Abada, site du Djebel Hamrin passé sous influence obéidienne. Les nécropoles de la période ne plaident cependant pas en faveur d'inégalités sociales marquées, quoique cette période semble bien voir une complexification professionnelle accrue, par exemple avec la présence d'espaces de potiers, et des innovations technologiques avec les premières attestations de poterie au tour pour le VIe millénaire av. J.-C.
Dans le Nord, la seconde moitié du VIe millénaire av. J.-C. est marquée par une transition des cultures héritières de Samarra et de Halaf vers un matériel céramique et des bâtisses rectangulaires tripartites similaires à ceux de la culture méridionale d'Obeïd, qui connaît donc une expansion : s'ouvre alors la période l'« Obeïd du Nord » (v. 5200-3900). Les traits culturels obéidiens se retrouvent sur les principaux sites septentrionaux de la période : Arpachiyah et Tepe Gawra situés près de Mossoul, Tell Zeidan sur le Moyen Euphrate et jusqu'à Değirmentepe en Anatolie orientale, qui est par ailleurs un des sites témoins pour l'apparition de la métallurgie du cuivre à cette période. Cette expansion des traits culturels obéidiens a pu être diversement interprétée : l'explication par des migrations est abandonnée, on y voit plutôt la diffusion d'un système idéologique provenant du Sud, ou la preuve d'une plus grande intégration régionale. En tout cas là encore les sociétés semblent peu hiérarchisées, jusqu'à la fin du Ve millénaire av. J.-C.

## L'émergence de l’État et des villes
La période qui couvre la seconde moitié du Ve millénaire av. J.-C. et le IVe millénaire av. J.-C. voit un changement d'échelle dans les formes d'intégrations sociales et politiques, marquée par l'apparition des premiers États et des premières sociétés urbaines. Cette époque correspond à la période d'Obeïd finale (v. 4400-3900) et à la « période d'Uruk » (v. 3900-32/3000), tandis que pour le Nord on a pu proposer l'existence d'une « période de Gawra » grossièrement contemporaine (v. 3900-3000). Cette longue époque a une chronologie très discutée, et a été rassemblée dernièrement sous une désignation globale, celle de « chalcolithique tardif » (v. 4400-3100), lui-même subdivisé en cinq sous-périodes.
L'approche de la fin de la protohistoire du Proche-Orient ancien et de la Mésopotamie est marquée par la mise en évidence d'importantes évolutions politiques et sociales sur le très long terme. Ces analyses, en particulier celles reprenant les approches néo-évolutionnistes, mettent en avant une « complexification » des sociétés du Proche-Orient ancien qui constituent progressivement des formes d'intégration sociale de plus en plus hiérarchisées (tribu, clan, chefferie, État). Les sociétés de la fin du néolithique sont de plus en plus hiérarchisées socialement et politiquement, jusqu'à la constitution de « chefferies » au chalcolithique, puis l'apparition des premiers États et des premières villes dans la seconde moitié du IVe millénaire av. J.-C., organisés autour d'institutions prenant en charge le culte et les activités économiques les plus importantes (les « grands organismes »), cette phase étant également marquée par l'apparition de l'écriture.

### Chefferies et proto-urbanisme

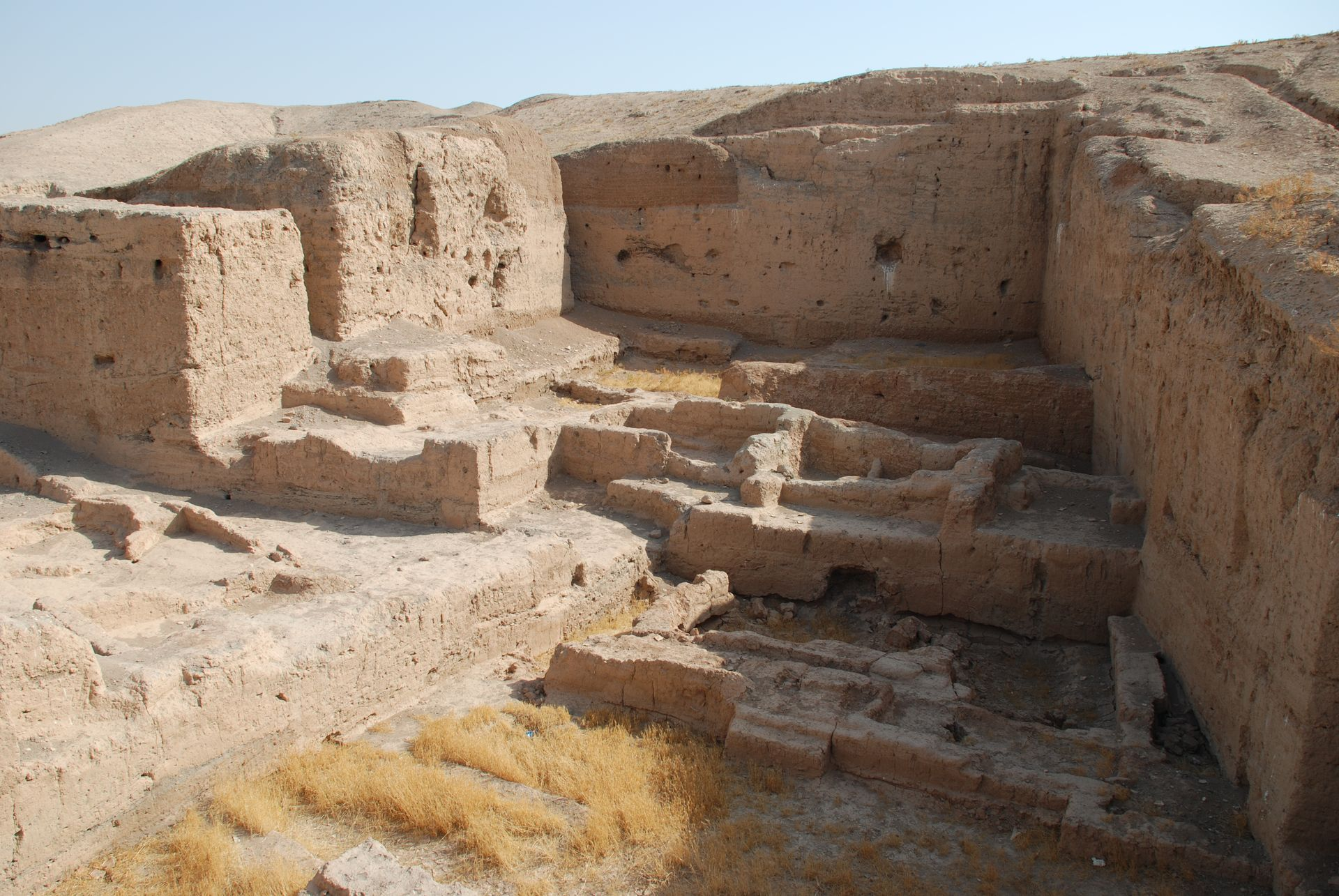
Zone de fouilles de bâtiments du Chalcolithique tardif (zone TW) sur le site de Tell Brak.

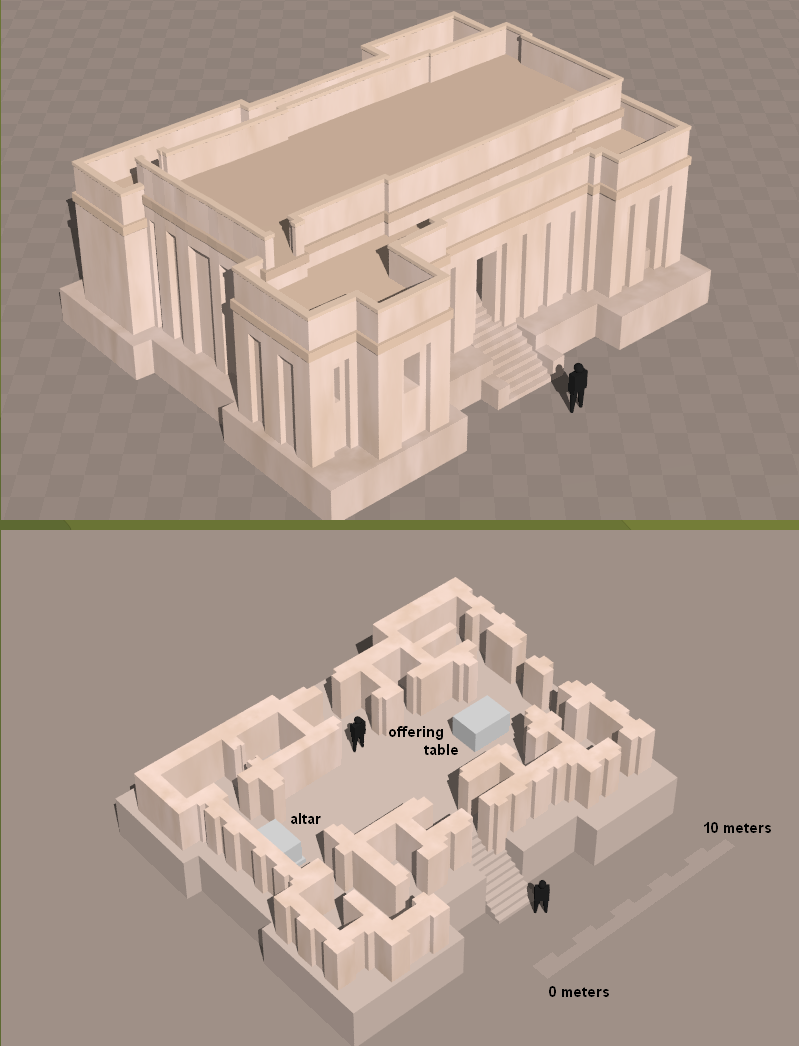
Le temple du niveau VII d'Eridu, fin du, édifice monumental de plan tripartite caractéristique du chalcolithique tardif.

Le millénaire qui correspond à la période finale de l'Obeïd (4 et 5), qui couvre en gros la seconde moitié du Ve millénaire av. J.-C. (le Chalcolithique tardif 1), et le début de la période d'Uruk, couvrant la première moitié du IVe millénaire av. J.-C. (Chalcolithique tardif 2 et 3) est une étape décisive dans la complexification des sociétés, le creusement des inégalités sociales et l'intégration politique.

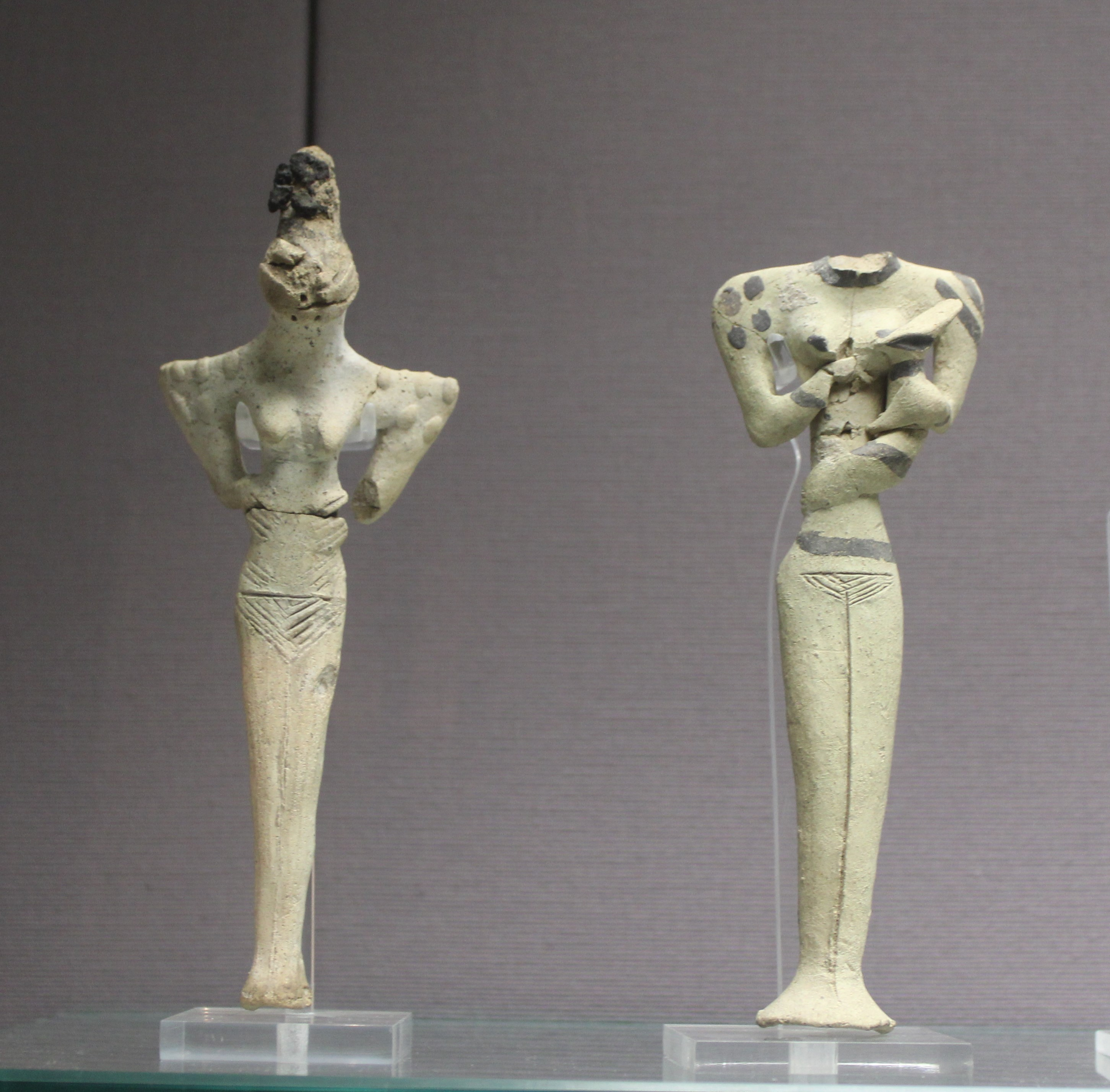
Figurines féminines en terre cuite, Ur. British Museum.
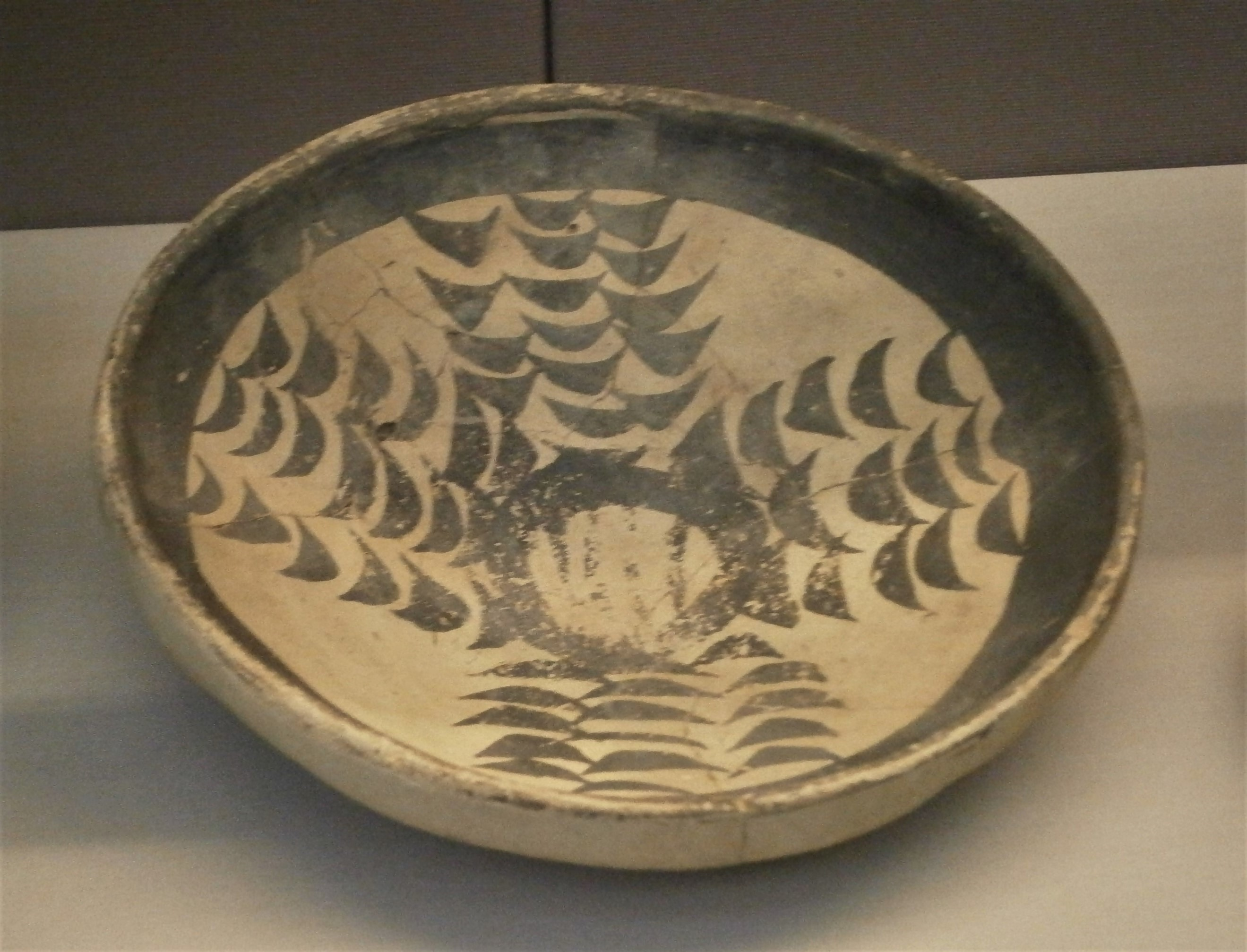
Bol peint en motifs géométriques sombres, Tell el-Obeïd. British Museum.
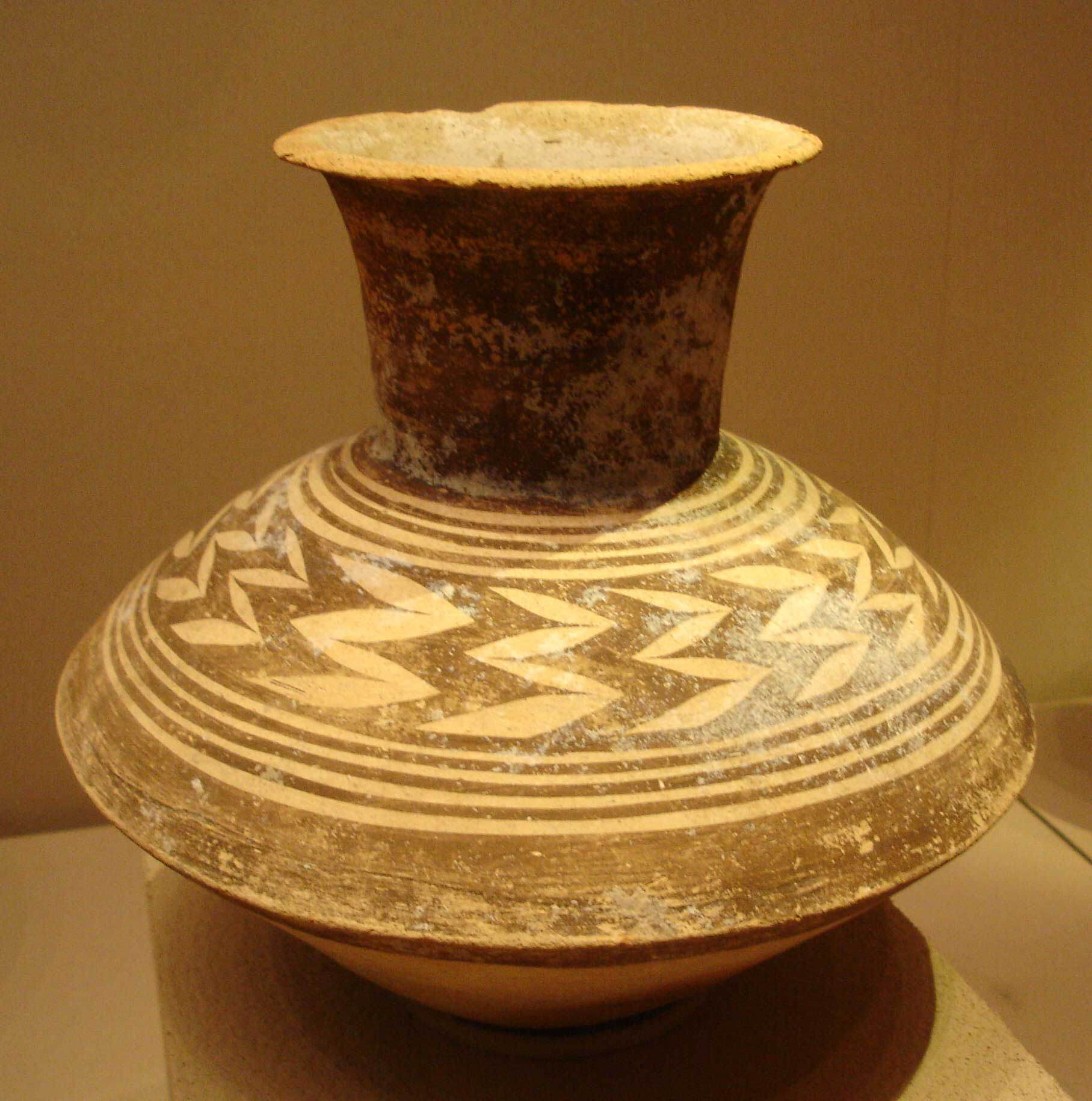
Jarre peinte. Musée des Beaux-Arts (Boston).

Ces évolutions sont mal connues dans le Sud. Les prospections archéologiques semblent bien indiquer une croissance de la surface habitée, et notamment l'émergence d'importantes agglomérations (Uruk qui couvrirait plus de 70 hectares, d'autres comme Eridu, Tell Dlehim et Tell al-Hayyad entre 40 et 50), mais les connaissances sur l'architecture de cette période sont limitées aux temples sur plate-forme d'Eridu, poursuivant la séquence entamée à l'époque précédente (niveaux VII et VI) et à des traces de bâtiments semblables dans le secteur de l'Eanna d'Uruk (niveaux XVI à XII). En revanche elles sont un peu mieux identifiées sur les sites du sud-ouest iranien voisin (Suse et Chogha Mish) qui lui sont manifestement liés.
Pour le Nord mésopotamien, c'est traditionnellement le site de Tepe Gawra, situé près de Ninive, qui constitue la référence pour cette période, avec les monuments de ses niveaux XII à VIII, désormais datés de la période s'étalant d'environ 4500 à 3500 av. J.-C. (alors qu'auparavant « la période de Gawra » pour laquelle il servait de référence était datée d'environ 3900 à 3100 av. J.-C.). Grâce à une série de fouilles la perspective sur cette région a changé : auparavant considérée comme un espace périphérique « suiveur » de la Basse Mésopotamie, elle est désormais tenue pour un acteur à part entière de l'émergence des sociétés complexes. Cela ressort notamment du constat que plusieurs sites de la Haute Mésopotamie de cette période connaissent une forte croissance et peuvent être qualifiés de « proto-urbains » : le vaste Tell Brak (de 55 à 100 hectares), Tell al-Hawa, Hamoukar, Grai Resh, Ninive. Ils sont par ailleurs entourés par de nombreux sites secondaires, qui témoignent d'une importante expansion de l'habitat. Ils disposent sans doute aussi d'une architecture monumentale similaire à celle de Gawra, bien qu'encore mal connue (le premier niveau du « temple aux yeux » de Brak date de cette époque). Les nécropoles de plusieurs sites (Gawra, Grai Resh, Tell Majnuna près de Brak) témoignent par ailleurs de la présence d'individus enterrés avec des objets en or et argent, et sans doute des morts d'accompagnement. Par ailleurs l'usage des sceaux se répand et leur iconographie se diversifie, ce qui indique un développement des outils administratifs et des modes d'expression du pouvoir. Il y a donc pour cette époque des éléments tendant à démontrer le creusement des inégalités sociales au sein des communautés du Nord mésopotamien, qui sont dominées par une élite plus puissante qu'auparavant, dirigeant des entités politiques que l'on peut qualifier de « chefferies ».

### Les débuts de l’État et les premières villes

Plan des constructions du complexe monumental du secteur de l'Eanna à l'Uruk récent (niveau IV).

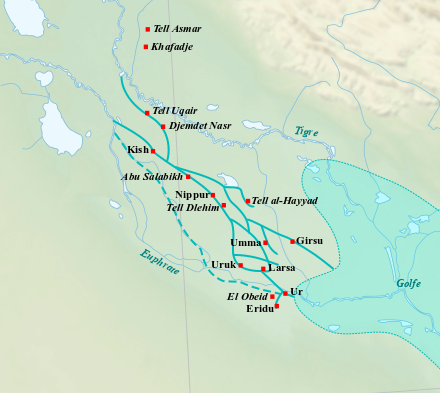
Localisation des sites principaux identifiés pour la Mésopotamie méridionale durant le

Si l'on voit de plus en plus les innovations initiées lors de l'Obeïd final comme le moment décisif, la seconde moitié du IVe millénaire av. J.-C. (période d'Uruk récent / Chalcolithique tardif 4 et 5) est celle à laquelle se produit un changement d'échelle qui autorise plus sûrement à parler de structures étatiques et urbaines. C'est le Sud mésopotamien qui joue le rôle majeur à cette époque.
Les découvertes les plus spectaculaires qui concernent l'émergence de sociétés plus complexes sont issues du site d'Uruk. Ce site, alors vaste de peut-être 250 hectares, est considéré comme la « première ville », et de loin comme la plus grande agglomération de la région durant l'Uruk récent. Le secteur de l'Eanna est à cette époque (niveaux V, IV et aussi III, qui date de la suivante) un complexe monumental de près de 9 hectares. Il est formé de plusieurs édifices dont la fonction est indéterminée. Ils sont en partie dans la continuité des édifices antérieurs (plusieurs reprennent le plan tripartite, d'autres témoignent de nouvelles expérimentations), mais de tailles bien plus grandes. Ils sont décorés de niches et de redans, ou de mosaïques de cônes peints. Dans le secteur voisin d'Anu se trouve le « Temple blanc » sur terrasse, le seul édifice de la ville de cette époque qui puisse être qualifié de sanctuaire avec une certaine assurance. Les niveaux IV et III (v. 3350-3000) ont livré les plus anciennes attestations connues d'une écriture. Ce sont des signes linéaires pictographiques inscrits sur des tablettes, qui enregistrent des opérations administratives d'institutions dont la nature est inconnue. En dehors d'Uruk, cette période est mal documentée en Basse Mésopotamie, quelques édifices ayant néanmoins été mis au jour à Tell Uqair (le Temple peint), Abu Salabikh (des résidences) et Eridu.
En plus du développement de l'écriture et des tablettes administratives, d'autres innovations témoignent du changement dans l'organisation du pouvoir. Les méthodes de scellement se modifient avec l'apparition du sceau-cylindre, dont l'image se déroule sur une surface d'argile, qui devient caractéristique de la culture matérielle mésopotamienne. La poterie tournée se développe, mais le type de poterie le plus répandu à cette époque, l'écuelle à bords biseautés, est encore grossièrement moulée à la main, produite en série, peut-être pour distribuer des rations aux employés des institutions. Dans l'art (statues, stèles et glyptique) apparaît par ailleurs un personnage barbu portant un bandeau, représenté en combattant, chasseur ou bâtisseur. Il semble être une figure de type « proto-royal » (souvent appelé « roi-prêtre », quoique son rôle religieux soit incertain). L'importance du culte officiel dans l'élite dirigeante (gouvernants et grands prêtres) se voit en particulier dans le « vase d'Uruk » en albâtre. Il représente des offrandes apportées à une divinité, la grande déesse locale Inanna, dont le nom apparaît sur des tablettes. Cette déesse joue manifestement dès cette époque un rôle crucial dans la légitimation du pouvoir.

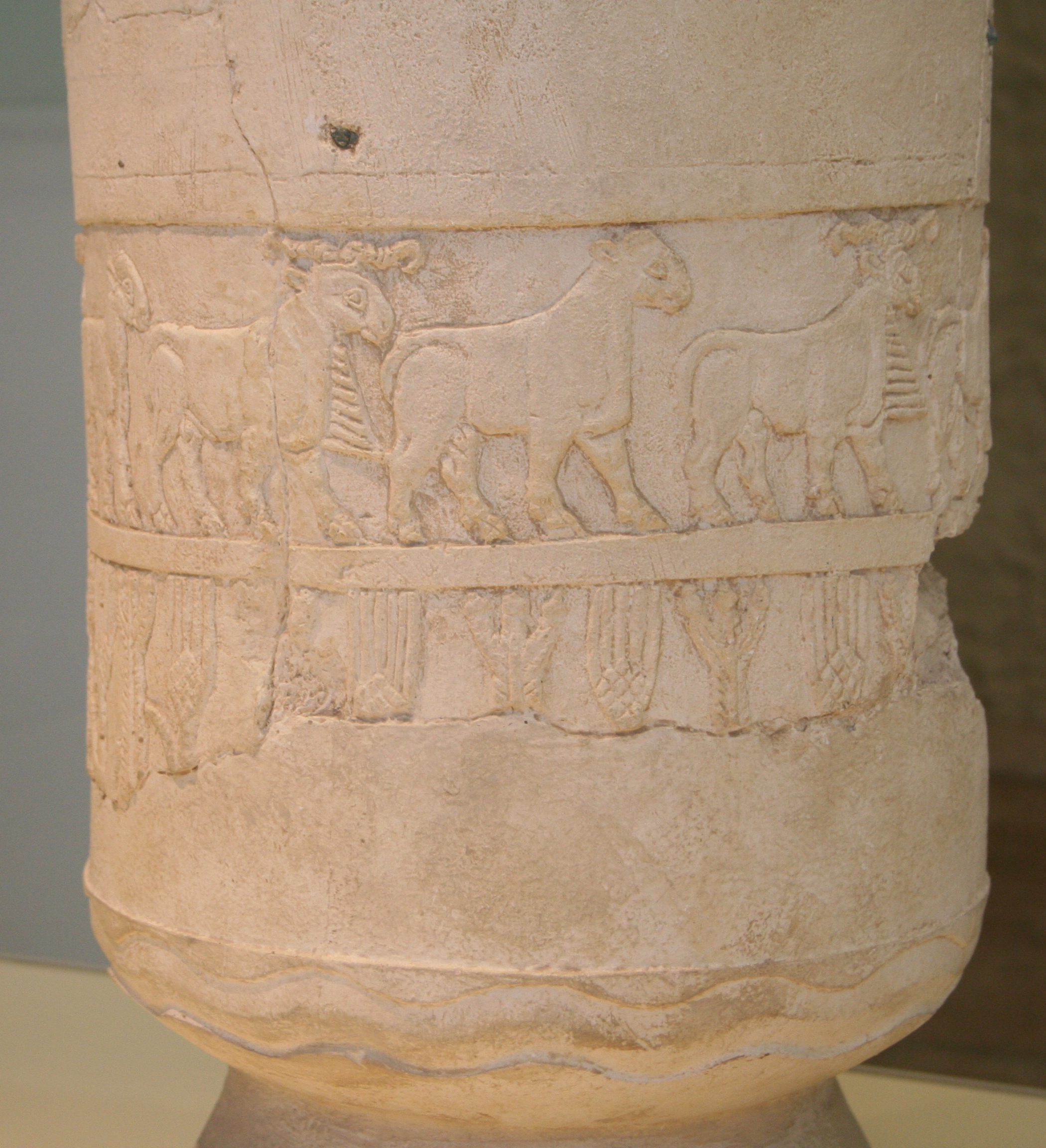
Bétail et végétaux : les richesses de la Basse Mésopotamie urukéenne sur le grand vase d'albâtre retrouvé à Uruk, Pergamonmuseum.
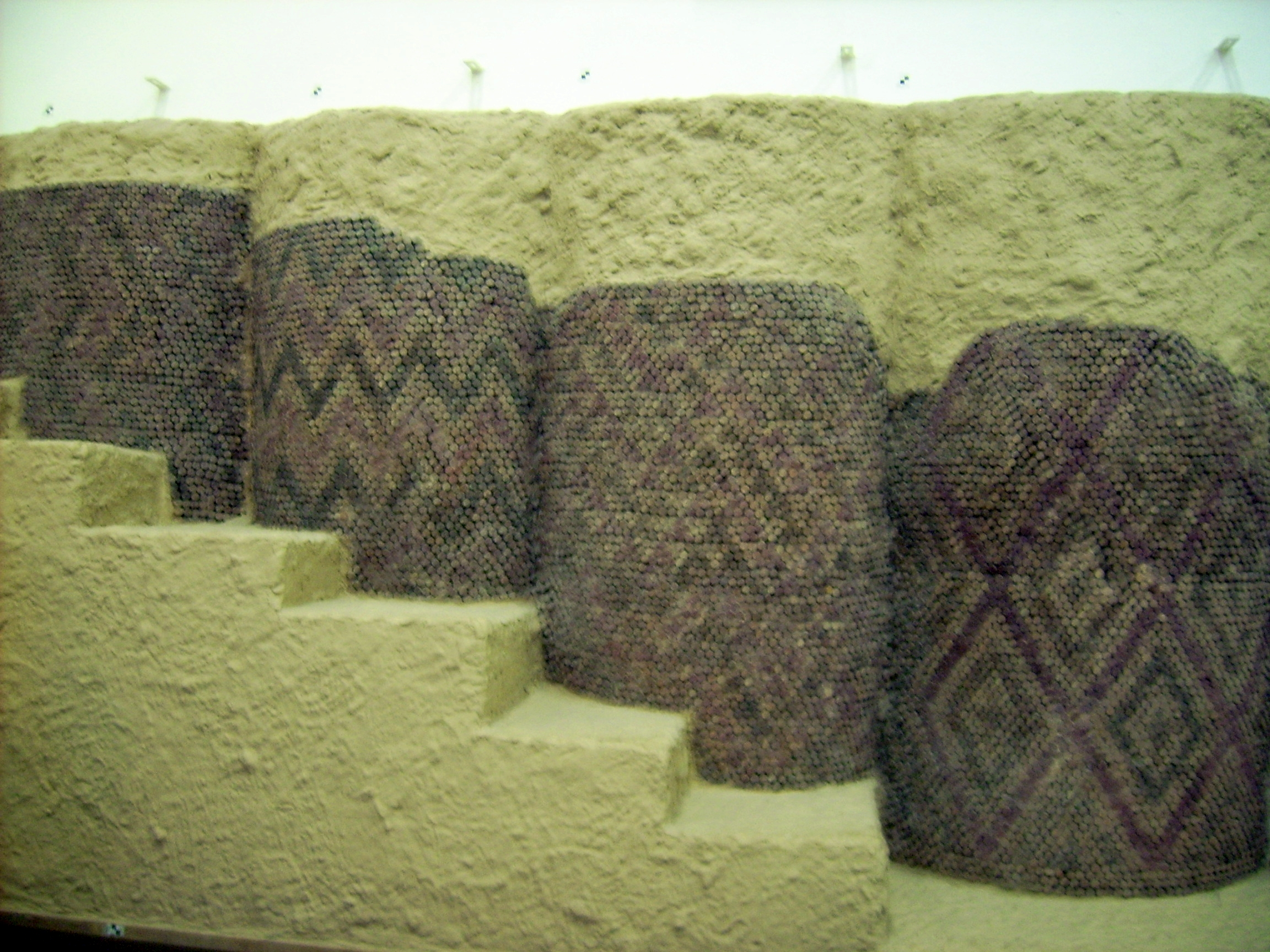
Colonnes décorées de mosaïques retrouvées dans un bâtiment de l'Eanna archaïque, Pergamonmuseum.
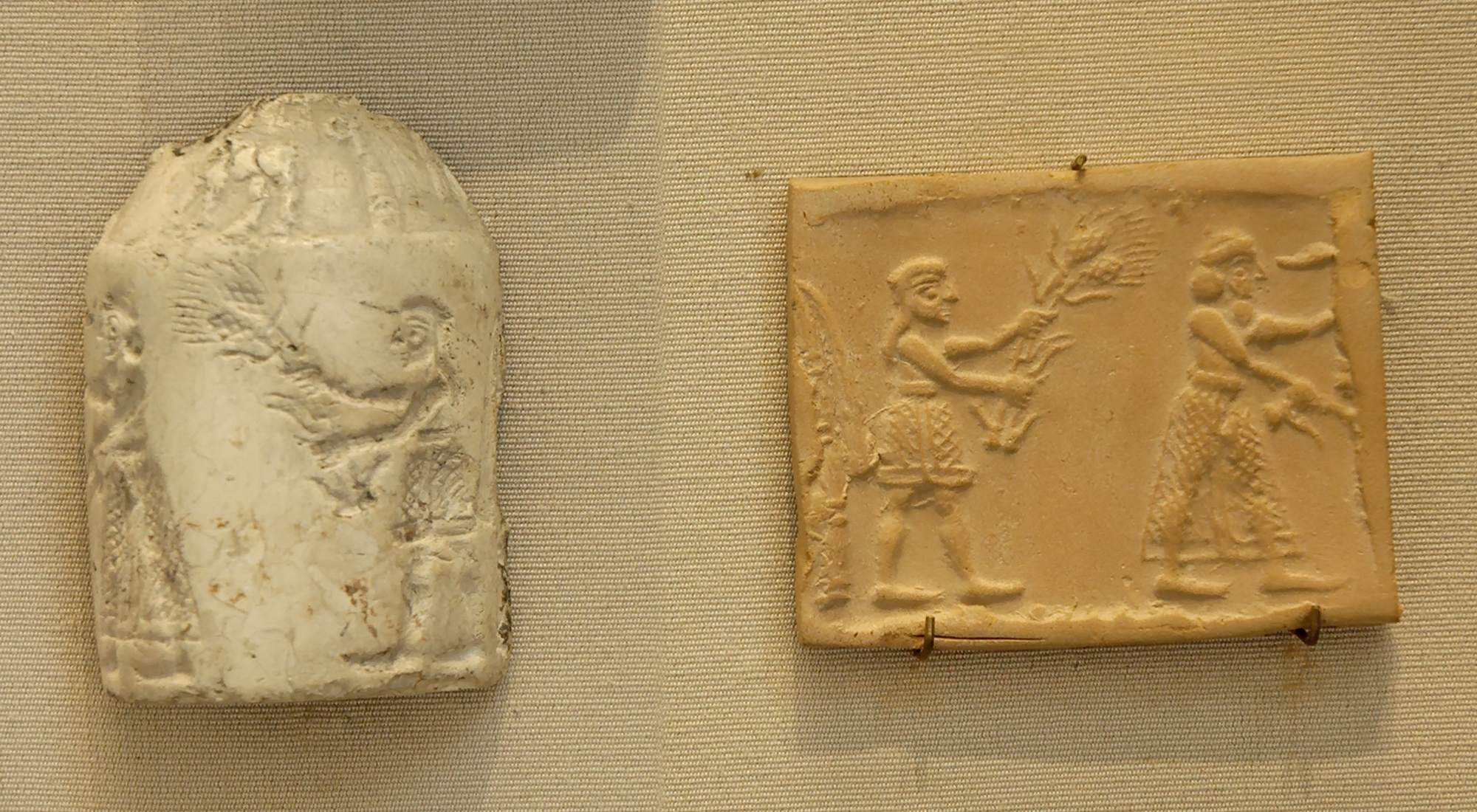
Sceau-cylindre en calcaire et son impression : le roi et son acolyte nourrissant un troupeau sacré. Musée du Louvre.
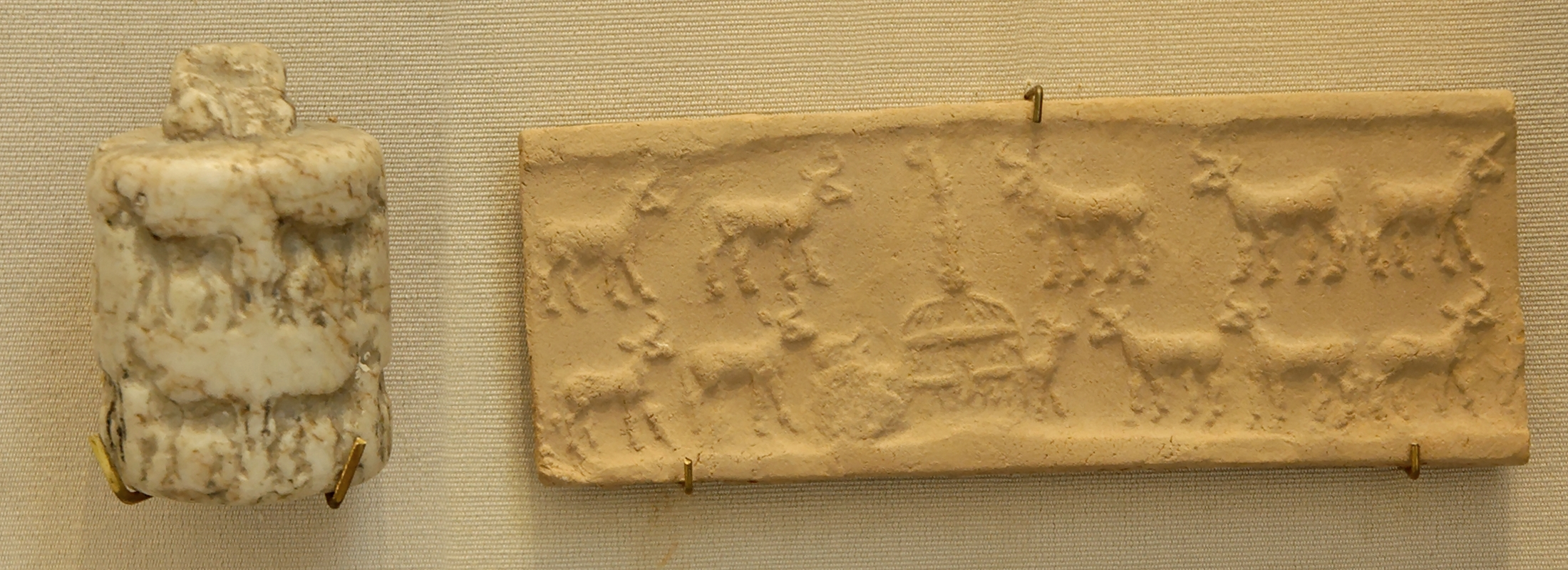
Sceau-cylindre en jaspe et son impression : ronde de bovins. Musée du Louvre.
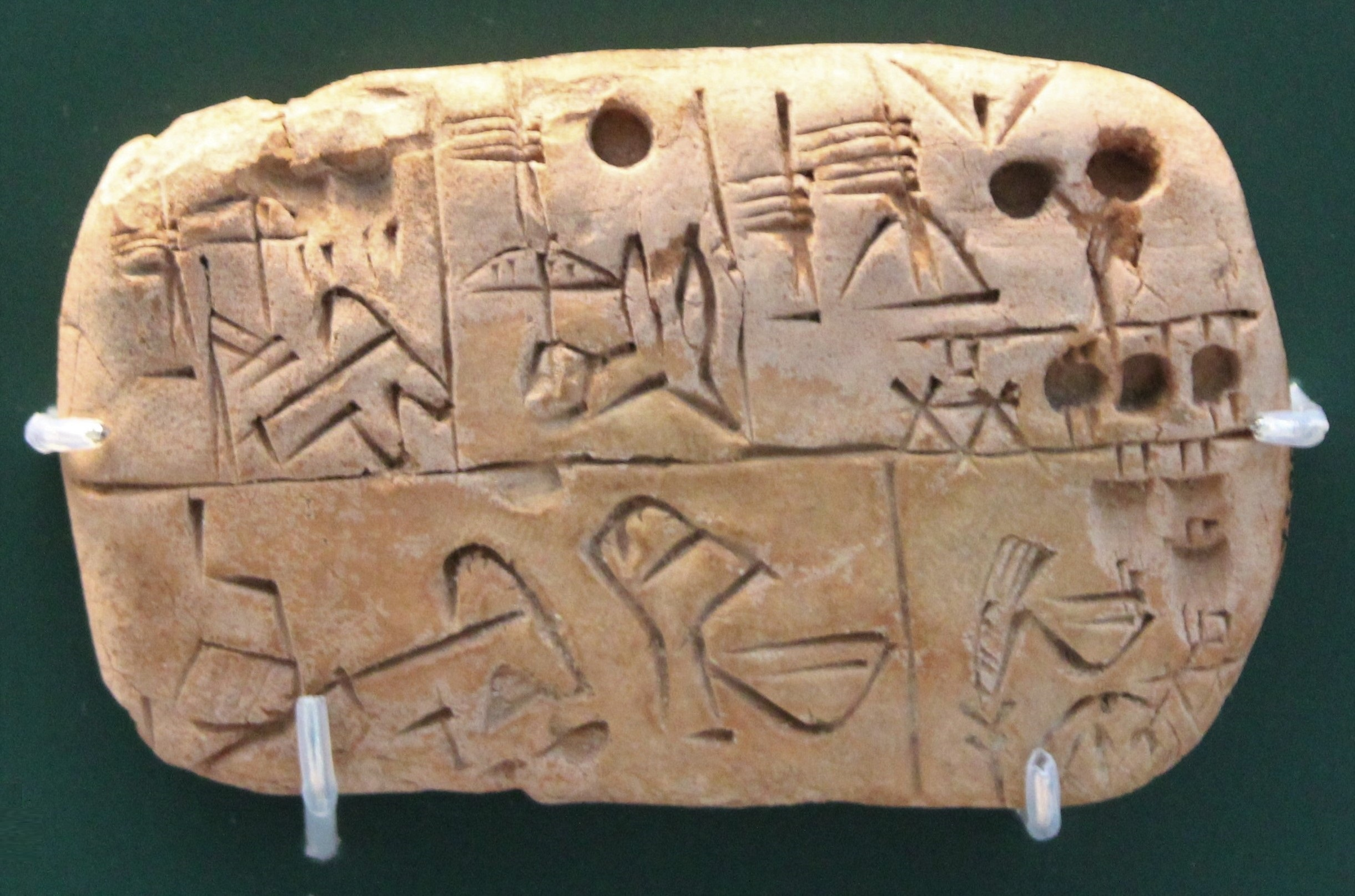
Distribution de rations, Uruk récent (v. 3300-3100 av. J.-C.), provenance inconnue. Signes pictographiques. British Museum.
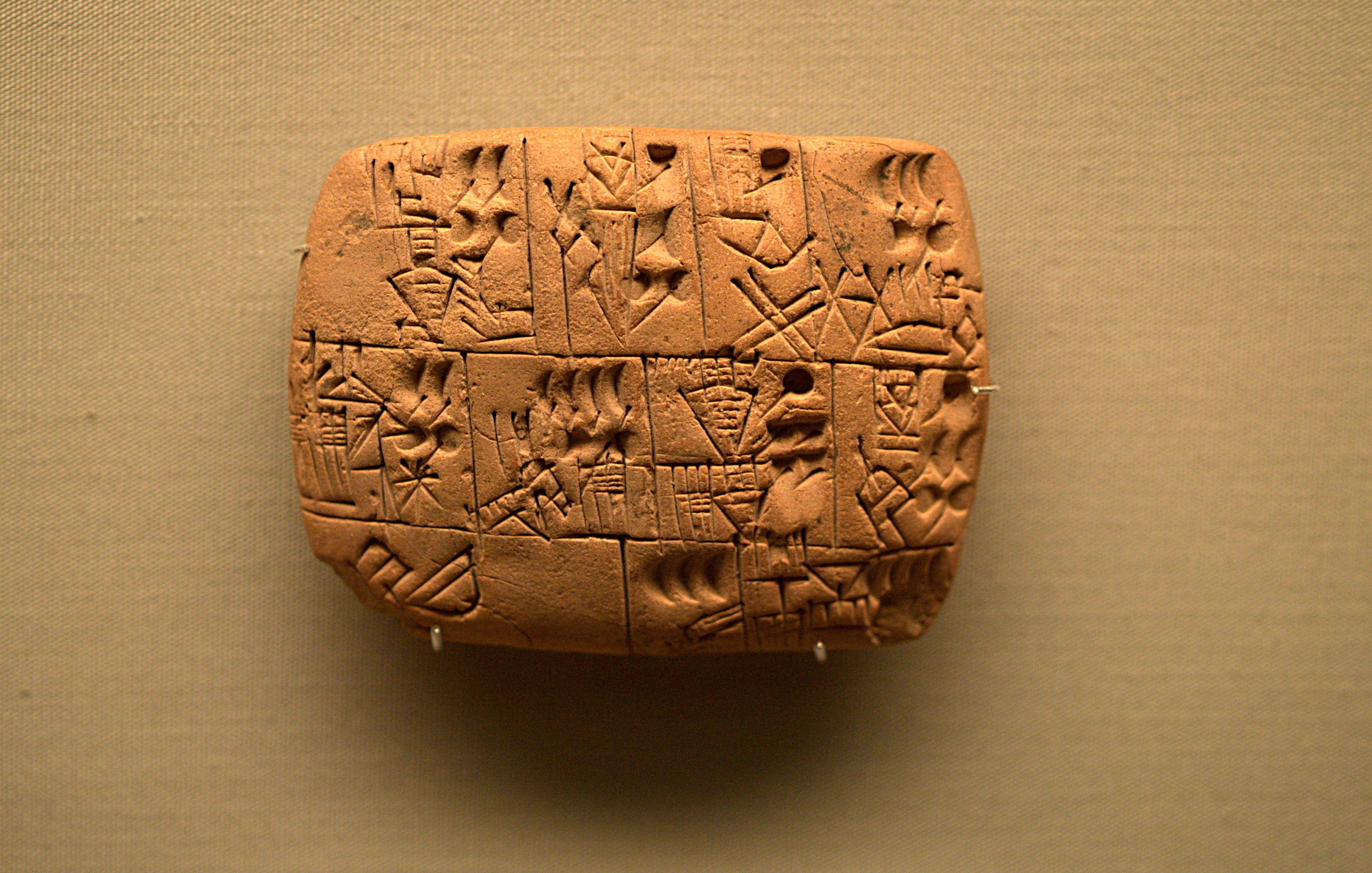
Tablette provenant d'Uruk et datée de la période d'Uruk III (c. 3200-3000 av. J.-C.) enregistrant des distributions de bière depuis les magasins d'une institution. British Museum.

Ces évolutions ont fait l'objet de nombreuses réflexions. Les villes sont souvent vues comme la conséquence du développement de la centralisation politique, administrative et économique autour des institutions les plus importantes qui émergent alors (les « grands organismes ») et organisent la production et la redistribution des ressources (sous la forme de rations distribuées à leurs administrateurs et dépendants et des offrandes faites aux dieux). En particulier sont mis en avant le poids de la production textile, à partir de la laine des moutons des troupeaux attestés par les tablettes administratives, ainsi que la production céréalière de l'agriculture irriguée qui avait permis le développement de cette région autrement aride et défavorable à la mise en culture et lui avait sans doute alors permis d'atteindre des hauts rendements et de soutenir une importante croissance agricole illustrée par l'expansion du nombre de villages. Il faut également prendre en compte dans cette région deltaïque l'importance des ressources des zones humides (surtout les marais) et des axes de communications constitués par les cours d'eau. L'essor de la métallurgie (du cuivre surtout) incite par ailleurs au développement des échanges à longue distance. L'affirmation de la division du travail autour d'activités diverses qui sont alors plus clairement définies comme l'indiquent les listes de métiers de cette période est un autre élément de cette complexité plus importante, dans une société organisée autour de « maisons »/« maisonnées » de différentes tailles et liées par des relations complexes, autant de changements qui peuvent être analysés comme une amélioration bénéficiant à toute la communauté. Mais une autre lecture, insistant sur le poids croissant de la hiérarchie et des inégalités entre les personnes et les maisons qui deviennent une donnée sociale fondamentale, voit plutôt cette période comme caractérisée par une appropriation de plus en plus marquée de la production par les élites et institutions dominantes au détriment des autres acteurs sociaux et économiques.

### L'influence de la Basse Mésopotamie

L'« expansion urukéenne ».

Au Nord, les principaux sites de l'Obeïd final et de l'Uruk ancien voient leur croissance ralentir ou s'arrêter (Tell Brak, Hamoukar, Tell al-Hawa) ou bien connaissent un déclin marqué (Tepe Gawra). Alors que l'urbanisation de la période précédente repose sur des dynamiques locales, la région est de plus en plus intégrée dans les dynamiques initiées par le Sud mésopotamien, comme le sont par ailleurs d'autres régions (en particulier la Susiane). Le phénomène le plus caractéristique de cette « expansion urukéenne » vers le Nord est l'établissement dans la région du Moyen Euphrate de sites caractérisés comme des « colonies » du Sud mésopotamien, des fondations dont la culture matérielle paraît en tout point semblable à celle de la Basse Mésopotamie urukéenne : Habuba Kabira, Djebel Aruda. Mais l'influence de la culture urukéenne se retrouve sur plusieurs autres sites septentrionaux, en général aux côtés d'une culture matérielle de type local, ce qui a laissé penser que sur certains sites il y avait une cohabitation entre des communautés du Nord et des gens venus du Sud (Hacinebi notamment). Plus on s'éloigne en revanche, plus l'influence urukéenne se dissipe quoiqu'elle reste perceptible sur le site anatolien d'Arslantepe. Contrairement à la diffusion de la culture d'Obeïd qui est largement vue comme un phénomène d'influence culturelle, l'expansion urukéenne est plutôt interprétée comme un processus volontaire impliquant des mouvements de personnes (d'où les « colonies ») dans un but d'expansion économique (notamment commercial), reposant sur la supériorité économique de la Basse Mésopotamie, mais pas comme un phénomène politique, peu de chercheurs allant jusqu'à supposer l'existence d'un État territorial expansionniste.

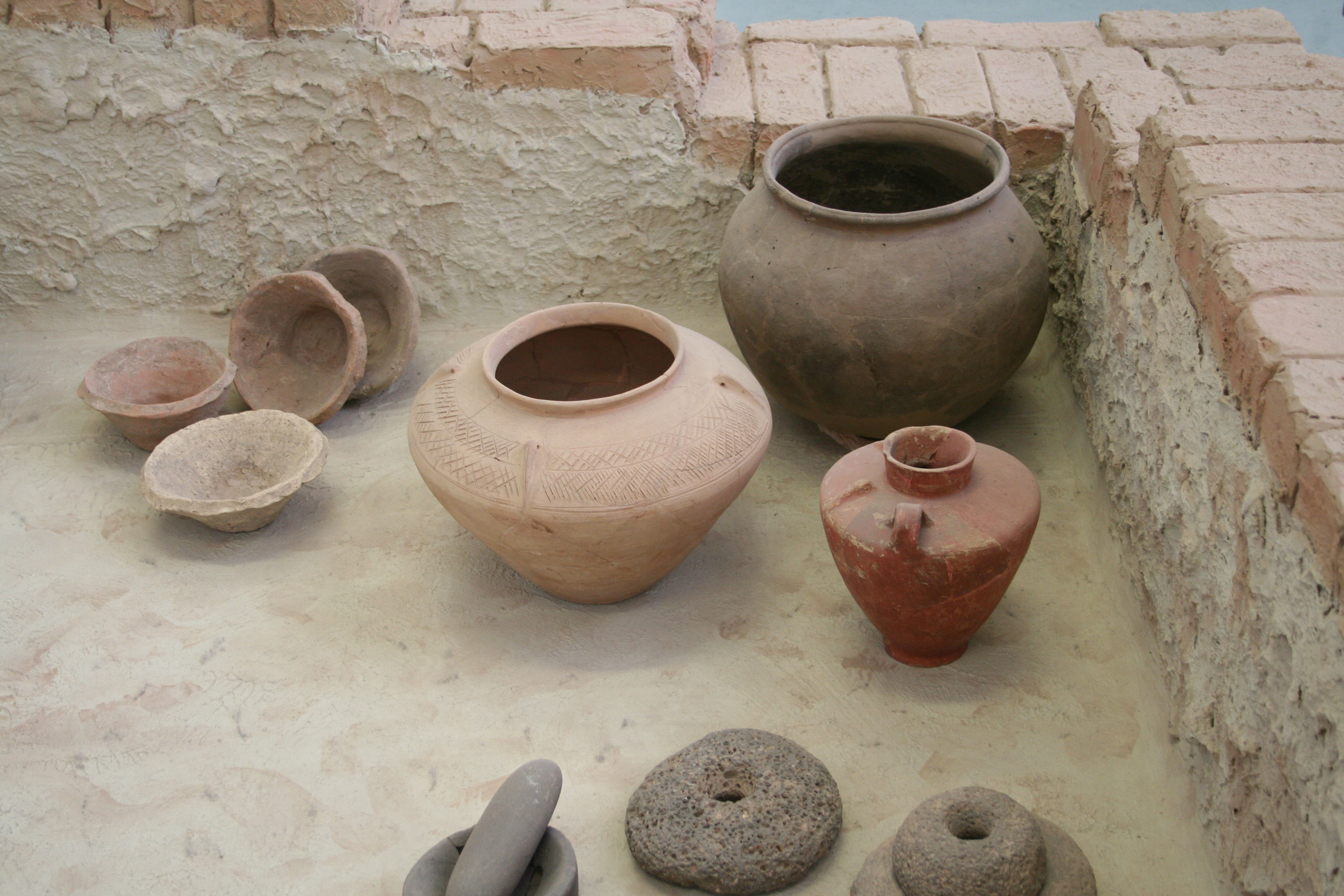
Céramiques de la période d'Uruk récent de Habuba Kabira : céramiques réalisées au tour (à droite) et écuelles à bords biseautés (à gauche). Pergamonmuseum.
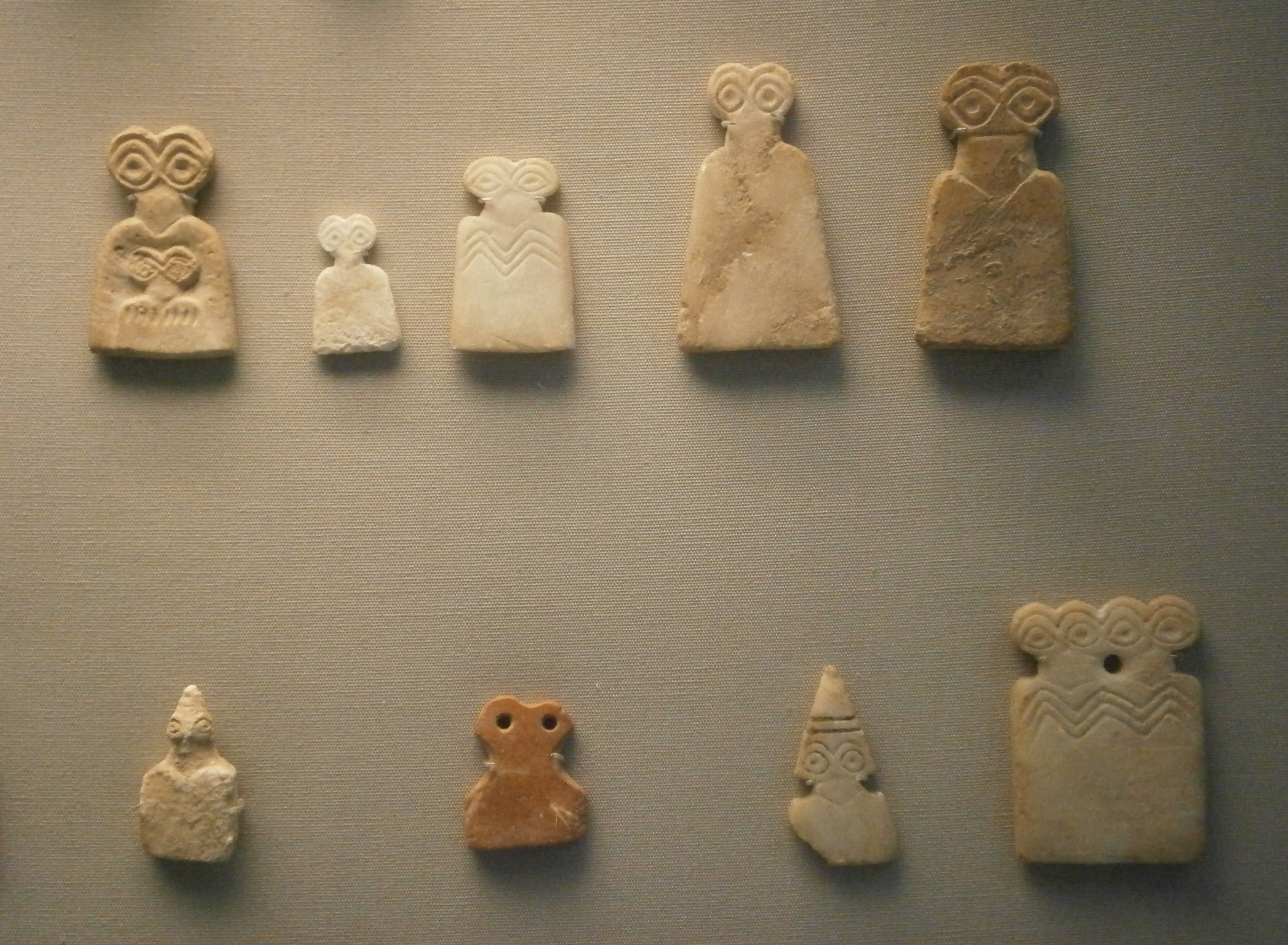
« Idoles aux yeux » provenant de Tell Brak. British Museum.
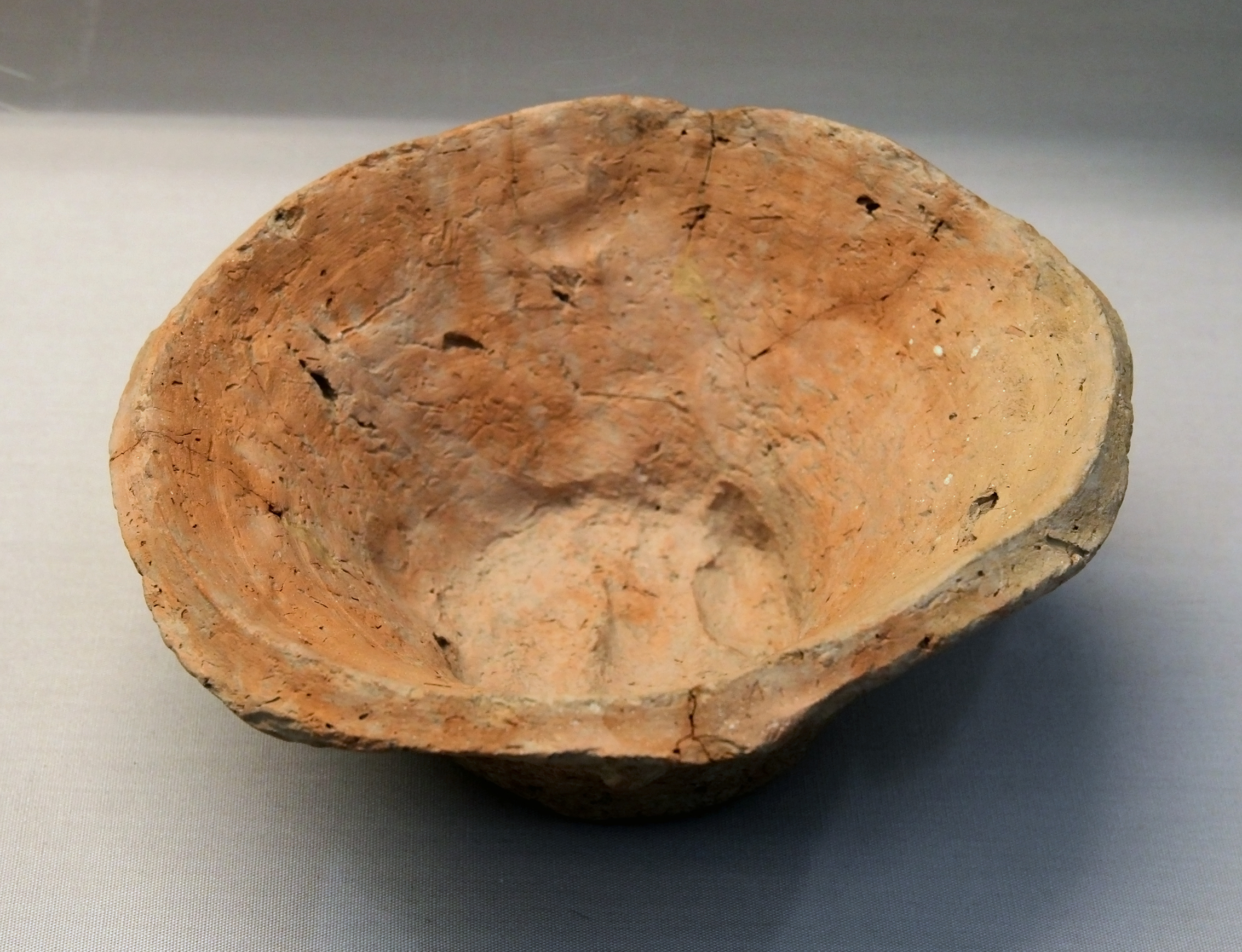
Écuelle à bords biseautés provenant de Ninive. British Museum.

## L'époque des États archaïques
Après le développement des premières formes étatiques dans la seconde moitié du IVe millénaire av. J.-C., la transition entre ce millénaire et le suivant est marquée par un recul de l'influence de la Basse Mésopotamie, et la Mésopotamie et ses régions voisines sont marquées par l'émergence de plusieurs cultures régionales, dont les traditions se prolongent par la suite. Le Sud mésopotamien de la période des dynasties archaïques (v. 3000-2300) reste une région très urbanisée, marquée par la présence de plusieurs micro-États. Le Nord mésopotamien en revanche connaît une phase de reflux de l'urbanisation, qui ne reprend qu'à partir du XXVIIe siècle av. J.-C., et se constituent là aussi un ensemble d’États archaïques. Cette période voit la consolidation du pouvoir de l'institution royale, de l'administration étatique, de l'écriture, la reprise des échanges matériels et culturels à longue distance, avec encore la prééminence du Sud mésopotamien.

### Une phase de régionalisation

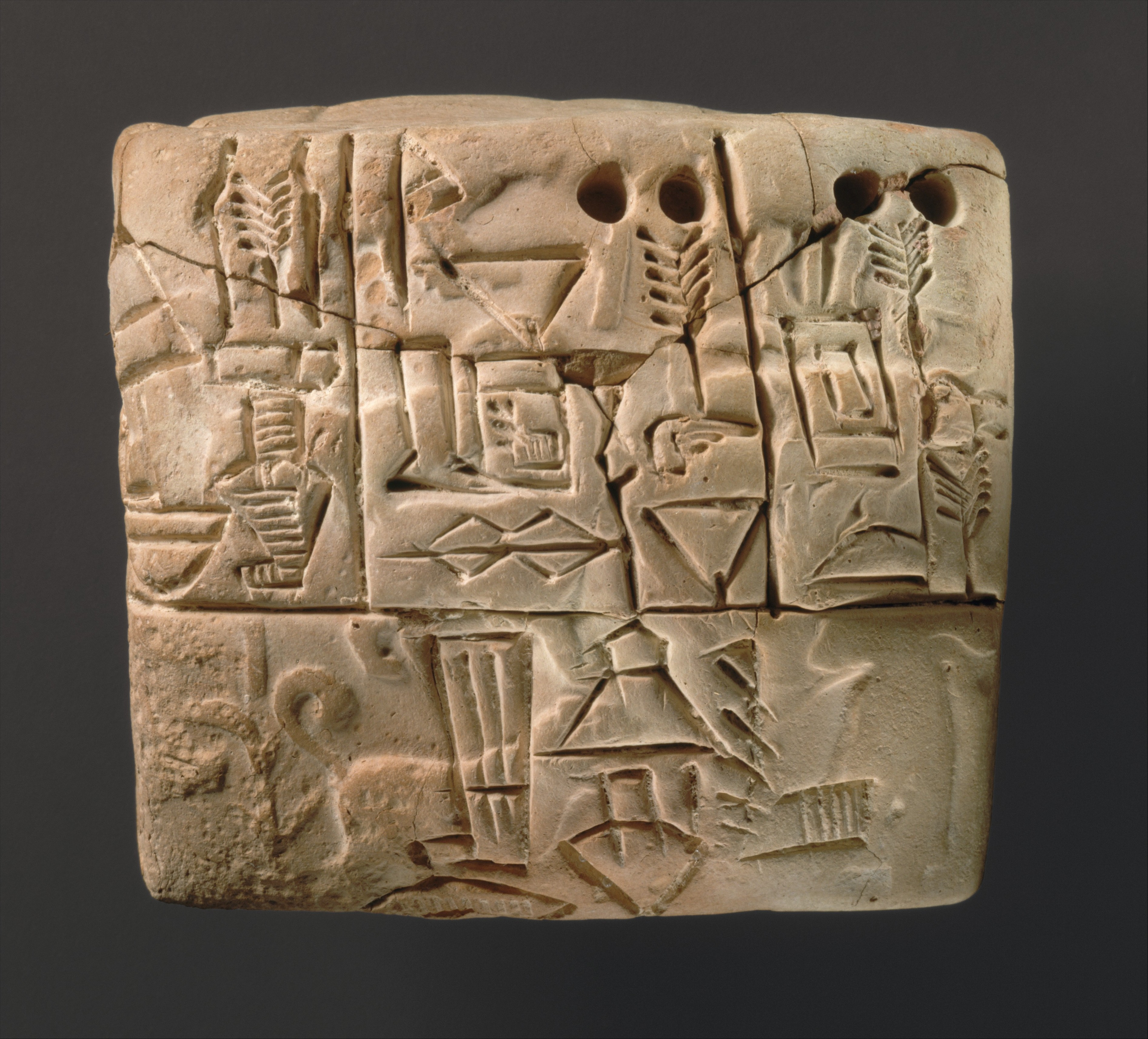
Tablette administration (distribution de rations d'orge), période de Djemdet Nasr. Metropolitan Museum of Art.

Les deux derniers siècles du IVe millénaire av. J.-C. voient un recul marqué de l'influence urukéenne sur les régions voisines, comme en témoigne l'abandon des « colonies » du Moyen Euphrate. Les causes de ce déclin ne sont pas déterminées. Il en résulte en tout cas l'affirmation de plusieurs cultures régionales au début du IIIe millénaire av. J.-C.
Dans le Sud mésopotamien, cette période correspond à l'époque dite de Djemdet-Nasr (v. 3200-3000), assez mal définie. Elles est suivie par le début du Dynastique archaïque (DA I, v. 3000/2900-2750 av. J.-C.). La Basse Mésopotamie ne semble pas affectée par une crise, puisque les traits principaux de la période d'Uruk sont préservés : présence de vastes complexes monumentaux avec les bâtiments du niveau III de l'Eanna et de Djemdet-Nasr, utilisation de l'écriture à des fins administratives par des institutions puissantes. Mais le fait que les monuments de l'Eanna III soient érigés après arasement de ceux du niveau IV laisse à penser qu'un changement politique majeur s'est produit. Surtout, l'urbanisation de la région semble atteindre un premier apogée, le site d'Uruk culminant à 400 hectares, de plus en plus de sites dépassant les 50 hectares qui en font des centres régionaux importants (Kish, Zabalam, Umma/Gisha, Bad-Tibira), et dans la zone autour de Nippur 70 % des sites repérés lors de prospections dépassent les 10 hectares, limite à partir de laquelle on considère habituellement être en présence d'un établissement urbain. Des empreintes de sceaux symbolisant plusieurs cités majeures semblent indiquer l'existence d'une forme de ligue les réunissant, même s'il reste à déterminer dans quel but (cultuel ? militaire ?).
Ailleurs, les cultures se détachent de l'héritage urukéen, ne présentant pas le degré de complexité organisationnelle des cités méridionales. Ces cultures sont caractérisées à partir de leur céramique type, qui porte des décors peints ou incisés, se démarquant ainsi des céramiques sans décor de l'Uruk final.
Dans la vallée de la Diyala et sur une partie du Zagros oriental se développe la culture caractérisée par sa « céramique écarlate » (Scarlet Ware) peinte de motifs noirs et rouge vif, la présence de plusieurs établissements fortifiés dans le secteur du Hamrin (Tell Gubba, Tell Maddhur), et les hiérarchies sociales semblent rester marquées (nécropole de Kheit Qasim).
Dans le nord de l'Irak actuel se répand la céramique peinte et incisée dite « Ninive 5 » ou « Ninivite 5 » (v. 3000-2700) d'après le site et le niveau stratigraphique où elle a été identifiée en premier, qui sert à caractériser la culture des premiers siècles du IIIe millénaire av. J.-C. dans la région et se retrouve également dans la partie occidentale de la Djézireh, où les archéologues préfèrent de plus en plus une périodisation locale, le « Djézireh archaïque » I (Early Djezireh). La Haute Mésopotamie de cette période encore mal connue semble marquée par un recul de l'urbanisation et de la « complexité » sociale et politique. Les traces d'une pratique de l'écriture sont inexistantes, celles d'une architecture monumentale sont limitées, et les centres régionaux ne dépassent généralement pas la vingtaine d'hectares, quoique certains sites majeurs restent plus importants (Tell Brak, Tell al-Hawa) et que cette période voie la fondation d'une ville de première importance dans la région sud du Moyen Euphrate, Mari (Tell Hariri).
- Poteries des phases régionales du début du IIIe millénaire av. J.-C.

Poteries des phases régionales du début du
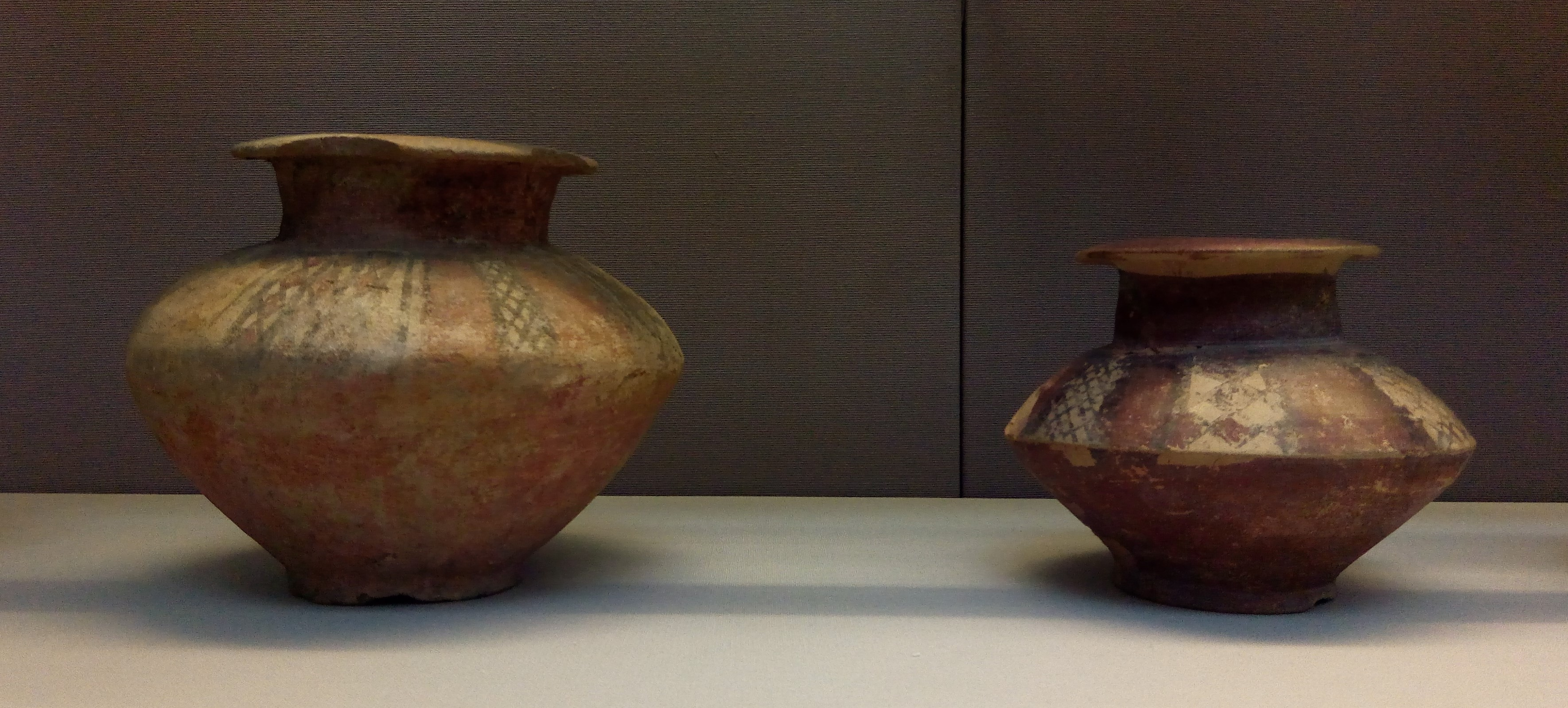
Jarres peintes de la période de Djemdet Nasr, provenant d'Ur et d'Al-Aïn (Émirats Arabes Unis)
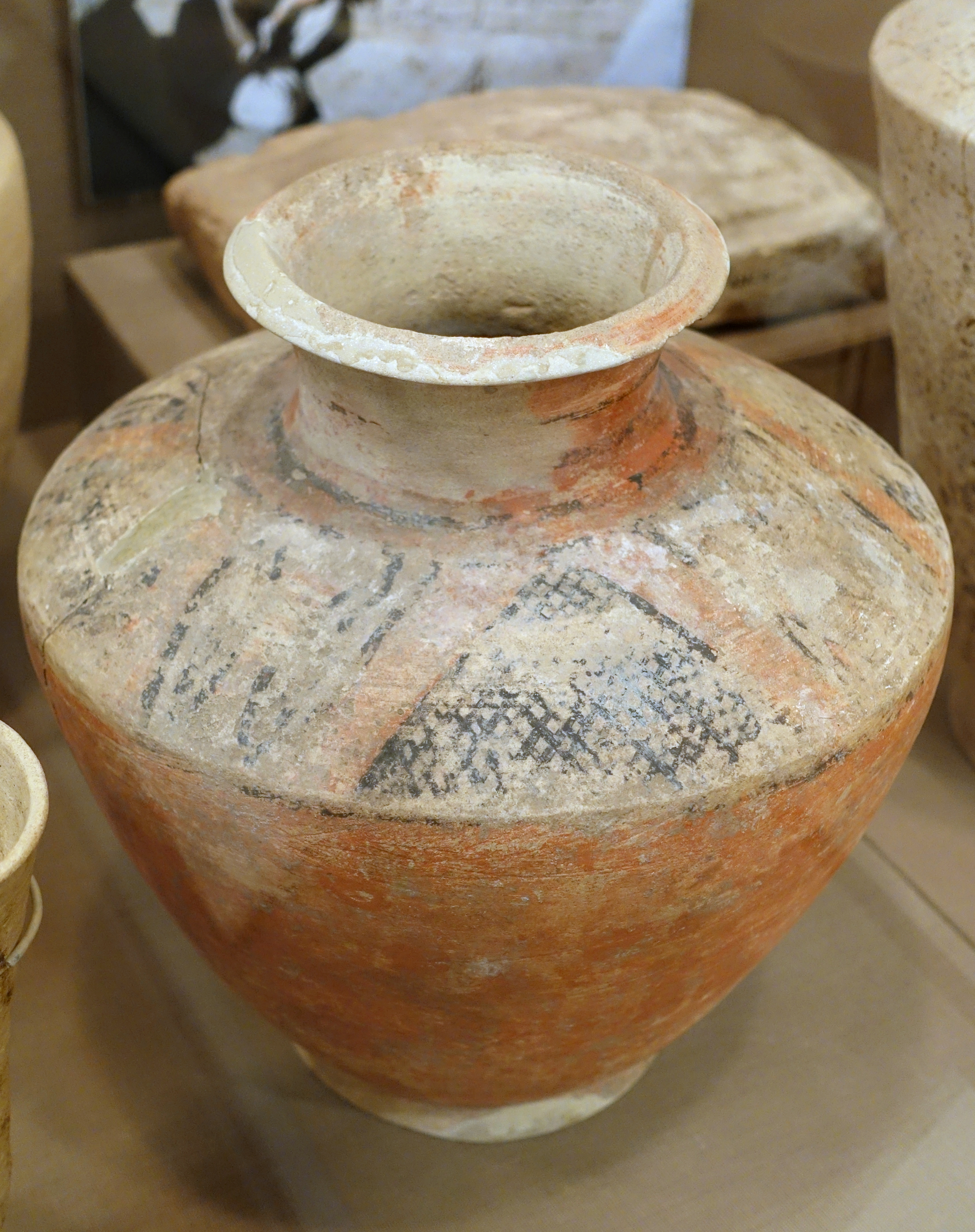
Jarre de type Scarlet ware ancien, vallée de la Diyala. Musée de l'Oriental Institute de Chicago.
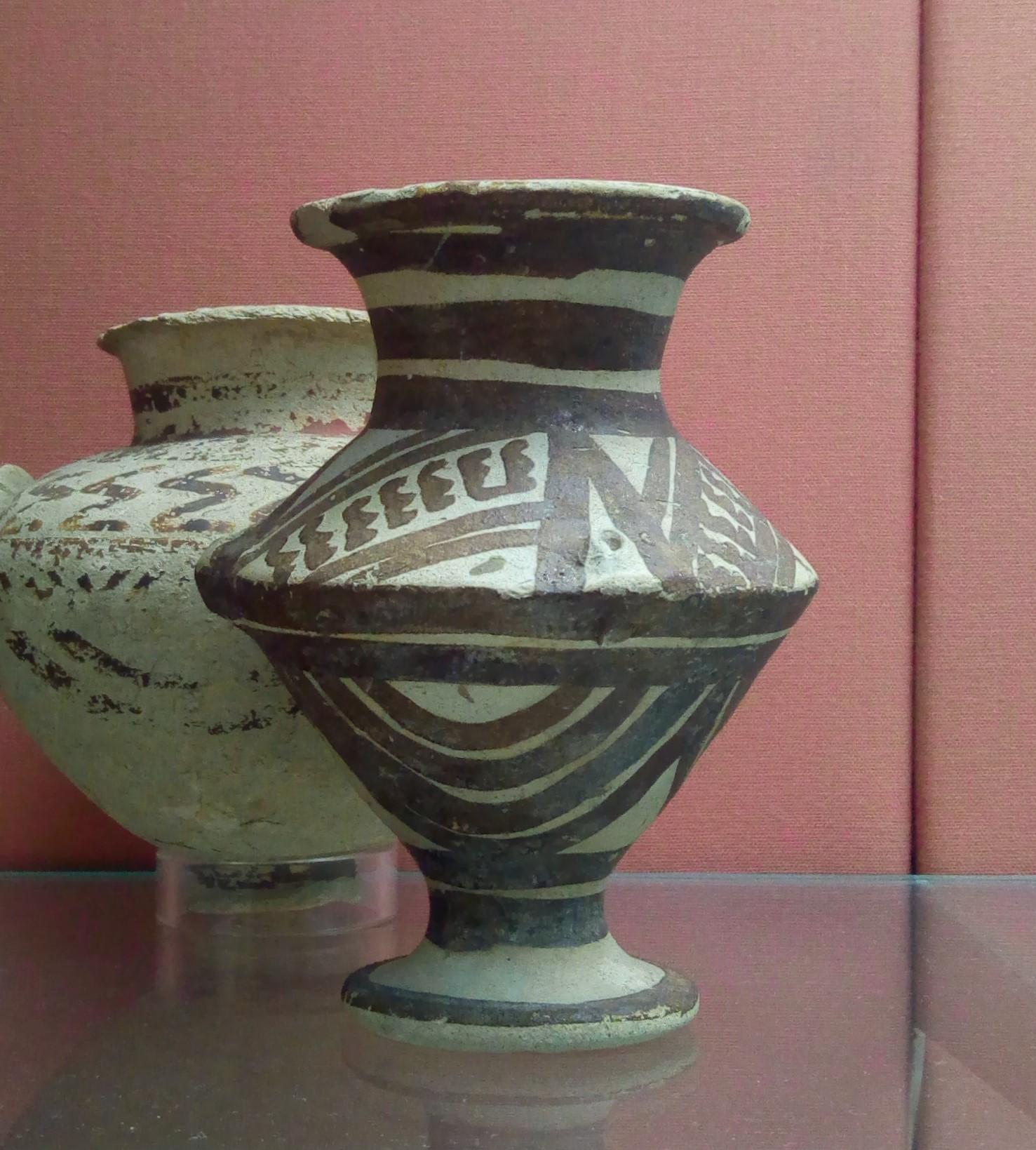
Vase peint, Ninivite 5, Ninive. British Museum.

### Sumériens et Sémites
Les tablettes cunéiformes du dynastique archaïque sont les premières à comporter clairement des signes phonétiques, qui permettent d'appréhender les langues qu'elles retranscrivent. Cela permet donc pour la première fois d'avoir une idée sur la composition ethnique de l'ancienne Mésopotamie, qui repose essentiellement sur le critère de la langue (langue écrite dans les textes, et aussi la langue formant les noms des personnes), l'analyse de la culture matérielle ne permettant que des suppositions peu assurées sur ce genre de question, car il est rare qu'un type de matériel archéologique coïncide avec une ethnie.
De fait, alors que sa culture matérielle est homogène, les textes indiquent que la Basse Mésopotamie du IIIe millénaire av. J.-C. est une région pluri-ethnique. Elle est principalement composée de personnes parlant une langue isolée, le sumérien, qu'on désigne par extension comme les Sumériens, qui étaient apparemment dominants dans la partie méridionale de la Basse Mésopotamie (le pays de Sumer des textes des périodes postérieures), et de personnes parlant une langue sémitique (rameau oriental), l'akkadien ancien, que l'on désigne comme des « Akkadiens », dominants dans la partie septentrionale (le futur pays d'Akkad). Cette opposition Sumer/Akkad provient des dénominations de ces langues durant les périodes suivantes de l'histoire mésopotamienne, puisque rien n'indique comme ces langues étaient appelées à cette époque. La question de la période d'arrivée de ces populations dans la région est débattue : les Sumériens étaient sans doute présents au millénaire précédent, puisqu'il est plausible que les créateurs de l'écriture aient été des locuteurs de cette langue. Mais il est impossible de remonter plus haut dans le temps. Le sumérien et l'akkadien présentent des similitudes lexicales et même des emprunts morphologiques qui indiquent qu'ils ont une histoire commune ancienne, ayant constitué une aire linguistique. Par ailleurs la présence de termes qui n'ont ni une origine sumérienne, ni une origine sémitique, indique que le Sud mésopotamien devait comprendre postérieurement des populations ne parlant pas ces langues. En tout cas, au regard de son profil ethnique mixte c'est une civilisation hybride, et il n'est désormais plus admis qu'on puisse imputer au « génie » d'un peuple en particulier, celui des Sumériens, le mérite des principaux accomplissements de la civilisation de Basse Mésopotamie à cette période.
Les régions voisines au IIIe millénaire av. J.-C. présentaient également un profil linguistique varié. Le Nord mésopotamien était manifestement peuplé par des populations parlant des langues est-sémitiques, apparentées à l'akkadien ou variantes de cette langue (dont les ancêtres de l'assyrien et du babylonien, distincts de l'akkadien ancien), et peut-être aussi des langues ouest-sémitiques. I. Gelb a proposé de regrouper les populations est-sémitiques de Basse et Haute Mésopotamie et Syrie (Kish, Abu Salabikh, Mari, Ebla) sous la dénomination de « civilisation de Kish », un ensemble culturel dominé par l'influence de Kish (sans domination politique), ou plus modestement une « tradition de Kish » surtout visible dans la formation et les pratiques de scribes. En tout cas il semble bien que ces régions aient une organisation politique et une culture voisine, qui les différencieraient de Sumer. Des populations parlant le hourrite sont également déjà présentes dans le Nord de la Mésopotamie et de la Syrie à cette période, sans doute originaires de Transcaucasie.

### Les royaumes de Basse Mésopotamie

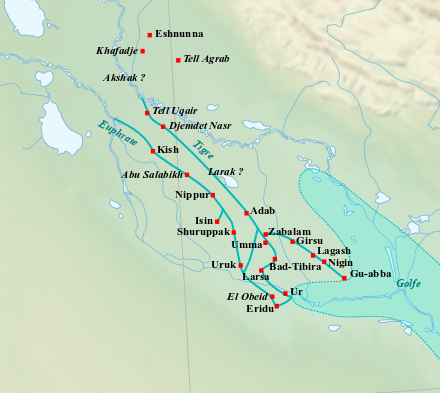
Les sites principaux de Basse Mésopotamie à la période des dynasties archaïques.

Les siècles situés au cœur du IIIe millénaire av. J.-C., correspondant aux périodes des dynasties archaïques II (DA II, v. 2800/2750-2600) et III (DA III, v. 2600-2340), sont pour la Basse Mésopotamie une période d'importante fragmentation politique, entre de nombreuses « cités-États », des micro-États constitués en général d'une vaste ville-capitale (plusieurs sites dépassent alors les 100 hectares, jusqu'à 400 pour Lagash) entourée de villes de rang secondaire et de plusieurs bourgs ruraux et villages. La croissance de la documentation épigraphique permet de mettre un nom derrière la plupart de ces entités : il s'agit avant tout des royaumes d'Uruk, Ur, Lagash, Umma/Gisha, Adab dans le Sud, Kish qui est la principale (peut-être même la seule) puissance de la partie nord, tandis que la ville de Nippur est un centre religieux, siège du grand dieu Enlil, qui ne constitue apparemment pas une entité politique notable ; encore plus au nord se trouvent d'autres entités politiques, notamment Akshak, et les cités de la Diyala (Khafadje, Tell Asmar, Tell Agrab) dont la nature politique à cette période n'est pas connue mais qui participent du même univers culturel que les cités du Sud. L'histoire événementielle de cette période reste mal connue, quoiqu'elle soit plus claire au fil du temps. Les récits traditionnels postérieurs sur les rois légendaires d'Uruk (Gilgamesh, Lugalbanda, Enmerkar) et de Kish (Enmebaragesi, Agga) pourraient faire référence à des événements ayant eu lieu lors du DA II, mais cela ne peut être confirmé. Les archives du DA III présentent une situation politique marquée par des conflits, notamment ceux qui opposent de manière récurrente les royaumes de Lagash et Umma-Gisha autour de la possession d'un territoire frontalier, ainsi qu'une alliance entre plusieurs cités documentée par les archives de Shuruppak. Certains souverains comme E-anatum de Lagash et Enshakushana d'Uruk parviennent à remporter des conflits contre plusieurs autres cités, et donc peut-être à se placer dans une position hégémonique éphémère. Au-delà de leur espace, les cités mésopotamiennes entrent en contacts pacifiques ou conflictuels avec des entités situées en direction de l'espace syrien (Mari) et du plateau iranien (Élam, Awan, Hamazi, Marhashi).

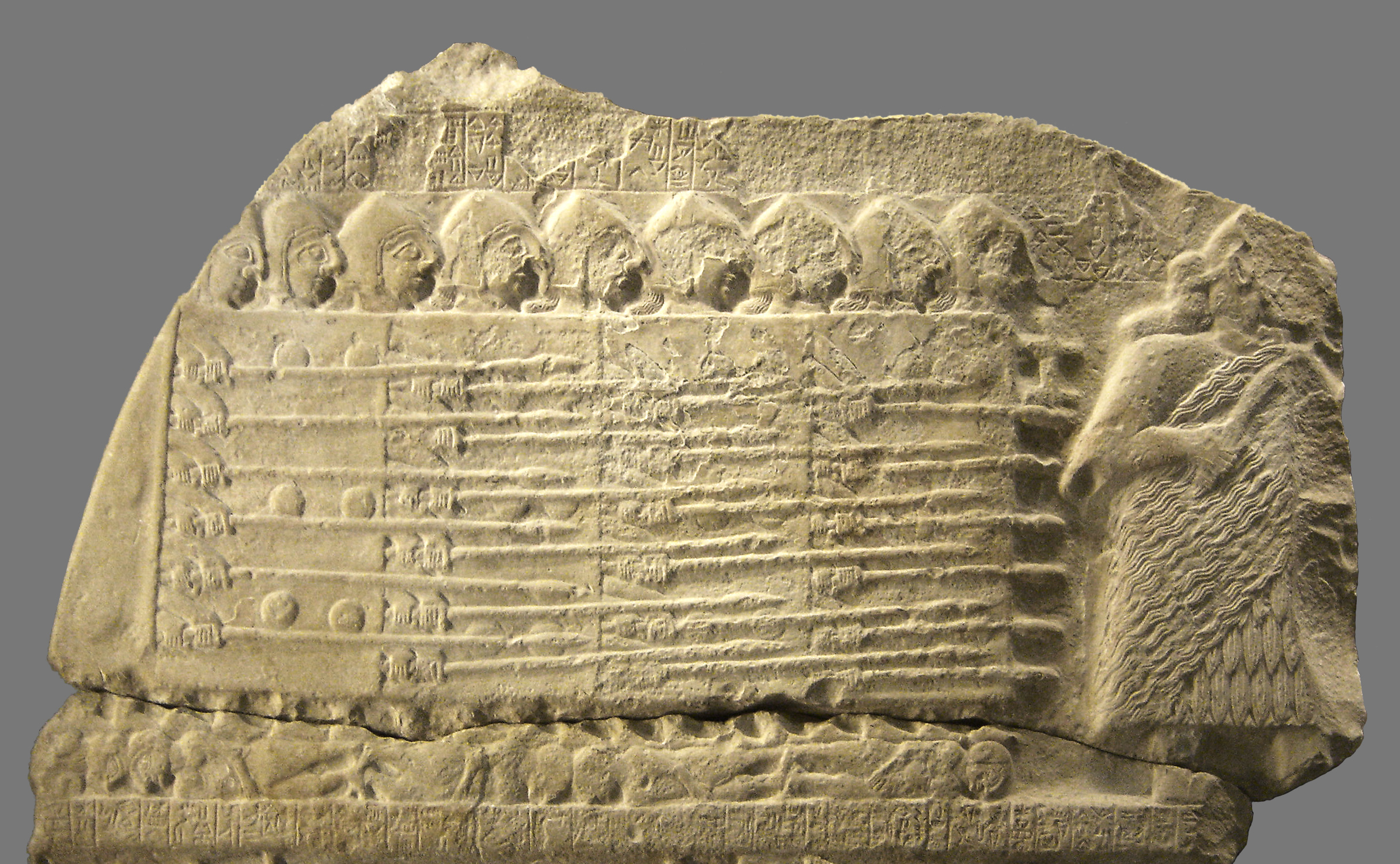
Stèle des vautours, face, registre supérieur : la « phalange » de l'armée de Lagash triomphant des troupes de la cité rivale, Umma-Gisha. Vers 2450 av. J.-C., musée du Louvre.

Ces États sont dirigés par des souverains portant des titres divers, sans doute parce qu'ils ne désignent pas le même type d'autorité : en et ensí, plus anciens et qui ont un aspect religieux, lugal « grand homme » qui s'impose comme le titre royal par excellence. Ces personnages ont acquis une grande importance, se différenciant de plus en plus de leurs sujets. Les tombes royales d'Ur du début du DA III, avec leur riche mobilier funéraire et leurs occupants accompagnés par des dizaines de serviteurs dans leur trépas, sont cependant un cas sans parallèle pour la région. Des lieux du pouvoir royal (é-gal, « grande maison »/« palais ») ont été dégagés sur plusieurs sites (Eridu, Kish, Tell Asmar). Il existe apparemment dans certains cas des sortes d'assemblées (ukkin) constituées de notables, mais il ne faut probablement pas y voir les émanations ou les reliquats d'une « démocratie primitive », comme cela a pu être proposé, aucune source ne plaidant en faveur d'une telle interprétation. Les temples sont de loin les institutions les mieux documentées, tant architecturalement qu'épigraphiquement. Cette période est notamment marquée par la construction d'un type particulier de temples, les « temples ovales », dans lesquels l'édifice de culte est entouré d'une enceinte ovoïde (Khafadje, Tell el-Obeïd, Lagash). Les temples sont une institution économique et sociale majeure, d'où provient l'essentiel de la documentation administrative des cités méridionales, avant tout les archives du temple de la déesse Bau à Girsu, ville du royaume de Lagash. Ils disposent d'un important domaine agricole, de vastes troupeaux, d'ateliers, de bateaux, et dirigent les travailleurs pour les exploiter, les rémunérant généralement par le biais de rations d'entretien ; une partie des champs est cependant concédée contre redevance. Ces temples sont des unités importantes, mais manifestement pas autonomes puisque le pouvoir royal semble les diriger : il n'y a donc pas de « cité-temple » et de régime théocratique dans le Sud mésopotamien comme cela a pu être proposé par le passé. Du reste les temples ne sont pas les seules institutions, puisqu'ils coexistent avec d'autres types de « maisons » (é), notamment les palais, et sans doute aussi des domaines privés. L'agriculture de la région fonctionne comme durant l'époque précédente avant tout sur le triptyque champs céréaliers irrigués où pousse surtout l'orge / espaces de steppes où paissent les troupeaux / marais pour la pêche et les roseaux (surtout dans les pays les plus méridionaux, plus humides). Dans le domaine artisanal, les textes indiquent que les activités textiles occupent une grande importance, avant tout grâce à la laine des troupeaux de moutons des institutions, tandis que les accomplissements de l'artisanat de la métallurgie et de l'orfèvrerie sont bien documentés grâce aux découvertes archéologiques, notamment la maîtrise de divers alliages à base de cuivre comme le bronze arsénié et le bronze à l'étain dont l'usage commence alors à se répandre, de même que la métallurgie de l'argent et de l'or. Les tombes royales d'Ur au très riche matériel archéologique indiquent également l'existence de réseaux d'échanges étendus, puisque les élites mésopotamiennes disposent notamment d'objets en lapis-lazuli provenant de l'Afghanistan actuel, et en perles de cornaline venues de l'Indus, en plus des minerais également importés depuis des pays lointains (étain d'Iran, cuivre d'Oman).
L'idéologie politico-religieuse, connue surtout grâce à la documentation épigraphique et artistique de Girsu (notamment la « stèle des vautours »), fait du souverain le représentant terrestre des dieux, qui lui ont confié son rôle. Dans le royaume de Lagash, c'est avant tout le grand dieu local Ningirsu, qui est à la tête d'un véritable panthéon local à l'échelle du royaume. Mais les rois invoquent aussi le patronage d'Inanna, la grande déesse d'Uruk, et surtout d'Enlil, dont le lieu de culte est situé à Nippur. Enlil est à partir de cette époque le dieu majeur du panthéon unifié de la Mésopotamie méridionale, qui se dessine dans quelques textes (surtout les listes de divinités d'Abu Salabikh et de Shuruppak) et englobe les panthéons locaux. Le lien entre les dieux et le roi, et plus largement les élites, se manifeste par de nombreux objets votifs inscrits mis au jour dans les temples de cette époque. On trouve en particulier des vases en pierre ou en métal, des bas-reliefs en pierre perforées et ornées de bas-reliefs, et des statues de personnages en position de prière.
Dans le domaine de l'écriture et des lettres, cette période voit la mise en place définitive de la graphie cunéiforme (en forme de « coin »/« triangle », ou de clou) des signes d'écriture (auparavant linéaires). Il y a une diversification des usages de l'écrit, avec l'apparition d'hymnes, de rituels, de textes sapientiaux à Shuruppak et Abu Salabikh (début du DA III) et de textes historiographiques dans les inscriptions royales de Girsu.

La « face de la guerre » de l'étendard d'Ur, représentant une bataille. Tombes royales d'Ur, British Museum.
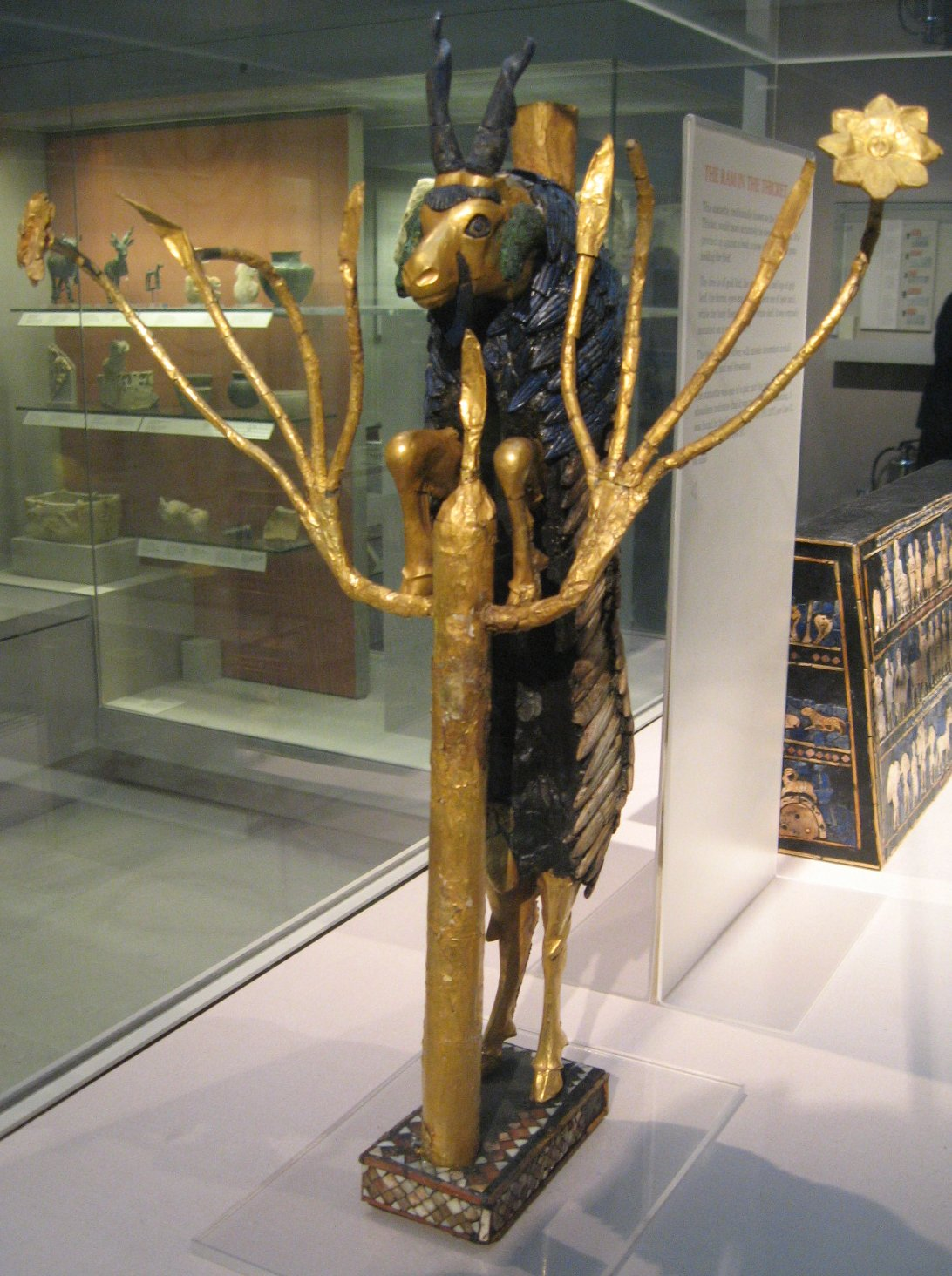
Statuette d'un bouquetin se nourrissant des feuilles d'un arbuste, en or, nacre, lapis-lazuli. Tombes royales d'Ur, British Museum.
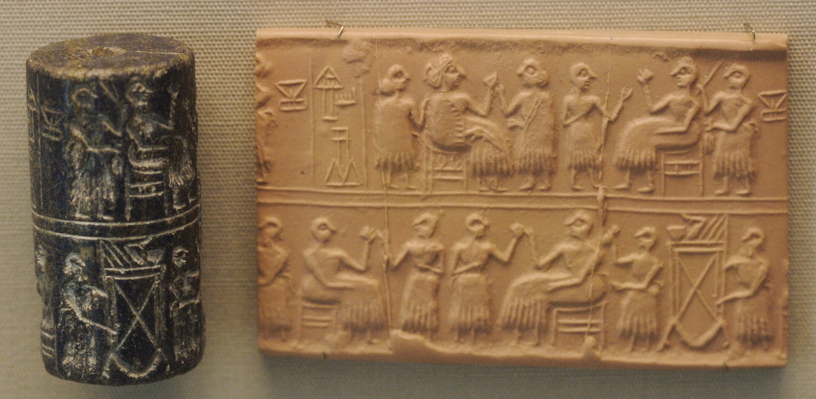
Sceau-cylindre de la « Dame » Puabi, représentant une scène de banquet. Tombes royales d'Ur, British Museum.
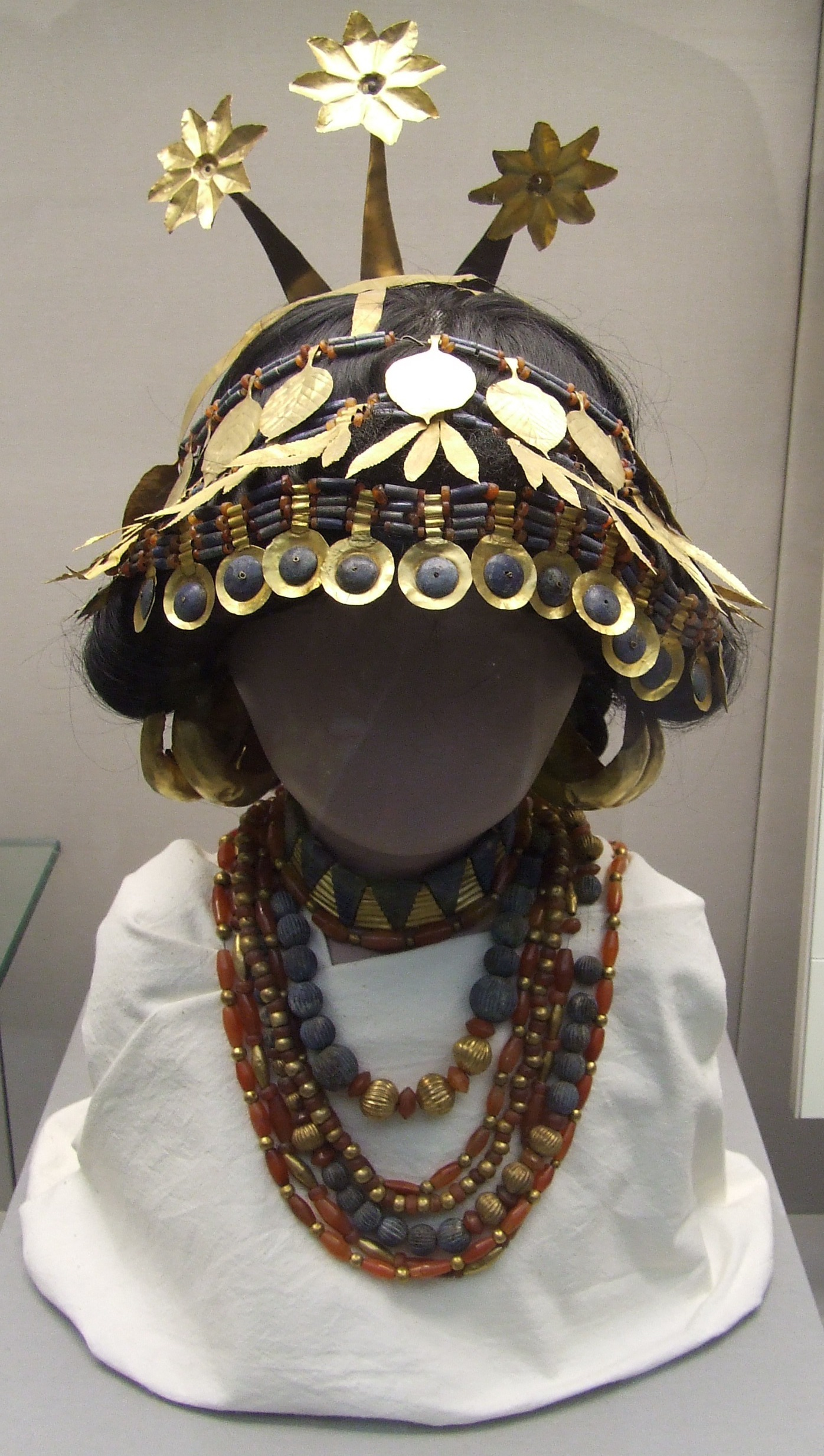
Parure de Pu-abi : diadème en feuilles d'or et pierres précieuses, colliers en pierres précieuses. Tombes royales d'Ur, British Museum.
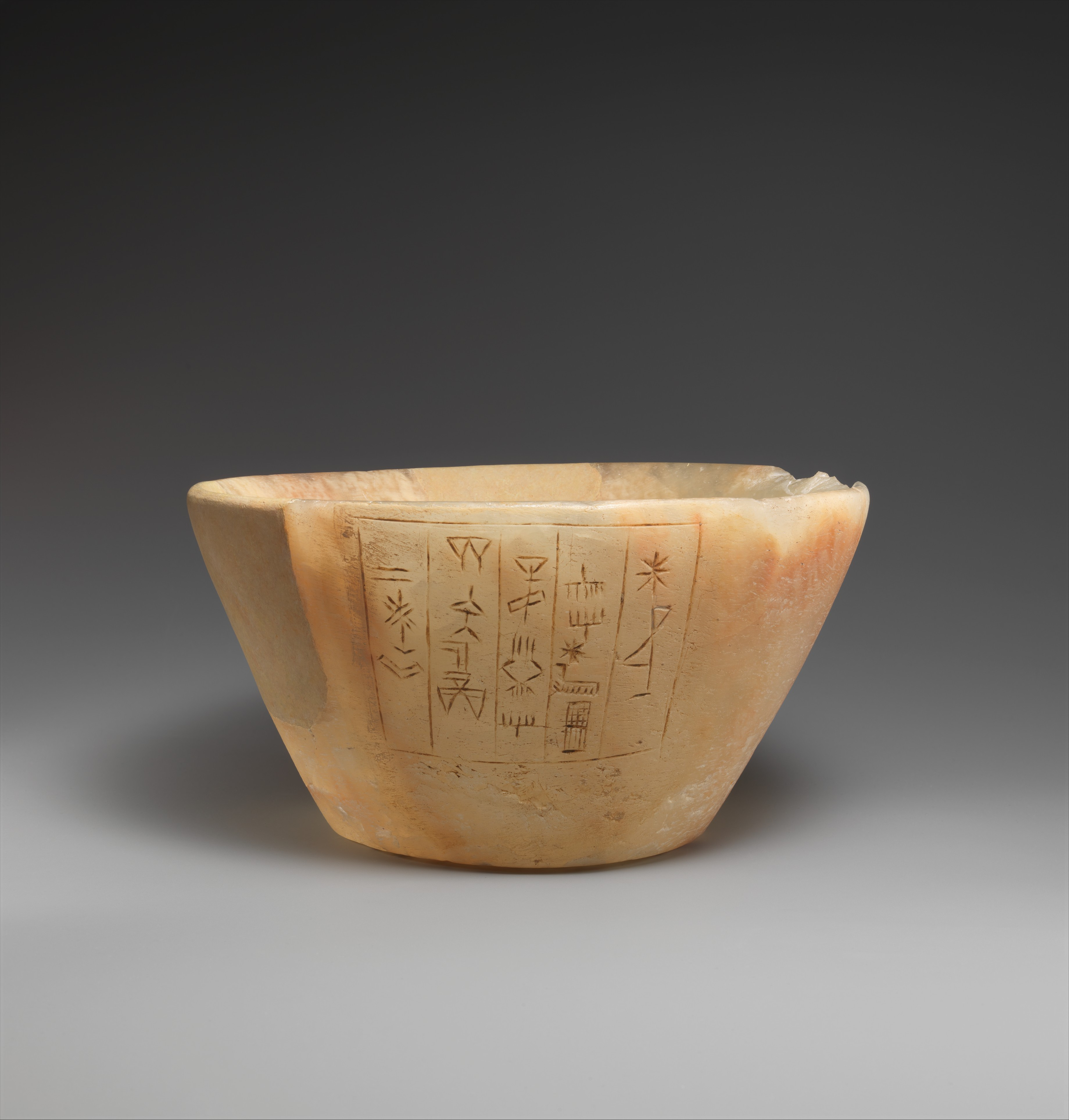
Vase en pierre inscrit voué par Aka-Enlil, chef des marchands, temple d'Inanna de Nippur. Metropolitan Museum of Art.
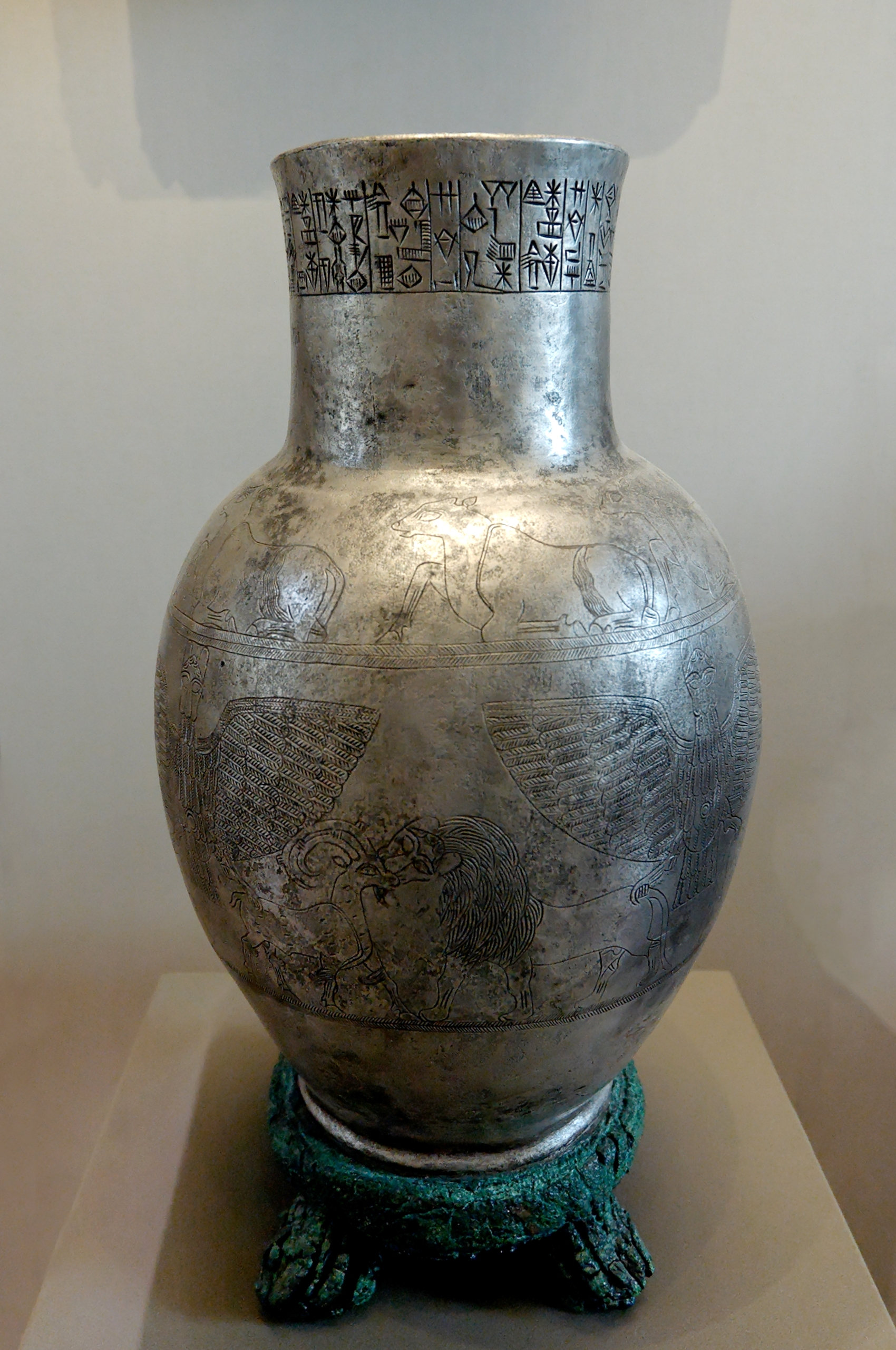
Vase en argent dédié à Ningirsu par le roi En-metena de Lagash, musée du Louvre.
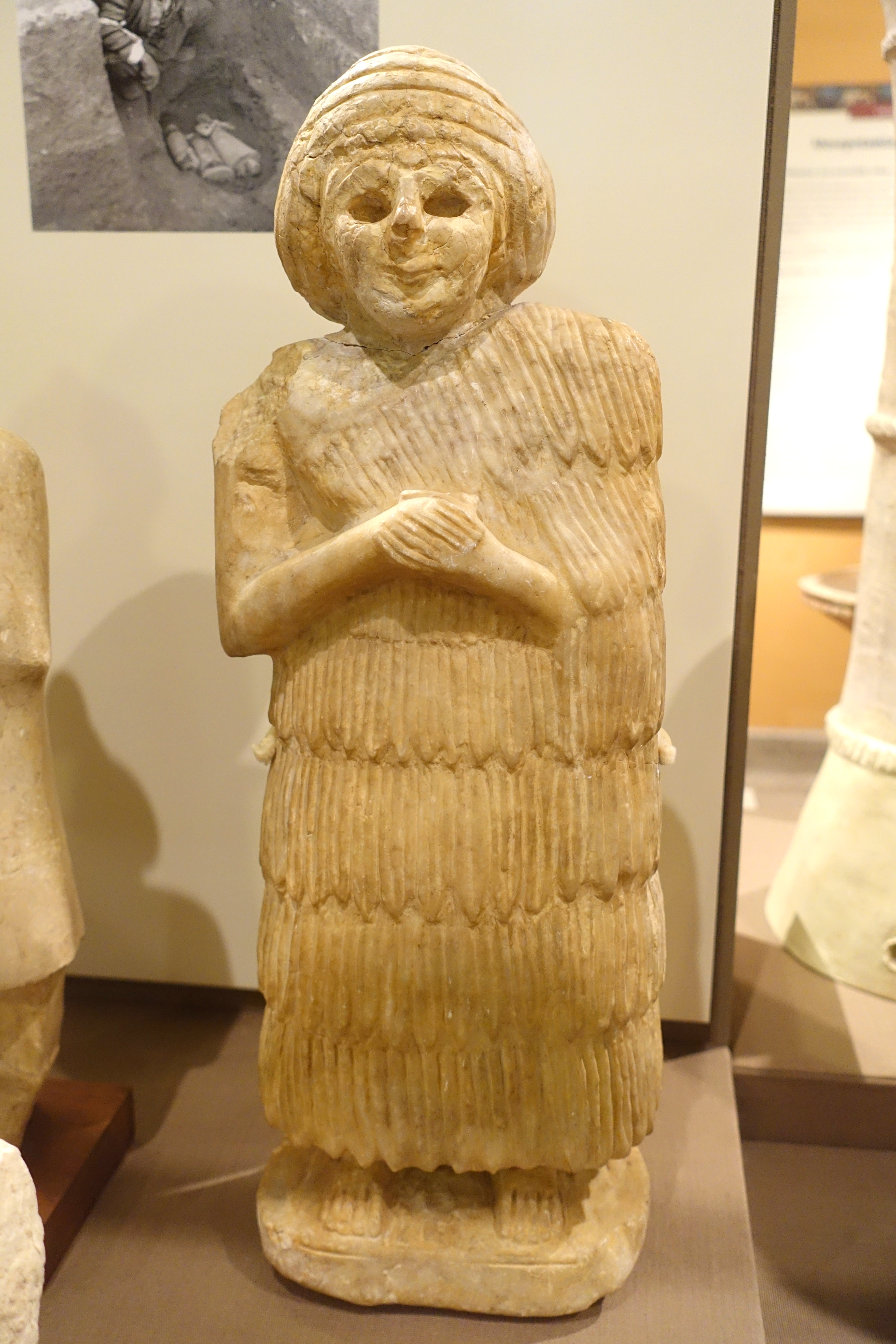
Statue d'un personnage féminin en posture de prière, Khafadje, Musée de l'Oriental Institute de Chicago.
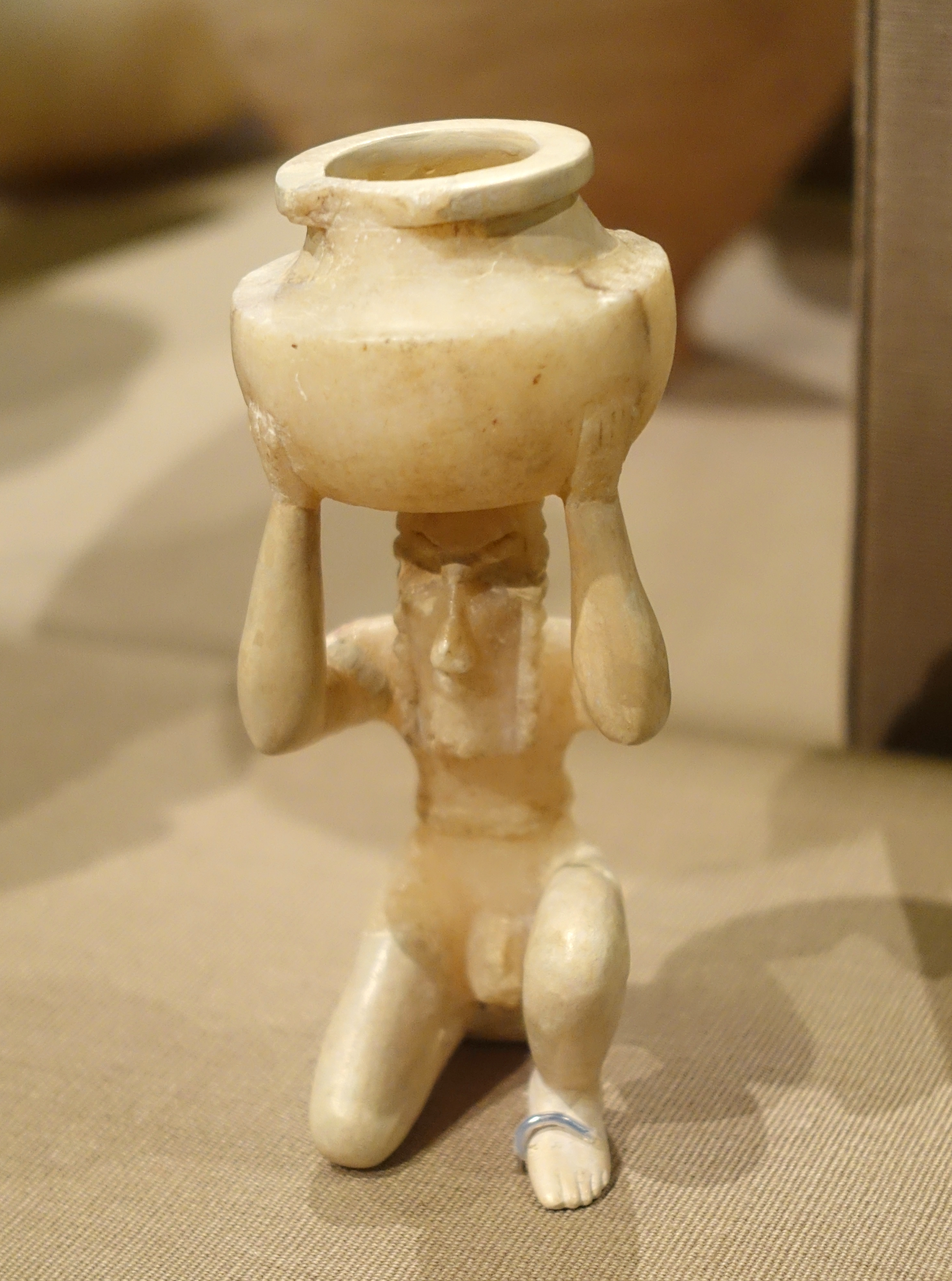
Statue d'un personnage masculin à genoux supportant un vase, Tell Agrab, Musée de l'Oriental Institute de Chicago.
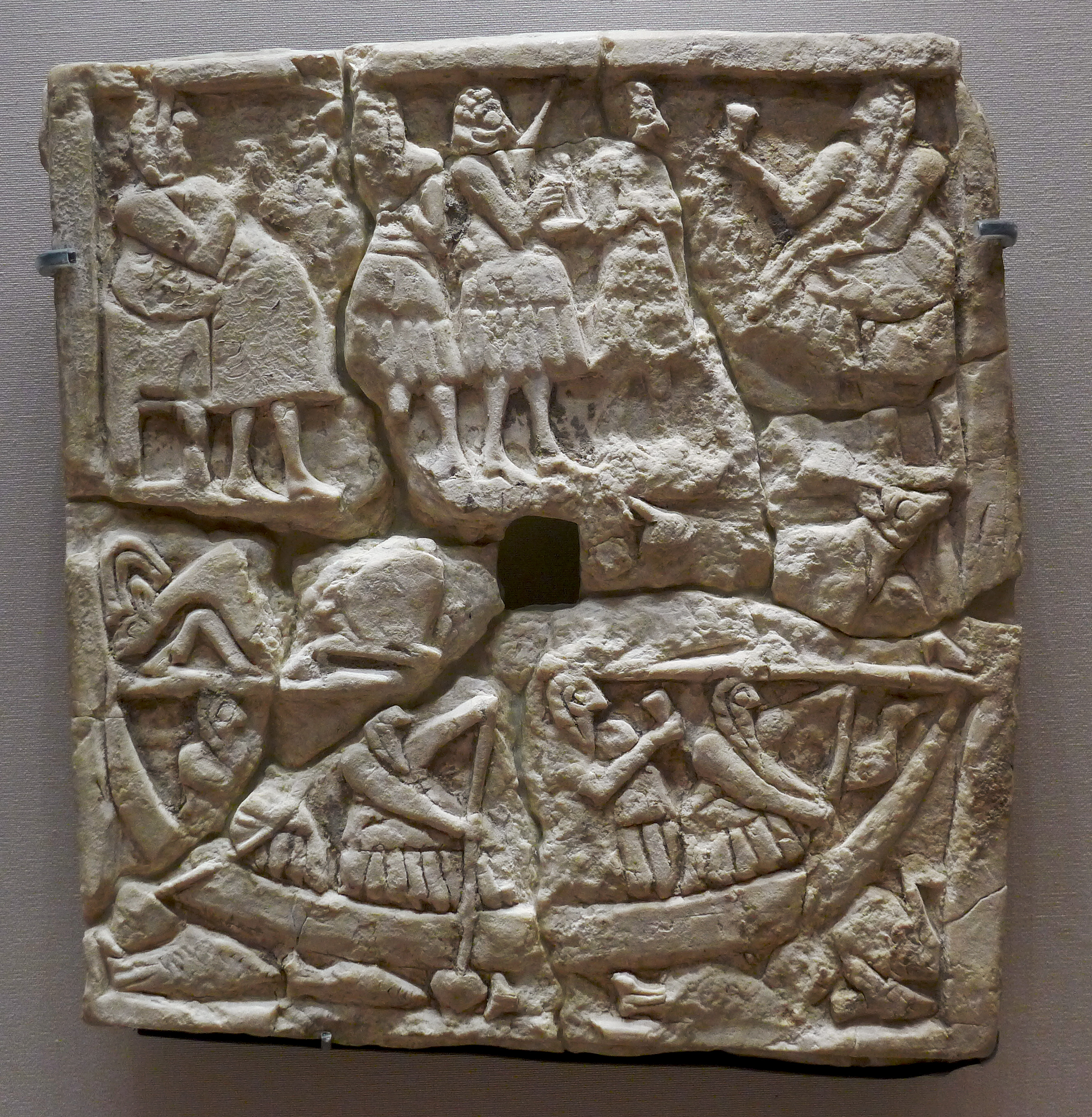
Bas-relief orné de scènes de banquet (vers 2700-2650 av.J.-C.). Provenance inconnue, musée du Louvre.
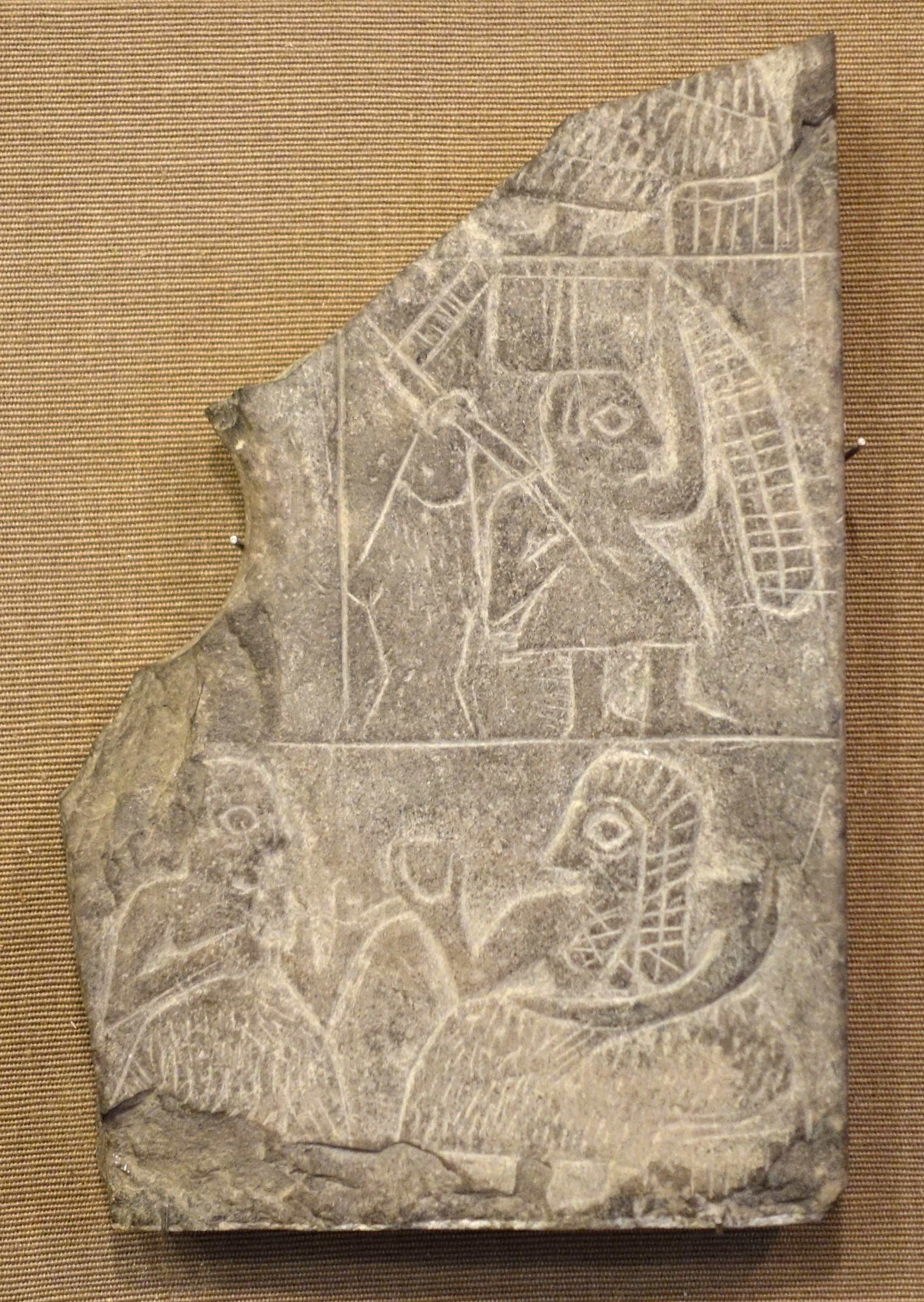
Fragment de plaque en pierre : scène de banquet et de pêche. Khafadje, Musée de l'Oriental Institute de Chicago.
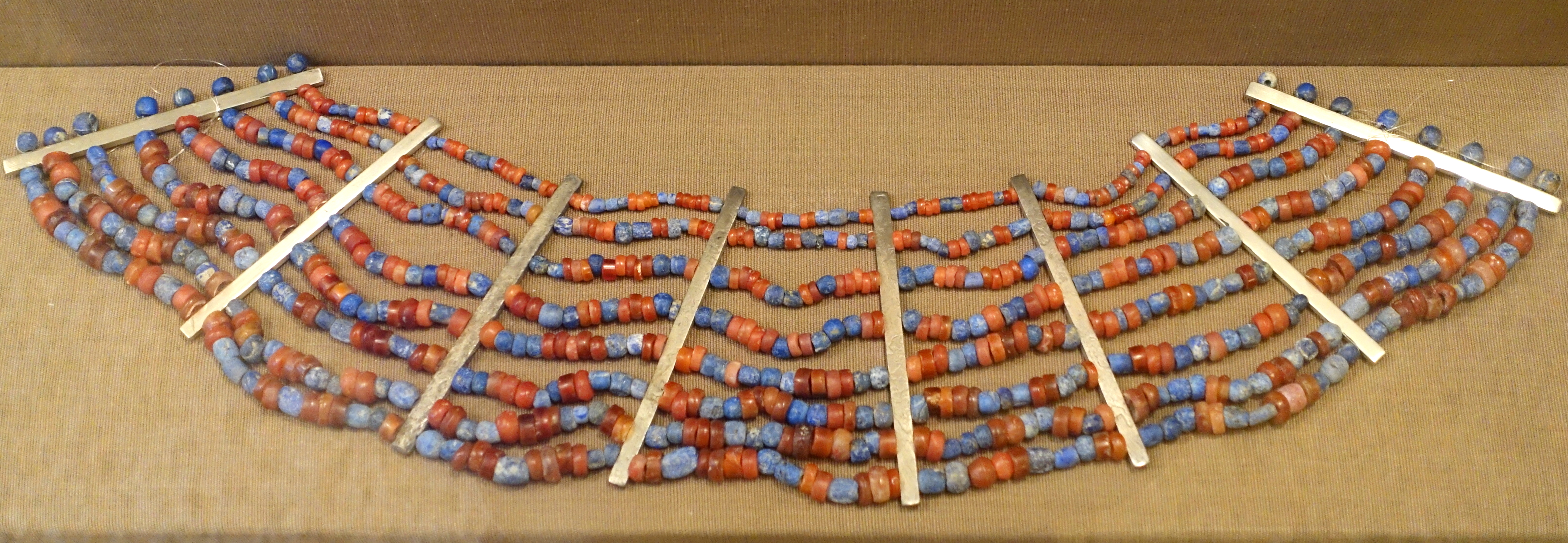
Collier de perles en lapis-lazuli, cornaline et argent, exhumé dans le temple de Shara à Tell Agrab. DA I, Musée de l'Oriental Institute de Chicago.
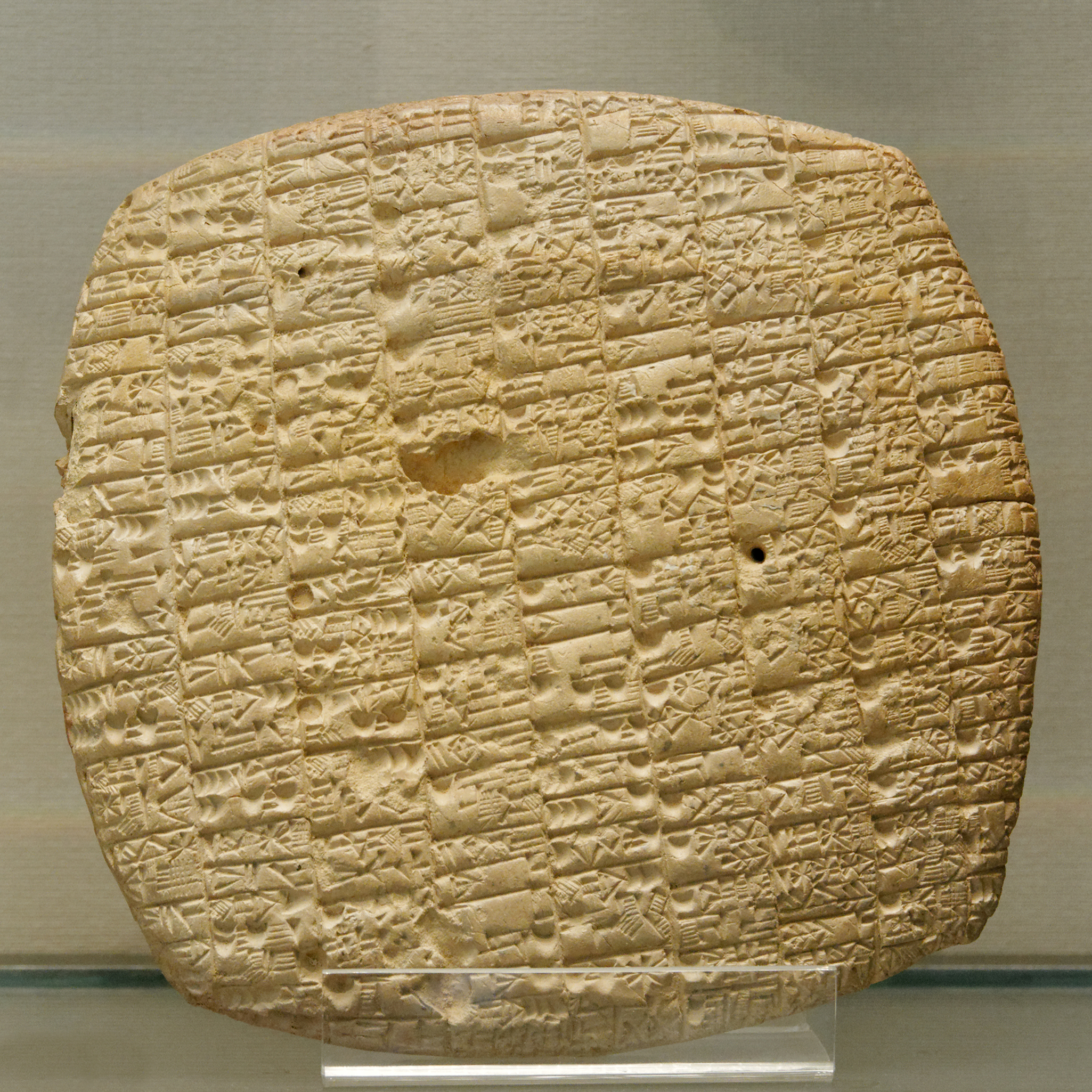
Tablette des archives du temple de Bau de Girsu, sur la distribution de rations d'entretien, DA III B, musée du Louvre.
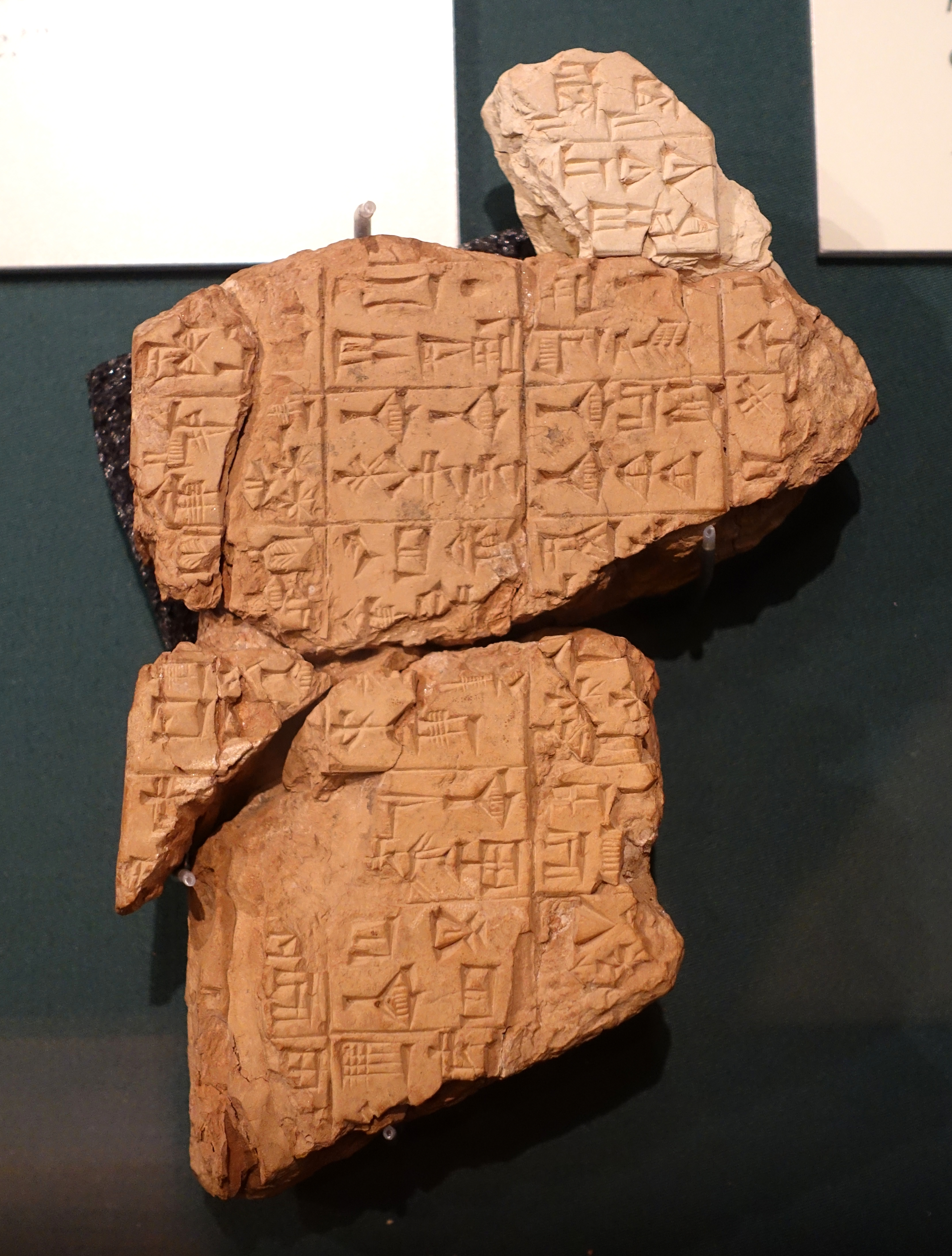
Fragment des Instructions de Shuruppak, texte sapiential. Adab (Bismaya), Musée de l'Oriental Institute de Chicago.

### La période de la «seconde urbanisation» en Haute Mésopotamie

Les sites principaux de la Syrie et de la Haute Mésopotamie au

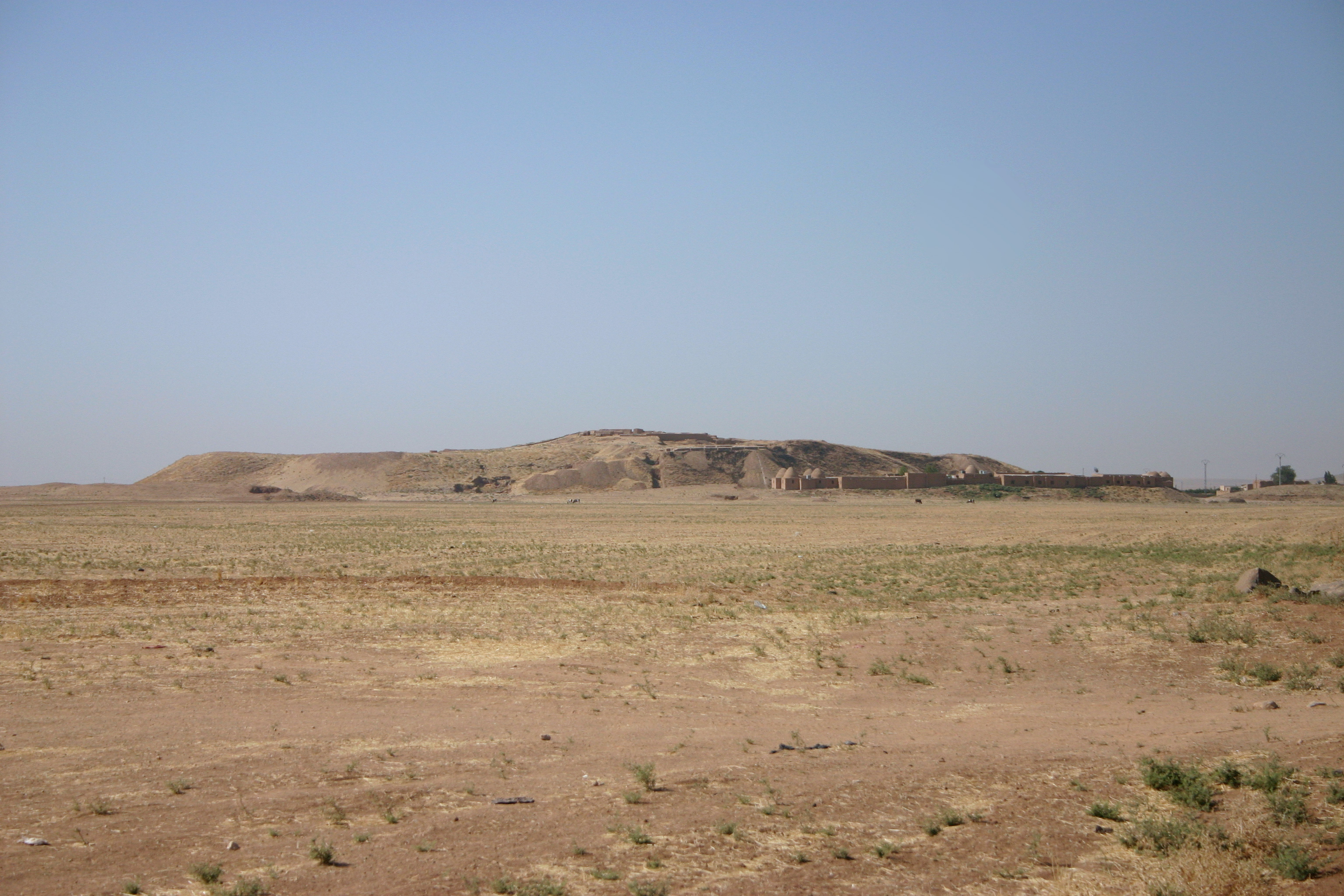
Le site de Tell Beydar.

À partir de la fin du Ninivite 5 (v. 2700), la Haute Mésopotamie et la Syrie du Nord connaissent une phase de reprise de l'urbanisation, parfois définie comme une « seconde urbanisation » (Djézireh archaïque II et III). De nombreux anciens sites s'étendent, et sont entourés par un grand nombre de sites secondaires, ces réseaux urbains très hiérarchisés définissant manifestement des organisations politiques. Parmi les plus importants sites de l'époque se trouvent Ninive, Assur, Yorghan Tepe (Gasur) dans la partie orientale, Tell Leilan, Tell Brak (Nagar), Tell al-Hawa, Tell Khoshi, Tell Taya (en), Tell Mozan (Urkish), Tell Chuera, Tell Hariri (Mari) à l'ouest. Ils sont généralement organisés autour d'un centre situé sur une colline, entouré par une ville basse, qui prend dans plusieurs cas une forme circulaire qui fait que ces sites ont été désignés comme des « collines-couronnes » (allemand Kranzhügel).
D'après les archives exhumées sur le site d'Ebla en Syrie centrale, datant du XXIVe siècle av. J.-C., les principales entités politiques de la Djézireh occidentale à cette époque sont Mari sur l'Euphrate moyen, Nagar dans le triangle du Khabur, et Armi(um)/Armanum (peut-être Tell Banat-Bazi) dans le Haut Euphrate. Le site de Mari (période de la « Ville II », v. 2500-2300) a livré plusieurs constructions monumentales de cette époque, surtout des sanctuaires, qui ont livré un important matériel rituel, notamment des statues d'orants. Cette cité est un temps le suzerain d'Ebla, qui s'extraie ensuite de sa domination. Le royaume de Nagar, allié d'Ebla, est également connu par les fouilles d'un des sites en dépendant, Tell Beydar (Nabada), où ont notamment été exhumées les ruines d'un palais et des archives administratives, témoignant de l'existence dans cette région d'institutions similaires à celles des cités de Basse Mésopotamie. La pratique du sumérien et du cunéiforme sur ces sites, ainsi que certains objets d'arts (notamment la statuaire votive) indiquent que la région est une réceptrice de l'influence culturelle du Sud mésopotamien, qui semble jouer un important rôle d'émulation auprès des élites du Nord. L'économie agricole du Nord repose cependant sur des bases différentes de celle du Sud : elle est plus extensive, en dépit d'une intensification qui pourrait accompagner l'essor des institutions, avec une céréaliculture recourant peu à l'irrigation car les précipitations sont plus importantes (sauf dans la Basse Djézireh), et un élevage pastoral sans doute contrôlé en partie par des groupes nomades ou semi-nomades.

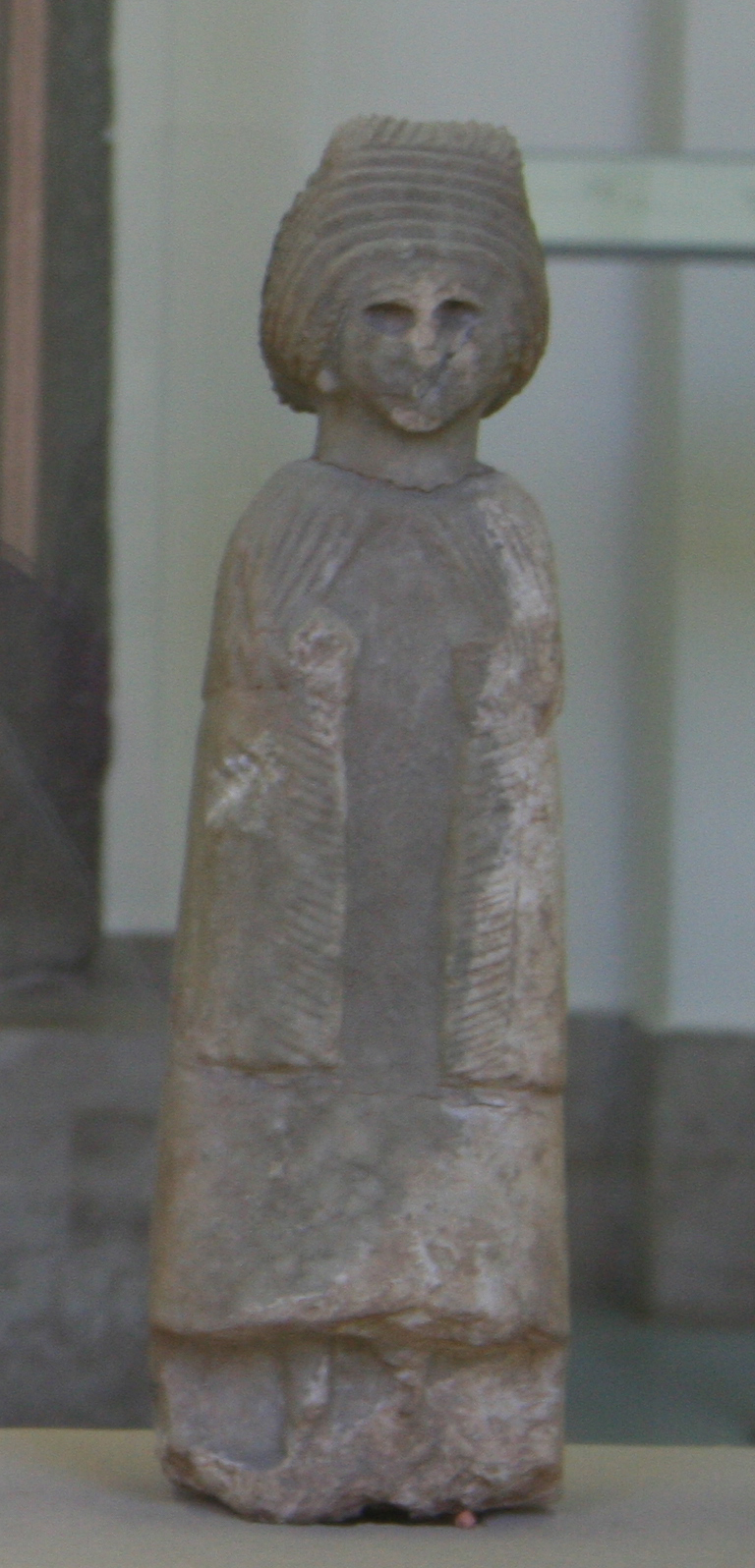
Statue de femme debout, en pierre blanche. Temple d'Inanna d'Assur.
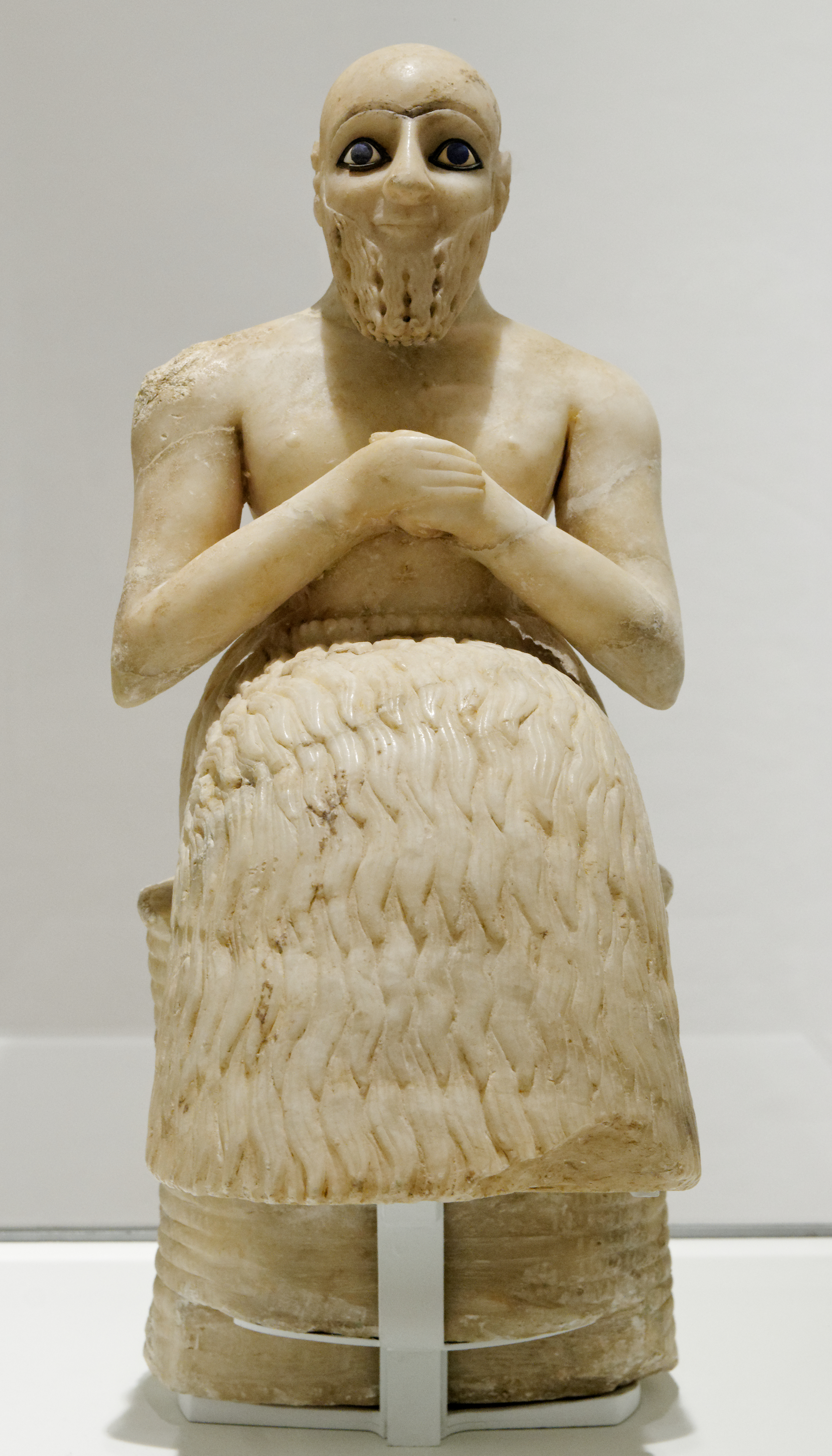
Statue de l'intendant Ebih-Il, Mari, DA III B, musée du Louvre.
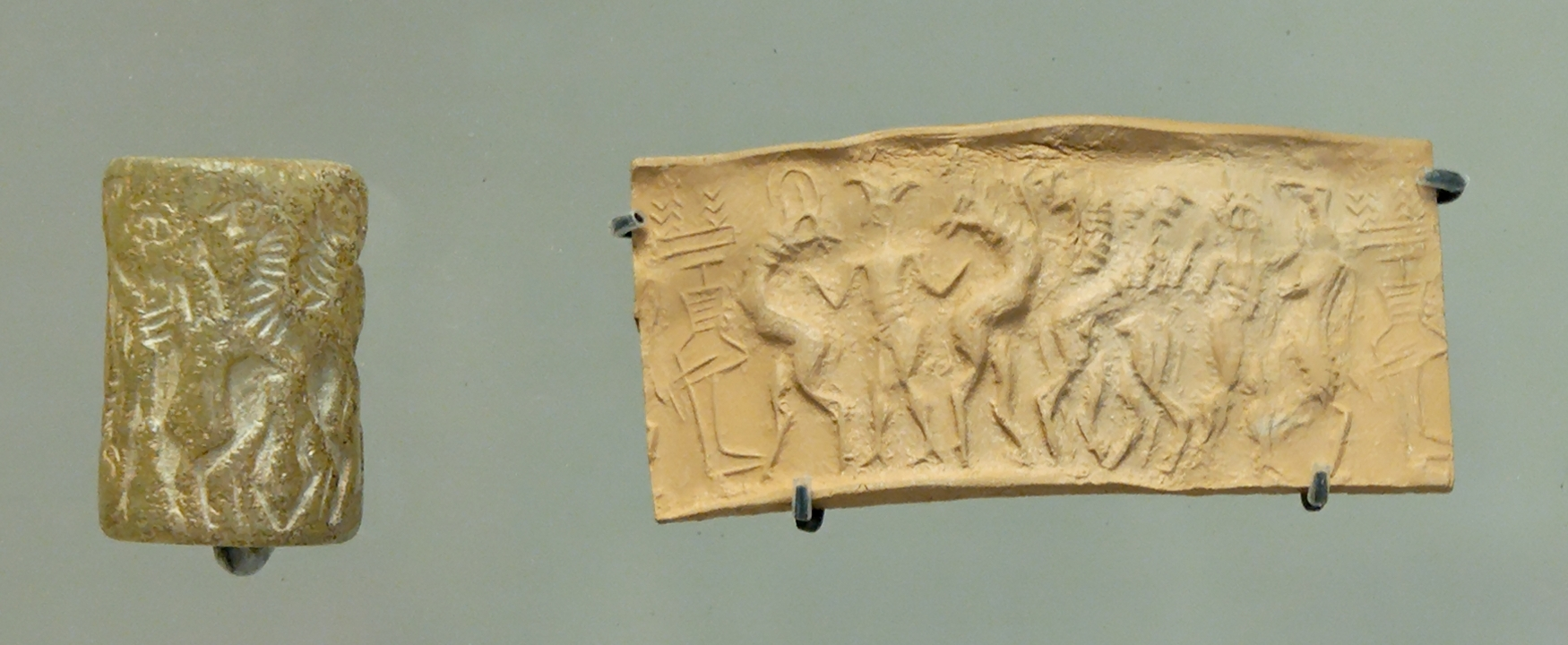
Sceau-cylindre et empreinte : scènes de banquet. Mari, DA III B, musée du Louvre.

## Les premiers empires
Les derniers siècles du IIIe millénaire av. J.-C. sont marqués par l'apparition d'entités politiques dont l'étendue territoriale surpasse largement celles des États de l'époque des dynasties archaïques : les empires d'Akkad (v. 2340-2190) et de la troisième dynastie d'Ur (v. 2112-2004). Séparés par une période de fragmentation politique, ils dominent chacun la Basse Mésopotamie, une partie de la Haute Mésopotamie ainsi que des régions de l'Iran occidental. Au regard de cette extension supra-régionale, il est courant de les considérer comme les « premiers empires », quoique l'emploi de ce terme fasse débat. C'est une entité envisagée au regard de son extension territoriale importante, associant un centre où se trouvent les élites dominantes et des périphéries dominées, reposant sur une expression prononcée de la légitimité politique et idéologique de ses monarques, qui deviennent des figures sans égal, prétendant à la domination universelle et à un statut divin. Bien qu'il s'agisse d'expériences politiques fondatrices ayant eu une influence considérable sur les périodes postérieures de l'histoire mésopotamienne, ces deux premiers « empires » exercent un contrôle fort principalement sur la Basse Mésopotamie et bien moins sur leurs marges, ce sont des structures politiques peu durables, connaissant un déclin aussi fulgurant que leur expansion.

### L'empire d'Akkad

Étendue approximative de l'empire d'Akkad à son apogée sous le règne de Naram-Sin, et direction des campagnes militaires extérieures.

Au milieu du XXIVe siècle av. J.-C., le pays de Sumer voit un début de concentration politique, avec les conquêtes de Lugal-zagesi (v. 2340-2316), sans doute originaire d'Umma, mais établi à Uruk, qui soumet notamment Lagash. À la même période, dans la sphère du royaume de Kish, un nouveau venu prend le pouvoir, Sargon d'Akkad (v. 2334-2279). La confrontation entre les deux tourne à l'avantage du second, qui se retrouve maître de toute la Basse Mésopotamie. Dans les années qui suivent, il réalise des conquêtes dans la région du Moyen-Euphrate (Mari), la Djézireh (Nagar), l'Iran du Sud-Ouest (Suse), et sans doute la Syrie (Ebla), peut-être jusqu'à la côte méditerranéenne. Son règne est surtout documenté par des sources tardives, qui l'ont entouré d'une aura légendaire, et il est difficile de bien connaître le déroulement de ces conquêtes, mais elles ont manifestement marqué les esprits par leur ampleur sans précédent. Ses successeurs Rimush et Manishtusu préservent son héritage, le premier réprimant une révolte des cités méridionales, et le consolident par de nouvelles campagnes en direction de l'est. Naram-Sîn (v. 2254-2218) est la seconde grande figure de la dynastie d'Akkad. Il consolide la domination de son royaume en Haute Mésopotamie, dans la région syrienne (prise d'Armanum) et même en Anatolie du sud-est, et conduit d'autres campagnes dans le plateau Iranien, et peut-être jusqu'à Magan (Oman). Mais il fait aussi face à une importante révolte en Basse Mésopotamie, dont les foyers principaux sont à Kish et Uruk, qu'il réprime durement. C'est sans doute cet événement qui lui a valu une réputation sinistre dans la tradition mésopotamienne postérieure. Celle-ci critique notamment sa vanité. Naram-Sîn est le premier souverain mésopotamien à s'être doté d'un statut divin, et à se proclamer « roi des quatre rives (de la terre) », c'est-à-dire à avoir eu une prétention à la domination universelle.
Si le royaume d'Akkad est défini comme un empire, c'est notamment pour ses aspects idéologiques, affirmés à partir du règne de Naram-Sîn et ses ambitions universelles. Les rois d'Akkad se présentent en général comme choisis par le grand dieu Enlil, mais mettent aussi en avant la figure d'Ishtar d'Akkad, déesse tutélaire de leur capitale. Dans la pratique, cette construction politique, qui est la première historiquement connue en Mésopotamie à tenter de réunir sous sa coupe plusieurs territoires hétérogènes, semble essentiellement liée à la capacité de la puissante armée d'Akkad à maintenir ses territoires sous sa coupe. La domination des rois d'Akkad sur le cœur de leur empire semble laisser une large marge de manœuvre aux institutions locales, qui sont préservées, les cités-États sumériennes ayant été converties en provinces sans bouleversement de leurs institutions, notamment les temples qui fonctionnent de la même manière que par le passé, la principale différence étant que leurs richesses sont désormais contrôlées et captées par l'élite impériale. Il y a notamment un processus d'accaparement et redistribution de terres au profit des proches du roi, attesté par les donations commémorées par l'obélisque de Manishtusu. Les rois d'Akkad prennent aussi l'habitude d'installer certains membres de la famille royale à la tête de grands sanctuaires, le cas le mieux connu étant celui d'Enheduanna, fille de Sargon, grande prêtresse du dieu Lune Nanna à Ur, et à qui la tradition mésopotamienne a attribué la rédaction de textes littéraires en sumérien. Dans les régions périphériques en Syrie et dans le sud-ouest iranien, la présence akkadienne est plus lâche et repose sur la constitution de postes militaires, à l'image du palais-forteresse daté du règne de Naram-Sîn dégagé à Tell Brak, voisinant des royaumes vassaux ou du moins alliés (comme Tell Mozan/Urkish).
La période d'Akkad est mal connue du point de vue archéologique, notamment parce qu'elle n'est pas bien identifiée sur les sites car il n'y a pas de grands changements dans la culture matérielle par rapport à la fin du dynastique archaïque et de ce fait la limite entre les deux périodes est sans doute impossible à tracer. De plus, la localisation de la capitale, Akkad, n'est pas connue. En revanche dans le domaine artistique les évolutions sont plus marquées, à partir des successeurs de Sargon. Les stèles mettent en avant les scènes de combat et la suprématie de la figure royale, avec la stèle de victoire de Naram-Sîn le mettant en scène lors d'un combat contre les Lullubis dans les montagnes du Zagros. De cette période date une remarquable tête de roi en alliage cuivreux d'un souverain, réalisée à la cire perdue, mise au jour à Ninive. La glyptique est également d'une grande qualité d'exécution.

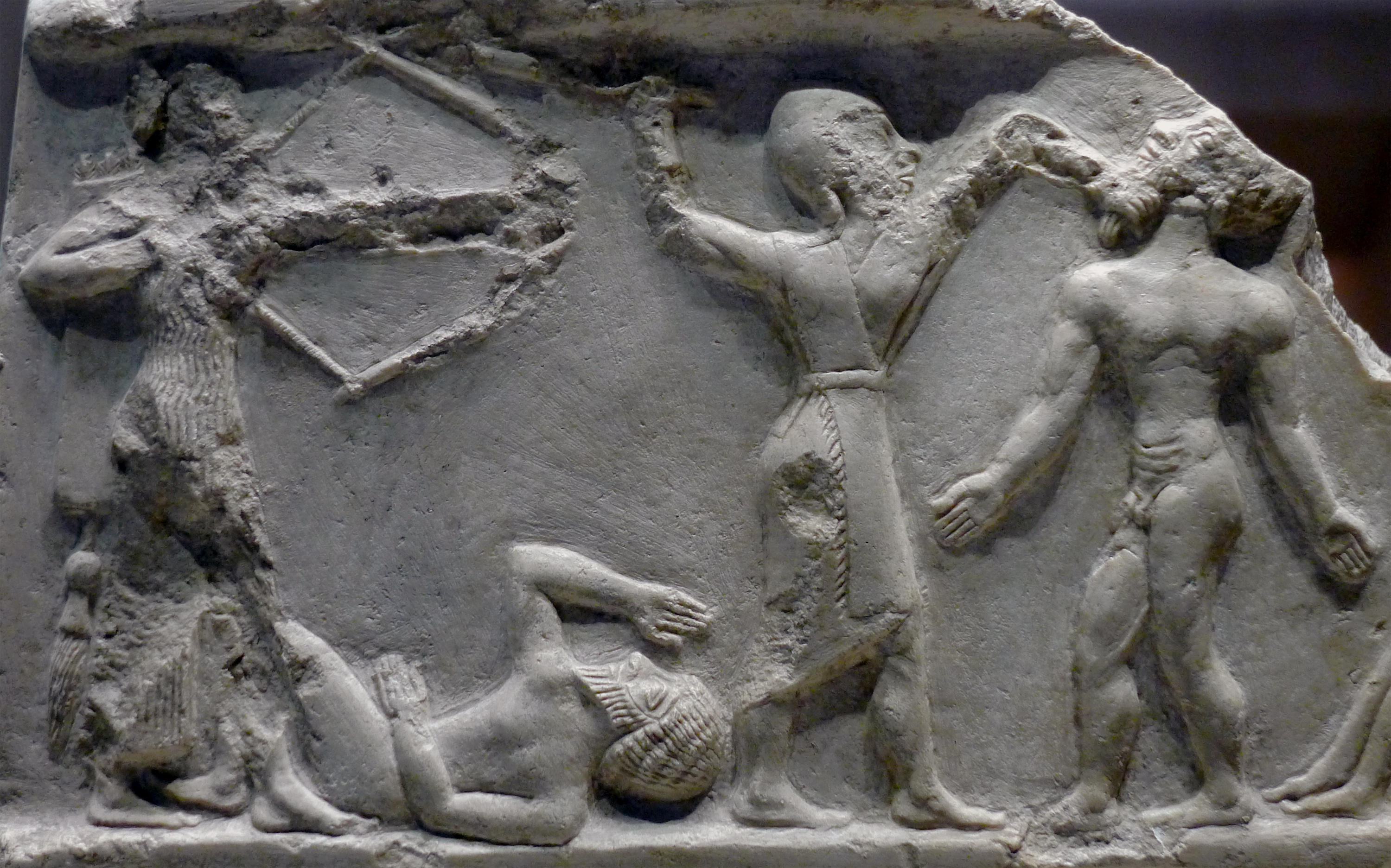
Scène de combat, détail d'une stèle fragmentaire du règne de Rimush ou de Naram-Sin, musée du Louvre.
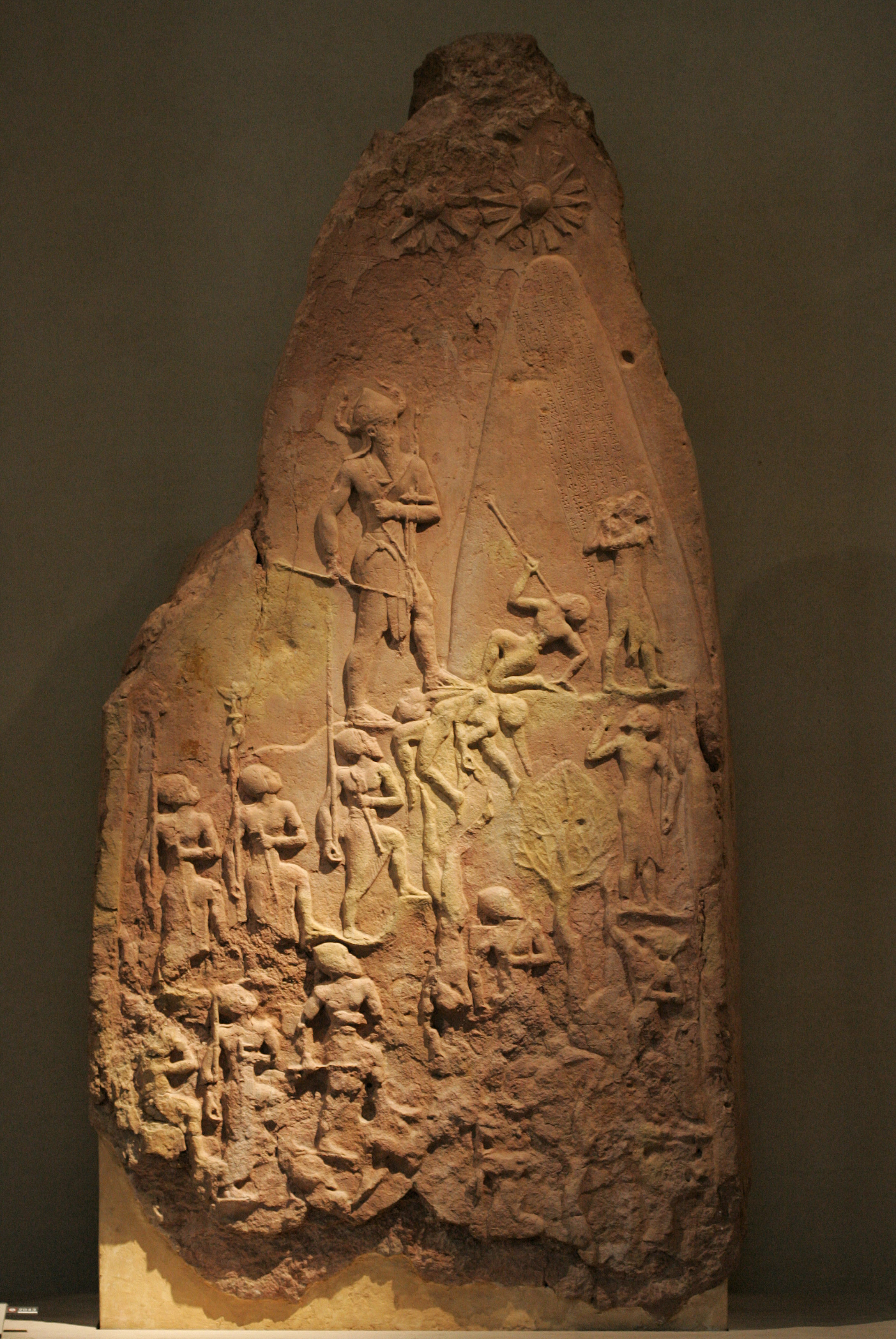
La Stèle de victoire du roi Naram-Sin, musée du Louvre.
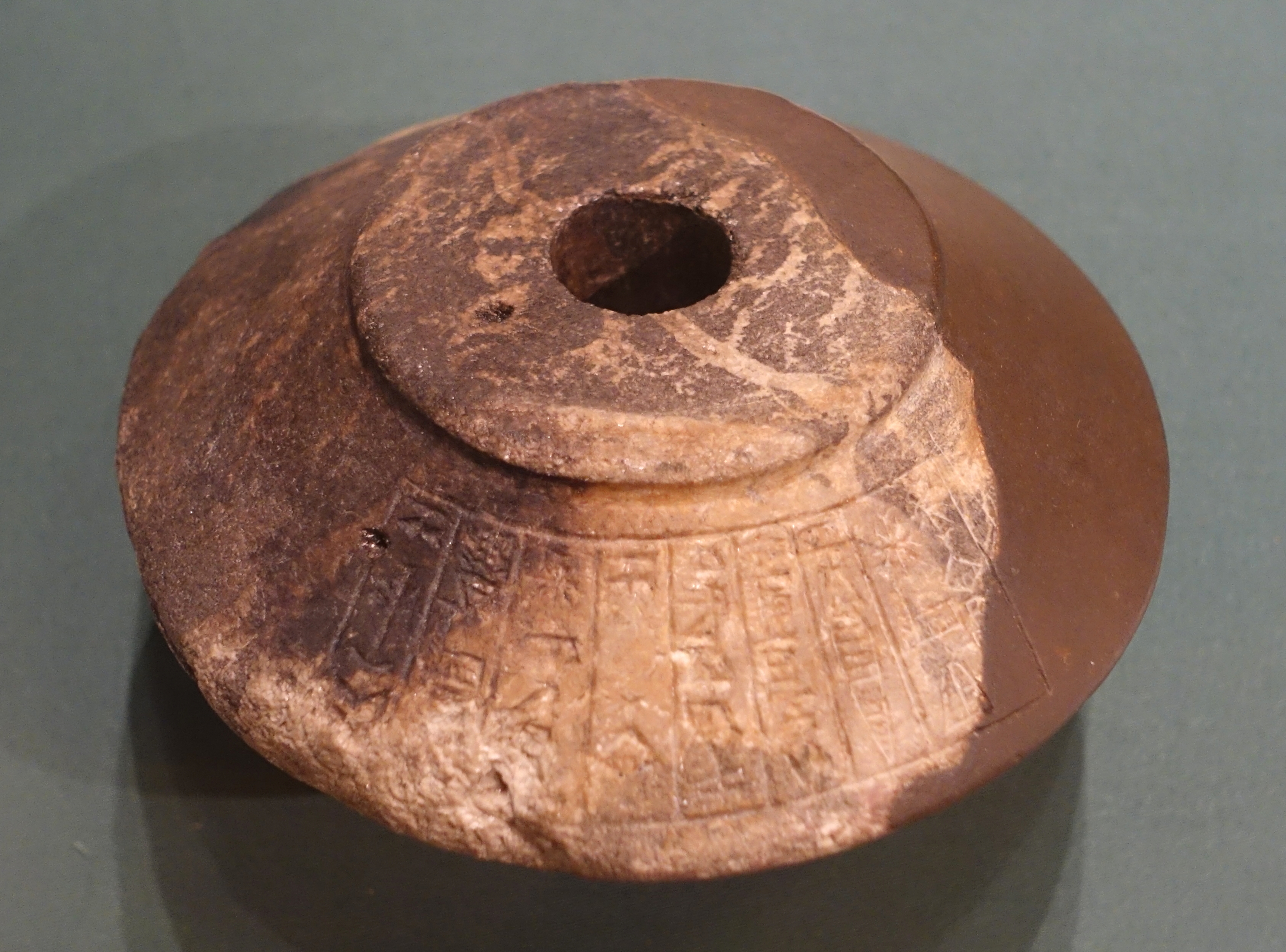
Tête de massue en pierre vouée par Naram-Sîn à la déesse Inanna de Nippur. Musée de l'Oriental Institute de Chicago.
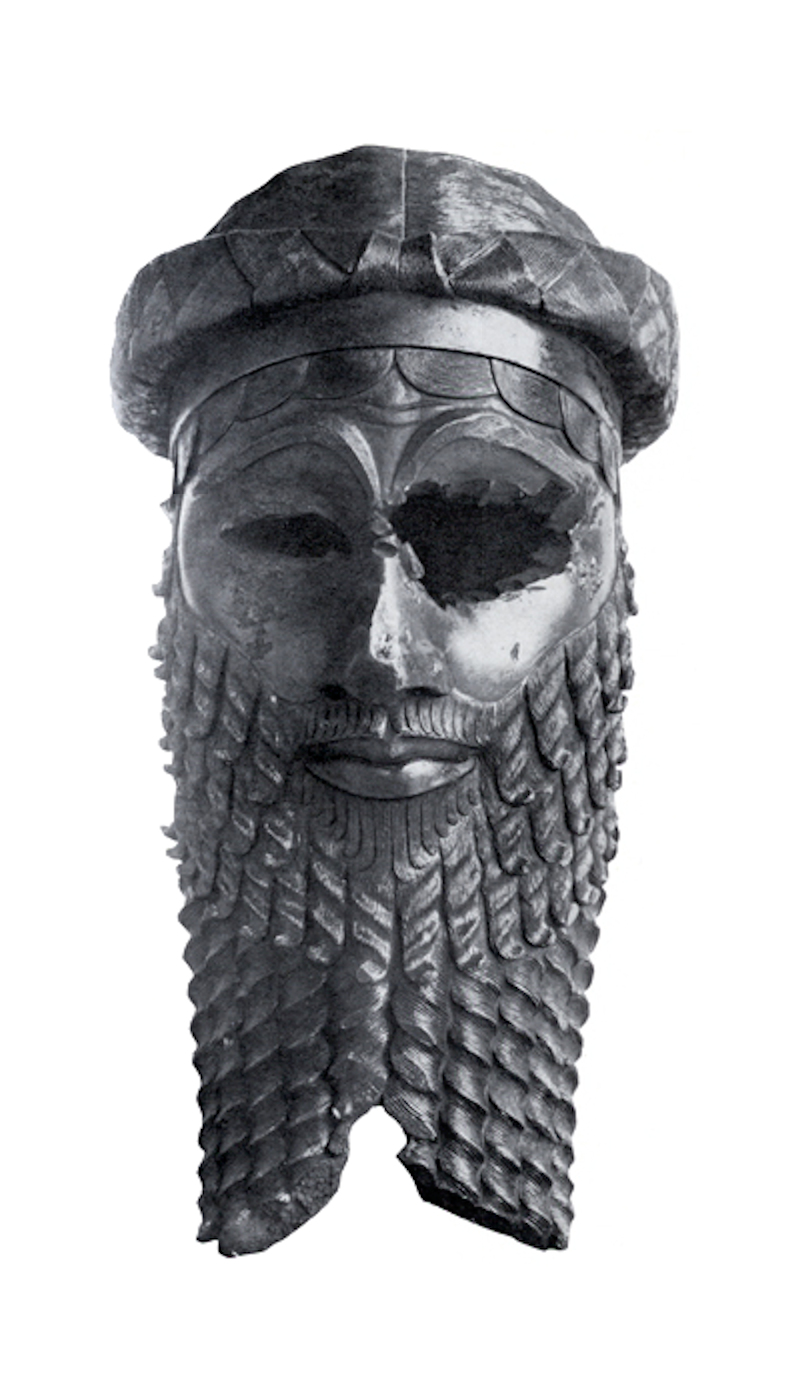
Tête en alliage cuivreux d'un roi d'Akkad retrouvée dans le temple d'Ishtar de Ninive, vers 2250 av. J.-C., Bagdad, musée national d'Irak.
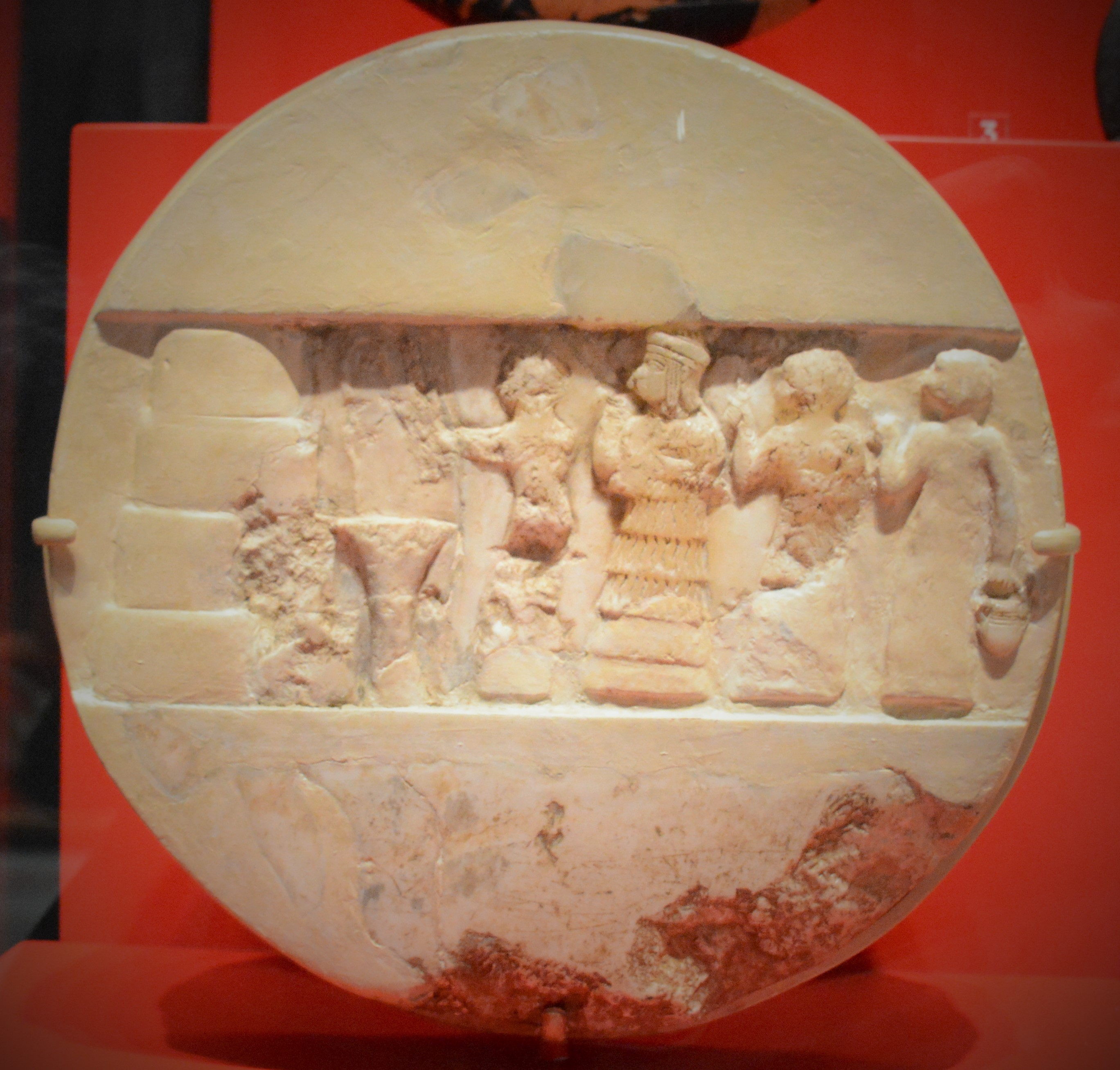
Le « disque d'Enheduanna » : scène rituelle, la princesse est représentée au centre, en deuxième position en partant de la gauche. Musée d'Archéologie et d'Anthropologie de l'université de Pennsylvanie.
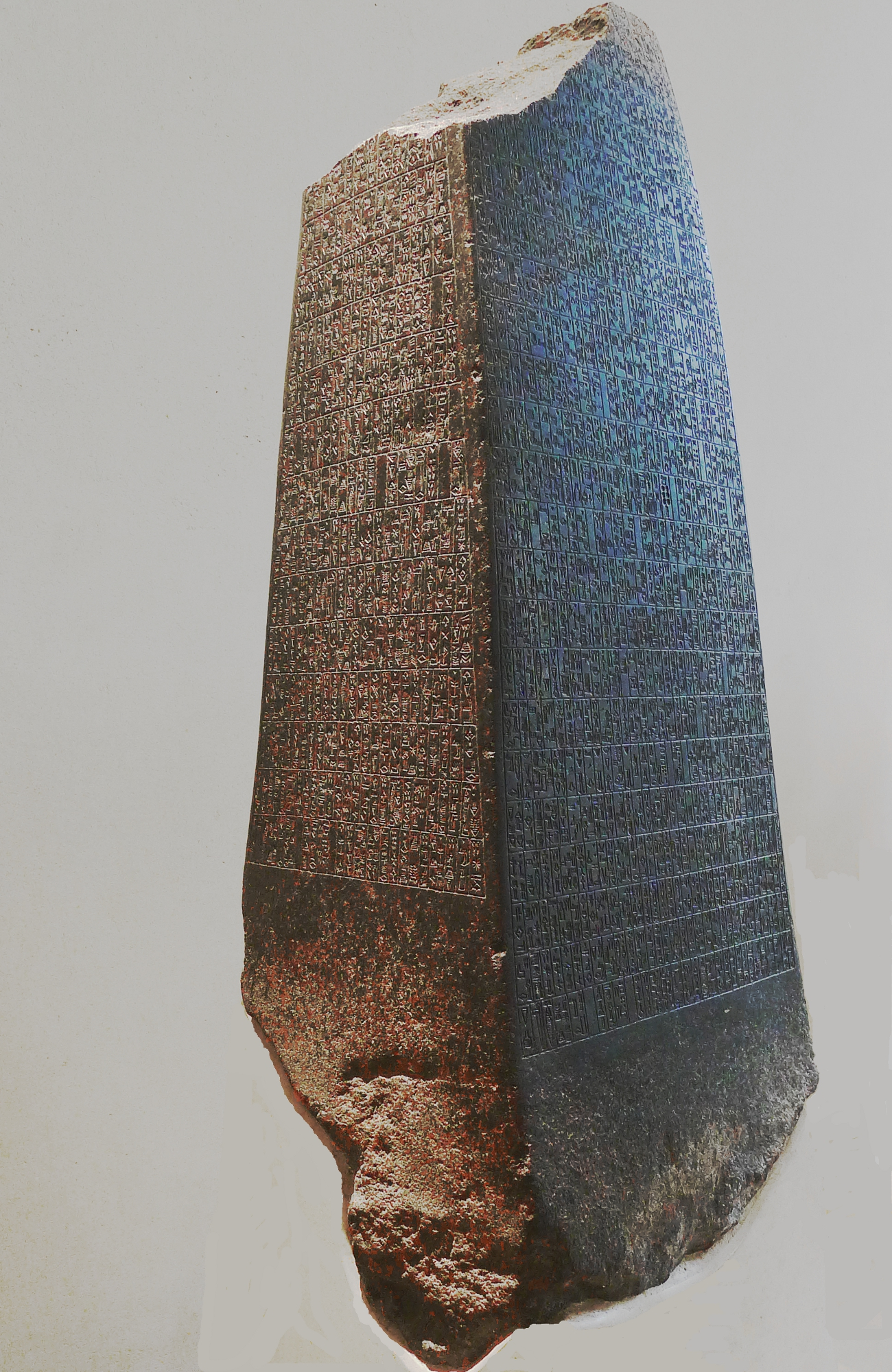
L'obélisque de Manishtusu, Musée du Louvre.
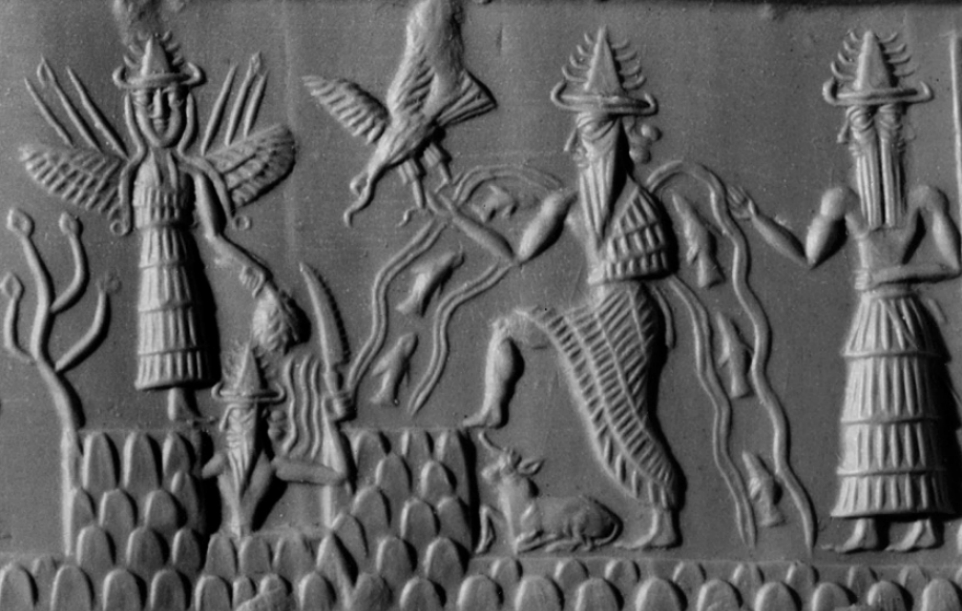
Empreinte de sceau-cylindre représentant de gauche à droite les divinités Ishtar, Shamash (en bas), Ea et Ushmu.
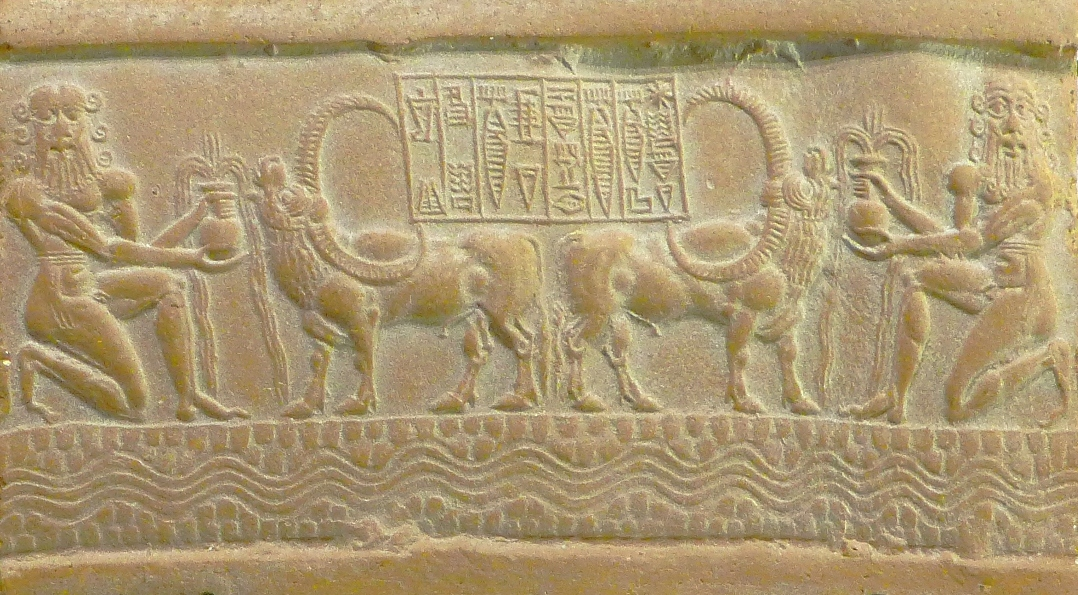
Empreinte du sceau-cylindre d'Ibni-sharrum, scribe de Shar-kali-sharri, chef-d’œuvre de la glyptique akkadienne. Musée du Louvre.
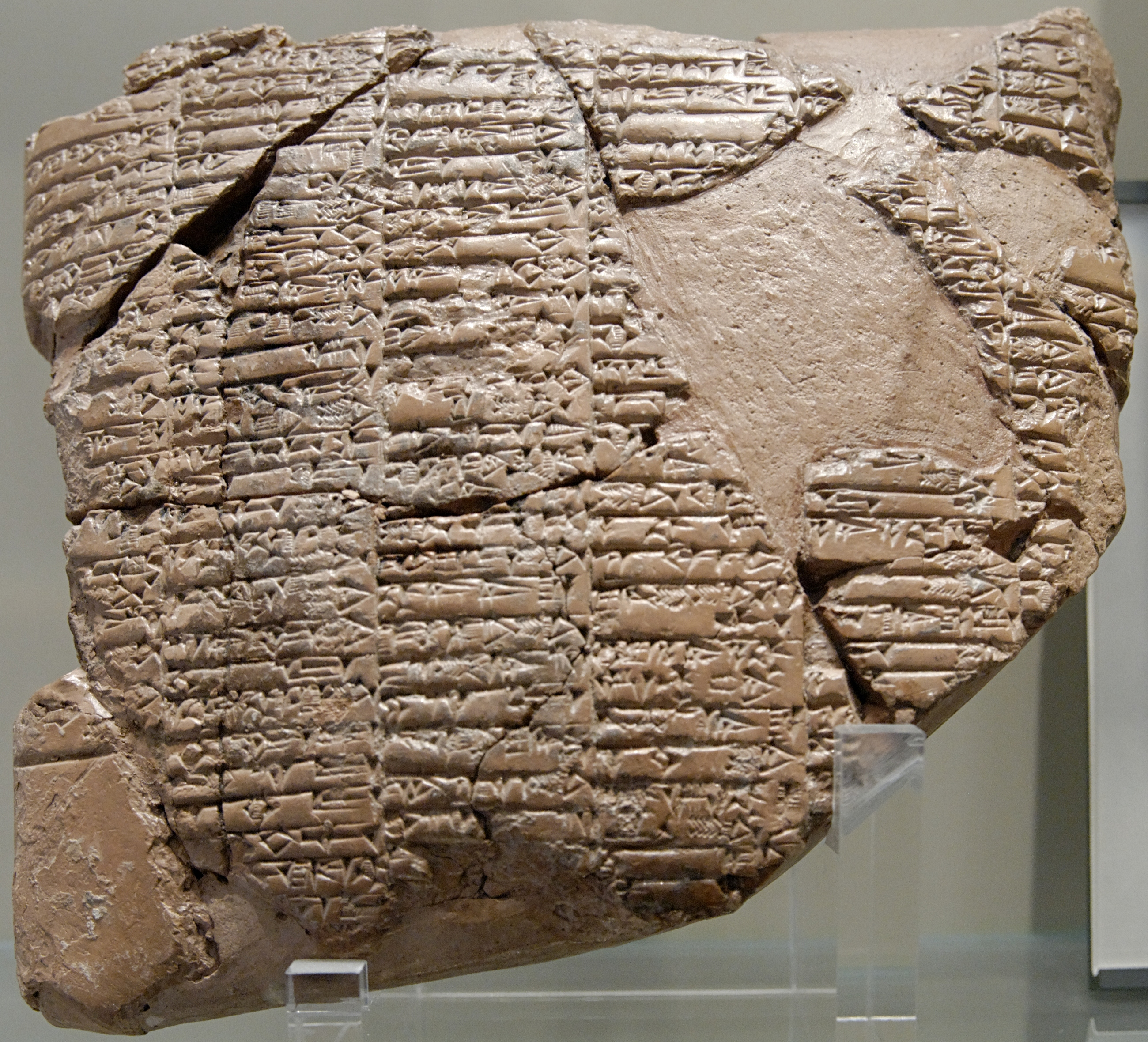
Traité d'alliance entre Naram-Sin d'Akkad et un roi d'Awan, c. 2250, Suse, Musée du Louvre.
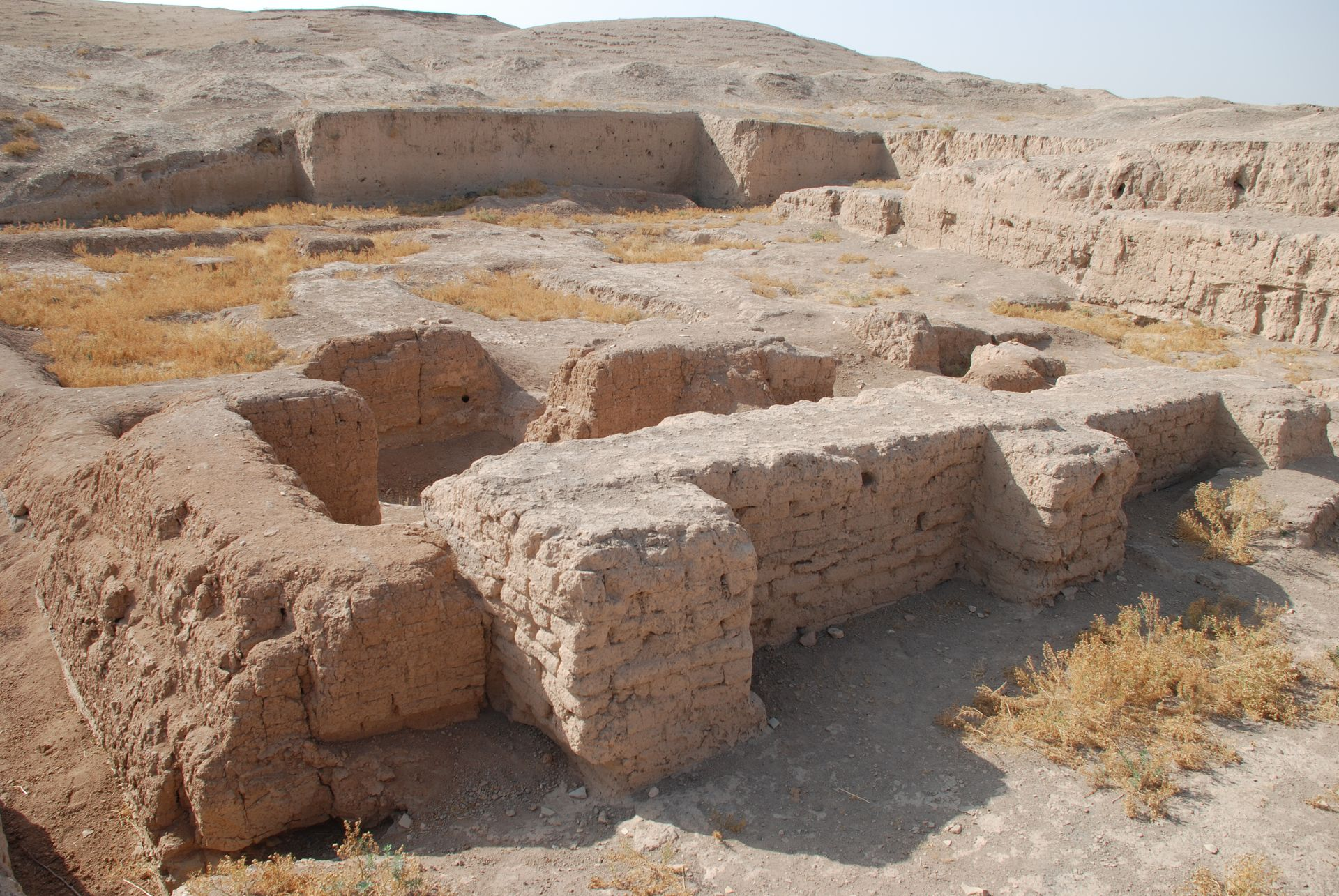
Ruines du palais du règne de Naram-Sîn à Tell Brak en Syrie.

L'empire d'Akkad s'effondre au début du XXIIIe siècle av. J.-C., sous le règne de Shar-kali-sharri, le fils de Naram-Sîn. La tradition mésopotamienne postérieure, notamment le texte historico-mythologique de la Malédiction d'Akkad, attribue cette chute aux Gutis, peuple venu du Zagros qui est présenté comme ayant les traits caractéristiques des envahisseurs « barbares » détruisant tout sur leur passage. Le roi d'Akkad a sans doute aussi fait face à des assauts plus pressants des Élamites à l'est, et des Amorrites, venus de Syrie. Il ne domine sans doute plus qu'un espace limité autour de sa capitale à la fin de son règne, et s'il semble bien avoir eu quelques successeurs, ceux-ci ne sont pas en mesure de rétablir leur royaume, qui disparaît peu après. Parmi les causes avancées pour expliquer la chute du royaume d'Akkad, sont notamment mises en avant ses faiblesses structurelles, avec une intégration politique limitée laissant encore une forte place au cadre de la cité-État dans le Sud, et parfois aussi des causes climatiques, concernant surtout la Haute Mésopotamie (voir plus bas).

### Une nouvelle période de division
Le XXIIe siècle av. J.-C. est marqué par une fragmentation politique. Cette période succédant à la chute d'Akkad est mal définie sur le plan chronologique ; en particulier on ne sait pas quel laps de temps sépare la fin d'Akkad de l'apparition de la troisième dynastie d'Ur : en général il est considéré que cet intermède dure environ 70 ans, mais il pourrait n'avoir duré qu'une trentaine d'années. Les Gutis, considérés comme les tombeurs des rois d'Akkad par la tradition mésopotamienne, maintiennent un royaume autour de la cité d'Adab, mais d'autres royaumes émergent à partir des cités sumériennes, en particulier à Uruk, et également à Suse où un certain Puzur-Inshushinak a pris le pouvoir, et se pose en rival des Gutis.
Cette période voit également l'apparition à Lagash d'une nouvelle série de rois, qui ne semble pas former à proprement parler une « dynastie ». Le principal souverain de cette période est Gudea, qui a laissé une abondante documentation artistique et épigraphique mise au jour à Girsu (Tello). Ses œuvres commémorent ses actions pacifiques, notamment la construction du grand temple du dieu tutélaire de son royaume, Ningirsu. Les statues en diorite représentant Gudea constituent des œuvres majeures de l'art de la Mésopotamie antique.

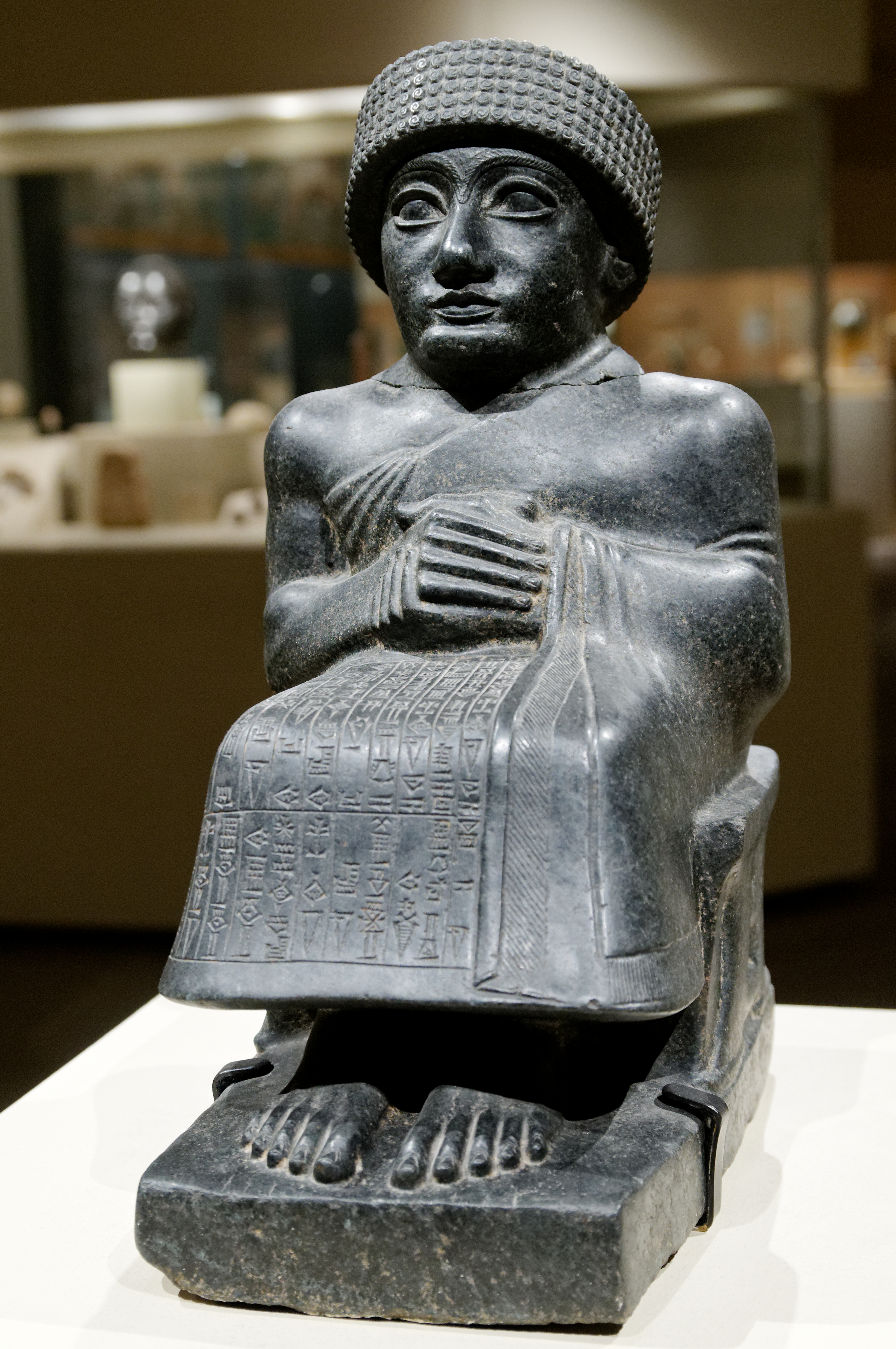
Statue du roi Gudea, Metropolitan Museum of Art.
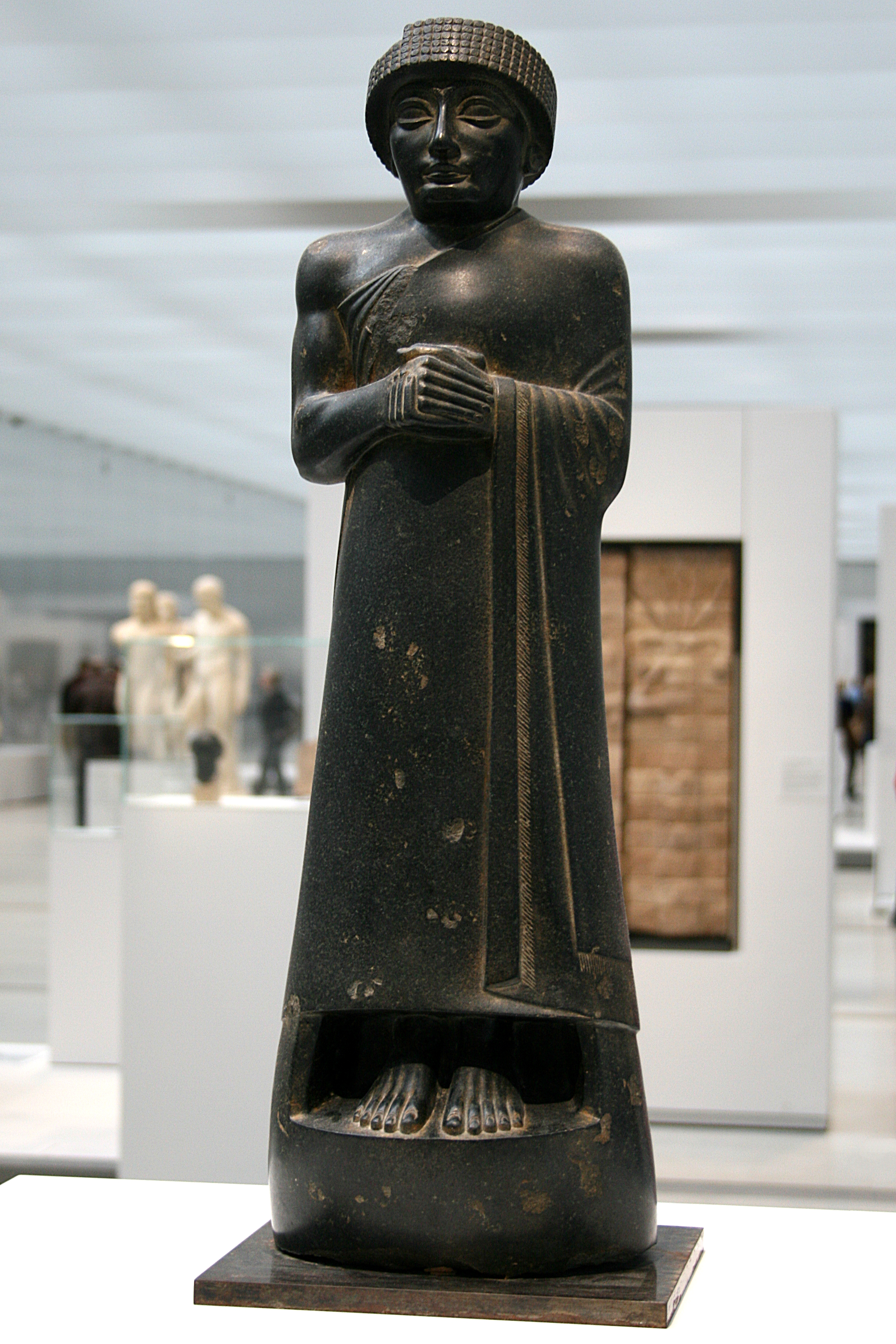
Statue de Gudea debout, musée du Louvre.
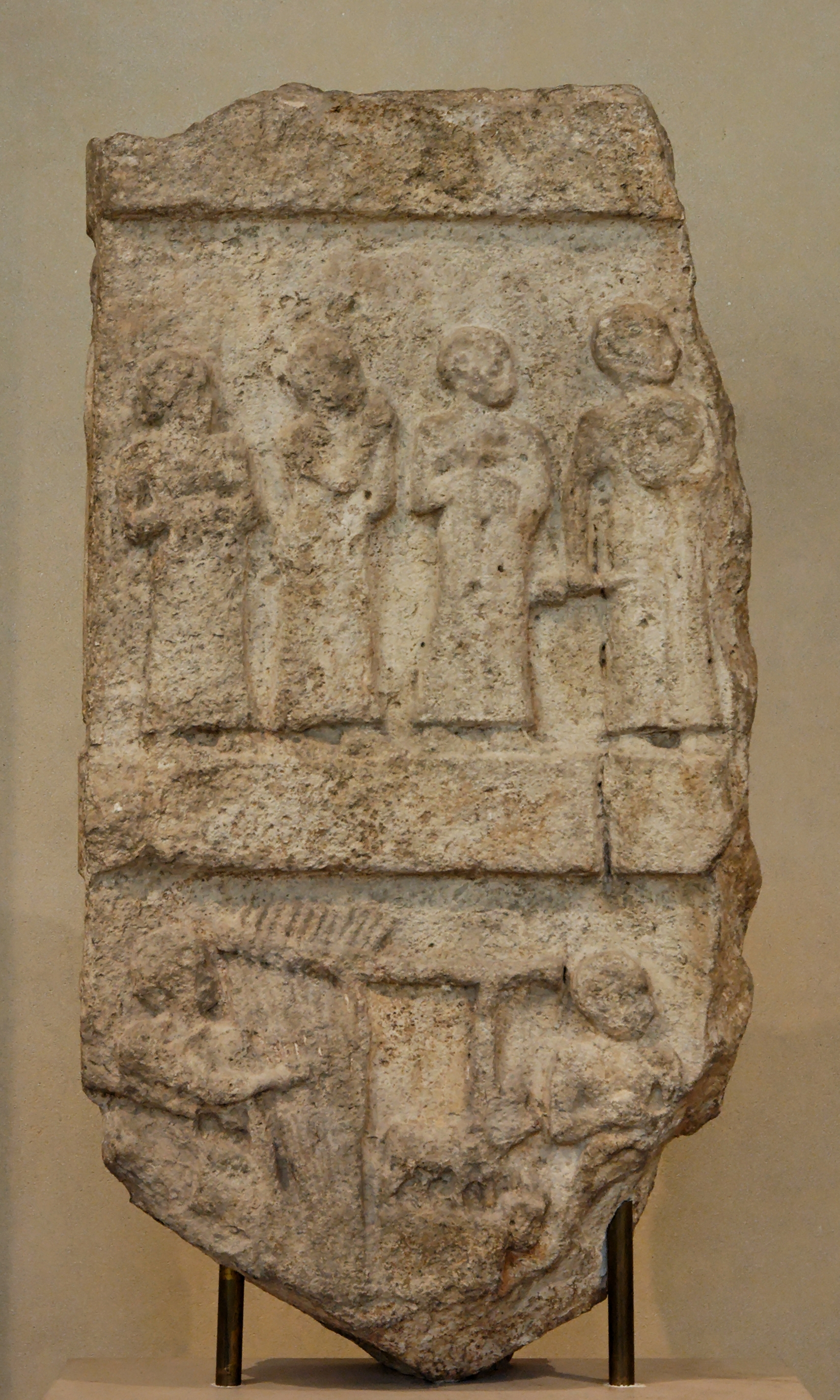
Stèle représentant des musiciens, musée du Louvre.
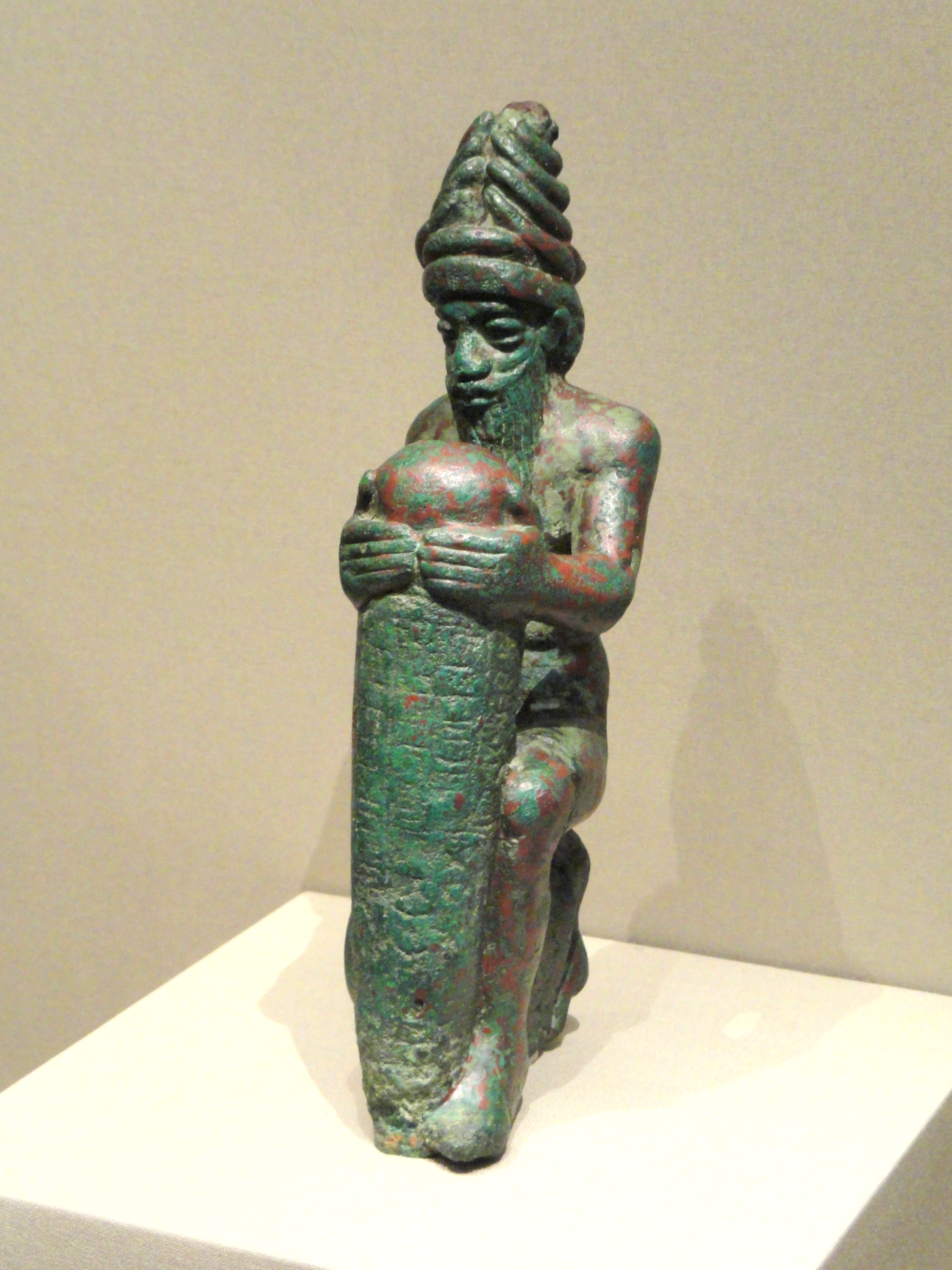
Clou de fondation en cuivre commémorant la construction d'un temple par Gudea.
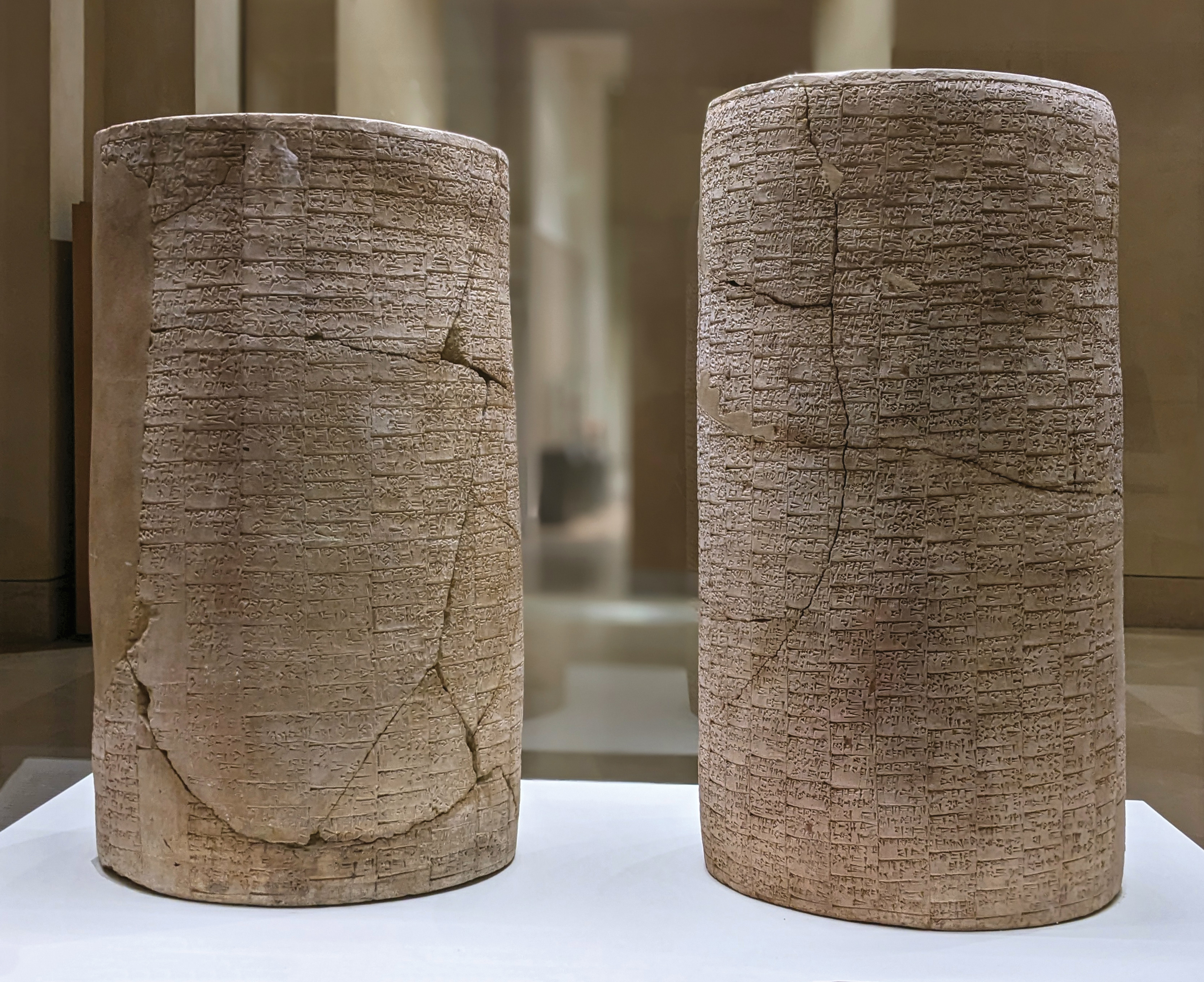
Les « Cylindres de Gudea », musée du Louvre.

Dans les dernières décennies du XXIIe siècle av. J.-C., le roi Utu-hegal d'Uruk parvient à remporter une victoire contre les Gutis, et proclame son hégémonie sur la Basse Mésopotamie. Néanmoins il est renversé par Ur-Namma (ou Ur-Nammu), peut-être son frère, fondateur de la troisième dynastie d'Ur.

### L'empire d'UrIII

L'extension de l'empire de la troisième dynastie d'Ur sous le règne de Shulgi, et son organisation centre/périphérie.

Localisation des sites principaux de la Mésopotamie méridionale à la période d'Ur III.

Ur-Namma (2112-2095) est l'artisan de la constitution de l'empire de la troisième dynastie d'Ur (ou Ur III) : il domine les cités sumériennes après avoir renversé Utu-hegal, puis chasse les troupes élamites de Puzur-Inshushinak de Mésopotamie centrale, et les attaque jusqu'à Suse, qu'il intègre dans son royaume. Il réaménage les canaux et les routes de Basse Mésopotamie, les grands sanctuaires du pays de Sumer, procède à une standardisation des poids et mesures, promulgue un « code de lois », le plus ancien connu (le Code d'Ur-Namma). Son fils et successeur Shulgi (2093-2047) poursuit cette entreprise de consolidation des bases du royaume, avec notamment la réorganisation de l'administration provinciale dans un sens plus centralisé. Il reprend également les ambitions impérialistes de Naram-Sîn d'Akkad, en se proclamant roi des quatre rives et en se faisant diviniser. Ce n'est cependant que dans la seconde moitié de son règne qu'il entreprend d'étendre son royaume : il soumet plusieurs régions au nord-est, jusqu'à Arbèles et Assur, et mène des campagnes dans le Zagros et en direction des pays élamites, et érige un mur au nord de la Basse Mésopotamie afin de la protéger des menaces extérieures. Shulgi passe plutôt par la voie diplomatique pour s'assurer la paix avec les rois du plateau Iranien, en concluant notamment avec eux des alliances matrimoniales. La seconde partie de son règne est également marquée par la construction d'un nouveau centre administratif servant de résidence royale, Puzrish Dagan (Drehem).
La fin du règne de Shulgi, et ceux de ses successeurs Amar-Sîn (2046-2038) et Shu-Sîn (2037-2029) sont quantitativement les mieux documentés de l'histoire mésopotamienne, concentrant la majorité des plus de 100 000 tablettes connues de la période d'Ur III, avant tout de nature administrative. Cela traduit la volonté de l'administration de cet empire de contrôler plus étroitement les structures économiques du pays de Sumer et d'Akkad, en organisant notamment un système de redistribution de produits agricoles à l'échelle de tout le royaume, géré depuis Puzrish-Dagan, et en plaçant les domaines des temples sous le contrôle étroit des gouverneurs. Ces institutions disposent de vastes domaines agricoles exploités de manière intensive, et aussi d'ateliers employant parfois des milliers d'ouvriers, placés sous un contrôle étroit. Malgré cette « bureaucratisation » poussée, les structures du royaume d'Ur III restent patrimoniales, la maison du roi s'appuyant sur celles des grandes familles provinciales, les grandes cités étant souvent dominées par un même groupe familial. Les souverains d'Ur succédant à Shulgi continuent de se faire diviniser, et après leur mort ils reçoivent un culte. Ils font rédiger des hymnes à leur gloire, comme ceux liés au thème du « mariage sacré », dans lequel le roi, incarnant le dieu Dumuzi, s'unit à la déesse Inanna, qui assure la prospérité de son pays. Plus largement cette période voit un essor de la littérature en sumérien, appuyé par la création de lieux de formation des scribes, élaborant et recopiant des hymnes, prières, recueils de proverbes, épopées, mythes, etc Cela a incité par le passé à voir cette période comme une « renaissance sumérienne » ou une période « néo-sumérienne », durant laquelle les rois d'Ur se font les promoteurs des traditions de Sumer en réaction à la domination passée d'Akkad ; en fait cette opposition culturelle Sumer-Akkad est comme souvent exagérée. Du reste cette période est sans doute celle durant laquelle le sumérien cesse d'être une langue vernaculaire, pour ne plus être qu'une langue de culture.
Du point de vue architectural, les premiers rois d'Ur III ont entrepris d'importants travaux qui allaient façonner pour les siècles à venir l'aspect des principaux lieux de culte de Sumer (Nippur, Ur, Uruk, Eridu en premier lieu), en les réorganisant autour d'imposantes cours murées, dominées par un temple sur terrasses, type d'édifices qui devait par la suite prendre le nom de ziggurat. Cette sorte de standardisation des grands lieux de culte reflète les tendances unificatrices de cet empire et ses capacités à mobiliser d'importantes ressources. Les travaux des rois d'Ur sont surtout connus dans la cité d'origine de la dynastie, où le grand temple du dieu Nanna est voisiné par plusieurs autres édifices importants, dont un servant de résidence à la grande prêtresse du dieu, un mausolée royal et un édifice palatial. Les rois d'Ur III font commémorer leur action de bâtisseurs par des petites statuettes en forme de clou placées sous les fondations des édifices représentant des personnages portant un panier de briques.

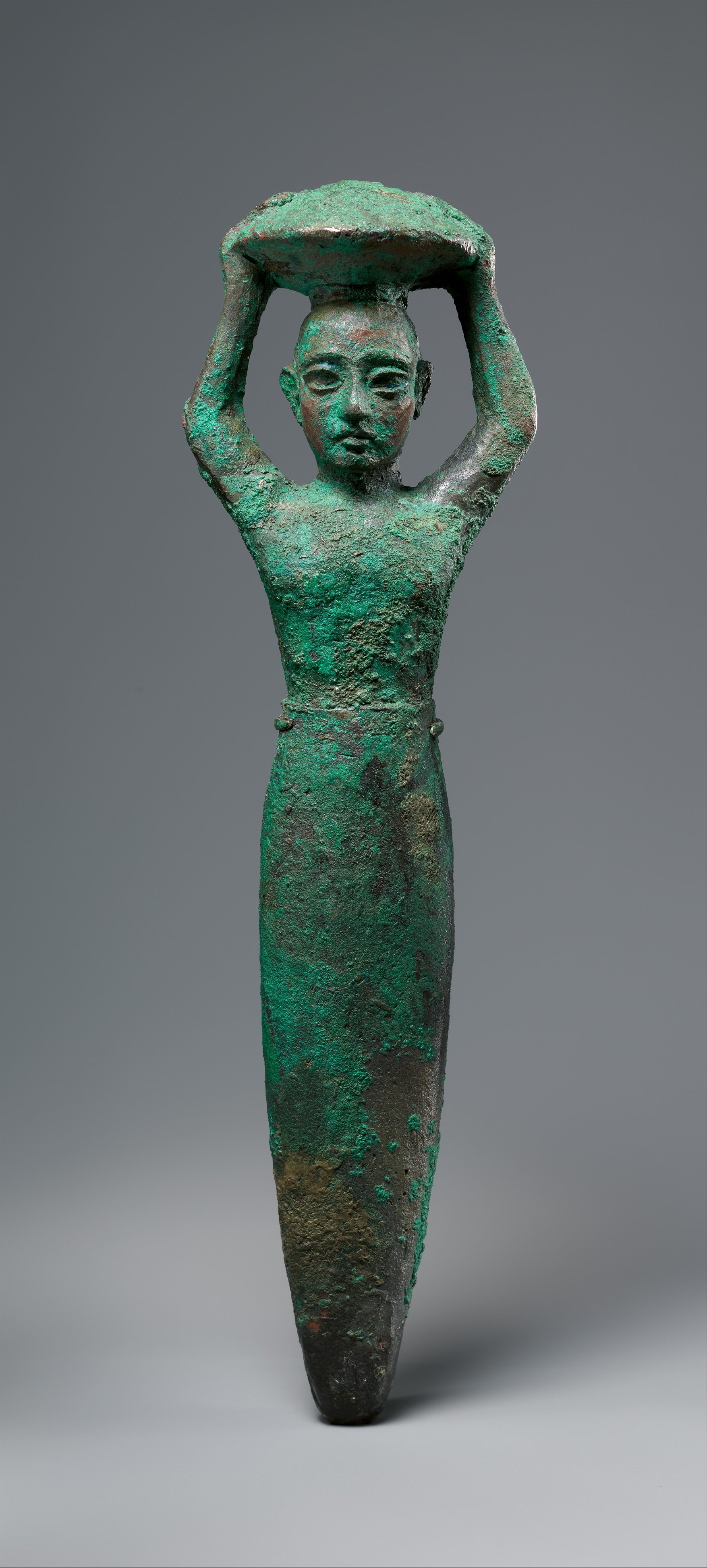
Statuette en cuivre représentant Shulgi portant un panier de briques, dépôt de fondation commémorant la restauration du temple d'Inanna de Nippur. Metropolitan Museum of Art.
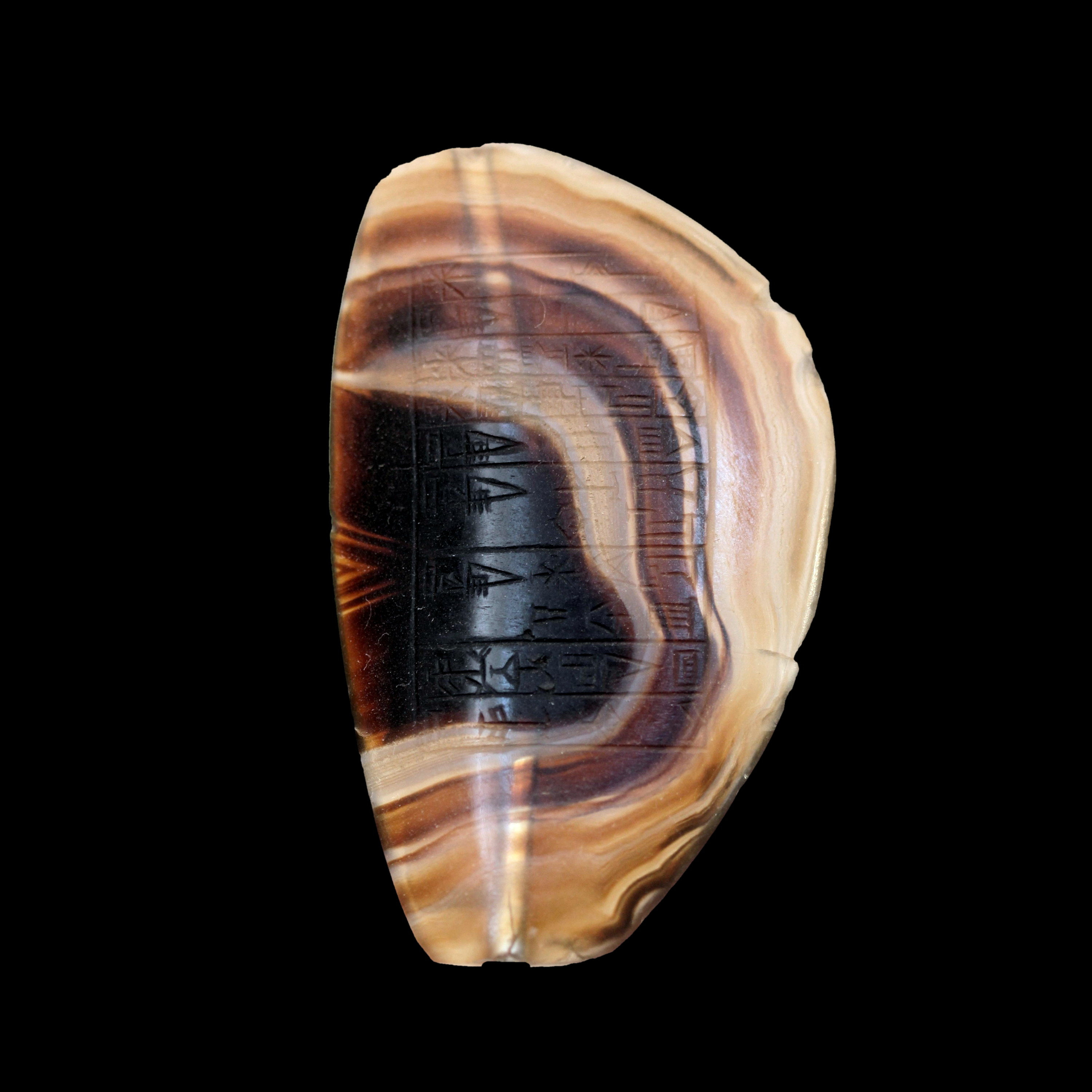
Perle en agate vouée au dieu-lune Nanna par le roi Ibbi-Sîn. Musée du Louvre.
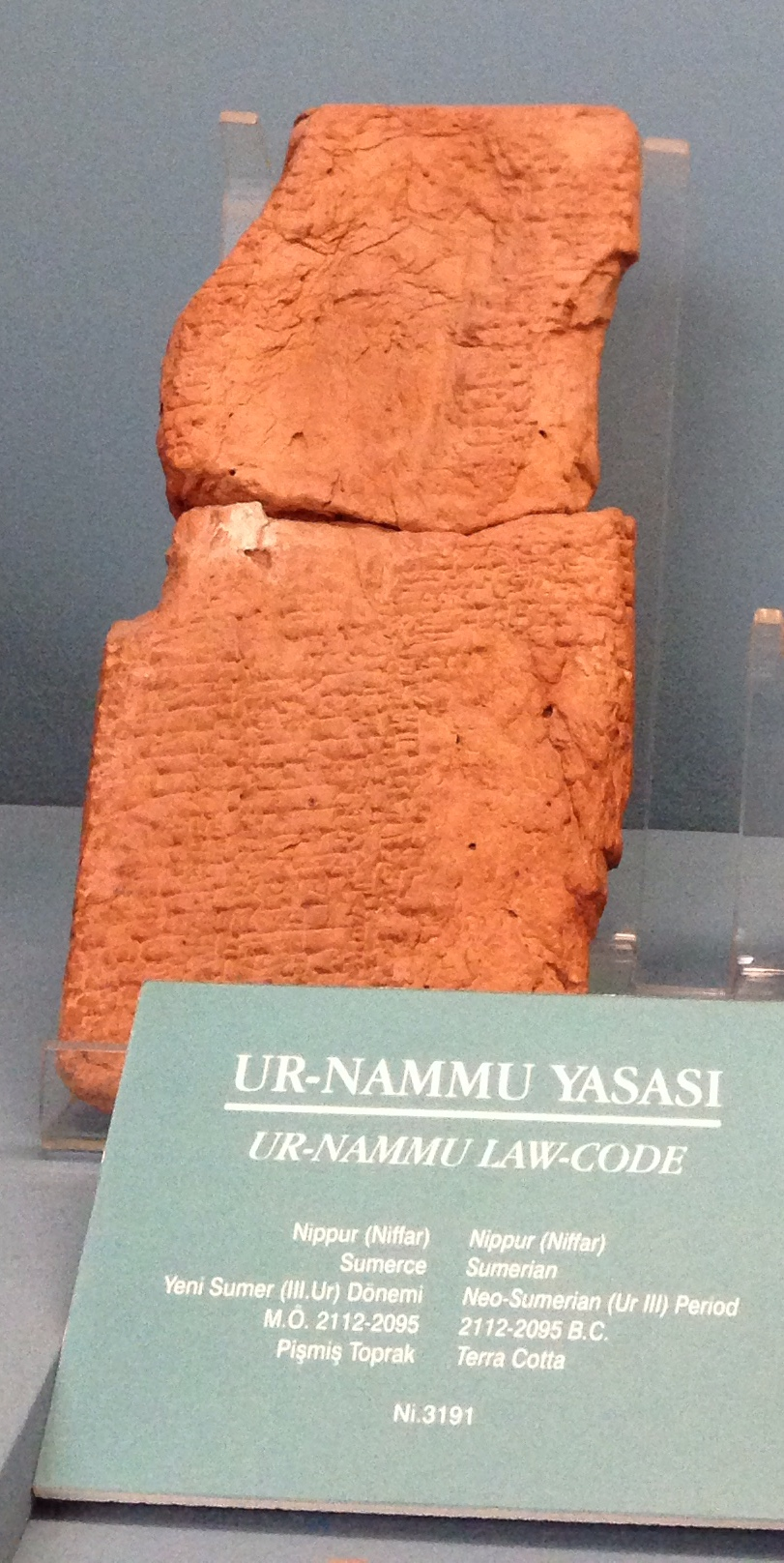
Tablette du Code d'Ur-Nammu. Musée archéologique d'Istanbul.
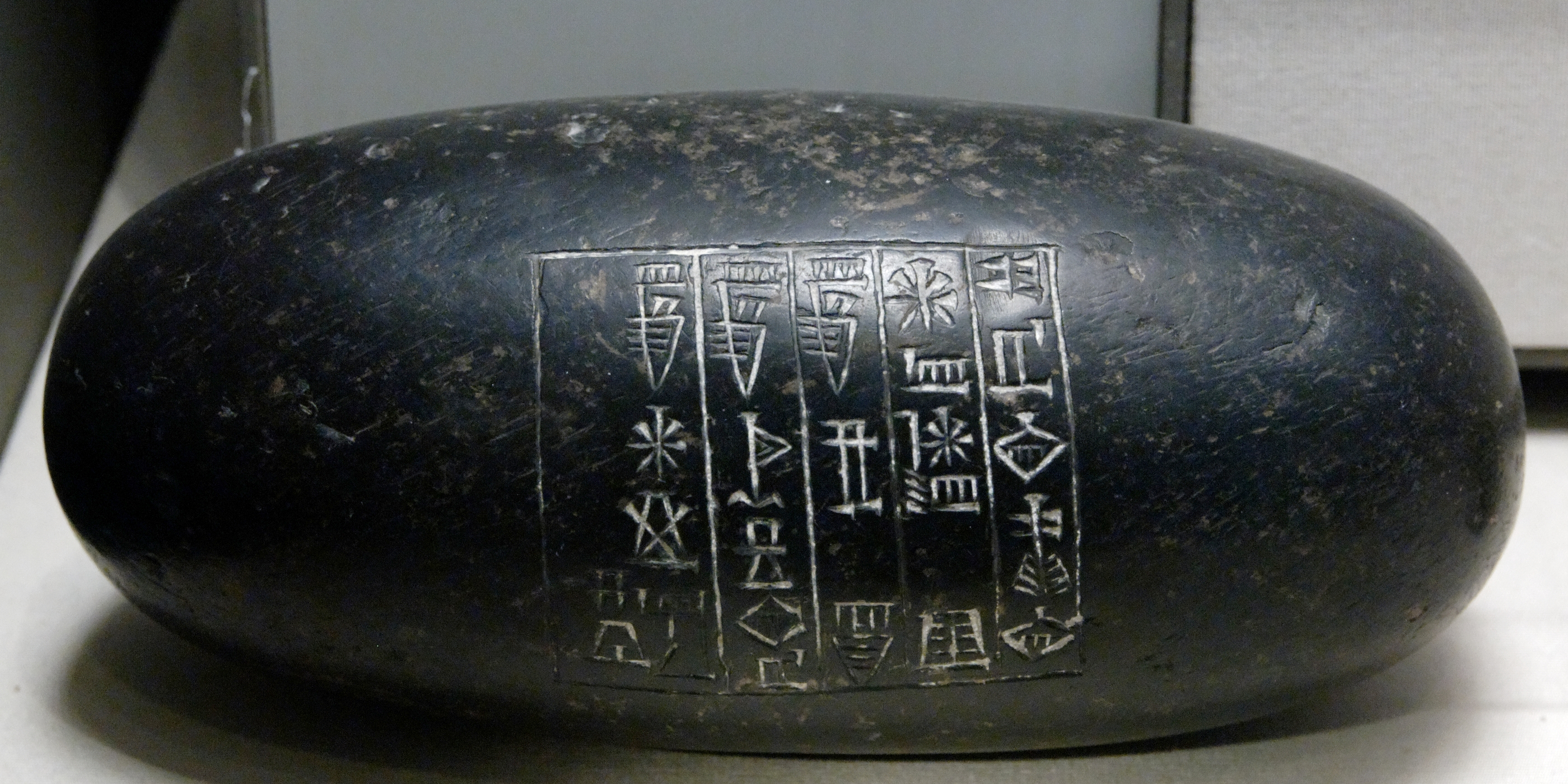
Poids en diorite de 5 mines tel qu'on en utilisait pour peser les moyens de paiement, inscrit au nom de Shu-Sîn, musée du Louvre.
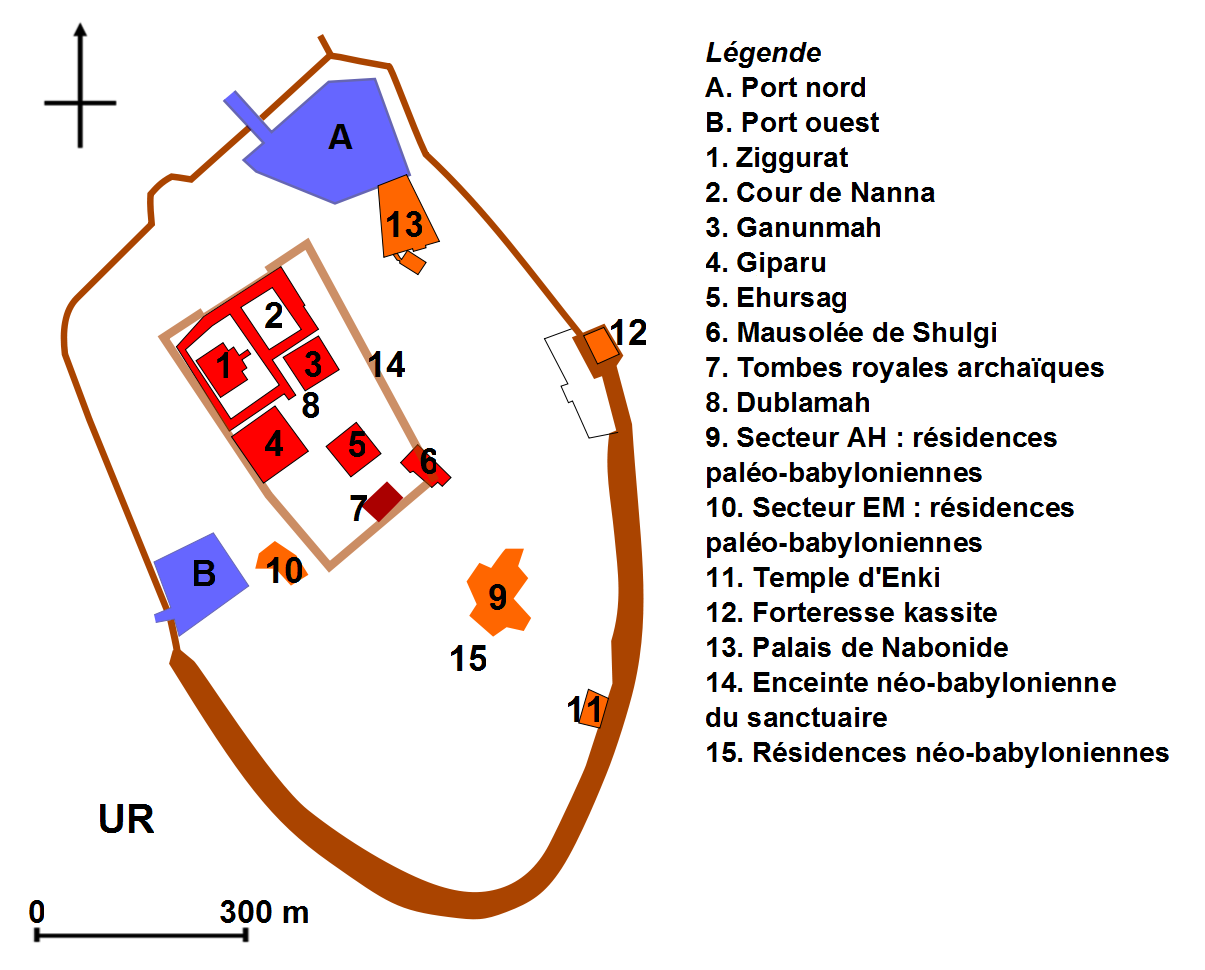
Plan simplifié du site d'Ur ; Les bâtiments figurés dans le quartier sacré, en rouge, correspondent aux périodes d'Ur III et d'Isin-Larsa.
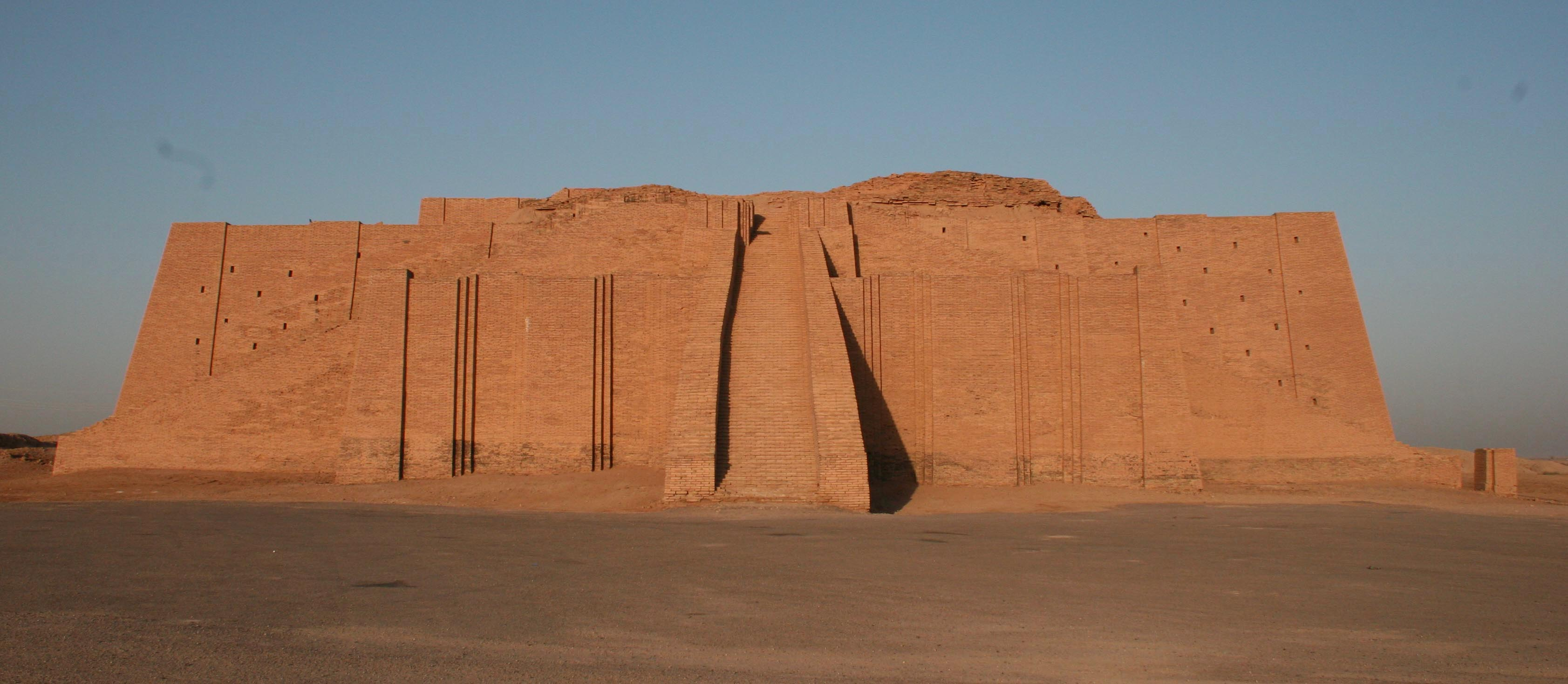
Ruines de la ziggurat d'Ur.
Plan de l'Ekur, temple d'Enlil à Nippur : 1. Ziggurat 2. « Temple cuisine » 3. Chapelle de la cour sud-est.
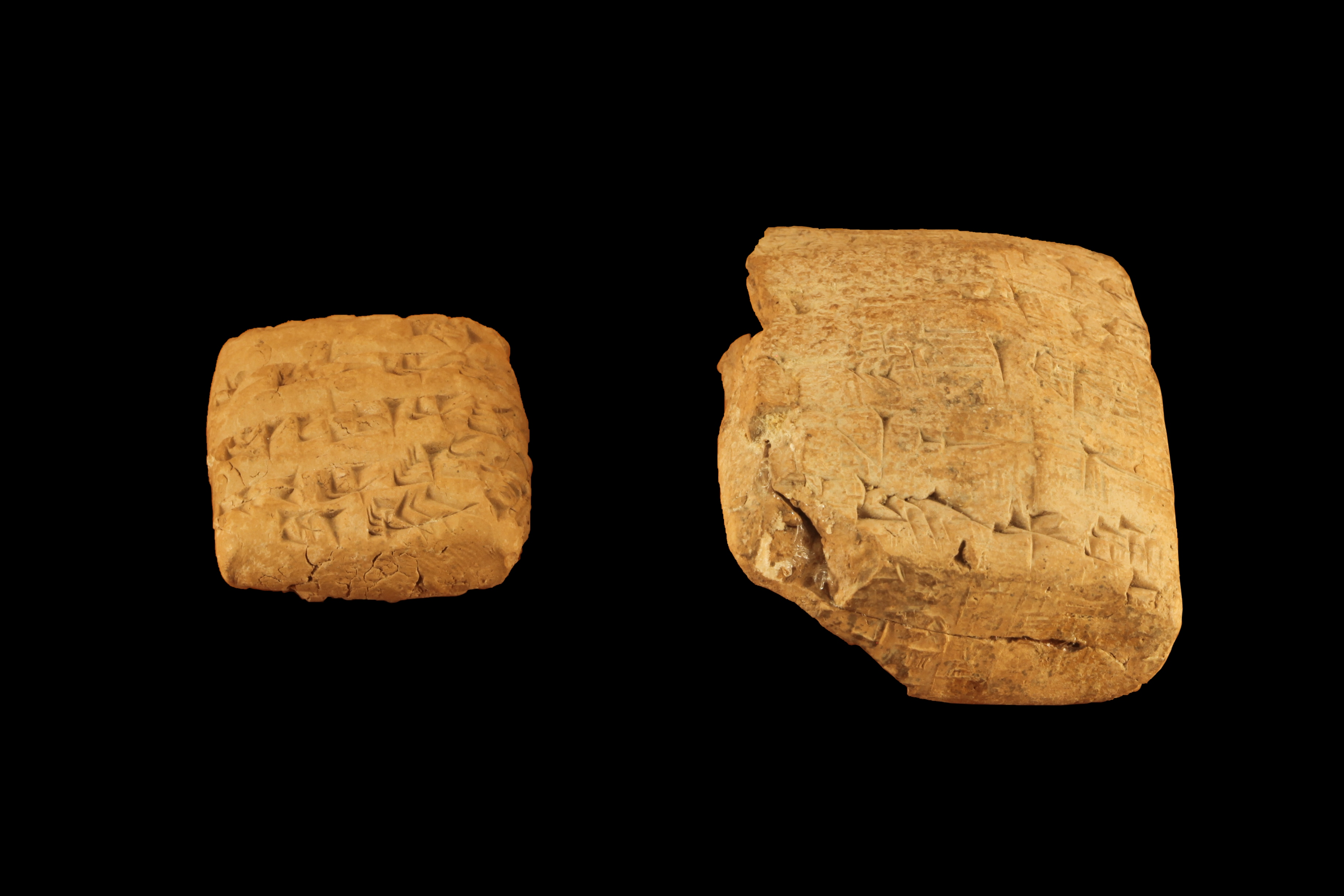
Tablette et son enveloppe scellée : contrat d'embauche de personnel. Girsu, v. 2037, musée des beaux-arts de Lyon.
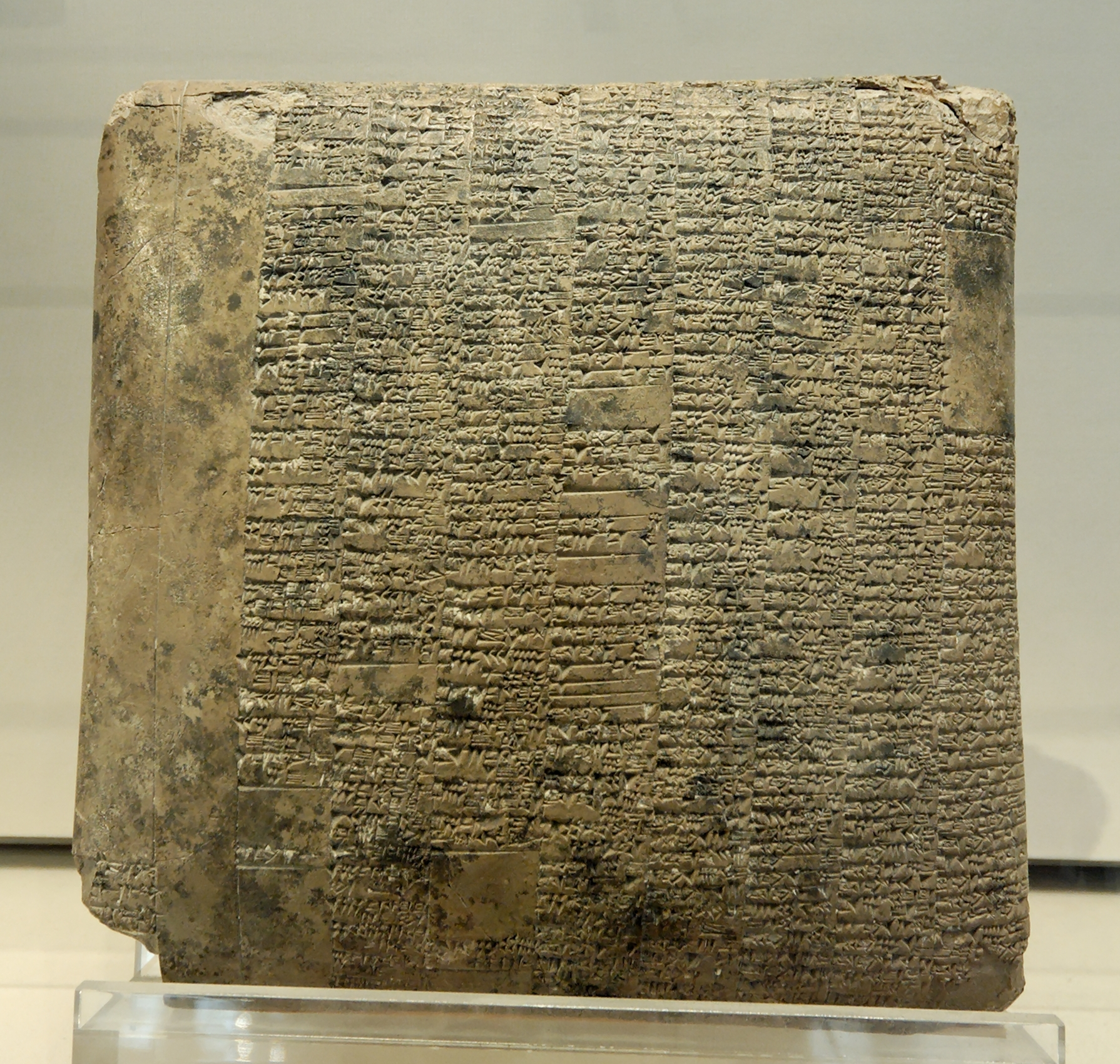
Grande tablette d'inventaire d'une institution : bilan annuel d'une exploitation agricole, règne d'Amar-Sîn, musée du Louvre.
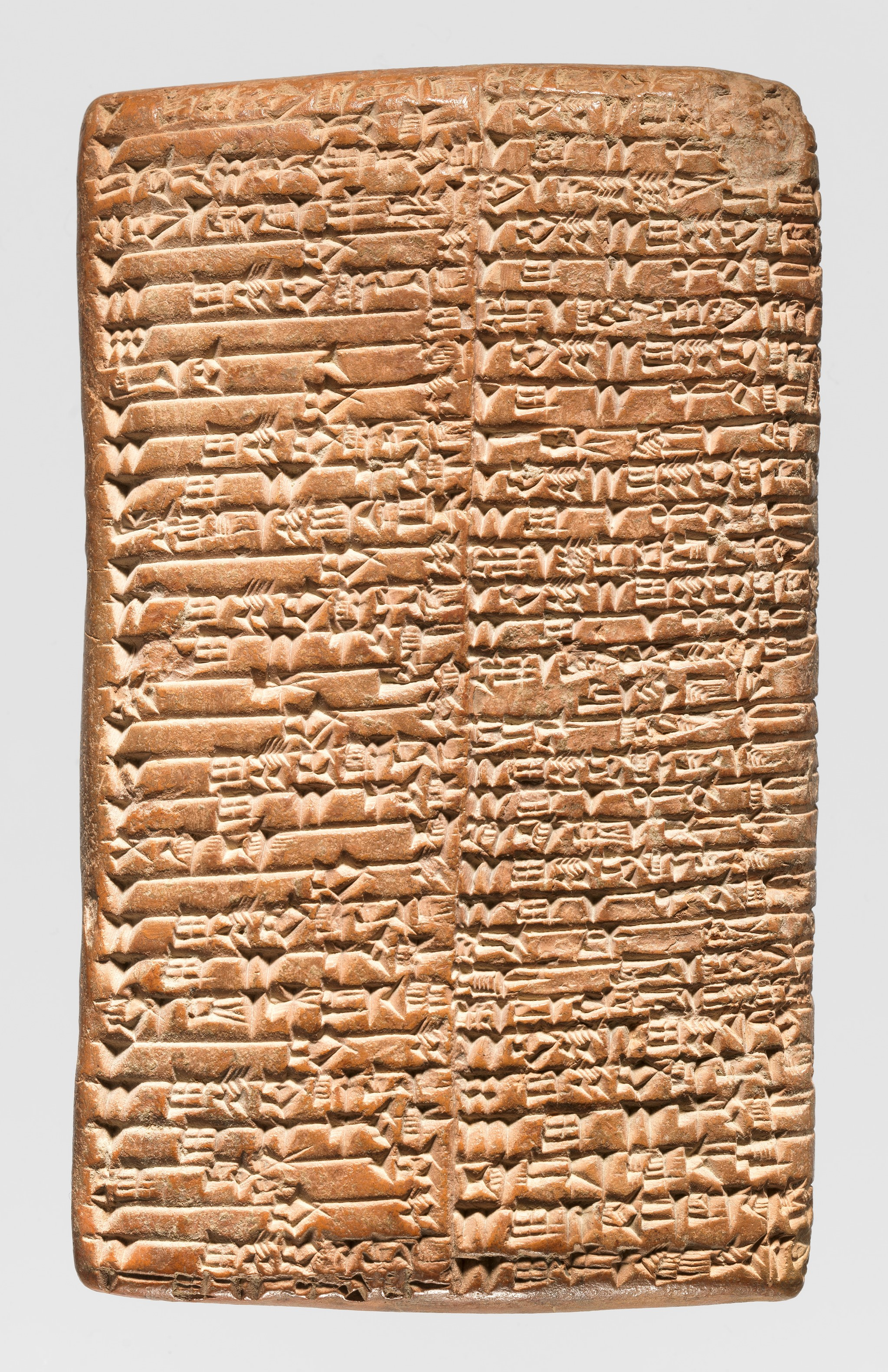
Tablette de Puzrish-Dagan listant des livraisons d'animaux pour la fête de la préparation des champs, règne d'Amar-Sîn. Metropolitan Museum of Art.
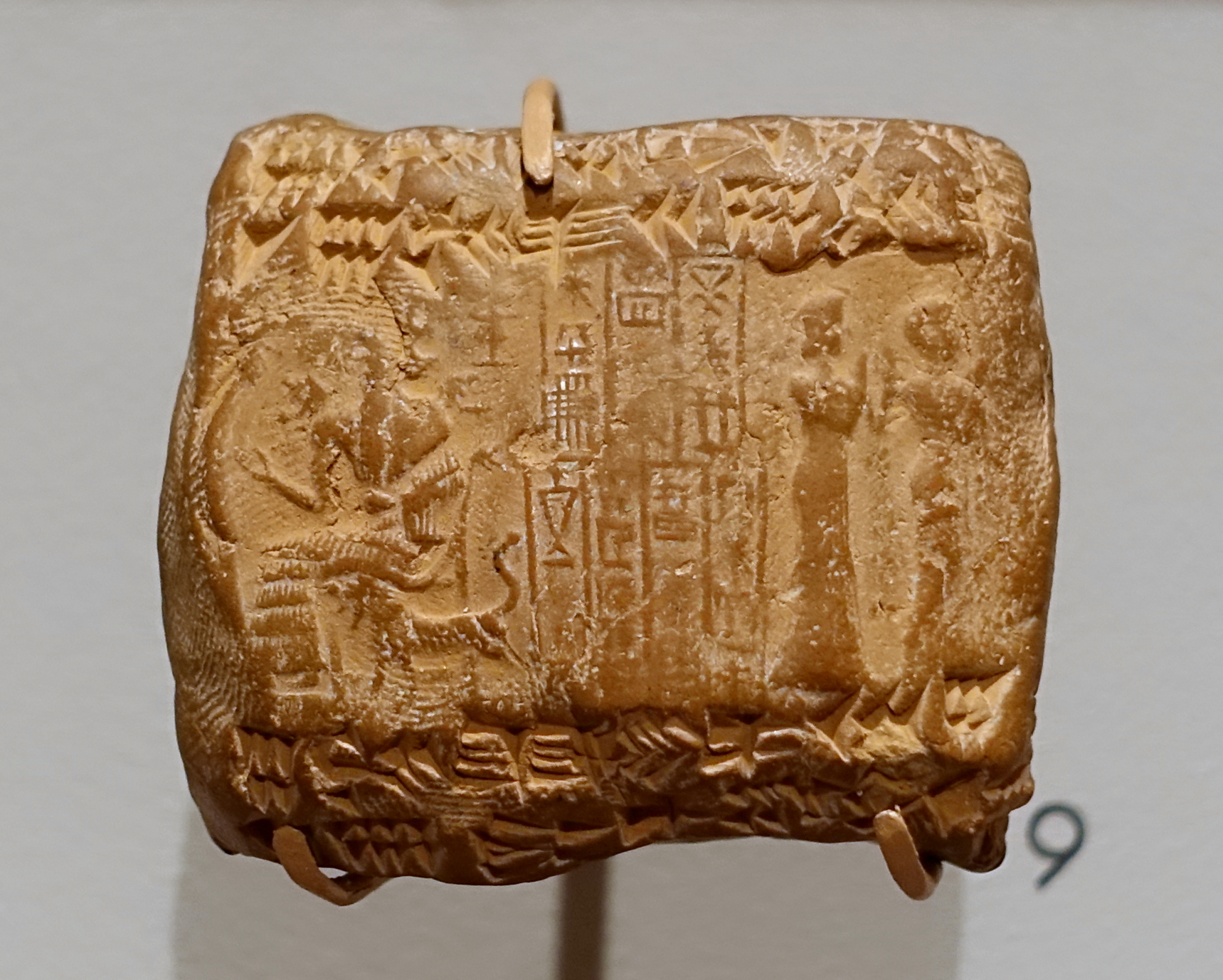
Tablette dans une enveloppe avec impression de sceau-cylindre. Harvard Semitic Museum.
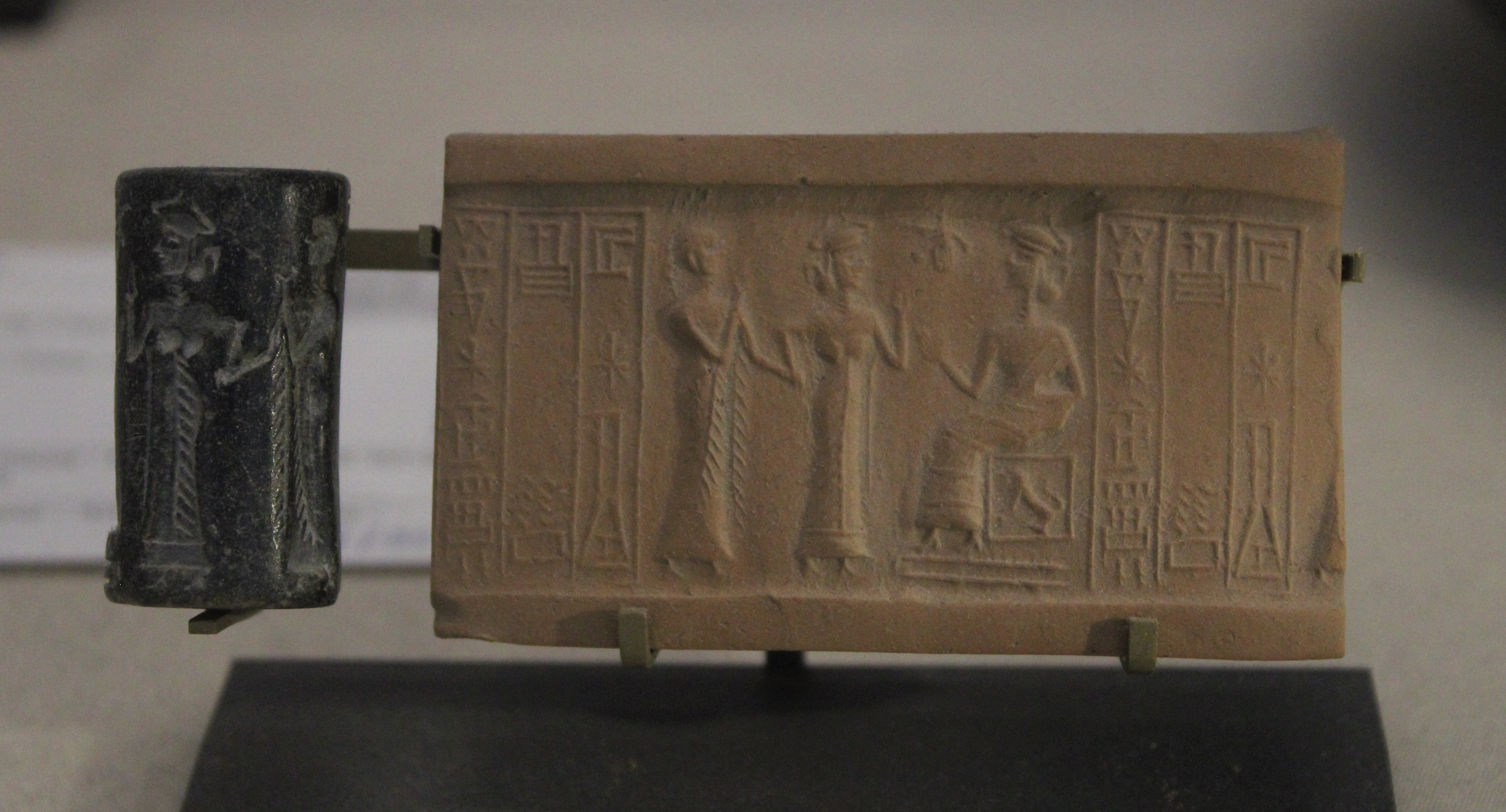
Sceau-cylindre en chlorite d'un scribe avec impression moderne, représentant une scène de présentation devant une déesse. Girsu, musée du Louvre.
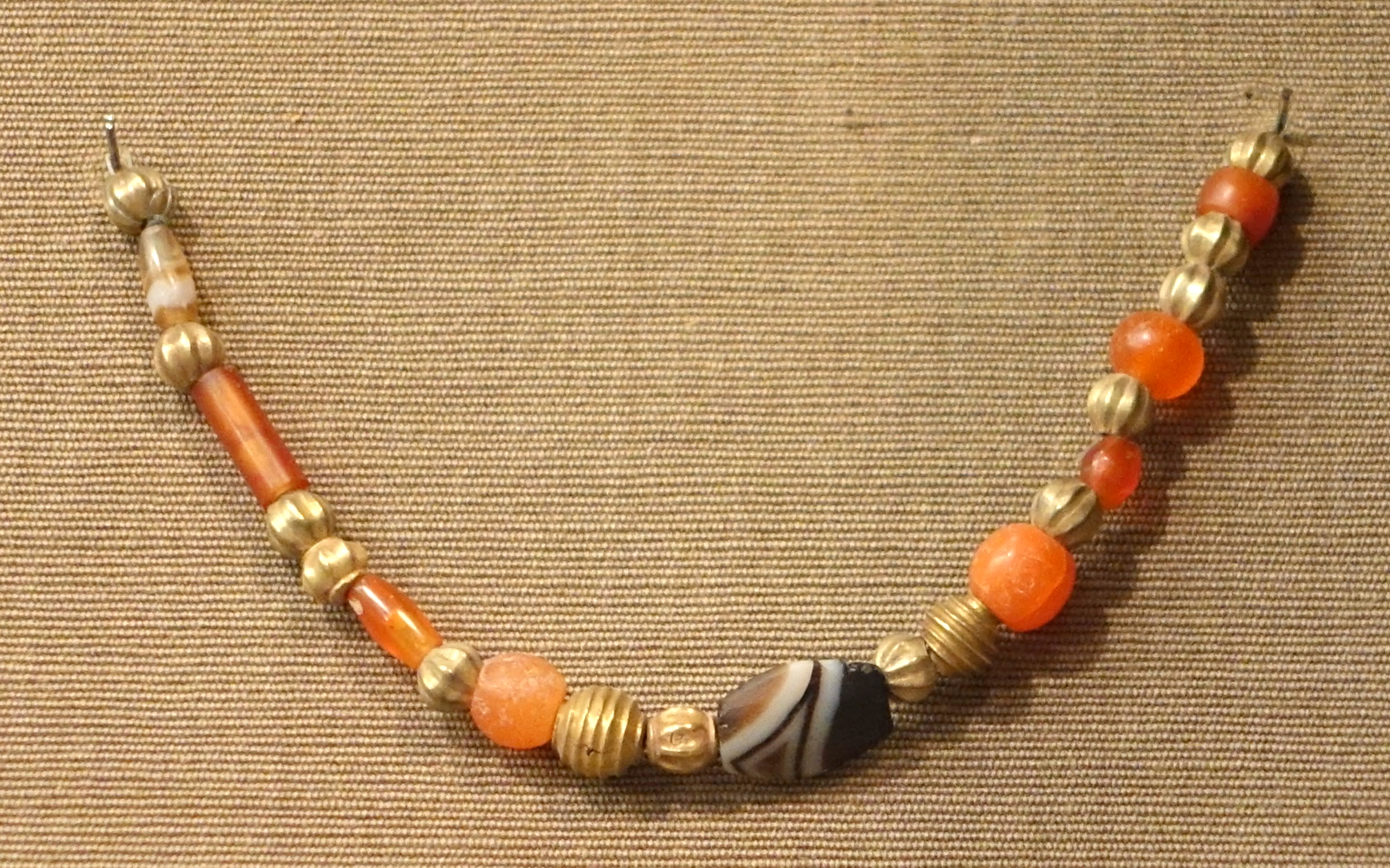
Collier en perles d'or, cornaline et agate provenant de résidences de Nippur. Musée de l'Oriental Institute de Chicago.
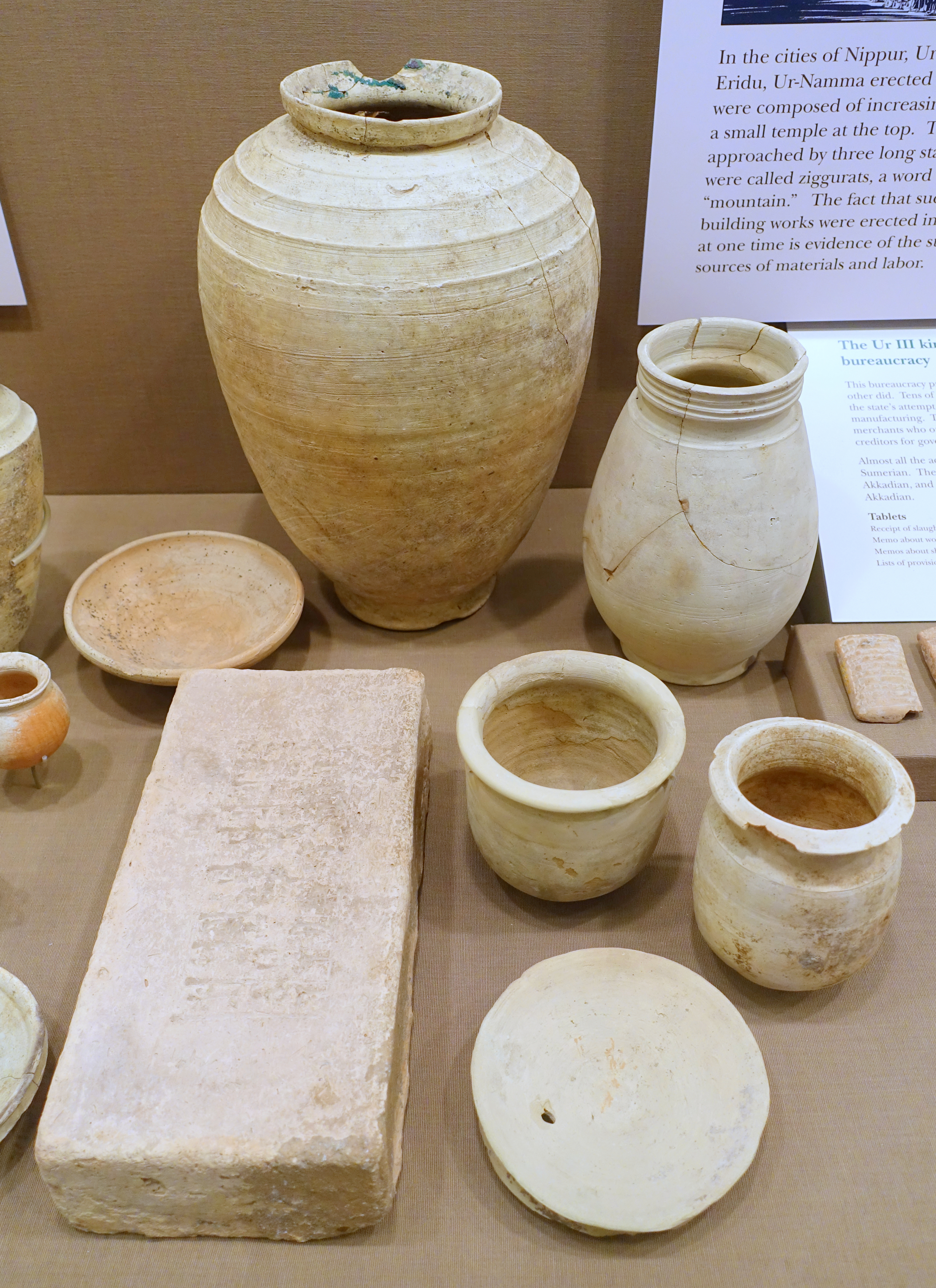
Poteries provenant de résidences de Nippur. Musée de l'Oriental Institute de Chicago.

Amar-Sîn et Shu-Sîn parviennent à préserver l'édifice politique et administratif légué par Shulgi. ils doivent encore entreprendre à plusieurs reprises des campagnes en Iran et dans le Zagros occidental, le second renforçant par ailleurs le mur défensif érigé par Shulgi (à moins qu'il ne s'agisse d'une nouvelle construction). Il semble que cela se fasse face à la pression croissante exercée par les tribus amorrites au nord de l'empire. Ibbi-Sîn (2028-2004) perd dès ses premières années de règne le contrôle de la plupart des provinces de l'empire, où émergent plusieurs dynasties autonomes, notamment à Isin où s'installe Ishbi-Erra, un ancien serviteur du roi d'Ur. La tradition postérieure, notamment le cycle des Lamentations sur la chute de Sumer et des lettres apocryphes attribuées à des personnages éminents de cette époque, décrit la situation d'alors comme dramatique, marquée par des disettes et des affrontements entre les royaumes rivaux, ainsi que les attaques des Amorrites et des Élamites. Ce sont ces derniers qui font tomber Ur en 2004, achevant la dynastie dont le souverain ne dominait alors plus que la ville et ses alentours. Divers arguments ont été avancés pour expliquer la chute si rapide du royaume d'Ur : l'incapacité de son armée à maintenir la sécurité sur ses frontières, la lourdeur de l'appareil administratif et plus largement le fait qu'en dépit de ses tentatives d'intégration politique et économique plus poussée, l'empire d'Ur III n'a manifestement pas éteint les forces centrifuges, qui se libèrent rapidement de son emprise dès les premiers signes d'essoufflement de sa puissance. Lui succèdent des États d'une envergure territoriale bien plus réduite, mais le souvenir des empires d'Akkad et d'Ur reste fort dans les siècles suivants, incarnant un modèle pour les souverains les plus ambitieux, qui envisagent de reprendre à leur compte les prétentions à la domination universelle.

### Le Nord à la fin duIIIemillénaireav. J.-C.
Les deux derniers siècles du IIIe millénaire av. J.-C. voient un important phénomène d'abandon de sites dans le Nord mésopotamien, ou du moins de diminution sensible de l'espace occupé en particulier dans la Haute Djézireh (notamment Tell Leilan, Tell Chuera, Tell Beydar). Les causes de ce phénomène, dont la temporalité n'est pas claire, sont très discutées. Certains en font la conséquence d'un changement climatique entraînant une plus grande aridité de la région la plus touchée. D'autres mettent en avant les conséquences des conquêtes et destructions entreprises par les rois d'Akkad, ou bien les effets d'une surexploitation du milieu par les centres urbains. En fait, même dans la région la plus touchée, le triangle du Khabur, il n'y a pas d'effondrement à proprement parler, certains centres subissant un déclin moindre, comme Chagar Bazar, et surtout Urkish et Nagar (Tell Mozan et Tell Brak) qui sont unifiées par une dynastie hourrite attestée par quelques objets et inscriptions. Sur l'Euphrate, il n'y a pas de déclin du tout : Mari est dominée par une nouvelle dynastie (v. 2200-1900), dont les monarques, portant le titre de šakkanakku, entreprennent d'importantes constructions, notamment le palais royal et des temples, et se font représenter par des statues de grande qualité ; Tuttul (Tell Bi'a) voit également l'érection d'un édifice palatial. À l'est, pas de trace de crise non plus. Ninive semble rester autonome, en revanche Assur, Arbèles et Arrapha sont dominées un temps par les rois d'Ur III.

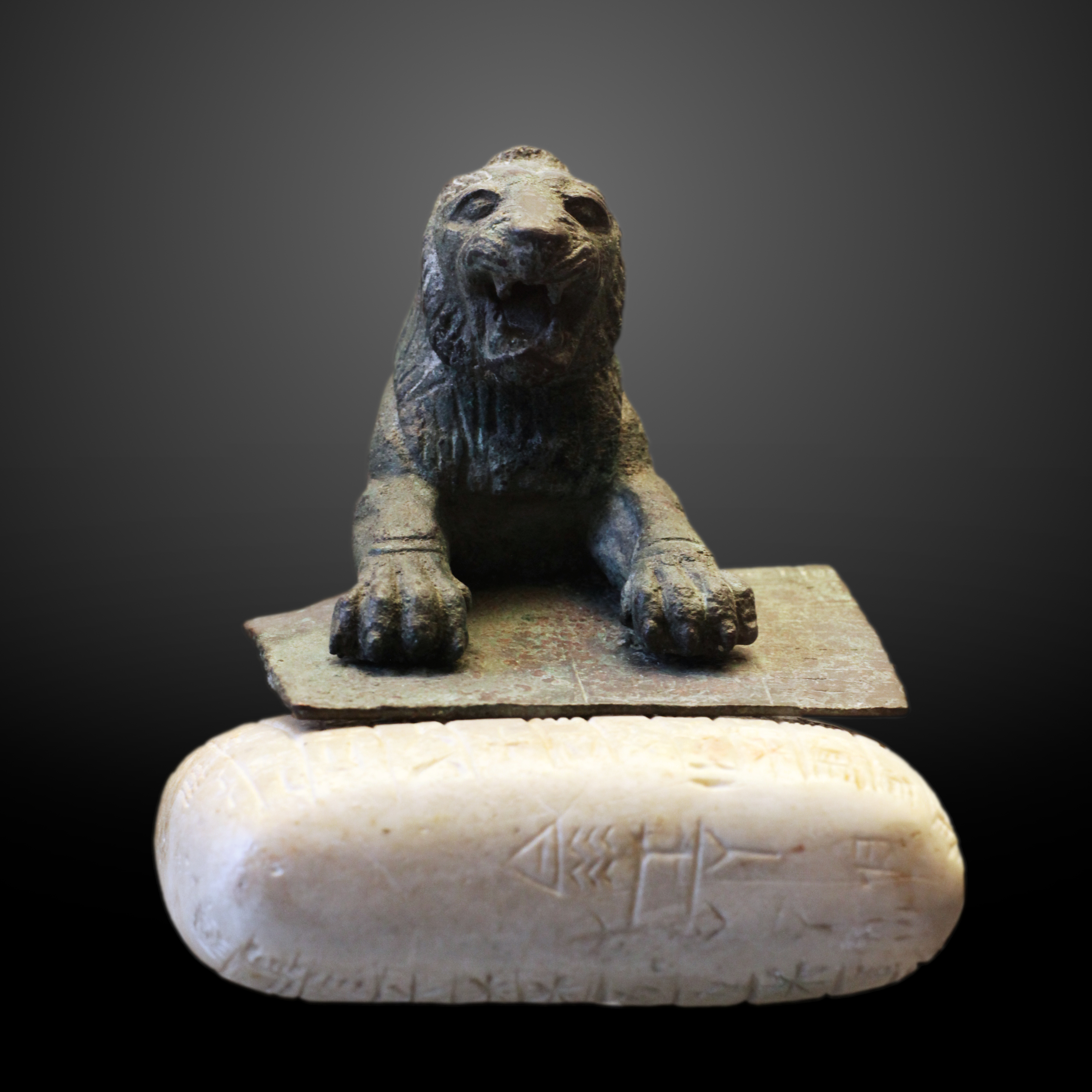
Document de fondation de Tish-atal, prince d'Urkish, inscrit en langue hourrite. Musée du Louvre.
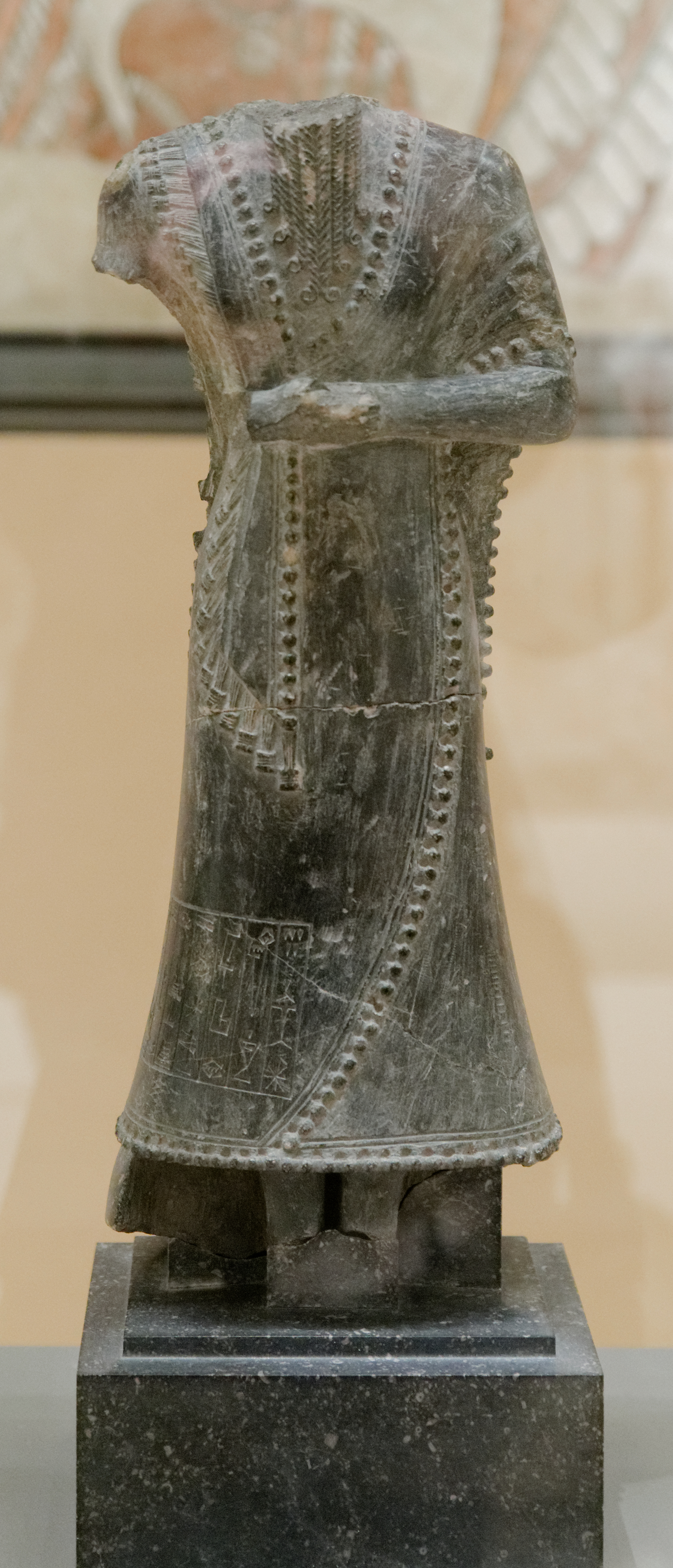
Statue d'Idi-ilum, šakkanakku de Mari, musée du Louvre.
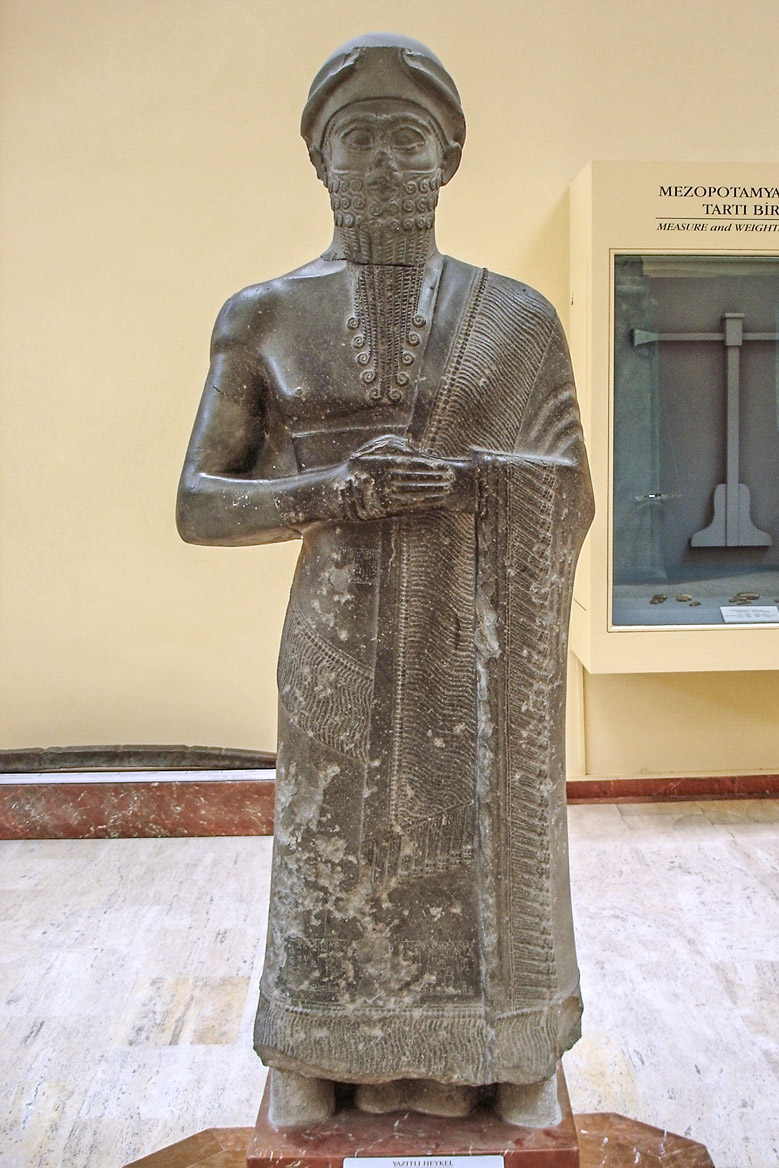
Statue de Puzur-Ishtar, šakkanakku de Mari, musée archéologique d'Istanbul.

## Les dynasties amorrites

Localisation des principales villes de la Mésopotamie de l'âge du Bronze moyen.

La période de l'âge du Bronze moyen couvre en gros la première moitié du IIe millénaire av. J.-C. Cette période, abondamment documentée tant du point de vue épigraphique qu'archéologique, correspond à la phase historique dite « paléo-babylonienne » dans le Sud, à la phase « paléo-assyrienne » à Assur, et il a été proposé de la désigner, pour la Mésopotamie et la Syrie, comme une « époque amorrite » en raison de l'importance de ce peuple. De fait, même si l'impact culturel des Amorrites est discuté et que par ailleurs cette période soit comme les autres phases de l'histoire mésopotamienne marquée par l'ouverture et la mixité ethnique, les dynasties les plus importantes de la Mésopotamie de cette période ont une origine amorrite.
Après la chute d'Ur, la Mésopotamie connaît une nouvelle période de division politique, en dépit des entreprises de plusieurs dynasties à prétentions hégémoniques (Isin, Larsa, Eshnunna, Mari, Ekallatum, puis Babylone), qui parviennent à dominer plusieurs royaumes voisins et sont partie prenante d'un système de relations diplomatiques hiérarchisé qui englobe également la Syrie (Yamkhad/Alep, Qatna), une partie de l'Anatolie et l'Élam. La phase finale de cette période est marquée par l'unification éphémère d'une majeure partie de la Mésopotamie à la suite des conquêtes du roi Hammurabi de Babylone, puis par l'émergence de nouvelles entités politiques et le début d'une nouvelle « période obscure » très mal documentée.

### Les Amorrites
Les Amorrites (Martu en sumérien) apparaissent dans les textes de la fin de l'époque d'Akkad, et jouent un rôle important dans la chute de la dynastie d'Ur III, avant de devenir une composante majeure du paysage ethnique du Moyen-Orient à l'âge du Bronze récent. Pour ce qui peut être déduit des sources cunéiformes, essentiellement à partir des noms de personnes et de lieux, ces populations parlent une langue de type nord-ouest sémitique (donc apparentée à l'araméen, aux langues « cananéennes », à l'hébreu), désignée comme l'« amorrite ». Aux yeux des Mésopotamiens, ils viennent bien des régions occidentales, également désignées par le terme Amurru. Leur origine semble prendre place dans l'espace syro-levantin, parmi des groupes pratiquant le nomadisme pastoral qui est une composante importante des communautés humaines de ces régions, aux côtés de leurs villes et leur agriculture. Selon un scénario proposé, les Amorrites auraient émergé lors de la crise des villes de Syrie intérieure et se seraient étendus avec la progression du mode de vie nomade à la suite du déclin urbain, sans que cette expansion ne prenne la forme d'« invasions ». Des Amorrites se retrouvent dans des textes administratifs de la troisième dynastie d'Ur, au service des institutions, notamment en tant que pasteurs ou mercenaires. Cela s'accompagne d'incursions hostiles de tribus amorrites en Basse Mésopotamie, en particulier lors de l'effondrement de l'empire d'Ur. Au début du IIe millénaire av. J.-C., ces tribus se répartissent sur tout l'espace syro-mésopotamien. Surtout, la plupart des dynasties fondées à l'âge du Bronze moyen dans les villes cette région ont une origine amorrite, où elles apportent des pratiques politiques, sociales et religieuses nouvelles, ce qui a fait qu'on a pu désigner cette période comme une « époque amorrite ». Cet aspect est sans doute plus marqué dans le Moyen-Euphrate, la Djézireh et la Syrie centrale qui constituent le cœur de l'espace occupé par les Amorrites, là où ils sont manifestement l'élément le plus important, ou plus largement dans les traditionnelles régions à dominante sémitique (l'espace de l'ancienne « tradition de Kish »).

### La période d'Isin-Larsa
Après la chute d'Ur, le principal candidat à la succession du royaume défunt est Isin, rendu indépendant par Ishbi-Erra dès avant la fin de la troisième dynastie d'Ur, qui contrôle Ur, Uruk et Nippur, donc les principales villes du pays de Sumer. Néanmoins la Basse Mésopotamie est dès lors divisée entre plusieurs dynasties locales : Larsa au Sud, Eshnunna et sans doute Kish au Nord. L'historiographie a reconnu le fait qu'Isin domine le jeu politique au XXe siècle av. J.-C., puis sa rivale Larsa au XIXe siècle av. J.-C. après les victoires de ses rois Gungunnum (1932-1906) et Sumu-El (1894-1866), les deux villes se disputant notamment à plusieurs reprises la domination de la ville sainte de Nippur, gage de suprématie symbolique, pour désigner cette période comme celle d'« Isin-Larsa ». Mais la tendance est en fait à la division politique, qui s'accélère après 1900, notamment dans le Nord de la Basse Mésopotamie avec l'émergence de dynasties amorrites à, entre autres, Kazallu, Uruk et Babylone. Les vieilles cités d'Umma et de Lagash sont en revanche en déclin. Larsa est la plus grande puissance méridionale dans le Sud dans la seconde moitié du XIXe siècle av. J.-C., sans pour autant parvenir à éliminer ses adversaires, parfois rejoints dans la mêlée par les deux plus grandes puissances voisines de la région, Eshnunna et l'Élam. En 1835 la dynastie de Larsa change avec la prise de pouvoir de Kudur-Mabuk, le chef de la tribu amorrite Emutbal, qui y installe son fils Warad-Sîn (1835-1823), remplacé par son autre fils Rîm-Sîn (1823-1763, le plus long de l'histoire mésopotamienne). Ce dernier réussit à placer fermement Nippur sous sa domination, à infliger plusieurs défaites aux royaumes rivaux, et à annexer Uruk et Isin, unifiant l'extrême-Sud mésopotamien. Mais il ne rencontre pas le même succès contre Babylone qui a progressivement annexé les cités voisines (Kish, Sippar, Dilbat, Damrum, Kazallu et Marad) et constitué un royaume à la mesure du sien, dont hérite Hammurabi quand il monte sur le trône en 1792.
Les rois d'Isin et de Larsa reprennent la continuité de l'idéologie royale et des institutions de la troisième dynastie d'Ur : ils commémorent leurs hauts faits dans des inscriptions en sumérien, sont célébrés dans des hymnes dans la même langue, édictent des textes de lois (le Code de Lipit-Ishtar), proclament des édits de rémission des dettes reprenant l'idéal de roi juste, et certains se font diviniser (notamment Rim-Sîn). Ils restaurent les grands centres religieux dans la continuité des rois d'Ur, en particulier ceux d'Ur et de Nippur, qui ne sont pas des centres politiques mais ont une importance religieuse primordiale, également dans leurs capitales (c'est surtout attesté à Larsa), qui sont alors de grands complexes religieux, avec un grand sanctuaire et sa ziggurat. Cette période voit le développement de l'architecture palatiale, attestée dans le Sud par les palais de Larsa et Uruk, qui ont un plan distinctif avec un secteur d'apparat organisé autour d'une grande cour ouvrant sur deux salles oblongues, la seconde étant la salle du trône (non identifiable dans les édifices palatiaux antérieurs).
Plusieurs zones d'habitations ont été mises au jour à Uruk et Nippur, aussi Larsa (et Sippar pour la seule période de domination babylonienne), ayant livré une documentation épigraphique importante. Les notables de ces périodes évoluent souvent dans l'administration des temples, exerçant des fonctions cultuelles dans le système des prébendes leur permettant de bénéficier de concessions de terres. Si les temples et le palais continuent de jouer un rôle économique majeur et sont la source principale d'enrichissement des notables, cette période voit l'essor de la documentation de nature privée, ce qui traduit manifestement un essor des activités économiques privées. Cela concerne notamment les activités de prêt et l'exploitation de terres. Ur et Larsa ont par ailleurs des communautés de marchands actifs dans les échanges à longue distance sur le Golfe, en direction du pays de Dilmun (Bahreïn) où ils obtiennent du cuivre du pays de Magan (Oman).
Les résidences de Nippur, d'Ur et de Sippar ont également livré une abondante documentation relative à la vie scolaire et intellectuelle, qui est essentiellement le fait des membres du clergé, qui rédigent les textes et dispensent l'enseignement. La période d'Isin-Larsa est encore marquée par la domination de la langue sumérienne, qui n'est plus parlée à cette époque mais a acquis un statut éminent qui assure sa préservation dans le milieu savant, au même titre que le latin dans l'Europe médiévale. C'est de cette période que datent la majorité des tablettes documentant la littérature sumérienne, en général issue d'un contexte scolaire : listes lexicales (très utilisées pour l'apprentissage du cunéiforme), hymnes et prières (servant pour les rituels), mythes et épopées, textes historiographiques comme la Liste royale sumérienne, etc. La littérature en akkadien se développe cependant.
Dans le domaine artistique, les sites de cette période ont fourni de nombreuses moulées plaques en terre cuite, représentant souvent des sujets religieux, ce qui fait qu'elles sont interprétées comme des témoignages d'une religion populaire et domestique, autrement très peu documentée. Les sceaux-cylindres représentent également des scènes religieuses, en premier lieu la présentation d'un fidèle à une divinité. La statuaire est très variée, tant par ses supports (sur pierre et sur bronze, qui tend alors à devenir l'alliage le plus commun) que ses thèmes (animaux, divinités, orants).

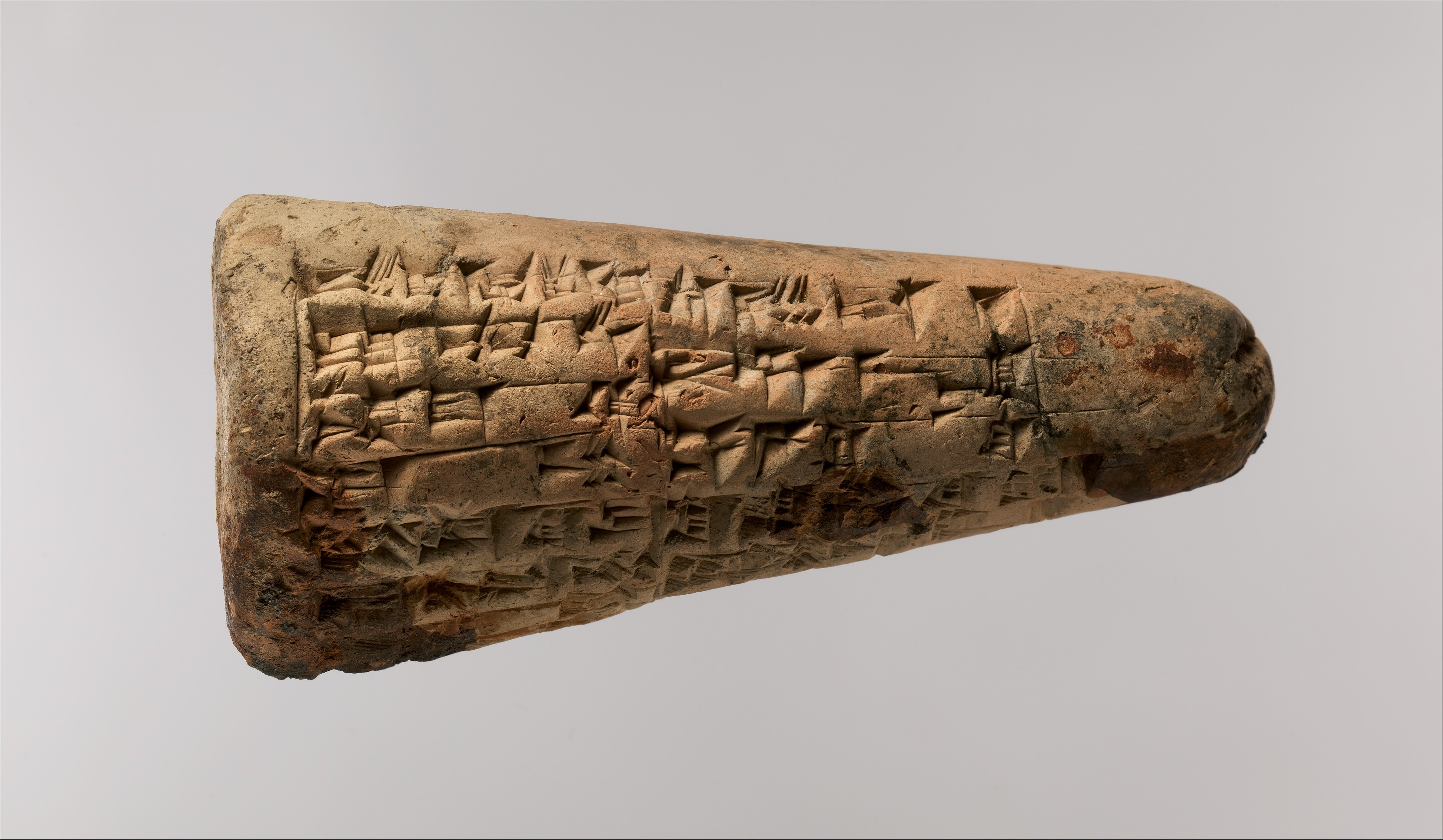
Cône d'argile portant une inscription de fondation du roi Lipit-Ishtar d'Isin (1934–1924 av. J.-C.). Metropolitan Museum.
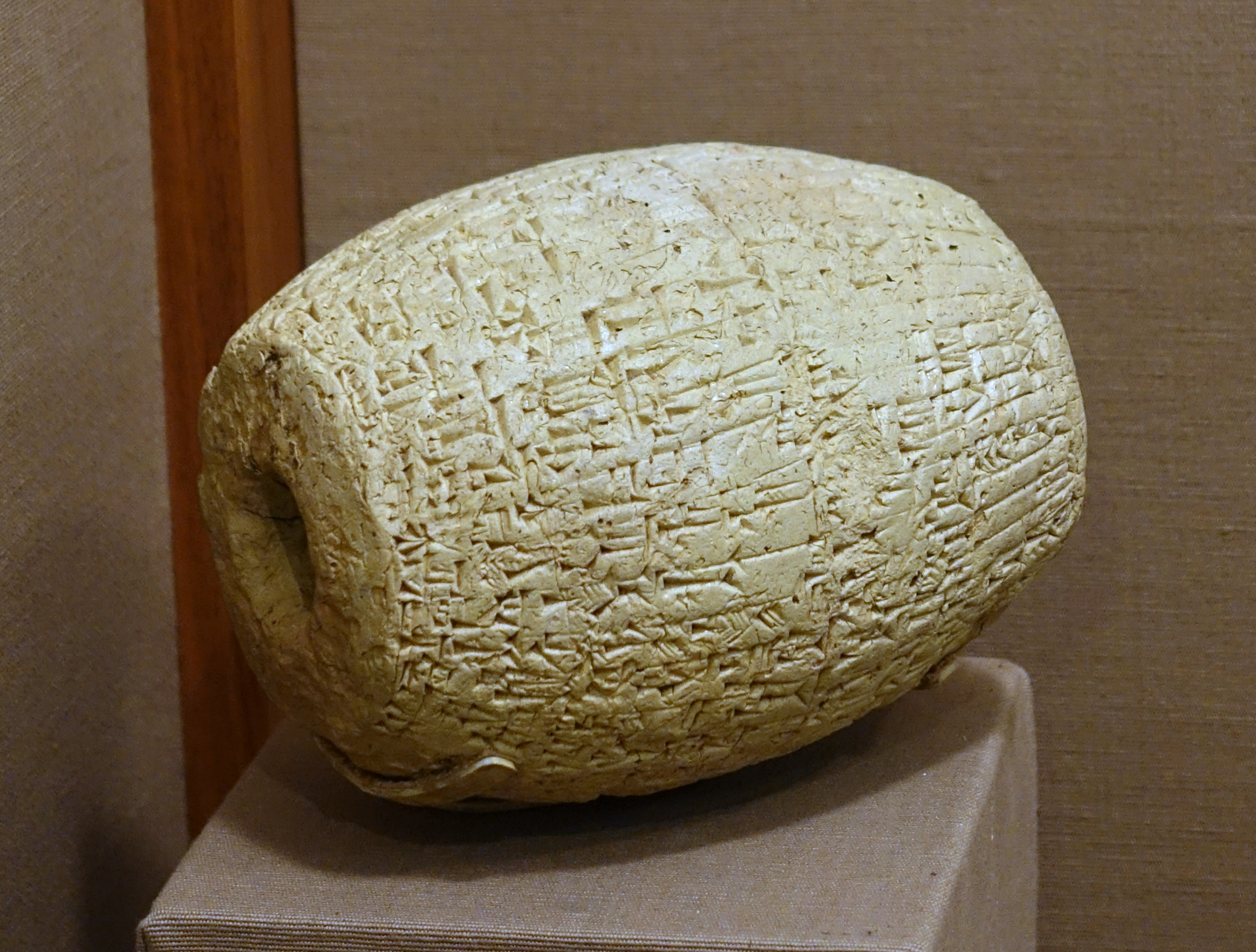
Cylindre d'argile commémorant des travaux d'irrigation entrepris par Sîn-idinnam de Larsa, milieu du XIXe siècle av. J.-C. Musée de l'Oriental Institute de Chicago.
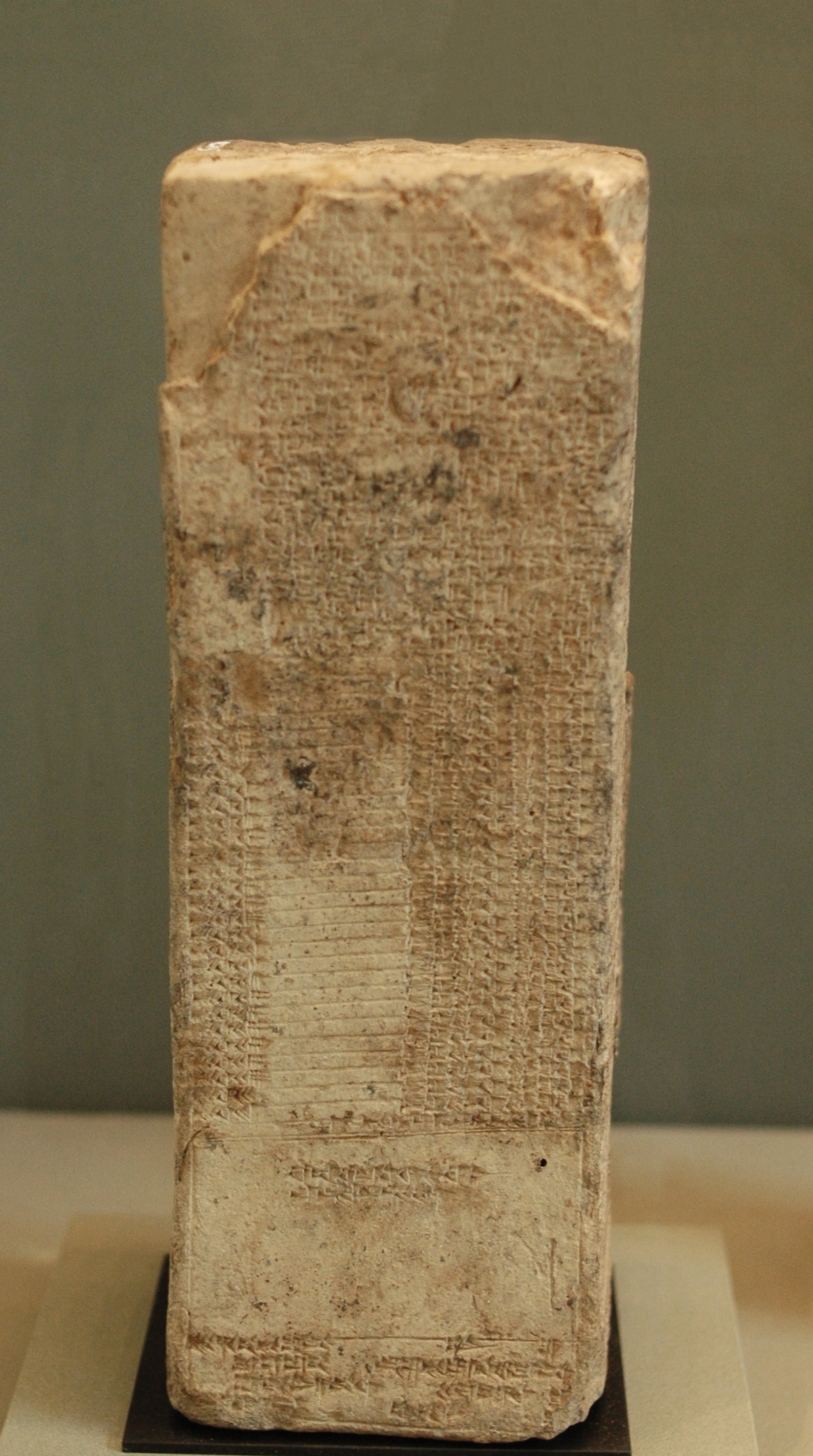
Liste des rois de Larsa, musée du Louvre.
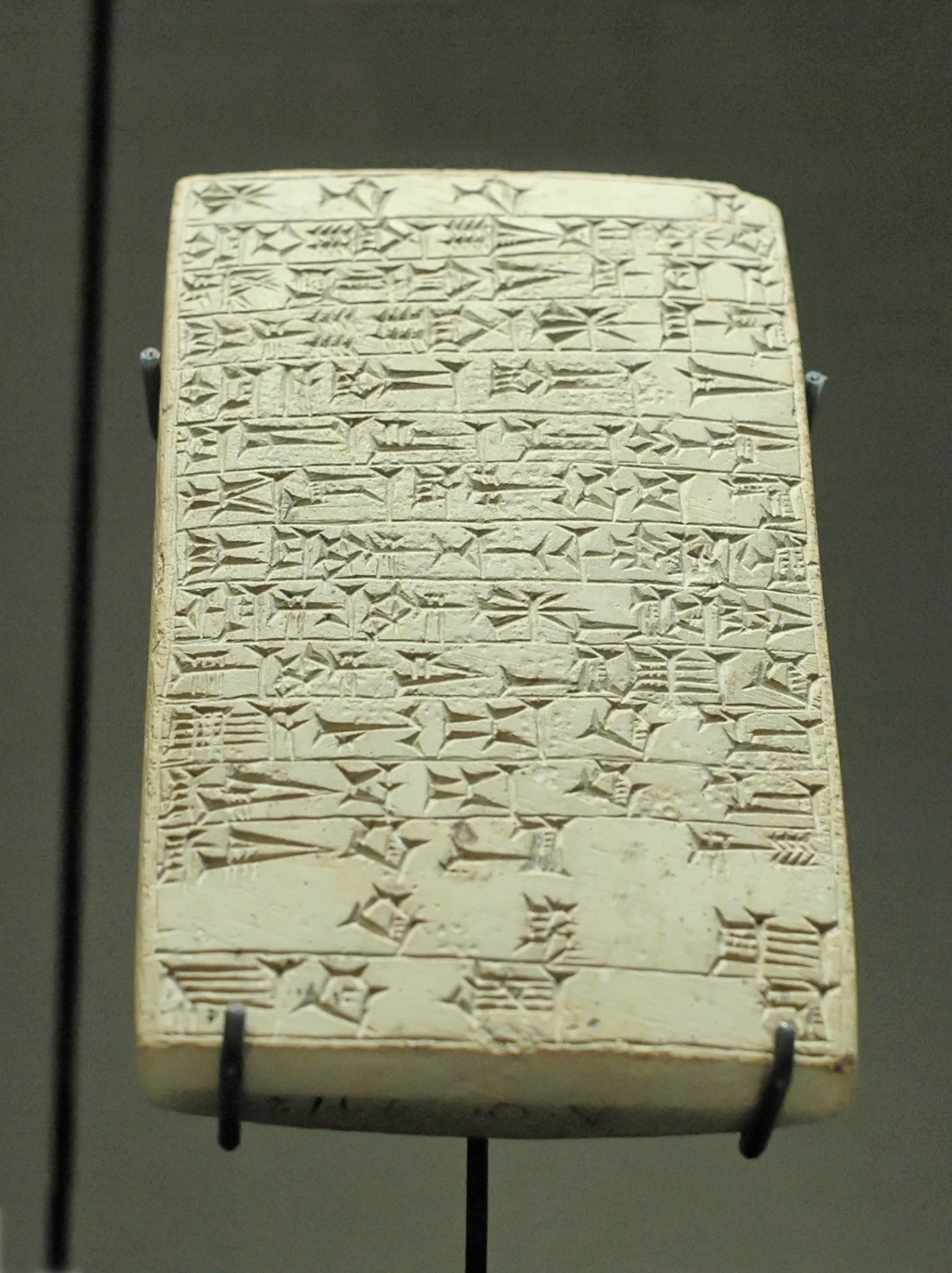
Tablette commémorant la fondation du temple de Nanaya, bâti par les rois Kudur-Mabuk et Rîm-Sîn de Larsa, fin du XIXe siècle av. J.-C.
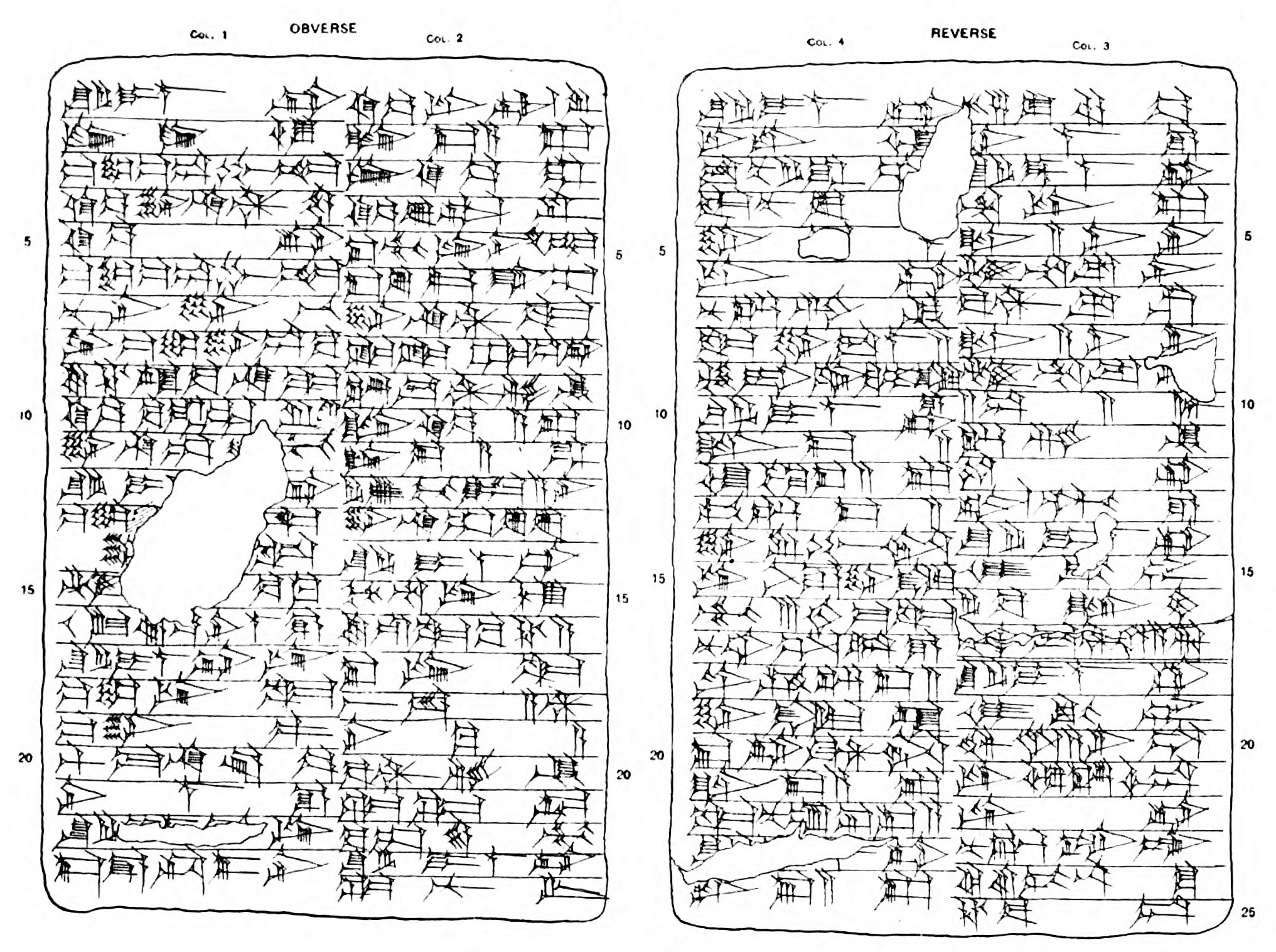
Copie d'une tablette du Code de Lipit-Ishtar d'Isin, mise au jour à Nippur.
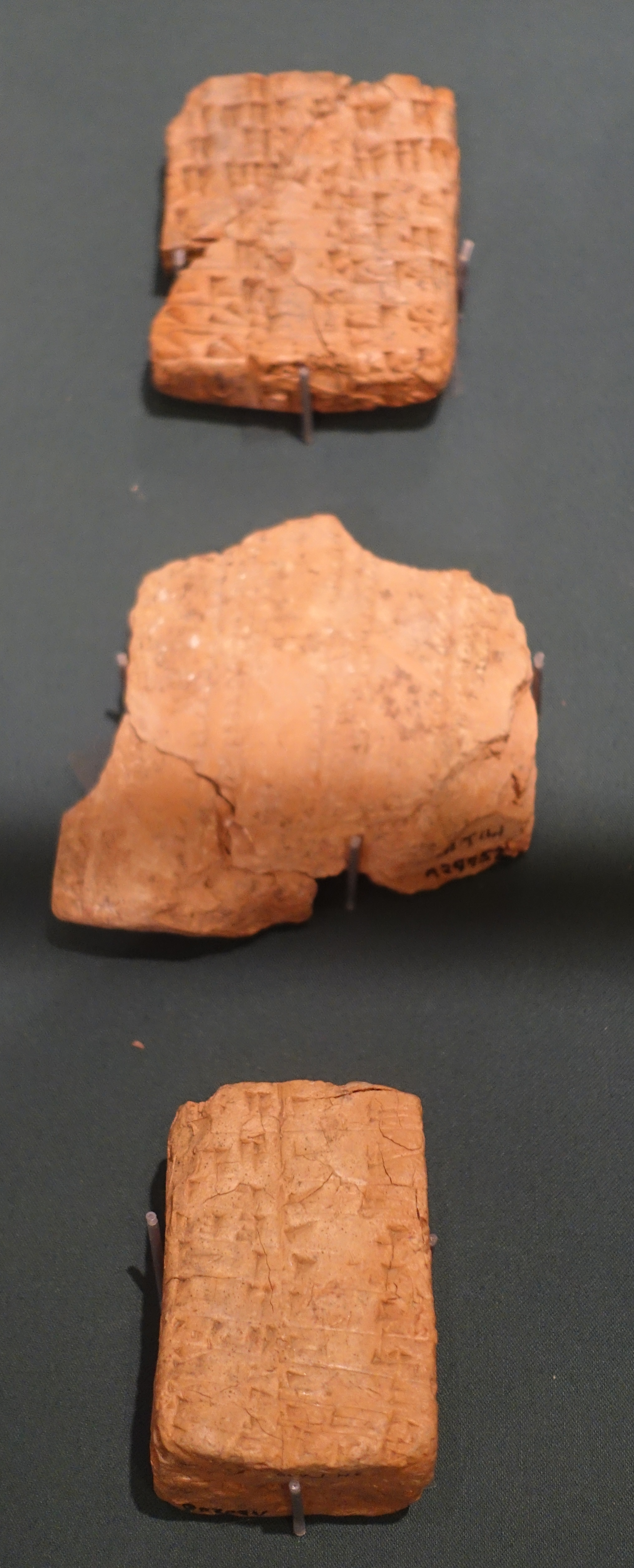
Tablettes d'exercices d'élèves scribes de Nippur. Musée de l'Oriental Institute de Chicago.
Une résidence de la période d'Isin-Larsa : le « no 1 Old Street » d'Ur, résidence du marchand Ea-nasir au début du XVIIIe siècle av. J.-C.
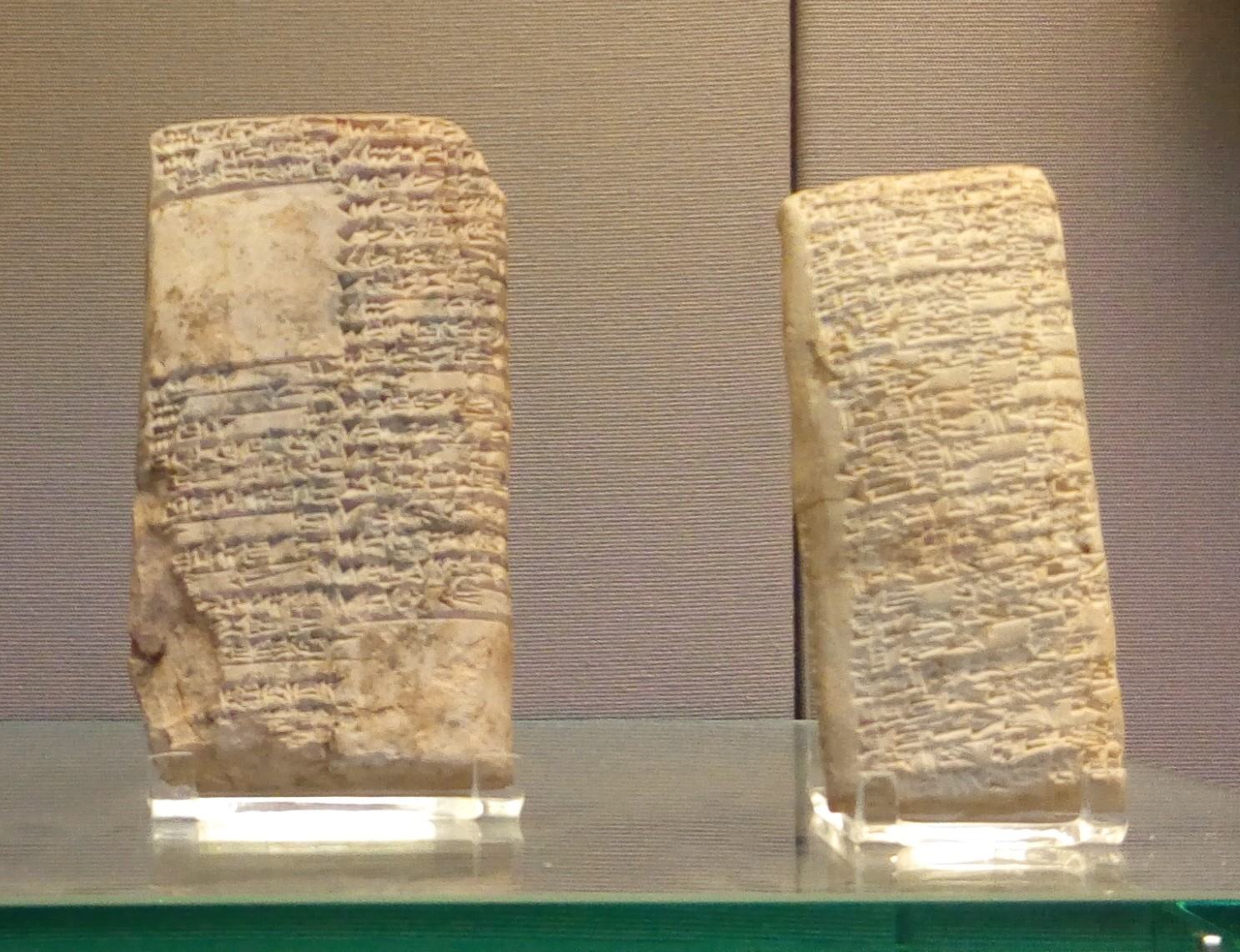
Deux tablettes provenant des archives de marchands/hommes d'affaires d'Ur concernant leur commerce avec Dilmun. British Museum.
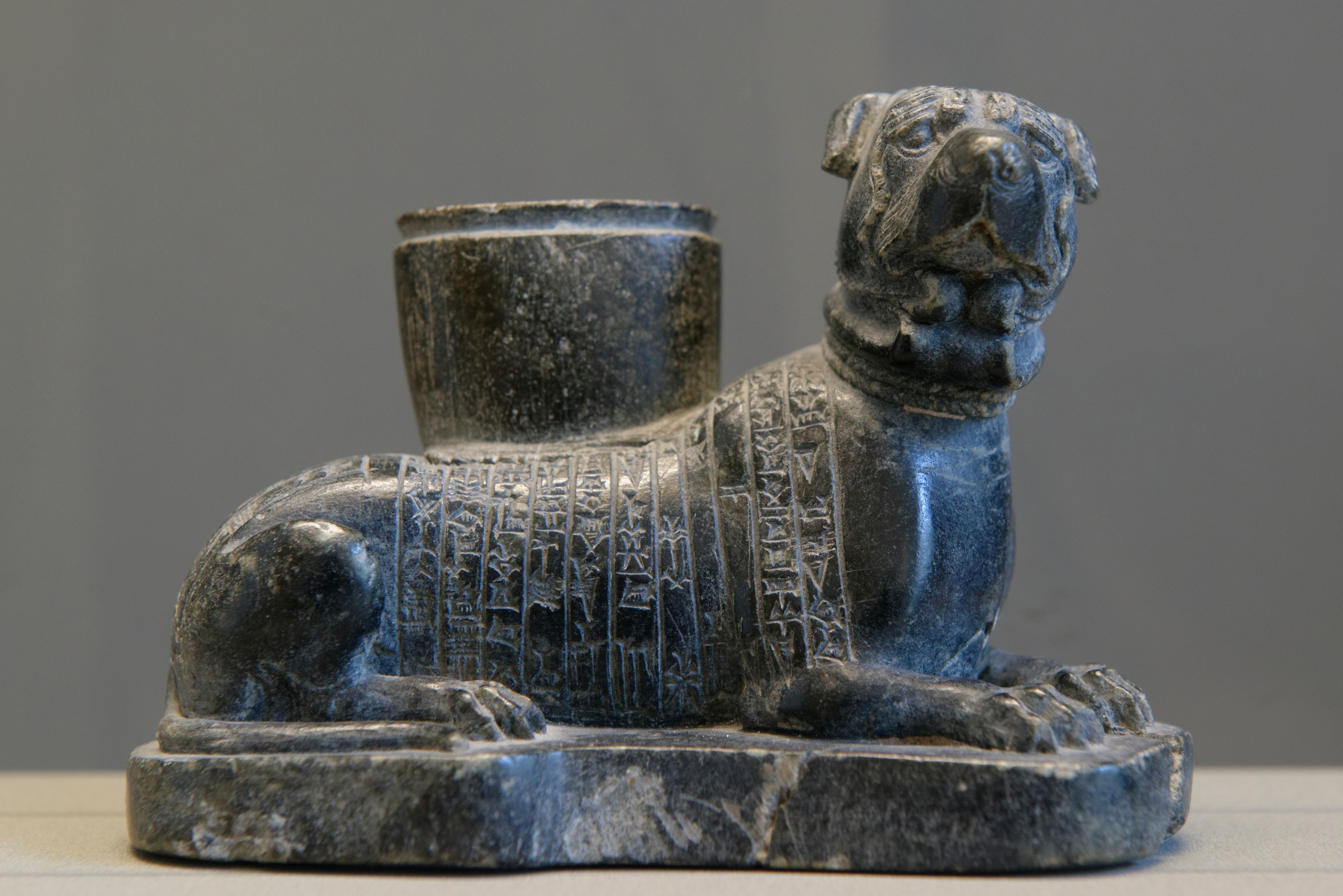
Statuette votive d'un chien vouée par un médecin de Lagash à la déesse Ninisina en faveur de Sûmû-El, roi de Larsa (1894-1866 av. J.-C.). Musée du Louvre.
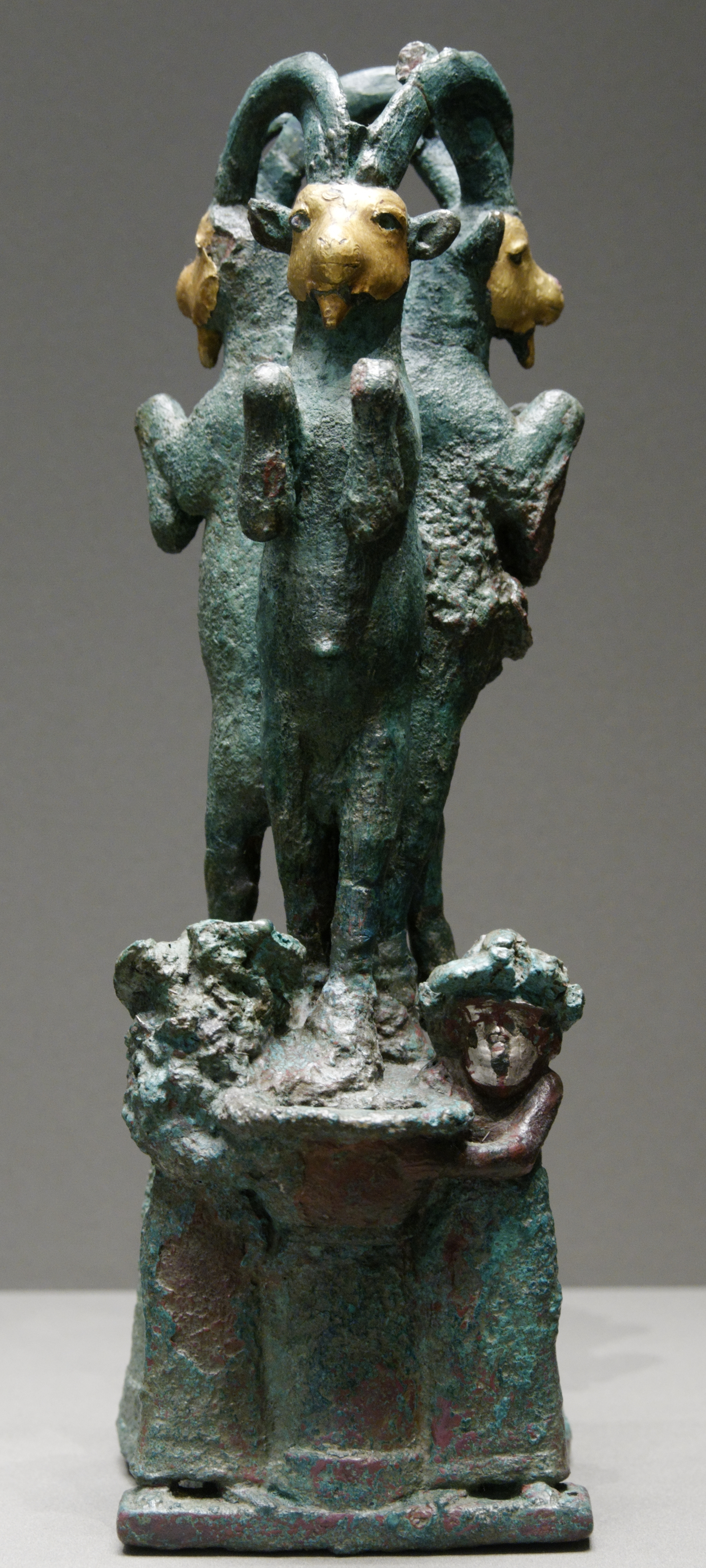
Statuette en bronze représentant trois bouquetins supportés par des divinités. Musée du Louvre.
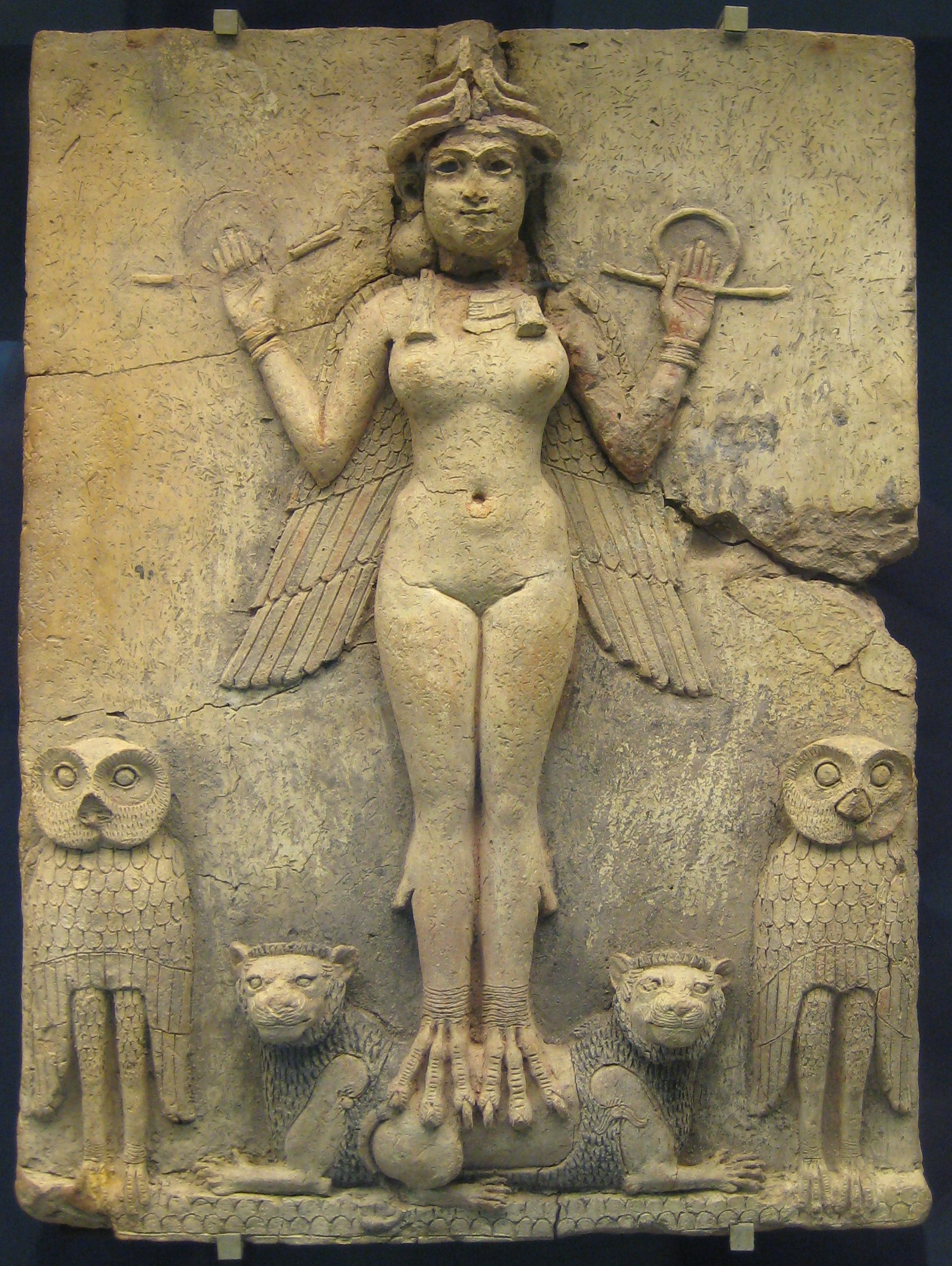
La « Reine de la nuit » (Ishtar ?), sur la plaque Burney. British Museum.
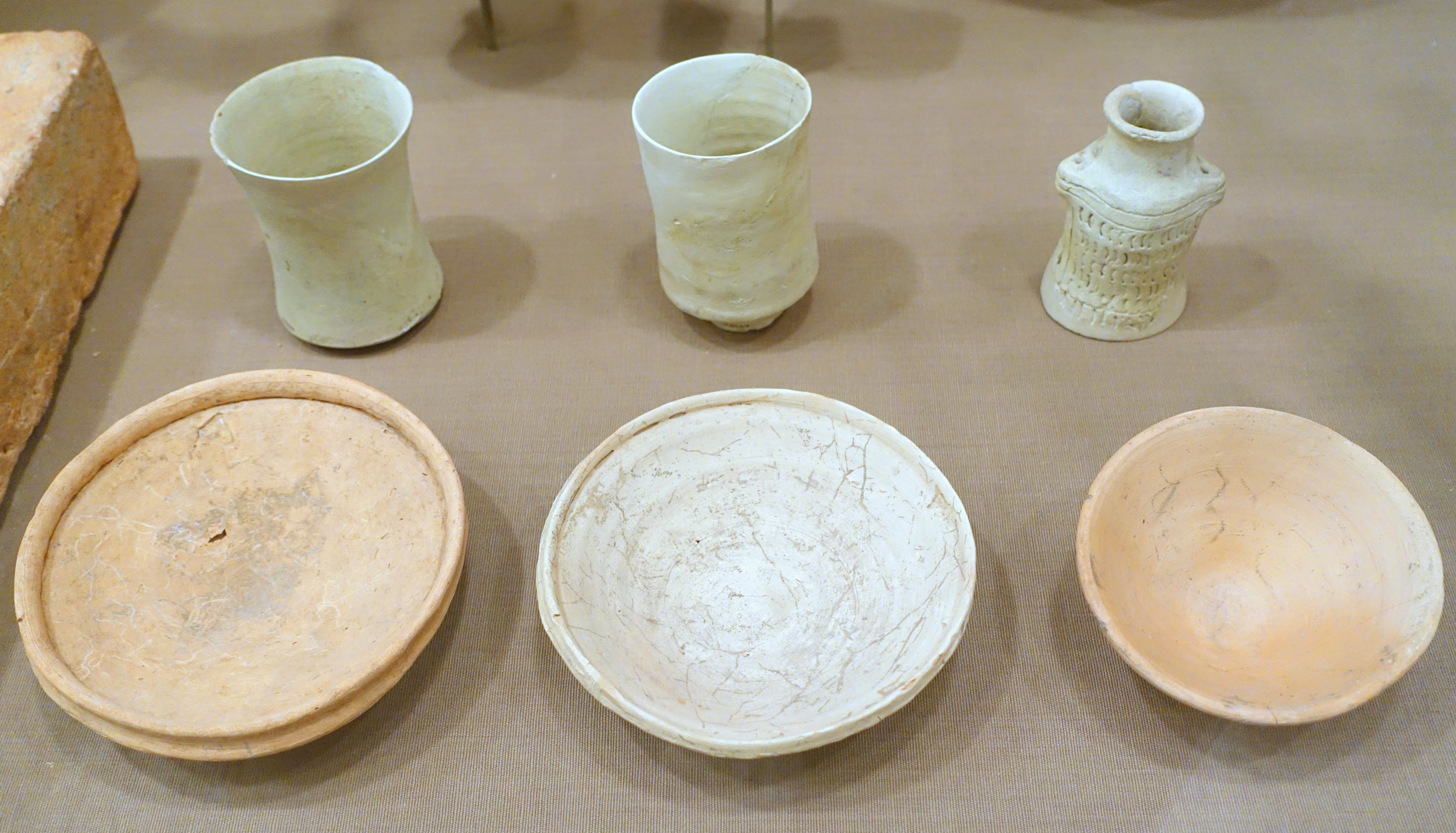
Céramiques de la période d'Isin-Larsa. Musée de l'Oriental Institute de Chicago.

### La Mésopotamie centrale et septentrionale
La Haute Mésopotamie de la première moitié du IIe millénaire av. J.-C. est caractérisée sur le plan politique par une extrême division territoriale, étant occupée par une myriade de royaumes de faible importance, dominés par quelques royaumes qui ont un rôle de « suzerain » (selon les époques Mari, Eshnunna, Ekallatum, Yamkhad). La Syrie et le Djézireh sont occupées majoritairement par des populations parlant les dialectes amorrites, mais on trouve également des populations parlant des variantes de l'akkadien (notamment à Assur, aussi dans le royaume de Mari) et le hourrite (le « subaréen » des textes de Mari), en particulier sur la frange septentrionale et à l'est du Tigre et au-delà (notamment les Turukkéens).
Dans la vallée de la Diyala, située à la charnière du Nord et du Sud, une dynastie s'implante à Eshnunna (Tell Asmar) dès avant la chute de la troisième dynastie d'Ur, documentée par des inscriptions royales. Ses souverains doivent composer avec des tribus amorrites implantées dans la région, puis au début du XIXe siècle av. J.-C. d'autres royaumes émergent dans plusieurs cités voisines : Tutub (Khafadje), Nerebtum (Ishchali), Me-Turan (Tell Haddad) et Shadlash (localisation inconnue). À partir du règne d'Ipiq-Adad II dans la seconde moitié du XIXe siècle av. J.-C., Eshnunna commence à unifier les autres royaumes de la Diyala, puis à étendre son influence vers le Zagros en amont de la Diyala, et surtout vers la Haute Mésopotamie. Son fils Naram-Sîn (début de règne v. 1810) parvient un temps à faire reconnaître son autorité à Mari et à menacer le royaume d'Ekallatum, les deux principales forces de la Haute Mésopotamie de l'époque. L'expansion eshunéenne sur l'Euphrate est attestée par la construction de Harradum (Khirbet ed-Diniye) en aval de Mari. Son successeur Dadusha est un des principaux rivaux de Samsi-Addu d'Ekallatum lorsqu'il constitue son royaume au début du XVIIIe siècle av. J.-C., avec qui il s'entend par la suite pour soumettre et se partager les régions situées à l'est du Tigre autour d'Arbèles (Erbil) et Arrapha (Kirkuk). Les sites du bassin de la Diyala ont livré une abondante documentation écrite, y ont été dégagées une architecture monumentale (le palais de Shu-iluya à Eshnunna, dont le plan rappelle celui des autres édifices palatiaux amorrites, le temple d'Ishtar à Nerebtum) et domestique (notamment le site de Tell Harmal, l'antique Shaduppum, ville provinciale dépendant d'Eshnunna, une source majeure sur l'urbanisme de la période) et de nombreuses œuvres d'art (plaques en terre cuite, sculptures en bronze), témoignant d'une culture proche de celle de la Basse Mésopotamie, qui s'étendait particulièrement loin vers l'est (peut-être jusqu'à Chogha Gavaneh en Iran occidental où des textes contemporains ont été mis au jour).

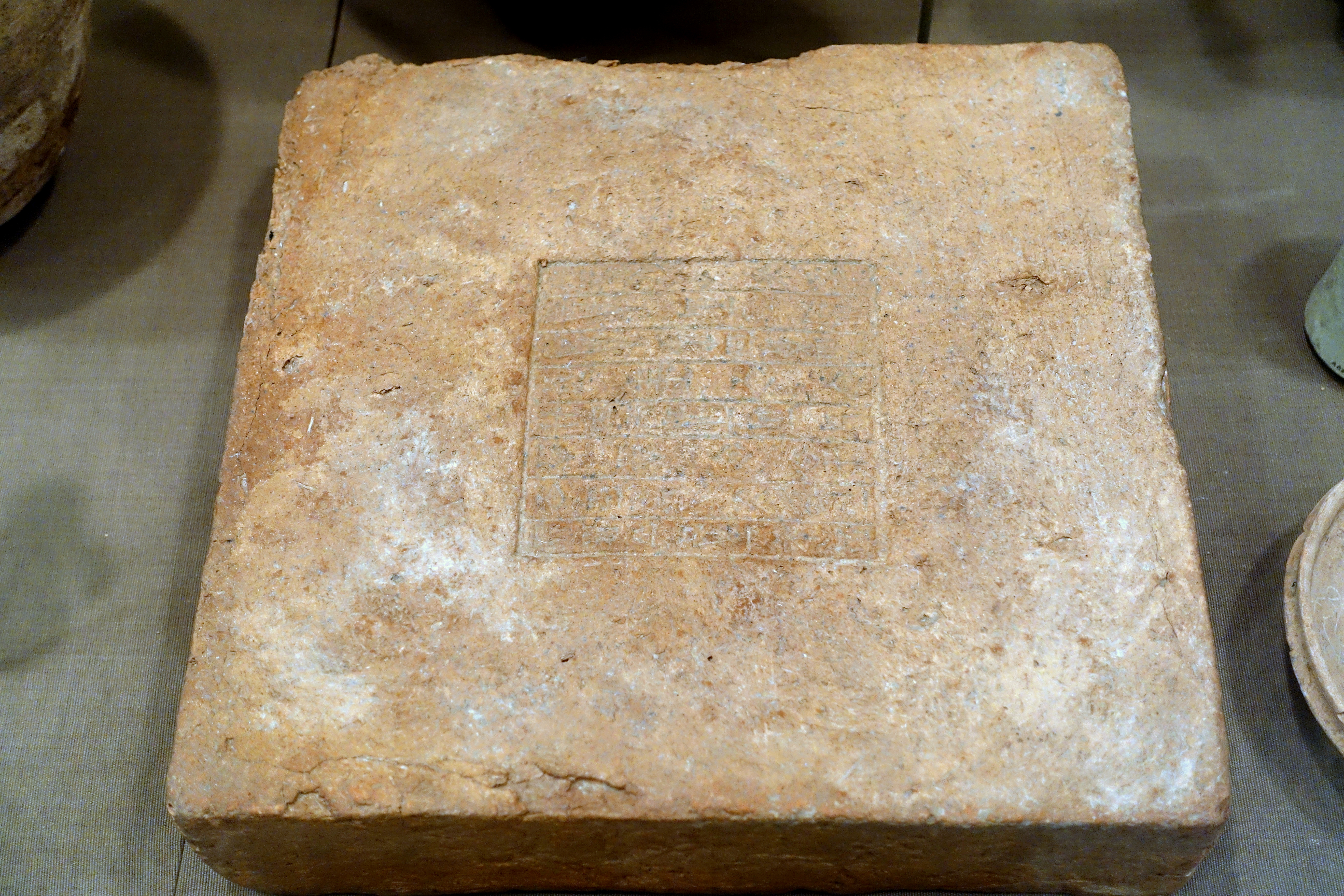
Brique en argile portant une inscription d'Ipiq-Adad II d'Eshnunna, v. 1820 av. J.-C. Musée de l'Oriental Institute de Chicago.
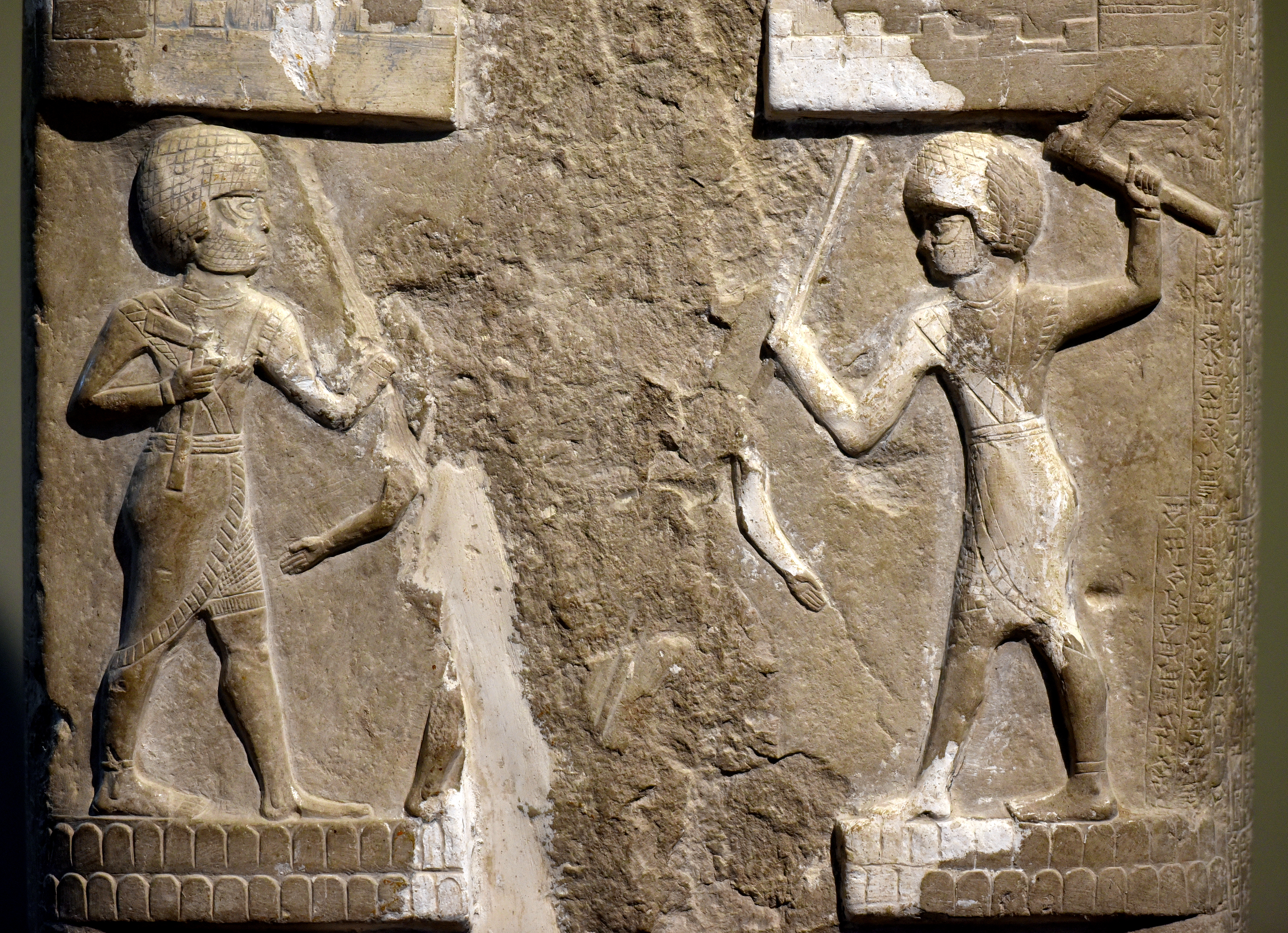
Stèle de Dadusha d'Eshnunna, début du XVIIIe siècle av. J.-C., détail : soldats attaquant des ennemis. Musée national d'Irak.
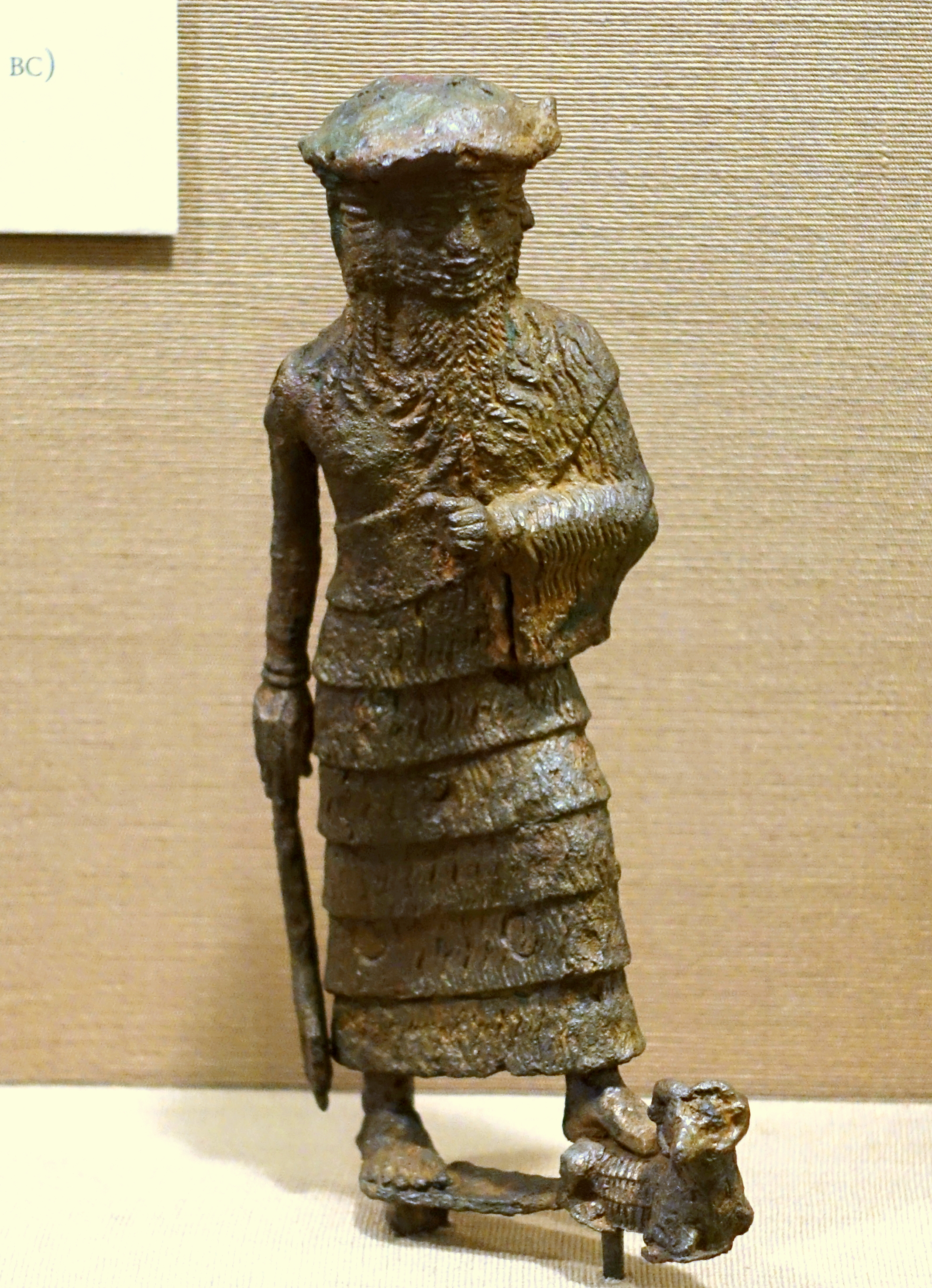
Dieu à quatre visages en bronze. Probablement originaire de Tell Asmar. Musée de l'Oriental Institute de Chicago.
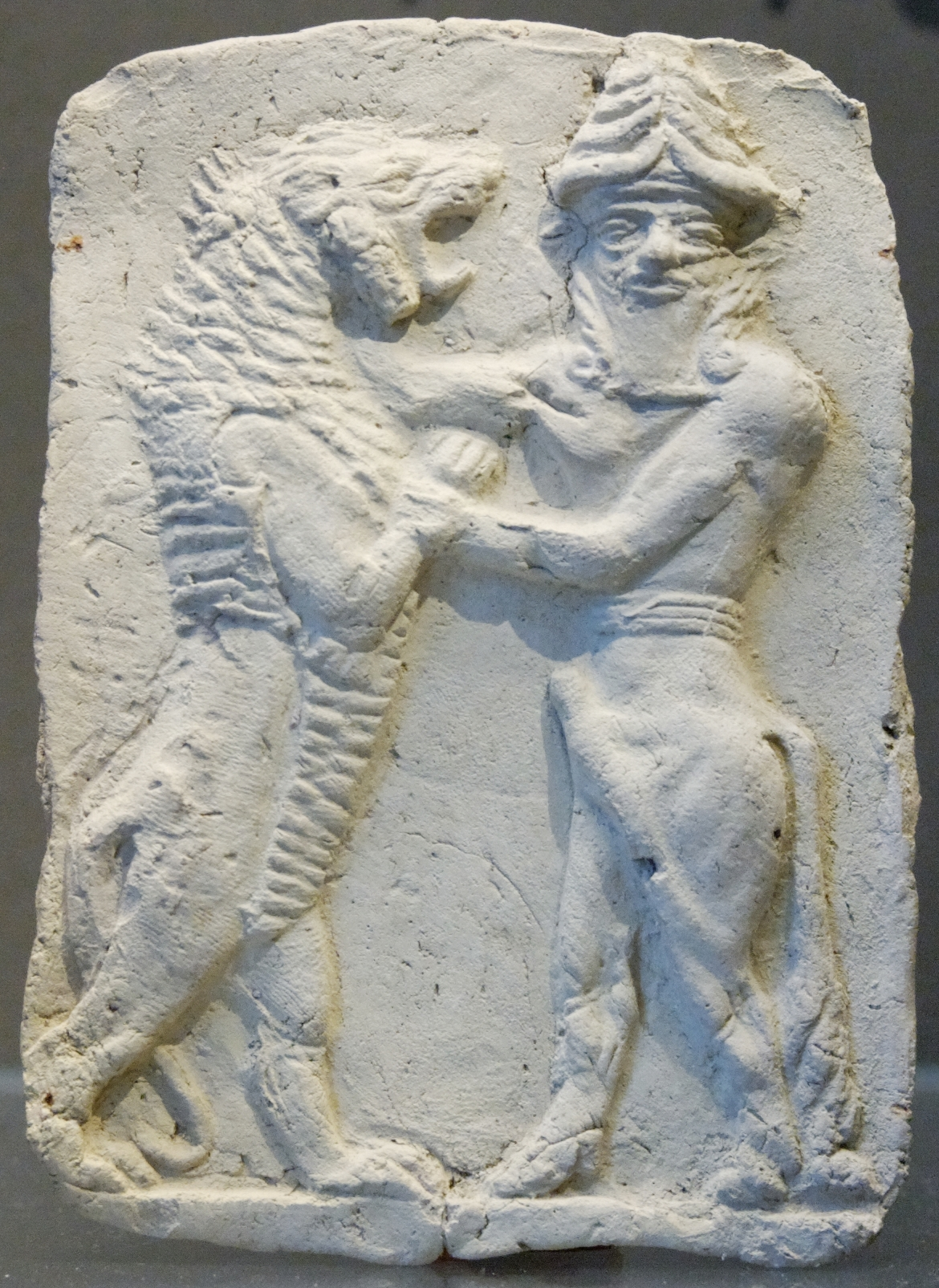
Homme-taureau combattant un lion, Tell Asmar. Musée du Louvre.
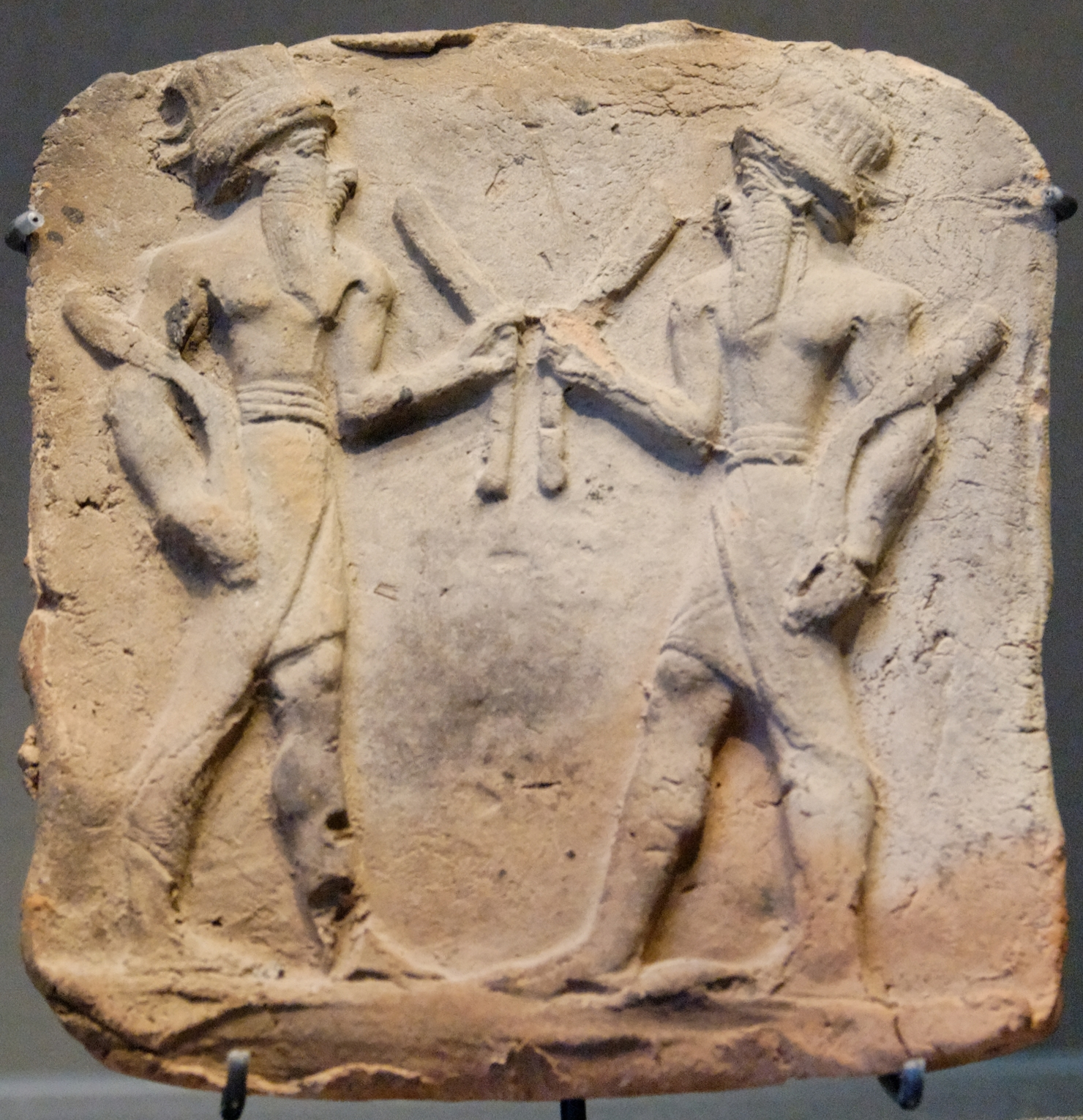
Danseurs avec des claquoirs, Tell Asmar. Musée du Louvre.
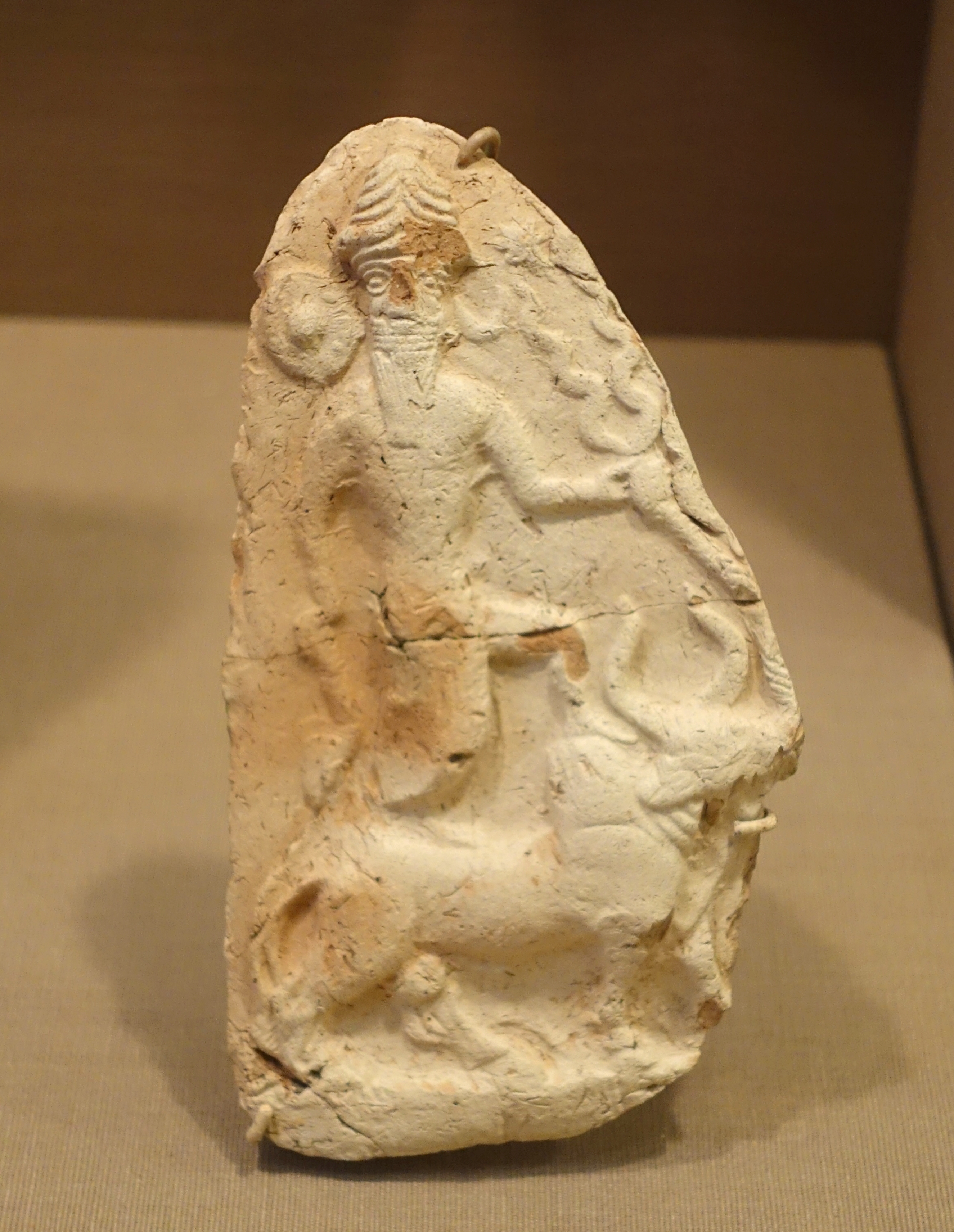
Dieu de l'Orage sur un taureau, Ishchali. Musée de l'Oriental Institute de Chicago.

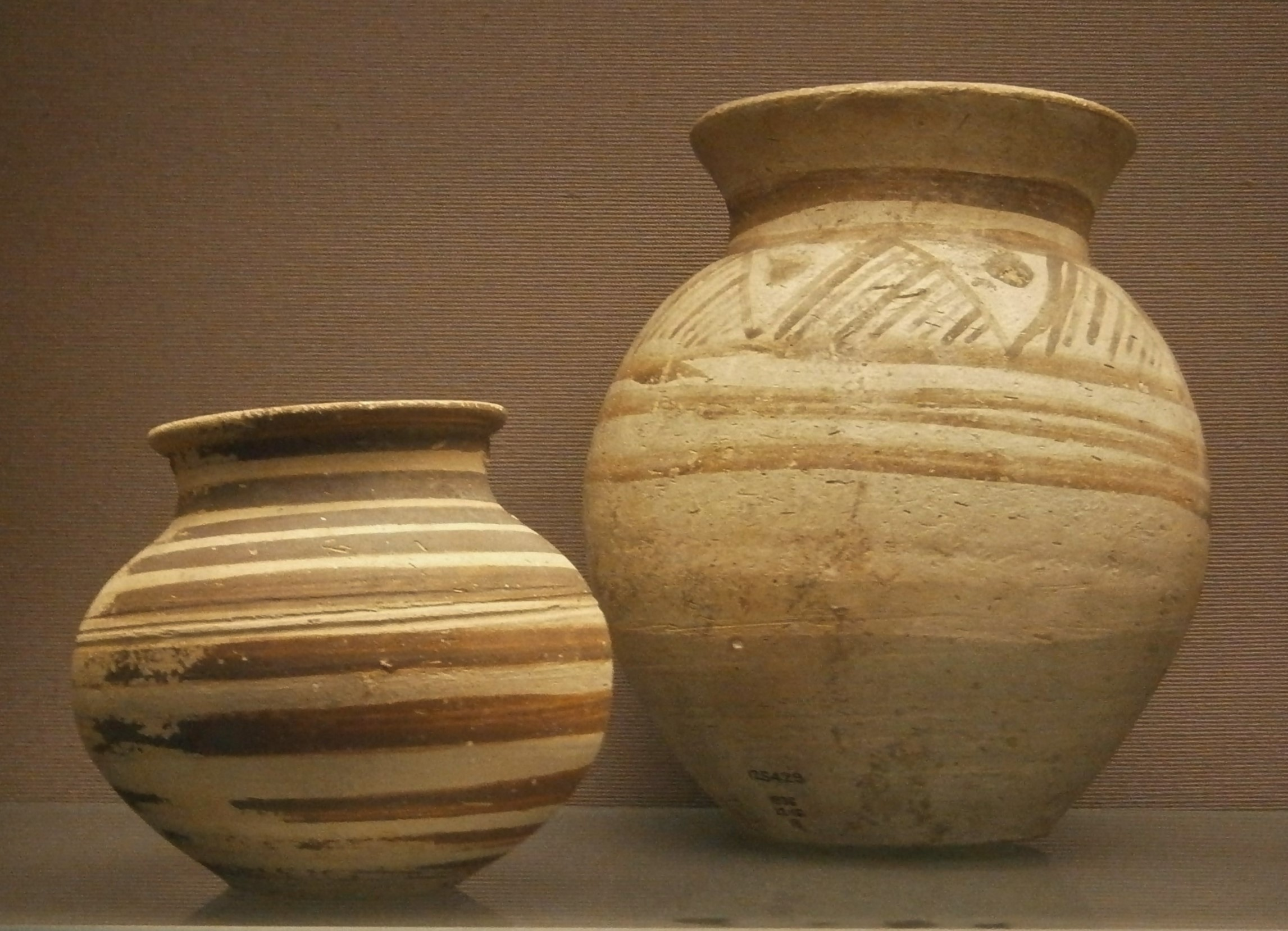
Jarres de « céramique du Khabur », de Chagar Bazar. British Museum.

La situation politique du Nord au XIXe siècle av. J.-C. est très mal documentée. Du point de vue de l'occupation, cette période (qui correspond du point de vue matériel au développement d'un type de poterie particulier, la « céramique du Khabur », surtout dans la Djézireh) voit une reprise après la chute de la fin du IIIe millénaire av. J.-C., avec en particulier le développement de petites agglomérations dans les zones mieux arrosées de la Haute Djézireh (triangle du Khabur, Balikh), mais sans que la région ne semble pour autant retrouver les niveaux d'urbanisation du milieu du millénaire précédent. Cela pourrait traduire une plus grande part de la population pratiquant le nomadisme pastoral, difficile à repérer lors des prospections archéologiques, mais bien connue grâce aux archives de Mari (voir plus bas). Cette réoccupation des sites pourrait être liée à l'implantation des groupes et dynasties amorrites dans la Djézireh ; à l'époque des archives de Mari (début XVIIIe siècle av. J.-C.) la toponymie locale est en tout cas fortement marquée par l'amorrite, ce qui implique que ses locuteurs soient présents dans la région depuis plusieurs générations.
Pour les XXe – XIXe siècle av. J.-C., la documentation cunéiforme concerne avant tout la ville d'Assur et son commerce lucratif reposant sur un réseau de comptoirs en Anatolie, en premier lieu celui de Kanesh (Kültepe) qui a livré plus de 20 000 tablettes et fragments de tablettes documentant ce réseau d'échanges animé par les marchands assyriens, qui s'approvisionnent en étain d'Iran, revendu avec un fort profit en Anatolie (également avec des étoffes produites à Assur ou bien achetées en Babylonie), avant tout en échange d'argent. Assur dispose d'un roi, mais celui-ci est plus un primus inter pares dirigeant la cité aux côtés d'une assemblée de notables, l'« Hôtel de Ville », tandis que dans les comptoirs l'institution dirigeant le « quai » (kārum) de Kanesh, le quartier marchand, a un rôle important dans le règlement des litiges commerciaux. Le fonctionnement de la cité-État d'Assur à cette période a pu être comparé à celui d'une « république marchande ». Cette organisation n'est pas atypique en Haute Mésopotamie et en Syrie, puisqu'à l'époque des archives de Mari les cités d'Emar, d'où est également originaire une communauté marchande active impliquée dans le commerce de l'étain, et de Tuttul disposent aussi d'assemblées (tahtamum) jouant un rôle important.

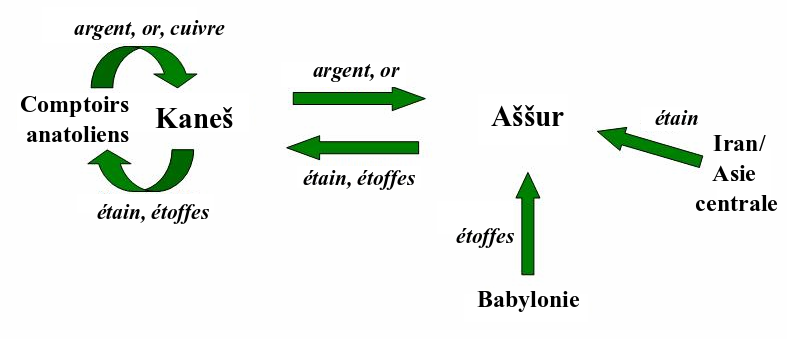
Schéma représentant les circuits du commerce entre Assur et Kanesh.
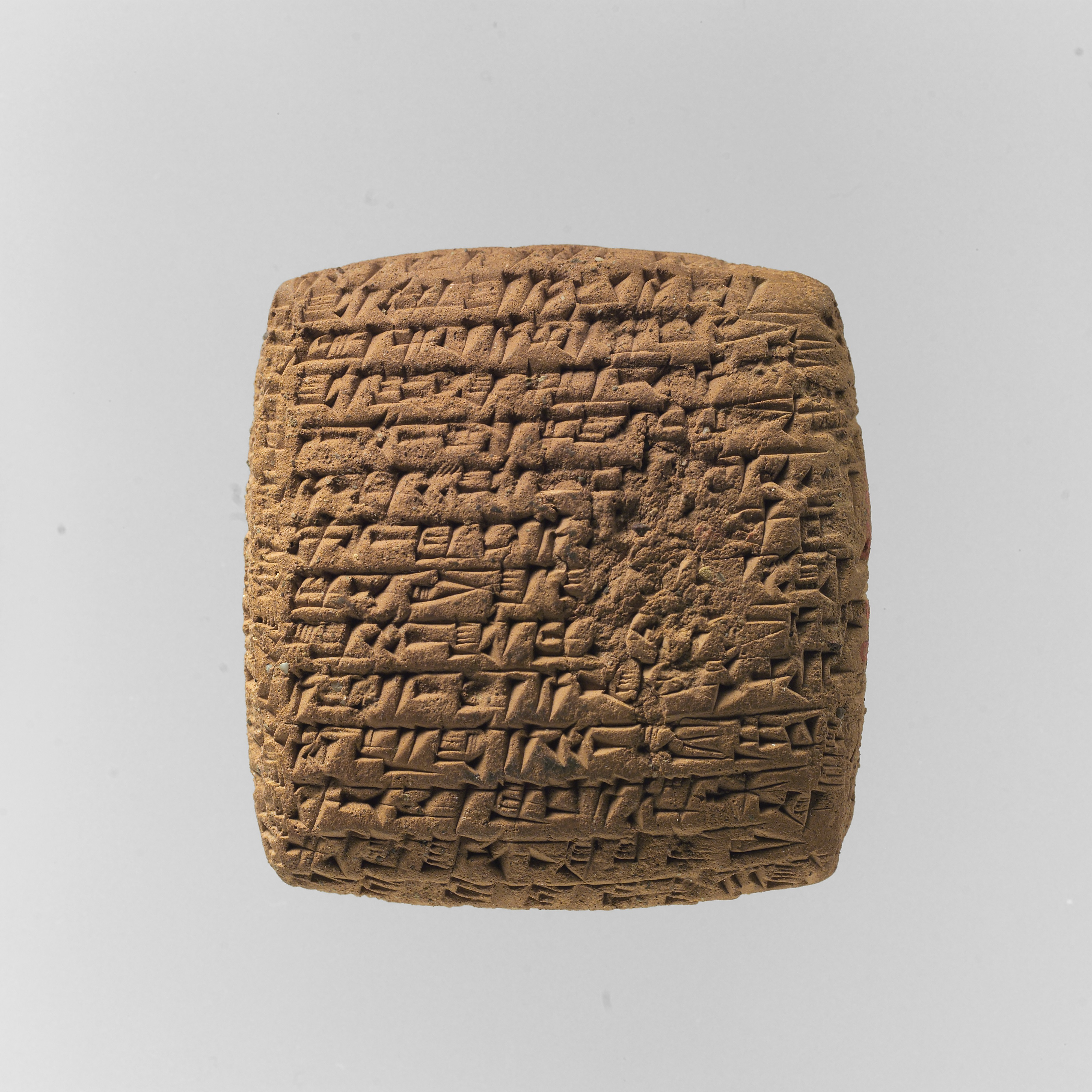
Tablette des archives des marchands assyriens exhumées à Kültepe : lettre d'un marchand à un responsable de convoi.
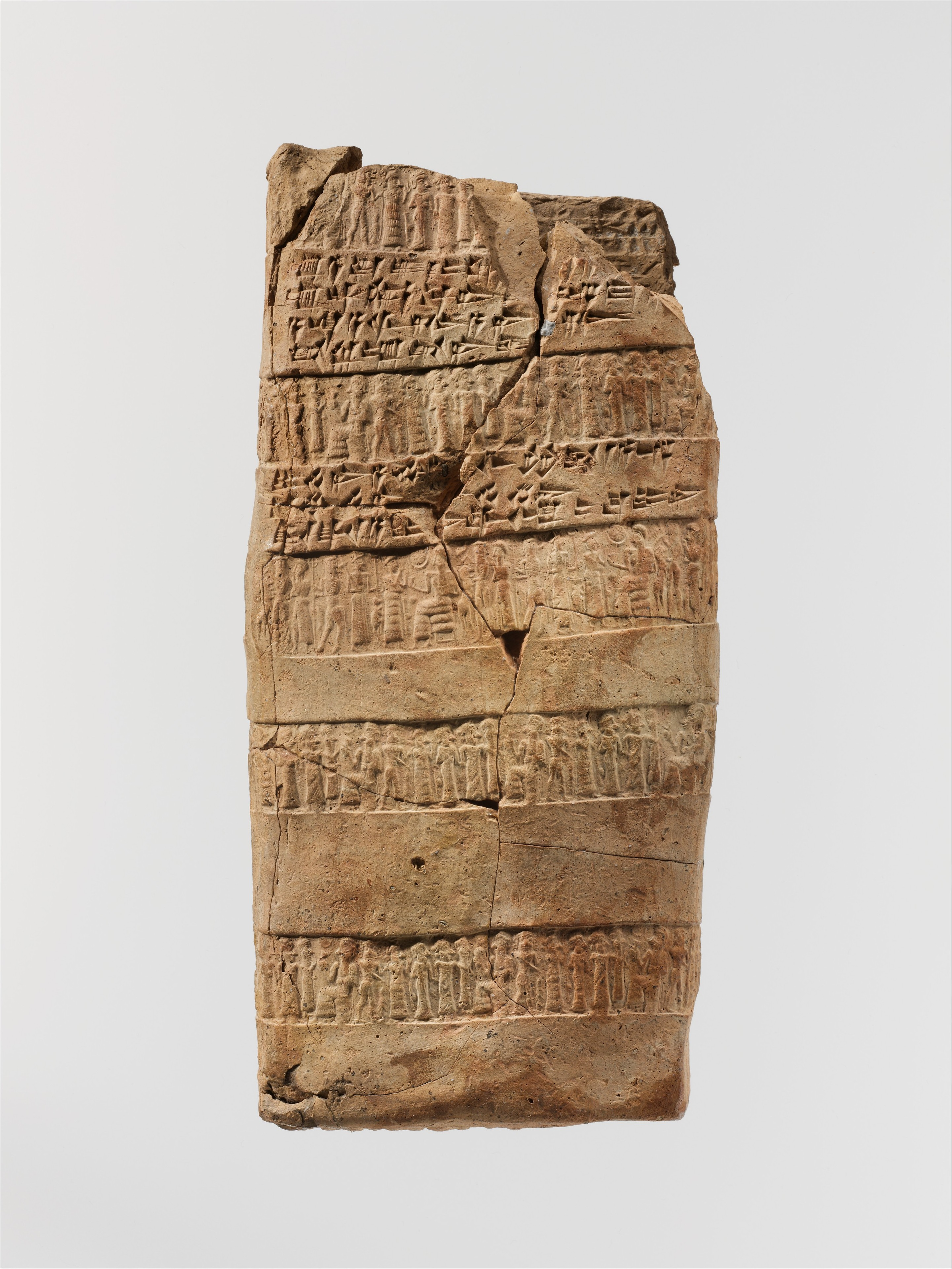
Tablette des archives des marchands assyriens exhumées à Kültepe : compte-rendu de procès.
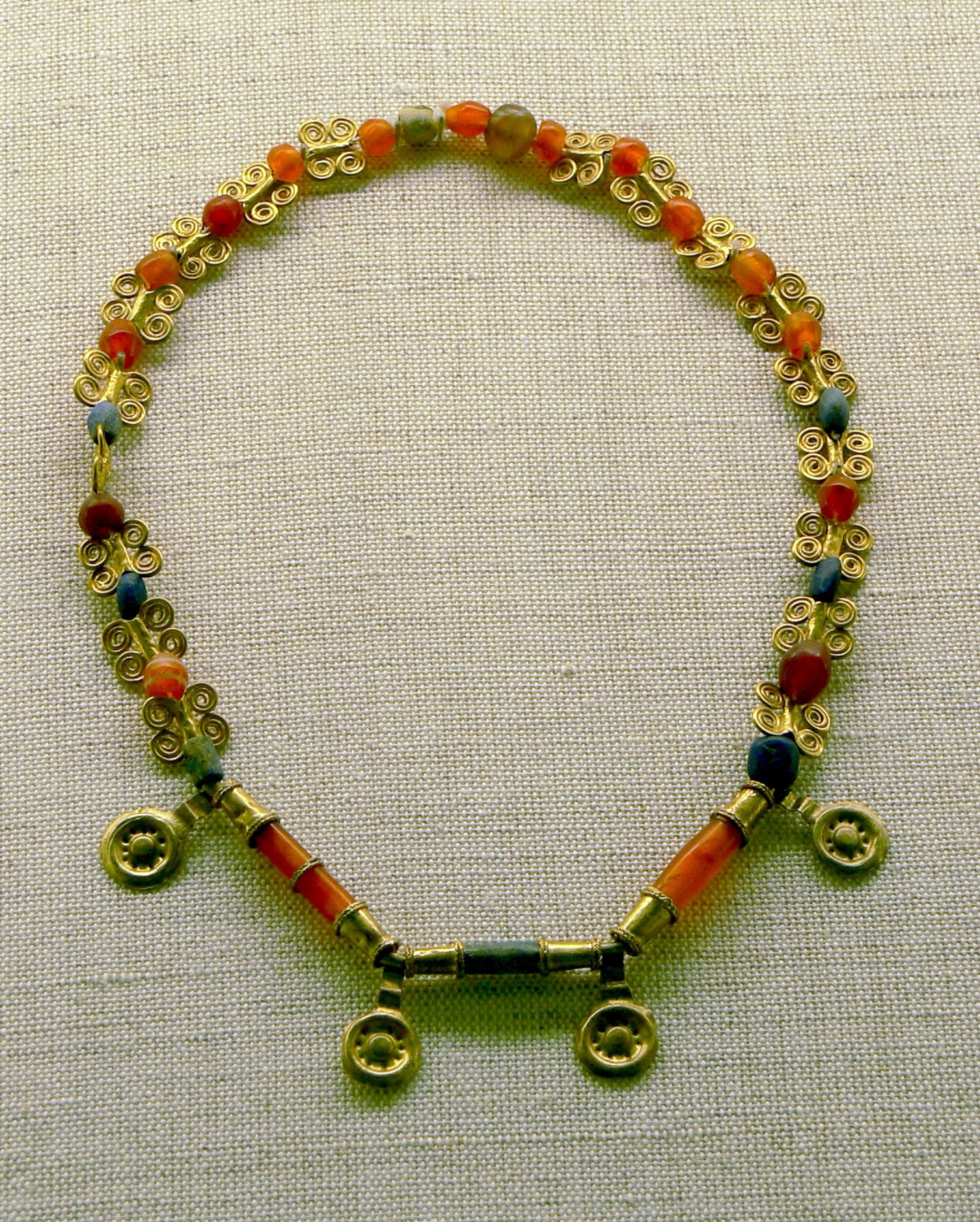
Collier en or et pierres semi-précieuses (cornaline, lapis-lazuli, agate) provenant d'une tombe paléo-assyrienne d'Assur. Pergamon Museum.

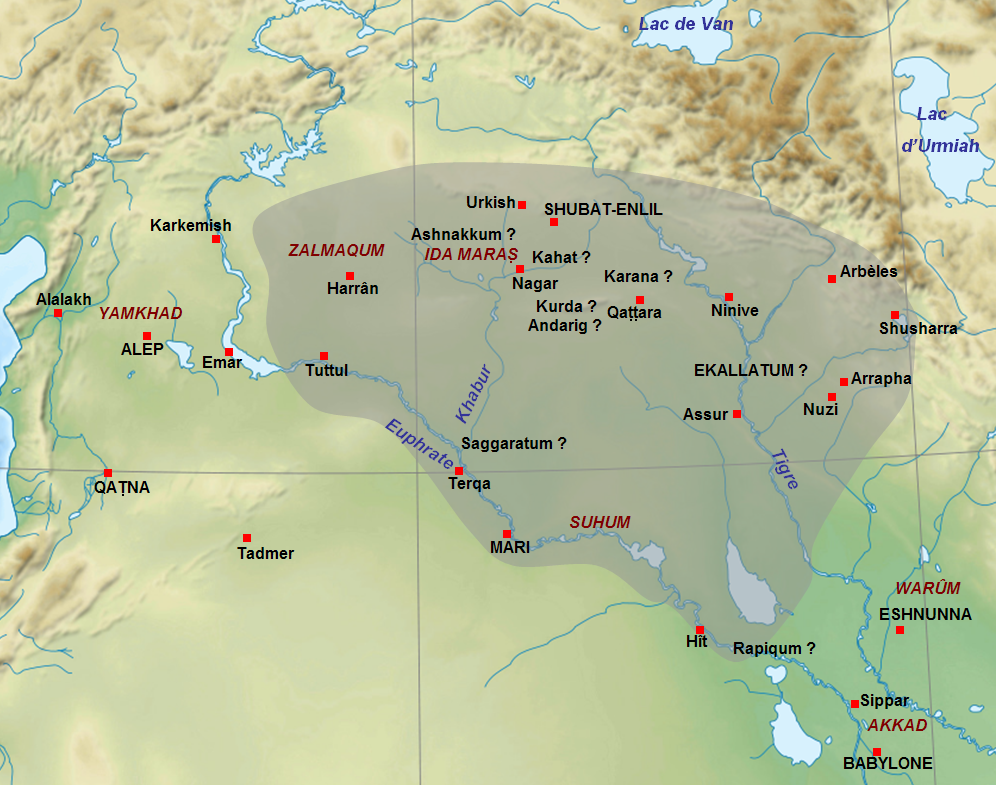
Extension approximative du Royaume de Haute-Mésopotamie à la mort de Samsi-Addu.

Les très nombreuses (environ 20 000 tablettes et fragments) archives du palais royal de Mari fournissent l'essentiel de la documentation politique sur la Mésopotamie du Nord dans les premières décennies du XVIIIe siècle av. J.-C., aux côtés de celles, bien moins nombreuses, provenant d'autres sites (Tell Rimah, Tell Shemshara). Dans le royaume de Mari, l'ancienne dynastie des šakkanakku a été supplantée par une lignée de rois amorrites, qui dans un premier temps conservent le même titre, avant de l'abandonner, sans doute après un nouveau changement de dynastie. À l'époque du roi Yahdun-Lîm (v. 1810-1793), c'est l'un des plus puissants de la région, rival au tout début du siècle de celui d'Ekallatum dirigé par Samsi-Addu (ou Shamshi-Adad Ier, v. 1815-1775), contre lequel il bénéficie de l'appui d'Eshnunna, aussi opposée à ce royaume. Samsi-Addu, après avoir fait face aux offensives de ce dernier, parvient à établir un puissant royaume à partir de la région du Tigre (il s'empare notamment d'Assur et de Ninive, et est souvent considéré à tort comme un roi assyrien), et à l'étendre en direction de la Djézireh, puis à soumettre Mari. Il crée une organisation politique originale, choisissant de s'établir à Shekhna, rebaptisée Shubat-Enlil (Tell Leilan), et place ses fils Ishme-Dagan et Yasmah-Addu sur les trônes d'Ekallatum et de Mari. Samsi-Addu parvient également à s'entendre avec son principal rival oriental, Eshnunna, comme vu plus haut. Cette construction politique, souvent désignée sous le nom de Royaume de Haute-Mésopotamie, prend fin après sa mort vers 1775.
À Mari, Yasmah-Addu est renversé par Zimri-Lim, qui se présente comme un descendant de l'ancienne dynastie locale, et est appuyé par le roi du Yamkhad. C'est de son règne que date la majeure partie de la documentation de Mari. Ces textes sont la principale source pour connaître la situation politique et culturelle de la Mésopotamie et de la Syrie dans les années 1770-1760. Le royaume de Mari s'étend le long de l'Euphrate et du bas Khabur (un noyau comprenant en plus de la capitale les villes de Terqa, Saggarâtum et Qattunan, plus une domination indirecte en amont sur Tuttul et en aval sur le Suhum) et impose son influence dans le triangle du Khabur et autour du Djebel Sinjar, régions morcelées politiquement (royaumes d'Ilan-sura, de Talhayum, d'Ashlakka, d'Andarig, de Kurda, etc.). L'autorité de Zimri-Lim s'exerce sur les populations sédentaires, mais également sur les tribus amorrites semi-nomades, les « Bédouins » (Hanéens dans les textes antiques) puisqu'il est considéré comme le chef de la puissante tribu des Bensimalites. Ce sont les rivaux de l'autre grande tribu de la région, les Benjaminites, que Zimri-Lim doit affronter à plusieurs reprises dans les premières années de son règne, notamment lorsqu'ils s'allient à une armée d'Eshnunna qui menace ses positions dans le triangle du Khabur. Ces tribus ont une organisation reposant sur des assemblées, évoluent en petits groupes semi-nomades, c'est-à-dire pratiquant à la fois un nomadisme pastoral transhumant et une agriculture, irriguée dans cette région peu arrosée par les pluies, mais limitée aux fonds de vallées encaissées en raison du relief constitué de plateaux incisés par les cours d'eau. Loin d'être antagonistes, les modes de vie nomade et sédentaire sont complémentaires dans cette région. D'un autre côté Zimri-Lim dirige son royaume depuis son imposant palais royal, avec une administration palatiale reprenant les habitudes des royaumes antérieurs de la région, avec notamment un vaste domaine agricole à sa disposition. Les documents de Mari nous informent également sur la vie religieuse de cette période. Le panthéon est dominé par la figure du dieu de l'Orage, Addu, dont le temple majeur est situé à Alep, et celle du dieu agraire Dagan, dont les grands temples sont à Terqa et Tuttul. Zimri-Lim a dans son entourage des devins pratiquant l'hépatoscopie/extispicine, la lecture des messages divins dans le foie ou les entrailles d'agneaux sacrifiés, afin de l'assister dans ses prises de décisions.
Les principaux sites du Nord fouillés disposaient de palais royaux et provinciaux (Mari, Tell Rimah, Tell Leilan, Assur notamment). L'imposant palais royal de Mari, construit dans la continuité de ceux des périodes antérieures, était ainsi organisé autour d'une cour principale et d'une cour d'apparat ouvrant sur la salle du trône et la maison du roi, et présentant la particularité d'abriter un sanctuaire. Des complexes religieux ont également été mis au jour, notamment les grands temples d'Assur et de Tell Rimah, qui sont restaurés et dotés de ziggurats (les premières dans le Nord) à l'époque de Samsi-Addu.

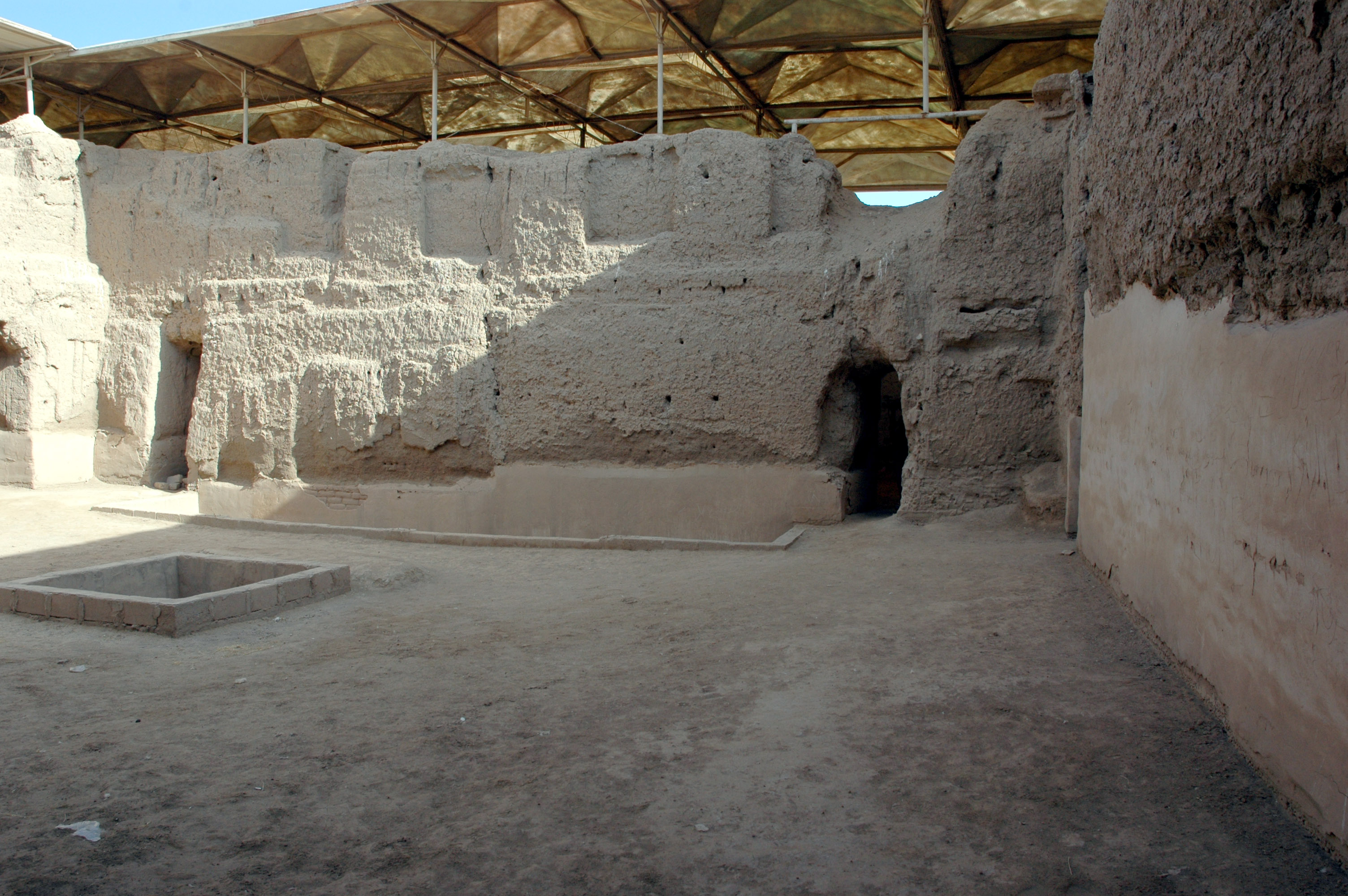
Cour du palais royal de Mari.
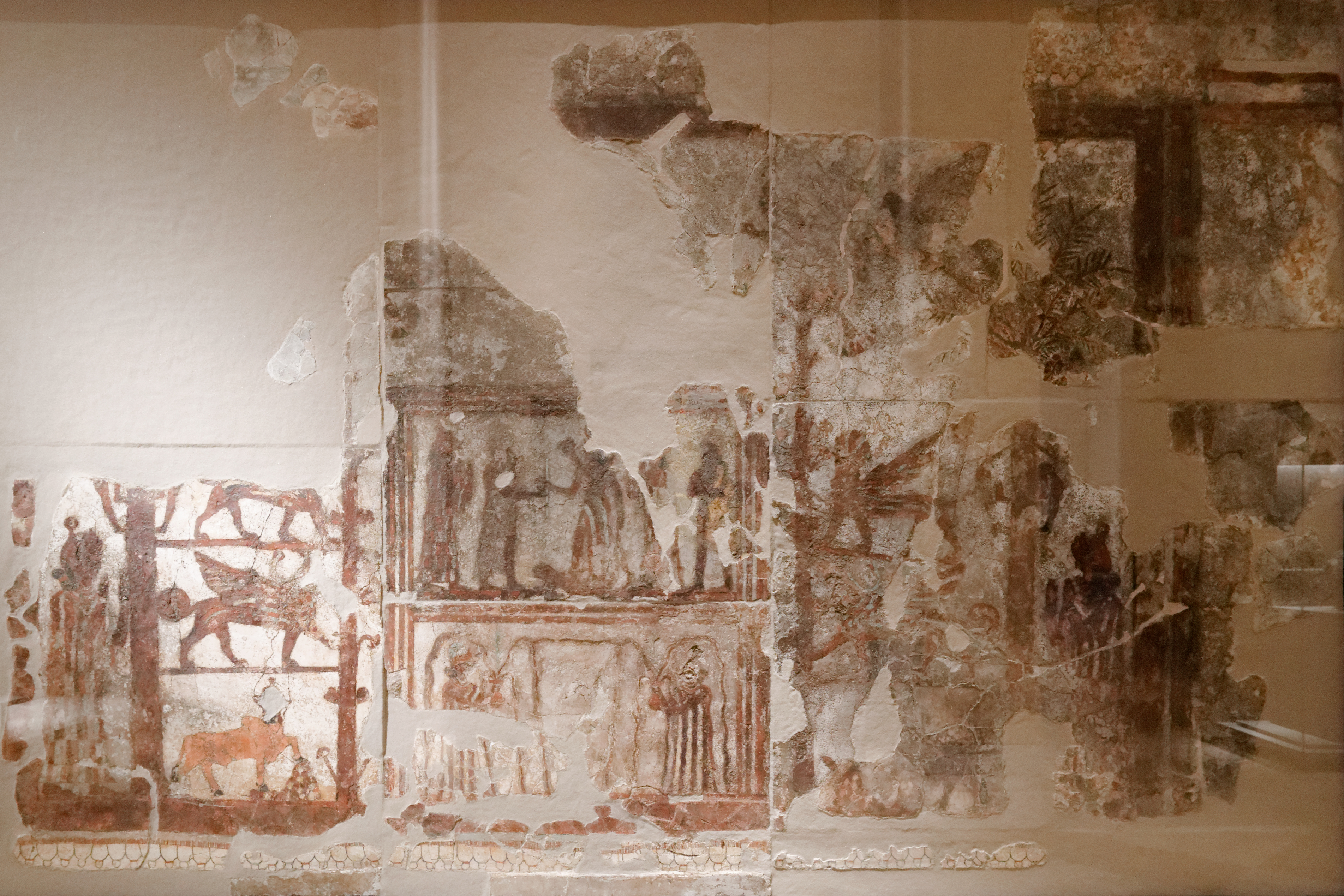
La peinture de l'investiture du roi de Mari, provenant du palais royal. Musée du Louvre.
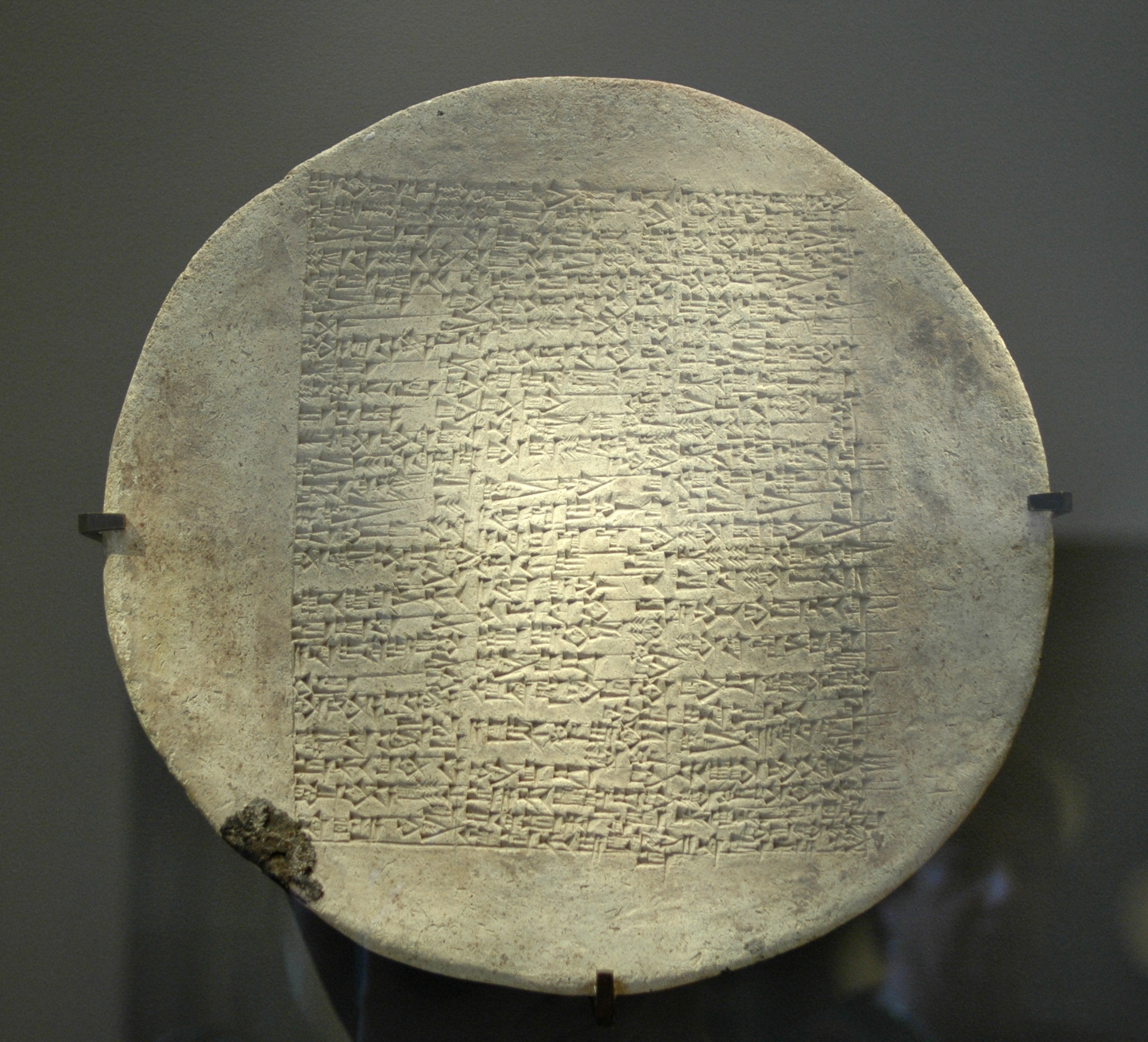
Disque inscrit de Yahdun-Lîm, roi de Mari, v. 1800 av. J.-C. Musée du Louvre.
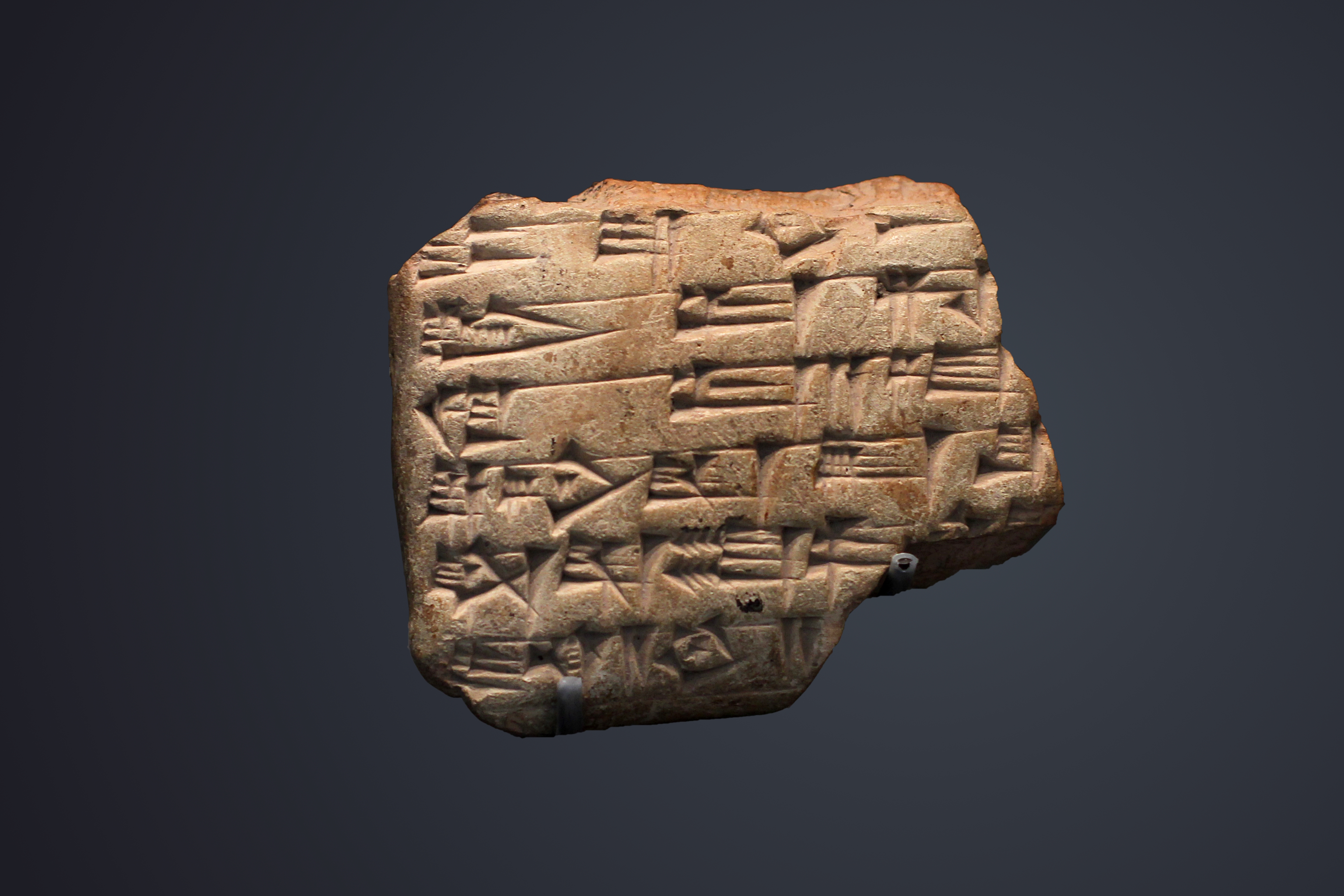
Tablette des archives royales de Mari, règne de Zimri-Lim. Musée du Louvre.
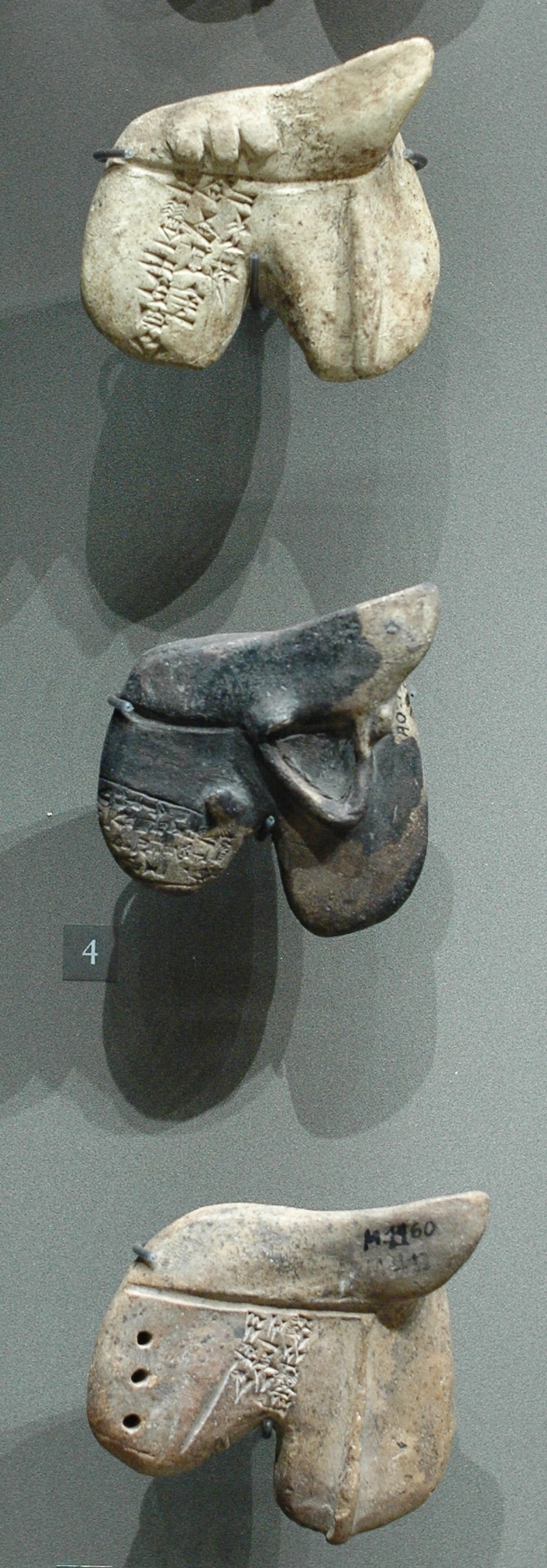
Foies divinatoires, modèles d'apprentissage pour devins. Mari, musée du Louvre.
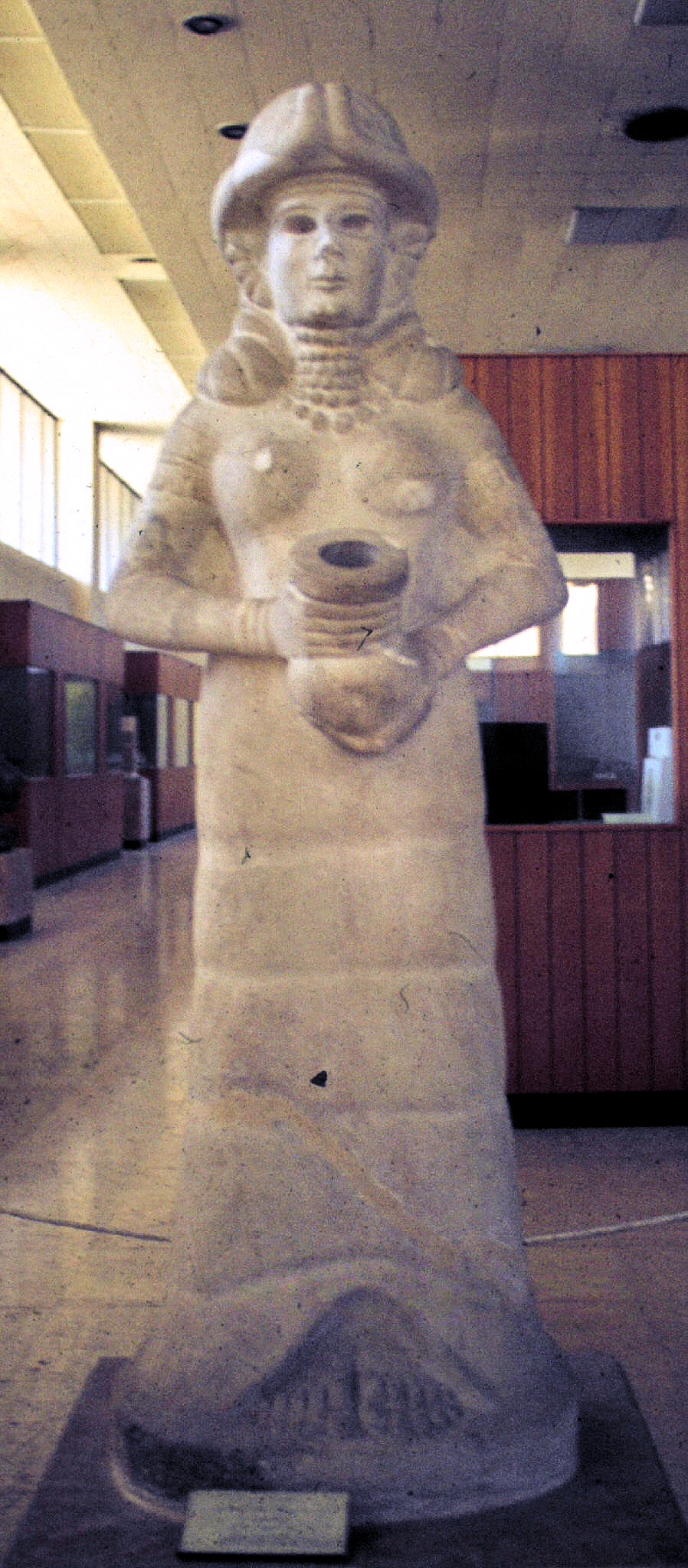
Déesse au vase jaillissant, Mari. Musée d'Alep.
Plan du temple d'Assur/Enlil à Assur sous le règne de Samsi-Addu (début XVIIIe siècle av. J.-C.).

La situation politique de la Mésopotamie centrale et méridionale est bouleversée en 1765, quand le souverain élamite Siwepalarhuhpak décide d'attaquer Eshnunna, avec l'appui, ou du moins la complicité, de Mari et de Babylone. Eshnunna tombe, mais les Élamites décident de reprendre les possessions des vaincus, ainsi que leurs prétentions sur la Haute Mésopotamie, et pénètrent jusque dans la Haute Djézireh. Ils font néanmoins face à une coalition menée par Mari et Babylone, qui se sont retournés contre eux et les défont en 1764, et se retirent de Mésopotamie. Cette offensive est un tournant capital de cette période, marquant la fin de la puissance d'Eshnunna, et ouvrant la voie aux ambitions de Hammurabi de Babylone.

### Le premier essor de Babylone

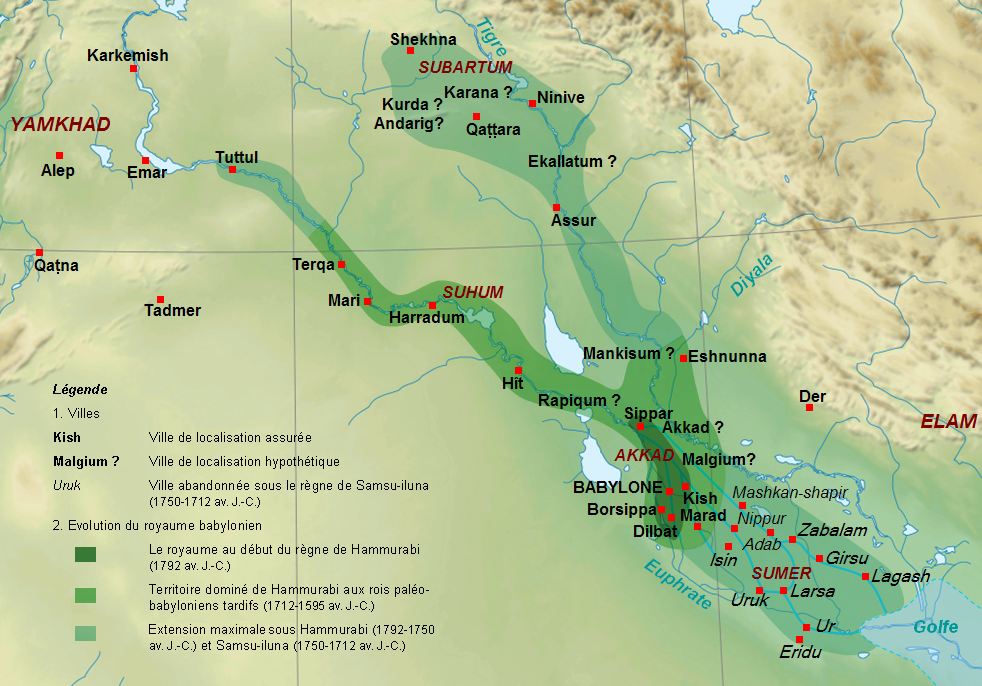
L'expansion du royaume babylonien sous le règne de Hammurabi et de ses successeurs.

Au début du XVIIIe siècle av. J.-C., Babylone, dirigée par une dynastie d'origine amorrite liée à celle d'Ekallatum, est une puissance secondaire du Nord de la Basse Mésopotamie, dominant quelques villes importantes (Kish, Sippar, Dilbat), et capable de causer des troubles aux rois de Larsa. La première partie du règne de Hammurabi (1792-1750) n'est pas marquée par des entreprises militaires importantes, jusqu'au tournant de l'invasion élamite de 1765-1764. Babylone et Mari sont, après l'avoir soutenue, les deux principaux acteurs de la coalition permettant de repousser l'offensive, mais la première en tire plus de bénéfices politique. D'abord, l'alliance continue, et l'armée de Babylone, avec l'appui de celle de Mari, s'empare de Larsa en 1763. L'année suivante, c'est Eshnunna qui est prise, profitant de son affaiblissement après l'attaque élamite. Sur sa lancée, Hammurabi semble tenter d'étendre son autorité vers la Djézireh orientale. C'est peut-être ce qui déclenche les hostilités avec son allié Zimri-Lim de Mari, qui est vaincu en 1760, la ville étant ensuite détruite. Dans les années qui suivent il soumet les cités du Nord situées le long du Tigre (Ekallatum, Assur, Ninive). En l'espace de six ans, Hammurabi a donc construit un royaume à la mesure de celui de rois d'Akkad et d'Ur III, mais celui-ci ne devait lui survivre qu'une douzaine d'années.
Le triomphe de Babylone donne la primauté à un royaume de la partie Nord de la Basse Mésopotamie, de tradition « akkadienne », se démarquant dans une certaine mesure des royaumes du Sumer, notamment par le fait que le souverain n'est pas divinisé. Pour le reste, les institutions babyloniennes suivent celles des autres dynasties amorrites méridionales, largement imprégnées des anciennes traditions de Sumer et d'Akkad, comme le montrent les restaurations des sanctuaires entreprises par les rois babyloniens. Hammurabi gouverne avec un conseil constitué de ses proches, et est très impliqué dans la réorganisation des territoires conquis, comme cela est attesté par ses lettres retrouvées à Larsa. Le règne de Hammurabi est essentiellement connu pour son Code de lois, en fait une longue inscription à sa gloire, commémorant son rôle de « roi de justice », et édictant un ensemble de préceptes à suivre face à des cas précis, fonctionnant donc aussi comme un traité juridique à l'intention des institutions judiciaires. Le site archéologique le mieux connu daté des règnes de Hammurabi et de ses successeurs est la petite bourgade de Harradum (Khirbet ed-Diniye), ville nouvelle (fondée un peu avant la domination babylonienne) établie sur l'Euphrate en aval de Mari, à l'urbanisme orthonormé. En revanche rien n'est connu de la ville de Babylone à cette époque, les niveaux contemporains de Hammurabi étant situés sous la nappe phréatique de l'Euphrate.
Du point de vue religieux, la période de domination babylonienne voit la mise en avant des divinités des grandes cités de la région de Babylone : Marduk de Babylone, Nergal de Kutha, Nabû de Borsippa, Shamash de Sippar, même si Enlil garde sa primauté dans le Code de Hammurabi. Dans le domaine de la littérature, l'emploi de l'akkadien se répand au détriment de celui du sumérien. C'est de la période de la première dynastie de Babylone que serait notamment datée la première mouture de l’Épopée de Gilgamesh, et l’Atrahasis, deux textes mythologico-épiques dont l'ampleur dépasse celle des œuvres en sumérien. L'art se situe dans la continuité de la période précédente, néanmoins les statues et stèles babyloniennes représentent à plusieurs reprises la figure royale, peu attestée au début de l'époque amorrite.

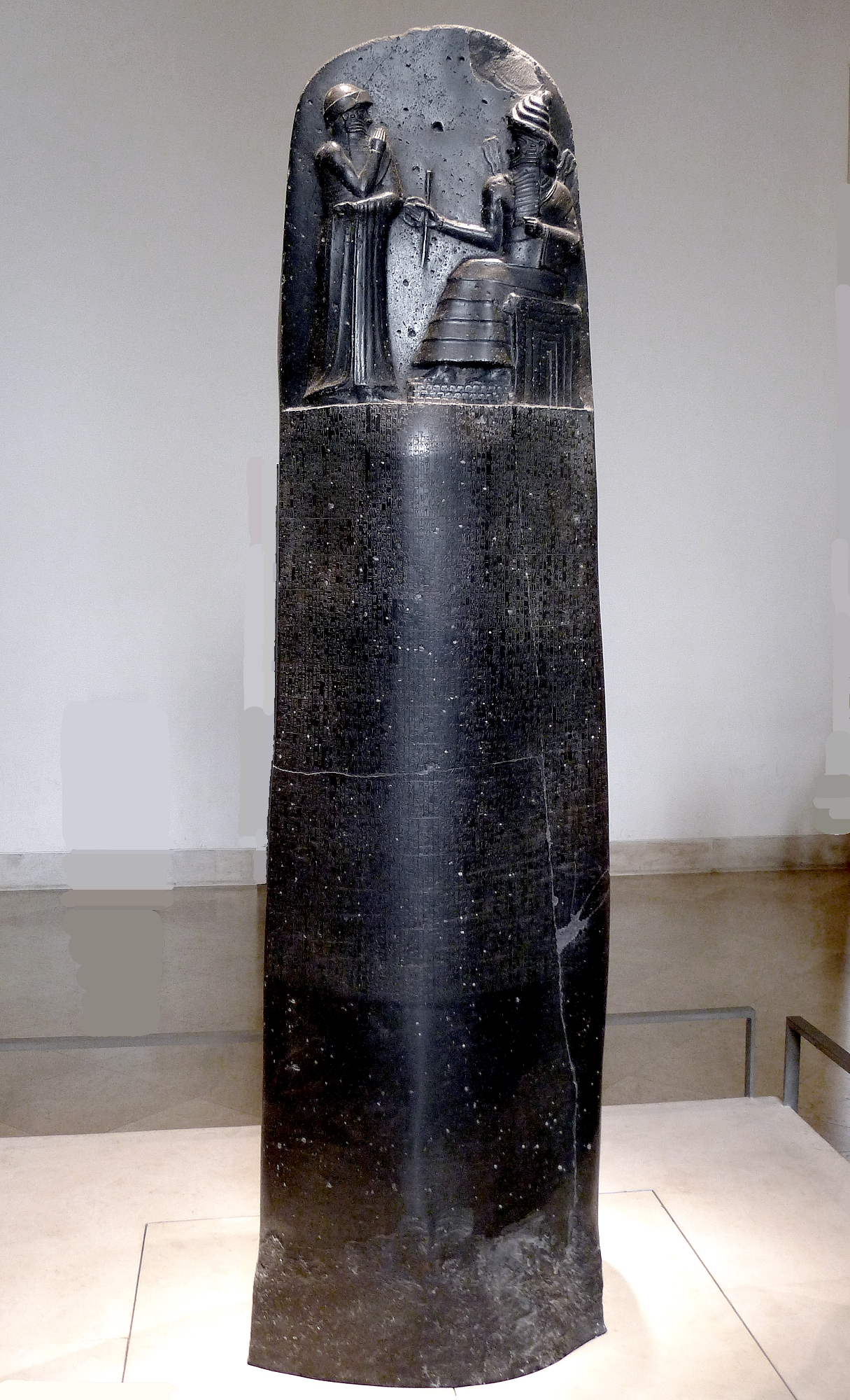
Stèle du Code de Hammurabi. Musée du Louvre.
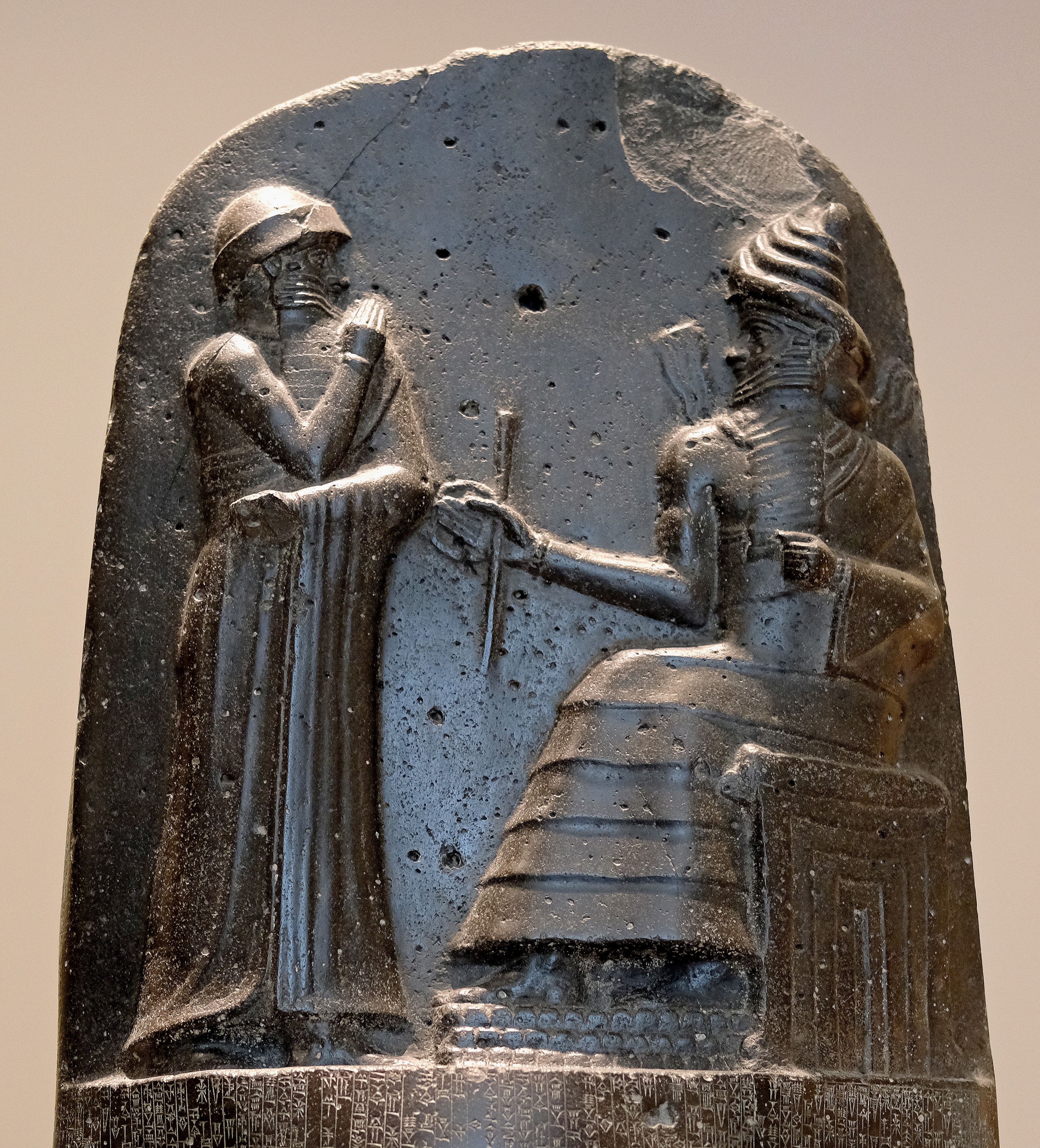
Le roi Hammurabi de Babylone face au dieu Shamash, détail de la stèle du Code de Hammurabi.
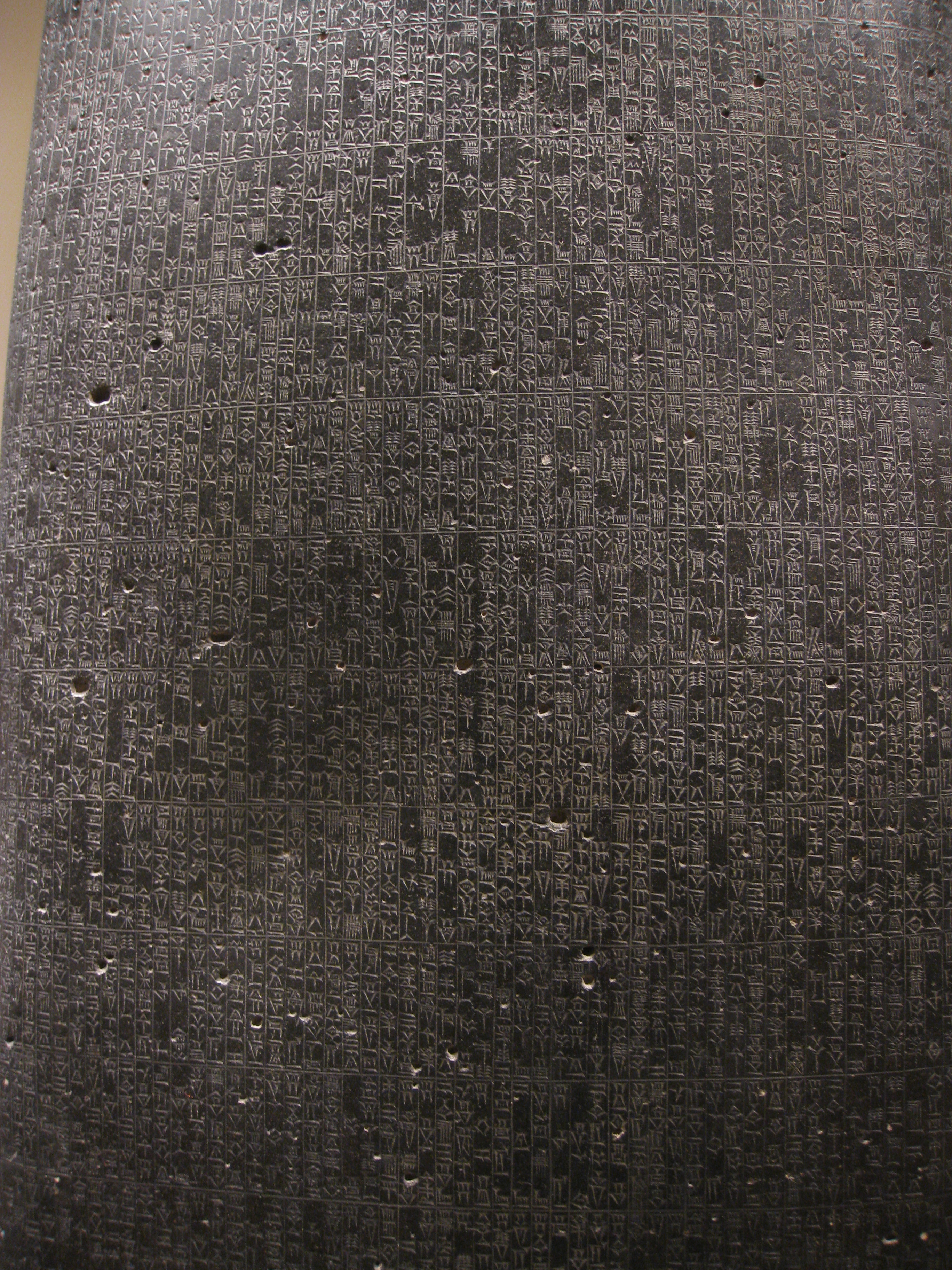
Détail de « lois » inscrites sur la stèle du Code de Hammurabi, musée du Louvre.
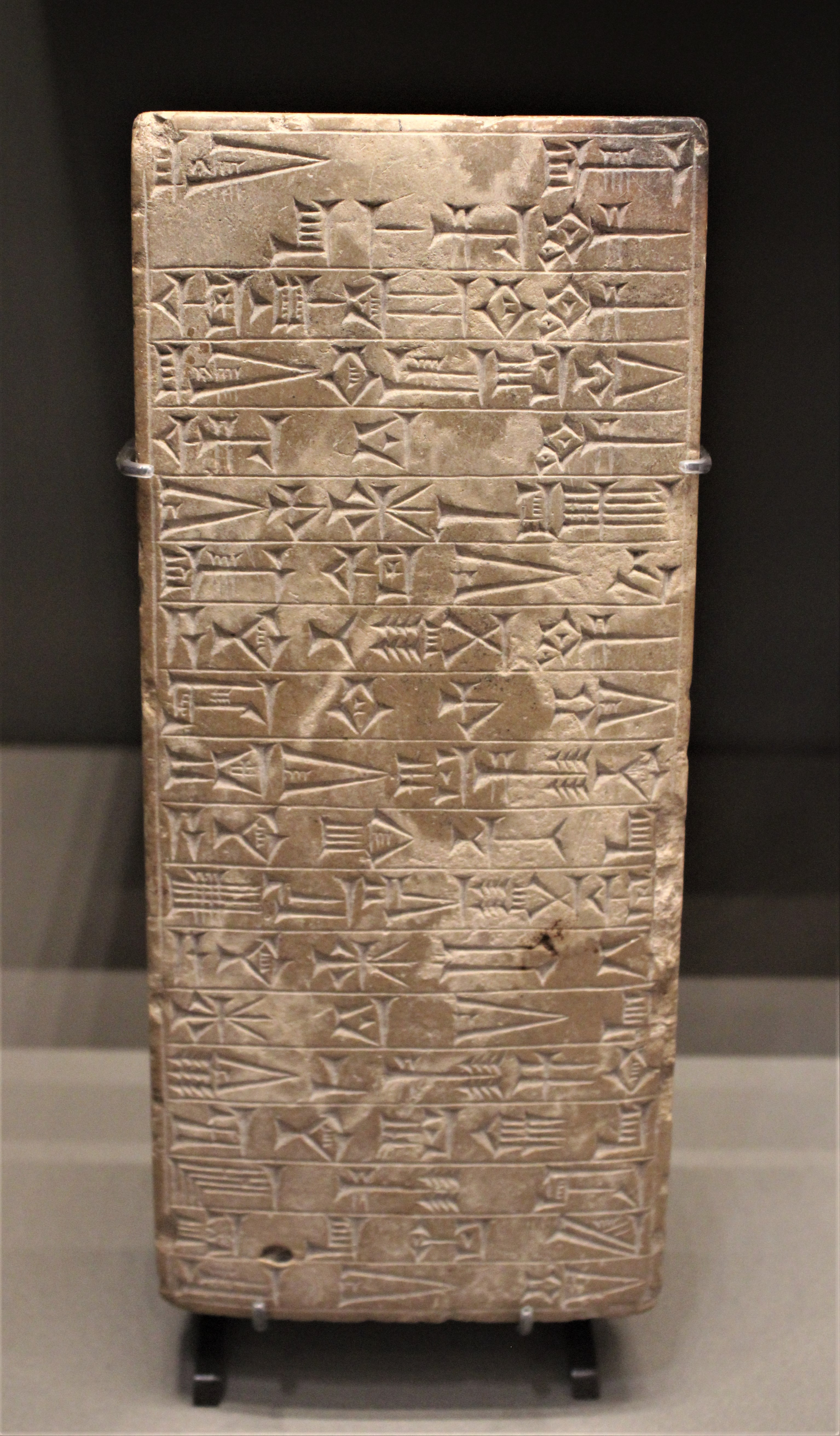
Tablette en pierre commémorant la restauration du temple de Borsippa par Hammurabi. Musée du Louvre.
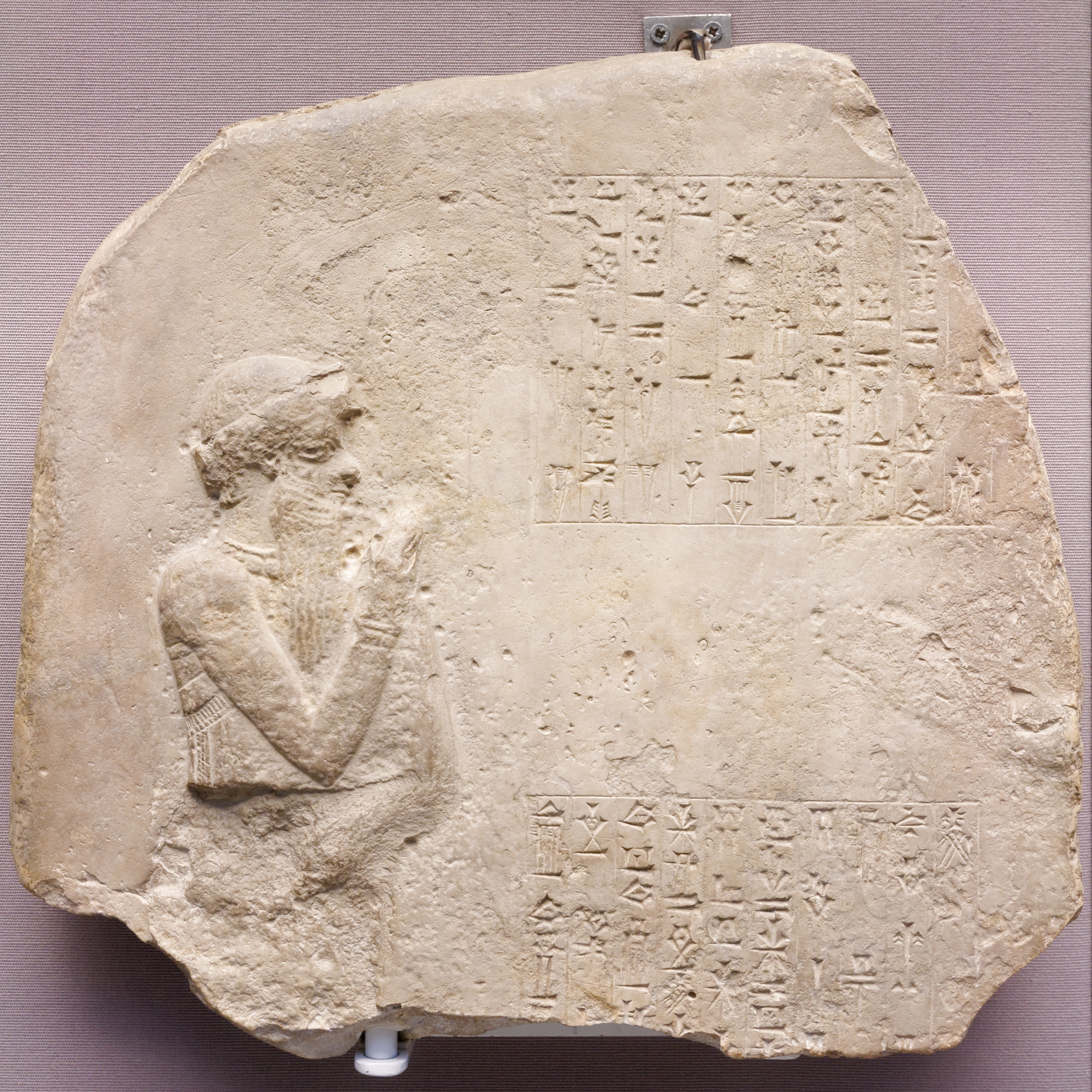
Stèle votive consacrée pour la vie du roi Hammurabi, sans doute le personnage représenté. Musée du Louvre.
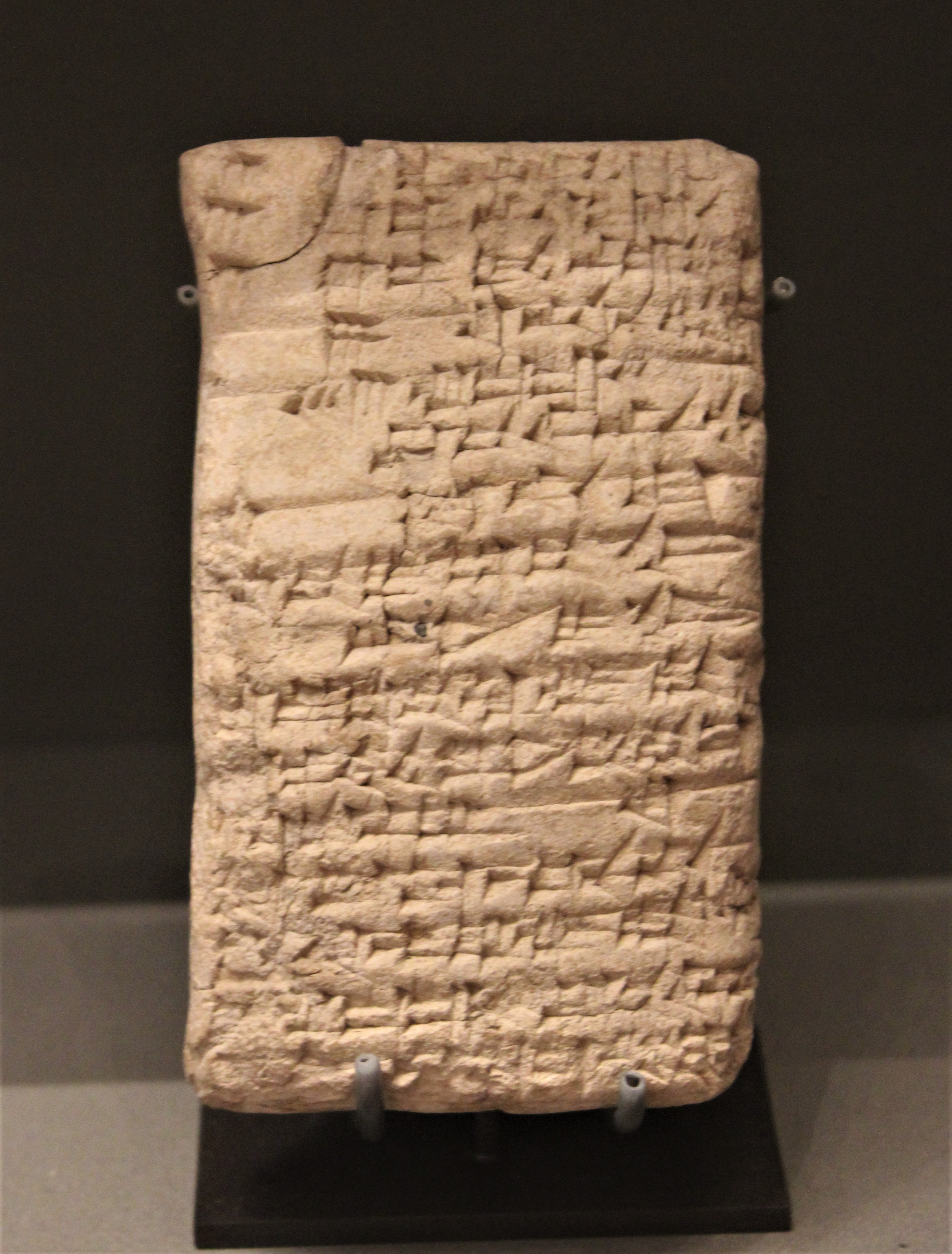
Lettre du roi Hammurabi au gouverneur de Larsa, demandant l'envoi de bateliers à Babylone. Musée du Louvre.
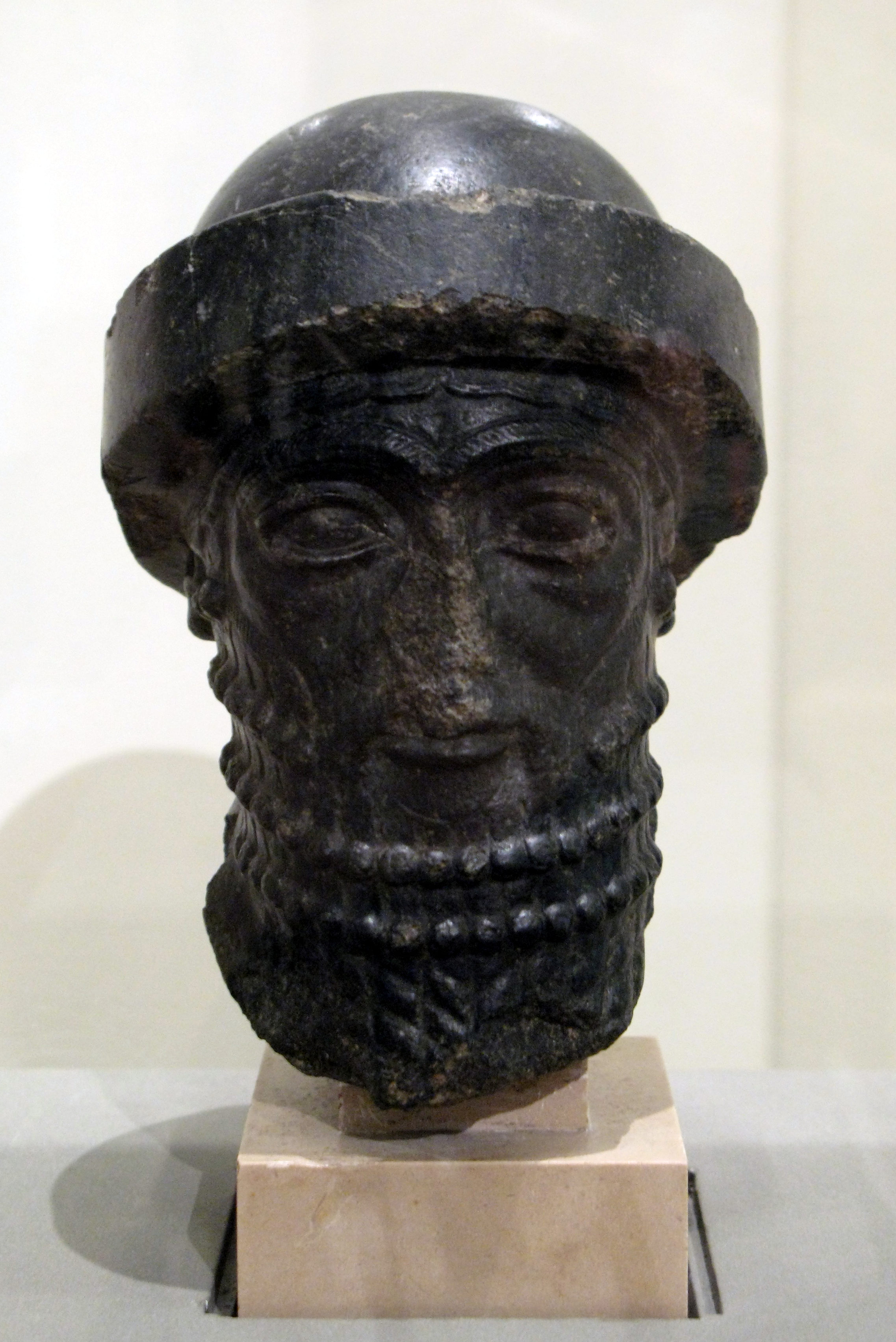
Tête sculptée d'un roi inconnu (Hammurabi ?). Musée du Louvre.
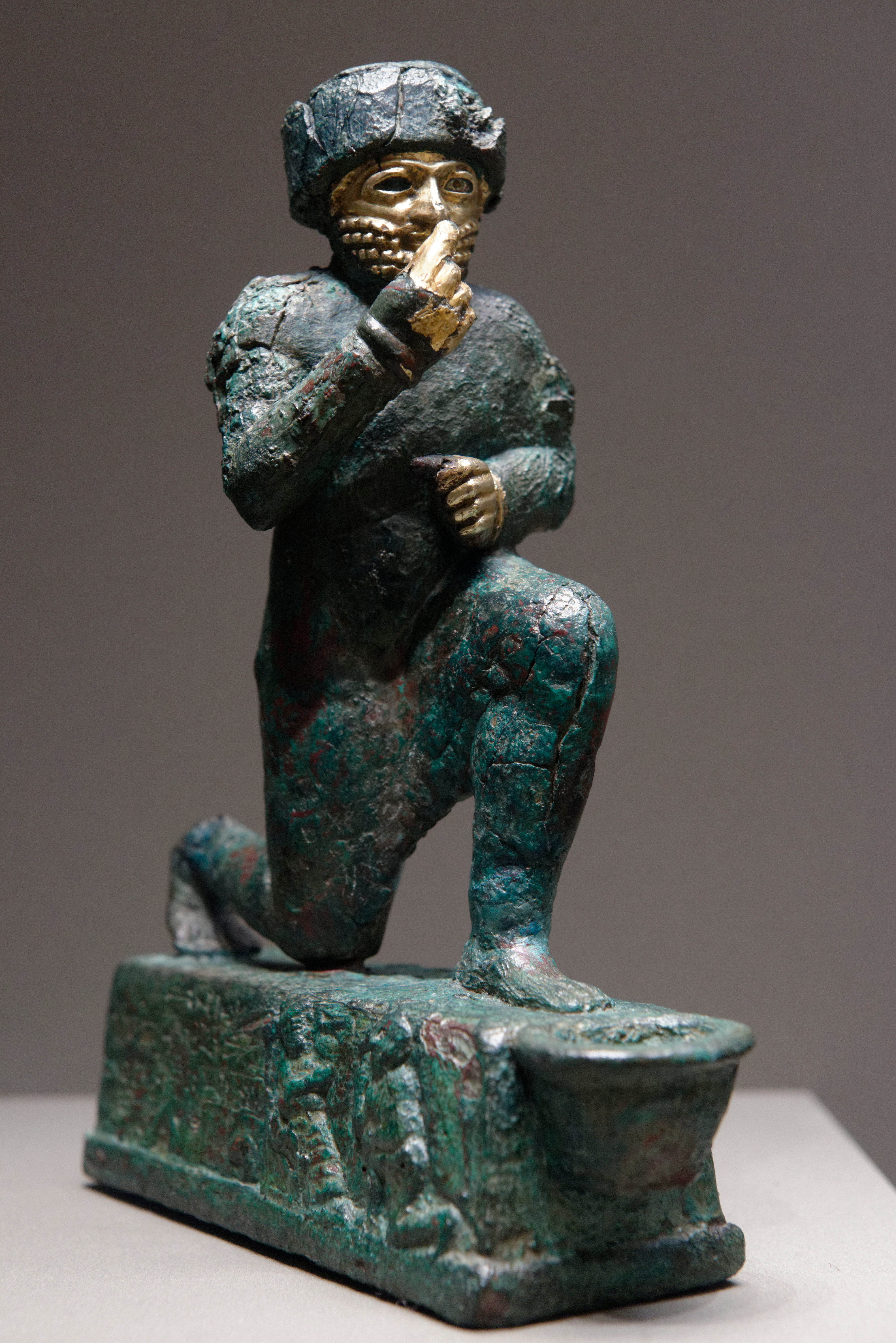
L'« adorant de Larsa », statuette en cuivre d'un homme en position de prière offerte au dieu Amurrum, règne de Hammurabi, musée du Louvre.
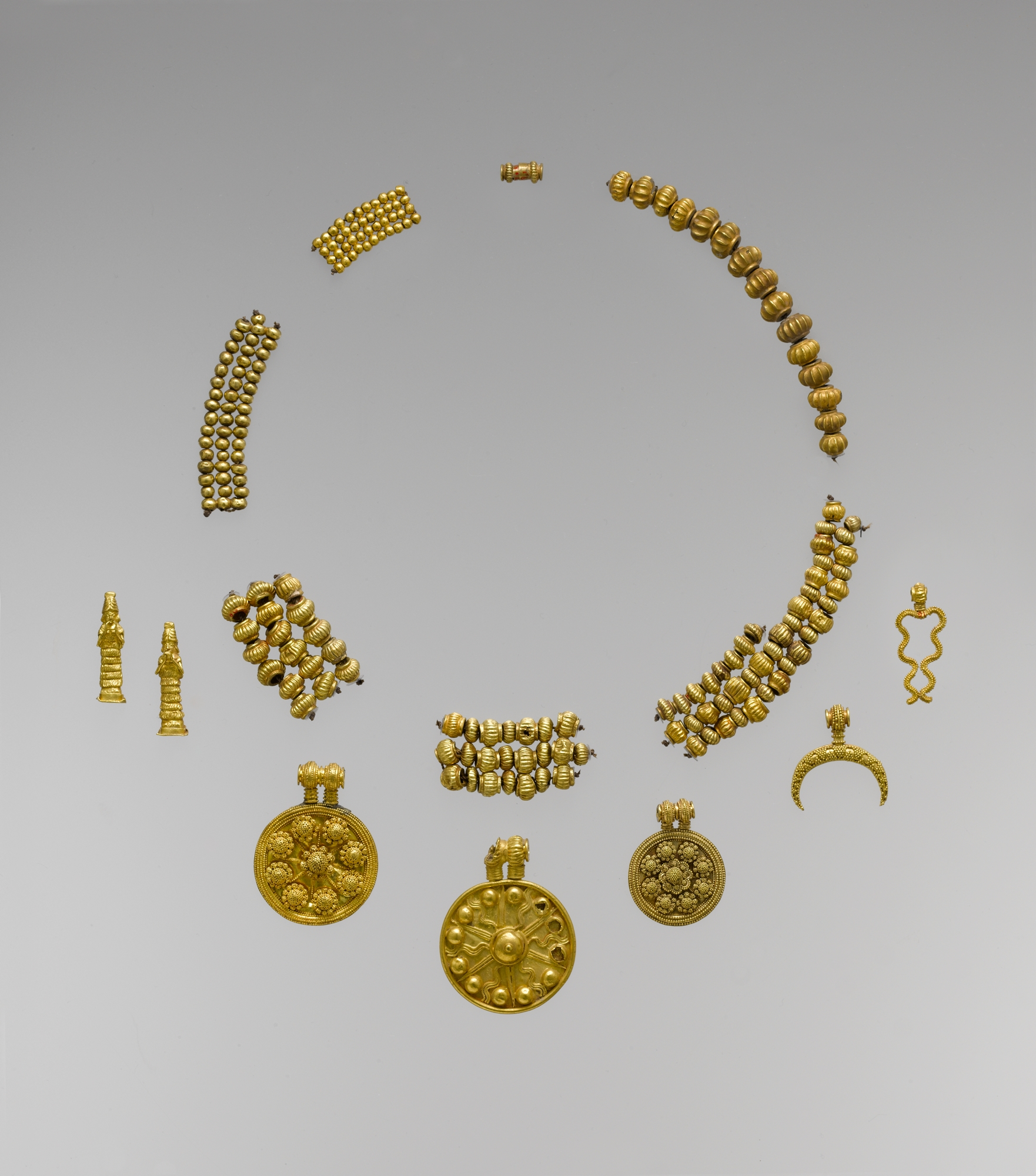
Collier en or et pendentifs symbolisant des divinités trouvés dans le « trésor de Dilbat », fin de la période paléo-babylonienne. Metropolitan Museum of Art.
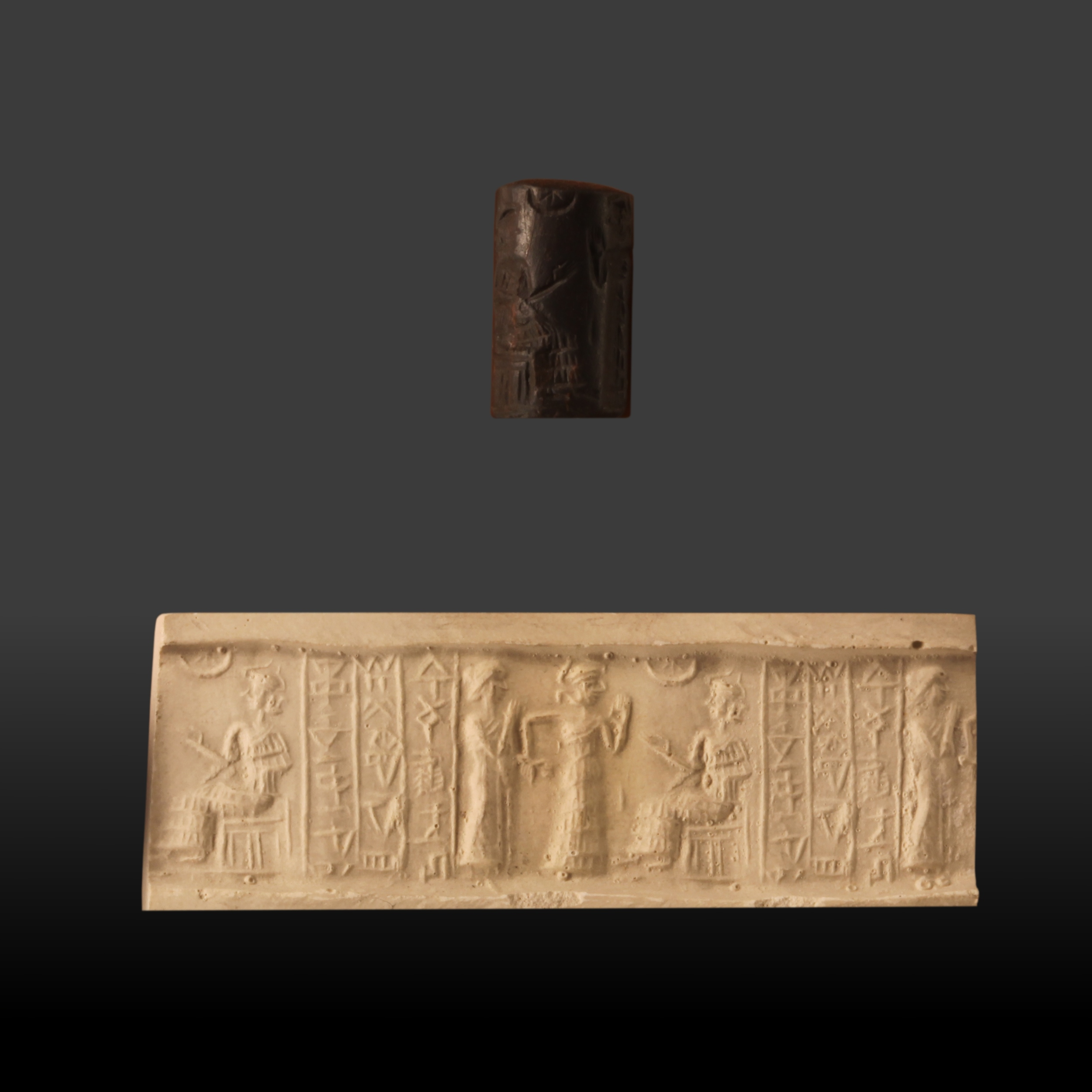
Sceau-cylindre en hématite avec impression, représentant une scène de présentation d'un individu à une divinité, Musée des beaux-arts de Lyon.
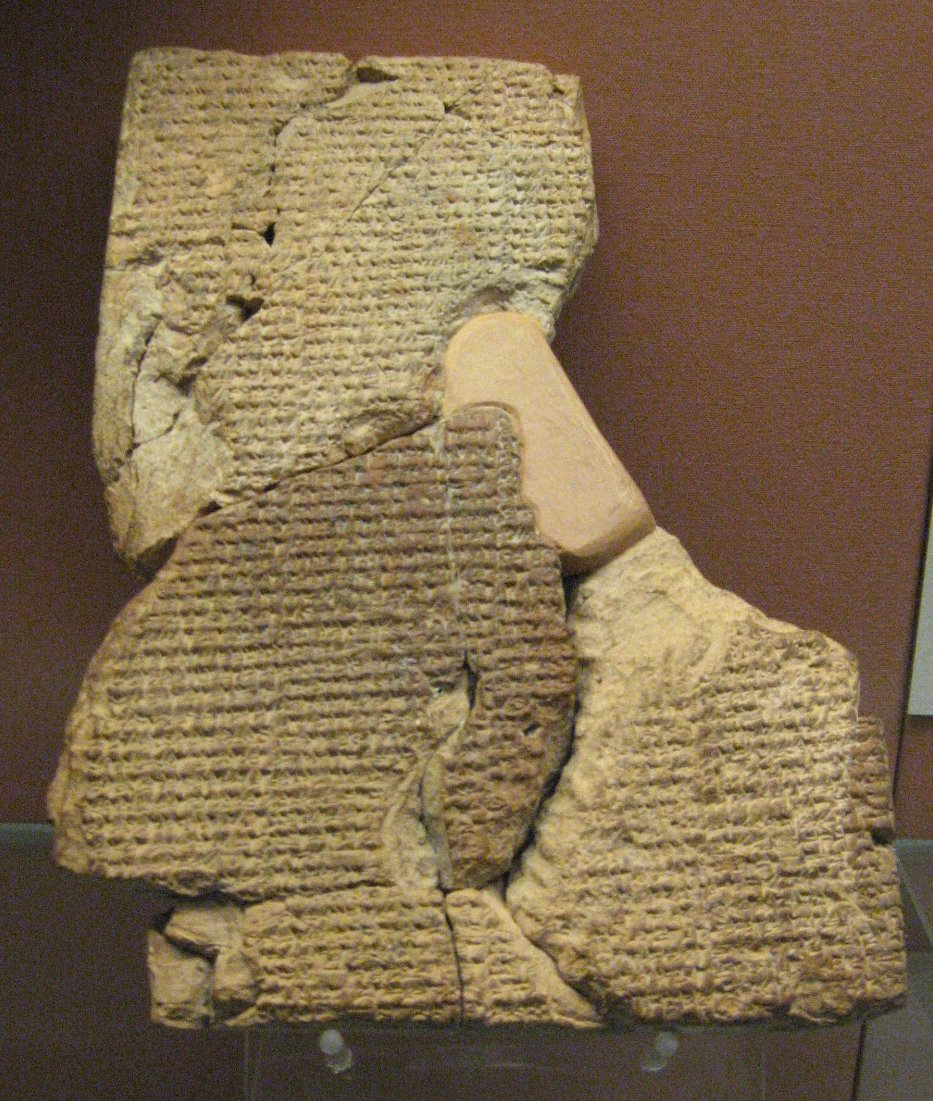
Première tablette du texte mythologique Atrahasis (le « Supersage »), copie provenant de Sippar, XVIIe siècle av. J.-C., British Museum.

### Crises et fragmentations: la chute de Babylone

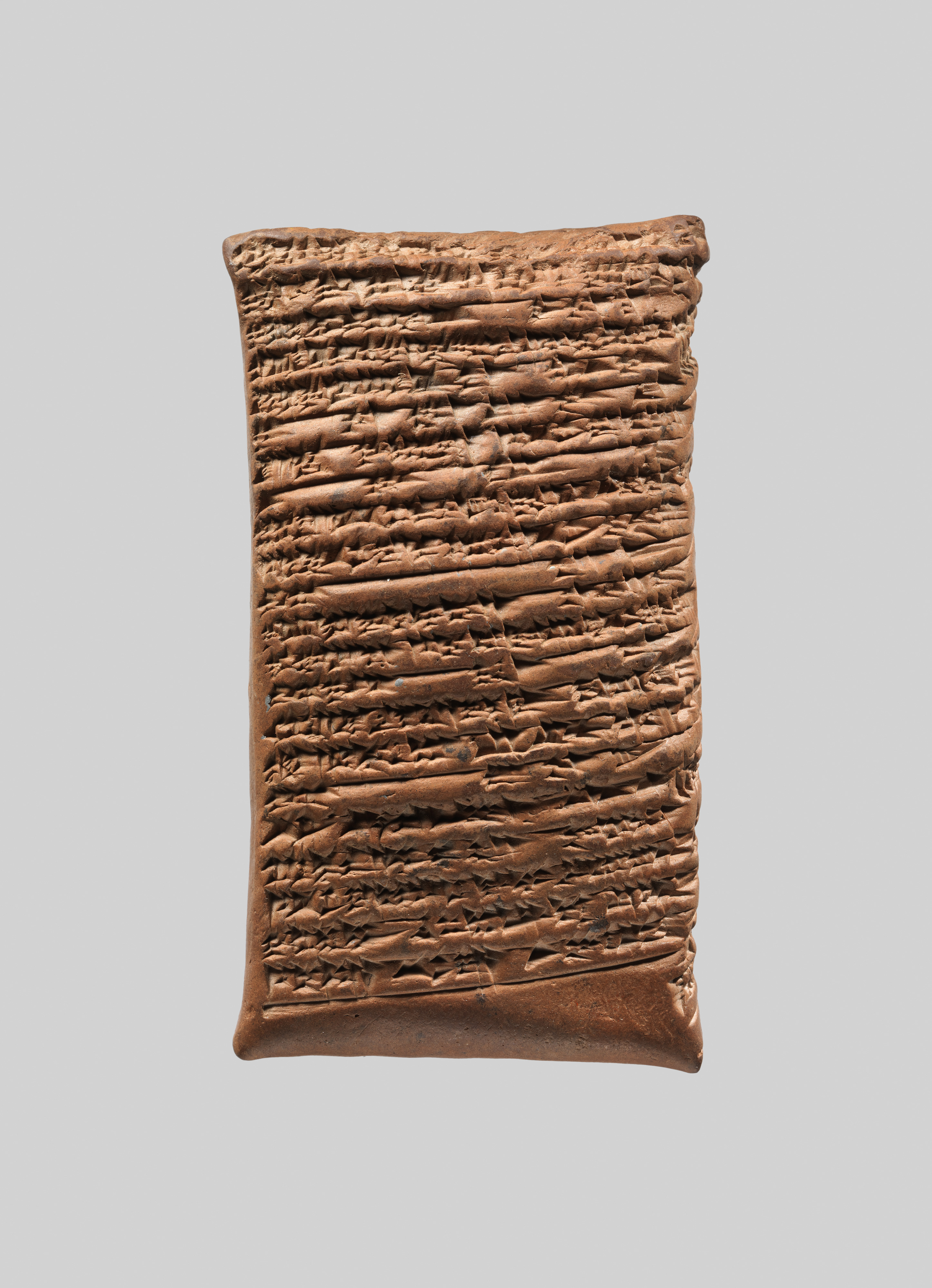
Lettre datée du règne d'Ammi-ṣaduqa (v. 1632 av. J.-C.) rapportant des troubles dans la région de Sippar.

Après la mort de Hammurabi, son fils Samsu-iluna (1750-1712) hérite d'une construction politique largement dépendante de l’œuvre de son père, qui ne tarde pas à s'effriter en raison de la persistance des velléités d'indépendance des royaumes fraîchement soumis. Dès sa huitième année de règne il fait face à une importante révolte des cités méridionales de son royaume (le pays de Sumer : Larsa, Uruk notamment), matée difficilement. Cette région plonge ensuite dans une crise profonde et ses grandes villes sont progressivement abandonnées, comme l'indique l'archéologie (à Uruk, Ur, Larsa, Nippur, etc.) et des textes postérieurs qui montrent que des gens de ces régions se sont réfugiés dans des villes du Nord. Cette crise a probablement des aspects économiques, peut-être aussi écologiques. Quoi qu'il en soit au pouvoir babylonien succède dans les régions méridionales un nouveau royaume, celui de la première dynastie du Pays de la Mer (ou dynastie d'Uruku(g)), dont les souverains affrontent à plusieurs reprises les successeurs de Samsu-iluna.
Si les Babyloniens réussissent alors à garder pied dans la vallée de la Diyala malgré une révolte, ils perdent le Nord de la Mésopotamie dès le règne de Samsu-iluna, en dépit d'une campagne en 1728 qui voit notamment la destruction de Shekhna (Tell Leilan), où a été exhumée une archive indiquant qu'elle était auparavant passée dans la mouvance du roi du Yamkhad, dont la capitale est Alep, un des plus puissants royaumes amorrites. La Haute Mésopotamie reste en tout cas divisée entre plusieurs entités politiques, mal connues, souvent rivales comme l'indiquent les textes de Tell Leilan, et rencontrant également des troubles internes, comme Assur qui connaît alors plusieurs changements dynastiques.
Sous les règnes d'Abi-eshuh (1711-1684) et Ammi-ditana (1683-1647), l'autorité des rois de Babylone s'est donc réduite autour d'un noyau situé au Nord de la Babylonie, et aussi sur la partie méridionale du Moyen-Euphrate, jusqu'à Terqa. Ces régions semblent néanmoins conserver leur prospérité et des centres religieux et intellectuels dynamiques au XVIIe siècle av. J.-C., comme l'attestent les archives de Sippar d'Annunitum. En plus de la rivalité avec le Pays de la Mer qui se poursuit, et motive sans doute la construction à cette époque de la forteresse militaire appelée Dur-Abi-eshuh (« Fort d'Abi-eshuh ») en Babylonie centrale qui a livré des archives, les rois de Babylone font face au Nord à des entités politiques constitués par des chefs de guerre Kassites (notamment Samharu et Bimatu), un peuple venu des régions du Zagros, dont certains des membres sont employés dans l'armée babylonienne. Le Moyen-Euphrate et le Nord de la Babylonie sont perdus sous les règnes d'Ammi-ṣaduqa (1646-1626) et de Samsu-ditana (1625-1595).
Cette même époque voit plusieurs bouleversements dans la géopolitique du Nord mésopotamien, avec notamment l'expansion vers cette région et la Syrie du Nord des Hittites, venus d'Anatolie centrale. Leur roi Hattusili Ier (v. 1625 à 1600 ou 1650 à 1620) conduit ainsi ses troupes vers les régions du Haut Euphrate et du Haut Tigre, où il affronte plusieurs principautés dirigées par des Hourrites. Mais lui et son fils Mursili Ier (1600-1585 ou 1620-1590) concentrent leur effort contre le royaume de Yamkhad, qui est finalement détruit par le second. Dans la foulée, et pour des raisons non identifiées, il lance une offensive en direction de Babylone qui est prise et pillée, la statue de son dieu Marduk emportée. Le règne du dernier souverain de la première dynastie de Babylone, Samsu-ditana, s'achève à ce moment ou peu après.

## L'affirmation des puissances régionales

Localisation des principales villes et des sites fouillés de la Mésopotamie de l'âge du Bronze récent.

La période de l'âge du Bronze récent couvre en gros la seconde moitié du IIe millénaire av. J.-C. Elle prend forme dans la période de l'« âge obscur » succédant à la chute de la première dynastie de Babylone, qui voit la constitution de deux grandes puissances régionales au Nord et au Sud, établies par des populations jusqu'alors peu importantes politiquement : le Mittani formé par une dynastie hourrite à partir de la Djézireh centrale, et la dynastie kassite de Babylone, formé par une lignée d'origine kassite à partir du Nord de la Babylonie. Cette dernière s'installe durablement dans le Sud, tandis que le Mittani est supplanté au XIVe siècle av. J.-C. par l'Assyrie, vieille entité politique qui devient pour la première fois une puissance de premier plan.
Les monarques de ces trois royaumes accèdent chacun au statut de « grand roi », qui consacre dans les relations diplomatiques de l'époque (documentées par les lettres d'Amarna, mises au jour en Égypte à el Amarna, l'antique Akhetaton, capitale du pharaon Amenhotep IV/Akhenaton) la position des plus grands monarques, qui dirigent de grandes armées, dominent de vastes territoires et de nombreux vassaux sans être eux-mêmes soumis par un autre et traitent d'égal-à-égal. Les autres grands rois étant ceux d'Égypte et des Hittites, dans une moindre mesure ceux d'Alashiya (Chypre), les Élamites ayant une puissance comparable mais n'étant apparemment pas partie prenante de ce concert international. En Mésopotamie les royaumes secondaires, vassaux des plus puissants, sont progressivement éliminés au point qu'il ne reste à la fin de la période que l'Assyrie et Babylone, processus de concentration politique qui consacre la division Nord/Sud de la Mésopotamie, qui n'a pas d'équivalent au Levant et en Anatolie qui restent fragmentés politiquement, et aussi un processus de territorialisation des entités politiques, moins attachées à une cité d'origine et plus à un territoire, respectivement l'Assyrie, le « Pays du dieu Assur », et la Babylonie, appelée Karduniaš par les Kassites.
Cette période s'achève par un autre âge obscur, celui de l'« effondrement » des grands royaumes du Moyen-Orient à partir du début du XIIe siècle av. J.-C., bien que ce phénomène concerne surtout à ce moment-là les régions plus occidentales (Levant, Hatti, Égypte) et que la crise de la Mésopotamie se déroule surtout à partir du XIe siècle av. J.-C.

### Un temps de recompositions politiques
La période qui suit directement la chute de la première dynastie de Babylone est généralement présentée comme un « âge obscur », très peu documenté archéologiquement et épigraphiquement et difficile à interpréter car c'est sur elle que se concentre une bonne partie du débat sur la chronologie absolue de la Mésopotamie antique. Selon la chronologie moyenne, s'écoule une période d'environ un siècle entre la chute de Babylone qui aurait lieu en 1595, et l'expansion du Mittani au Nord (moment de sa première attestation dans un texte égyptien) et des Kassites au Sud (conquête du Pays de la Mer) dans les premières décennies du XVe siècle av. J.-C. Pour la chronologie courte, qui situe la chute de Babylone en 1499, les événements sont donc très rapprochés dans le temps si ce n'est concomitants. C'est en tout cas une période de reconstitution de pouvoirs centralisés au Nord et au Sud à partir de différentes entités en essor depuis les derniers temps de la première dynastie de Babylone, avec le triomphe progressif des Hourrites du Mittani et des Kassites de Babylone au détriment d'autres entités (Pays de la Mer, Hana, Assur).
La documentation écrite de cette période n'est pas inexistante, mais on comprendra qu'elle ne peut pas être située avec assurance dans le temps, et serait à replacer quelque part durant le XVIe siècle av. J.-C. de la chronologie moyenne : les textes des rois hittites succédant à Mursili Ier, qui n'ont pu se maintenir en Syrie, indiquent que les Hourrites sont de plus en plus actifs en Syrie, ce qui semblent renvoyer à l'émergence du Mittani ; des tablettes de Terqa indiquent qu'un royaume appelé Hana existe dans la région du Moyen-Euphrate après la fin du pouvoir babylonien et jusqu'à l'expansion du Mittani ; quelques inscriptions royales documentent l'activité de rois apparemment indépendants d'Assur ayant régné à cette même époque ; des tablettes (administratives mais aussi littéraires) de provenance inconnue et une sorte de palais avec d'autres tablettes administratives dégagés sur le petit site de Tell Khaiber (en) (près d'Ur) indiquent que les rois du Pays de la Mer ont alors établi une administration dans leur région, sans qu'il n'y ait de traces de leur présence dans les grandes villes de l'ancien pays de Sumer, manifestement désertées.

### Les Hourrites et le Mittani

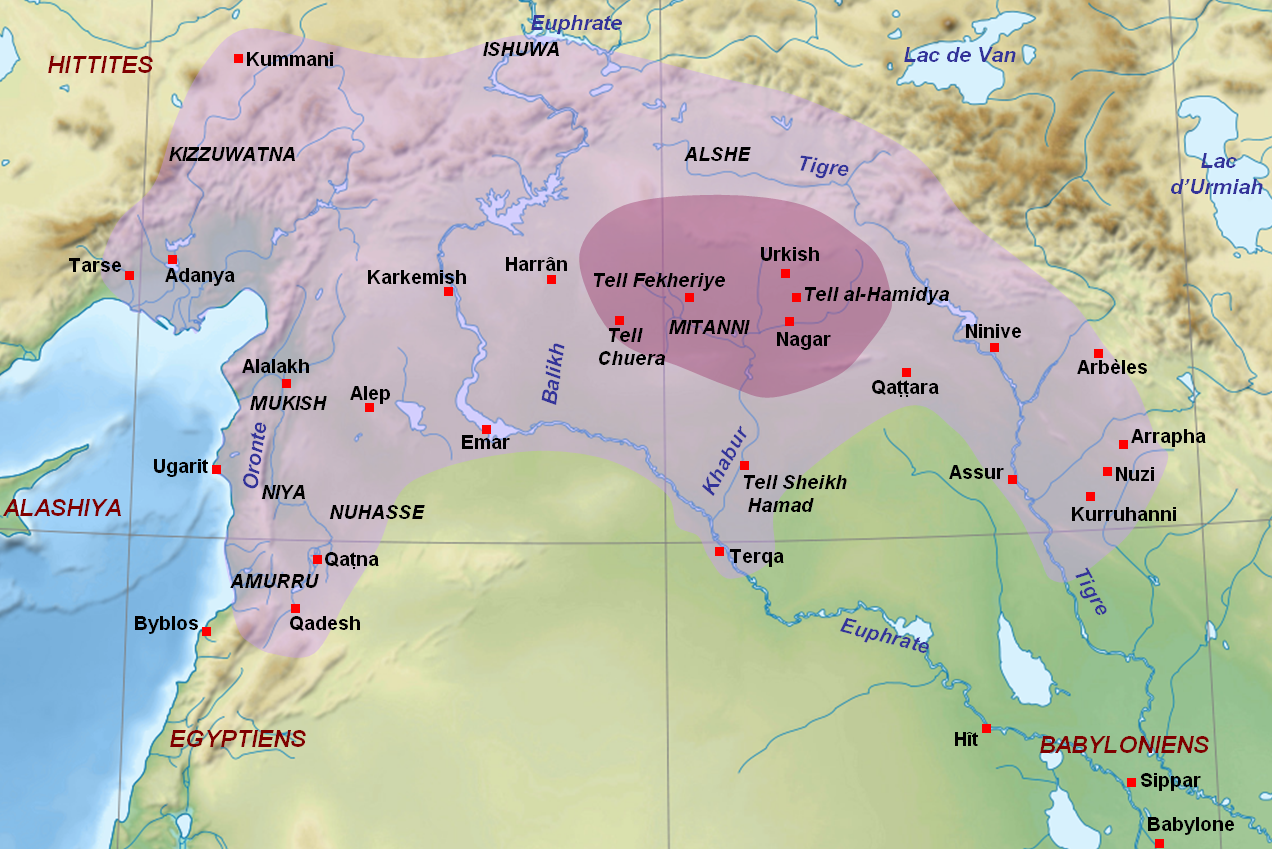
Le royaume du Mittani à son apogée au

La situation politique au Moyen-Orient au début de la période couverte par les Lettres d'Amarna, v. 1390-1350 av. J.-C.

La formation et la conquête de la Haute Mésopotamie par le royaume du Mittani (souvent aussi appelé Hanigalbat dans les textes antiques) n'est pas documentée, et les sources à notre disposition pour le début du XVe siècle av. J.-C. (règne de Barattarna) indiquent qu'il s'agit déjà d'une puissance hégémonique en Syrie du Nord et dans la Djézireh,. Ce royaume est dirigé par des Hourrites et domine des régions dont cette ethnie constitue une part importante de la population. Ce peuple est manifestement arrivé en Haute Mésopotamie depuis le Nord (peut-être les régions au Sud du Caucase) et attesté dans la région depuis la seconde moitié du IIIe millénaire av. J.-C., ayant constitué depuis plusieurs entités politiques d'envergure limitée, avant que des rois hourrites soient à l'origine d'une centralisation politique dans les derniers temps de l'époque des royaumes amorrites. Il n'est pas clair si le Mittani est apparu dès l'époque des premières offensives hittites en Syrie à la fin du XVIIe siècle av. J.-C., ceux-ci rencontrant un « roi des troupes Hourrites » derrière lequel certains veulent voir le Mittani, ou bien si ce royaume émerge après ces guerres, profitant du vide politique laissé par la chute d'Alep et celle de Babylone. Le royaume du Mittani est mal connu dans la mesure où il est essentiellement documenté par des sources extérieures. Il s'agit d'un royaume dominé par une élite hourrite, mais les souverains du Mittani portent un nom de trône indo-aryen, ce qui indiquerait que cette dynastie est liée à ce groupe de population, très peu attesté au Proche-Orient. On sait que son centre était localisé dans le triangle du Khabur (la région appelée Hanigalbat à proprement parler), où se trouvait sa capitale, Wassukanni, mais celle-ci n'a pas été identifiée avec certitude (elle correspond peut-être au site de Tell Fekheriye (en)), et d'une manière générale cette période reste mal connue archéologiquement dans cette région, en dehors de quelques monuments (un vaste palais à Tell al-Hamidiya, sans doute l'antique Taidu, un palais et un temple à Tell Brak, un édifice palatial à Tell Mozan). Pour ce que laissent voir les sources des sites dominés par le Mittani en dehors de cette région (surtout Alalakh et Qatna en Syrie, et Nuzi dans le nord-est de l'Irak), il s'agissait d'un ensemble constitué de provinces administrées directement par la cour du Mittani, et de royaumes et cités vassales : notamment Alalakh, Ugarit, Qatna, Nuhasse, Qadesh, Karkemish, Kizzuwatna, Ashtata à l'ouest, Terqa, Assur (quoique cela soit discuté) et Arrapha au sud et à l'est. Du point de vue des techniques, cette période semble voir un développement des méthodes de fabrication des matières vitreuses (fritte, verre).
Les rois du Mittani sont engagés dans plusieurs conflits en Syrie contre l’Égypte dans le courant du XVe siècle av. J.-C., notamment face à Thoutmosis III, puis contre les Hittites qui remportent d'importantes victoires à la fin du XVe siècle av. J.-C. Le roi Artatama parvient à conclure une alliance avec Thoutmosis IV, auquel il marie sa fille, scellant ainsi des relations amicales entre les deux cours, qui se poursuivent par la suite comme l'atteste la correspondance entre les deux royaumes retrouvée parmi les lettres d'Amarna datées du milieu du XIVe siècle av. J.-C., documentant notamment le mariage du pharaon Amenhotep III avec la princesse mittanienne Taduhepa, fille du roi Tushratta. Néanmoins la puissance du Mittani commence à vaciller, en raison de troubles à la cour, puis d'une série d'offensives victorieuses des Hittites du roi Suppiluliuma Ier qui parviennent à prendre la capitale hourrite, Wassukanni. S'ensuivent des querelles successorales qui divisent le royaume du Mittani entre deux braches rivales dans la seconde moitié du XIVe siècle av. J.-C. L'une passe sous la coupe des Hittites, l'autre sous celle de l'Assyrie, ancien vassal du Mittani, qui prend finalement le dessus dans le courant du XIIIe siècle av. J.-C. et annexe progressivement le Hanigalbat, cœur du Mittani.
La période de domination du Mittani est essentiellement documentée en Haute Mésopotamie par les découvertes archéologiques et épigraphiques (environ 5 000 tablettes) faites à Nuzi (Yorghan Tepe), une ville appartenant alors au royaume d'Arrapha (l'actuelle Kirkuk), vassal du Mittani (fin du XVe siècle av. J.-C.-première moitié du XIVe siècle av. J.-C.). Y ont été dégagés un palais provincial, ainsi que plusieurs temples et des résidences appartenant à l'élite provinciale, dont le prince Silwa-Teshub. Les textes exhumés, écrits dans un akkadien fortement mâtiné de hourrite, indiquent que la société locale est dominée par les « conducteurs de chars » (rākib narkabti), qui correspondent aux maryannu, élite guerrière qui se retrouve dans tous les pays sous domination hourrite ; en fait dans les sources locales ils apparaissent surtout comme de riches propriétaires terriens. Ce site est par ailleurs le premier lieu de trouvaille d'un type de céramique fine dite « de Nuzi », qui est attesté dans toute l'aire de diffusion de l'autorité du Mittani. Nuzi et le royaume d'Arrapha sont détruits vers le milieu du XIVe siècle av. J.-C. lors de la conquête de la région par l'Assyrie.

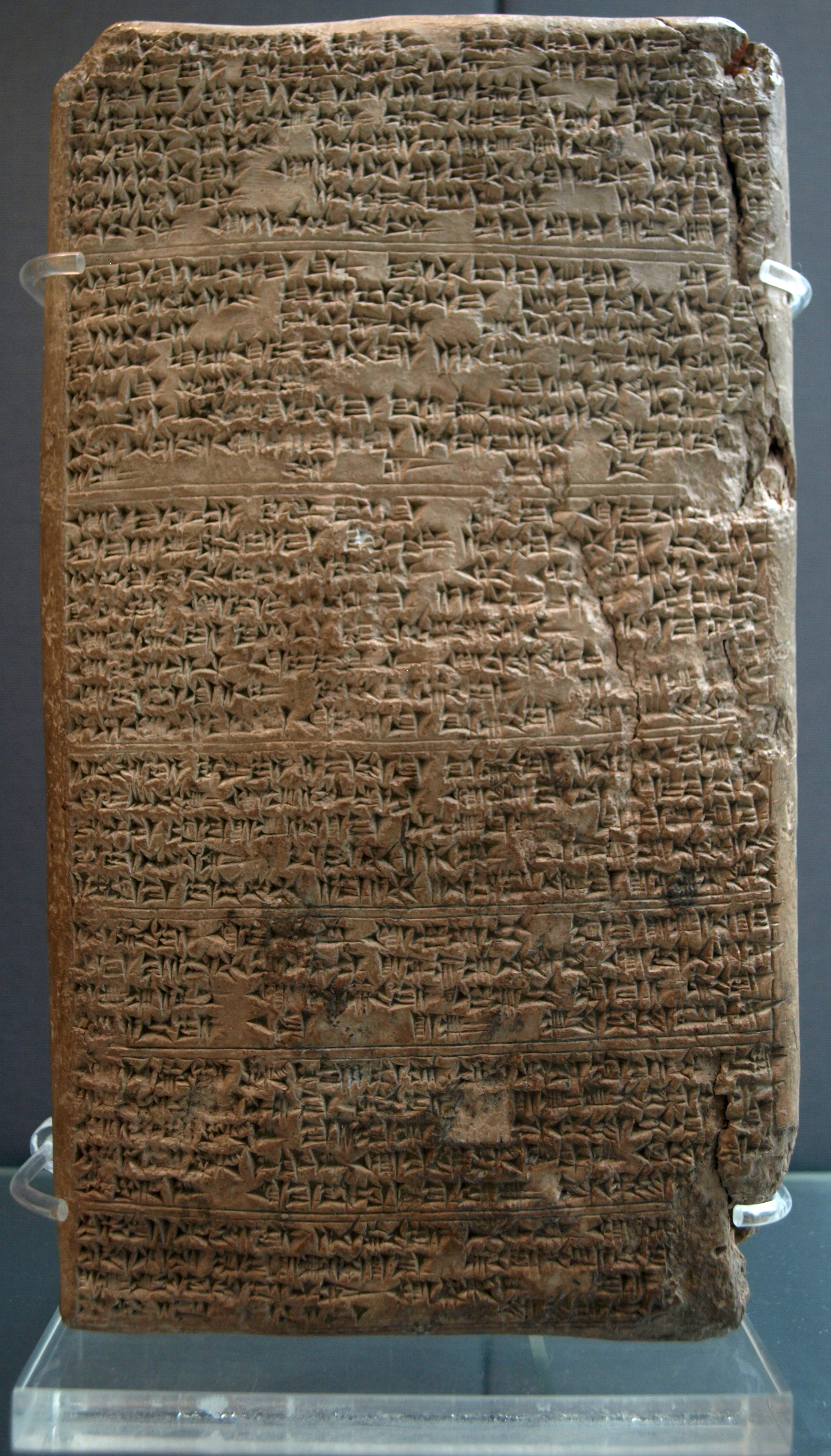
Une des lettres d'Amarna envoyée par Tushratta à Amenhotep III, concernant le mariage de sa fille Taduhepa, British Museum.
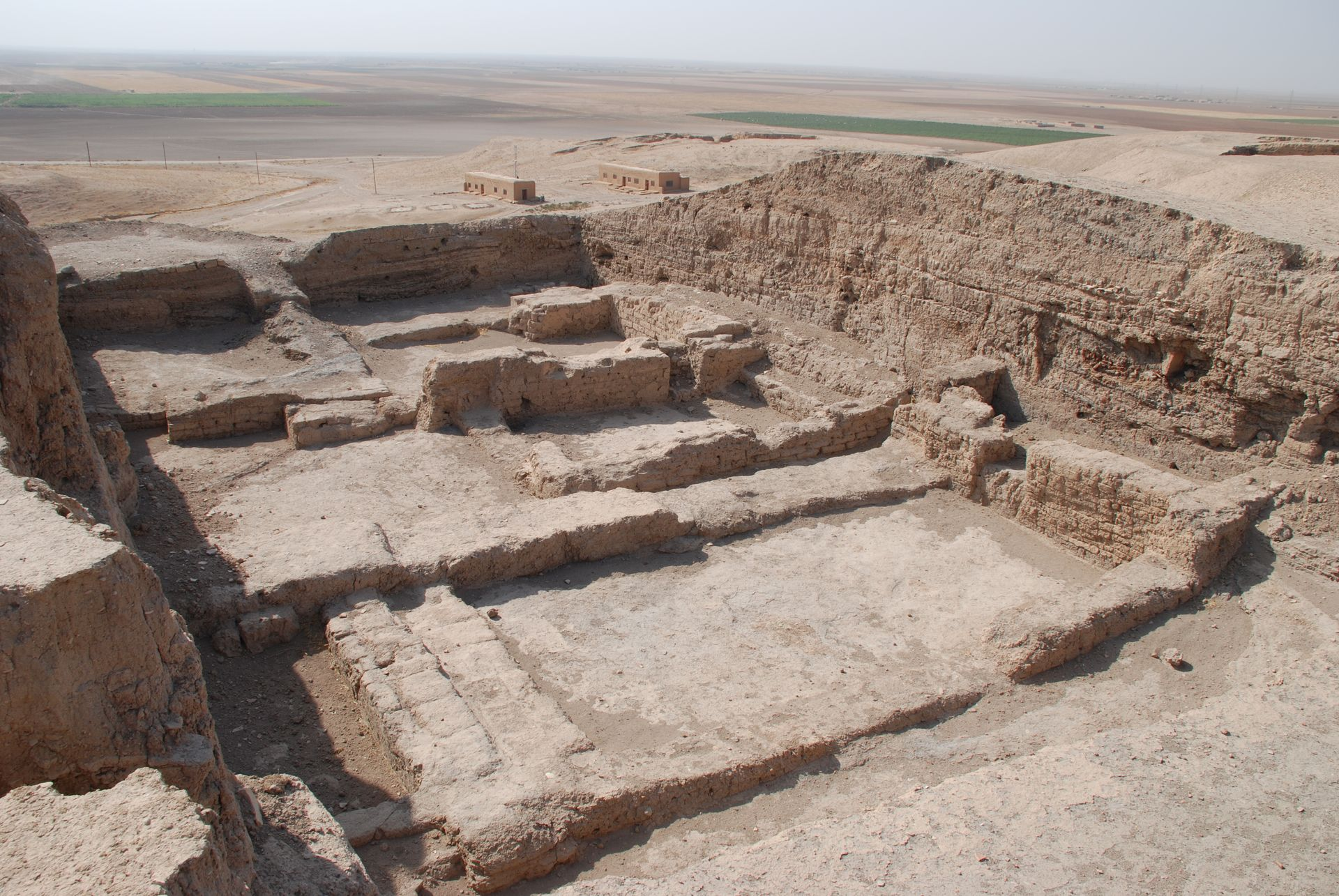
Ruines du palais d'époque du Mittani à Tell Brak.
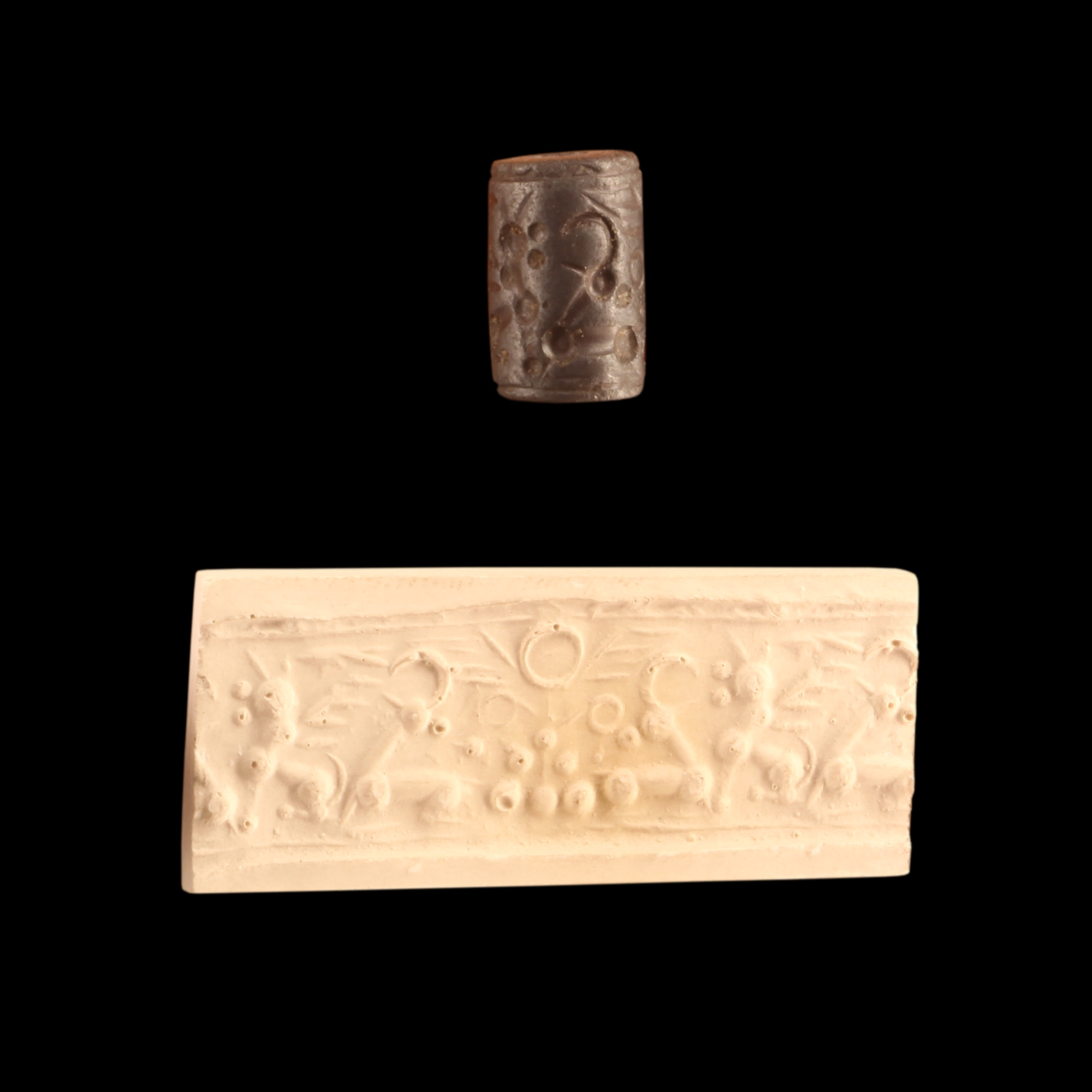
Sceau-cylindre en hématite avec son impression sur argile, représentant des griffons et des ibex disposés de façon symétrique autour d'un disque ailé, type « élaboré » du Mittani, Musée des beaux-arts de Lyon.
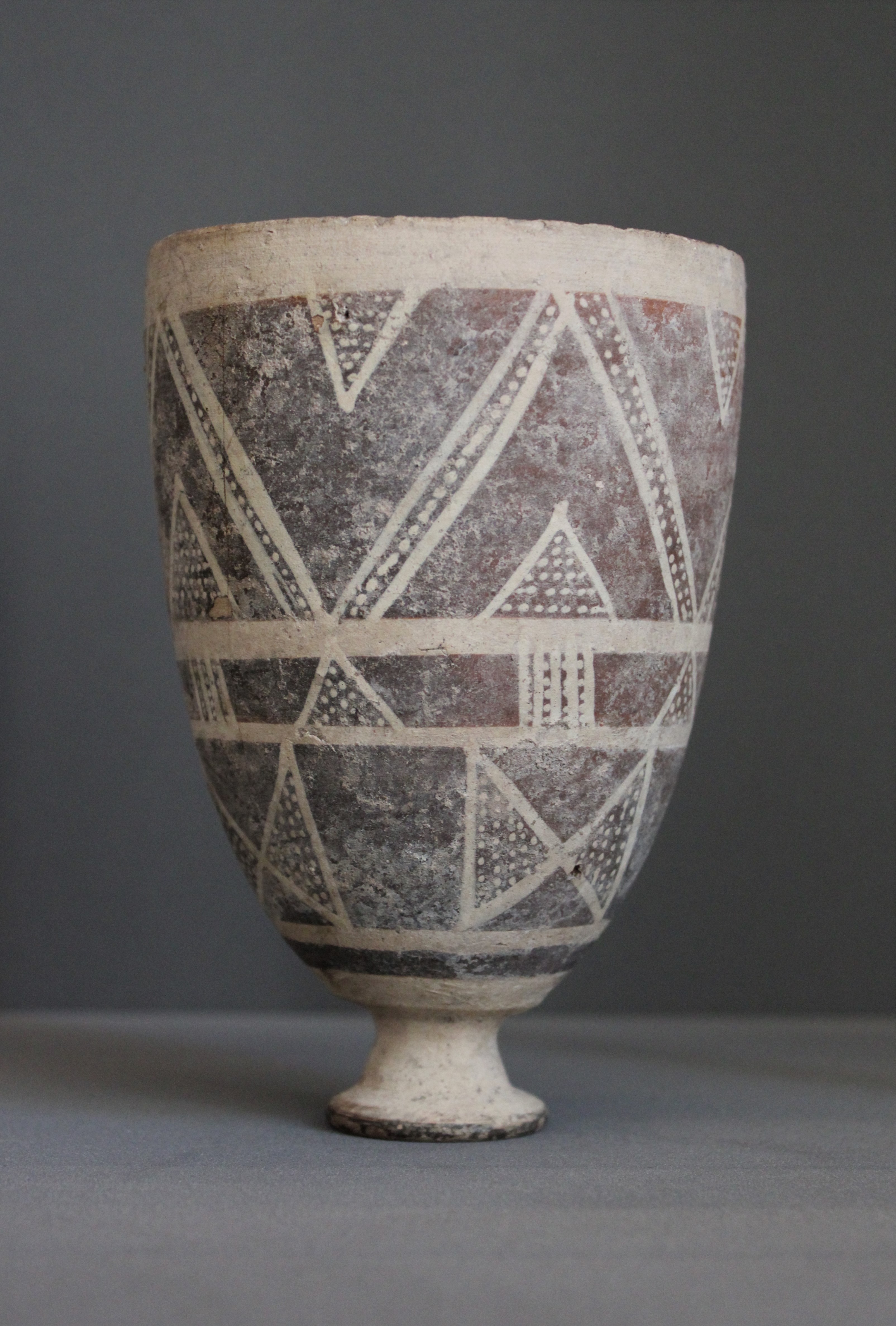
Gobelet peint, céramique de Nuzi, provenant de Tell Djigan (Irak). Musée du Louvre.
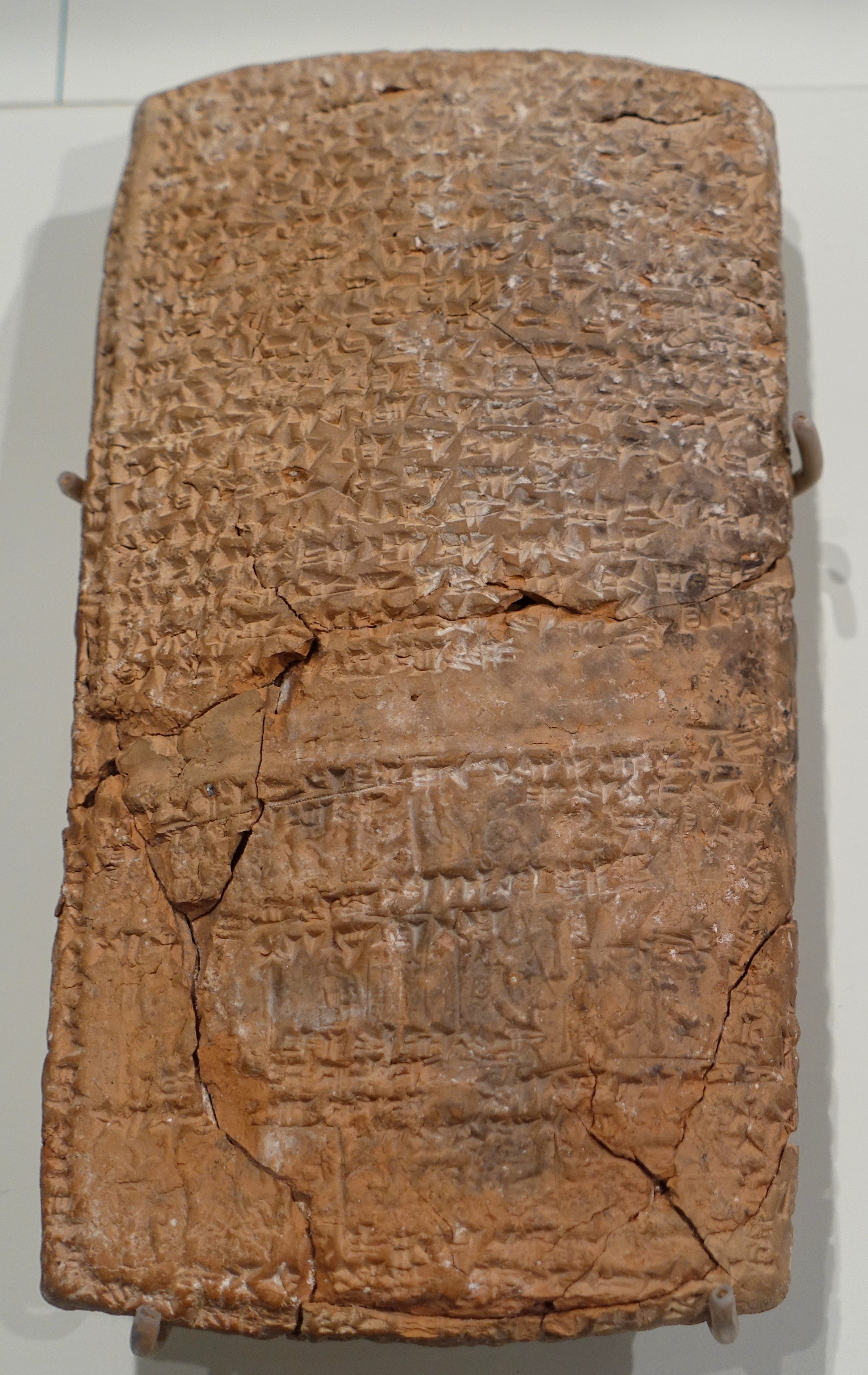
Tablette juridique de Nuzi : compte-rendu de procès concernant un domaine foncier. Musée de l'Oriental Institute de Chicago.

### Les rois kassites de Babylone
Les Kassites sont un peuple apparemment arrivé en Mésopotamie depuis le Zagros durant l'époque amorrite, dont des chefs de guerre sont parvenus à s'affirmer durant les dernières décennies de la première dynastie de Babylone. L'un d'entre eux (sans doute Agum II), parvient dans des conditions indéterminées à s'imposer, et à placer sa dynastie kassite sur le trône Babylone après sa prise par les Hittites. Cette dynastie est la plus longue à avoir régné sur le trône de Babylone, disposant d'une stabilité remarquable. La première partie de la dynastie kassite est très mal documentée, et peu connue. Les listes royales babyloniennes indiquent des noms de souverains dont l'activité est par ailleurs rarement documentée. Il est juste évident que ces souverains dominent le Nord de la Babylonie, le Sud étant aux mains de la dynastie du Pays de la Mer, jusqu'aux premières décennies du XVe siècle av. J.-C. quand cette dernière est soumise après plusieurs campagnes.

La situation politique du Moyen-Orient après la fin de la période couverte par les Lettres d'Amarna, après l'émergence de la puissance assyrienne et la fin du Mittani, au début du XIIIe siècle.

La Babylonie (alors souvent appelée Karduniaš, nom lié aux Kassites) connaît dès lors un nouvel essor. À l'unification de la région succède une période de réoccupation et de reconstruction des principaux centres religieux du Sud mésopotamien, qui avaient été abandonnés durant la dernière partie de la première dynastie de Babylone (Uruk, Ur, Nippur notamment). La région se reconstruit ainsi sur de nouvelles bases, les Kassites n'ayant pas à faire face à des velléités d'autonomies locales dans le Sud, contrairement à leurs prédécesseurs, et se mettent en place les conditions d'une domination plus stable et durable que par le passé. Cette dynamique est surtout marquée sous les règnes de Kara-indash (fin du XVe siècle av. J.-C.) et Kurigalzu Ier (début du XIVe siècle av. J.-C.), ce dernier étant probablement le constructeur d'une nouvelle capitale à Dur-Kurigalzu, dans le Nord de la Babylonie, où il érige un vaste palais royal qui sert apparemment lors des cérémonies de couronnement, et un sanctuaire au grand dieu royal Enlil, avec une ziggurat, symbole du fait que les souverains kassites entendent se placer dans la continuité des souverains mésopotamiens antérieurs. Ces deux souverains font également revenir Babylone dans le concert des grandes puissances du Moyen-Orient, en établissant des relations diplomatiques avec l’Égypte comme cela est rappelé dans les Lettres d'Amarna, datées des règnes de Kadashman-Enlil Ier (1374-1359) et Burna-Buriash II (1359-1333), souverains qui parachèvent l’œuvre de rétablissement de la prospérité et de la puissance de la Babylonie. Le second marie ses filles au pharaon Amenhotep IV/Akhenaton et au roi hittite Suppiluliuma Ier, et épouse une fille du roi assyrien Assur-uballit Ier. L'alliance matrimoniale avec l'Assyrie devait être un déclencheur d'une longue série de conflits avec ce royaume, sur fond de litiges successoraux au sein des deux cours, sans qu'aucune des deux puissances ne prenne le dessus,.
La situation économique et sociale de la Babylonie kassite est peu documentée. Le royaume apparaît comme dominé par une élite d'origine kassite, exerçant notamment les fonctions militaires et dirigeant d'importants domaines. La principale documentation sur la période provient des nombreuses (plus de 12 000 tablettes selon une estimation) archives de Nippur (v. 1359-1223), dont seule une minorité a été publiée. Elles documentent en particulier les activités des puissants gouverneurs de la ville, qui supervisent la gestion d'importants domaines et d'un grand nombre de dépendants exerçant une vaste gamme d'activités agricoles et artisanales. Les prospections archéologiques indiquent une phase de reprise de l'habitat, mais avec un caractère urbain moins prononcé qu'auparavant, les nouveaux sites étant pour la plupart des bourgs ruraux ou des villages. La Babylonie profite aussi de la reprise des relations internationales, notamment de l'afflux de l'or égyptien, ce métal devenant pour un temps l'étalon des échanges, et des marchands babyloniens sont attestés au Levant, en Égypte et en pays hittite. L'activité des rois kassites est également matérialisée par l'érection de kudurrus, des stèles portant des inscriptions de donations de domaines et d'exemptions fiscales, au profit de membres de la famille royale ou de grands dignitaires du royaume. Ces stèles sont également des documents artistiques de premier intérêt, portant des représentations symboliques des grandes divinités du panthéon mésopotamien, qui sont invoquées en tant que garantes des actes qui y sont inscrits. Dans le domaine religieux et intellectuel, l'influence kassite n'est pas décelable, ce peuple se fondant largement dans le moule culturel babylonien. Cette période voit un début de « standardisation » des œuvres savantes et littéraires (par exemple la mise au point de la « version standard » de l’Épopée de Gilgamesh et des versions stabilisées des principales listes lexicales), un essor de la littérature sapientiale réfléchissant sur les rapports entre hommes et dieux, et a gardé dans la tradition mésopotamienne postérieure une réputation de période durant laquelle ont vécu de grands savants. Par ailleurs la culture babylonienne est alors largement diffusée dans les capitales du Moyen-Orient (notamment à Hattusa, Ugarit, el Amarna), le babylonien étant la langue diplomatique de l'époque et la culture mésopotamienne jouissant manifestement d'un grand prestige.

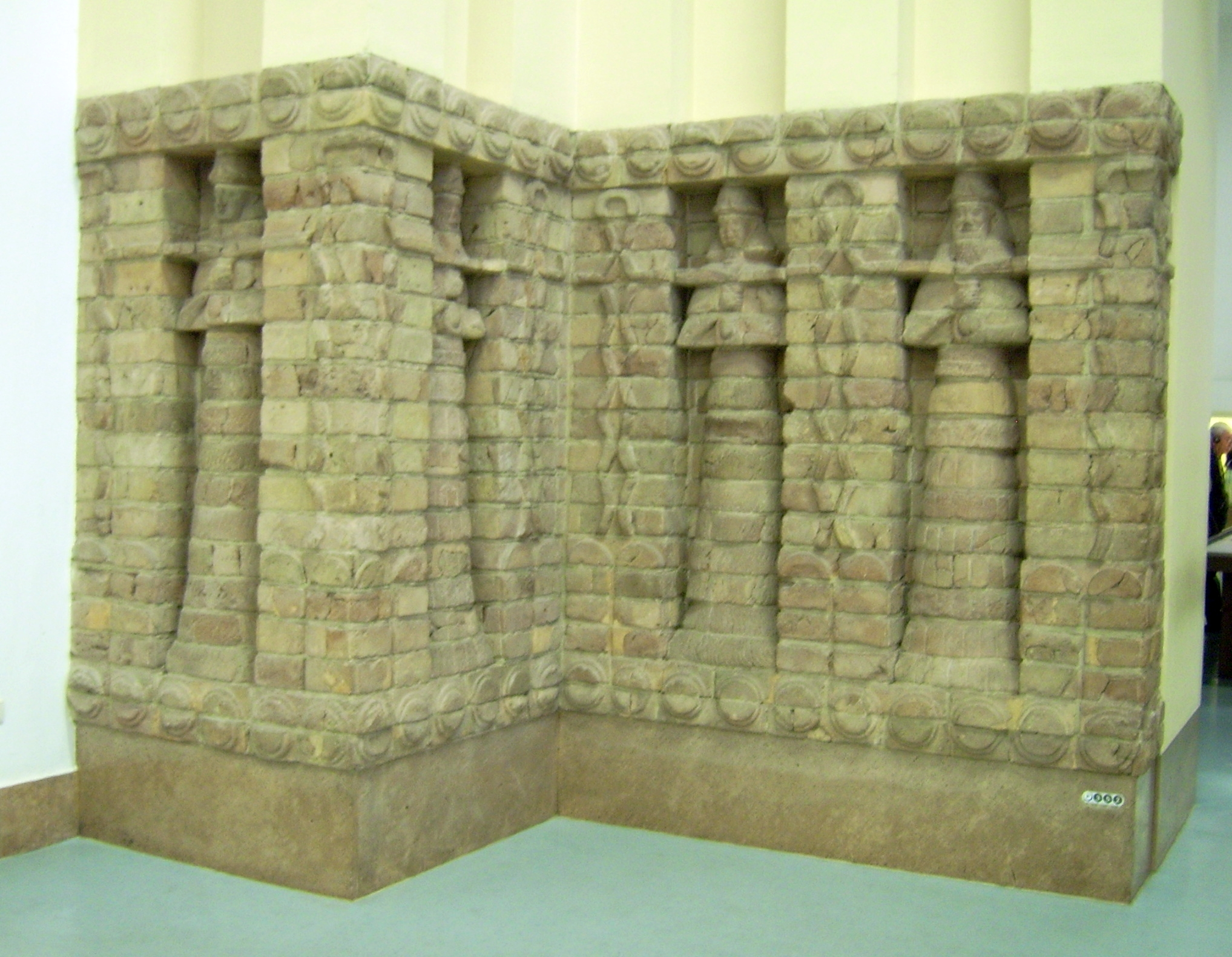
Reliefs en briques cuites du temple de Kara-indash à Uruk, milieu du XVe siècle, Pergamon Museum.
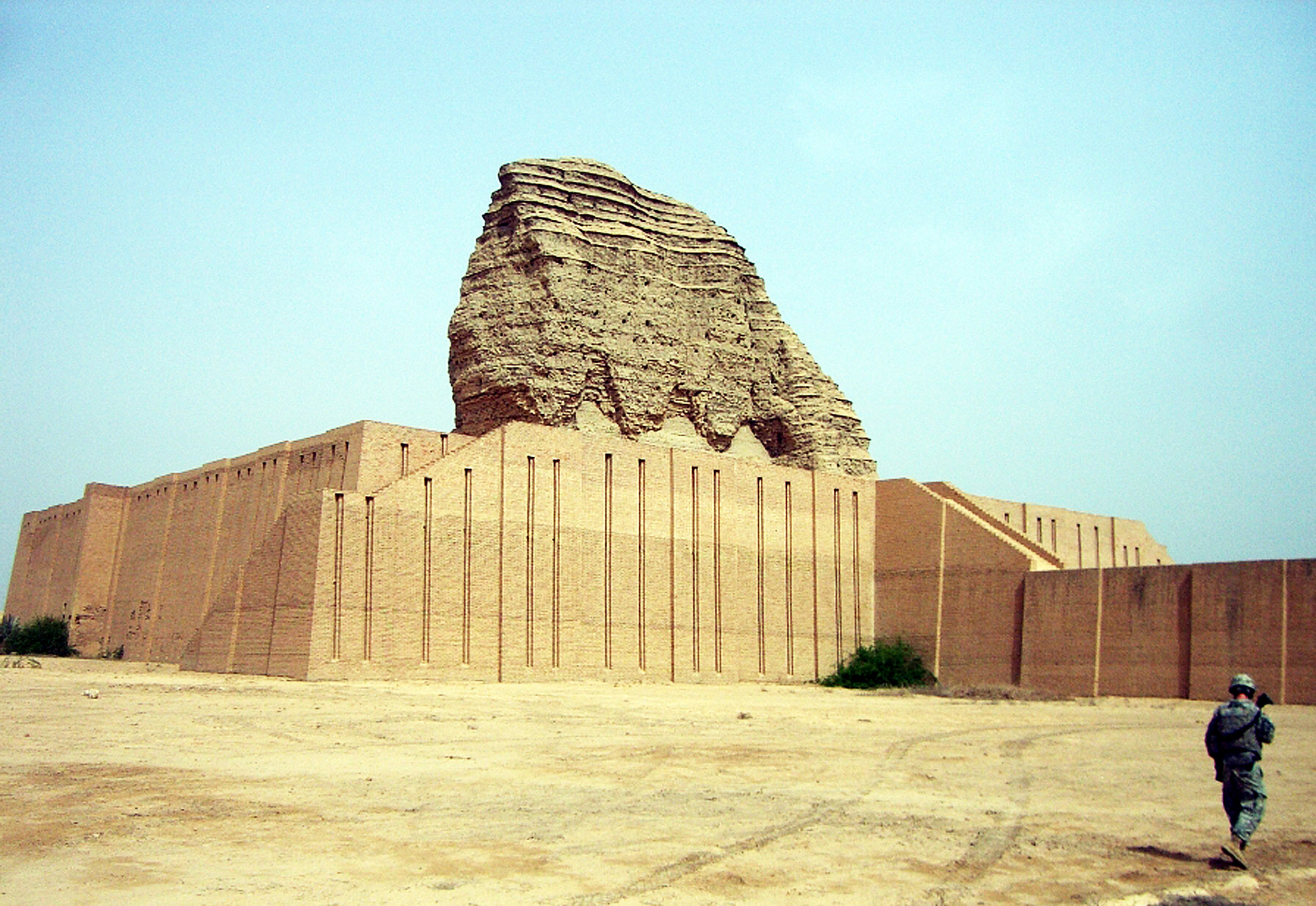
Ruines de la ziggurat de Dur-Kurigalzu (actuel site d'Aqar Quf).
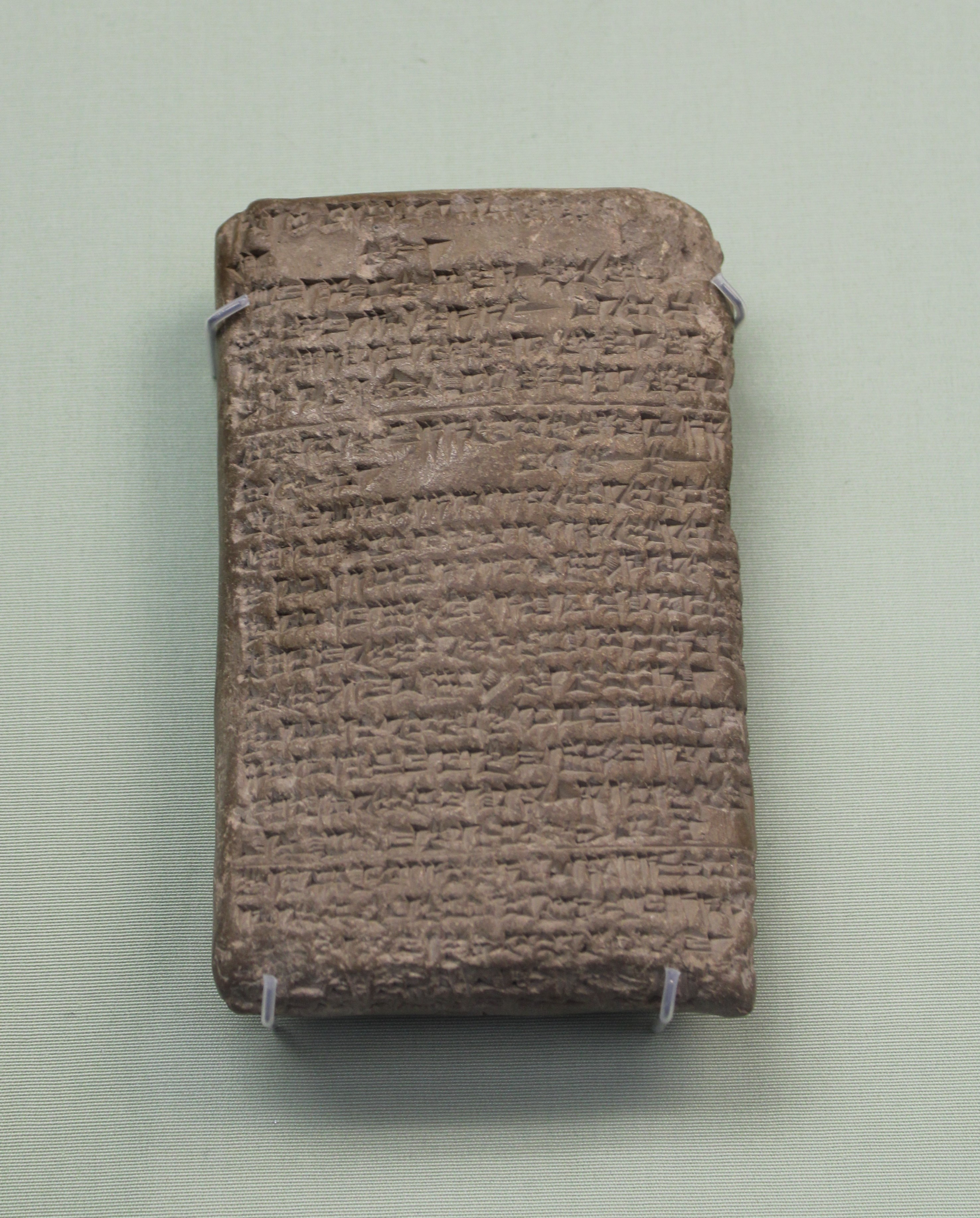
Une lettre de la correspondance diplomatique entre Burna-Buriash II et le pharaon Nibhurrereya (Toutânkhamon ?) retrouvée à Tell el-Amarna (EA 9). British Museum.
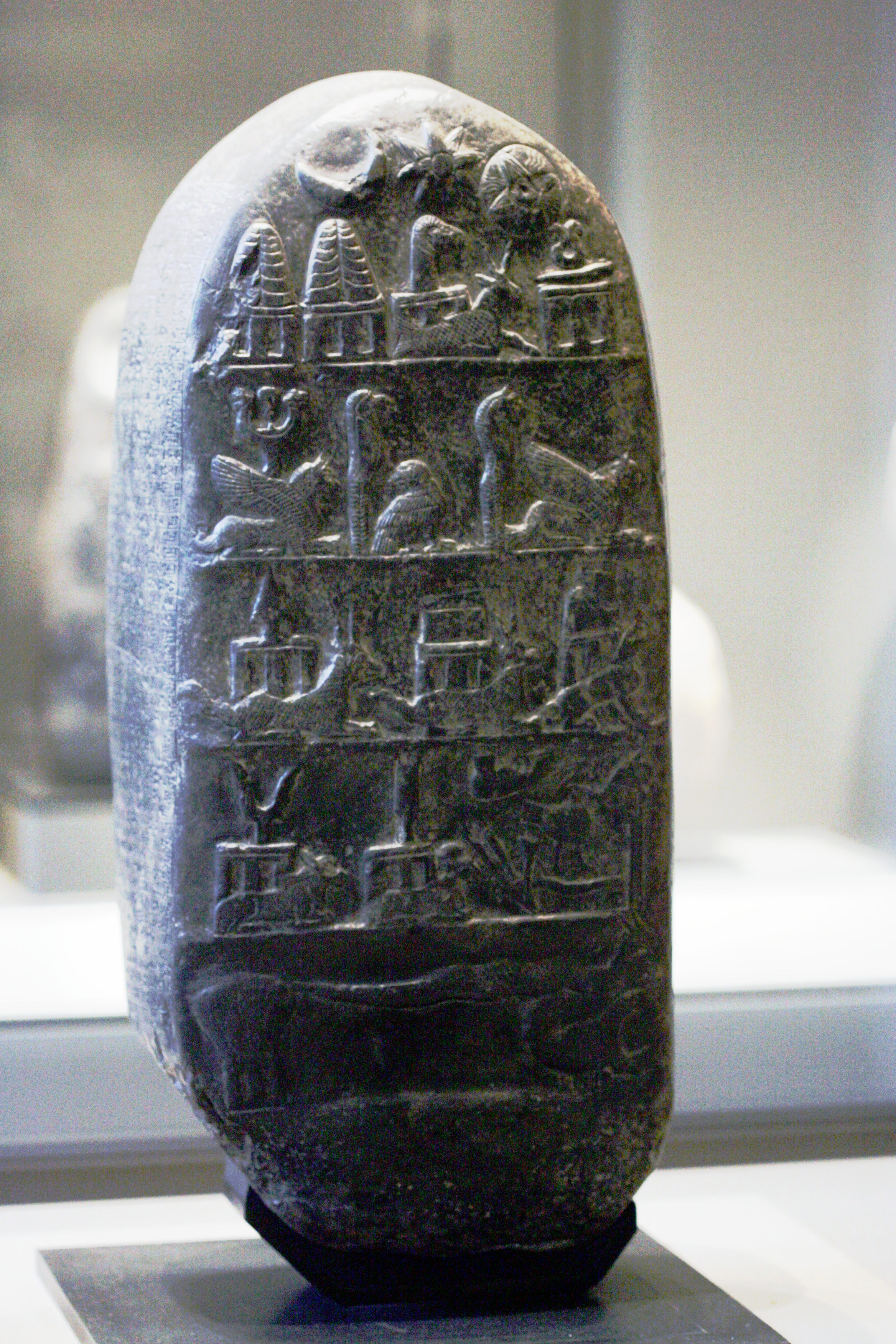
Kudurru de Meli-Shipak, rapportant une donation à Marduk-apla-iddina. Revers de la stèle représentant des symboles divins sur plusieurs registres. Musée du Louvre.
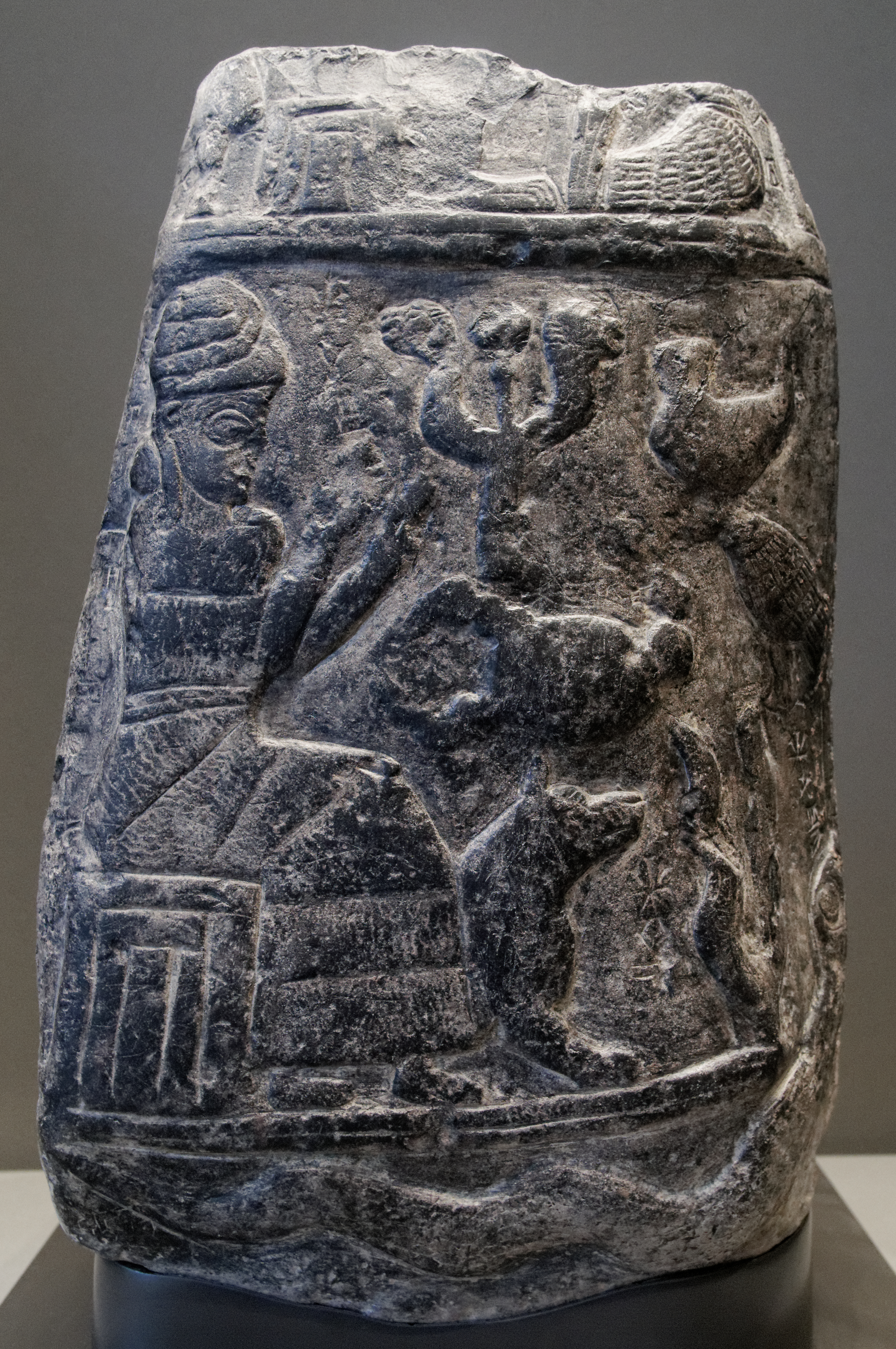
Kudurru de Marduk-apla-iddina, représentant la déesse Gula accompagnée de son chien, avec d'autres symboles divins. Musée du Louvre.
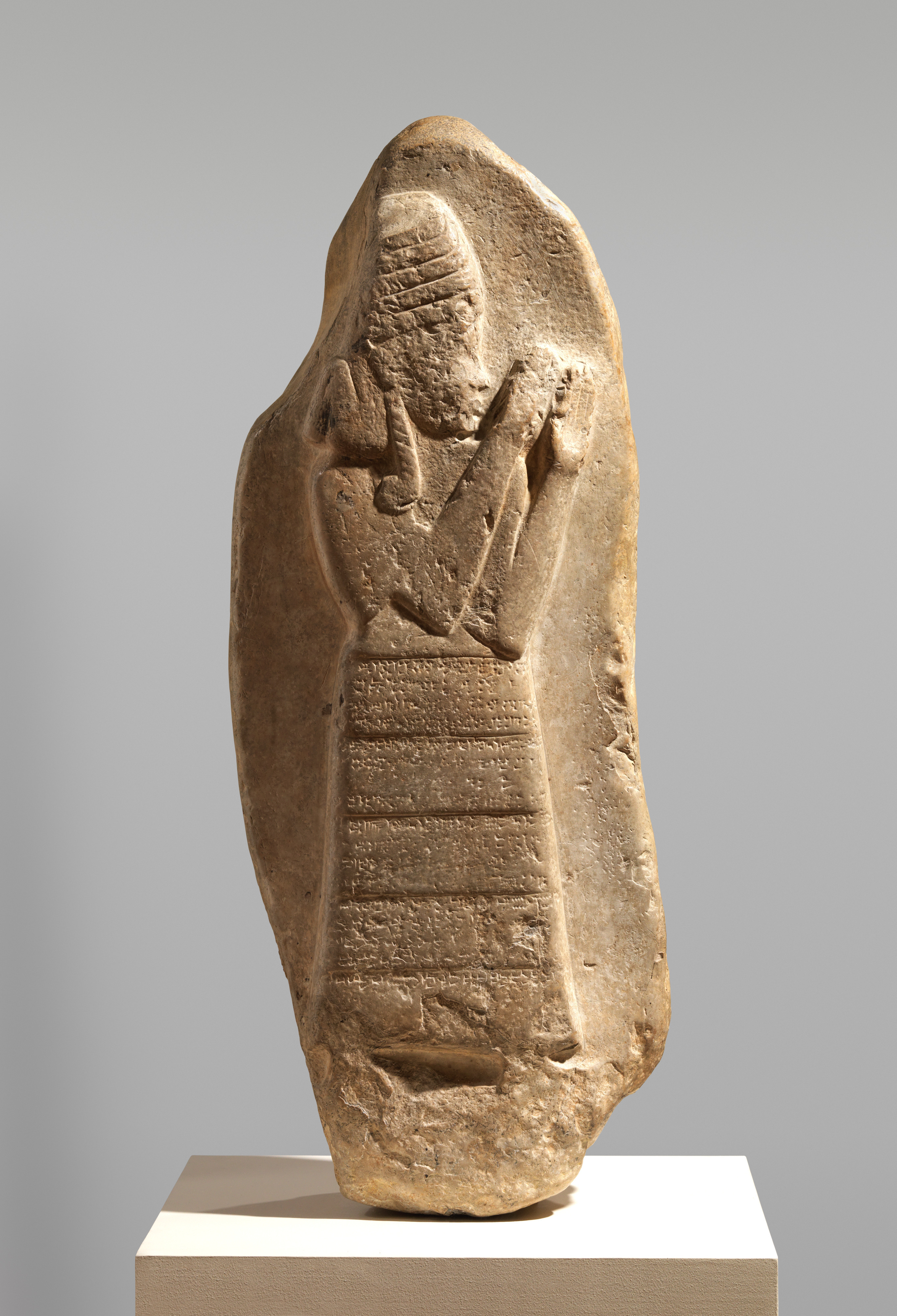
Stèle représentant la déesse protectrice Lam(m)a, dédiée par le roi Nazi-Maruttash (1307-1282 av. J.-C.) à la déesse Ishtar, à Uruk.
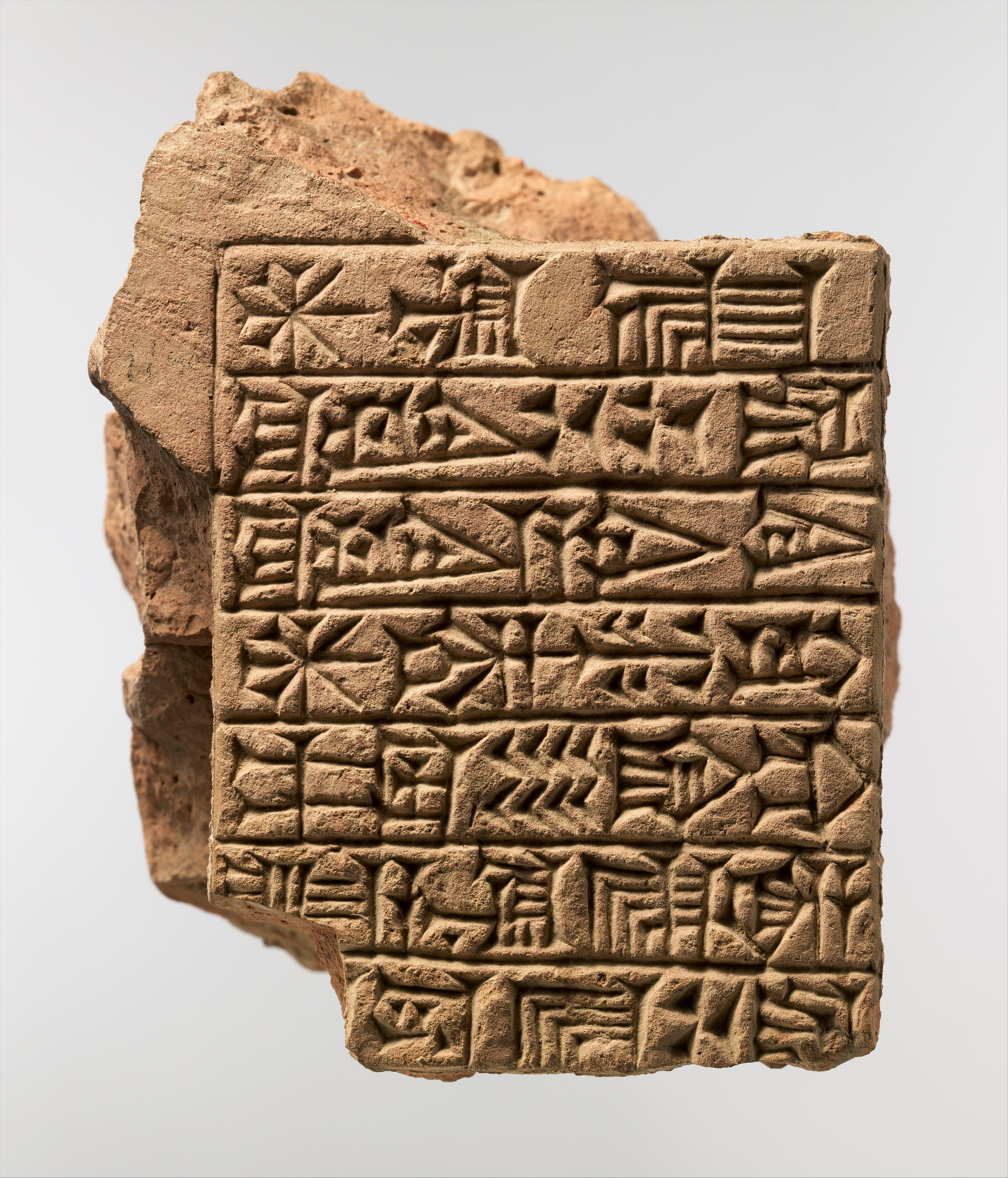
Inscription d'Adad-shuma-usur (1216-1187 av. J.-C) commémorant la restauration de l'Ekur, grand temple du dieu Enlil à Nippur.
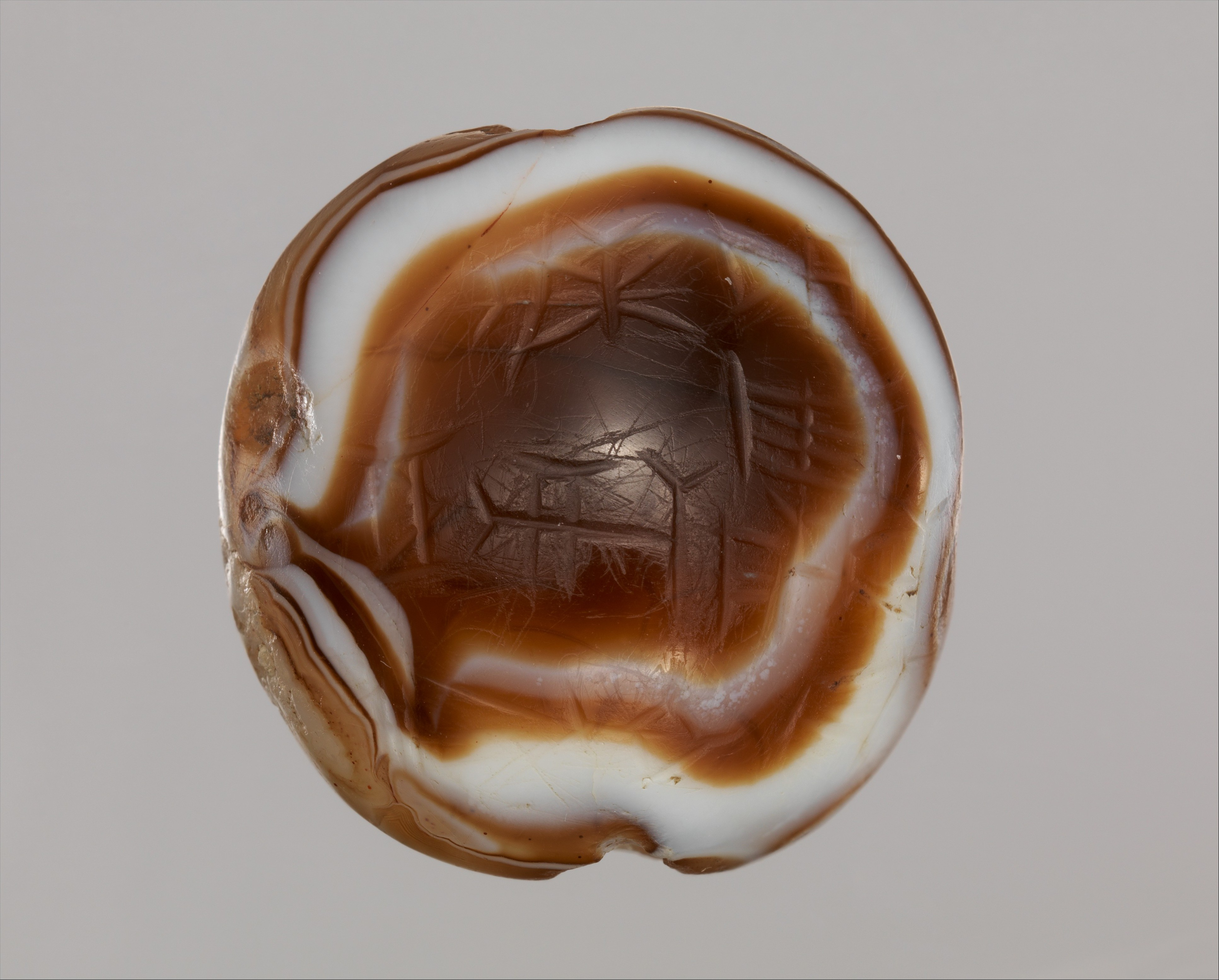
Perle en agate offerte par un des deux rois nommés Kurigalzu pour la déesse Ninlil. Metropolitan Museum of Art.
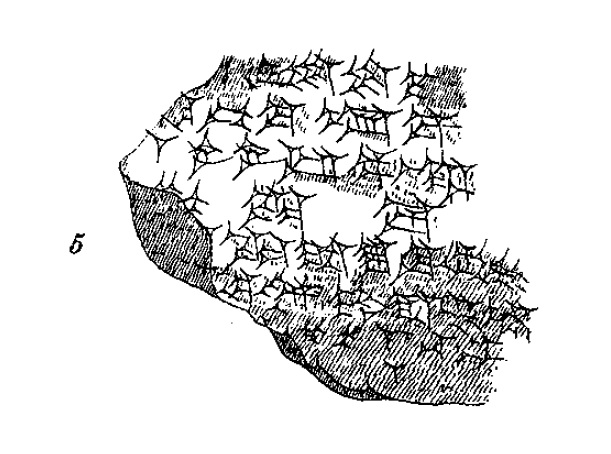
Copie d'une tablette de Nippur l'époque kassite : lettre d'Ili-ippashra, gouverneur de Dilmun, à Enlil-kidinni, gouverneur de la ville. Seconde moitié du XIVe siècle av. J.-C.
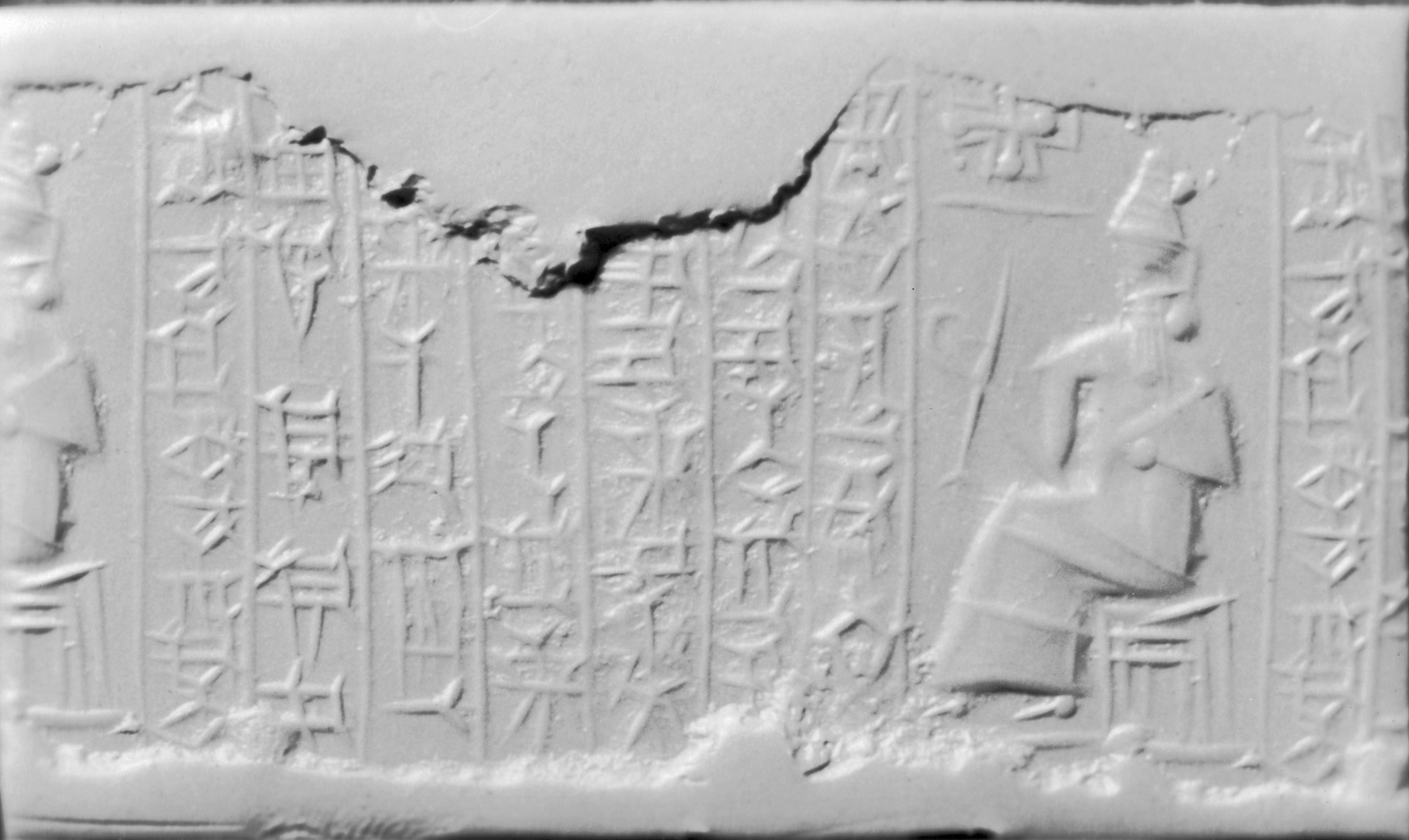
Impression de sceau-cylindre représentant une divinité assise sur un trône. Walters Art Museum.

À partir du dernier quart du XIIIe siècle av. J.-C., la dynastie kassite rentre dans une période de troubles importants, marquée par des conflits contre l'Assyrie et l'Élam dont l'issue lui est défavorable, et entraîne des troubles dynastiques. Cette phase débute par la prise de Babylone par l'assyrien Tukulti-Ninurta Ier en 1225, et s'achève par la conquête de la Babylonie par les troupes élamites de Shutruk-Nahhunte et Kutir-Nahhunte III, ce dernier prenant Babylone en 1155 et emportant la statue du dieu Marduk, événement qui marque la fin de la dynastie kassite. C'est aussi lors de ce pillage que sont emportés à Suse en Élam plusieurs objets commémoratifs mésopotamiens, dont le Code de Hammurabi et la stèle de victoire de Naram-Sîn.
Les Élamites sont rapidement évincés de Babylonie par une nouvelle lignée de rois, la seconde dynastie d'Isin. Son principal souverain, Nabuchodonosor Ier (1125-1004) prend finalement la revanche contre le royaume montagnard, et ramène la statue du dieu Marduk à Babylone. C'est sans doute durant cette période que ce dernier devient définitivement le dieu suprême dans la théologie officielle, en lieu et place d'Enlil, évolution amorcée dès l'époque kassite. Il semble qu'il faille dater de cette époque l’Épopée de la Création (Enūma eliš), récit mythologique glorifiant la suprématie de Marduk et de Babylone. Les rois de cette dynastie préservent les institutions héritées des Kassites, jusqu'au milieu du XIe siècle av. J.-C. quand la Babylonie plonge dans une crise profonde et durable.

### L'essor de l'Assyrie

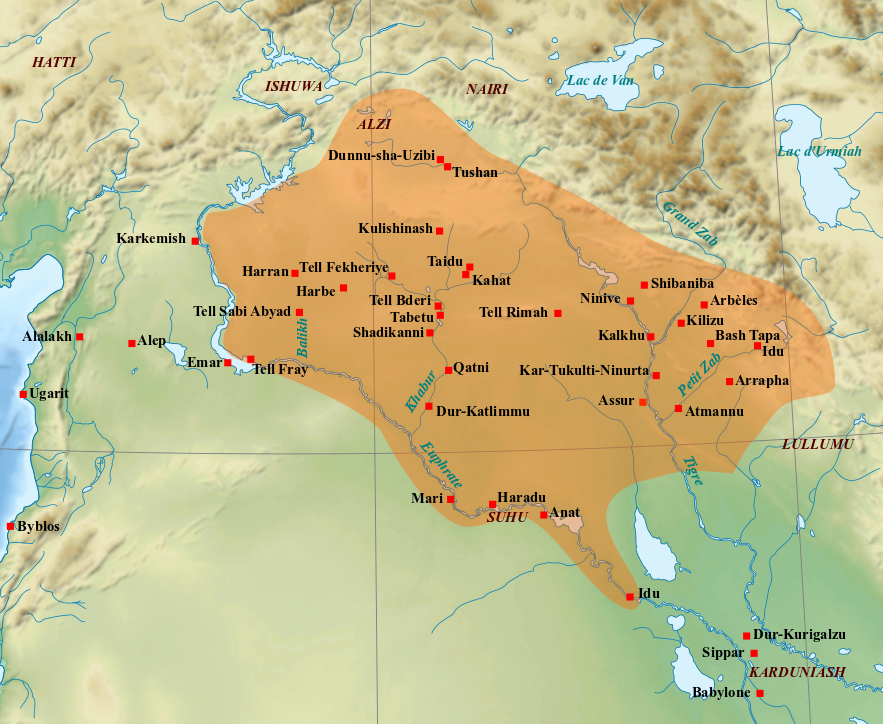
Extension approximative du royaume médio-assyrien entre la fin du.

La vieille cité d'Assur, avec sa population de langue est-sémitique (une variante de l'akkadien), continue à disposer d'une lignée de rois autonomes durant la période de transition entre le Bronze ancien et le Bronze récent, quoique cela soit documenté essentiellement par une liste royale dont la fiabilité est loin d'être totale et des inscriptions royales éparses. Des chroniques postérieures indiquent que plusieurs de ses rois concluent des accords frontaliers avec des rois kassites, et une autre source indique par ailleurs que ce royaume est vaincu par le Mittani à la fin du XVe siècle av. J.-C., ce qui est souvent interprété comme le fait qu'il soit son vassal. En tout cas l'Assyrie est le principal bénéficiaire en Haute Mésopotamie de l'effondrement du Mittani après les victoires hittites : son roi Assur-uballit Ier (1366-1330) consolide la position de son royaume sur la partie orientale de la Haute Mésopotamie (son armée se débarrasse notamment à un moment du royaume d'Arrapha, détruisant au passage Nuzi) et progresse vers la Djézireh où il reprend une partie des possessions du Mittani malgré l'opposition des Hittites qui réussissent à assurer pour un temps la survie du Mittani/Hanigalbat. Ces succès marquent le début du royaume dit « médio-assyrien ». Le nouveau statut de l'Assyrie se voit aussi dans deux lettres d'Amarna envoyées par Assur-uballit au pharaon, afin de se présenter comme un des « grands rois » du Moyen-Orient, en lieu et place du Mittani. Il conclut également une alliance matrimoniale avec le roi de Babylone Burna-Buriash II, qui l'entraîne dans les dernières années de son règne dans un conflit successoral dans ce royaume.
Ses successeurs progressent dans la partie orientale de la Mésopotamie, jusqu'à la vallée de la Diyala. Ils se heurtent à plusieurs reprises avec les Babyloniens, puis annexent définitivement le Hanigalbat. L'intégralité de la Haute Mésopotamie est sous leur contrôle sous les règnes d'Adad-nerari Ier (1308-1275) et de Salmanazar Ier (1275-1245). Ils ne semblent pas dépasser à l'ouest les limites de l'Euphrate, qui marque la frontière avec la zone d'influence hittite. Il revient à Tukulti-Ninurta Ier (1244-1208) d'infliger successivement des défaites cinglantes aux Hittites et aux Babyloniens, dont la capitale est prise et pillée. Tukulti-Ninurta se proclame lui-même roi de Babylone, mais son triomphe est de courte durée car la Babylonie est rapidement perdue et il meurt assassiné. Après une série de rois aux accomplissements moins notables, le dernier grand souverain de la période médio-assyrienne est Teglath-Phalasar Ier (1116-1077). Il lance plusieurs expéditions à l'ouest, jusqu'en Syrie, et parvient à la Méditerranée, profitant du vide laissé par la chute de l'empire hittite dans le premier quart du XIIe siècle av. J.-C. Mais il échoue contre la Babylonie. Son règne est également marqué par les premiers affrontements contre les Araméens, amenés à devenir des rivaux constants pour les souverains assyriens suivants.
L'époque médio-assyrienne voit donc la constitution d'un royaume dominant la Haute Mésopotamie depuis sa capitale, Assur. Celle-ci fait l'objet de nombreux travaux de construction : restauration et agrandissement des temples et du vieux palais, construction d'un nouveau palais, extension des murailles. Tukulti-Ninurta construit à proximité une nouvelle capitale, Kar-Tukulti-Ninurta (« Port de Tukulti-Ninurta »), d'environ 250 hectares. Il y érige un palais royal et un grand temple dédié au dieu national Assur, avec une ziggurat, projet qui ne lui survit pas. Dans l'idéologie politique assyrienne qui se met en place, le dieu national (assimilé à Enlil) occupe une place pré-éminente, étant considéré comme le véritable souverain du royaume. Enlil demande aux rois terrestres, ses « vicaires », d'élargir le royaume, une idéologie conquérante qui accompagne l'affirmation de la puissance militaire de l'Assyrie. Les souverains médio-assyriens développent une littérature de propagande. La rédaction de longs récits à leur gloire, en particulier l'« Épopée de Tukulti-Ninurta » commémore le triomphe de ce roi sur Babylone. La constitution de la puissance assyrienne s'accompagne de l'émergence d'une élite politique liée au service du pouvoir, recevant des fonctions et des domaines. Dans les provinces de la Djézireh, ils entreprennent une politique de construction de centres provinciaux contrôlés directement, souvent à l'emplacement de villes plus anciennes, où sont installés des Assyriens, avec une politique manifestement plus centralisatrice que celle du Mittani, quoique quelques royaumes vassaux subsistent. Plusieurs de ces sites ont été dégagés et ont livré des archives : Tell Sheikh Hamad (Dur-Katlimmu), Tell Chuera (Harbe), Tell Sabi Abyad, Giricano (Dunnu-sha-Uzibi), etc. Ce sont des centres de provinces ou des districts ruraux, administrés depuis les palais des gouverneurs assyriens et de leur administration, dirigeant des dépendants exerçant essentiellement des activités agricoles.

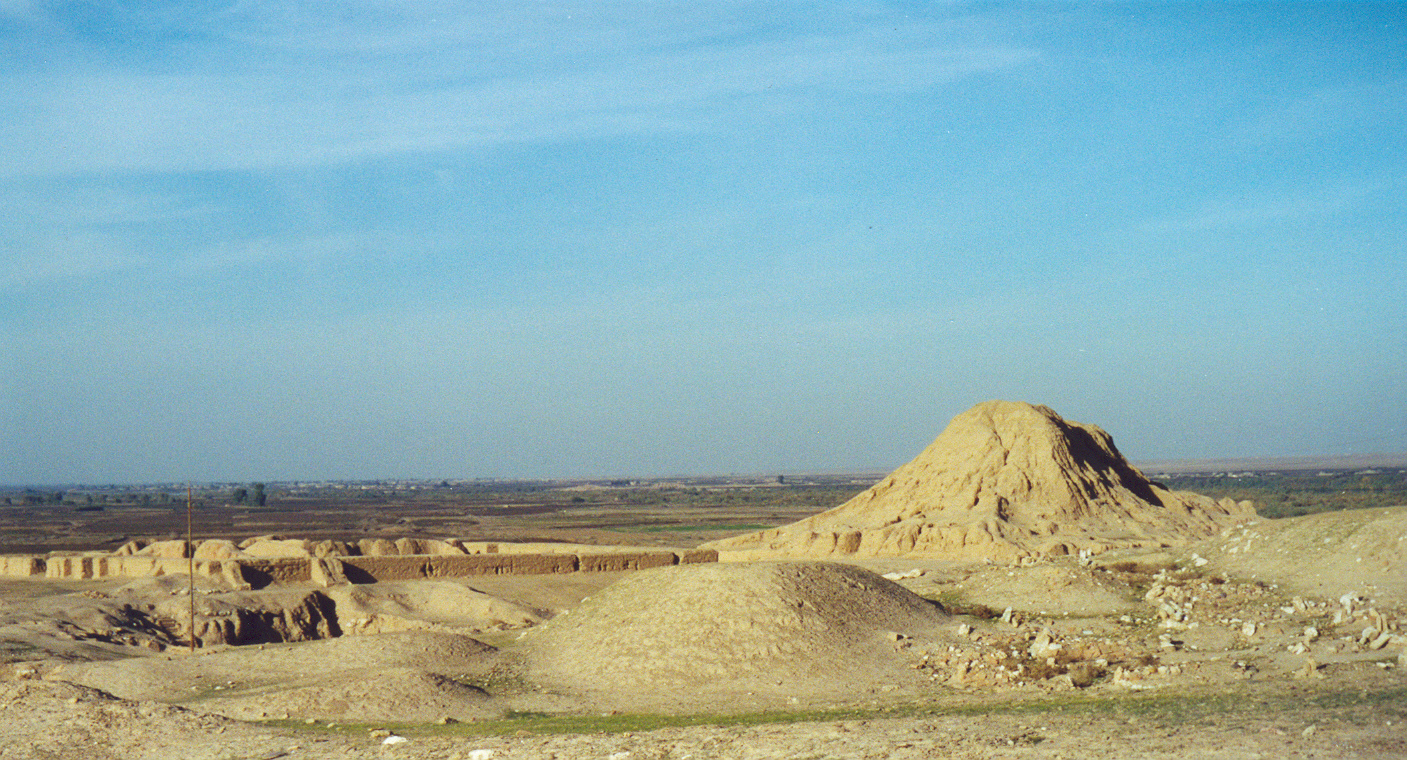
Vue du site d'Assur (Qal'at Sherqat), avec les ruines de la ziggurat du dieu Assur.
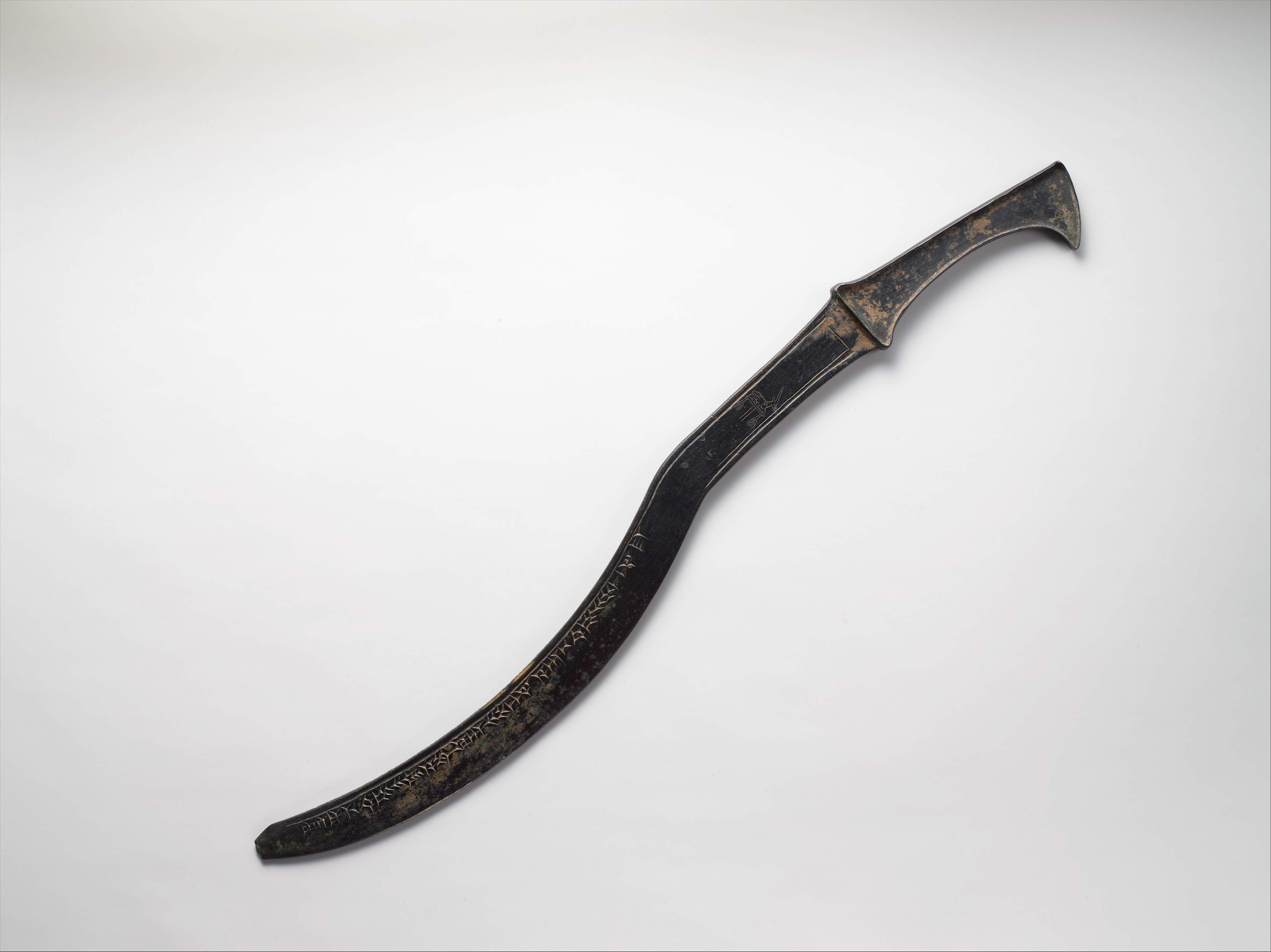
Épée recourbée en bronze portant une inscription du roi Adad-nerari Ier (1307–1275 av. J.-C.). Metropolitan Museum of Art.
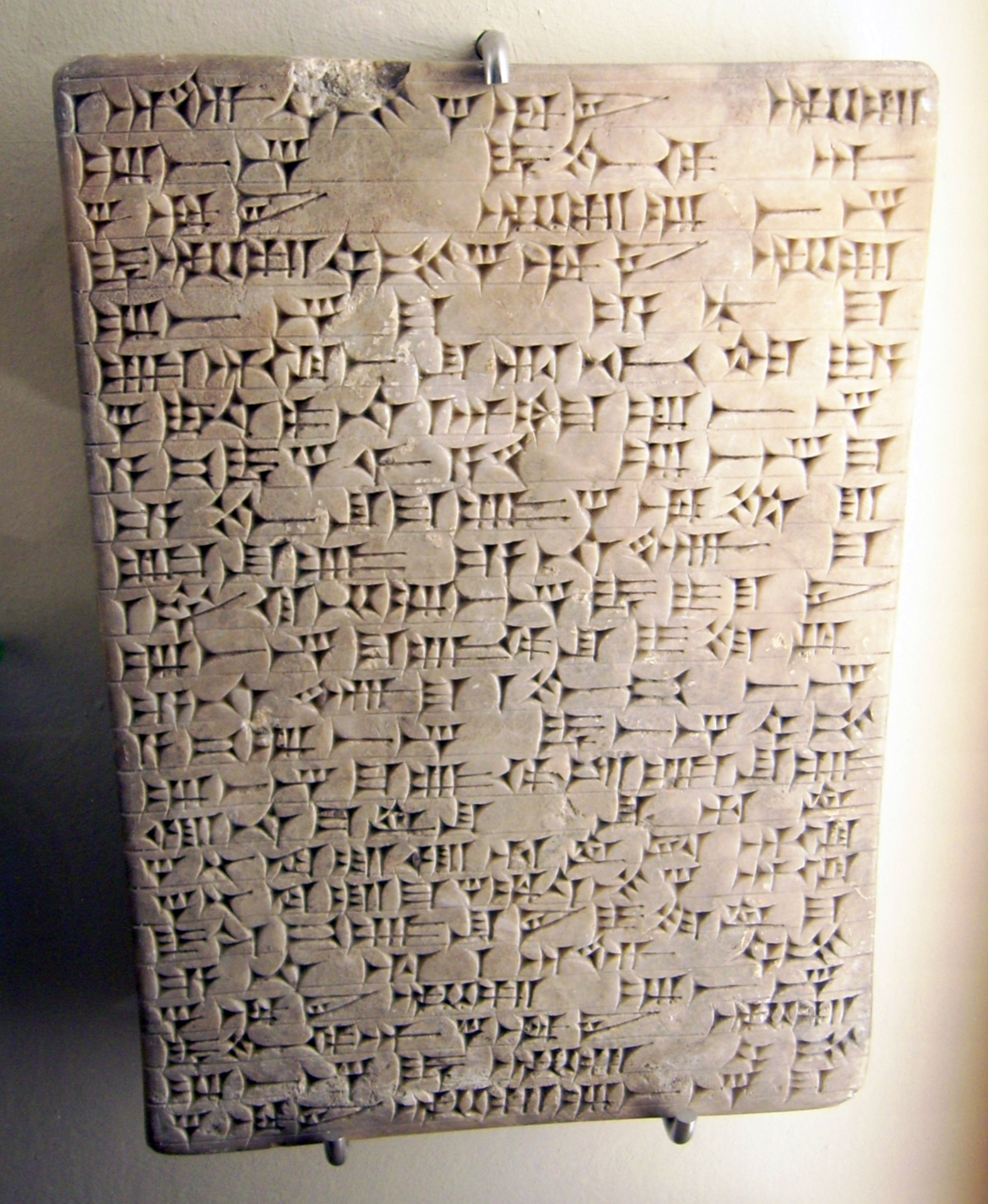
Tablette en albâtre portant une inscription d'Adad-nerari Ier commémorant la restauration du temple d'Ishtar à Assur. Pergamon Museum.
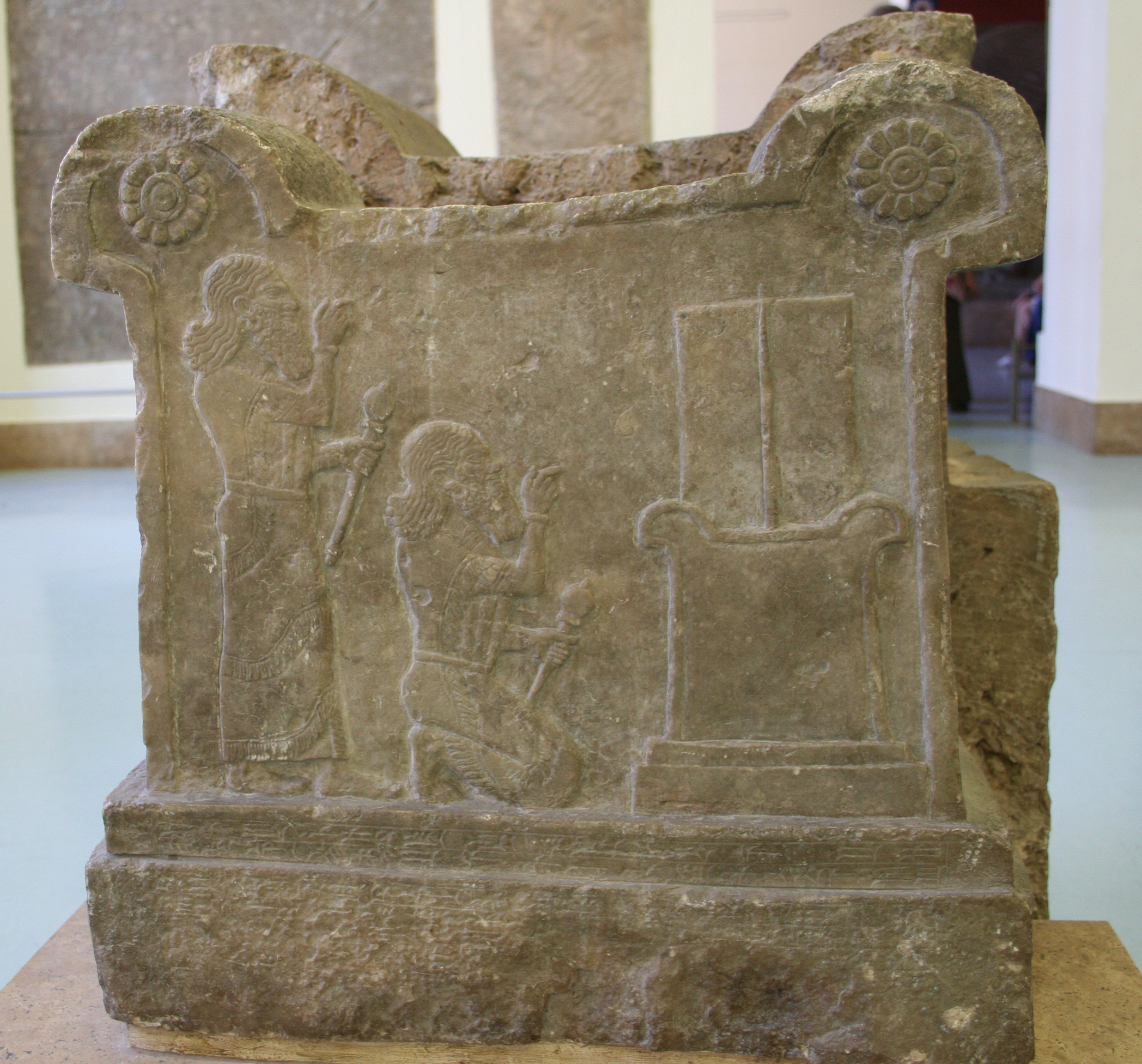
Autel représentant le roi Tukulti-Ninurta Ier, voué au dieu Nusku. Pergamon Museum.
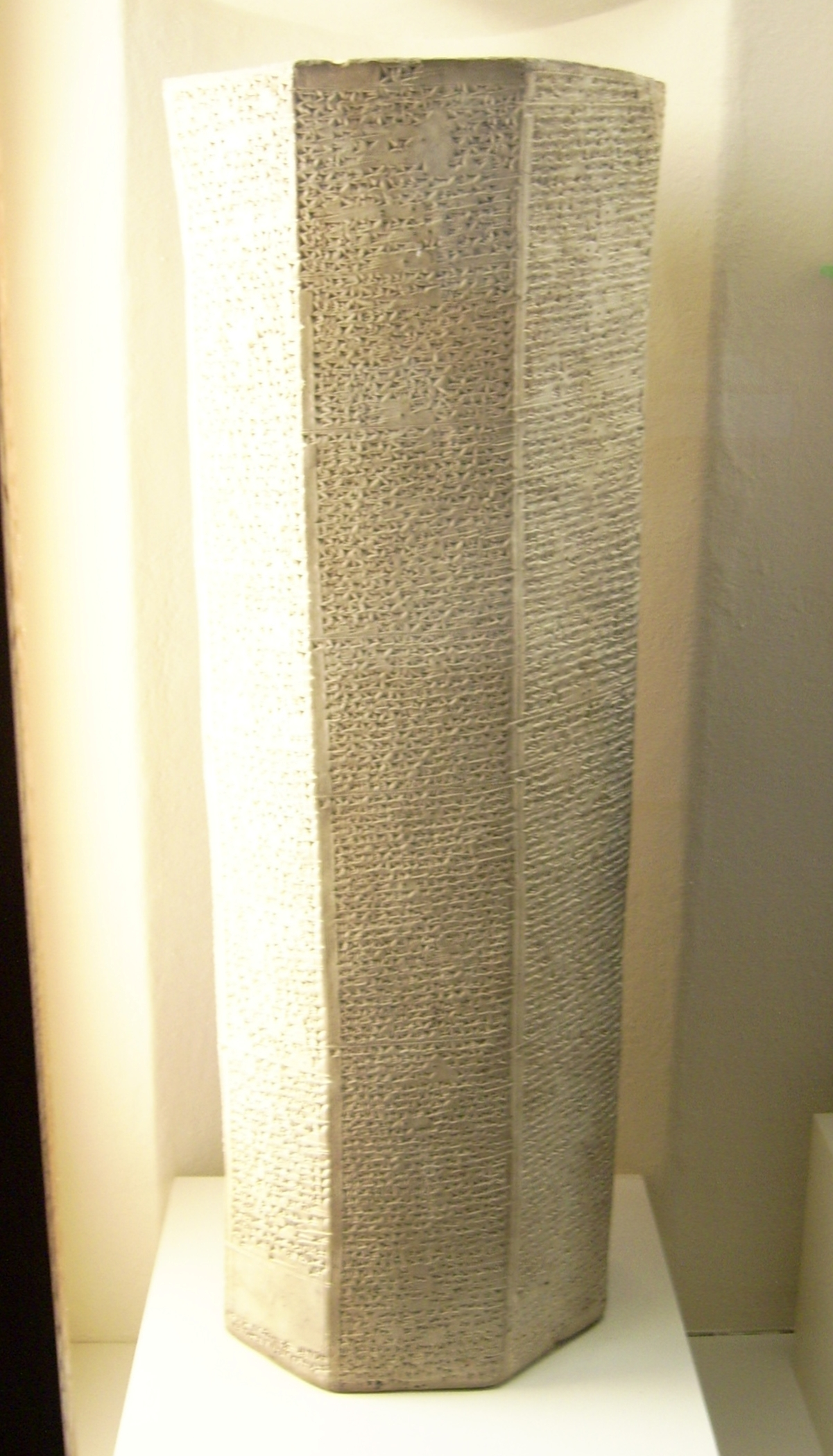
Prisme en argile portant une inscription de Teglath-Phalasar Ier, retrouvée dans le temple d'Anu et d'Adad, relative à ses conquêtes militaires et constructions. Pergamon Museum.
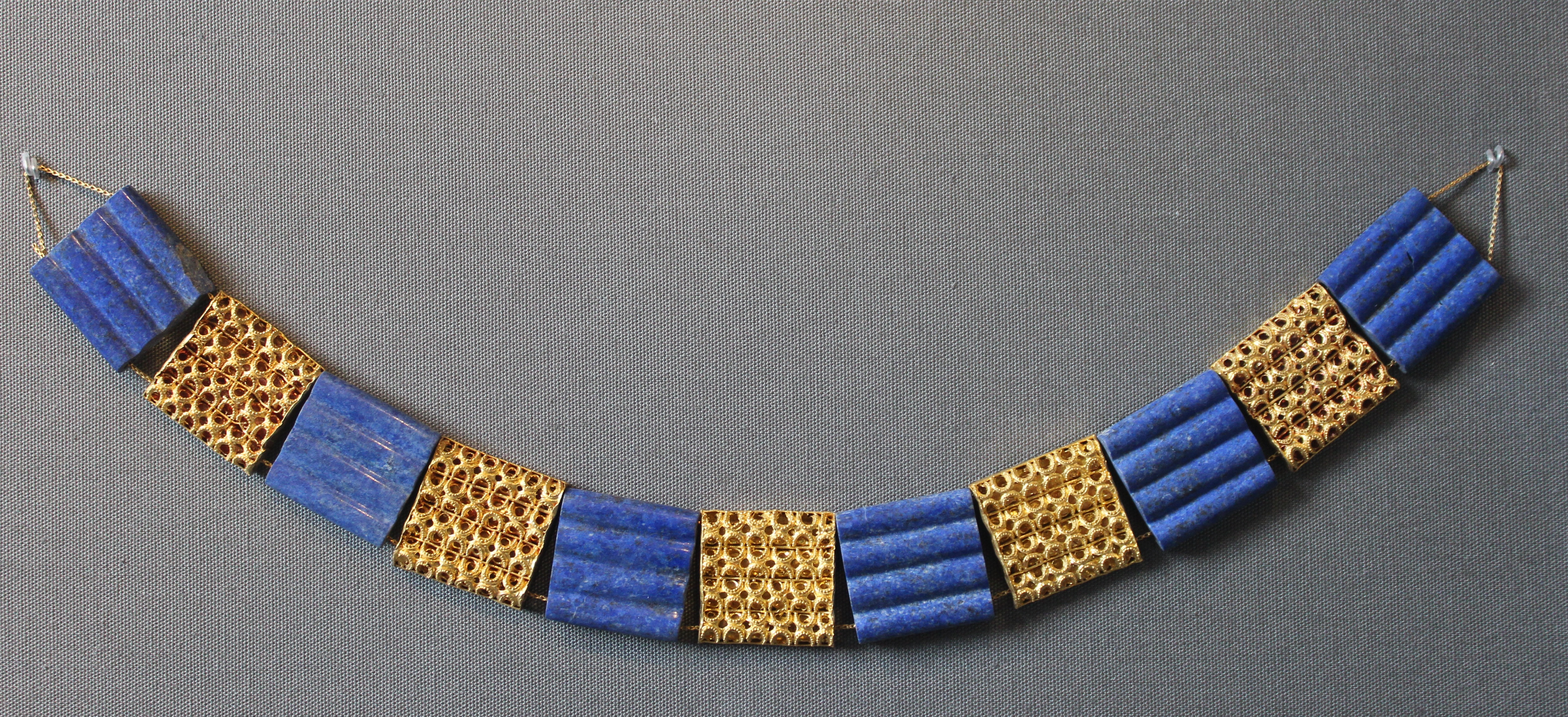
Collier en or et lapis-lazuli provenant d'une tombe d'Assur, XIVe – XIIIe siècle av. J.-C. Pergamon Museum.
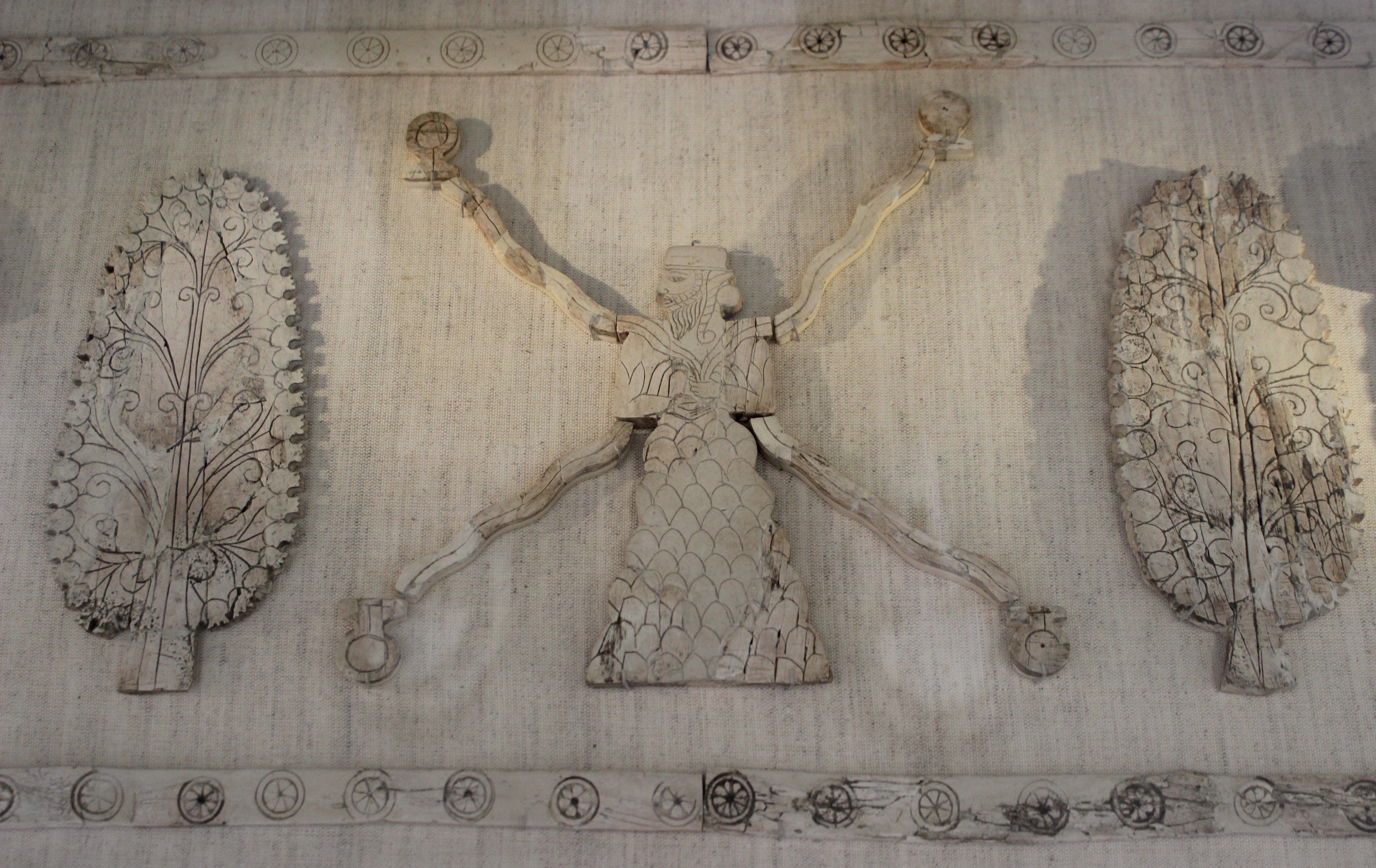
Fragments de frise en ivoire, représentant un dieu de la montagne dispersant les flots, entouré d'arbres. Retrouvé sur la terrasse du Palais neuf d'Assur, v. XIVe siècle av. J.-C. Pergamon Museum.

## Crises et recompositions
La fin de l'âge du Bronze récent est une période d'effondrement des grandes puissances qui dominaient la scène politique du Moyen-Orient. Tour à tour, les Hittites, l'empire égyptien au Levant, Babylone, l'Assyrie et les royaumes levantins disparaissent, notamment sous les coups des « Peuples de la Mer », même s'il faut également prendre en compte des facteurs internes. En fait, ce phénomène affecte dès le début du XIIe siècle av. J.-C. l'Anatolie et le Levant, mais ne touche la Mésopotamie qu'au siècle suivant. Il prend des modalités différentes, avec notamment l'expansion des Araméens, des populations ouest-sémitiques manifestement originaires de l'espace syro-mésopotamien, qui réduisent peu à peu le territoire dominé par l'Assyrie, puis aussi la Babylonie, qui a par ailleurs fortement décliné en raison de facteurs internes. Les Araméens fondent des entités politiques plus ou moins complexes sur les territoires qu'ils dominent, notamment un ensemble de royaumes en Syrie et dans la Djézireh. Ils s'imposent comme une donnée essentielle du paysage ethnique du Moyen-Orient pour les siècles suivants.
Sur le long terme, les royaumes mésopotamiens partagent bien le destin de leurs voisins orientaux, mais les temporalités sont différentes, ce qui induit des explications différentes. Ainsi l'émergence des Araméens se fait largement dans le contexte des bouleversements subis par le Levant, qui voit au début de l'âge du fer l'émergence de nouvelles organisations politiques et sociales sur les bases de celles du Bronze récent (Phéniciens, Néo-hittites, Israélites), ce qui se répercute plutôt par ricochet sur la Haute puis la Basse Mésopotamie. Les intrusions araméennes en Babylonie, conjuguées par la suite à celle d'un autre groupe, les Chaldéens, se font par ailleurs dans un contexte politique déjà difficile, lié à l'instabilité des dynasties succédant aux Kassites. Quoi qu'il en soit, il y a bien un déclin marqué des institutions étatiques et urbaines à cette période et un recul de l'habitat permanent.

### Le recul de l'Assyrie et l'expansion des Araméens au Nord

Carte des États néo-hittites et araméens vers 900-800 av. J.-C.

Les Araméens apparaissent dans les sources assyriennes à l'époque de Teglath-Phalasar Ier, dernier temps fort du royaume médio-assyrien. Ils font partie de groupes de populations qui affrontent à plusieurs reprises les rois assyriens, aux côtés d'autres, notamment les Ahlamû qui disparaissent par la suite (ils se confondent sans doute avec eux). Les Araméens ne sont sans doute pas des nouveaux-venus dans l'espace syro-mésopotamien, puisqu'il s'agit d'un groupe de population parlant une langue du groupe nord-ouest sémitique apparaissant dans la région du Moyen-Euphrate, dont les modalités d'expansion rappellent fortement celles des Amorrites un millénaire plus tôt (sans qu'il ne soit pour autant possible d'établir un lien clair entre ces deux groupes). Lorsque les Assyriens les affrontent au début, ils viennent apparemment souvent des régions situées à l'ouest de l'Euphrate qui ont été affectées par la crise du XIIe siècle av. J.-C. et ont connu d'importants bouleversements politiques et des mouvements de populations qui sont encore mal compris. Les groupes araméens des débuts sont donc souvent présentés comme des tribus nomades ou semi-nomades déjà présentes dans l'espace syrien, ayant profité du vide politique pour s'affirmer, même s'il est manifeste que, sur le long terme au moins, elles intègrent aussi des éléments de la population sédentaire. Ces groupes araméens se heurtent d'abord à des armées assyriennes qui ont le dessus sous Teglath-Phalasar Ier et Assur-bel-kala dans la première moitié du XIe siècle av. J.-C. Mais les groupes araméens consolident progressivement leurs bases et évincent les Assyriens de la majeure partie de la Djézireh à partir de la fin du XIe siècle av. J.-C., et au Xe siècle av. J.-C. ils constituent dans la région un ensemble de royaumes indépendants.
L'espace syro-mésopotamien est alors retourné à une situation de forte fragmentation politique, entre des royaumes araméens en Syrie intérieure et méridionale, tandis qu'au nord et à l'ouest se trouvent d'autres entités héritières de l'ancien royaume hittite, désignées comme « néo-hittites » (en fait louvites), quoique l'élément araméen y soit très important. Les plus puissants royaumes araméens sont situés à l'ouest de l'Euphrate (Bit Agusi et Sam'al au Nord, Hama au centre, Aram-Damas), ceux de l'est étant manifestement moins puissants : Bit Bahiani (en) dont la capitale est Til-Barsip (Tell Ahmar) sur l'Euphrate, Bit Adini dans le triangle du Khabur, avec pour capitale Guzana (le site plurimillénaire de Tell Halaf qui connaît alors une nouvelle ère faste), et plus au nord Nisibe et Bit Zamani, tandis qu'au sud Bit Halupe et Laqê sont des constructions politiques moins puissantes. Ces entités ont donc été fondées par des groupes de tribus pastorales, comme l'indique le fait que plusieurs d'entre elles se présentent comme des « Maisons » (Bīt(u)) tirant son nom d'un ancêtre commun comme cela est courant dans les entités d'origine tribale. Mais lors de leur consolidation elles ont constitué de véritables royaumes sur le modèle hérité de la période antérieure, et participé à un renouveau urbain de la région après une période de déclin de l'habitat, réaménageant certains sites anciens pour y ériger de petits centres fortifiés, dont l'exemple le plus représentatif en Haute Mésopotamie est Tell Halaf, citadelle carrée avec un complexe monumental disposant d'un bâtiment palatial daté du règne du roi Kapara (IXe siècle av. J.-C., donc contemporain de l'expansion assyrienne), de type bit-hilani caractéristique de l'architecture syro-hittite, avec une entrée à portique dont les colonnes sont supportées par des statues de sphinx, bâtiment où ont également été mis au jour des bas-reliefs sculptés sur des dalles de pierres (orthostates), sans doute des remplois d'une période antérieure. Cet art et cette architecture présentent de nombreuses similitudes avec ceux de l'Assyrie (notamment à Nimroud, qui date en gros de la même période), témoignant d'importants échanges culturels entre l'ouest et l'est de la Haute Mésopotamie. On doit aussi aux Araméens l'introduction en Mésopotamie de l'écriture alphabétique, avec l'alphabet araméen adapté de celui des Phéniciens.

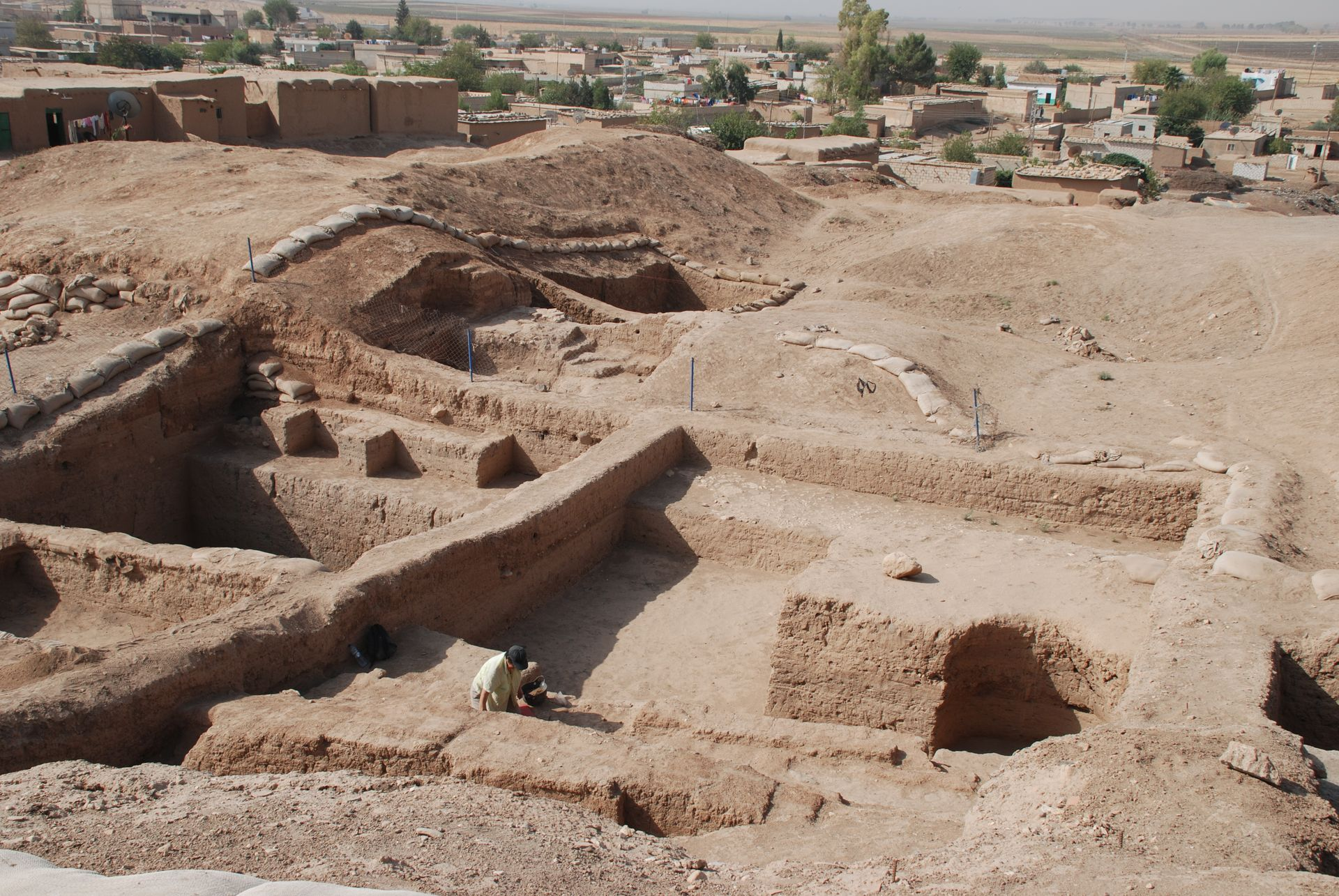
Ruines du palais ouest araméen à Tell Halaf.
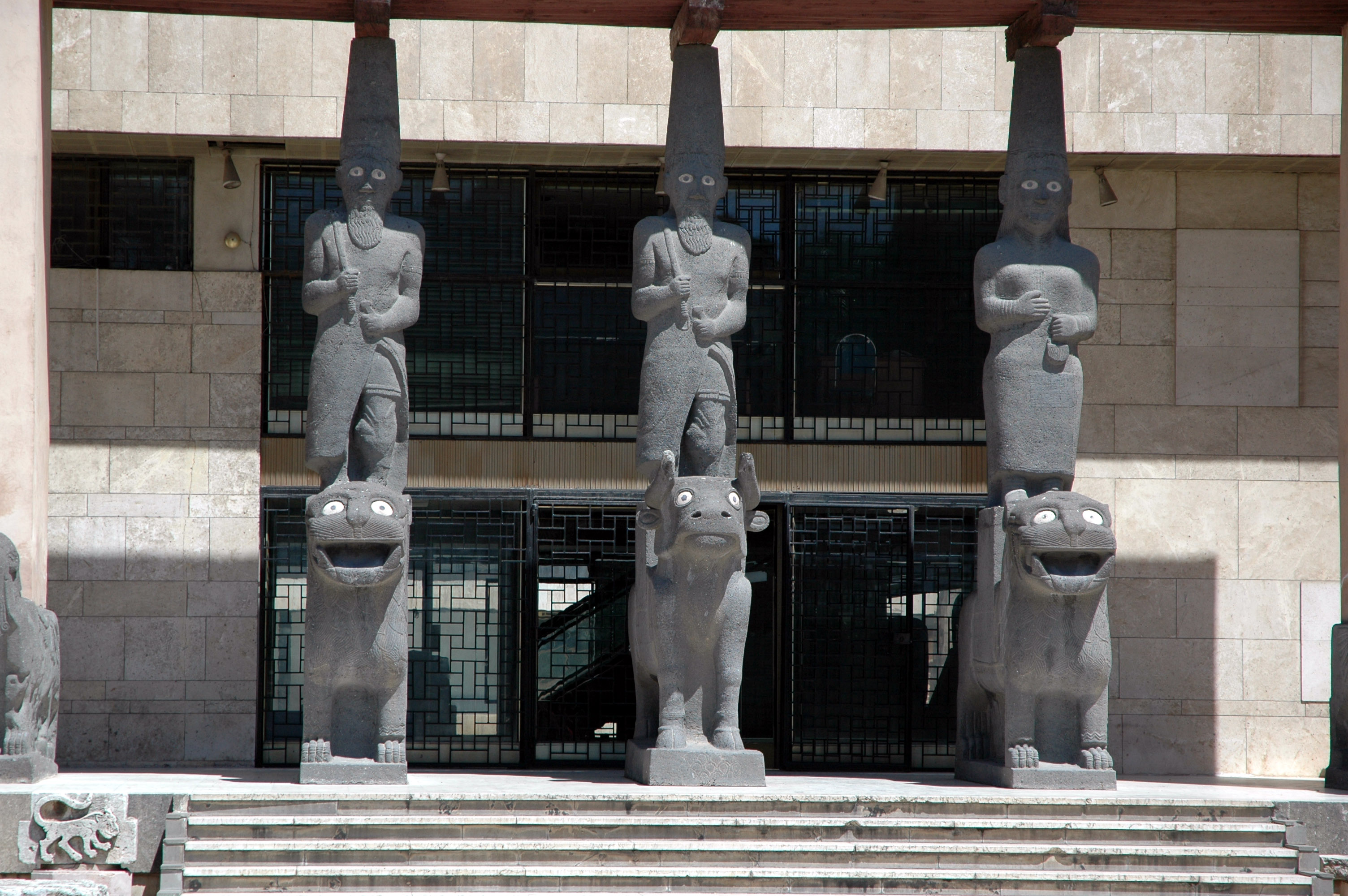
Reconstitution hypothétique du portique du « temple-palais » de Tell Halaf, Musée national d'Alep (2008).
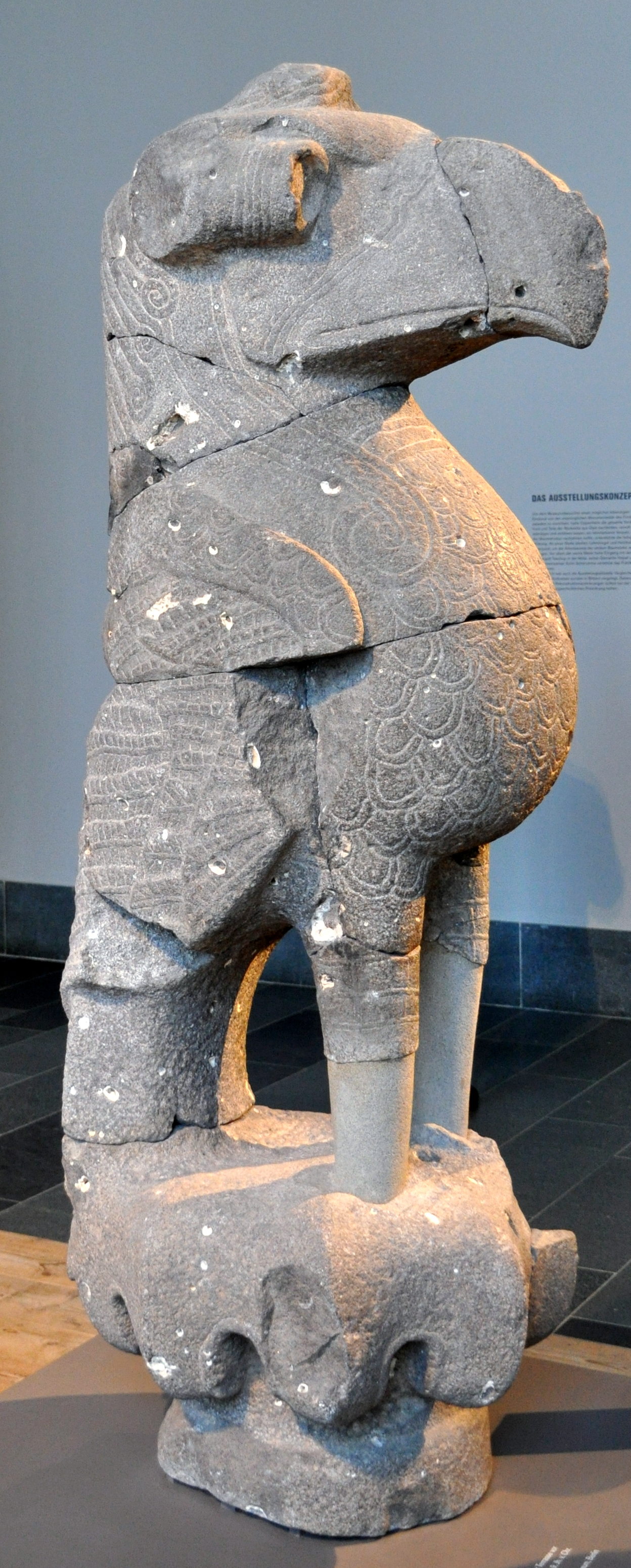
Statue colossale d'un oiseau, Tell Halaf. Pergamon Museum.
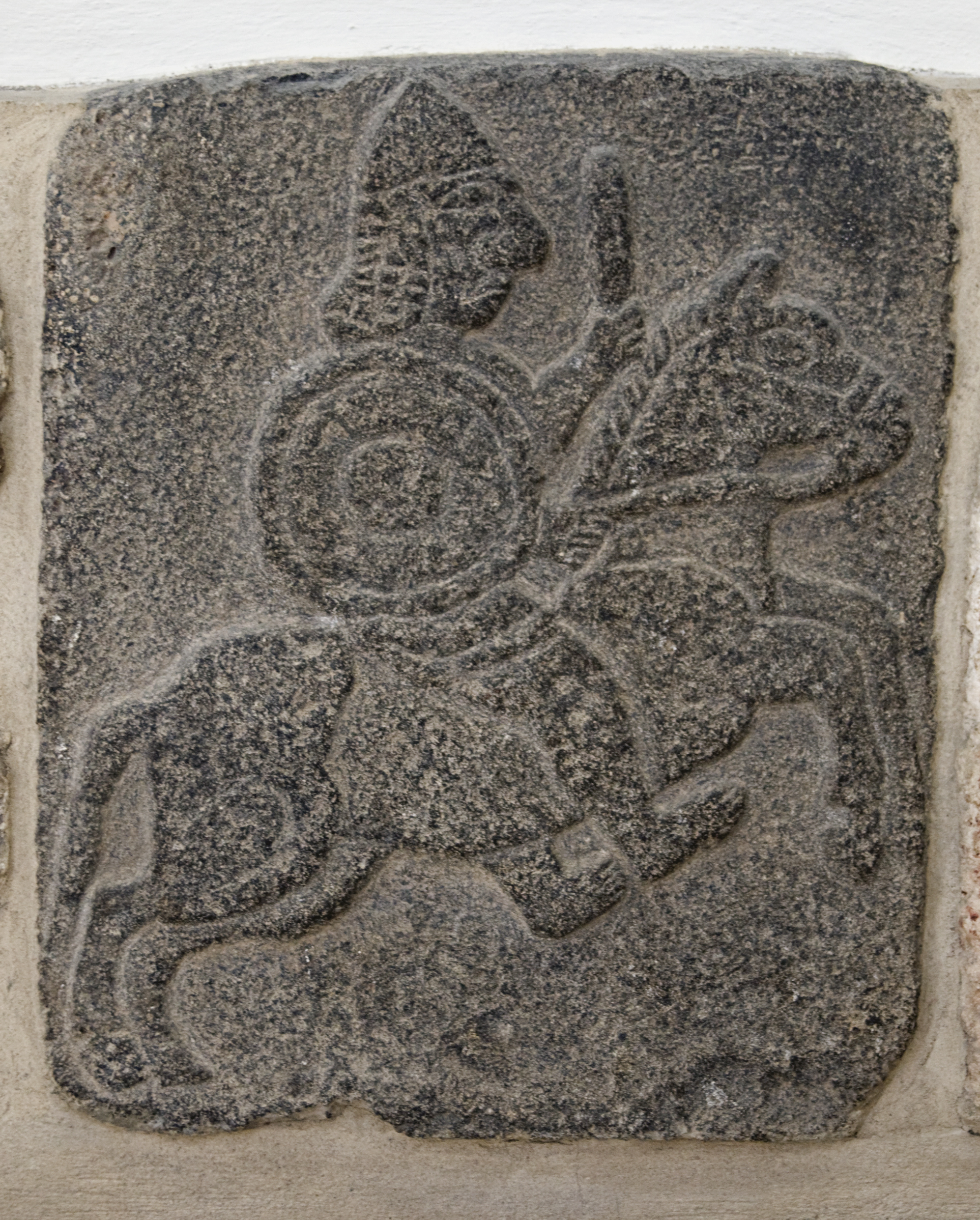
Cavalier, bas-relief sur orthostate de Tell Halaf. Pergamon Museum.
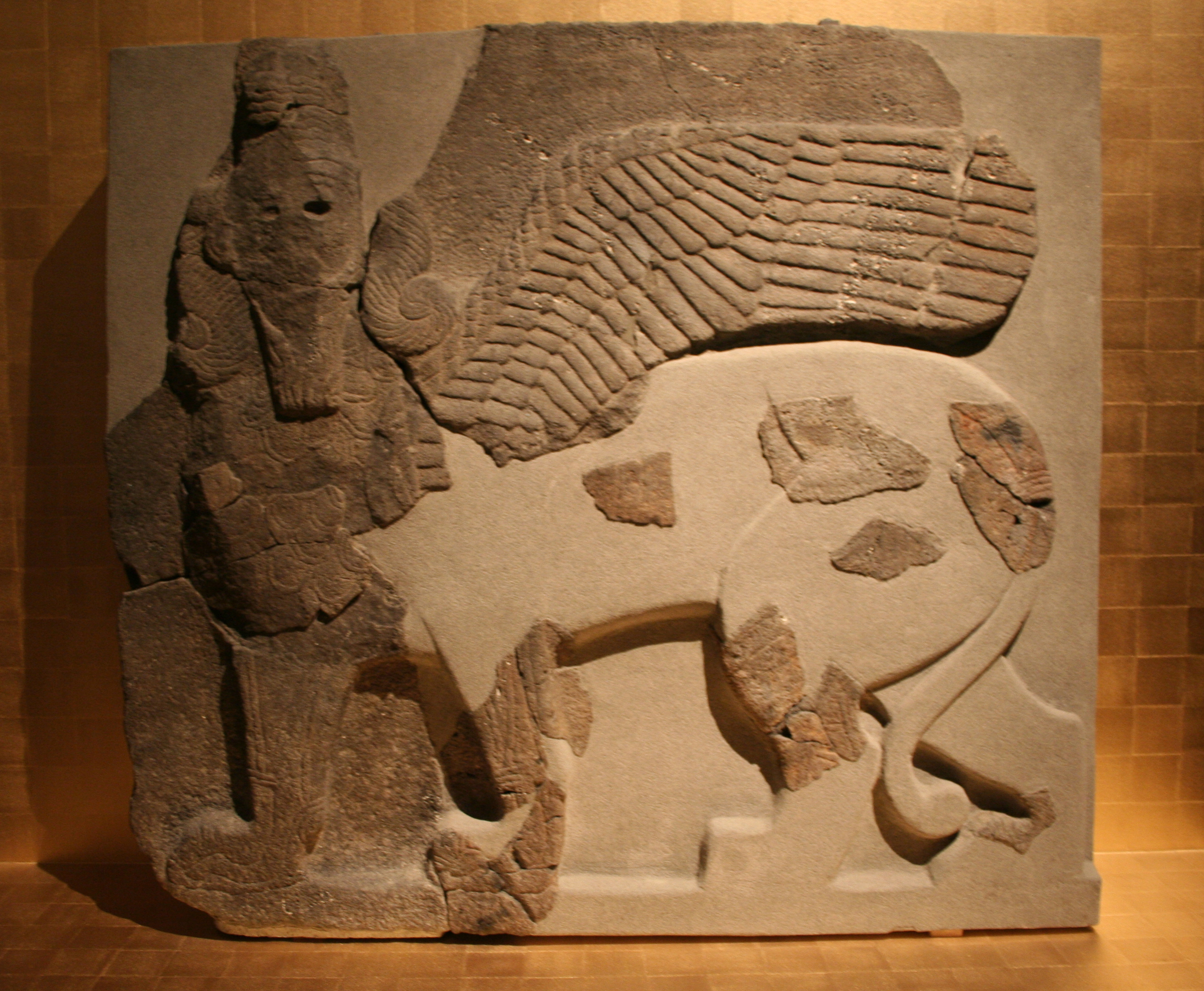
Fragment de lion androcéphale ailé, Tell Halaf. Pergamon Museum.

Quant aux Assyriens, ils subsistent dans le cœur de leur royaume, autour de la capitale Assur, et aussi dans quelques points préservés au voisinage direct de royaumes araméens, au moins dans la Djézireh orientale jusqu'au Khabur où ils préservent des postes frontaliers. L'activité des souverains assyriens aux XIe – Xe siècle av. J.-C. est mal connue, mais il est clair qu'ils préservent une lignée de rois ayant parfois des règnes longs et se succédant apparemment sans heurts, et les bases de leur puissance en conservant leur autorité sur les grandes villes voisines (Ninive, Kalkhu, Arbèles). Dans les dernières décennies du Xe siècle av. J.-C., Assur-dan II (934-912) et Adad-nerari II (911-891) sont en mesure d'entreprendre des campagnes plus ambitieuses contre les Araméens, qui ont donc eu l'ascendant un peu moins d'un siècle.

### L'instabilité de la Babylonie post-kassite
Les derniers règnes de la seconde dynastie d'Isin sont marqués par les premières incursions de groupes d'Araméens en Babylonie, accompagnés d'un autre peuple auparavant attesté dans la région du Moyen-Euphrate et la Syrie, les Sutéens (qu'avaient notamment eu à affronter les rois amorrites de Mari). Dès le règne d'Adad-apla-iddina (1069-1048), ces incursions sont suffisamment importantes pour entraîner le pillage de plusieurs villes importantes du Nord et du Nord-Ouest de la Babylonie (Dur-Kurigalzu, Sippar, Nippur, Der). Ces raids se poursuivent durant les décennies suivantes, qui sont marquées par une forte instabilité dynastique sur le trône de Babylone, et son mal documentées. Les listes royales et chroniques indiquent en tout cas une succession de dynasties éphémères, à la différence de l'Assyrie où la stabilité dynastique est assurée. Les Araméens et les Sutéens semblent provoquer des nombreux ravages dans cette période-là, et la Babylonie plonge dans le chaos à la fin du XIe siècle av. J.-C. et au Xe siècle av. J.-C., comme en témoigne un texte mythologique postérieur, l’Épopée d'Erra, visant à donner une explication théologique à ces temps troubles, expliquant que la région aurait été livrée aux furies du dieu destructeur Erra, alors que le grand dieu national Marduk avait été éloigné. Cette période n'est quasiment pas documentée par des sources contemporaines. Quand la situation est plus claire au début du IXe siècle av. J.-C., il apparaît que des mouvements de populations importants ont eu lieu. Si les Sutéens n'apparaissent pas comme des éléments majeurs, en revanche les Araméens sont bien implantés dans le Nord-Ouest de la Babylonie, autour du Tigre, où ils sont organisés suivant un mode de vie tribal et pastoral. Une autre ethnie apparaît également, les Chaldéens, dont les origines sont obscures : ils sont en général considérés comme une autre population d'origine ouest-sémitique, mais il pourrait s'agir de populations autochtones des zones humides de l'extrême-sud babylonien. Ils sont implantés surtout dans cette région, mais aussi le Nord-Ouest de la Babylonie, organisés eux aussi suivant un principe tribal (des « Maisons », Bīt(u)), mais sont des populations d'agriculteurs sédentaires, disposant de villages et d'établissements fortifiés servant de capitales à leurs principautés. Les grandes villes babyloniennes ont alors connu un déclin marqué, et les souverains régnant sur Babylone ne dominent sans doute que cette ville et ses voisines autour de l'Euphrate.

## Les empires mésopotamiens
Au sortir de la phase de transition entre l'âge du bronze et l'âge du fer, la Mésopotamie est marquée par l'affirmation de l'Assyrie comme seule puissance hégémonique, la Babylonie étant plongé dans une fragmentation politique qui limite l'influence des rois de Babylone. L'Assyrie constitue progressivement un empire couvrant la Haute Mésopotamie, puis s'étendant sur la Syrie, le Levant et la Babylonie, puis les régions voisines. Les souverains assyriens ouvrent donc l'ère des grands empires du Moyen-Orient, formations politiques caractéristiques de cette région pour les millénaires suivants. L'Assyrie est finalement renversée par une coalition de ses anciens vassaux, les Babyloniens et les Mèdes, les premiers prenant la continuité impériale pour moins d'un siècle, avant d'être à leur tour renversés par les Perses.

### La nouvelle expansion assyrienne

L'empire assyrien à l'époque de la reconquête (934-830 av. J.-C.) : en foncé, les territoires dans la mouvance assyrienne au début de la période ; en clair, les territoires incorporés à l'empire à la fin de la période.

Les règnes d'Assur-dan II (934-912) et Adad-nerari II (911-891) voient l'Assyrie entreprendre son expansion face aux royaumes araméens, en mettant progressivement en place une pratique de campagnes systématiques contre ceux-ci, se soldant par des sièges de forteresses, des pillages et des prélèvements de tributs. C'est le début de l'époque dite « néo-assyrienne ». Les royaumes araméens sont rapidement sur la défensive face à cet adversaire. Les règnes d'Assurnasirpal II (883-859) et Salmanazar III (858-824) voient l'Assyrie prendre définitivement le dessus sur les royaumes araméens et néo-hittites de Syrie, et jusqu'à la côte méditerranéenne puisque le second soumet les cités de Phénicie et le royaume d'Israël. Cette période débute donc comme une entreprise de reconquête de l'espace dominé à l'époque médio-assyrienne, pour finalement se porter plus loin, en l'absence d'adversaire à la mesure des Assyriens, dont les entreprises sont à peine entravées lors de la bataille de Qarqar (853) qui les met aux prises avec une coalition de nombreux rois de Syrie et du Levant. L'armée assyrienne est alors sans égale, effectue des campagnes quasiment chaque année. Les rois des régions qu'elle traverse sont en général contraints à prêter allégeance aux Assyriens et à leur verser un tribut, leurs révoltes se soldant par des sièges et une féroce répression, marquée par des pillages, des massacres et des déportations, instaurant une véritable politique de terreur chez les vaincus.
Assurnasirpal II entreprend la construction d'une nouvelle capitale assyrienne, dans la ville de Kalkhu (l'actuel site de Nimroud), qui est peuplée par des populations déportées depuis les régions soumises aux campagnes militaires assyriennes, fait l'objet de grands travaux d'urbanisme et de l'aménagement du vaste palais nord-ouest sur sa citadelle, aux côtés de plusieurs temples. Il s'agit du premier exemple de palais royal néo-assyrien planifié, organisé autour d'une zone publique pour l'administration, séparée de la zone privée où vivent le roi et la famille royale par une salle du trône, et orné de statues de génies androcéphales ailés, et de nombreux bas-reliefs de génies protecteurs et de commémoration des campagnes militaires du souverain, accompagnés d'inscriptions à sa gloire. Cette période voit le développement des longues inscriptions royales commémorant les campagnes militaires des rois assyriens, sous la forme d'annales, mais aussi leurs œuvres de bâtisseurs (notamment la construction de Kalkhu). L'art commémorant les accomplissements des rois assyriens ne se manifeste pas que sous la forme des bas-reliefs palatiaux, mais aussi sur des stèles, des statues, et les portes comme l'illustrent les reliefs en bronze des portes de Balawat. Ces textes et ces images visent donc à manifester la puissance des souverains assyriens, au service du dieu national Assur qui est considéré comme le véritable maître du royaume.

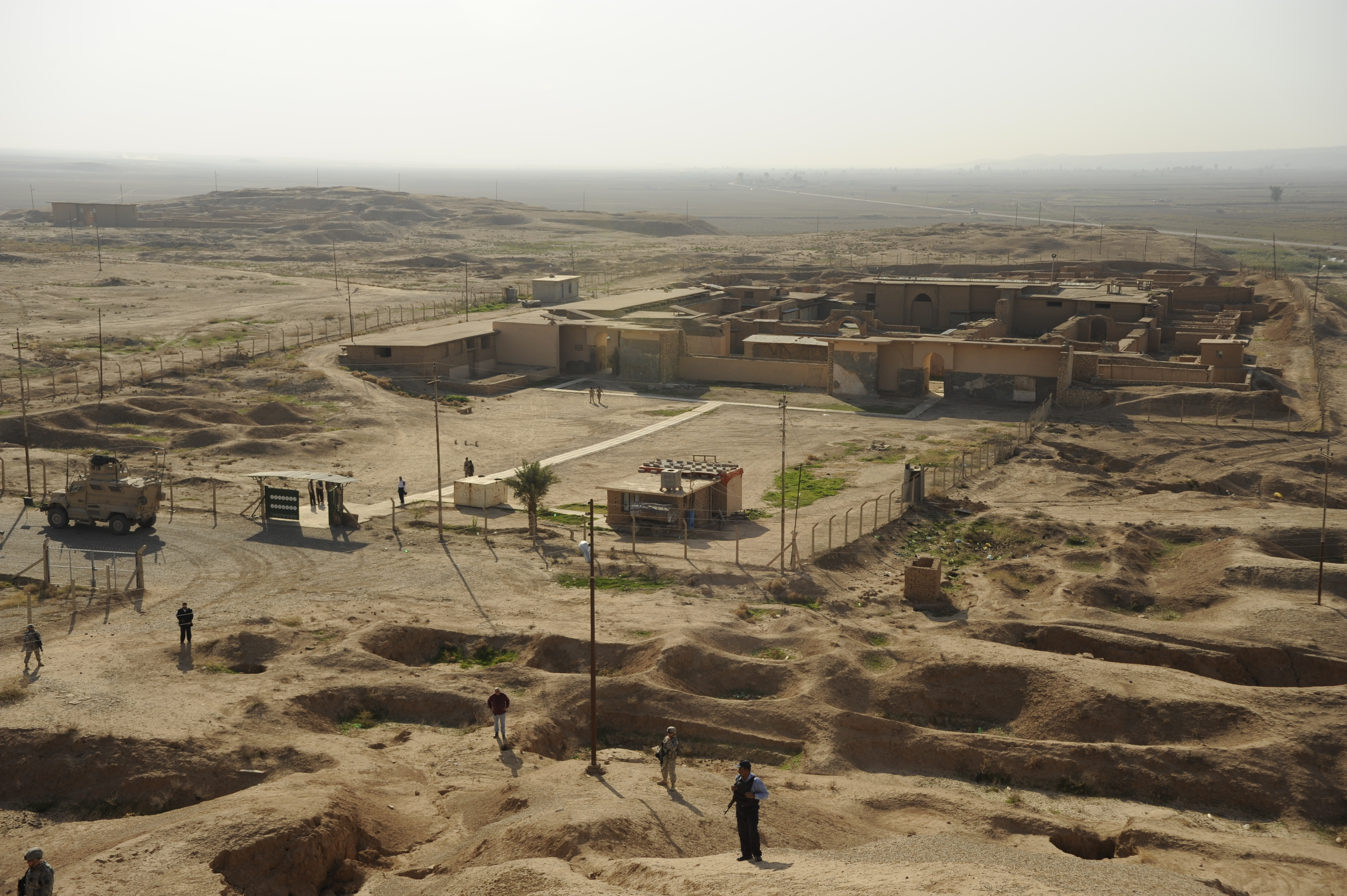
Les ruines du Palais nord-ouest de Kalkhu/Nimroud en 2008, après leur restauration par les autorités irakiennes.
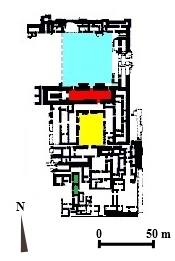
Plan du Palais nord-ouest. Rouge : salle du trône - Bleu : cour principale de la zone publique (babānu) - Jaune : cour principale de la zone privée (bitānu) - Vert : tombes des reines.
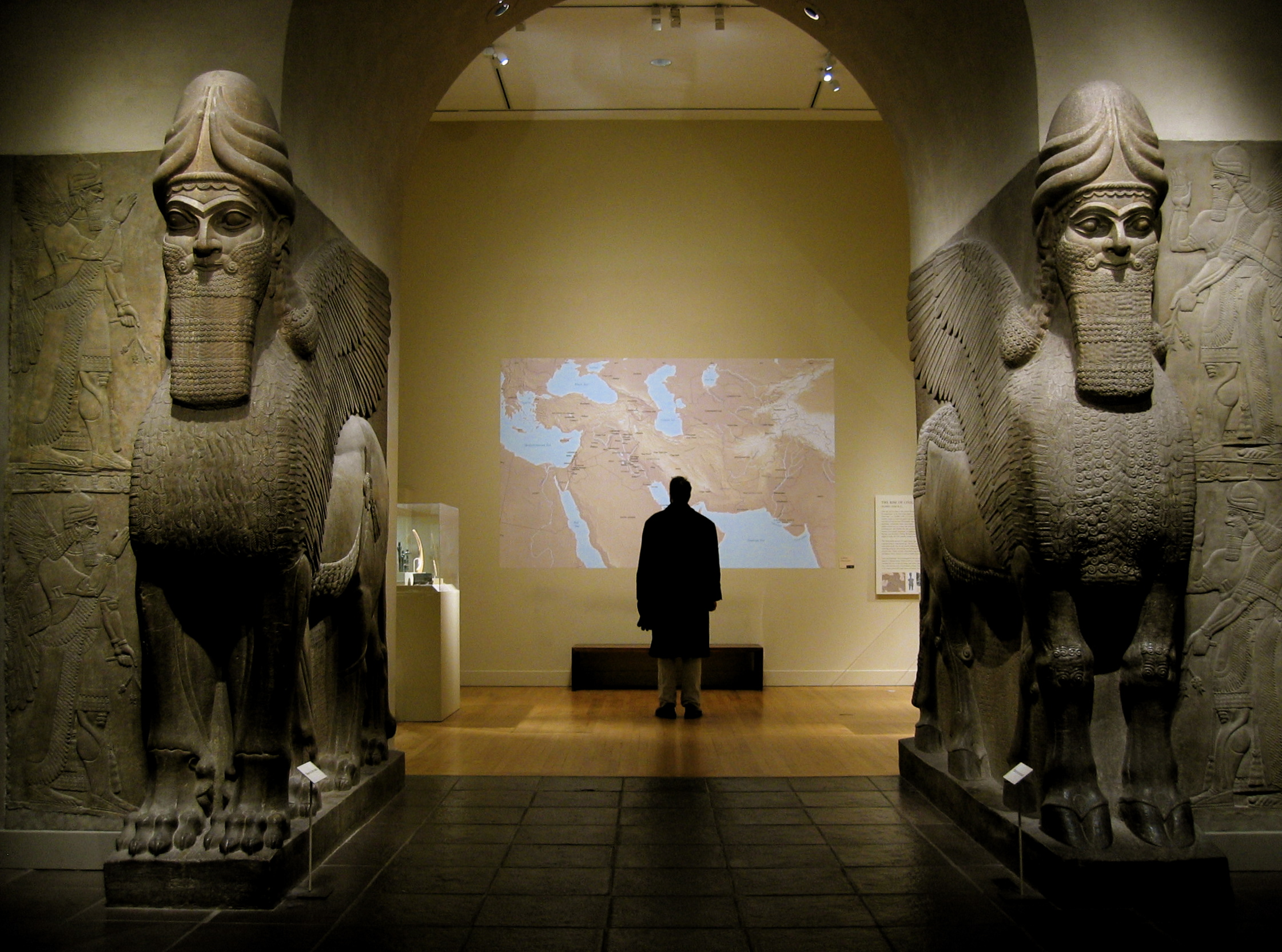
Paire de statues gardiennes d'une porte du Palais nord-ouest. Metropolitan Museum of Art.
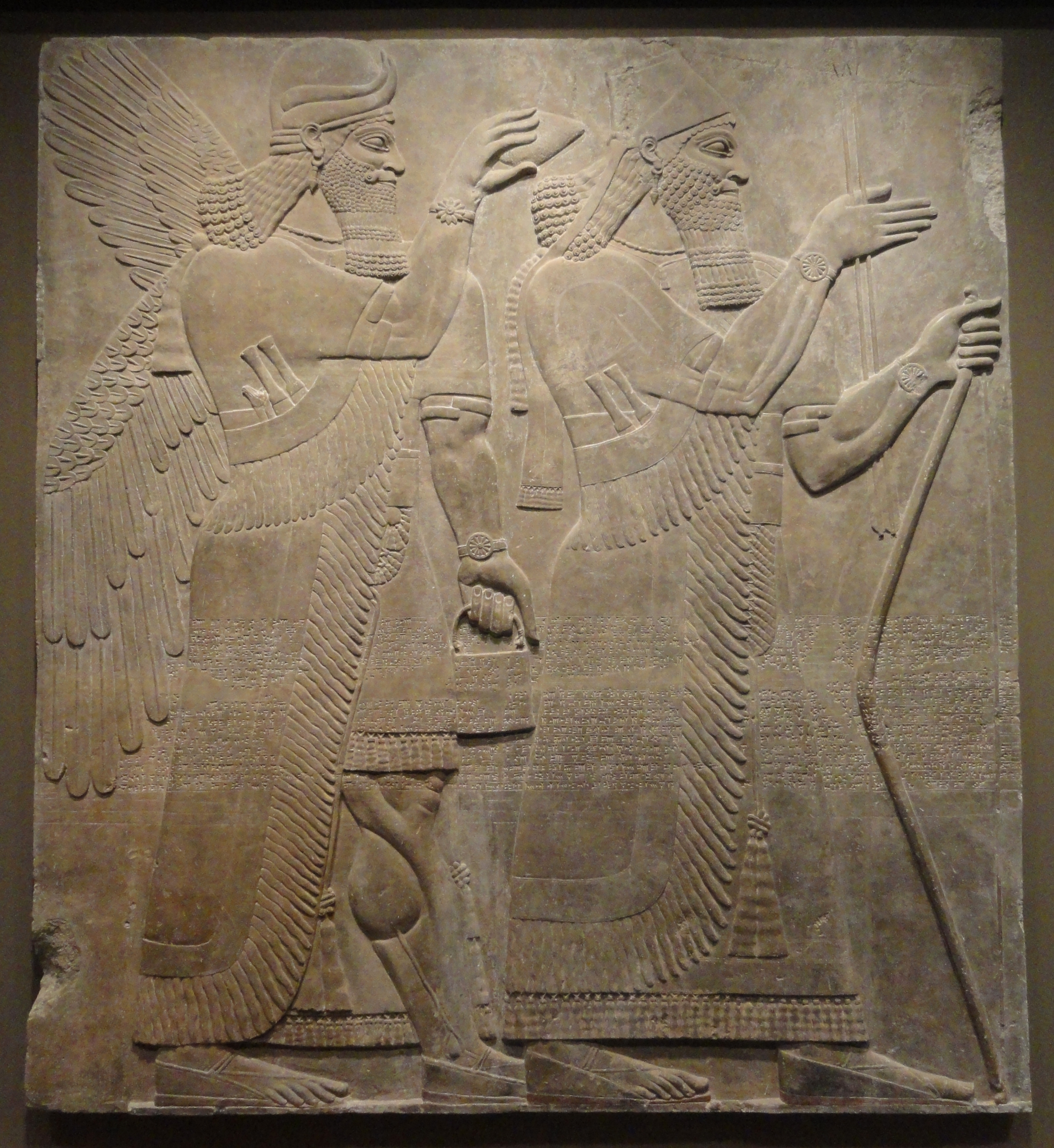
Assurnasirpal II et un génie ailé. Hood Museum of Art.
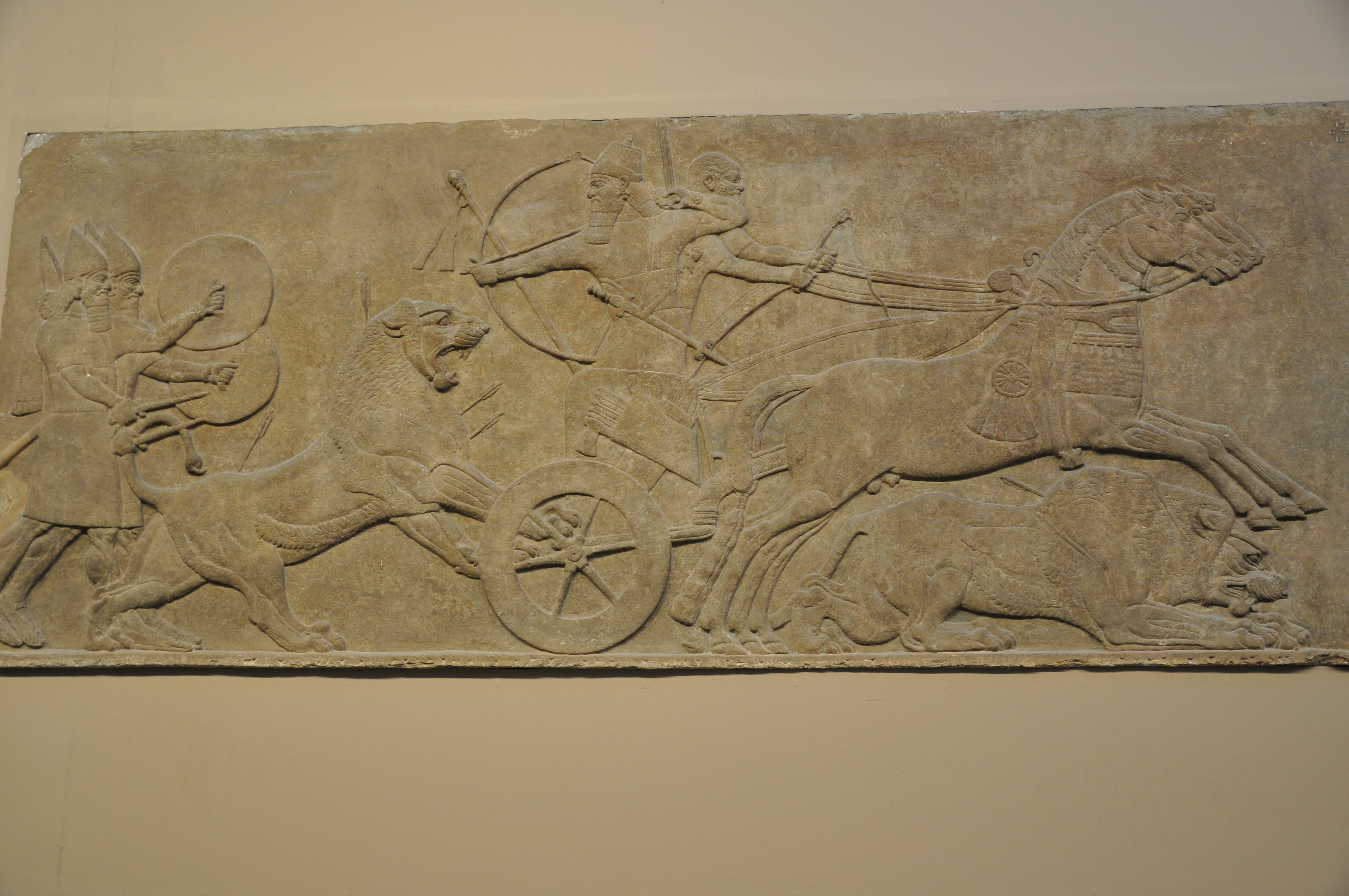
Scène de chasse royale. British Museum.
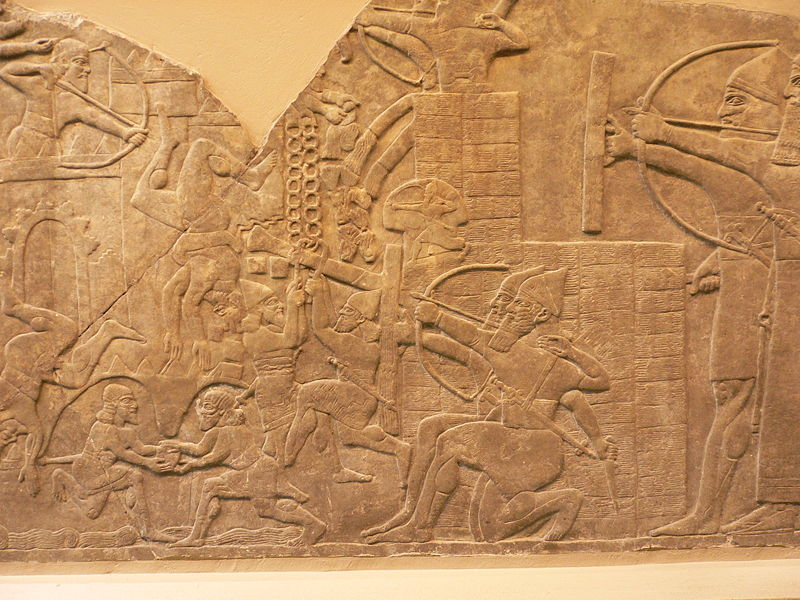
Assaut d'une ville avec des engins de siège. British Museum.

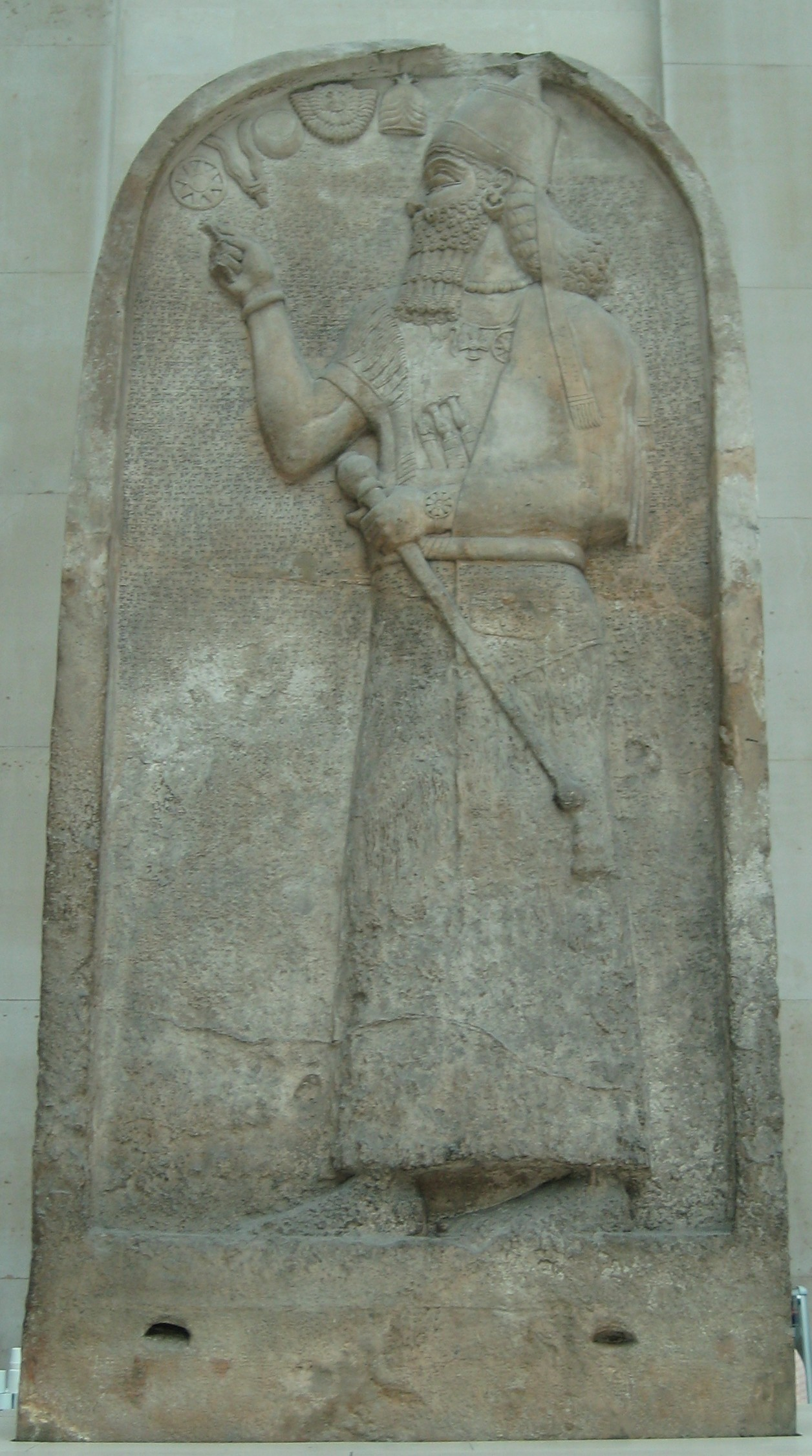
Stèle d'Assurnazirpal II. British Museum.
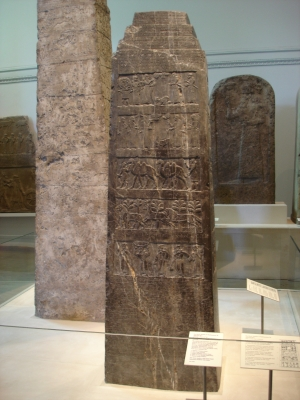
L'obélisque noir de Salmanazar III, commémorant plusieurs de ses conquêtes. British Museum.
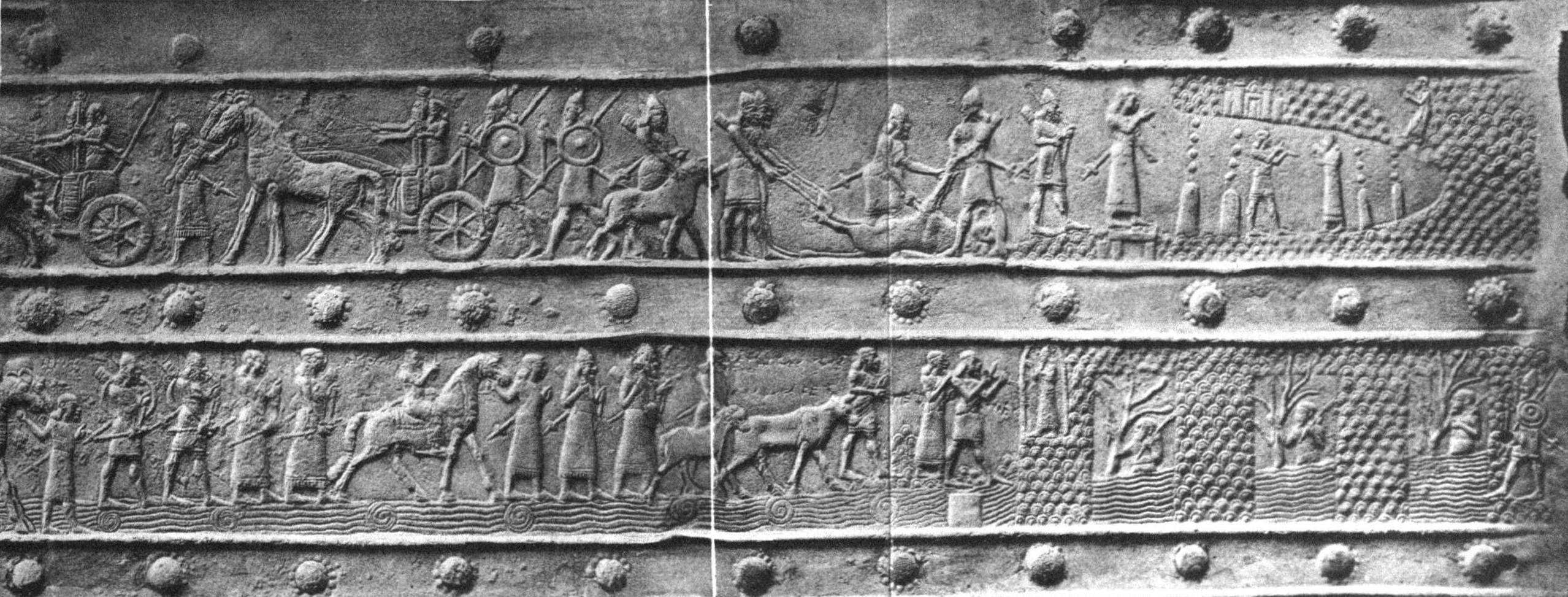
Plaque de bronze sculptée des portes de Balawat, commémorant plusieurs victoires de Salmanazar III.
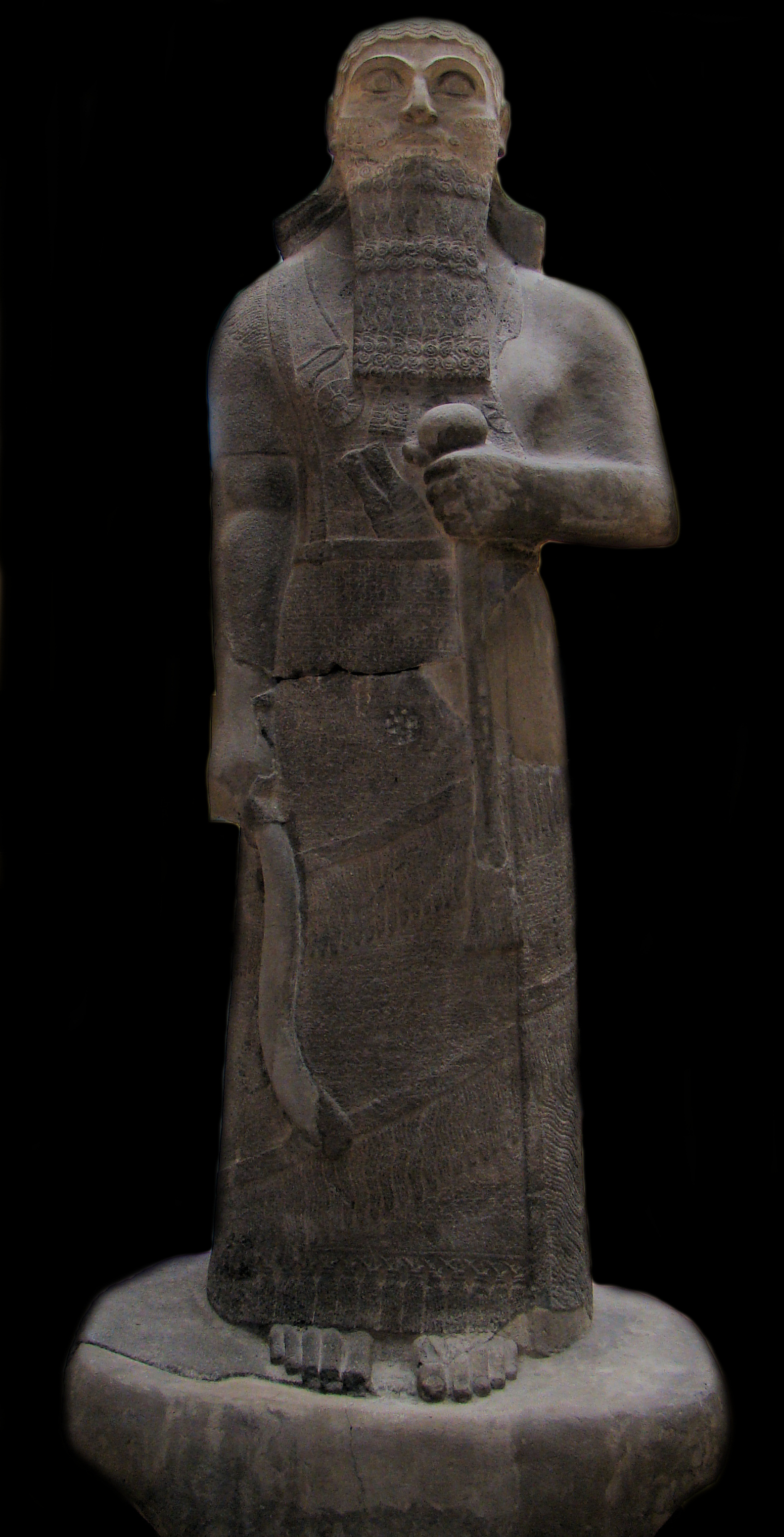
Statue de Salmanazar III provenant d'Assur, Musée archéologique d'Istanbul.
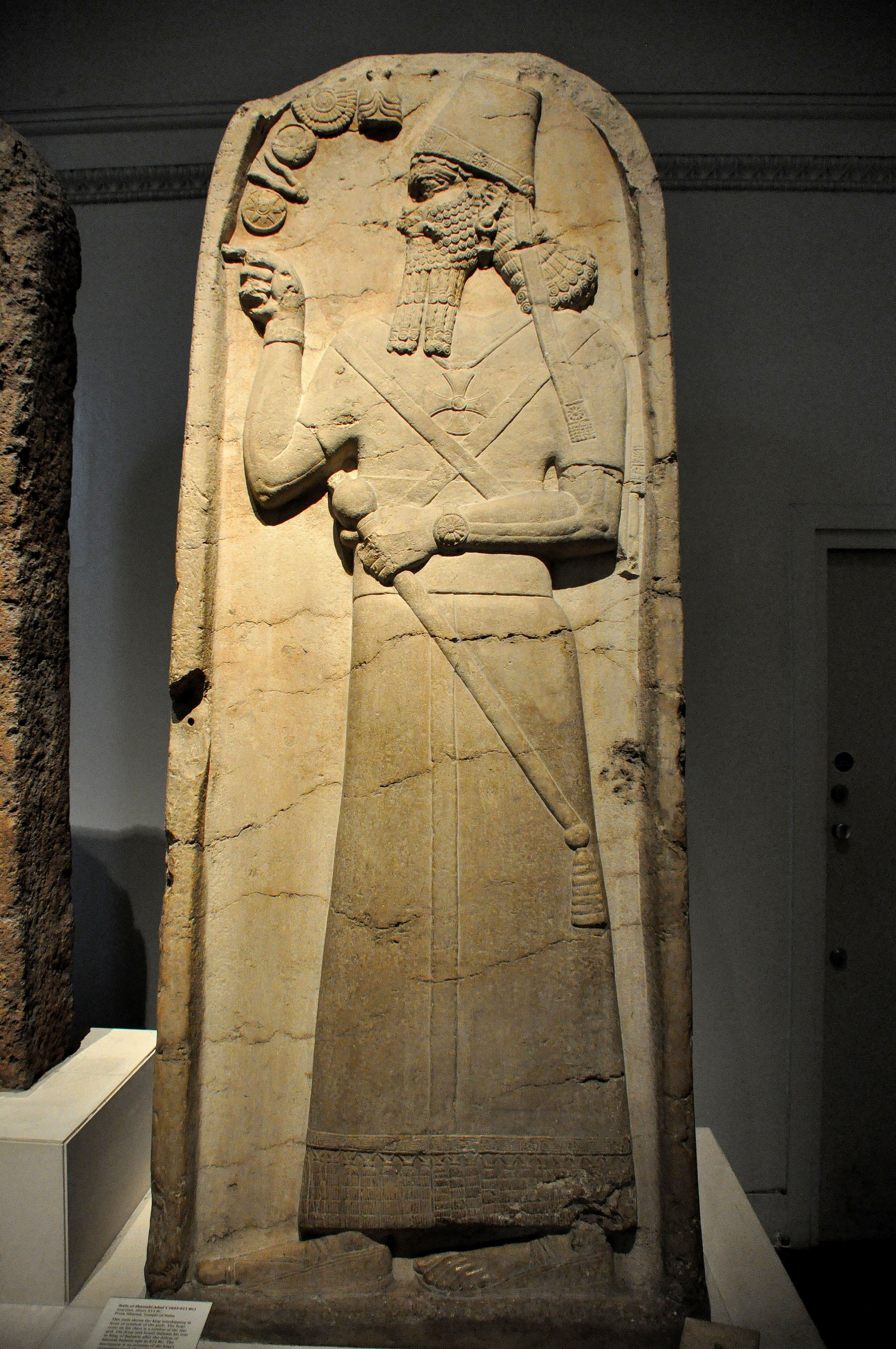
Stèle de Shamshi-Adad V retrouvée dans le temple de Nabû à Nimroud. British Museum.

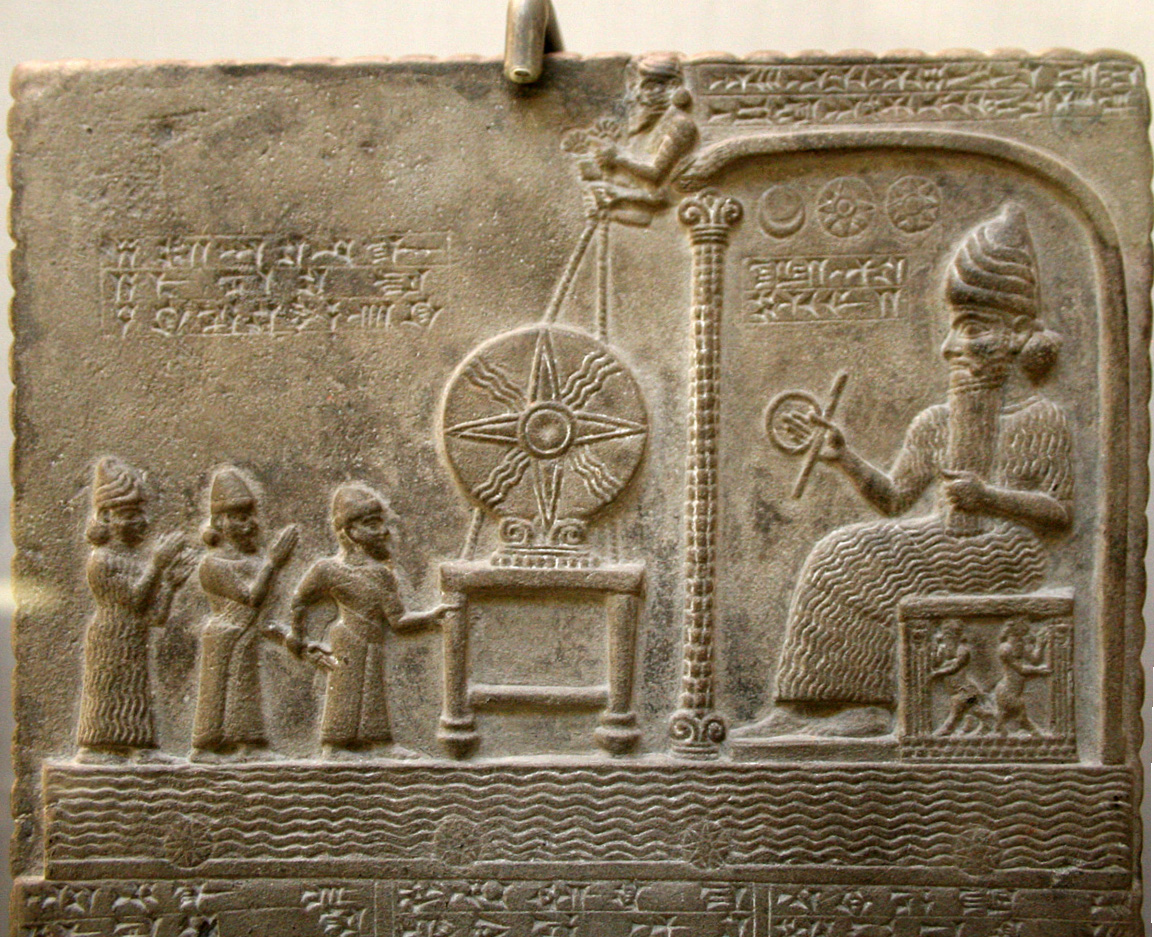
Bas-relief de la « Tablette de Shamash », provenant de Sippar, représentant le roi babylonien Nabû-apla-iddina introduit par deux divinités protectrices auprès du dieu Shamash assis sur son trône. British Museum.

La situation du royaume babylonien est bien moins reluisante, l'instabilité dynastique se poursuivant tandis que perdurent des entités politiques autonomes (Chaldéens, Araméens, certaines cités indépendantes de fait). Plusieurs conflits opposent par ailleurs les rois de Babylone à ceux d'Assyrie au début du IXe siècle av. J.-C. Nabû-shuma-ukin Ier (899-888) et Nabû-apla-iddina (888-855) parviennent à rétablir la situation dans la Babylonie du Nord, comme l'attestent les entreprises de restauration du culte par le second à Sippar, et à établir des relations amicales avec l'Assyrie. Salmanazar III intervient ainsi pour aider Marduk-zakir-shumi (854-819) à régler un conflit successoral, et durant sa campagne il vainc plusieurs principautés chaldéennes qui avaient gagné en puissance. Son fils Shamshi-Adad V (824-811) fait appel au roi babylonien pour l'aider lors de sa succession, puis intervient à son tour dans les affaires babyloniennes lors de conflits successoraux. Le règne d'Adad-nerari III (811-783) confirme que l'Assyrie est un acteur incontournable dans les affaires d'une Babylonie divisée, où les confédérations chaldéennes prennent de plus en plus d'importance, au point que certains de leurs chefs parviennent à monter sur le trône de Babylone, toutefois sans créer de dynastie durable.
Pour autant, l'Assyrie de la première moitié du VIIIe siècle av. J.-C. apparaît moins puissante que précédemment, bien qu'elle reste hégémonique, malgré la montée en puissance du royaume d'Urartu, dont le centre est en Anatolie orientale et en Arménie, sur sa frontière nord. Les souverains assyriens, qui continuent de régner à Kalkhu où ils construisent plusieurs palais, perdent de l'influence dans les affaires du royaume, face à la montée en puissance de hauts dignitaires, avant tout Shamshi-ilu, qui s'installe à Til-Barsip (Tell Ahmar) où il érige un palais d'où il agit en tant que « vice-roi » pour les régions occidentales dominées par l'Assyrie. Les gouverneurs assyriens prennent plus d'envergure, cumulant parfois la direction de plusieurs provinces. Mais l'intégrité de l'empire n'est pas menacée.

### L'empire néo-assyrien

Carte de l'expansion de l'empire assyrien entre 745, 727 et 705 av. J.-C.

Extension de l'empire assyrien sous les Sargonides. Les territoires en orange correspondent aux provinces à l'époque d'Assarhaddon. Les territoires inclus dans les espaces en pointillés sont ceux qui ont eu un statut de vassal de l'Assyrie sous les Sargonides.

L'Assyrie connaît une nouvelle phase d'expansion à partir du règne de Teglath-Phalasar III (744-727), sans doute un membre de la famille royale ayant usurpé le trône, qui parvient dès le début de son règne à mener à défaire une coalition organisée par l'Urartu en Syrie, puis à vaincre et à annexer plusieurs royaumes araméens. Plutôt que de laisser des rois vassaux à leur tête, il met en place des gouverneurs, transformant donc les régions soumises en province assyriennes. Il entreprend également de renforcer l'autorité royale en rabaissant les magnats de la cour assyrienne et des provinces. Ce processus d'intégration politique plus poussée renforce la structure de l'État assyrien qui prend alors véritablement une forme « impériale ». Ce règne voit par ailleurs les premiers affrontement contre des tribus arabes à l'ouest. La dernière grande campagne de Teglath-Phalasar III conduit à la soumission de la Babylonie, où il se fait proclamer roi, sous le nom de Pûlu. Son fils et successeur Salmanazar V (727-722), également roi de Babylone, mène une campagne au Levant, où il détruit notamment le royaume d'Israël, mais est renversé dans des conditions indéterminées par un autre prince assyrien, qui devient roi sous le nom de Sargon II (722-705). Son début de règne est difficile puisqu'il doit à nouveau pacifier les régions levantines, où l’Égypte entend désormais faire barrage à l'expansion assyrienne en appuyant des révoltes, et la Babylonie, qu'il doit finalement laisser à un souverain chaldéen, Mérodach-Baladan II pour se tourner vers les pays arabes et surtout l'Anatolie. En 714, les troupes assyriennes mènent une campagne en Urartu, affaiblissant considérablement cet adversaire. Puis il retourne en Babylonie, où il vainc Mérodach-Baladan, qui avait reçu l'appui de l'Élam. Sargon meurt en 705 dans une campagne contre le Tabal, en Anatolie.

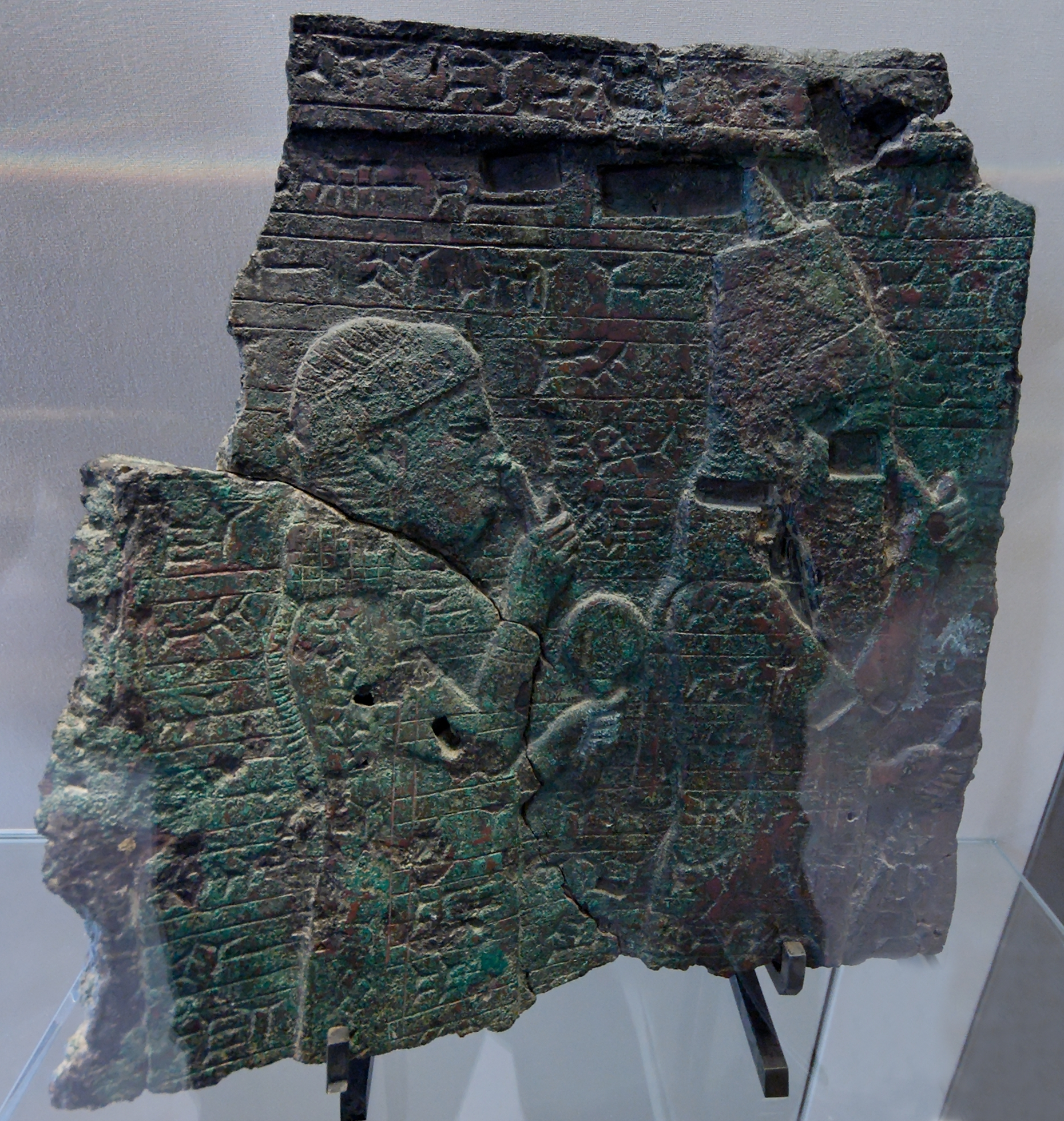
Plaque en bronze provenant de Babylone portant une représentation de la reine-mère Naqi'a/Zakutu, derrière son fils le roi Assarhaddon.

Les trois successeurs de Sargon, surnommés (avec lui) les « Sargonides », dirigent alors un empire sans équivalent antérieur, et portent ses frontières encore plus loin, sans pour autant parvenir à stopper le cycle des conflits dans lesquelles leurs troupes sont engagées, qui sont surtout des révoltes de provinces et vassaux insoumis. Le règne de Sennachérib (704-681) est notamment marqué par des nombreuses interventions en Babylonie, où il installe son propre fils pour régner, mais celui-ci est finalement tué par les Élamites, ce qui entraîne une réplique assyrienne qui conduit au sac de Babylone en 690. Son règne s'achève par son assassinat, par un de ses propres fils, mais cela n'empêche pas son successeur désigné, Assarhaddon (681-669) de prendre le pouvoir après une courte guerre civile. Il entreprend ensuite la restauration de Babylone, où il agit en tant que roi local. Il fait face au nord et à l'est de ses frontières à l'apparition de certains peuples, les Cimmériens et les Scythes, et au renforcement d'autres, les Mannéens et surtout les Mèdes qui connaissent un processus d'intégration politique. À l'ouest, il doit intervenir contre les entreprises égyptiennes, ses troupes parvenant à pénétrer en Égypte et à prendre Memphis en 671. Il meurt au retour de cette campagne. Son fils Assurbanipal (669-630 ou 627) lui succède sans difficultés, sa succession ayant été planifiée du vivant de son père et appuyée par la puissante reine-mère Naqi'a/Zakutu, et prévoyant que son frère (et potentiel rival) Shamash-shum-ukin prenne en même temps le trône de Babylone, dans une position de vassal. Le début du règne d'Assurbanipal voit le renforcement de l'emprise assyrienne sur l'Anatolie orientale et centrale, et une nouvelle expédition en Égypte, qui parvient cette fois jusqu'à Thèbes. En 652, son frère Shamash-shum-ukin lève contre lui une révolte en Babylonie, avec l'appui de l'Élam et de tribus arabes. Au terme d'un conflit difficile, Babylone est prise en 648 et le rebelle meurt, et dans la foulée les Élamites subissent la vengeance assyrienne avec le sac de Suse en 646, puis l'année suivante ce sont les tribus arabes qui sont soumises après une campagne d'envergure. La Babylonie est donc restée sous contrôle au prix d'un conflit difficile, mais dans le même temps l’Égypte s'écartait de la tutelle assyrienne. Les dernières années du règne d'Assurbanipal sont peu documentées, jusqu'à l'année de sa mort qui est discutée (entre 630 et 627).
À l'image de ce qui avait été fait par Assurnasirpal II à Kalkhu, les souverains Sargonides mobilisent les importantes ressources de leur empire pour la construction de deux nouvelles capitales, culminant là encore dans la construction de grands palais ornés de nombreuses statues et bas-reliefs. Sargon II fait ériger une ville nouvelle, Dur-Sharrukin (« Fort Sargon », l'actuel site de Khorsabad), où est construit en quelques années un vaste palais royal accolé à un ensemble de bâtiments de culte et de palais secondaires, mais le site est délaissé après sa mort. Son fils Sennachérib choisit en effet de faire de la vieille cité de Ninive sa capitale, réaménageant le vieux tell (l'actuel site de Quyunjik) pour y ériger son vaste « Palais sans rival ». Assarhaddon et Assurbanipal font construire à leur tour des palais à Ninive, qui est alors devenue une grande cité peuplée par des populations amenées là de force, couvrant environ 750 hectares et peut-être peuplée de 70 000 habitants. Les campagnes entourant ces nouvelles capitales font également l'objet de grands travaux d'irrigation, afin de permettre l'aménagement de vastes jardins royaux, où sont disposées des essences et des animaux venus des pays conquis, symbole de l'emprise des rois assyriens sur les diverses richesses du monde, et plus largement leur mise en valeur afin de nourrir la population urbaine qui croit de façon artificielle. Les structures agraires sont alors dominées par les grands domaines de la couronne et des membres de la famille royale, ainsi que les hauts dignitaires assyriens qui recevaient des donations royales, en revanche les temples assyriens ne sont pas de grands propriétaires comme c'est le cas en Babylonie. Certains textes indiquent qu'à côté des champs céréaliers, la culture de la vigne est également développée dans les domaines de la Haute Djézireh, sans doute parce qu'elle est plus lucrative. Néanmoins, le VIIe siècle av. J.-C. semble marqué par une fragilisation de l'Assyrie rurale, en crise démographique et économique en raison des importantes demandes du pouvoir central en matière de taxation et de mobilisation militaire, et supportant la croissance volontariste des villes, ce qui a sans doute fragilisé le royaume. Par ailleurs les nombreuses déportations organisées par le pouvoir assyrien à l'échelle de l'empire ont eu pour conséquence un important brassage de population qui à terme se traduit par une forte diffusion de la population et de la langue araméenne, en premier lieu en Haute Mésopotamie, jusqu'au cœur de l'Assyrie, où l'araméen semble devenir la langue dominante au VIIe siècle av. J.-C.

Dur-Sharrukin (Khorsabad) à la fin du VIIe siècle.
Le plan de l'acropole de Dur-Sharrukin (Khorsabad).
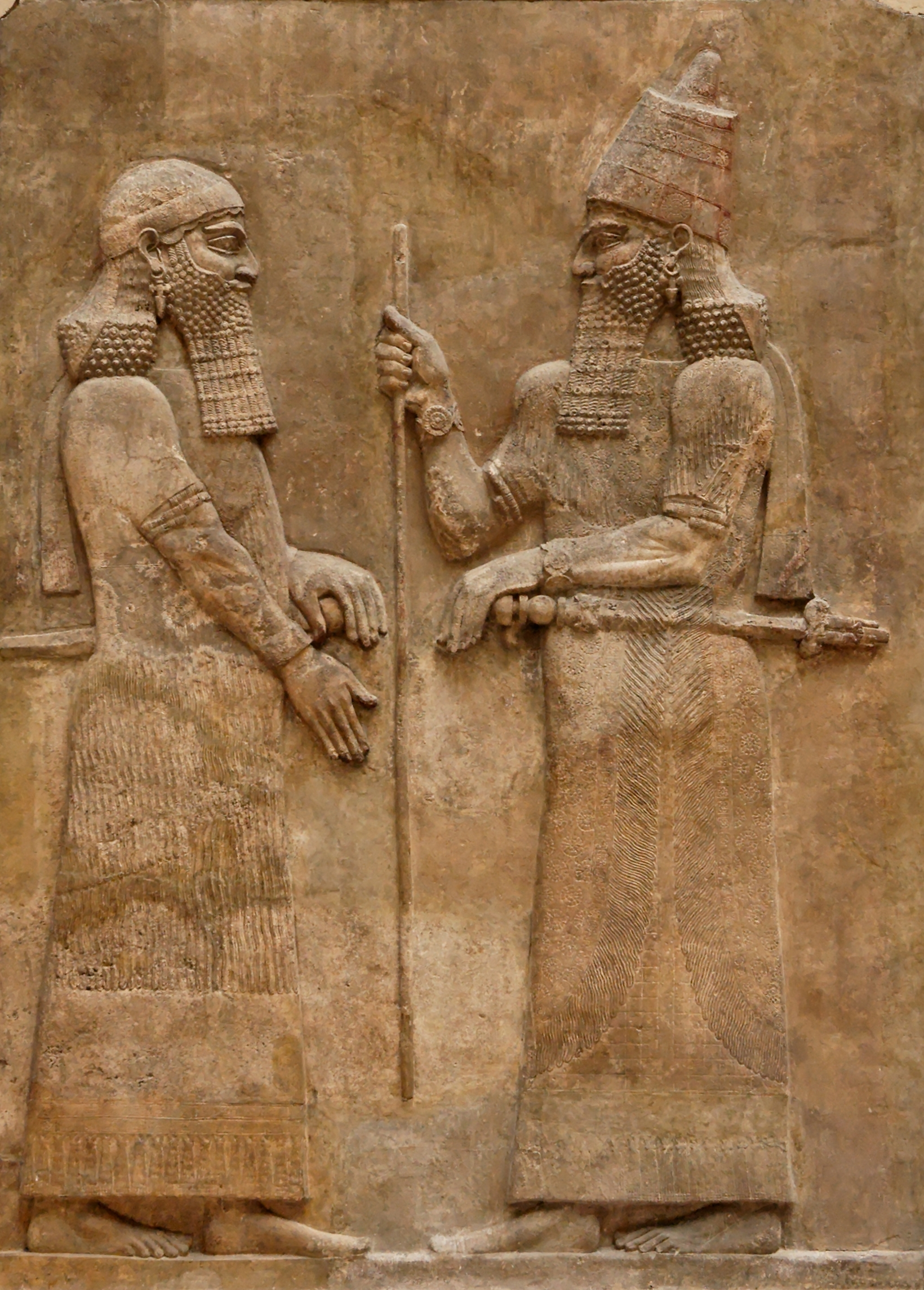
Le roi Sargon II et un haut dignitaire. Bas-relief du palais de Dur-Sharrukin. Musée du Louvre.
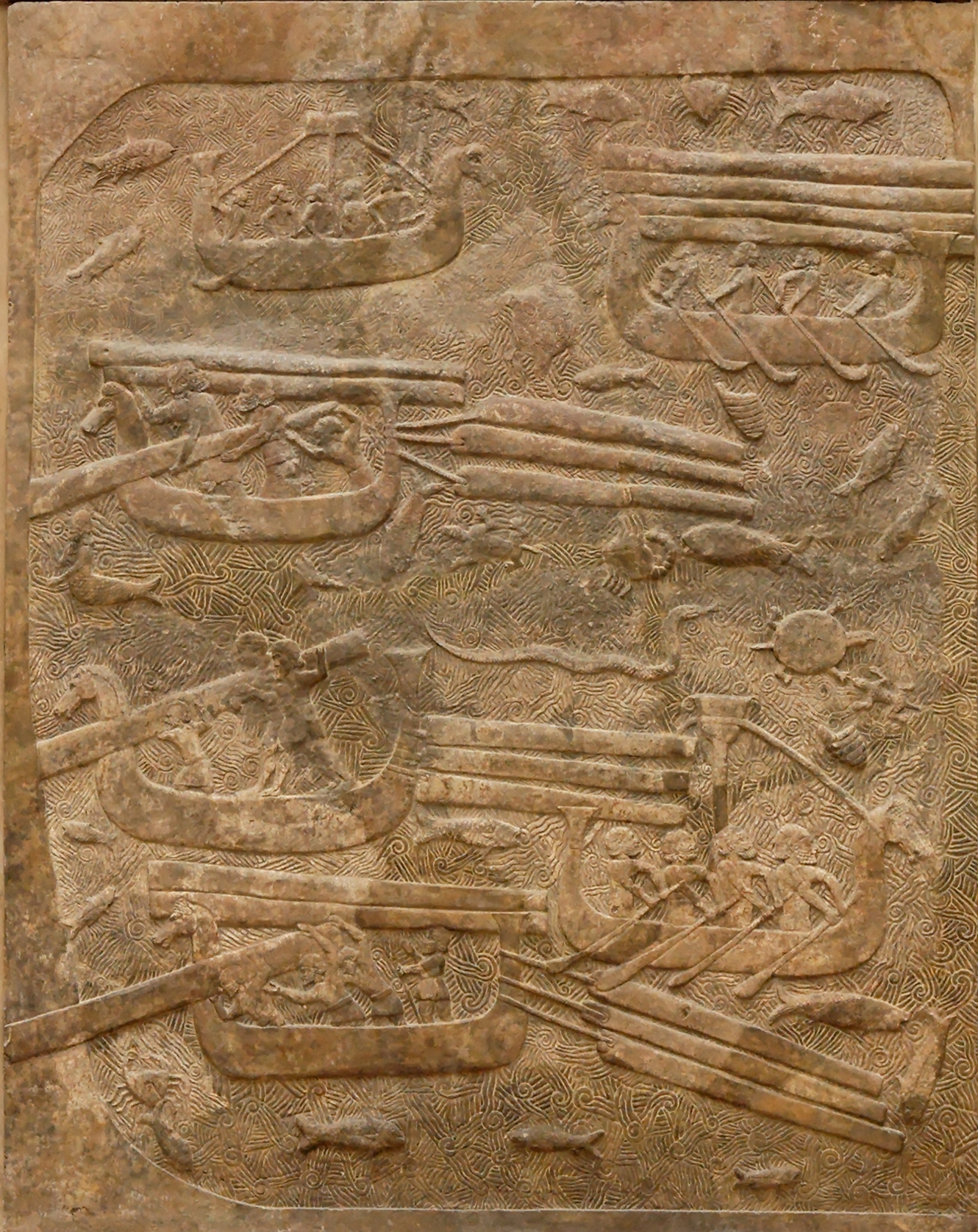
Transport de cèdre du Liban. Musée du Louvre.
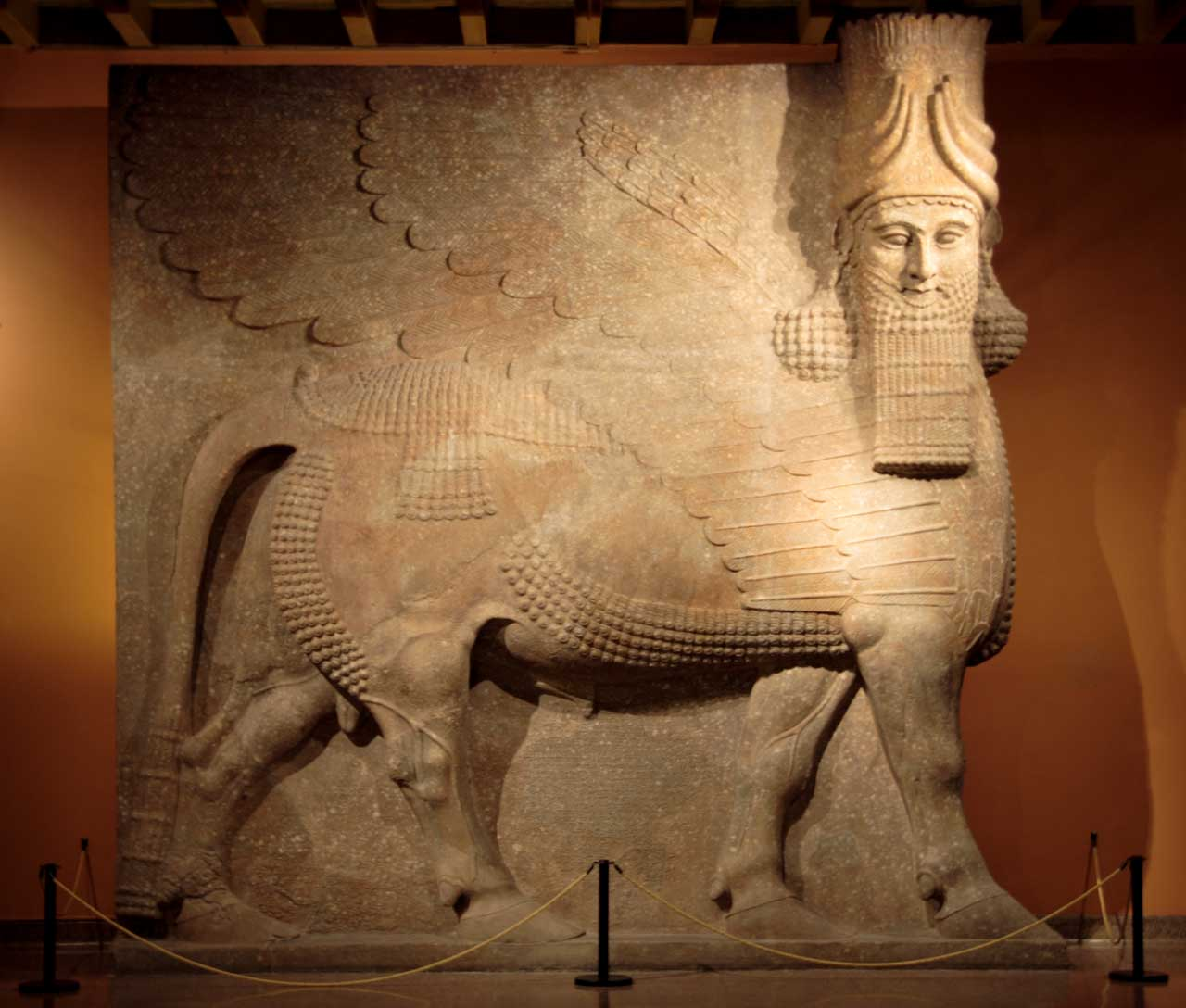
Taureau androcéphale colossal du palais royal de Dur-Sharrukin. Musée de l'Oriental Institute de Chicago.
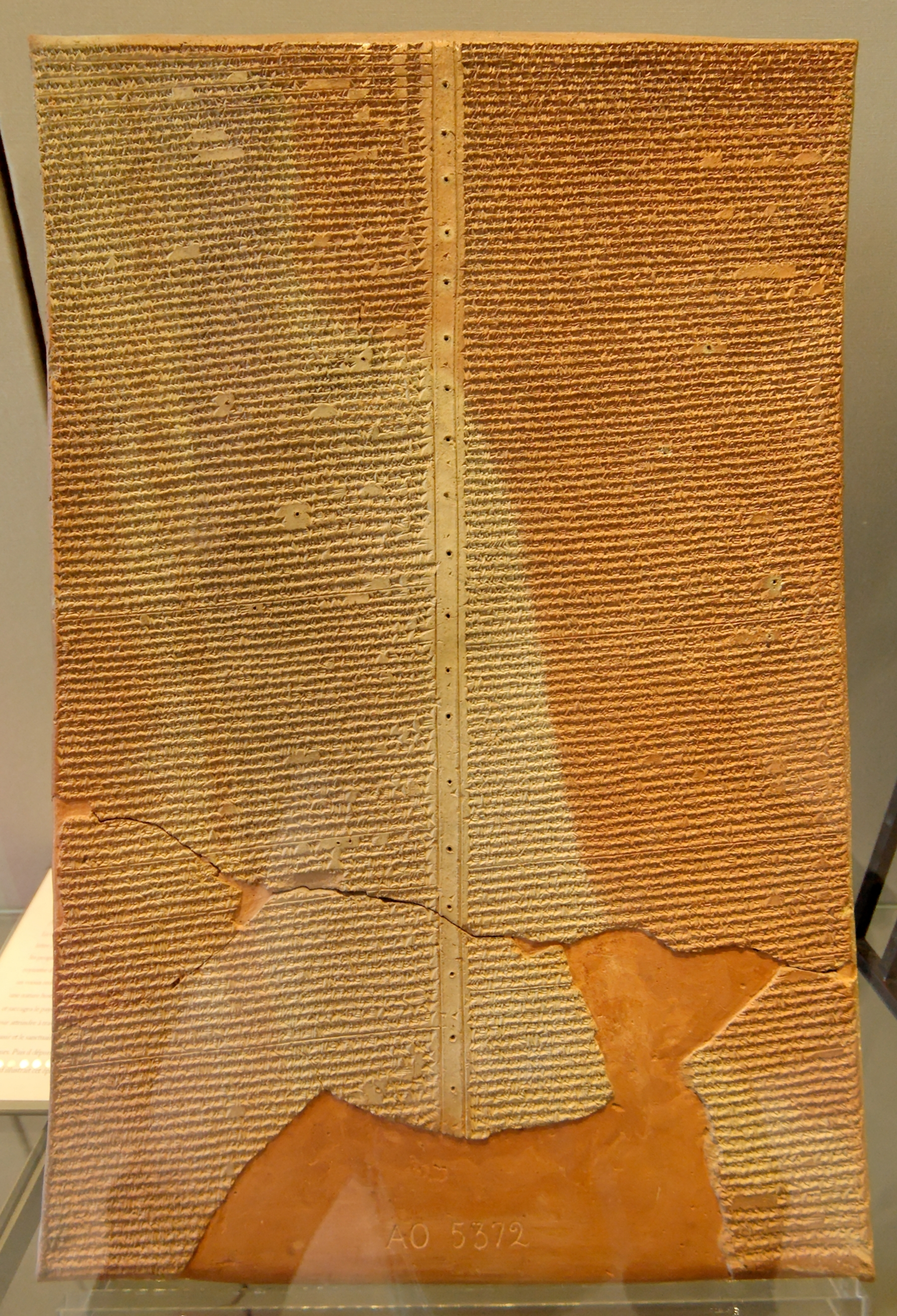
Tablette relatant la huitième campagne de Sargon II (714 av. J.-C.), contre l'Urartu. Retrouvée à Assur, exposée au musée du Louvre.

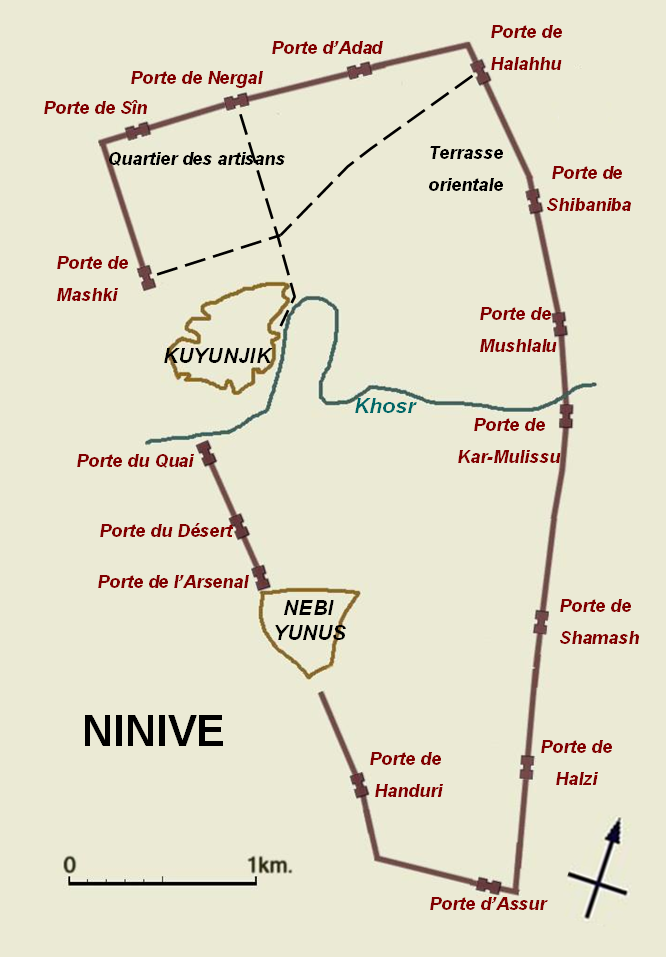
Ninive au VIIe siècle av. J.-C. : centre politico-religieux sur le tell de Quyunjik, arsenal sur le tell Nebi Yunus.
Plan de localisation des zones fouillées des bâtiments principaux du tell de Quyunjik, le centre politico-religieux de Ninive (une grande partie des palais n'a pas été dégagée).
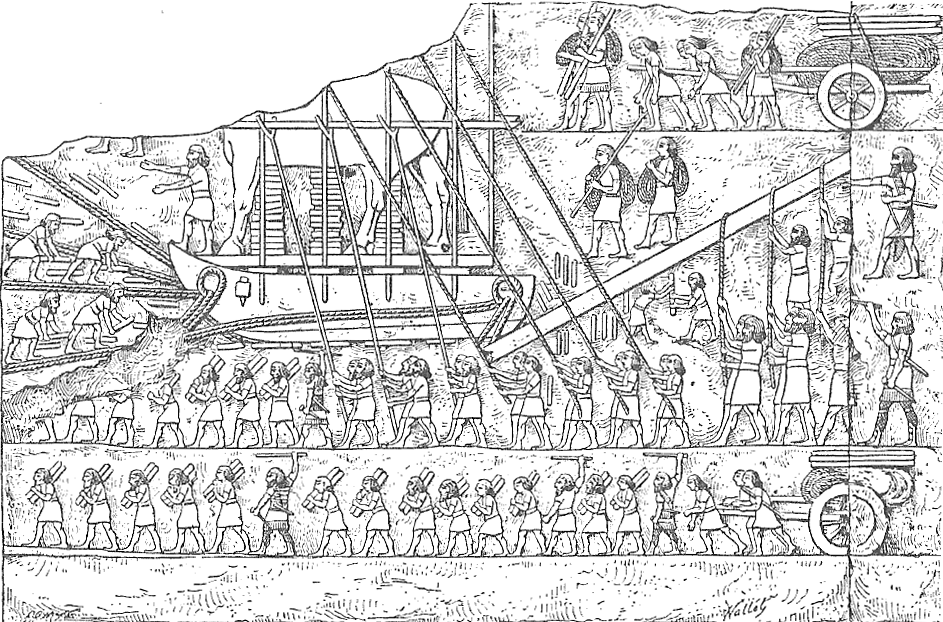
Le transport d'une statue de taureau ailé lors du chantier de Ninive, d'après un bas-relief de Sennachérib.
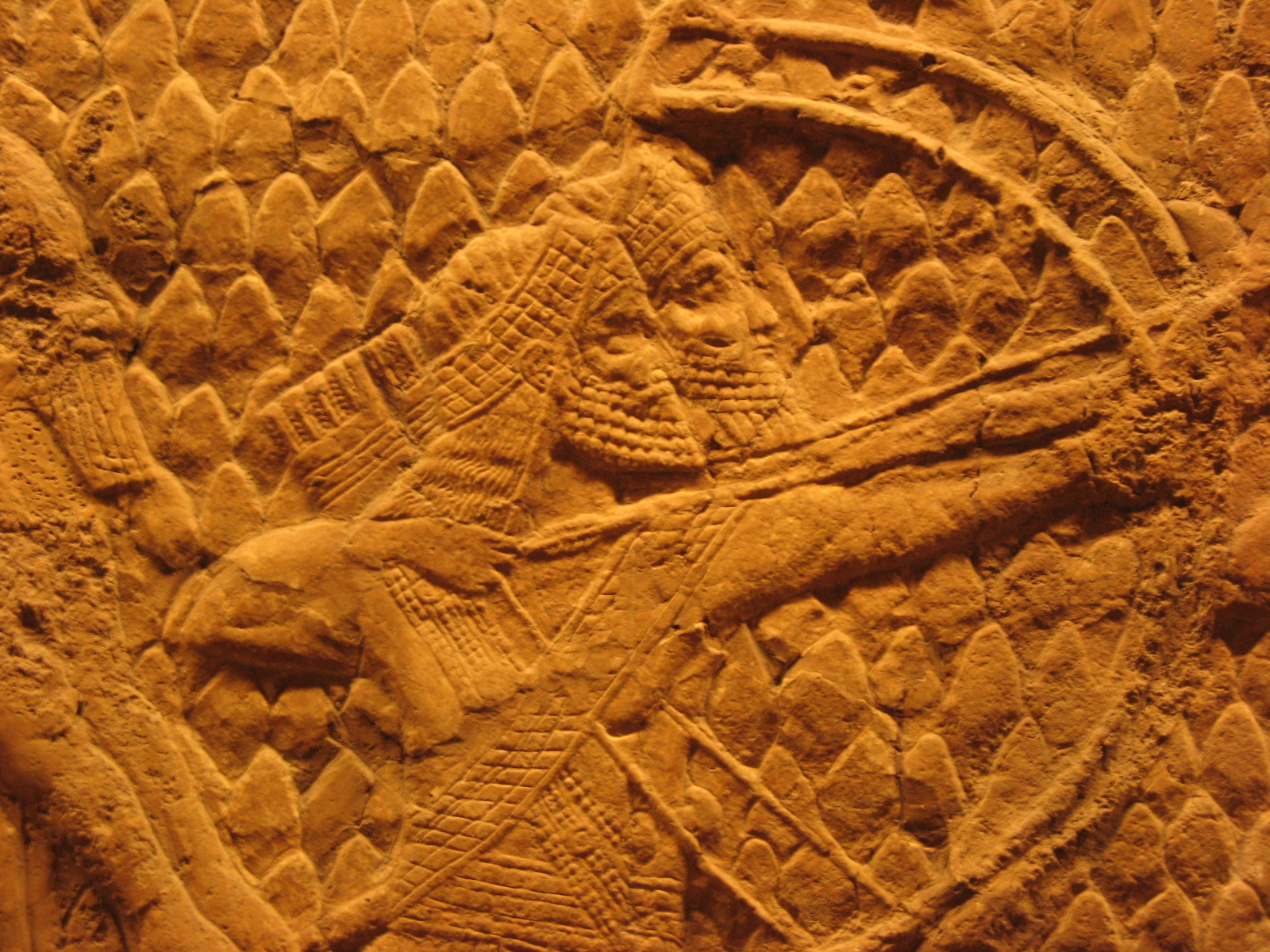
Archers assyriens combattant lors du siège de Lakish. Palais de Sennacherib à Ninive. British Museum.
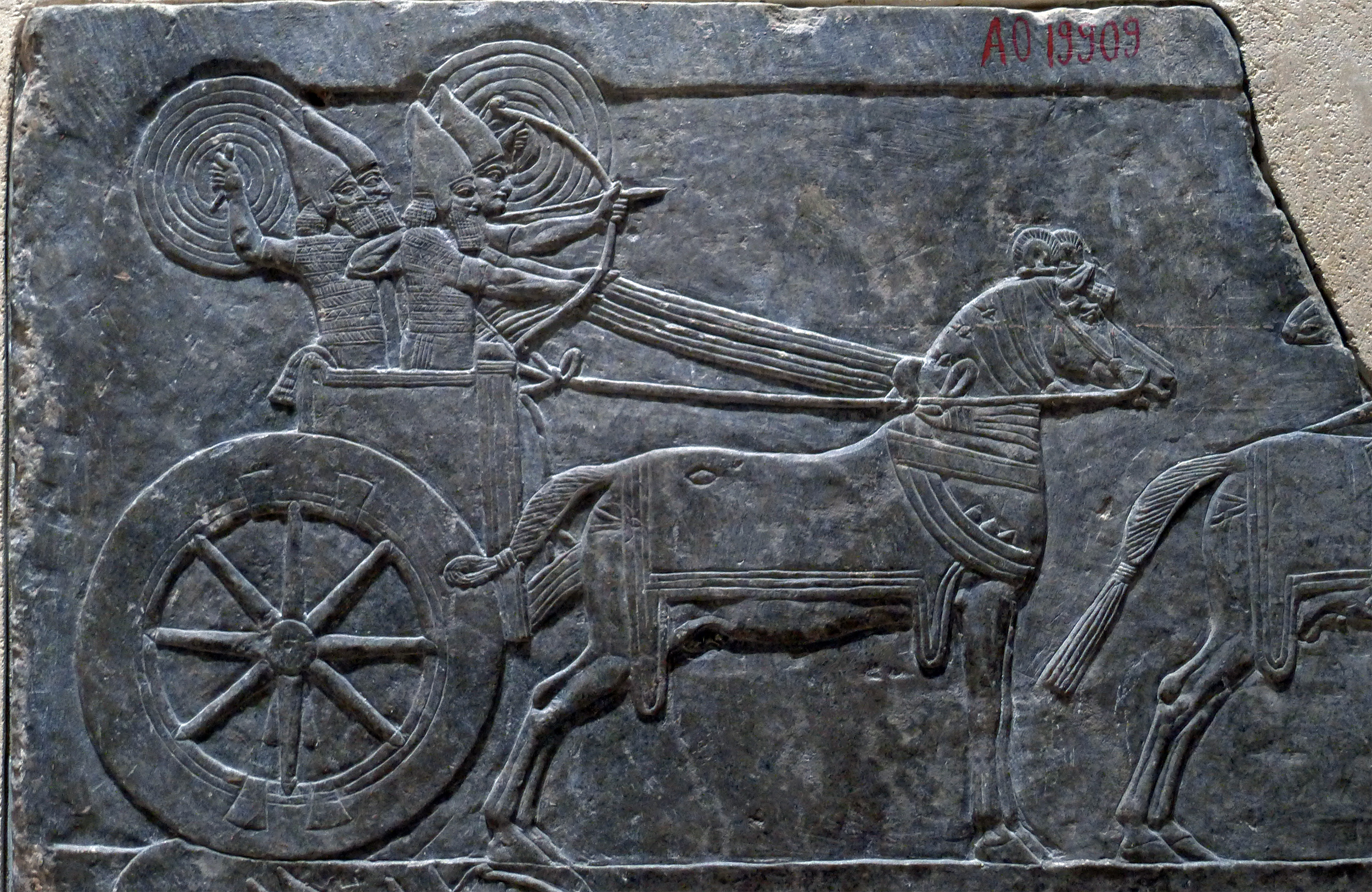
Char et cavaliers assyriens. Palais d'Assurbanipal à Ninive. British Museum.
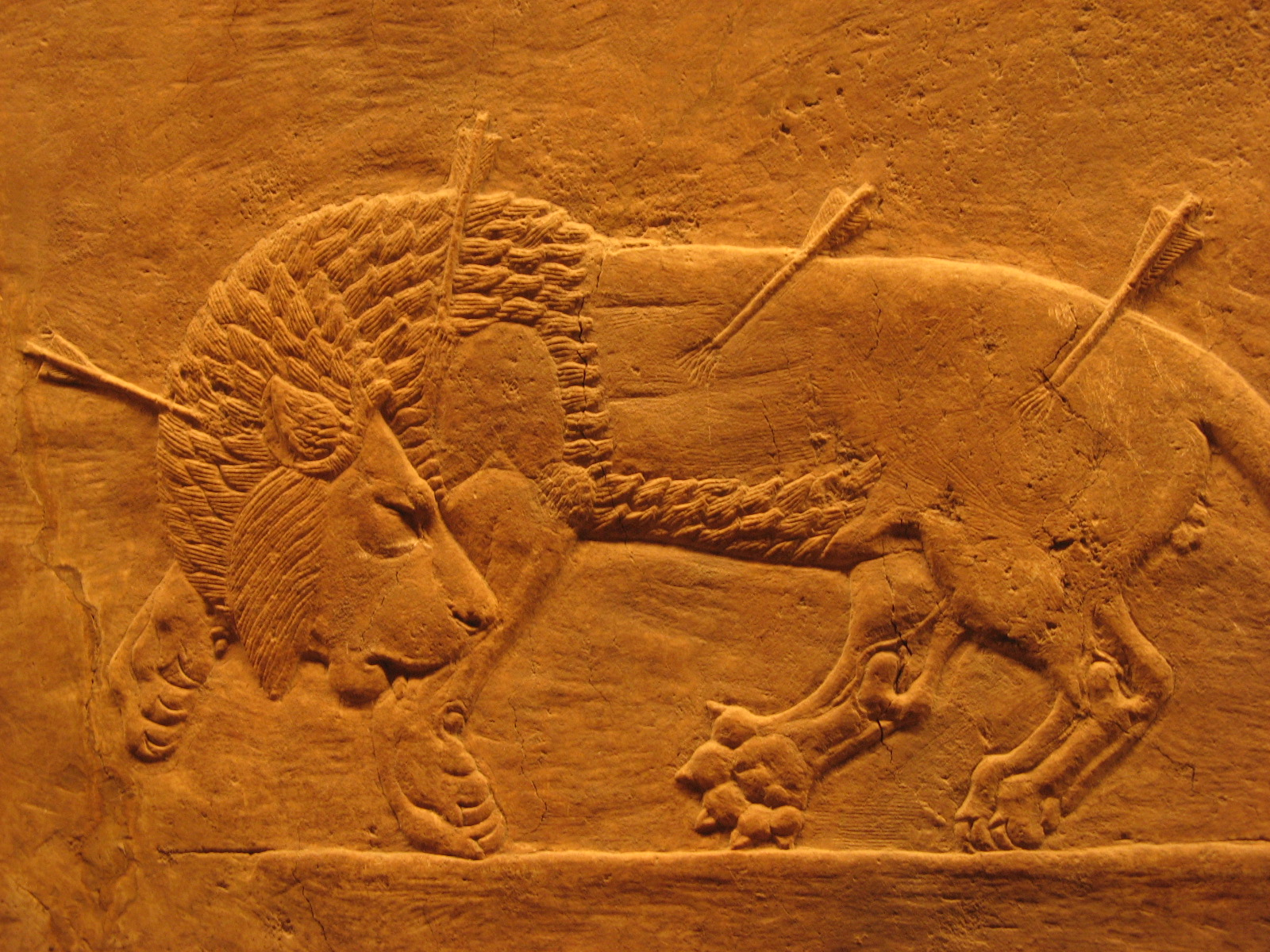
Scène de chasse au lion du palais d'Assurbanipal à Ninive. British Museum.

Le milieu de la cour royale est très bien documenté pour cette période grâce aux nombreux textes commémoratifs laissés par les souverains (annales royales, inscriptions de fondations, rapports et hymnes dédiés aux divinités assyriennes, etc.) et l'abondante documentation officielle mise au jour à Ninive (environ 30 000 tablettes) comprenant notamment un ensemble de lettres destinées au roi ou à ses proches, datées surtout des règnes de Sargon II, Assarhaddon et Assurbanipal. Elles documentent ainsi le chantier de construction de Dur-Sharrukin, ou encore la surveillance des frontières de l'empire, notamment au Nord. Y ressortent en parrticulier les activités des différents spécialistes religieux et autres savants entourant le roi : devins pratiquant l'hépatoscopie et l'astrologie pour faciliter la communication entre le souverain et les grands dieux assyriens, exorcistes et médecins suivant la santé de la famille royale et la protégeant contre les forces obscures, et plus largement tous ceux chargés des rituels qui occupaient une grande partie de l'activité du souverain. Cela est notamment lié au fait que le monarque reste considéré comme le grand prêtre du dieu Assur, le véritable maître du pays, ce qui n'empêche par la célébration de la toute puissance de la figure royale dans les textes et l'art officiels, par exemple les scènes de chasse où le roi triomphe de lions, symbolisant de sa capacité à vaincre le force du chaos et à mettre en ordre le monde, qui se retrouve également en arrière-plan des projets de construction des villes, des campagnes et des jardins royaux. Toute l'activité religieuse autour de la personne royale a par ailleurs en grande partie motivé le rassemblement par Assurbanipal de milliers de tablettes rituelles, et plus largement de tous les types de textes savants (listes lexicales, hymnes, prières, mythes, épopées, etc.) existant en Assyrie et en Babylonie qui conserve la primauté dans le domaine culturel. Ces tablettes ont constitué ce que les savants modernes ont appelé la « Bibliothèque d'Assurbanipal », la source majeure pour la redécouverte de la littérature mésopotamienne à la suite des fouilles de Ninive au milieu du XIXe siècle.

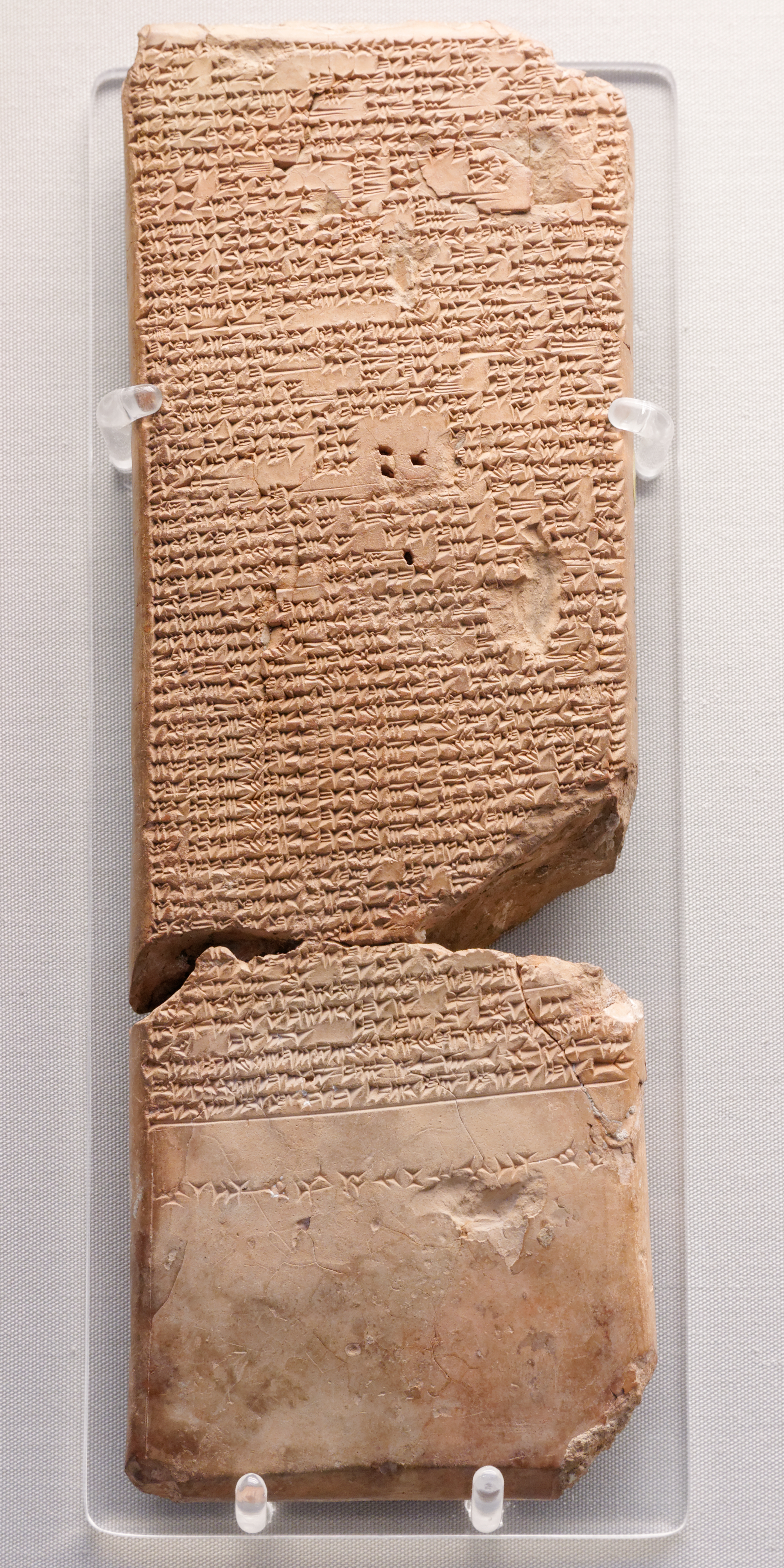
Version akkadienne de la Descente d'Ishtar aux Enfers, retrouvée à Ninive, VIIe siècle av. J.-C. British Museum.
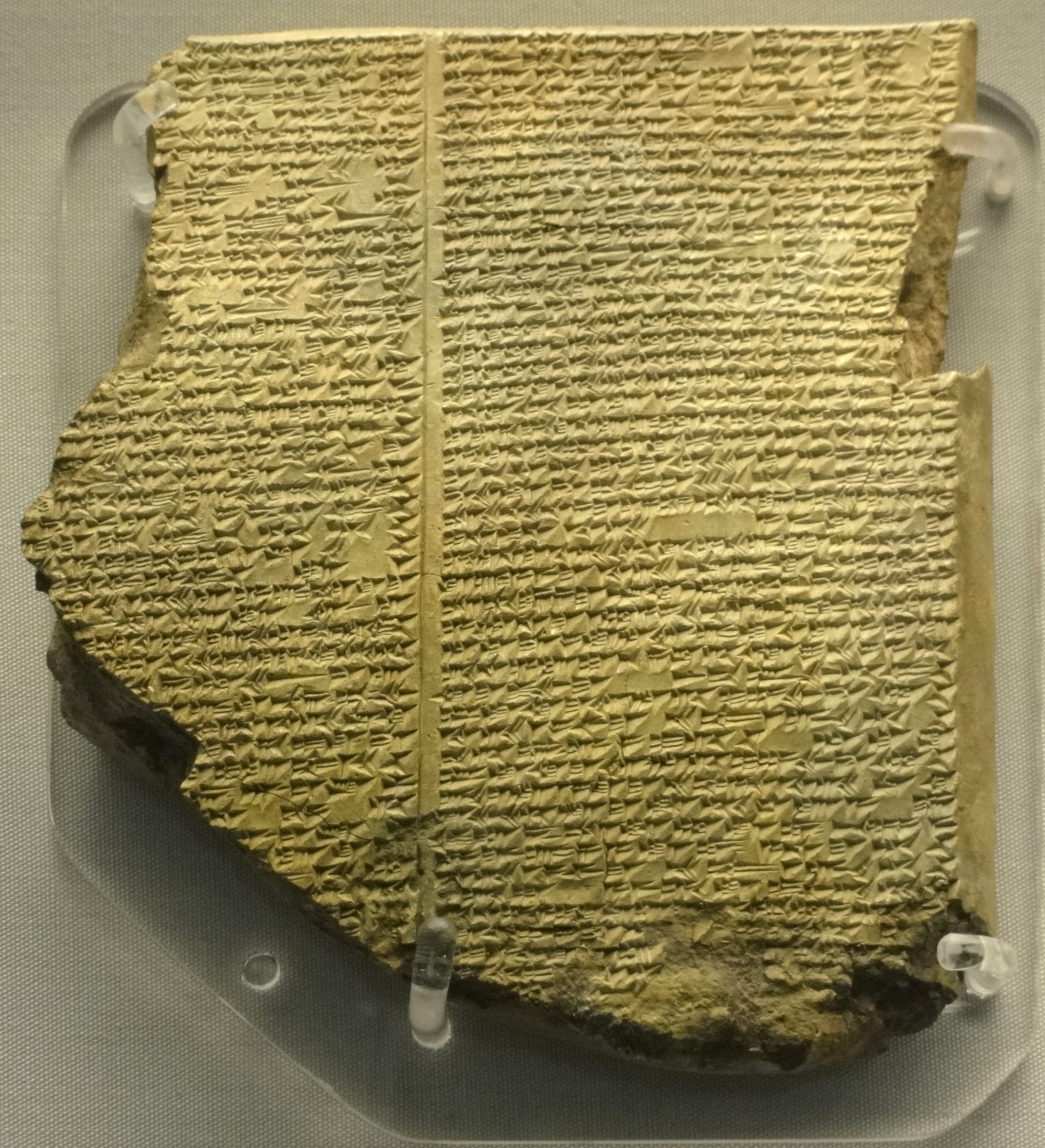
Tablette racontant le mythe du Déluge de l'Épopée de Gilgamesh (onzième tablette de la version ninivite) retrouvée à Ninive. British Museum.
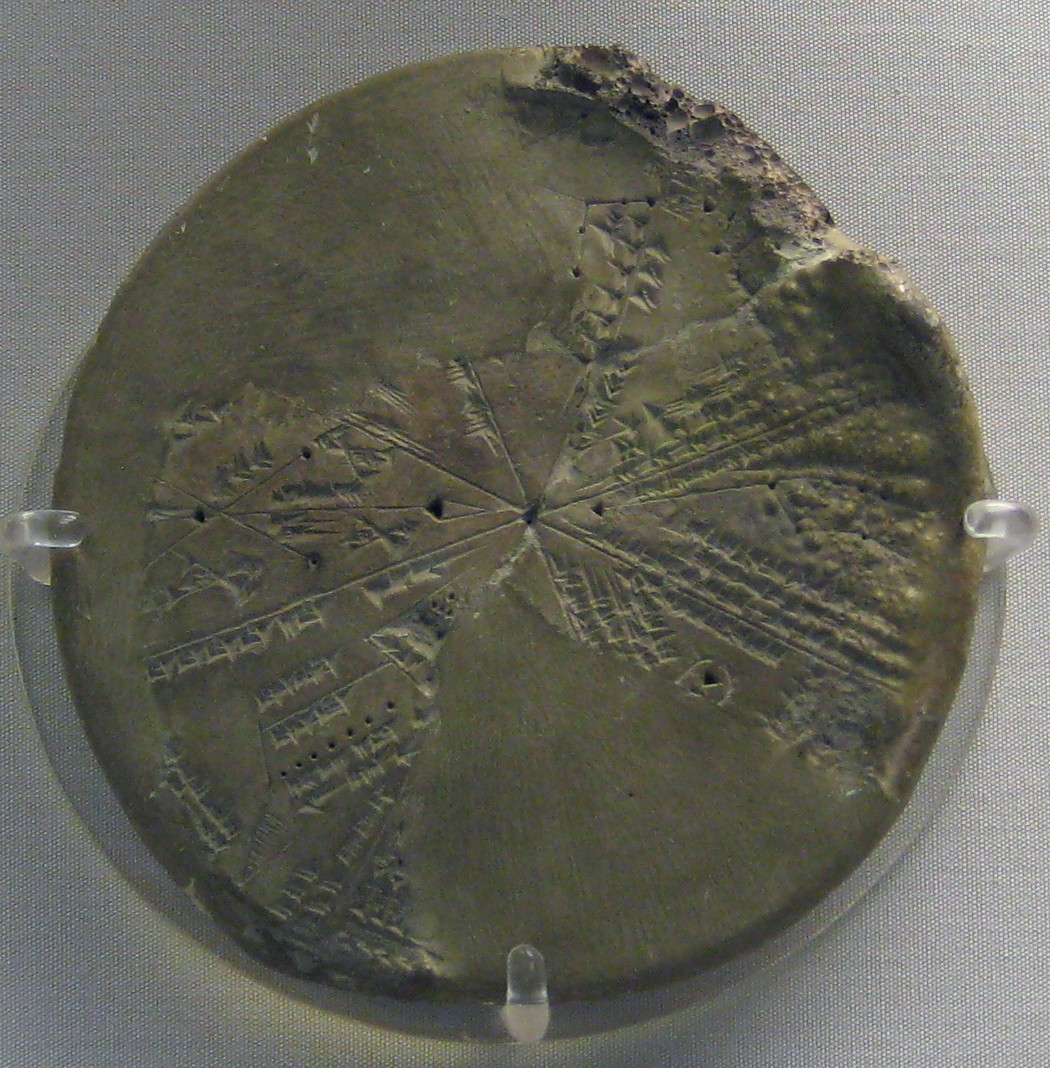
Tablette circulaire représentant un planisphère céleste indiquant la position des constellations observées la nuit du 3 au 4 janvier 650 autour de Ninive. British Museum.
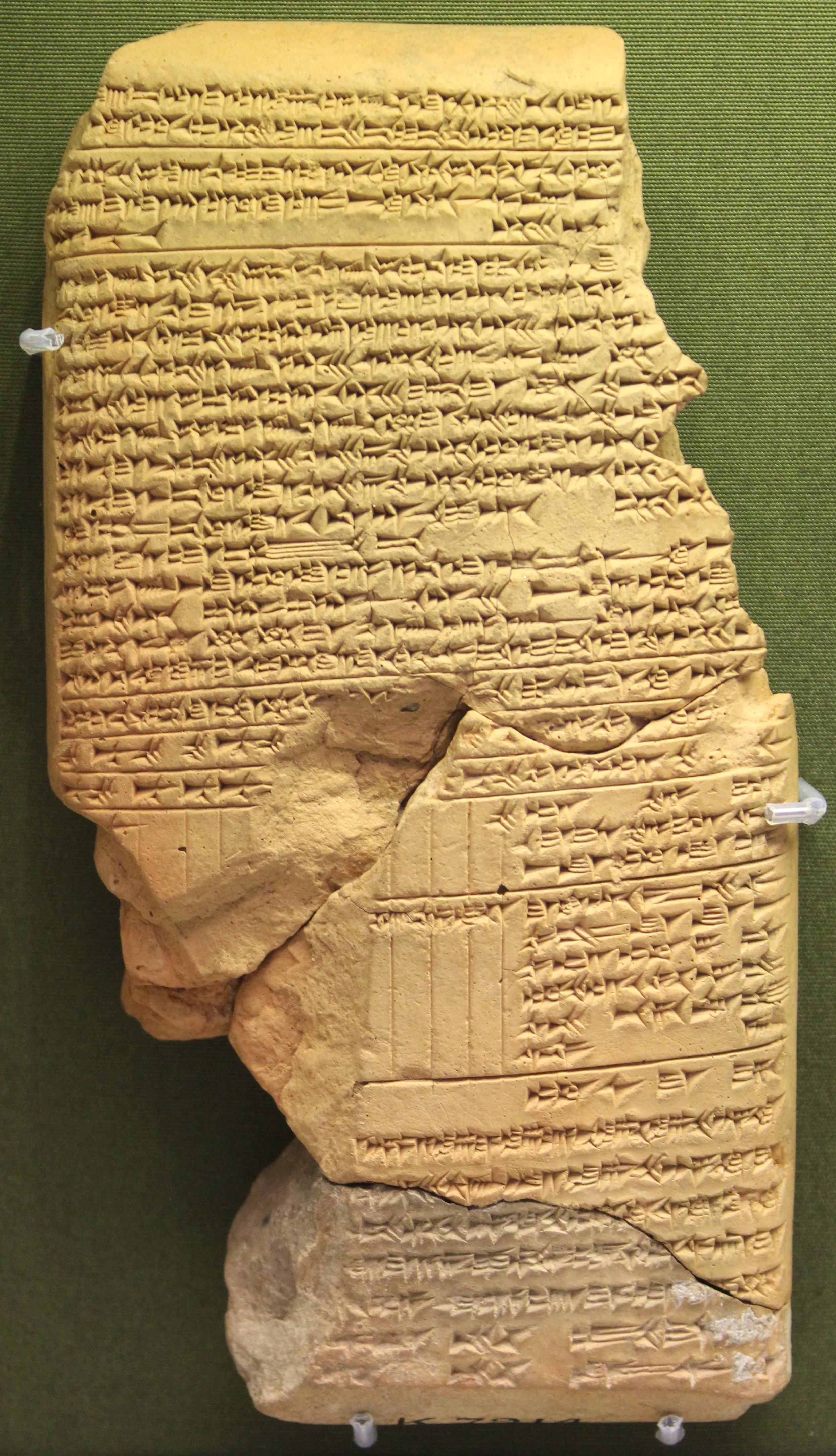
Tablette du « Manuel du devin », ouvrage divinatoire.
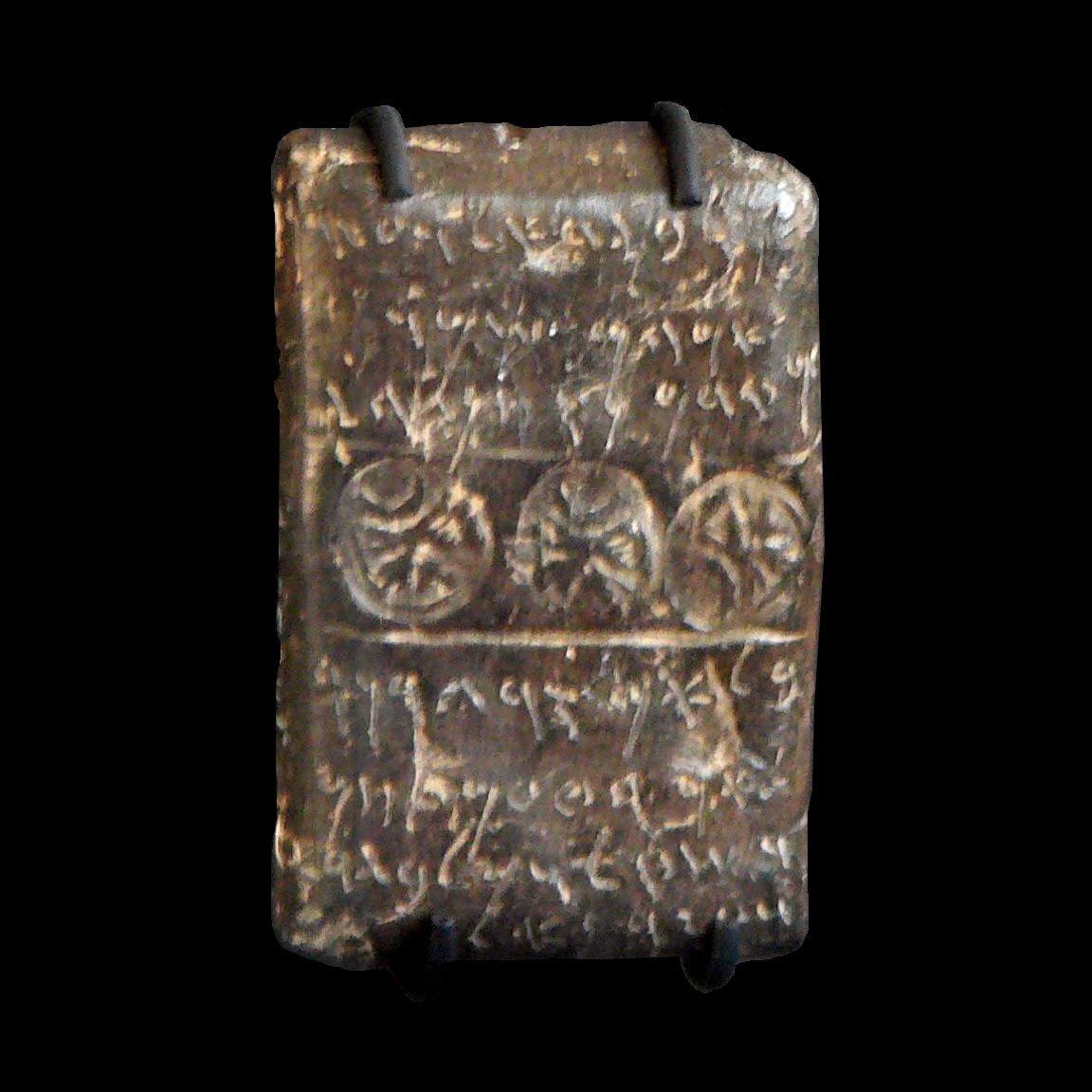
Tablette juridique en alphabet araméen provenant de la Djézireh de Syrie, période néo-assyrienne (635 av. J.-C.). Musée du Louvre.
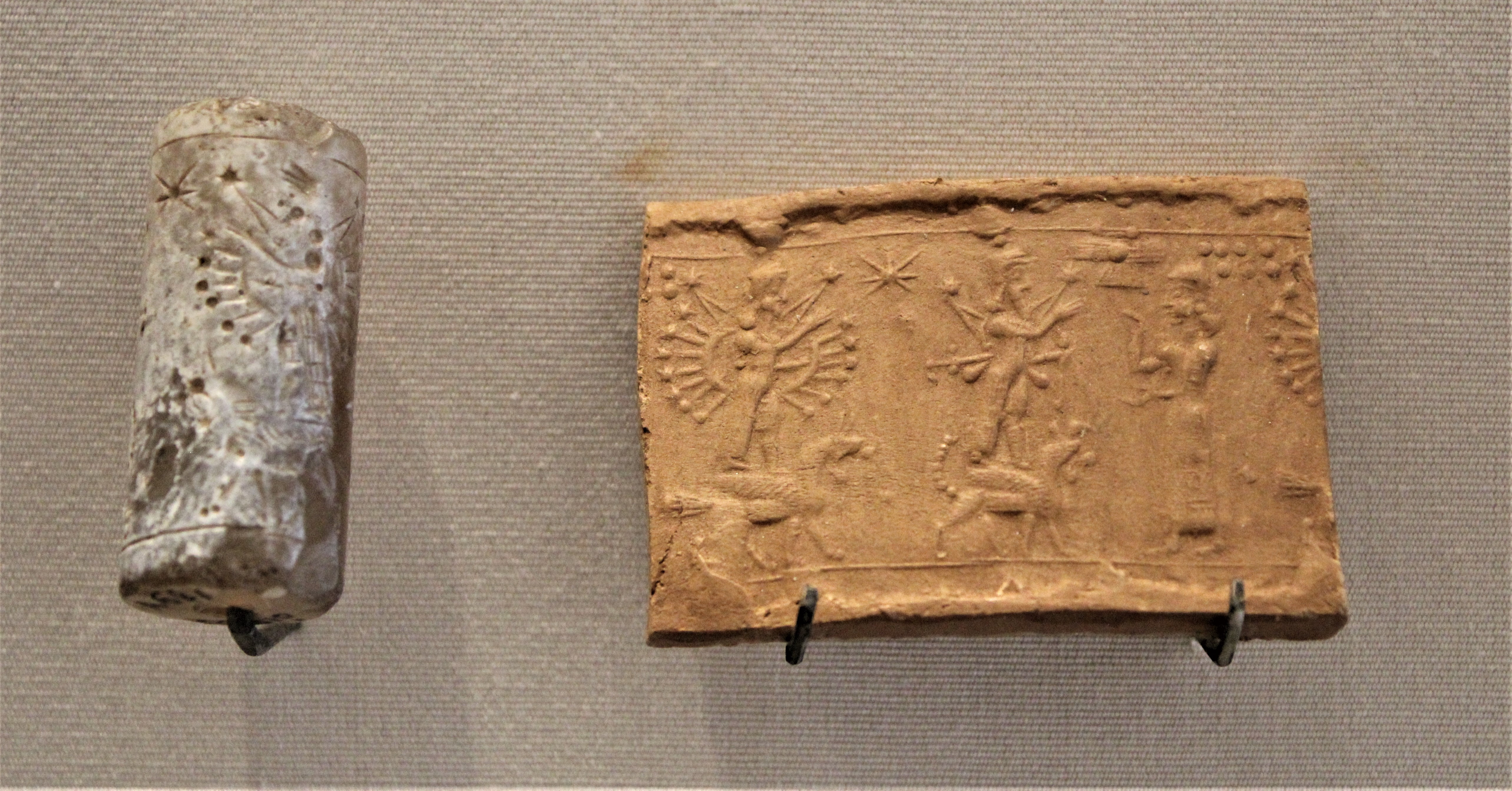
Sceau-cylindre en calcédoine avec empreinte moderne : scène de culte au dieu Assur et à la déesse Ishtar, debout sur deux dragons. Musée du Louvre.
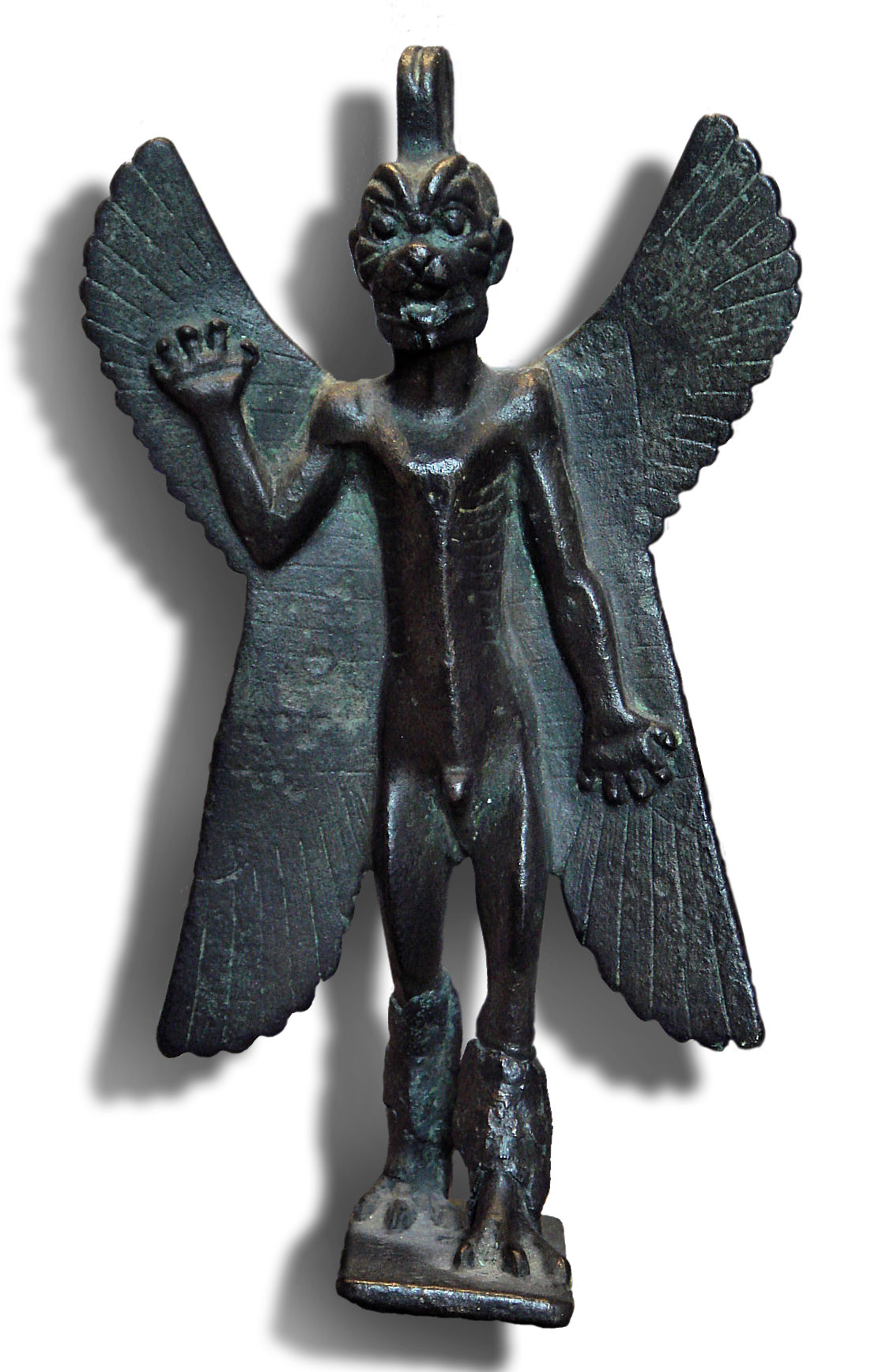
Statuette protectrice en bronze du démon Pazuzu. Musée du Louvre.
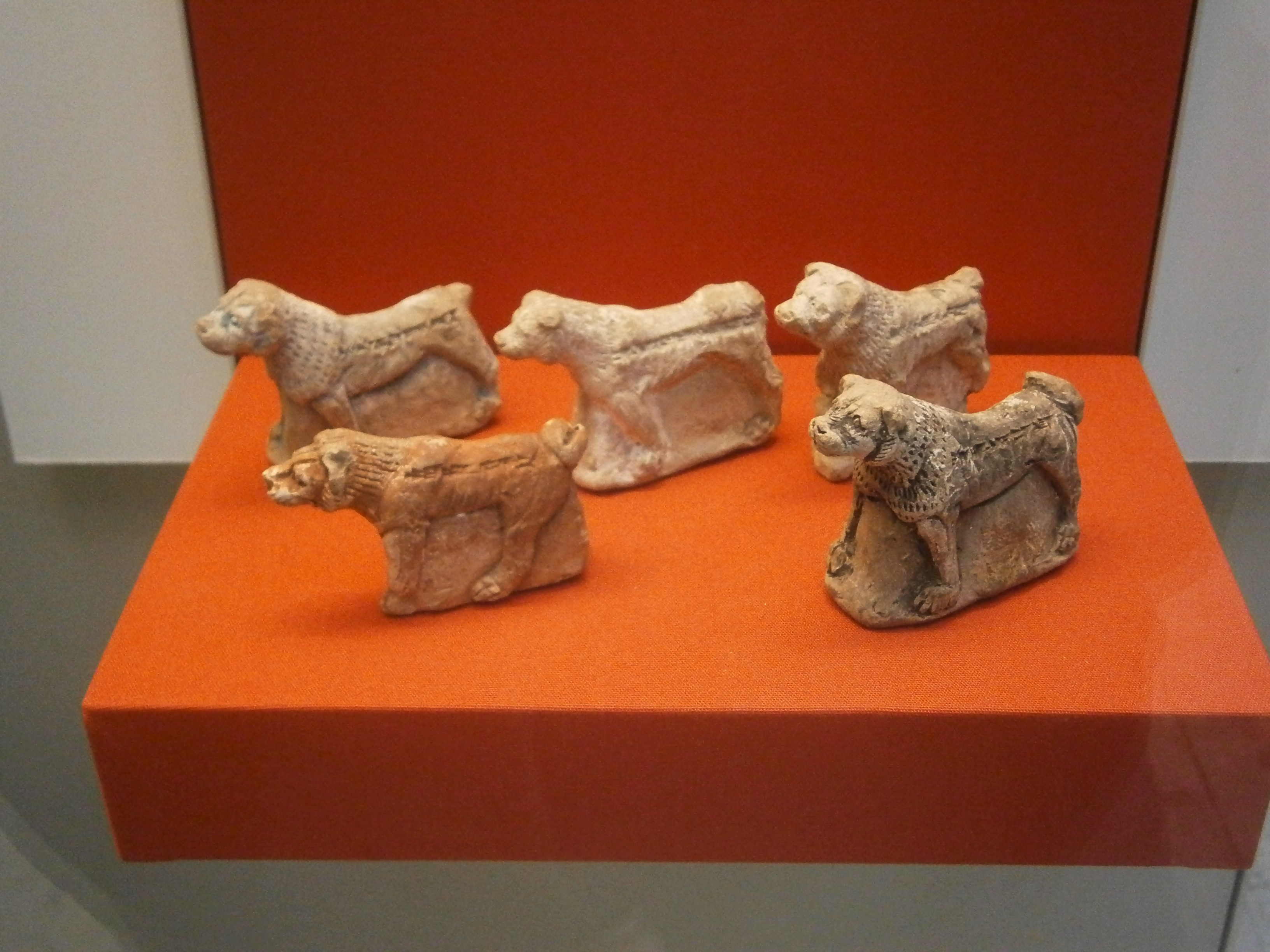
Statuettes protectrices en terre cuite représentant des chiens. British Museum.

Comme l'ont démontré l'assassinat de Sennachérib, la difficile prise de pouvoir d'Assarhaddon, et la révolte de Shamash-shum-ukin contre son frère Assurbanipal, l'empire assyrien même au faîte de sa gloire est marqué par des intrigues au sein de la famille royale qui menacent sa stabilité, et cela se confirme après la mort d'Assurbanipal. Celui-ci semblerait avoir confié les rênes du pouvoir à son fils Assur-etil-ilâni avant sa mort, mais ce dernier disparaît dès 627 dans des circonstances non déterminées : maladie, ou bien assassinat ? En tout cas le chef des eunuques Sin-shumu-lishir prend le pouvoir, ce qui suscite contre lui la révolte d'un autre fils d'Assurbanipal, Sîn-shar-ishkun, alors en Babylonie, allié à un chef local, Nabopolassar. Ces deux derniers l'emportent, mais entrent immédiatement en conflit. Les Assyriens échouent à reprendre pied en Babylonie, où Nabopolassar assoit sa domination entre 625 et 620. Les conflits se prolongent plus au nord, quand les Mèdes amenés par leur roi Cyaxare viennent se joindre à la mêlée contre les Assyriens, et s'allient à Babylone. Le sort de l'Assyrie est alors décidé : Assur tombe en 614, puis Kalkhu et Ninive en 612, Sîn-shar-ishkun trouvant la mort. Les grandes cités assyriennes sont pillées et détruites de fond en comble. Un général assyrien du nom d'Assur-uballit II prend le pouvoir à Harran, avec le soutien de l’Égypte, mais il est vaincu à son tour en 609, marquant la fin définitive de l'empire assyrien.

### L'empire néo-babylonien

L'extension approximative de l'empire néo-babylonien.

Grand vainqueur de l'Assyrie avec l'aide des Mèdes, le roi babylonien Nabopolassar (626-605) revendique dès lors la reprise des territoires dominés par l'Assyrie, que ne semblent pas lui contester ses alliés. En revanche les Égyptiens de Néchao II se posent en rivaux dans les provinces occidentales, ayant établi une garnison à Karkemish sur l'Euphrate afin de barrer la route vers l'ouest aux Babyloniens. La conduite de la guerre contre les Egyptiens est finalement confiée au fils du roi de Babylone, Nabuchodonosor, qui remporte une victoire décisive à Karkemish en 605, puis les défait à nouveau plus au sud à Hamat. Babylone a dès lors assuré sa domination sur la plupart des territoires qui appartenaient auparavant à l'empire assyrien. Nabopolassar s'éteint la même année, et Nabuchodonosor II (605-562) lui succède. L'empire néo-babylonien reprend largement les structures de son prédécesseur assyrien. Le roi de Babylone s'attache à assurer sa domination à l'ouest à plusieurs campagnes, en Cilicie, contre les tribus arabes mais surtout au Levant, même s'il ne parvient pas à déloger les Égyptiens de Gaza, et doit affronter en 598 la révolte de Juda, qui se conclut par la prise de Jérusalem l'année suivante et la déportation d'une grande partie de la population locale, avec son roi Joachin. Il doit y retourner une dizaine d'années plus tard pour mater une révolte, conduite par Sédécias, le souverain qu'il avait placé sur le trône de Juda, ce qui conduit en 587 à une nouvelle prise de Jérusalem et à la destruction de son grand temple. Les années suivantes sont marquées par des conflits contre les cités de Phénicie, notamment le long siège de Tyr (585-573), qui permettent à Babylone de tenir plus fermement ses provinces occidentales.
Nabuchodonosor II entreprend d'importants travaux à Babylone, en partie à partir de projets initiés par son père. Il construit ou reconstruit ainsi les murailles de la ville, trois palais royaux, dont le « Palais Sud » qui a été complètement dégagé lors des fouilles de Babylone, le grand temple du dieu « national » Bêl-Marduk (Esagil) et sa ziggurat (Etemenanki), et la voie processionnelle de la ville, reliant le grand temple à la porte d'Ishtar. La voie et la porte ont livré un impressionnant décor de briques glaçurées représentant des motifs floraux et des animaux (lions, dragons, taureaux). En revanche les jardins suspendus que la tradition grecque situent à Babylone n'ont pas été identifiés sur place, que ce soit par les textes ou l'archéologie, ce qui laisse planer un doute sur la véracité de ces récits. Cette ville est en tout cas la plus grande de la Mésopotamie antique : près de 1 000 hectares, peut-être 100 000 habitants. Nabuchodonosor ordonne également des travaux dans les autres sanctuaires principaux de Babylonie : Sippar, Borsippa, Akkad, Kish, Dilbat, Uruk, Larsa, Ur, etc. Cette entreprise s'accompagne dans les campagnes par la restauration et le creusement de canaux. Dans l'ensemble, le règne de Nabuchodonosor II est donc une reconstruction et un embellissement de la Babylonie, grâce aux richesses tirées de son empire.

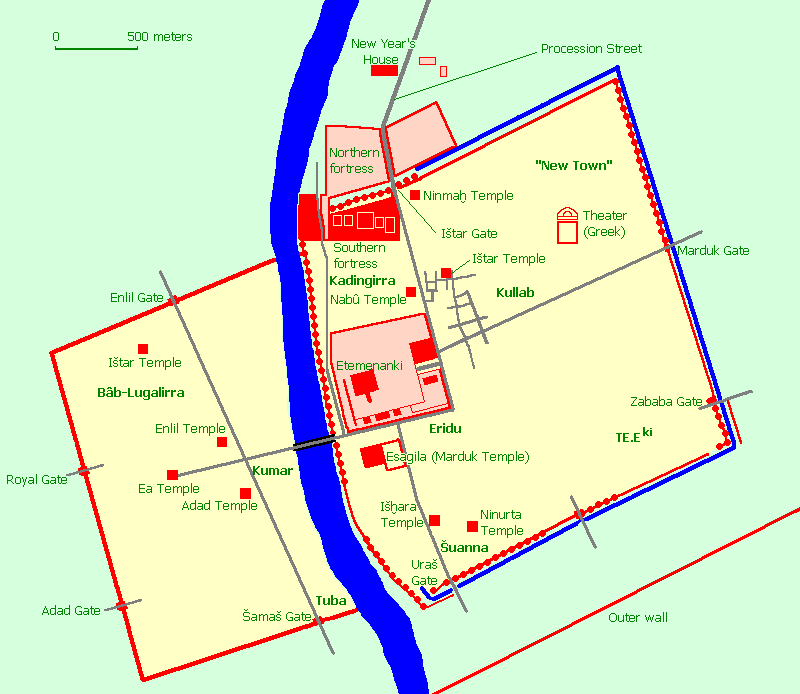
Plan de la ville intérieure de Babylone au VIe siècle av. J.-C., avec les données topographiques issues des fouilles et du texte Tintir. « Livius ».
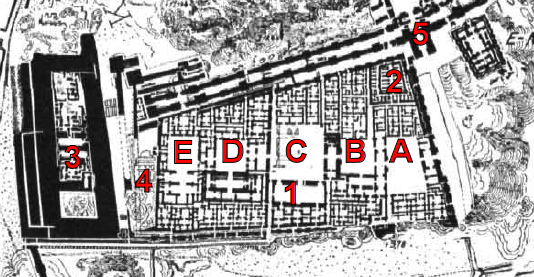
Plan du « Palais Sud » du Babylone : A, B, C, D, E : cours principales. 1 : Salle du trône, 2 : Bâtiment voûté, 3 : Bastion ouest, 4 : Bâtiment perse, 5 : porte d'Ishtar.
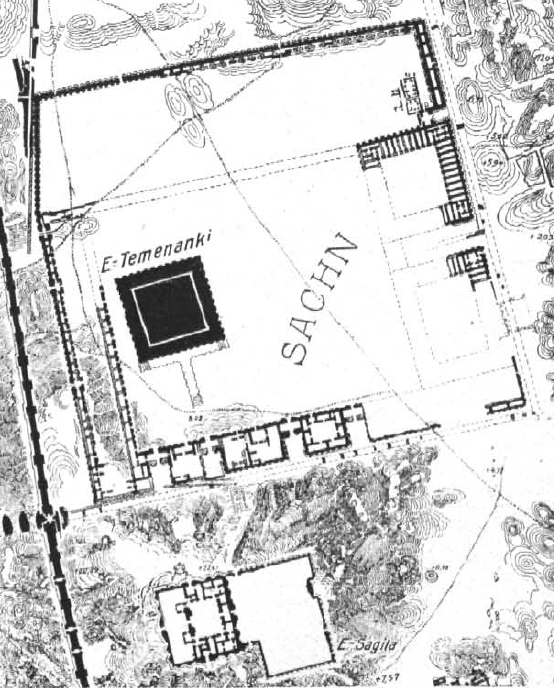
Plan des zones fouillées dans le complexe du dieu Marduk à Babylone : au sud l'Esagil, et au nord la ziggurat Etemenanki dans sa grande enceinte.
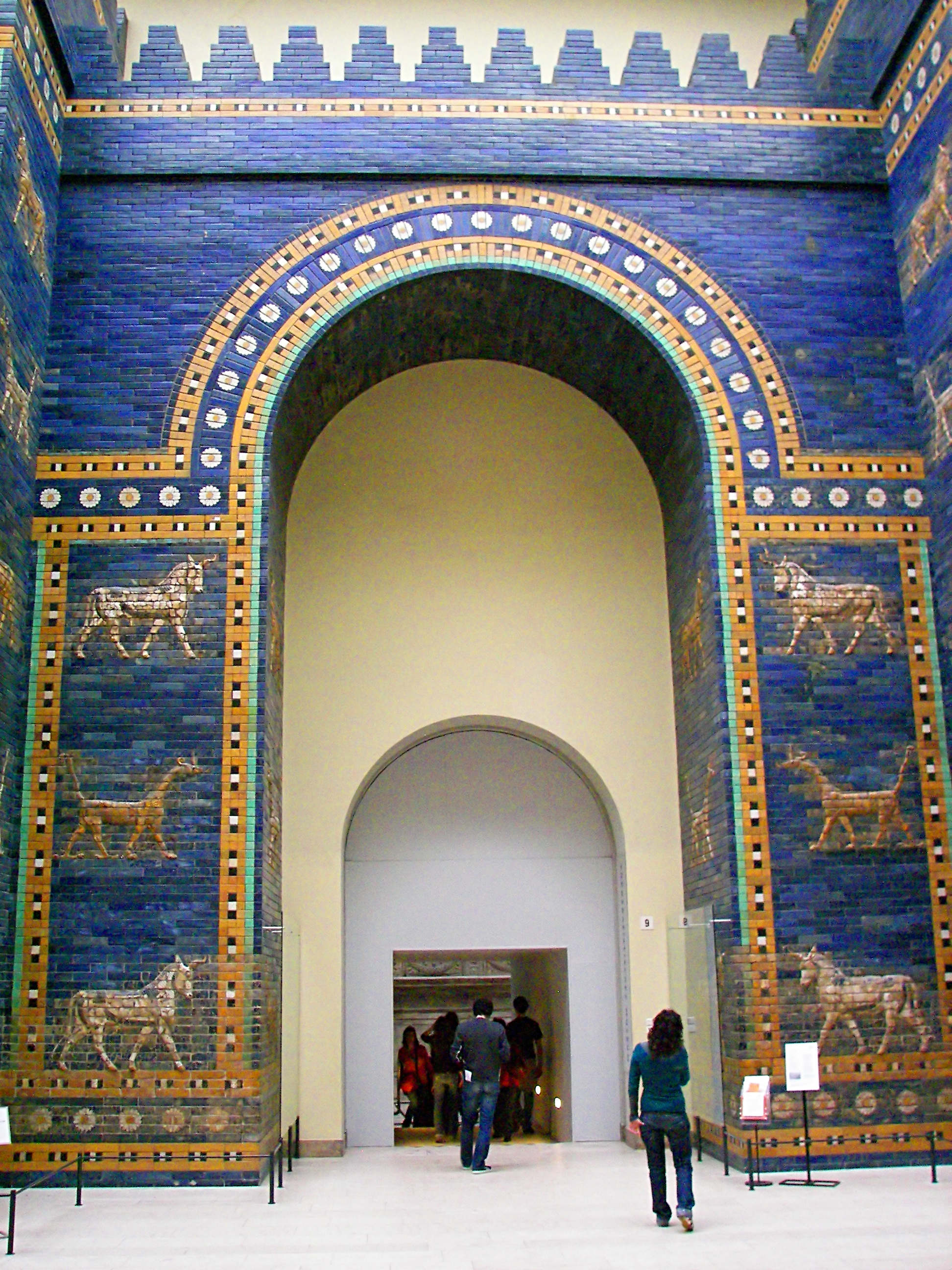
L'entrée de la porte d'Ishtar. Pergamon Museum.
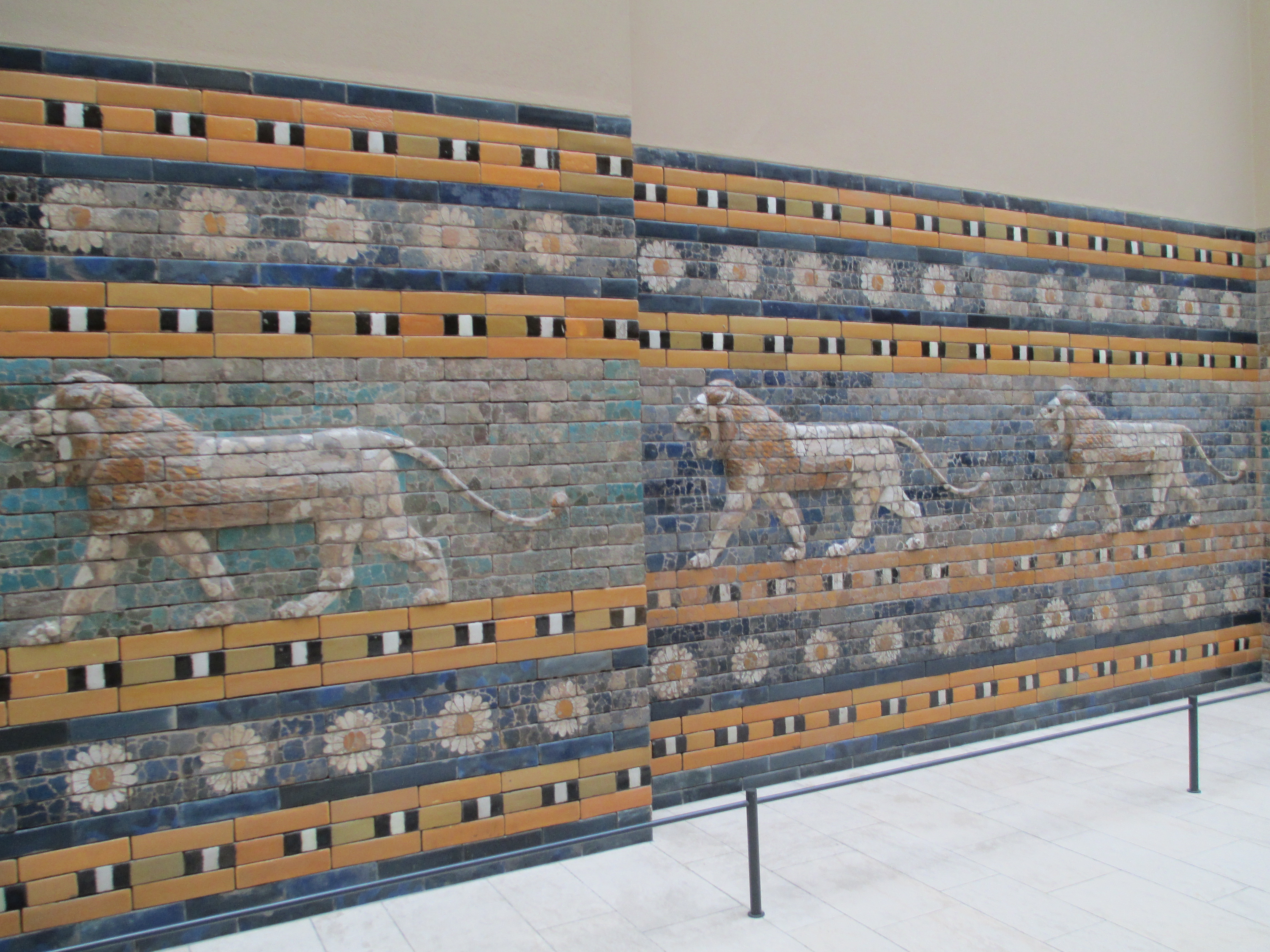
Décor de la voie processionnelle. Pergamon Museum.
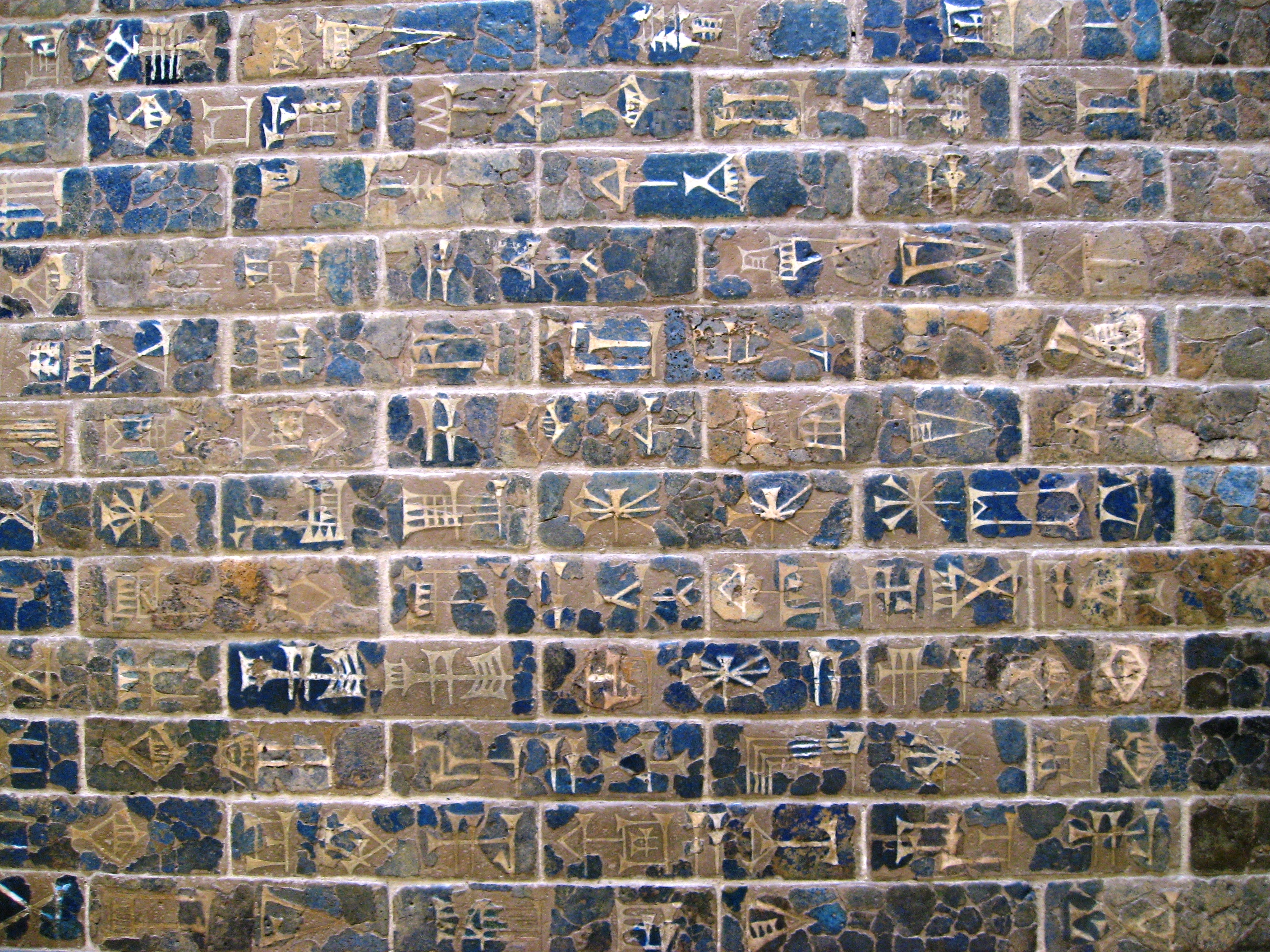
Inscription sur briques glaçurées de Nabuchodonosor II à Babylone. Pergamon Museum.

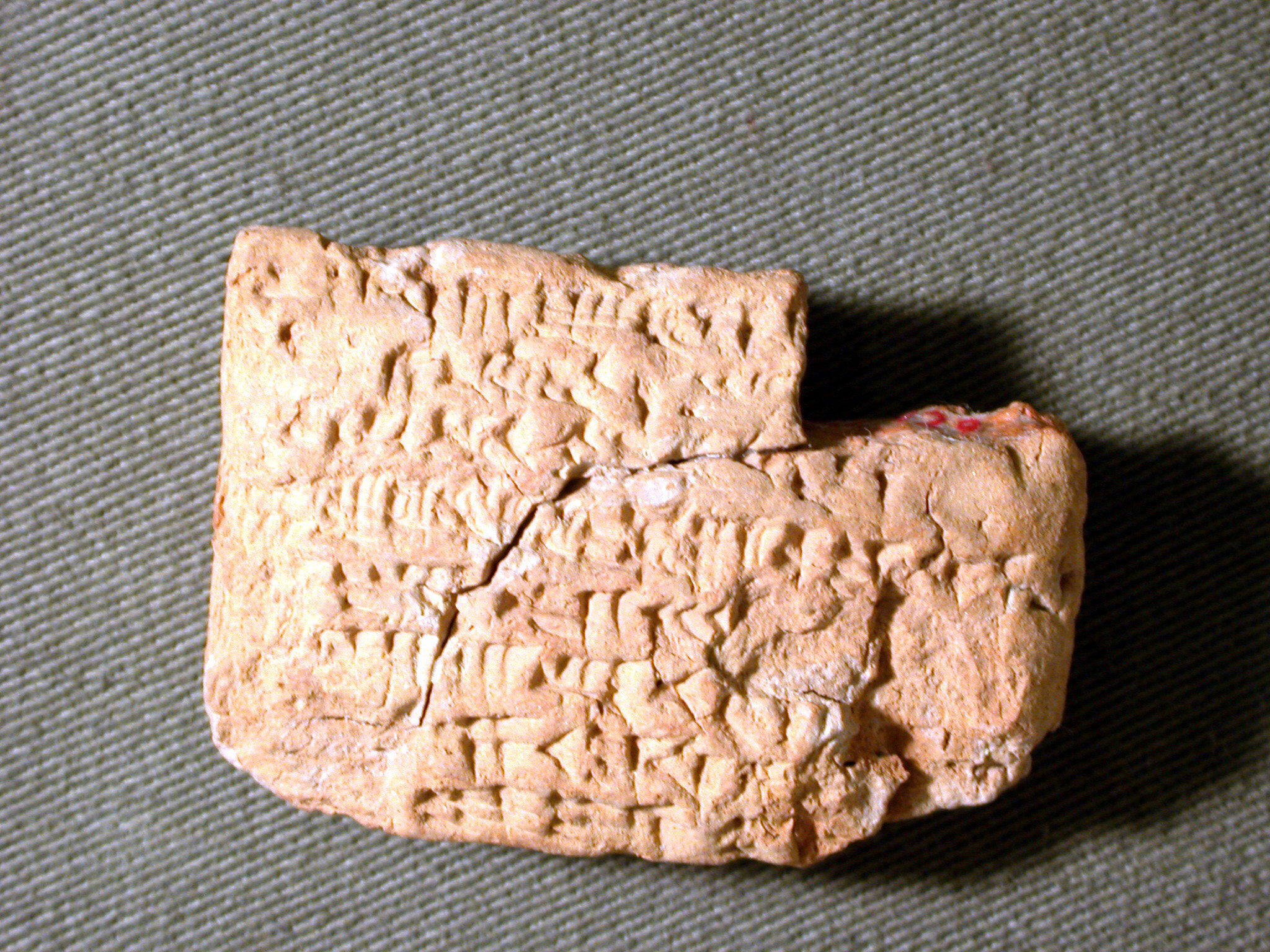
Tablette provenant des archives administratives de l'Ebabbar de Sippar, datée du règne de Nabuchodonosor II (605–562 av. J.-C.). Metropolitan Museum of Art.

De fait, à partir de la fin du VIIe siècle av. J.-C., la pacification et la reconstruction de la Babylonie et l'afflux de richesses et d'hommes à la suite des conquêtes, pillages et déportations entraîne une période de prospérité, et peut-être même de croissance économique au VIe siècle av. J.-C. et après, période en tout cas caractérisée par une expansion de l'espace occupé (avec une croissance des sites « urbains »), donc manifestement une croissance démographique. Celle-ci concerne avant tout Babylone et les cités la voisinant (Borsippa, Sippar), où se développent notamment les palmeraies-jardins, combinant la culture du palmier-dattier et l'horticulture à destination des marchés urbains. La remise en ordre du réseau de canaux permet non seulement l'extension des terres cultivées, mais facilite également le transport des produits agricoles à l'échelle régionale. L'exploitation des troupeaux, notamment la laine des moutons destinés aux ateliers textile, constitue une autre activité lucrative. Les temples restent un acteur économique majeur, comme le documentent les importantes archives de l'Ebabbar de Sippar et de l'Eanna d'Uruk, qui disposent de vastes domaines, de grands troupeaux, d'ateliers, de résidences urbaines mises en location, employant une vaste population de dépendants, notamment les « oblats », population servile utilisée pour tous types d'activités. Cette période voit le développement du rôle des acteurs privés, avec l'émergence de familles de notables urbains pratiquant différentes activités, en lien avec les temples et le palais (prébendes, prise à ferme de terres, de taxes, etc.) ou bien en propre (prêts, commerce de produits agricoles, voire constitution de domaines en modèle réduit de celui des grands organismes). Certaines de ces familles, actives sur plusieurs générations et désignées par un ancêtre commun, constituent de véritables « firmes » qui s'enrichissent considérablement, à l'image des descendants d'Egibi à Babylone. Les déportations entreprises par les souverains babyloniens, avant tout Nabuchodonosor II, ont fait de la Babylonie une région encore plus cosmopolite qu'auparavant. Cette période voit notamment l'apparition de la communauté juive de Babylonie, promise à un long avenir, à la suite de la prise de Jérusalem. Comme en Haute Mésopotamie, ce brassage profite finalement à l'araméen qui devient progressivement la langue dominante.
La situation de la Haute Mésopotamie sous la domination babylonienne est très peu documentée. Les capitales assyriennes ont été détruites et leur population survivante sans doute en grande partie déportée, et ne font pas l'objet de reconstructions, n'étant occupées que par ceux que les archéologues ont défini comme des « squatters » dans les anciens palais. Des gouverneurs sont installés dans quelques villes et aucune tentative de restauration de l'empire assyrien n'a lieu après l'impitoyable destruction du cœur de l'empire. C'est sans doute une région rurale, quelques domaines agricoles étant documentés dans la Djézireh. Les traces d'une stratégie active de contrôle et de mise en valeur des provinces occidentales de l'empire sont tout aussi limitées, renforçant l'impression que, durant leur courte expérience impériale, les souverains néo-babyloniens ont essentiellement concentré leurs efforts sur la Babylonie, se contentant de faire reconnaître leur souveraineté au Levant par l'action militaire, la répression et le prélèvement de tribut.

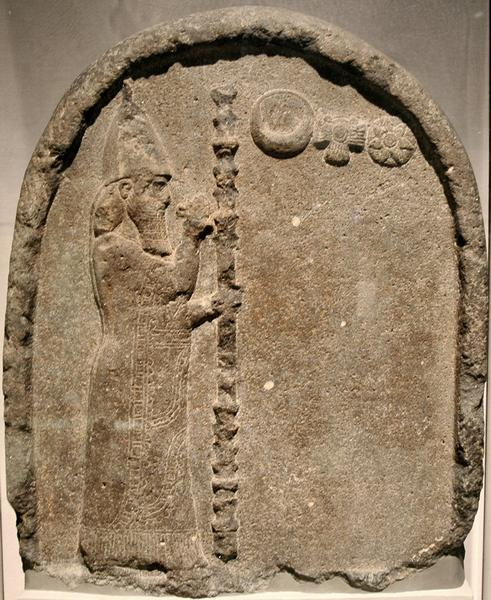
Stèle représentant Nabonide, devant des symboles divins. British Museum.

Nabuchodonosor II meurt en 562 après un très long règne, et son fils Amel-Marduk lui succède. Celui-ci est assassiné deux ans plus tard par des comploteurs menés par son beau-frère, Nériglissar, général qui avait été parmi les proches de son père. Sans doute déjà âgé, il meurt en 556, et son fils et successeur Labashi-Marduk est assassiné après à peine deux mois de règne. La succession de Nabuchodonosor II a donc été particulièrement chaotique, même si cela ne se traduit pas par d'importants conflits dans l'empire. Le nouveau souverain babylonien est Nabonide (556-539), sans doute déjà âgé lors du coup d’État, personnage dont les origines sont mal déterminées, manifestement non lié à la famille royale. Son fils aîné Balthasar joue un rôle important à ses côtés, préparant sans doute sa future montée sur le trône. Dans ses premières années de règne, Nabonide conduit ses armées en Cilicie et restaure plusieurs grands temples de Babylonie, s'ancrant dans la continuité de Nabuchodonosor. Une des spécificités du nouveau souverain est cependant sa dévotion poussée envers le dieu-Lune Sîn, et même s'il ne néglige pas la vénération du grand dieu national Bêl-Marduk cela semble lui avoir attiré des inimitiés au sein du puissant clergé de Babylone. Puis, après une campagne en Jordanie en 553, il s'installe à Tayma en Arabie occidentale, dans le Hedjaz, où il réside jusqu'en 543, pour des raisons non déterminées, tandis que Balthasar est à Babylone. Quand il revient dans sa capitale, la situation politique est critique : le roi Cyrus II de Perse a vaincu les Mèdes et pris le contrôle de la majeure partie des pays iraniens, puis s'est étendu en Anatolie en soumettant la Lydie en 546. Le conflit entre les Perses et Babyloniens éclate en 539, et est de courte durée, Babylone étant manifestement prise sans grande difficulté par les envahisseurs, après un conflit d'une ampleur très limitée. L'empire babylonien prend alors fin, et ses territoires sont repris par son vainqueur.

## Les empires de la seconde moitié duIermillénaireav. J.-C.
Après la chute de Babylone en 539, l'empire perse achéménide met la main sur l'empire babylonien, puis domine un espace considérablement plus vaste, allant des Balkans jusqu'à l'Indus, qui en fait le plus grand empire du Moyen-Orient antique. Les Perses sont ensuite à leur tour renversés par les Grecs conduits par Alexandre le Grand dans les années 330-320, puis installés avec l'empire des Séleucides à partir des années 310-300. Ces derniers sont à partir du milieu du IIe siècle av. J.-C. évincés de Mésopotamie par les Parthes, qui constituent un autre empire, jusqu'au début du IIIe siècle de notre ère.
Ces empires sont tous d'origine « étrangère » (iraniens ou grecs) du point de vue mésopotamien, à la différence de ceux de l'Assyrie et de Babylone, mais ils s'inscrivent dans leur continuité directe. Les phases de transition dynastique sont rapides et la continuité institutionnelle est de mise. La Haute Mésopotamie est alors une région peu importante dans ces empires, du moins jusqu'à l'époque où elle devient un terrain de conflits entre Rome et les Parthes. En revanche la Babylonie, dont le poids démographique et économique, en premier lieu agricole, est considérable comparé à la plupart des autres régions du Moyen-Orient, constitue une province de première importance pour les trois empires qui la dominent successivement, et y établissent des résidences royales et même des capitales.
Cette phase voit de profonds bouleversements culturels, les traditions mésopotamiennes étant de moins en moins soutenus par des souverains aux yeux desquels elles sont de moins en moins prestigieuses, et elles se confinent au milieu des temples babyloniens, où disparaît au début de notre ère la pratique de l'écriture cunéiforme et avec elle le souvenir des anciennes civilisations mésopotamiennes. La Basse Mésopotamie a donc cessé d'être un centre culturel majeur du Moyen-Orient. À partir de cette période la documentation cunéiforme est donc de moins en moins nombreuse, essentiellement limitée à la Babylonie, et la production écrite se fait majoritairement en araméen et grec sur des supports périssables (papyrus et parchemins) qui ont disparu. La reconstitution de ces périodes repose de plus en plus sur les sources habituellement mobilisées pour l'étude de l'Antiquité « classique » : inscriptions sur pierre en alphabet araméen et grec, souvent brèves, et récits antiques transmis jusqu'à l'époque moderne (notamment les travaux des historiens de langue grecque et latine).

### L'empire achéménide

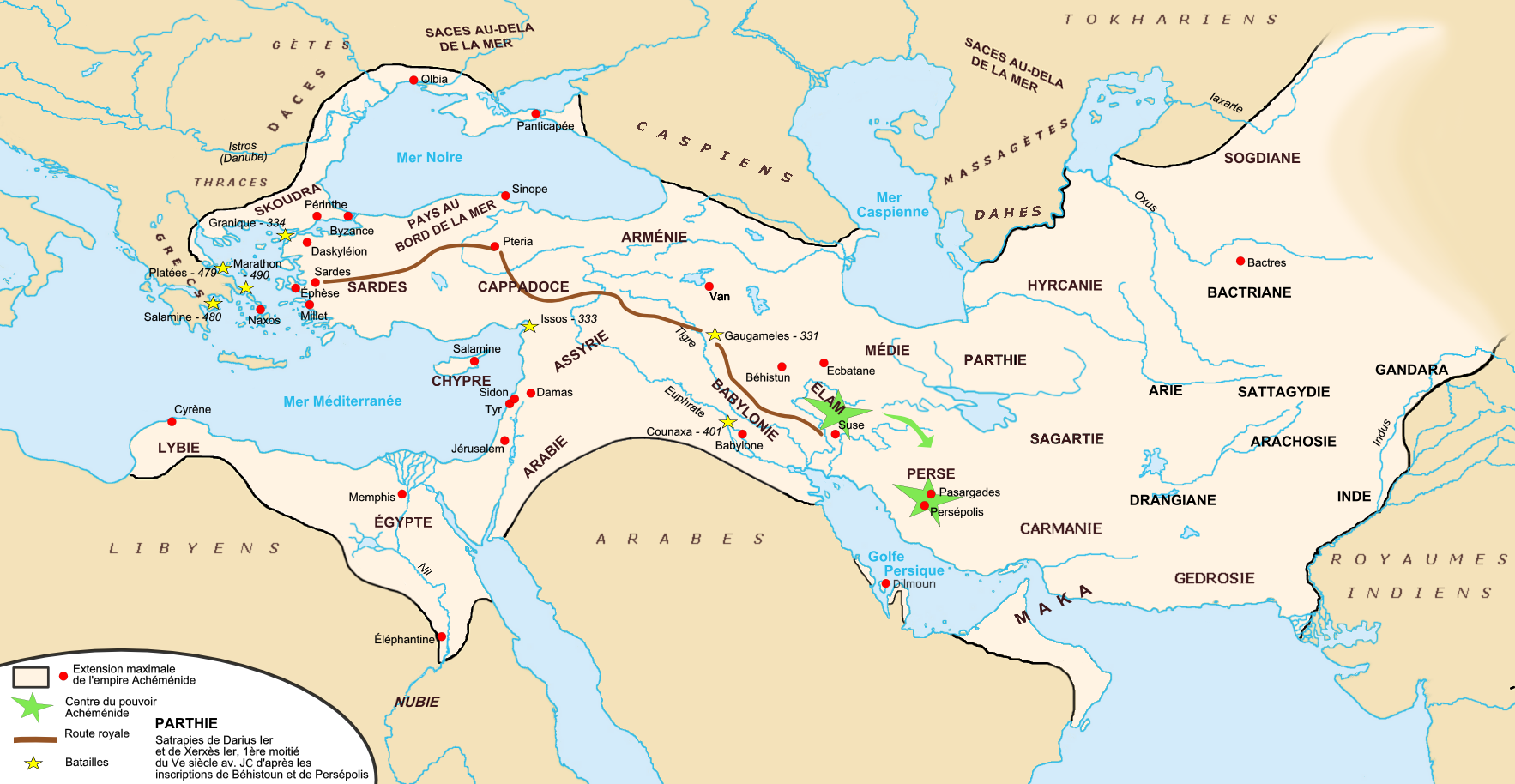
L'empire achéménide dans la première moitié du

La conquête de Babylone par Cyrus II se fait apparemment sans grande difficulté, le nouveau venu étant présenté dans la propagande (la Chronique de Nabonide, le Cylindre de Cyrus) comme l'exécutant des volontés du grand dieu Bêl-Marduk, par opposition à l'impie Nabonide. Babylone est alors devenue la capitale d'une province qui couvre les mêmes territoires que l'ancien empire babylonien, et sert à plusieurs reprises de résidence royale. Elle se soulève cependant en 521 dans le cadre des révoltes secouant l'empire perse, sous l'impulsion de personnages prenant le nom de Nabuchodonosor (III et IV), rapidement éliminés par Darius Ier. Le début de règne de son successeur Xerxès Ier est marqué par une autre révolte en Babylonie, en 484, rapidement matée, qui se traduit apparemment par une énergique reprise en main perse dans la région, qui se voit dans la documentation écrite par l'arrêt de plusieurs archives de temples et de familles importantes, qui ont sans doute subi une forme de répression. Après cela la documentation cunéiforme diminue en quantité, parce que l'alphabet araméen écrit sur papyrus et parchemin est alors devenu plus courant, et est appuyé par le pouvoir perse qui a promu l'« araméen d'empire » au rang de langue officielle de l'administration impériale. La province de Babylone est scindée en deux sous le règne de Xerxès Ier ou peu après, du moins avant 450, les provinces occidentales étant détachées pour constituer la Transeuphratène (Eber-Nāri). Durant la majeure partie du Ve siècle av. J.-C. et le IVe siècle av. J.-C., la région cesse de jouer un rôle politique notable.
La Babylonie est cependant une région cruciale pour l'empire achéménide, en raison de son importante production agricole mobilisée par le pouvoir central, et cela même si elle semble connaît un léger reflux urbain au Ve siècle av. J.-C. Les membres de la famille royale y disposent de nombreux domaines, et y ont établi des domaines chargés d'entretenir les soldats de l'armée perse. La principale source de textes cunéiformes de cette époque, Nippur, concerne l'activité de la riche famille des descendants de Murashû, qui fournissent des ressources agricoles aux détenteurs de tenures militaires. Si les familles de notables babyloniens peuvent continuer à prospérer dans le cadre de l'administration perse, en revanche la situation des sanctuaires semble s'être dégradée, quoi qu'il en soit elle n'est pas documentée pour la majeure partie du Ve siècle av. J.-C.

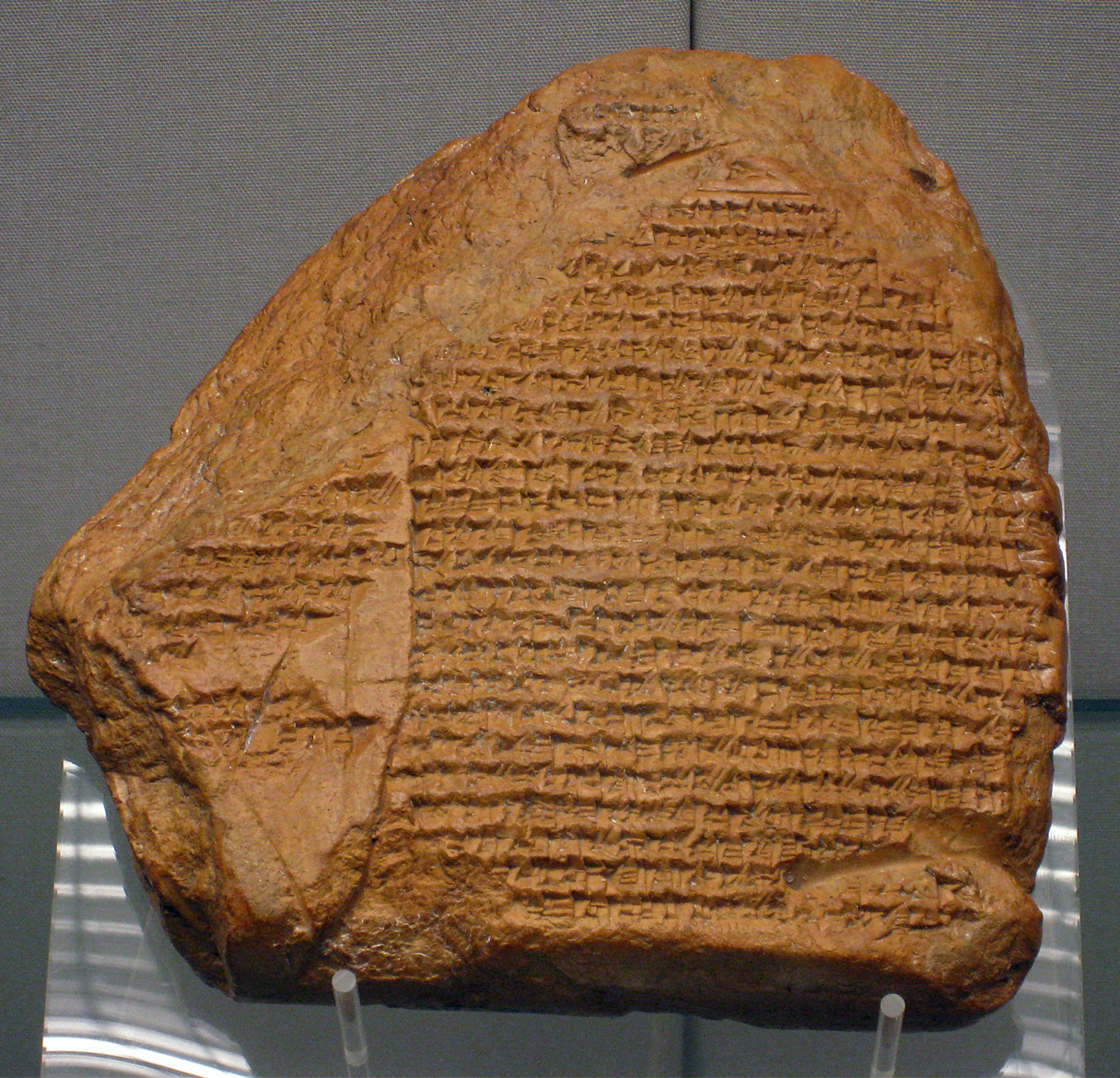
Fragment de la Chronique de Nabonide, relatant les événements qui menèrent à la chute de ce souverain face au roi perse Cyrus II. British Museum.
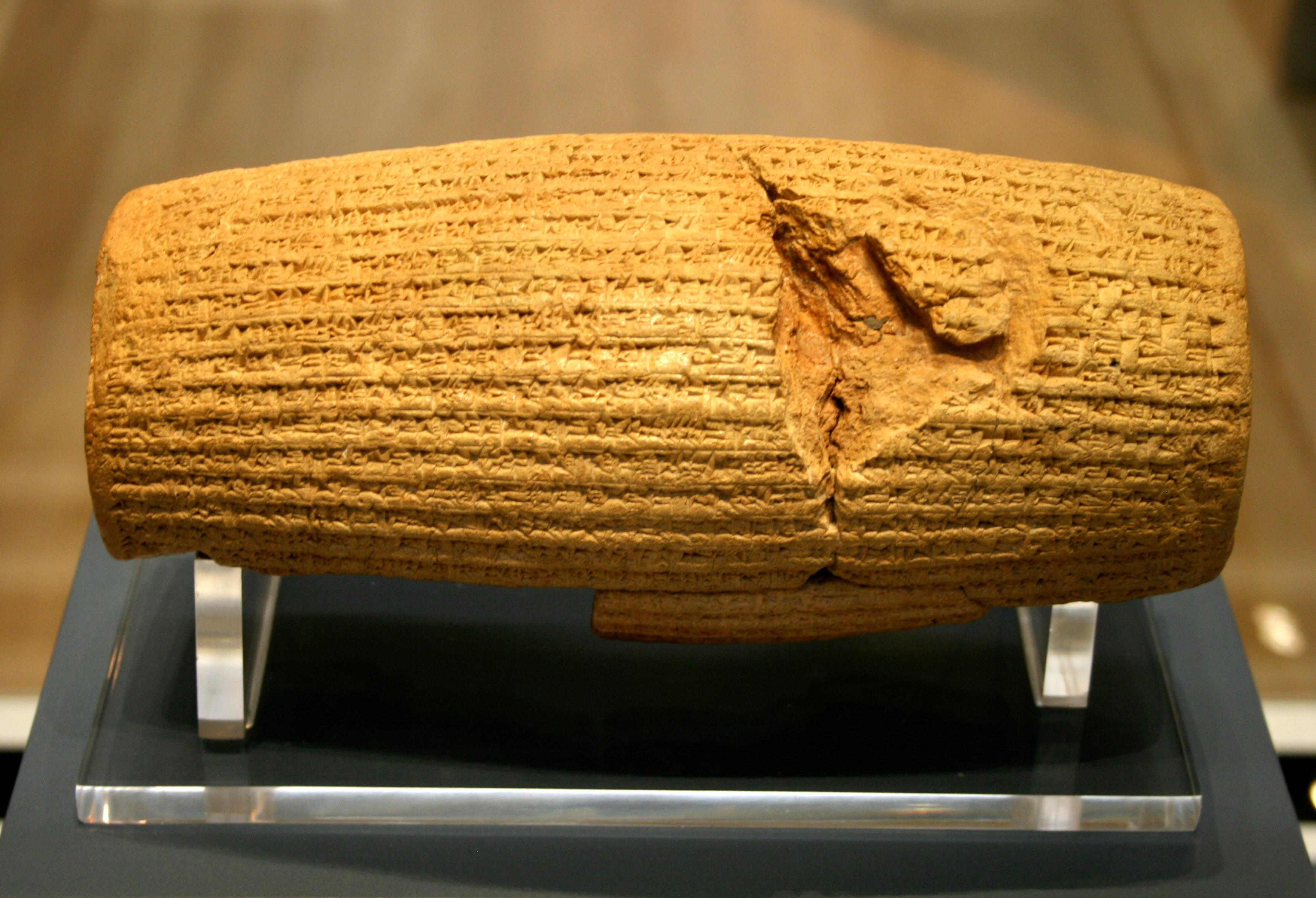
Le cylindre de Cyrus. British Museum.
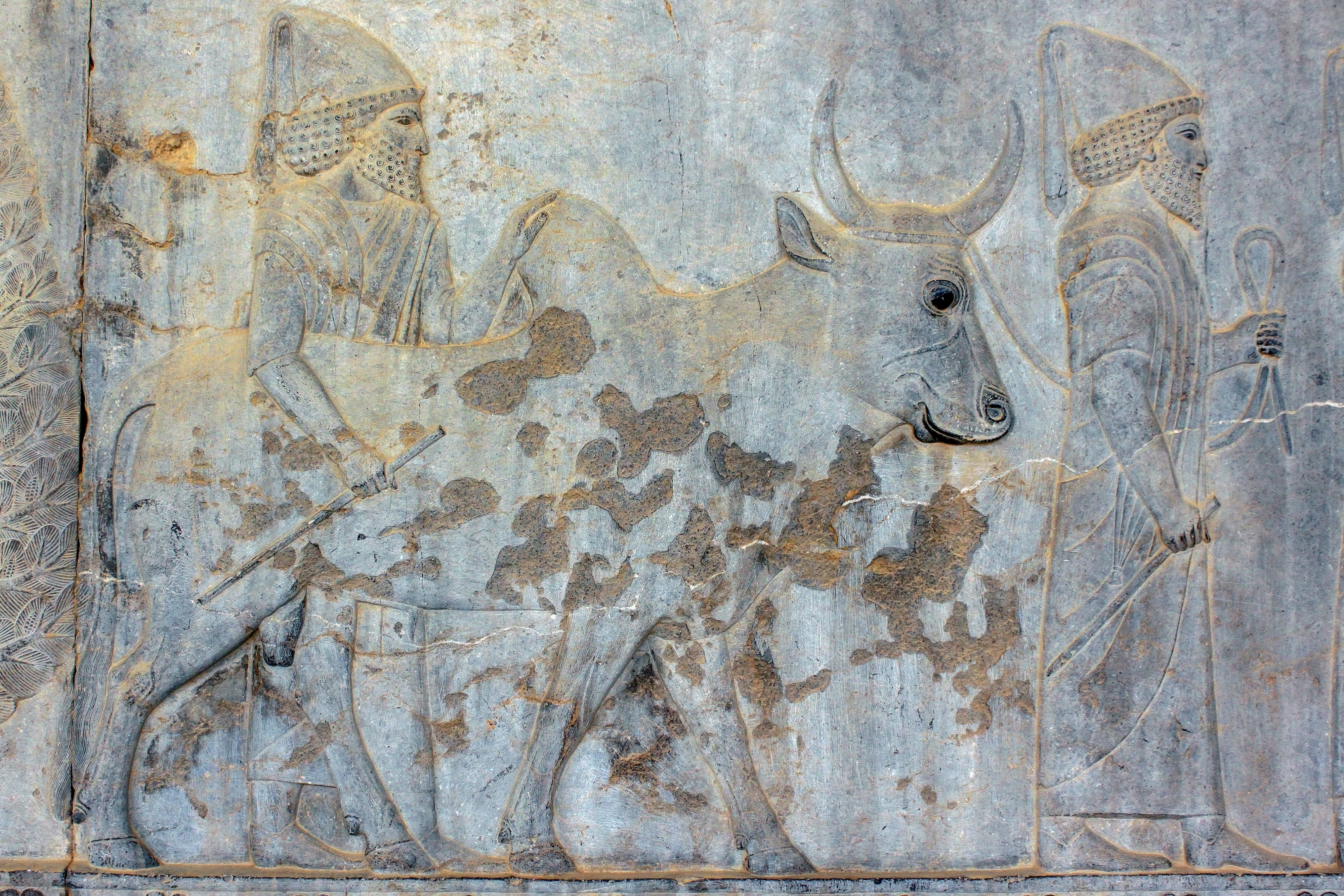
La délégation des tributaires Babyloniens, escalier est de l'Apadana de Persépolis.
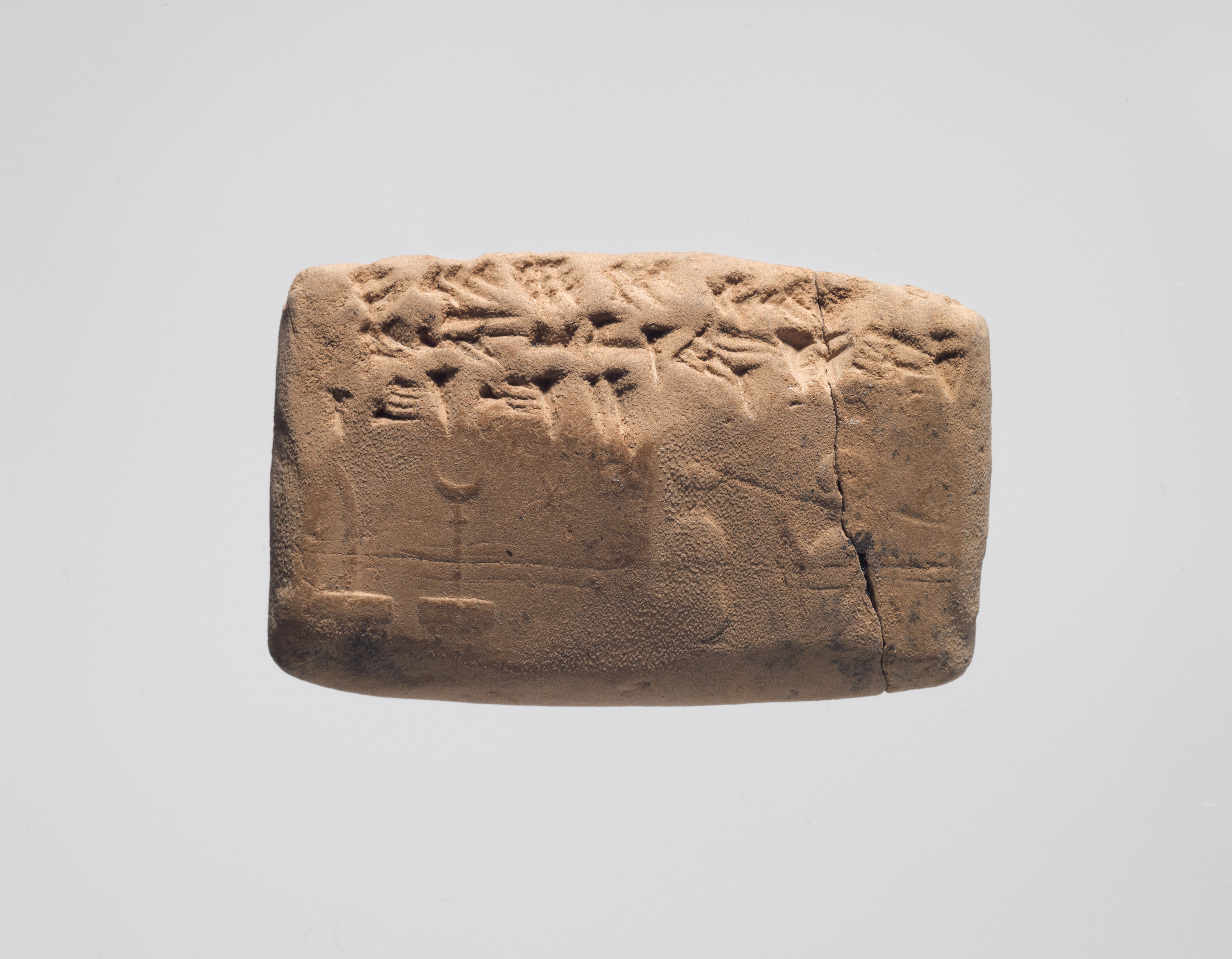
Tablette de l'Ebabbar de Sippar relative à des archers pour le service militaire, v. 514 av. J.-C. Metropolitan Museum of Art.
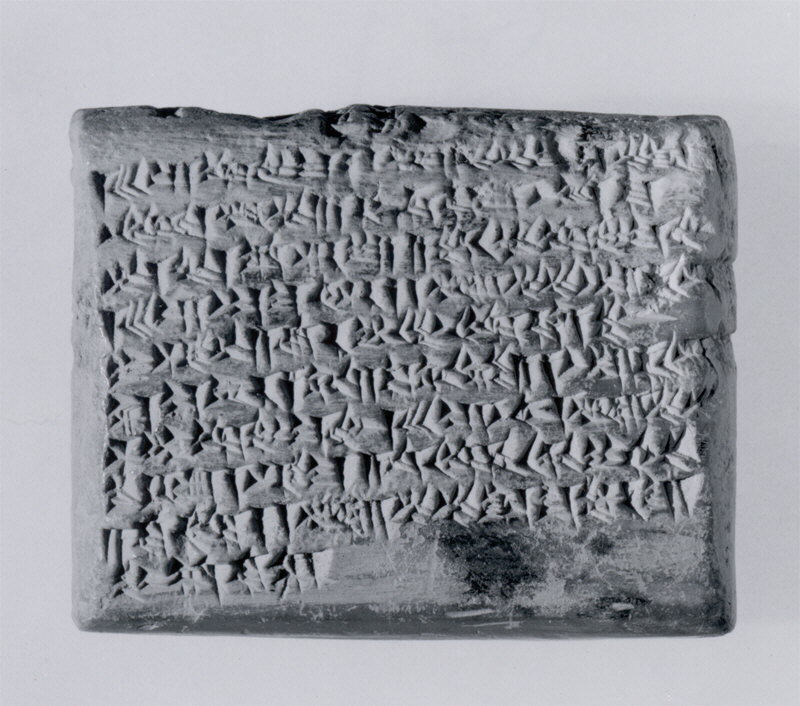
Tablette de l'archive de la « firme » des descendants de Murashû, Nippur, v. 423 av. J.-C. Metropolitan Museum of Art.

La situation de la Haute Mésopotamie sous les Perses est très mal documentée. Les textes mentionnent quelques villes, surtout parce qu'elles sont situées sur les routes principales de l'empire : à l'est Arbèles et Lahiru (localisation inconnue, entre le Zab inférieur et la Diyala), à l'ouest Thapsaque (localisation inconnue), point de passage sur l'Euphrate entre la Méditerranée et la Mésopotamie. Ces routes sont apparemment bien entretenues et émaillées de poste de garde et de ravitaillement. Des domaines royaux devaient se trouver dans la région. Les anciennes capitales assyriennes ne sont pas ou peu occupées. À part cela, l'impression qui ressort des quelques textes et de l'archéologie (d'un appui limité car la culture matérielle de la période dans cette région est mal définie) est que le Nord est une région quasiment pas urbanisée, où se trouvent surtout des communautés agricoles dispersées, ainsi que des groupes nomades arabes venus depuis les steppes syro-arabiques.

### La conquête d'Alexandre et l'empire séleucide

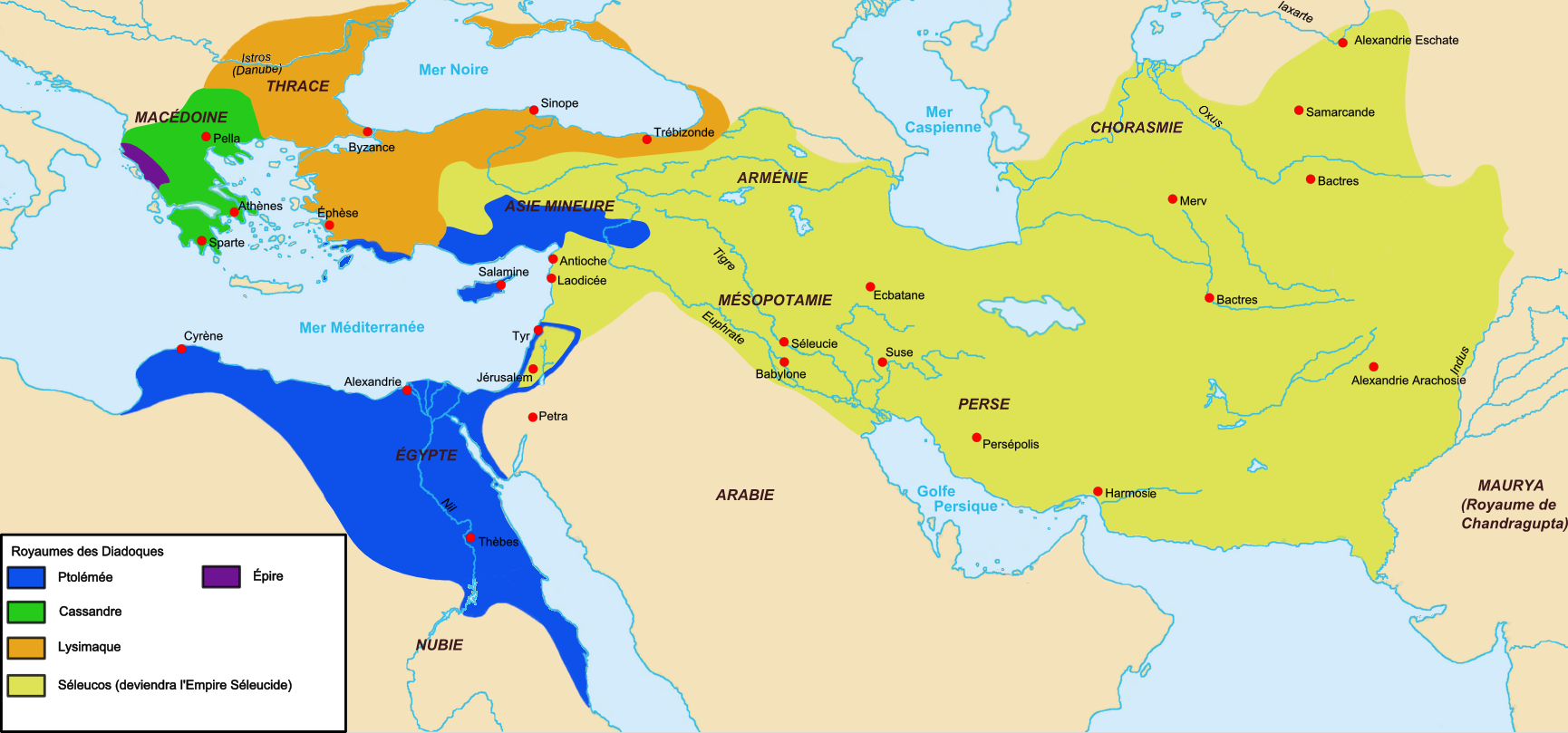
Les royaumes des Diadoques vers 300 av. J.-C.

L'empire achéménide est vaincu en quelques années par le roi macédonien Alexandre le Grand. Sa campagne entamée en 334, il franchit l'Euphrate dès juillet 331 et défait une nouvelle fois les Perses à Gaugamèles. Puis il entre à Babylone en octobre, la ville se soumettant sans combattre et ses élites reconnaissant Alexandre comme leur souverain légitime. Le dernier roi achéménide, Darius III, meurt l'année suivante. Après ses longues campagnes à l'est, Alexandre revient à Babylone où il s'installe en 324, mais y trouve la mort en juin 323. Ses principaux généraux, les Diadoques, se déchirent pour lui succéder. La Babylonie est alors un lieu de combats récurrents, ses sanctuaires étant mis à contribution à plusieurs reprises par les rivaux, et ses villes subissant des assauts et destructions. Les conflits les plus intenses opposent Antigone le Borgne et Séleucos durant la guerre babylonienne des années 311-309, dont le second sort vainqueur. Il fonde la dynastie des Séleucides, qui domine la Mésopotamie durant près de deux siècles,. Le IIIe siècle av. J.-C. est marqué par les conflits entre les Séleucides et les Lagides, qui dominent l’Égypte, surtout cantonnés en Syrie, mais les armées lagides parviennent jusqu'à Babylone en 246.
La domination hellénistique sur la Mésopotamie voit la fondation de plusieurs cités grecques, où s'implantent des citoyens grecs (la « poliadisation »), d'abord sur des sites vierges ou peu peuplés, mais parfois aussi sur d'anciennes villes. C'est le cas à Séleucie du Tigre, qui est fondée vers 300 afin de devenir la principale ville de la Babylonie et une capitale du royaume. Parmi les fondations du Nord de la Mésopotamie à cette époque se trouvent Jebel Khalid et Doura Europos (qui devient par la suite une véritable ville), situées sur l'Euphrate entre les grandes cités de Syrie (la Tétrapole, Séleucie de l'Euphrate, Apamée de l'Euphrate) et la Babylonie. La situation de la Djézireh et de l'ancienne Assyrie à cette époque est encore très mal connue ; ces régions restent majoritairement rurales et peu peuplées. Elles font pourtant l'objet de tentatives de mise en valeur, au moins ponctuelles, autour de certaines villes devenues des cités grecques (Édesse/Antioche du Callirhoé, Nisibe qui devient Antioche de Mygdonie, et peut-être Ninive), frappant une monnaie locale, qui peuvent être vues comme une extension orientale de la Syrie hellénisée (elles reçoivent une toponymie macédonienne comme cette dernière, et à la différence de la Babylonie).
La Basse Mésopotamie reste en revanche riche et peuplée, de première importance pour les Séleucides. Sa situation est bien connue grâce aux sources cunéiformes encore nombreuses à cette période, en particulier à Babylone et à Uruk. Ces villes restent dominées par leurs grands temples, qui deviennent une institution plus centrale que jamais, dirigeant leur vie politique. Au début de la période, Antiochos Ier patronne encore la construction de temples babyloniens. Par la suite cette tâche est laissée aux élites urbaines, comme à Uruk qui voit au milieu IIIe siècle av. J.-C. l'érection d'un vaste complexe religieux de tradition mésopotamienne (avec la dernière ziggurat construite). Les communautés grecques implantées en Babylonie et les populations locales se mélangent manifestement dès le début, en particulier dans le milieu des élites. L'hellénisme devient une caractéristique de la culture régionale, quoi qu'il soit difficile d'estimer le degré d'hellénisation de la région. Le processus de poliadisation accélère par la suite, quand Babylone devient à son tour une cité grecque (vers le début du IIe siècle av. J.-C. ; un théâtre y est construit postérieurement, notamment pour servir de lieu de réunion de la communauté civique). Les tablettes de la période concernent surtout les activités savantes, les textes de la pratique (économiques et juridiques) étant rédigés sur des supports périssables (papyrus, peaux), en grec ou en araméen. Les membres du clergé des temples de Babylone et d'Uruk préservent les anciennes traditions mésopotamiennes dans un contexte de moins en moins réceptif à celles-ci, en recopiant d'anciens textes religieux, mais produisent également de nouvelles œuvres, en particulier dans le domaine historiographique (chroniques historiques). Cette période est également celle durant laquelle l'astronomie mésopotamienne est la plus productive et novatrice, les lettrés mésopotamiens étant les plus réputés aux yeux des Grecs.

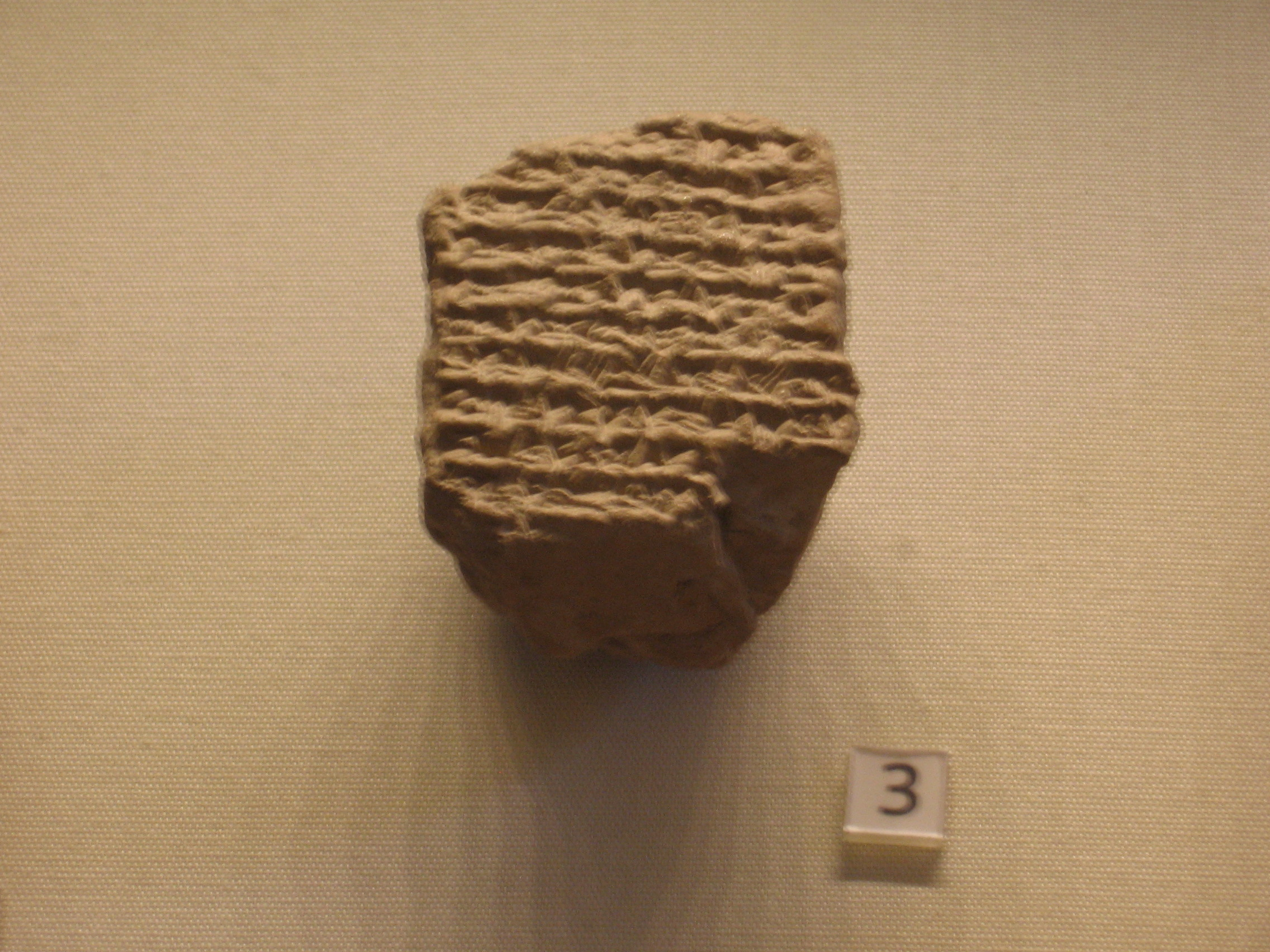
Rapport d'observation astronomique régulière daté de 323-322 av. J.-C., mentionnant la mort d'Alexandre le Grand. British Museum.
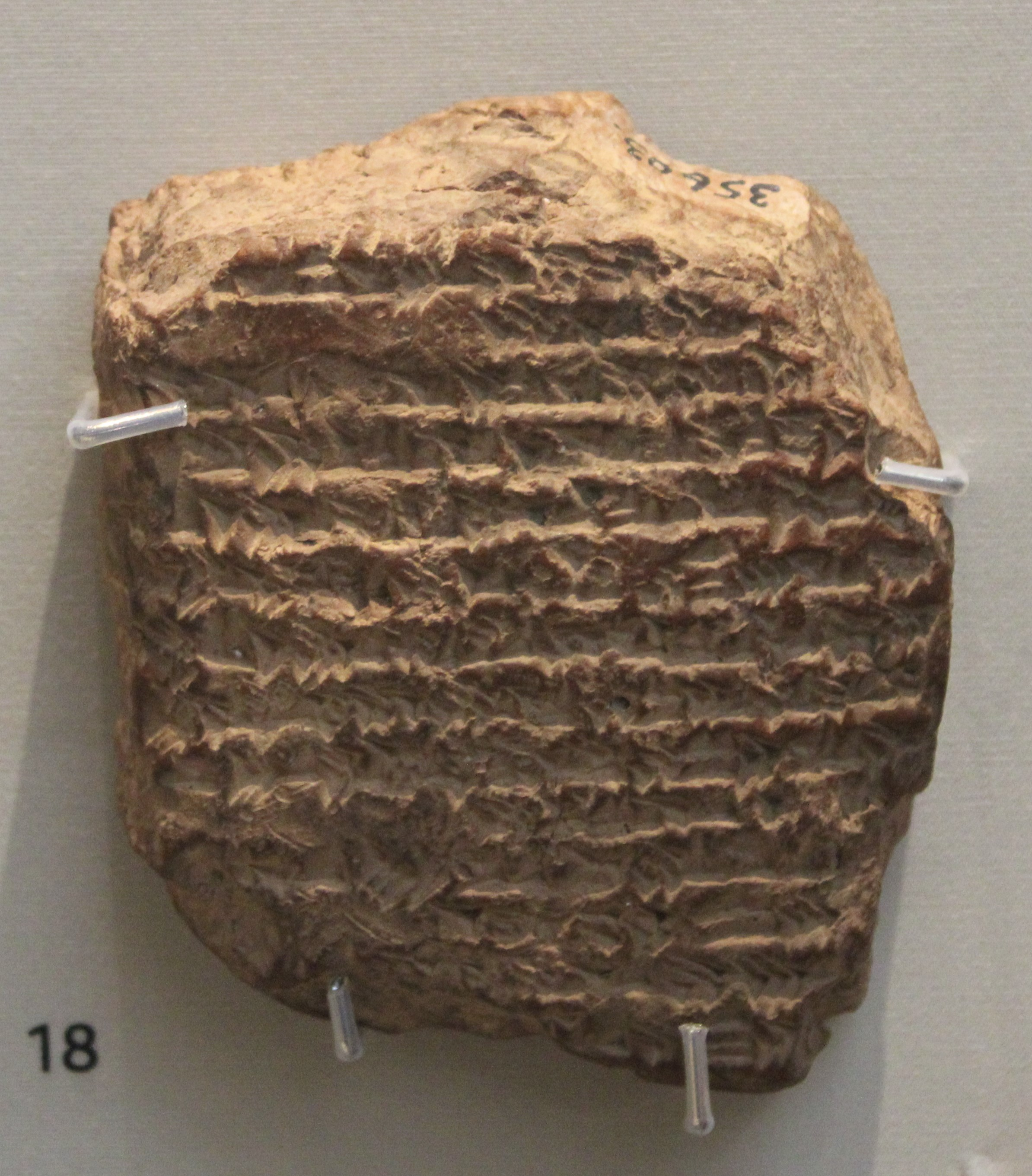
Liste des rois séleucides. IIe siècle av. J.-C., Babylone. British Museum.
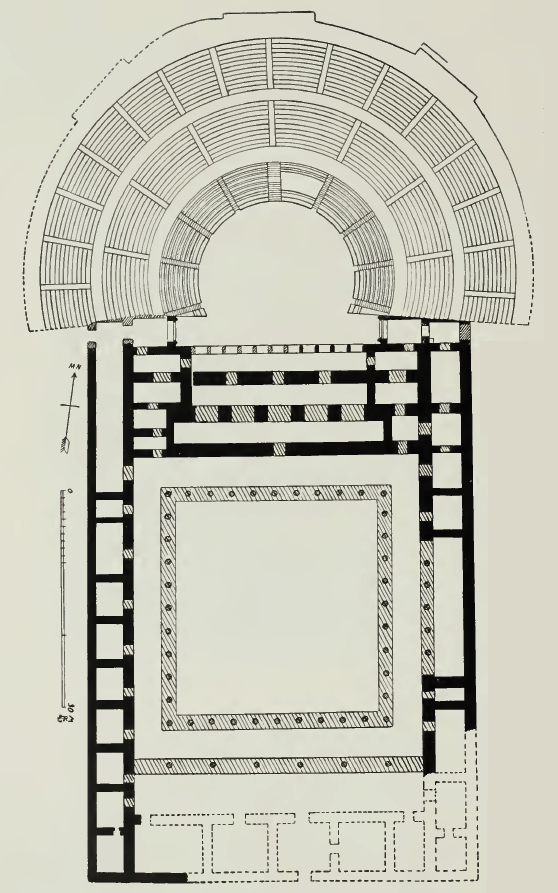
Plan du théâtre hellénistique de Babylone et du bâtiment public attenant.
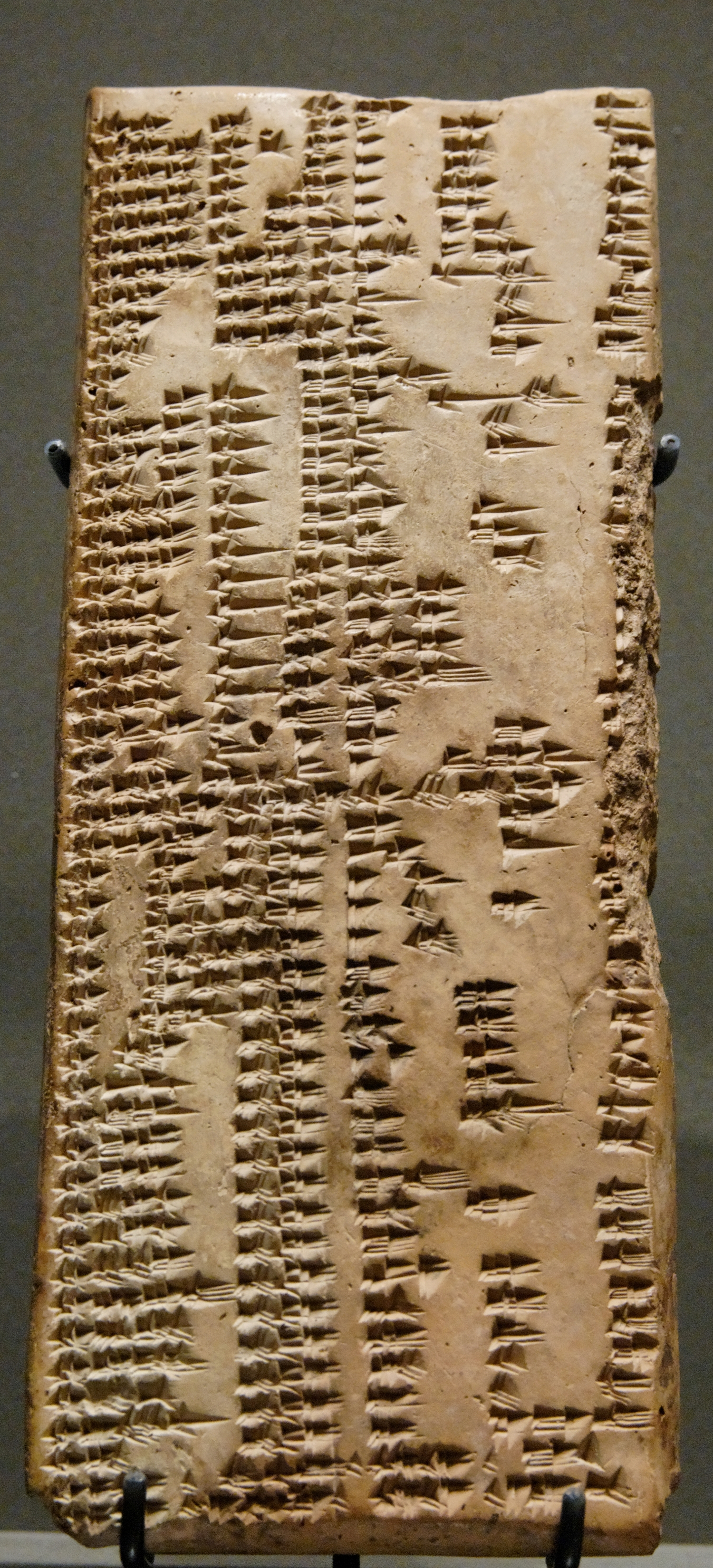
Seizième tablette de la liste lexicale HA.RA = hubullu sur les pierres et objets en pierre, Uruk. Musée du Louvre.
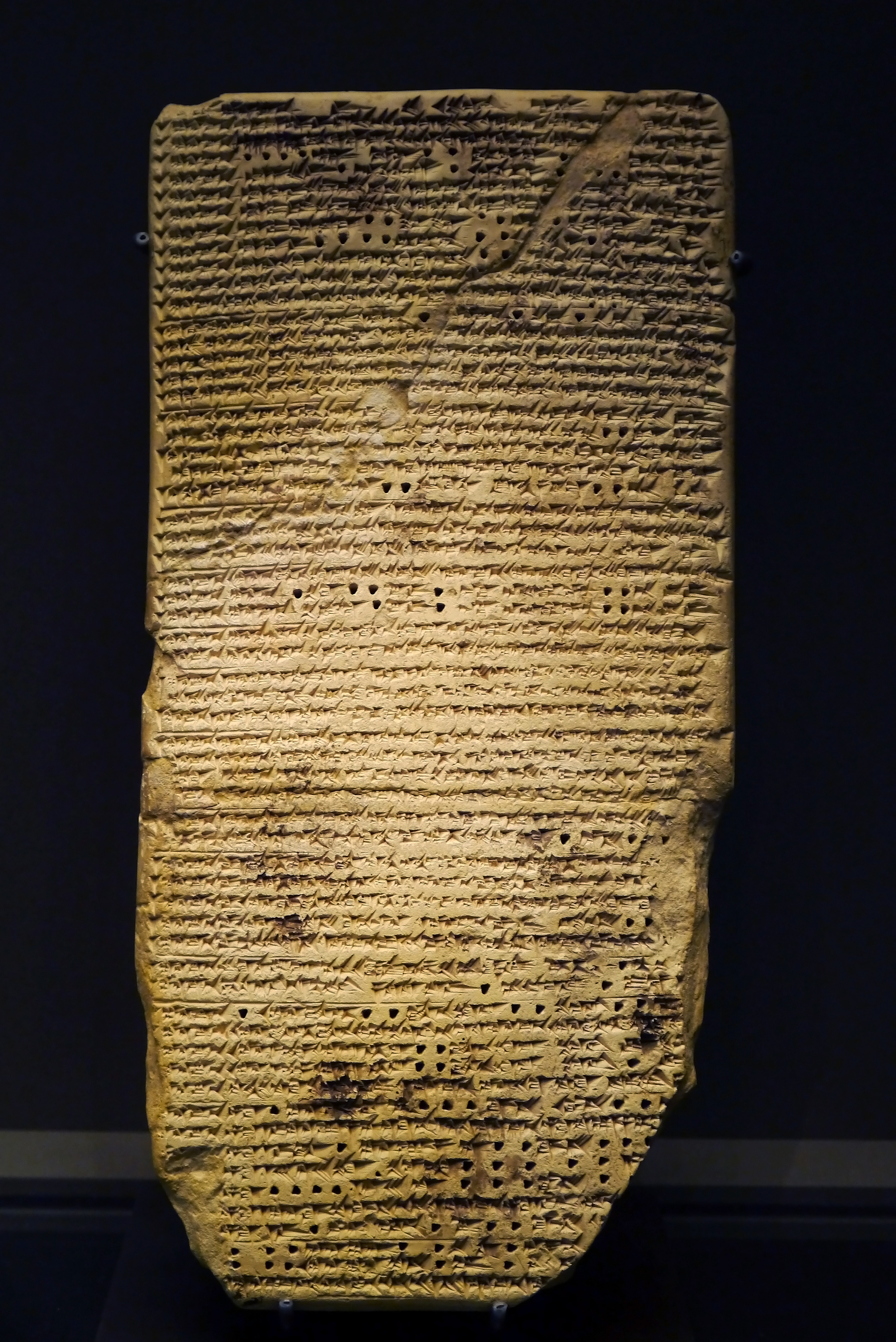
Tablette du traité d'astrologie Enūma Anu Enlil, 56e tablette. Uruk, IIIe siècle av. J.-C. Musée du Louvre.

### L'époque parthe

Les principales villes de Haute Mésopotamie et de Syrie à l'époque parthe.

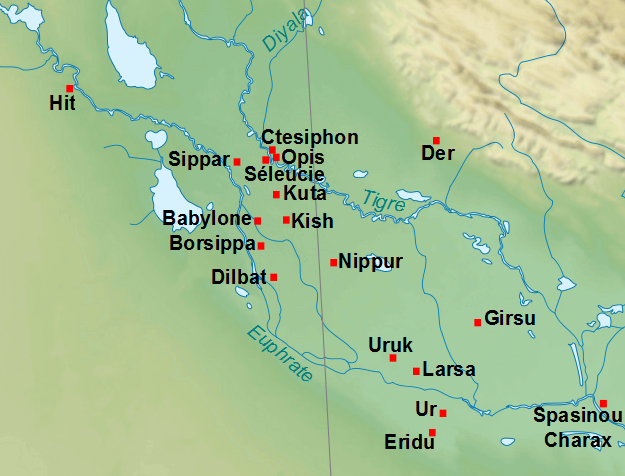
Les principales villes de Basse Mésopotamie à l'époque parthe.

Le IIIe siècle av. J.-C. a vu les Séleucides perdre le contrôle des satrapies orientales, notamment la Parthie/Parthyène où Arsace Ier a pris le pouvoir en 238, fondant la dynastie des Parthes Arsacides. La mort d'Antiochos IV survenue en 164, alors qu'il tente de reprendre le contrôle de ces régions, est suivie d'une période de grande instabilité dynastique. La dynastie des Séleucides s'affaiblit, tandis que le roi parthe Mithridate Ier (171-138) s'empare de la Médie en 148, puis de la Babylonie en 141 lorsqu'il prend Séleucie du Tigre. Les années suivantes sont marquées par deux contre-attaques vigoureuses des séleucides Démétrios II (en 140-139) et Antiochos VII (en 130-129). Ils reprennent temporairement la Mésopotamie, mais doivent finalement s'incliner face aux Parthes. À partir du règne de Phraatès II (135-128), ceux-ci tiennent fermement la région. Les troubles se poursuivent néanmoins en Babylonie, notamment en raison de l'apparition d'un royaume indépendant au Sud, en Characène, qui est finalement soumis par Mithridate II en 121 av. J.-C. Dans la foulée, ses armées remontent l'Euphrate, où elles enfoncent les défenses frontalières séleucides, notamment à Doura Europos. Le reste de la Mésopotamie est soumise dans les années suivantes, la domination parthe s'étendant un temps jusqu'en Arménie et en Commagène.
À partir de 96 av. J.-C., ce sont les Romains qui deviennent les rivaux occidentaux des Parthes, avec la mise sous tutelle de la dynastie Séleucide, puis son extinction (en 64 av. J.-C.). La frontière entre les deux empires est placée le long de l'Euphrate. Elle est remise en cause par les consuls romains Pompée et Crassus, mais se solde par la cinglante défaite de ce dernier à Carrhes (Harran) en 53 av. J.-C. L'expansion de l'influence parthe au Levant et en Anatolie est finalement jugulée par les Romains, avec l'action de Marc Antoine. Les Parthes conservent néanmoins la suzeraineté sur les deux plus importants royaumes du Nord mésopotamien, l'Osroène et l'Adiabène. Après cette période, l'empire parthe semble connaître une période d'instabilité d'un siècle, en raison de luttes de pouvoir au sein de l'élite parthe, mais cela reste mal documenté. Rome en profite en tout cas pour faire passer l'Arménie sous sa domination, ce qui ouvre un conflit dont sort vainqueur Vologèse Ier (51-78 ap. J.-C.), qui rétablit la stabilité de l'empire parthe. Les hostilités contre Rome se poursuivent par la suite, notamment sous Trajan qui parvient à faire passer l'Arménie puis l'Osroène sous sa coupe, mais sa campagne en Babylonie est un échec. Les frontières de l'empire parthe sont préservées durant le reste du IIe siècle ap. J.-C.
Les rois parthes délaissent rapidement leur région d'origine (où se trouve leur première capitale, Nisa), pour s'installer d'abord en Médie à Ecbatane, puis à Ctésiphon en Babylonie, juste à côté de Séleucie du Tigre. Ils s'ancrent ainsi dans la continuité des empires précédents, et font à nouveau de la Babylonie une région centrale. Pendant cette première période de la domination parthe, la région est très prospère en dépit des conflits des débuts. Les villes de Babylone et Uruk restent prospères et livreront une documentation cunéiforme importante pour cette période, témoignant de la continuité des cultes de leurs grands temples, et de leurs élites locales. Séleucie du Tigre reste néanmoins la plus vaste ville de la région.
À partir du Ier siècle de notre ère, l'organisation du peuplement en Babylonie connaît des changements, marqués par le déclin marqué de Babylone et d'Uruk, peut-être dans le contexte politique troublé de l'époque. Mais a contrario, le site de Nippur connaît un nouvel essor avec la construction d'une forteresse parthe à l'emplacement de l'ancien temple du dieu Enlil. Une nouvelle ville est fondée à Vologesias sur l'Euphrate, tandis qu'au nord de la Babylonie la ville de Ctésiphon prend plus d'importance et qu'un important réseau de canaux est construit aux alentours. En dehors de son centre, l'empire parthe est organisé autour d'un ensemble de royaumes vassaux, plusieurs placés aux mains de membres de la dynastie parthe, et est généralement considéré comme plus « décentralisé » que ses prédécesseurs, sans pour autant que sa domination ne soit réellement remise en cause avant le IIe siècle de notre ère. Les plus importants vassaux en Mésopotamie sont la Characène (ou Mésène) au Sud (autour de Spasinou Charax au bord du golfe Persique), et au Nord l'Osroène de la dynastie des Abgar (autour d'Édesse) à l'ouest et l'Adiabène (capitale Arbèles) à l'est, territoires importants pour l'empire parthe puisqu'ils sont convoités, et parfois conquis, par Rome. Dans le Nord, Ninive est une cité avec une communauté grecque active, quoique déclinante dans la seconde partie de la domination parthe, Nisibe reste un important centre sur les axes commerciaux entre est et ouest. La ville d'Assur connait un nouvel essor à partir du début du Ier siècle ap. J.-C., avec notamment la construction d'un palais servant à la dynastie locale, et dans ces mêmes années est fondée la ville de Hatra, qui se couvre d'un groupe monumental remarquable au milieu du IIe siècle ap. J.-C. et devient alors le principal point d'ancrage de la domination parthe dans le Nord alors qu'Édesse est passée sous la coupe des Romains.
Ces villes sont habitées par des populations parlant majoritairement l'araméen, et aussi l'arabe dans le Nord (les dynasties d'Édesse et de Hatra étant arabes), et écrivant surtout en alphabet araméen. La période parthe voit la fin des archives cunéiformes d'Uruk puis de Babylone. Certains spécialistes estiment toutefois que la pratique du cunéiforme a pu subsister jusqu'au IIIe siècle ap. J.-C. Cette période est en tout cas considérée comme la fin définitive de la civilisation mésopotamienne antique. Les croyances religieuses mêlent les anciennes traditions mésopotamiennes et les influences occidentales : Assur reste le dieu principal de la ville éponyme, tandis qu'à Hatra c'est le dieu-soleil Shamash, et la déesse Nanaya connaît une grande popularité. Mais les dieux les plus populaires semblent être Nergal, assimilé à Héraclès et représenté sous sa forme, et Nabû, assimilé à Apollon dont le culte se retrouve notamment à Palmyre. L'influence occidentale ressort en particulier dans les représentations divines, qui sont de type gréco-romain. Le mazdéisme, religion de la dynastie parthe, est en revanche moins attesté. À côté d'un polythéisme dominant, des communautés juives importantes et dynamiques existent en Babylonie, dirigées par un exilarque, et aussi en Adiabène dont les souverains se convertissent au judaïsme au Ier siècle ap. J.-C. Cette période voit aussi l'apparition des premières communautés chrétiennes en Mésopotamie (un évêque serait ordonné à Ctésiphon dès la fin du Ier siècle).
Du point de vue artistique et architectural, la période parthe conserve beaucoup d'éléments hérités de l'époque hellénistique, désormais partie intégrante de la culture locale, même si l'habitat et les temples préservent beaucoup d'éléments proprement mésopotamiens. Dans l'architecture palatiale et sacrée, la structure caractéristique de la seconde partie de la période parthe (à partir du Ier siècle de notre ère) est l’iwan, un porche voûté dont un côté ouvre sur une cour (attesté à Nippur, Abu Qubur, Assur, Hatra).

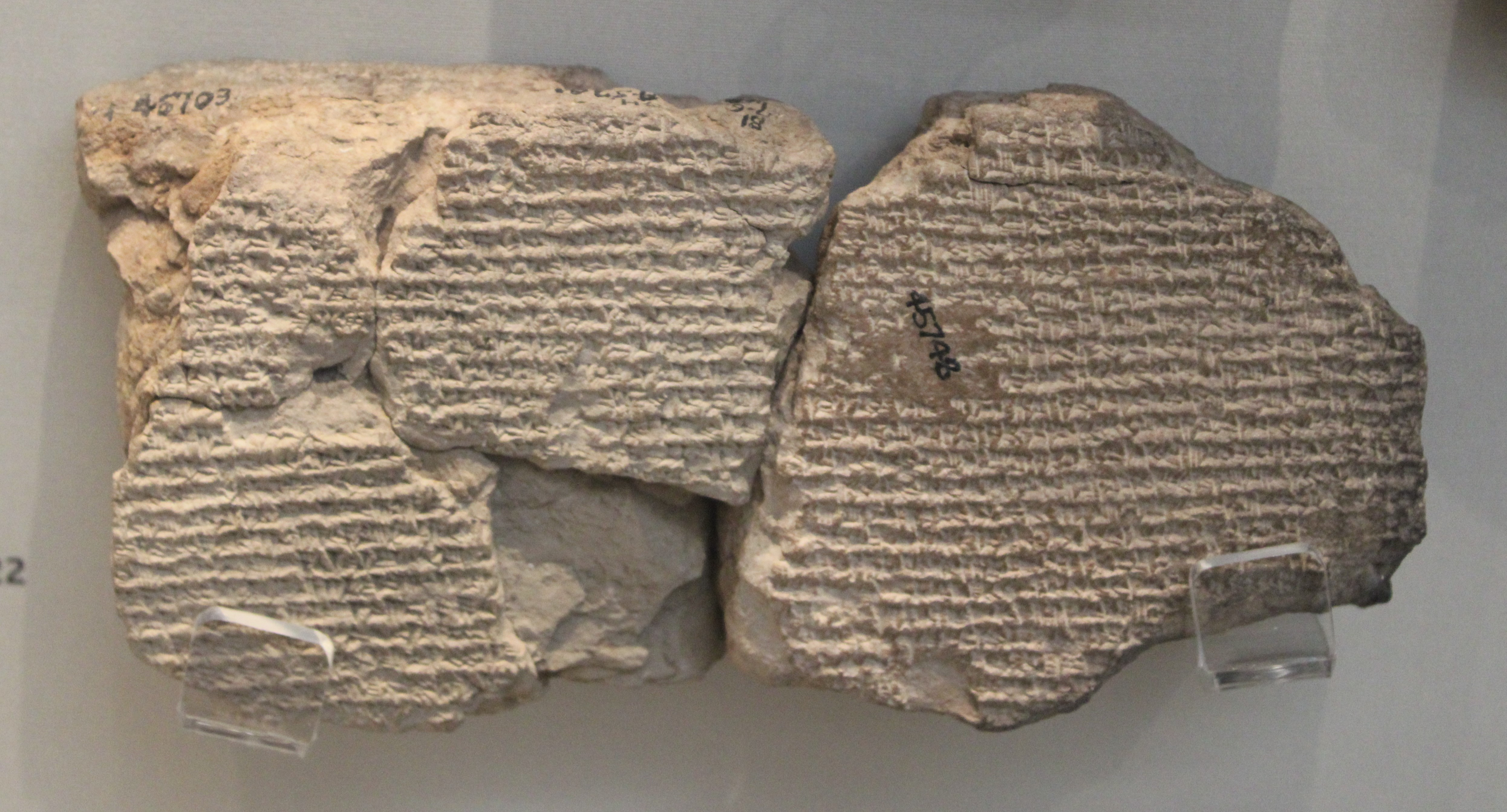
Rapport d'observation astronomique de 141 av. J.-C. mentionnant la défaite du séleucide Démétrios II par le parthe Mithridate Ier. British Museum.
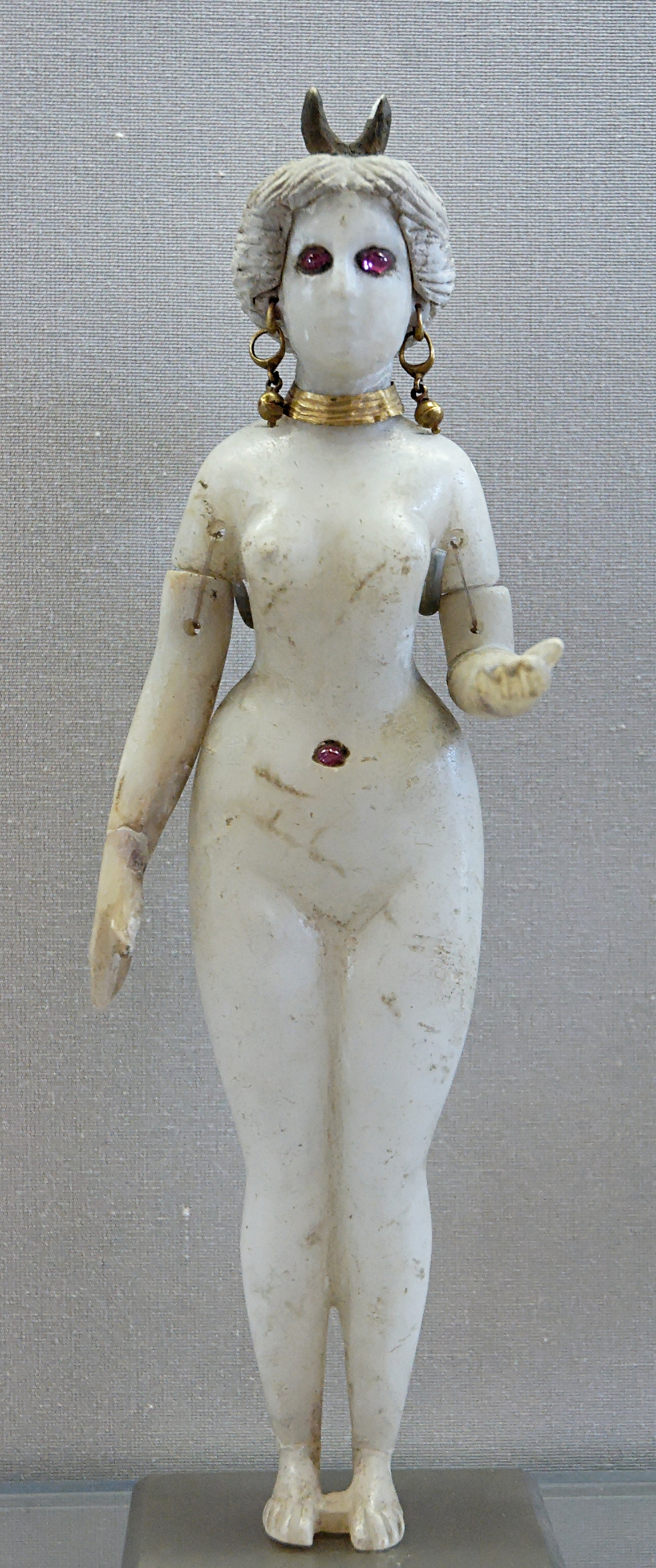
Statuette en albâtre d'une déesse nue, avec des ornements en bronze doré et rubis, provenant d'un tombeau de Babylone. Ier siècle av. J.-C.-Ier siècle apr. J.-C. Musée du Louvre.
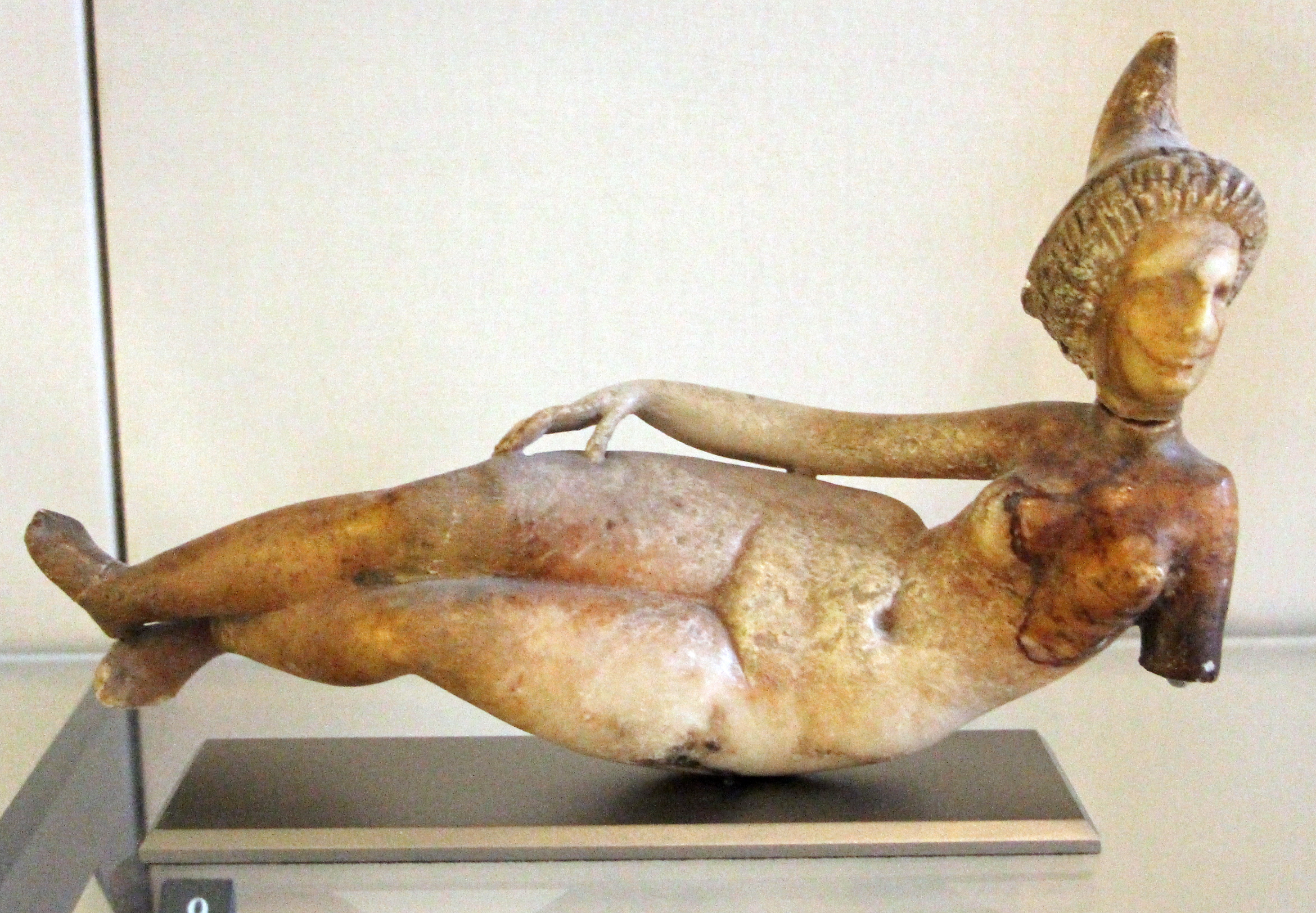
Statuette en albâtre d'une femme allongée, portant un bonnet phrygien en stuc. Babylone, Ier – IIe siècle. Musée du Louvre.
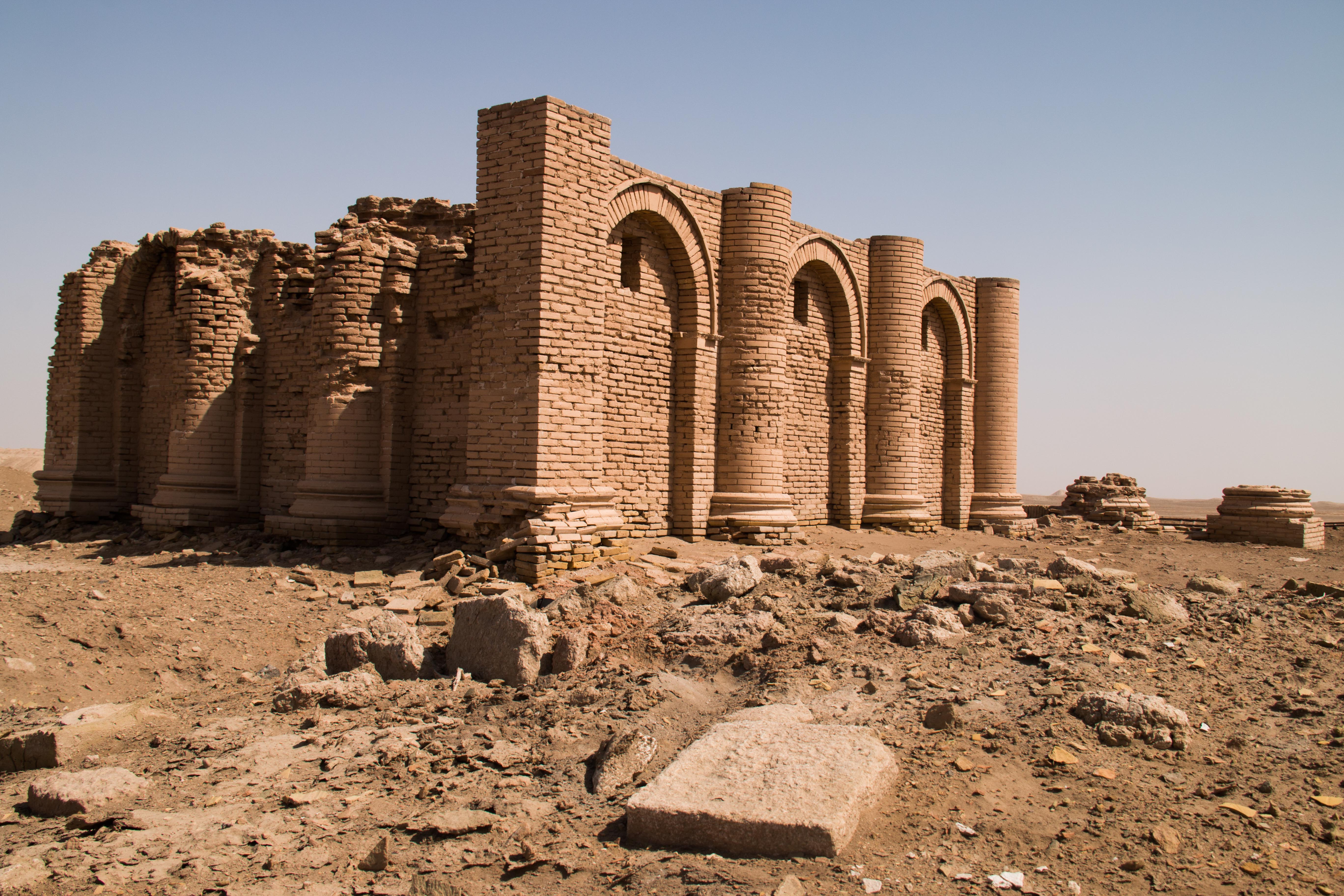
Ruines du temple de Gareus à Uruk, v. 100 de notre ère.
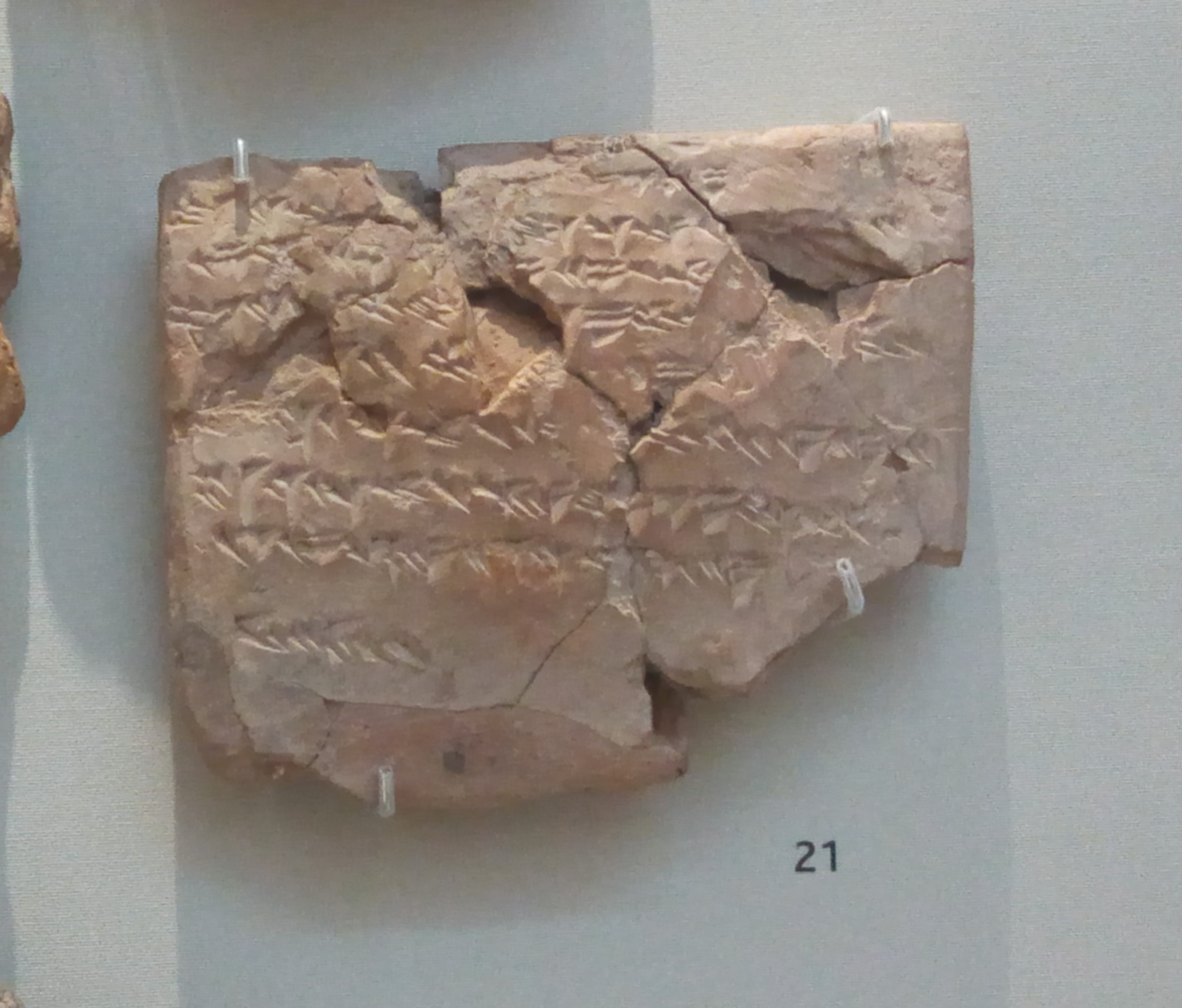
Tablette cunéiforme astronomique datée de 61 ap. J.-C. provenant de Babylone. British Museum.
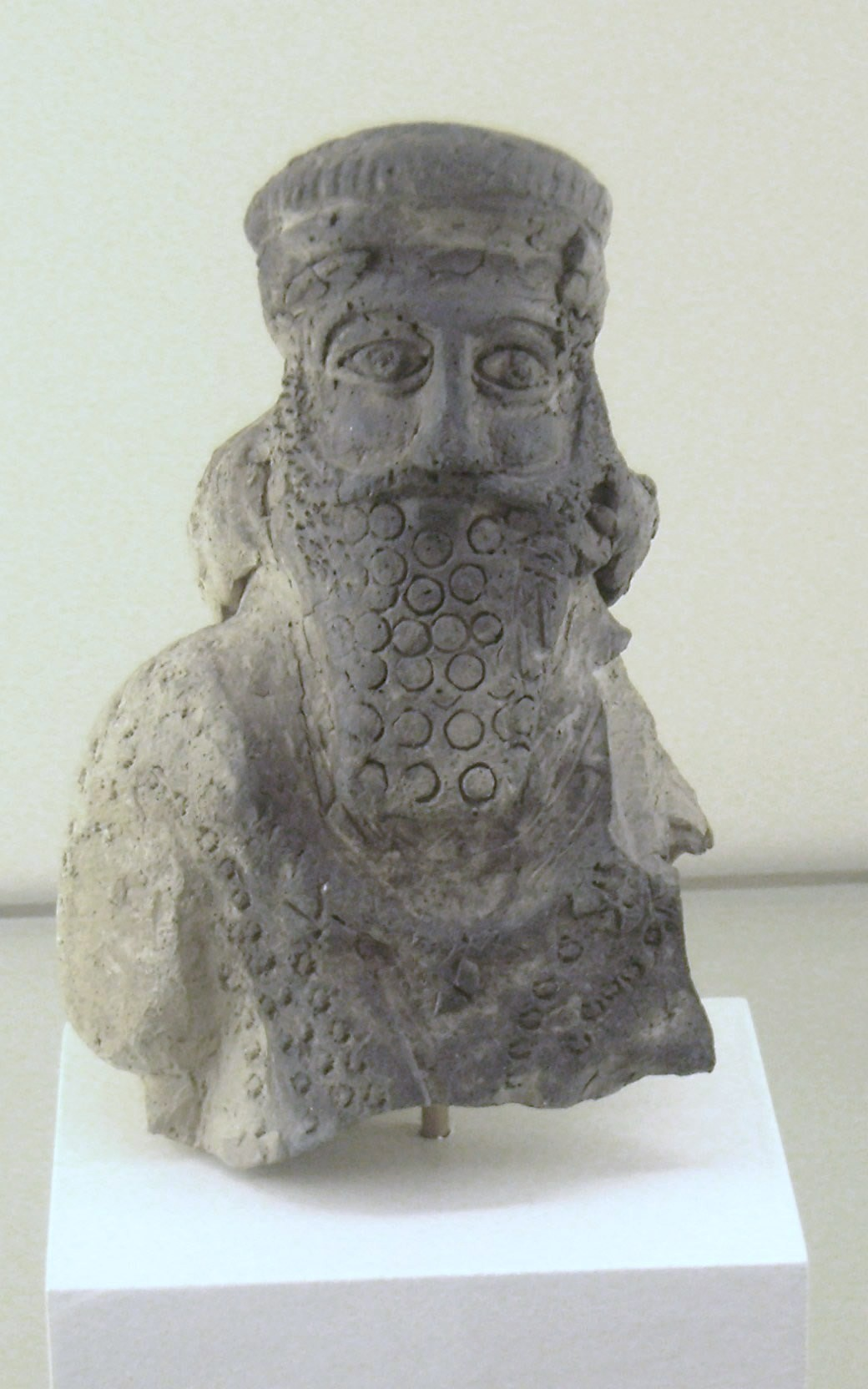
Statue en terre cuite retrouvée à Assur représentant un roi Pergamon Museum.
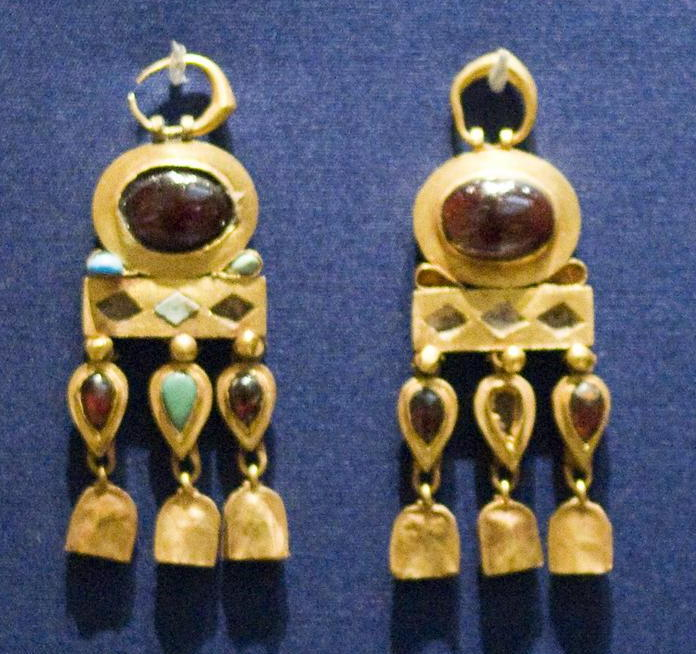
Boucles d'oreille en or et pierres précieuses exhumées dans une tombe de Ninive. British Museum.
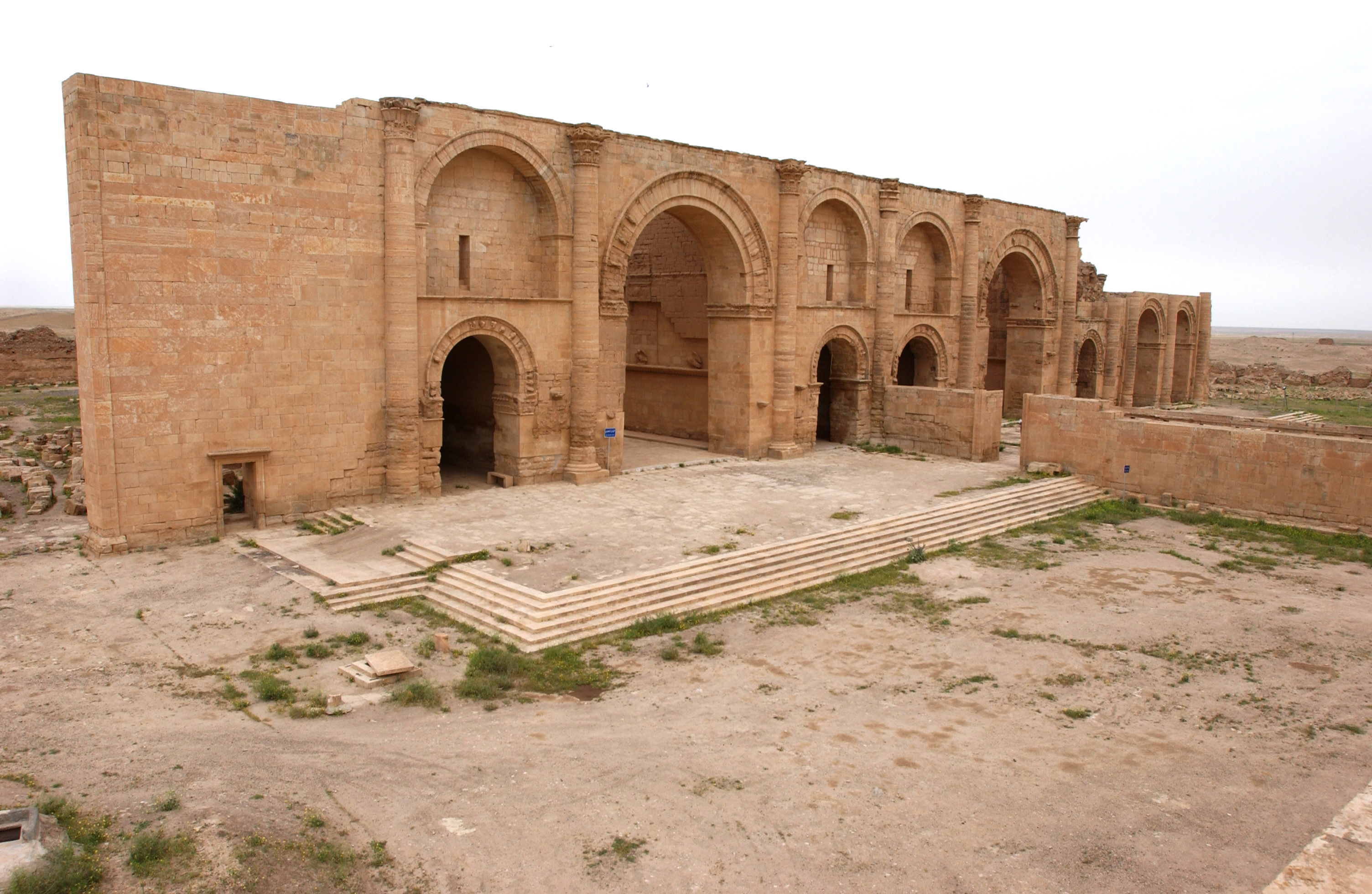
La façade aux iwans du grand temple de Hatra.
Plan du grand temple de Hatra. 1. iwan sud 2. iwan central 3. double iwan nord 4. édifice carré.
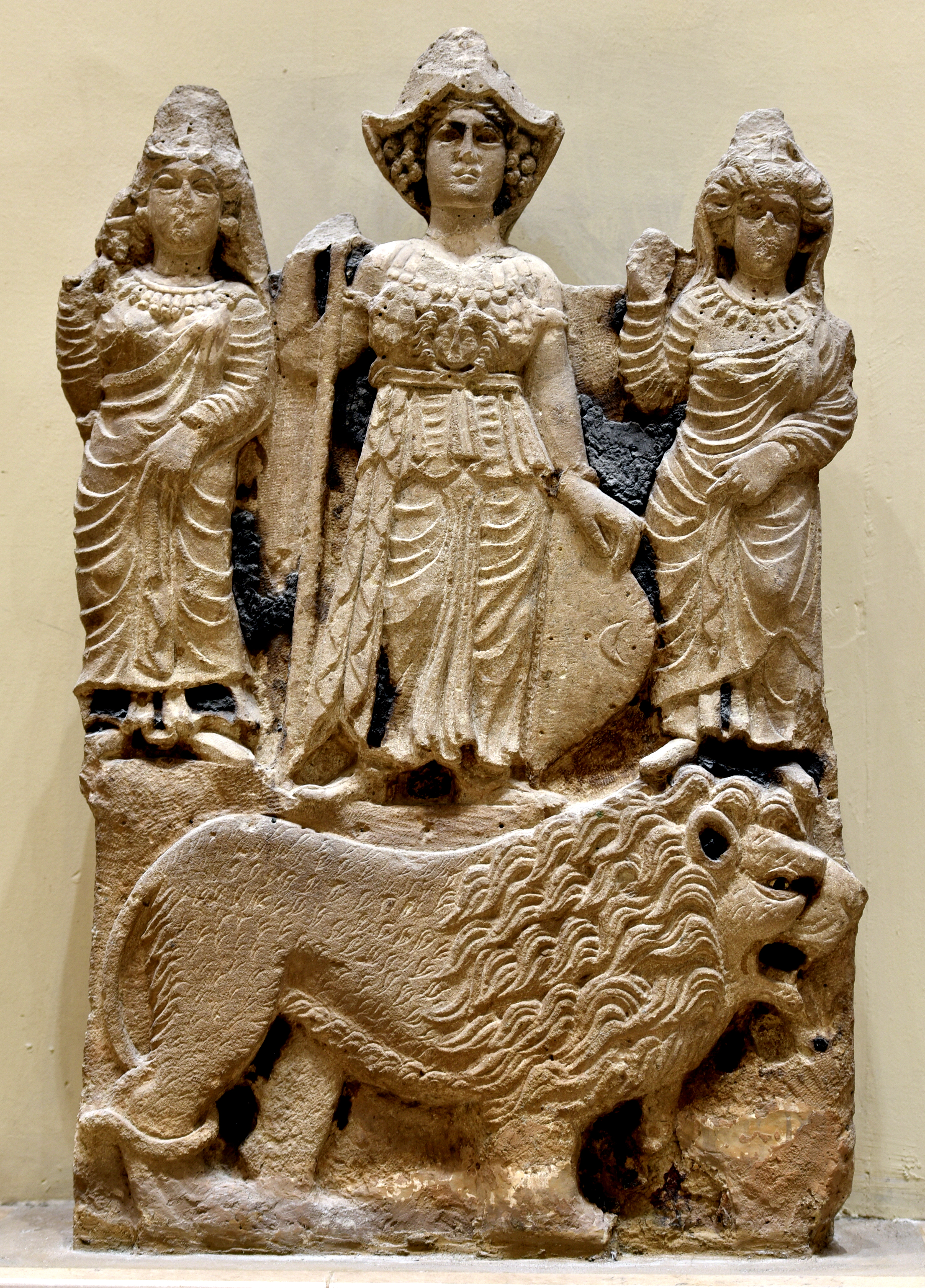
La déesse Allat accompagnée des déesses Manat et Al-Uzza, Hatra. Musée national d'Irak.
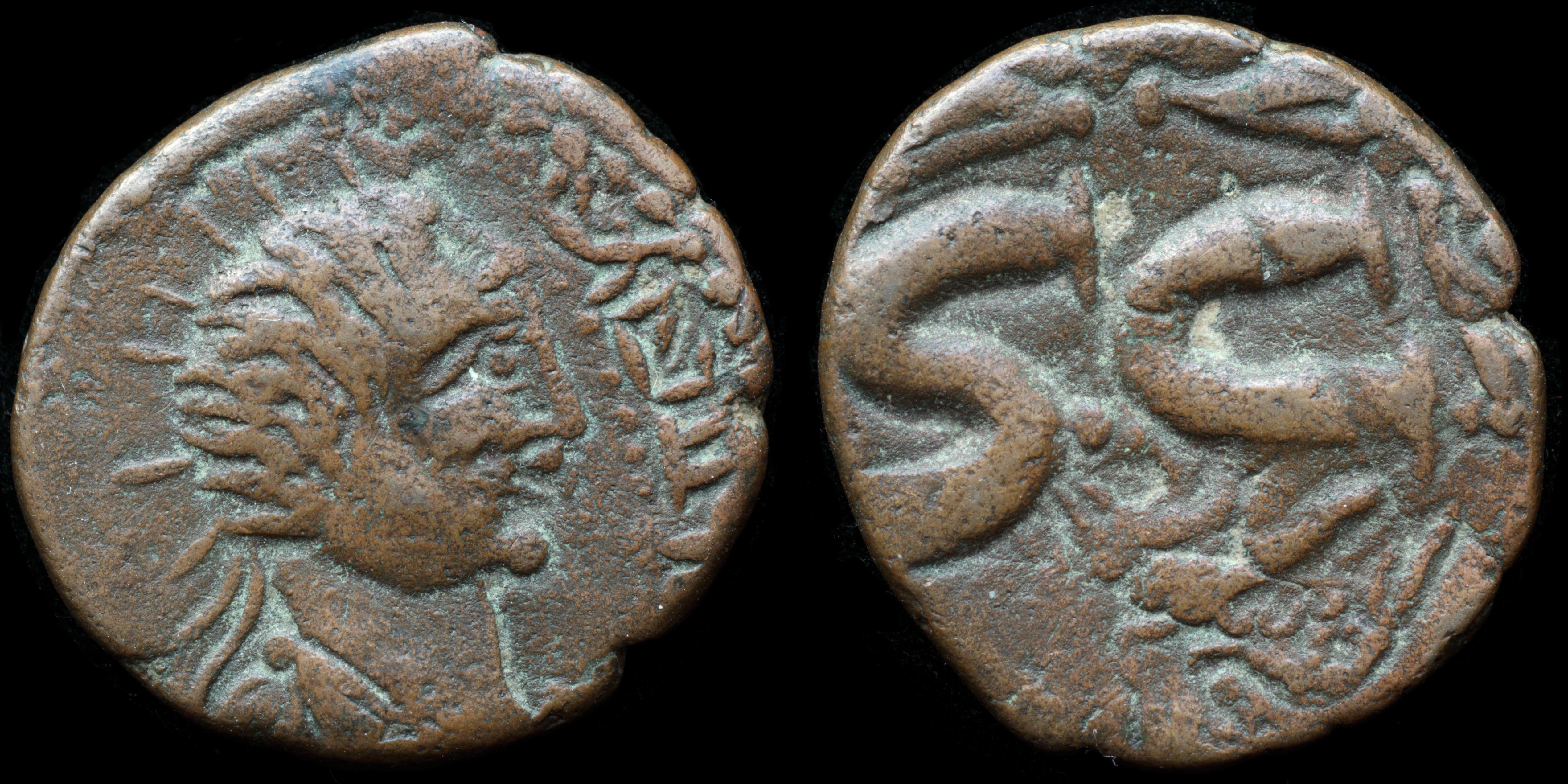
Pièce de monnaie Hatra : à l'avers, inscription « Hatra de Shamash ». Première moitié du IIe siècle.

L'empire parthe s'effondre dans les premières décennies du IIIe siècle, après des guerres difficiles contre Rome en Haute Mésopotamie, et surtout après des guerres internes puis l'émergence de la dynastie sassanide dans le Fars. Le souverain de cette dernière, Ardachir Ier, se soulève contre les Parthes et les défait. Il contrôle alors la Babylonie dès 226, puis soumet la Haute Mésopotamie dans les années 230-240 (période de la destruction de Hatra) et se pose en nouveau rival de Rome au Proche-Orient.